# Románia madárfajainak képtára
A világon élő mintegy 10 000 madárfaj közül a Romániában jelenleg 384 fajt tartanak nyilván.

## Búváralakúak(Gaviiformes)

### Búvárfélék(Gaviidae)

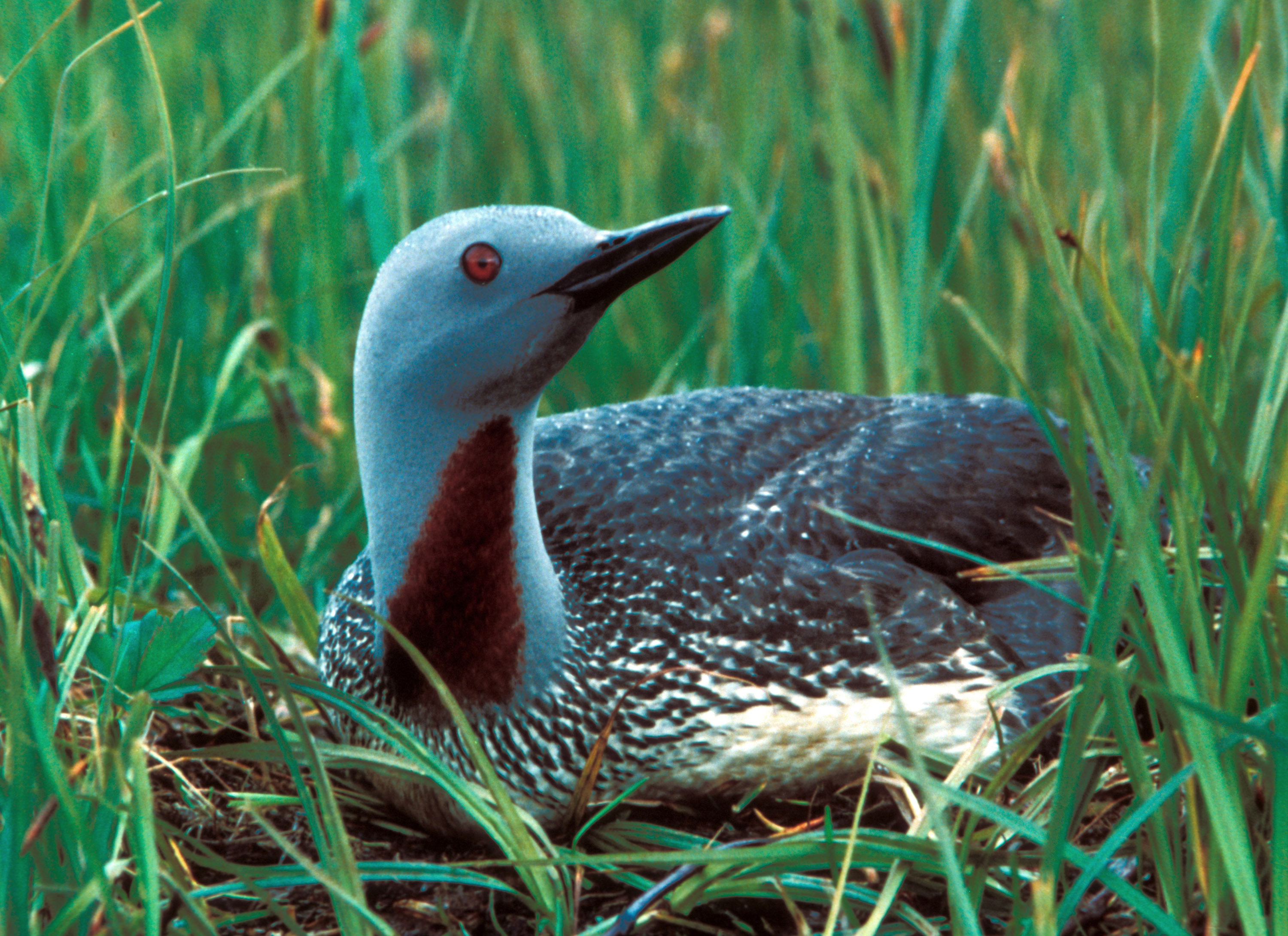
Északi búvár (Gavia stellata)
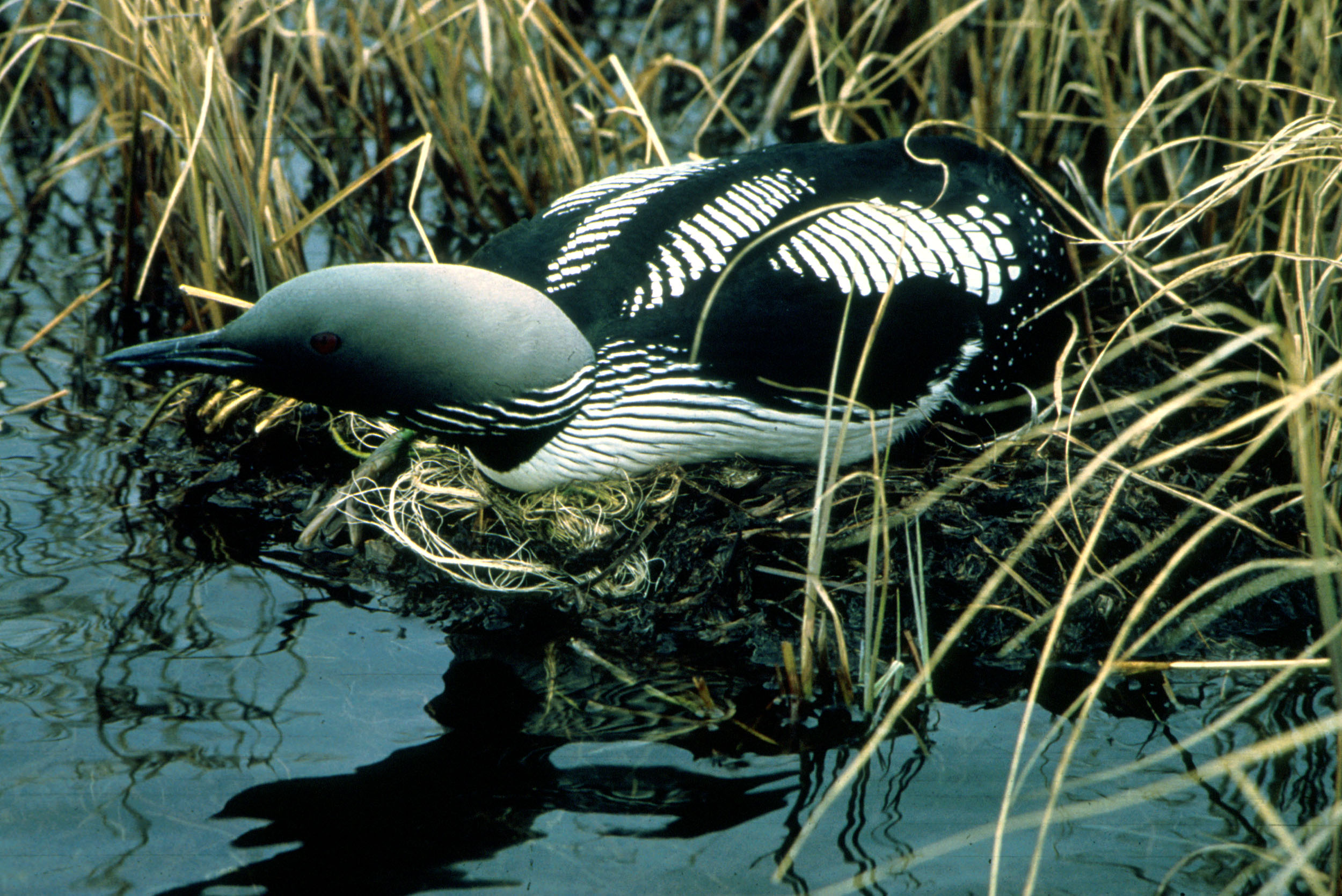
Sarki búvár (Gavia arctica)
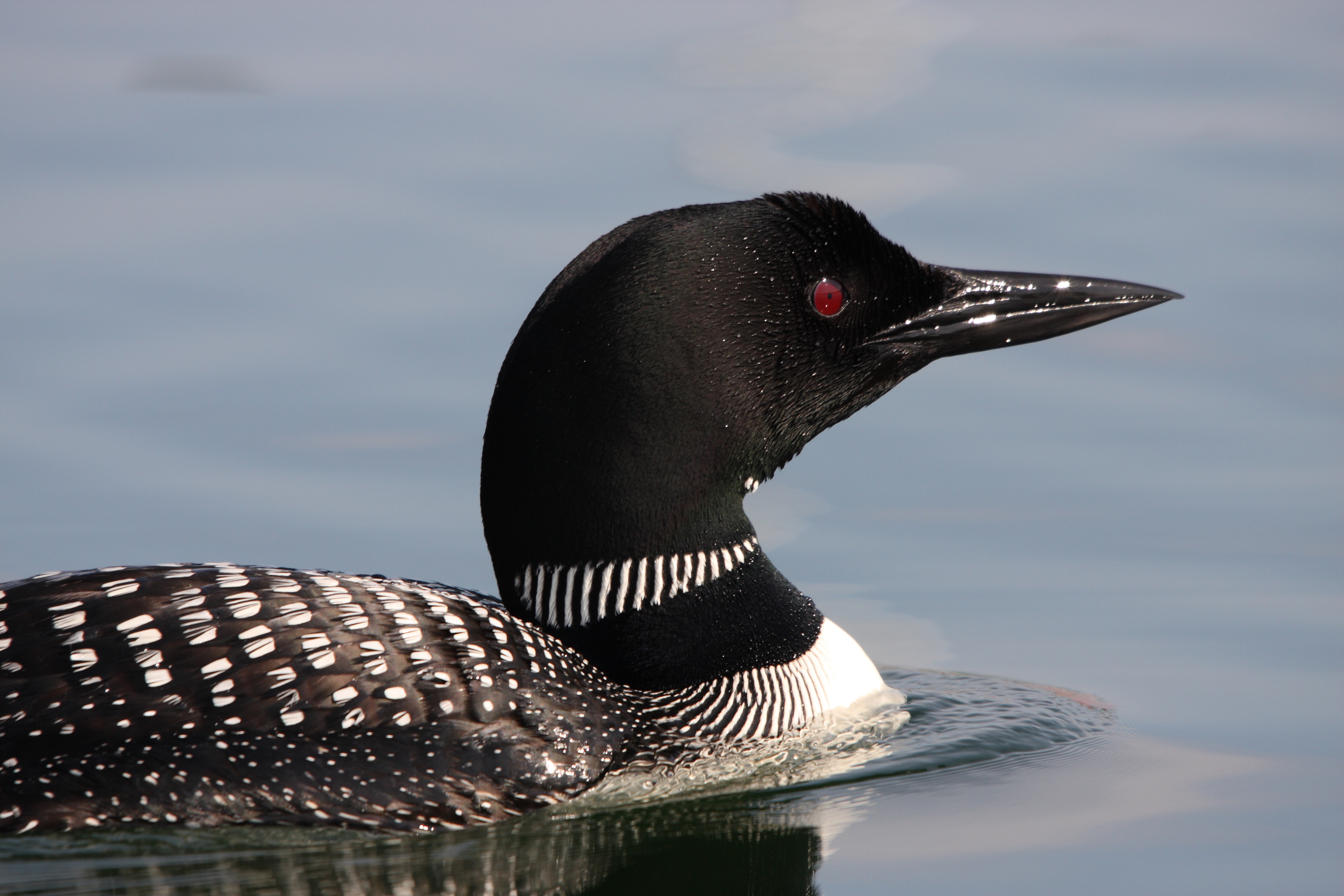
Jeges búvár (Gavia immer)

## Vöcsökalakúak(Podicipediformes)

### Vöcsökfélék(Podicipedidae)

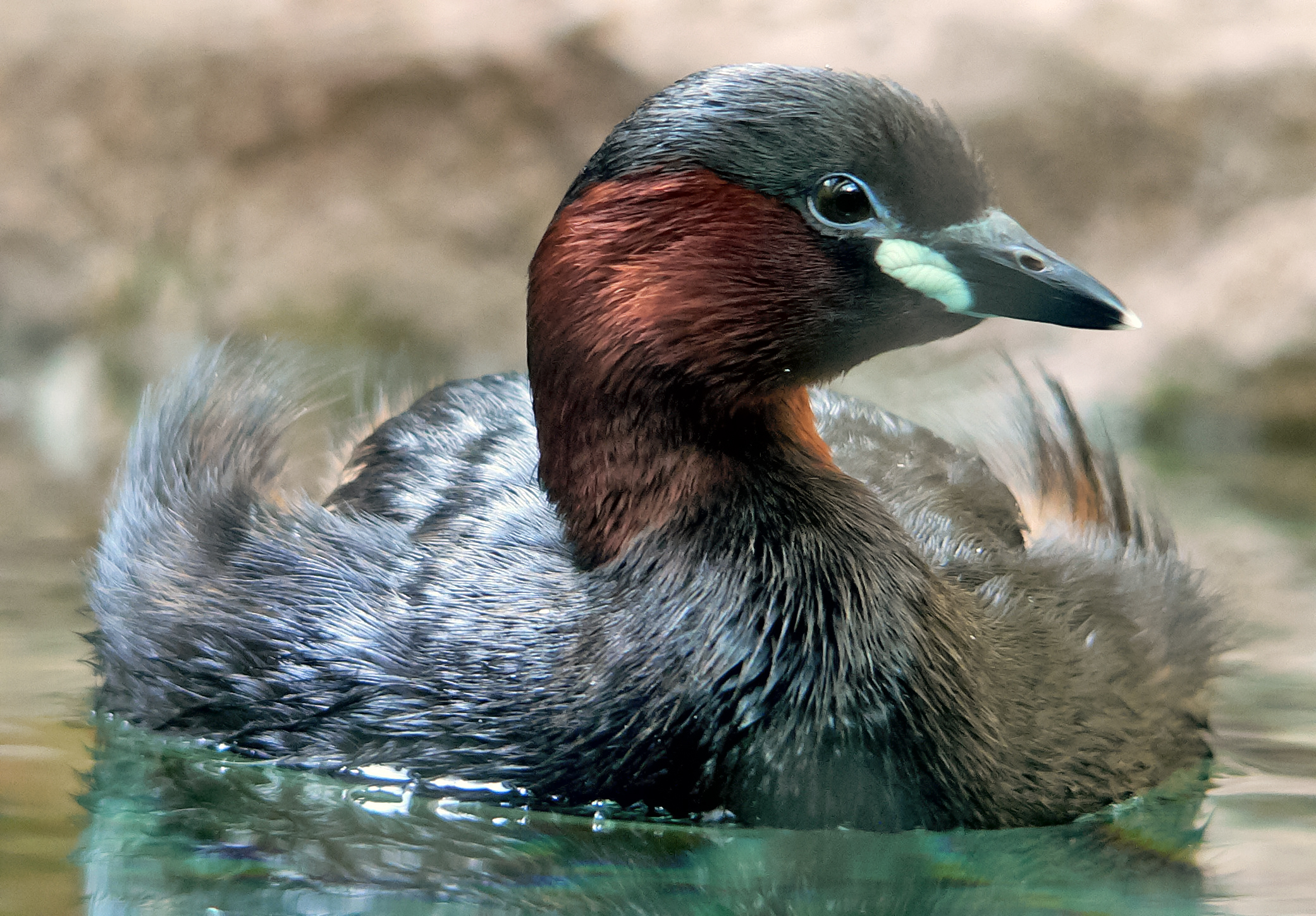
Kis vöcsök (Tachybaptus ruficollis)
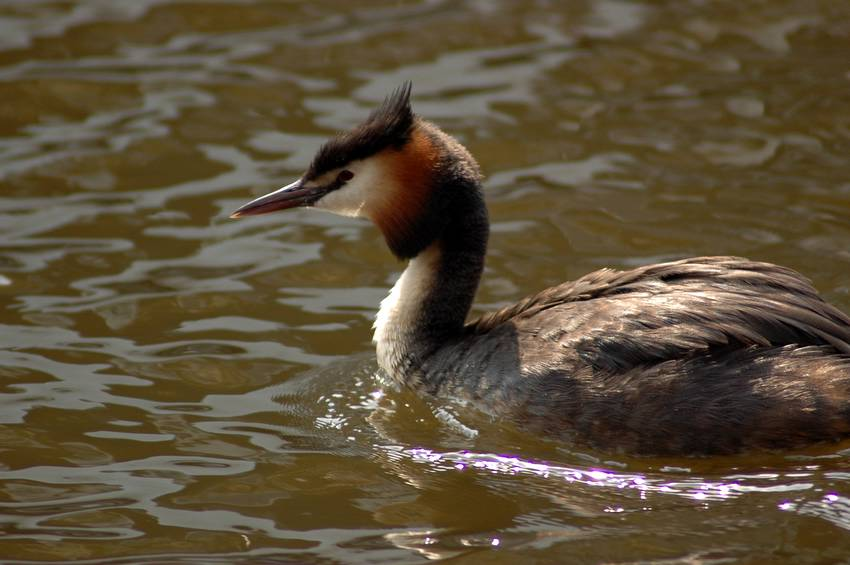
Búbos vöcsök (Podiceps cristatus)
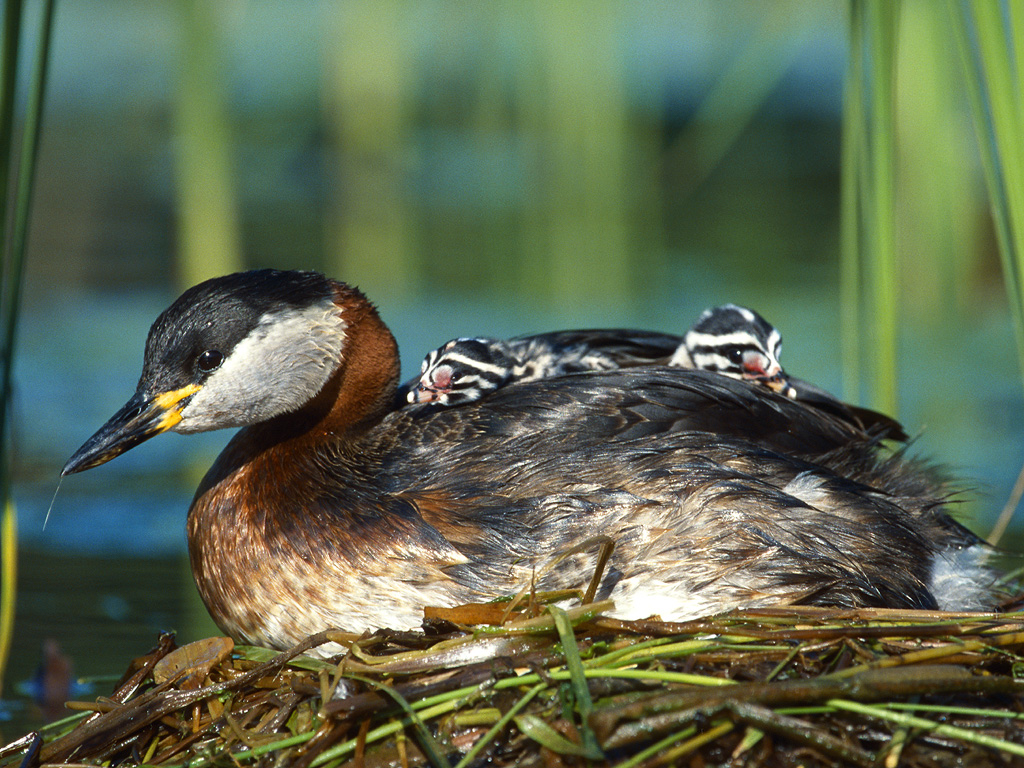
Vörösnyakú vöcsök (Podiceps grisegena)
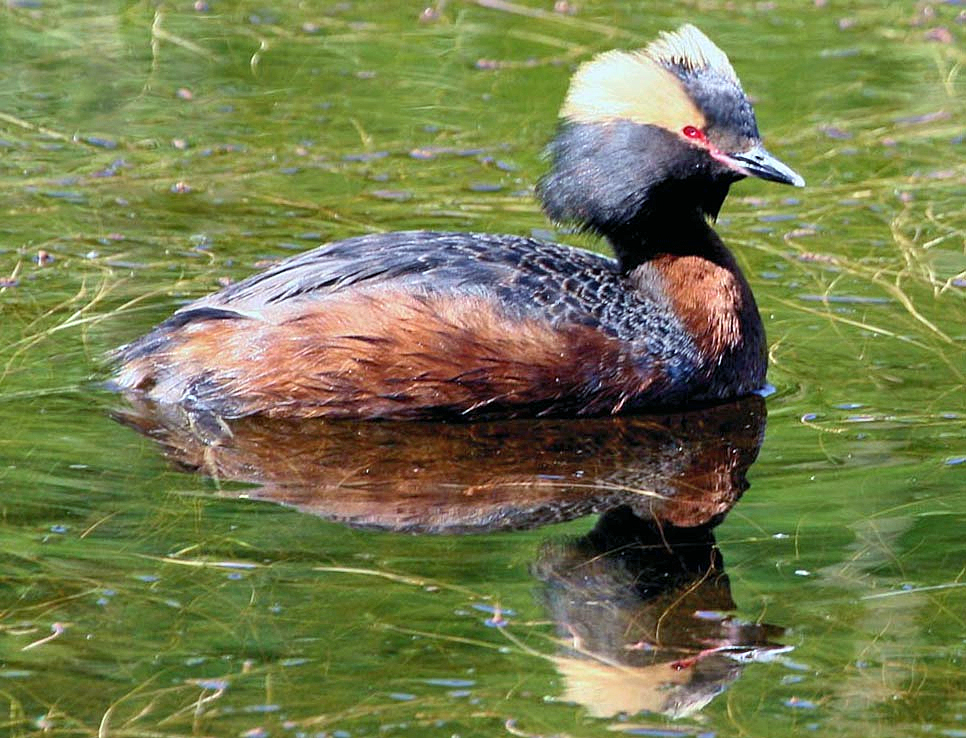
Füles vöcsök (Podiceps auritus)
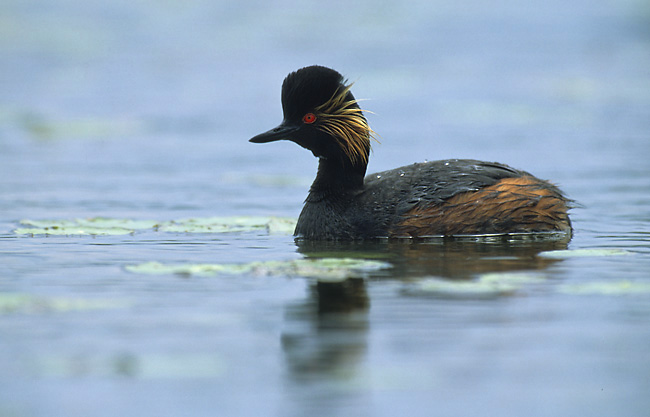
Feketenyakú vöcsök (Podiceps nigricollis)

## Viharmadár-alakúak(Procellariiformes)

### Viharmadárfélék(Procellariidae)

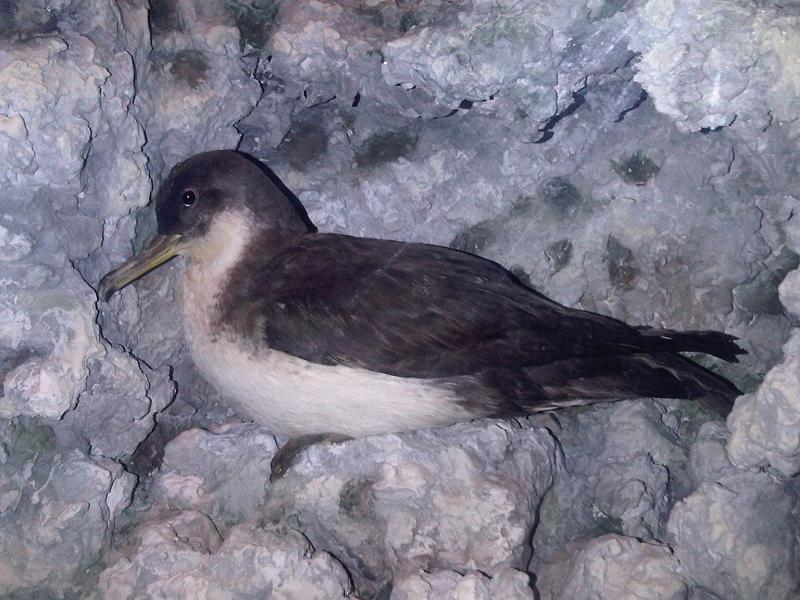
Bukdosó vészmadár (Puffinus yelkouan)

## Gödényalakúak(Pelecaniformes)

### Gödényfélék(Pelecanidae)

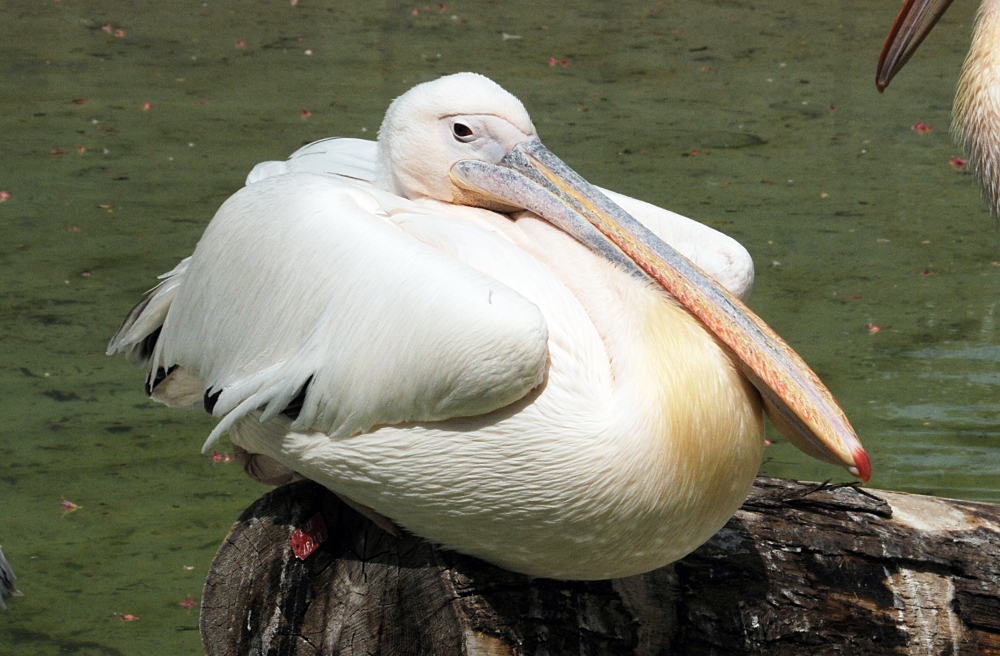
Rózsás gödény (Pelecanus onocrotalus)
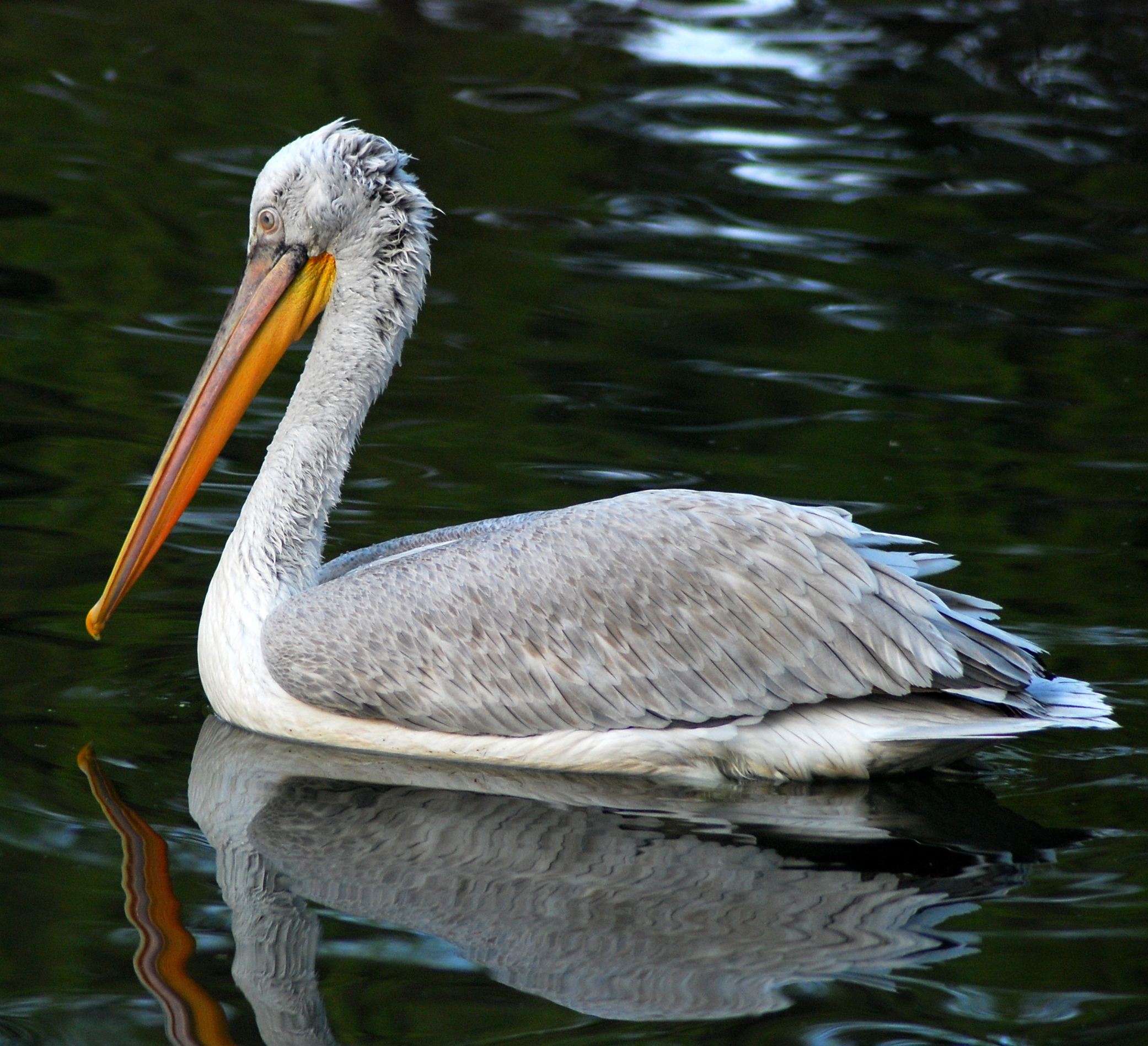
Borzas gödény (Pelecanus crispus)

### Kárókatonafélék(Phalacrocoracidae)

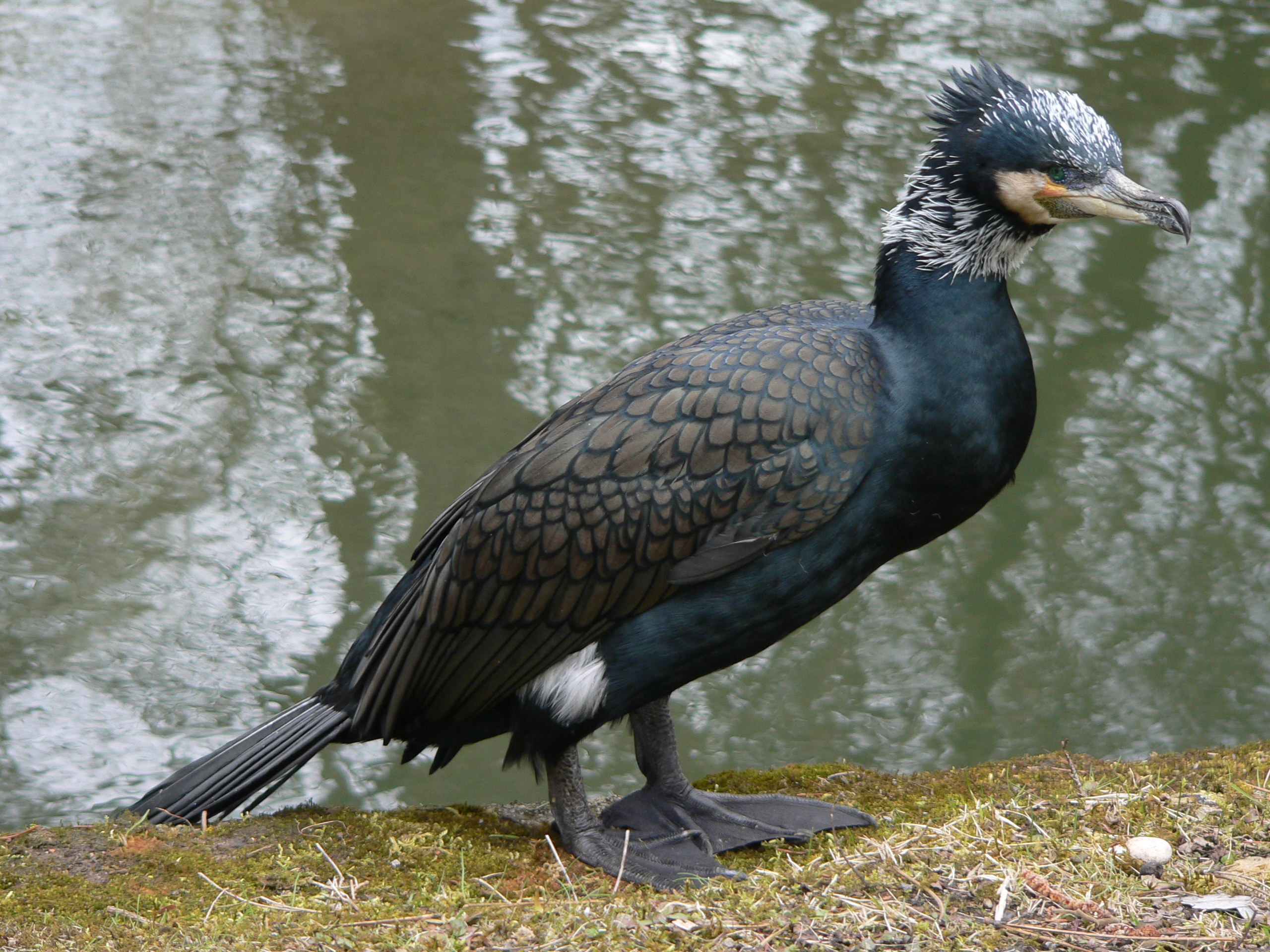
Nagy kárókatona (Phalacrocorax carbo)
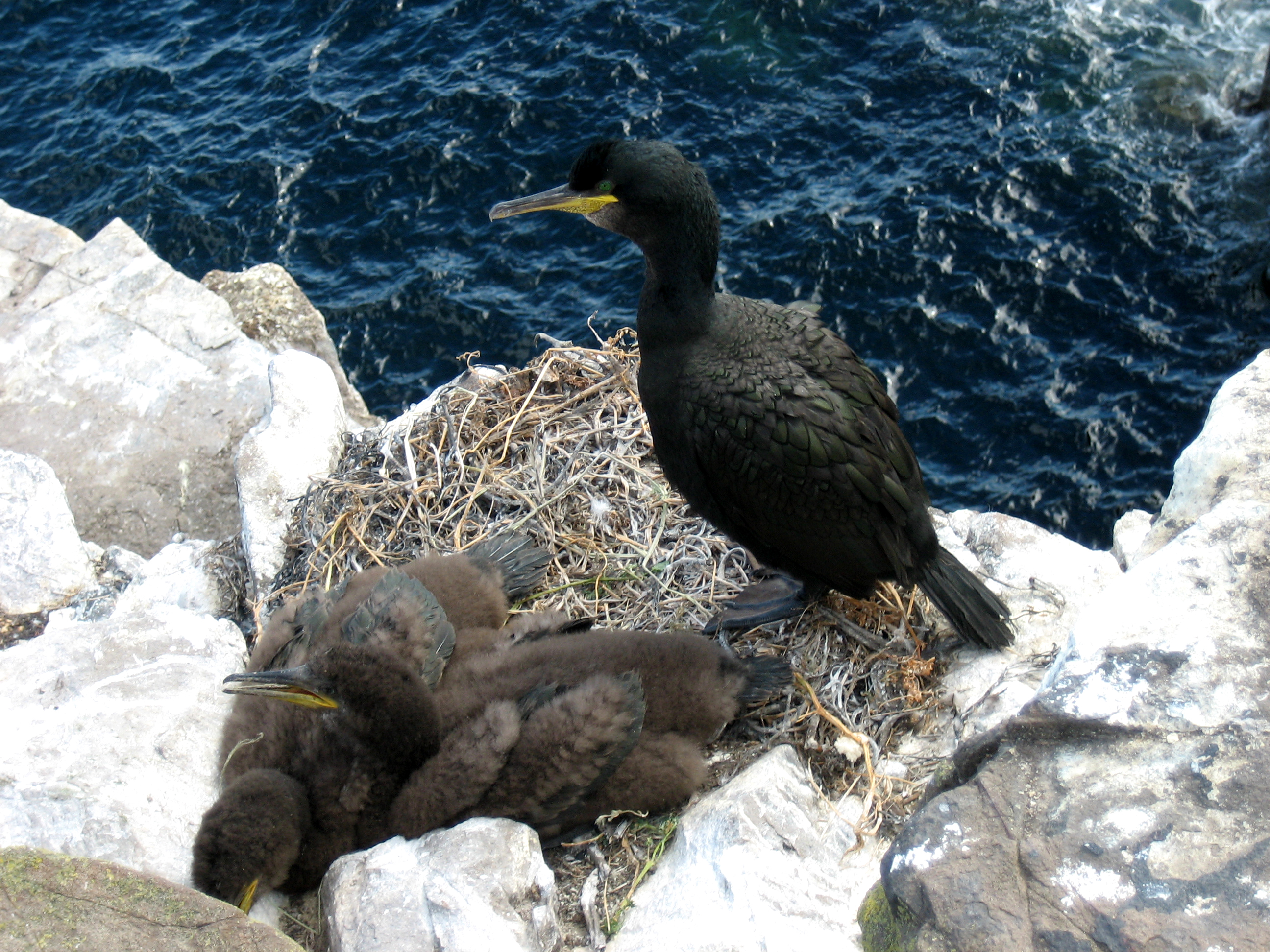
Üstökös kárókatona (Phalacrocorax aristotelis)
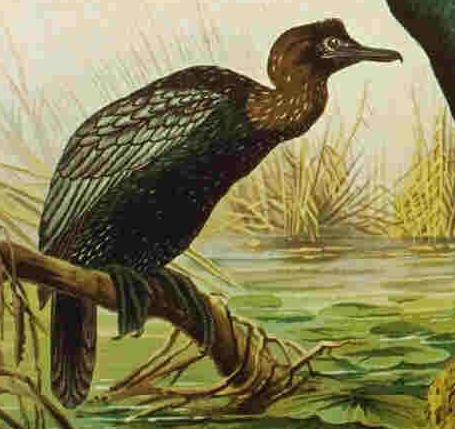
Kis kárókatona (Phalacrocorax pygmeus)

## Gólyaalakúak(Ciconiiformes)

### Gémfélék(Ardeidae)

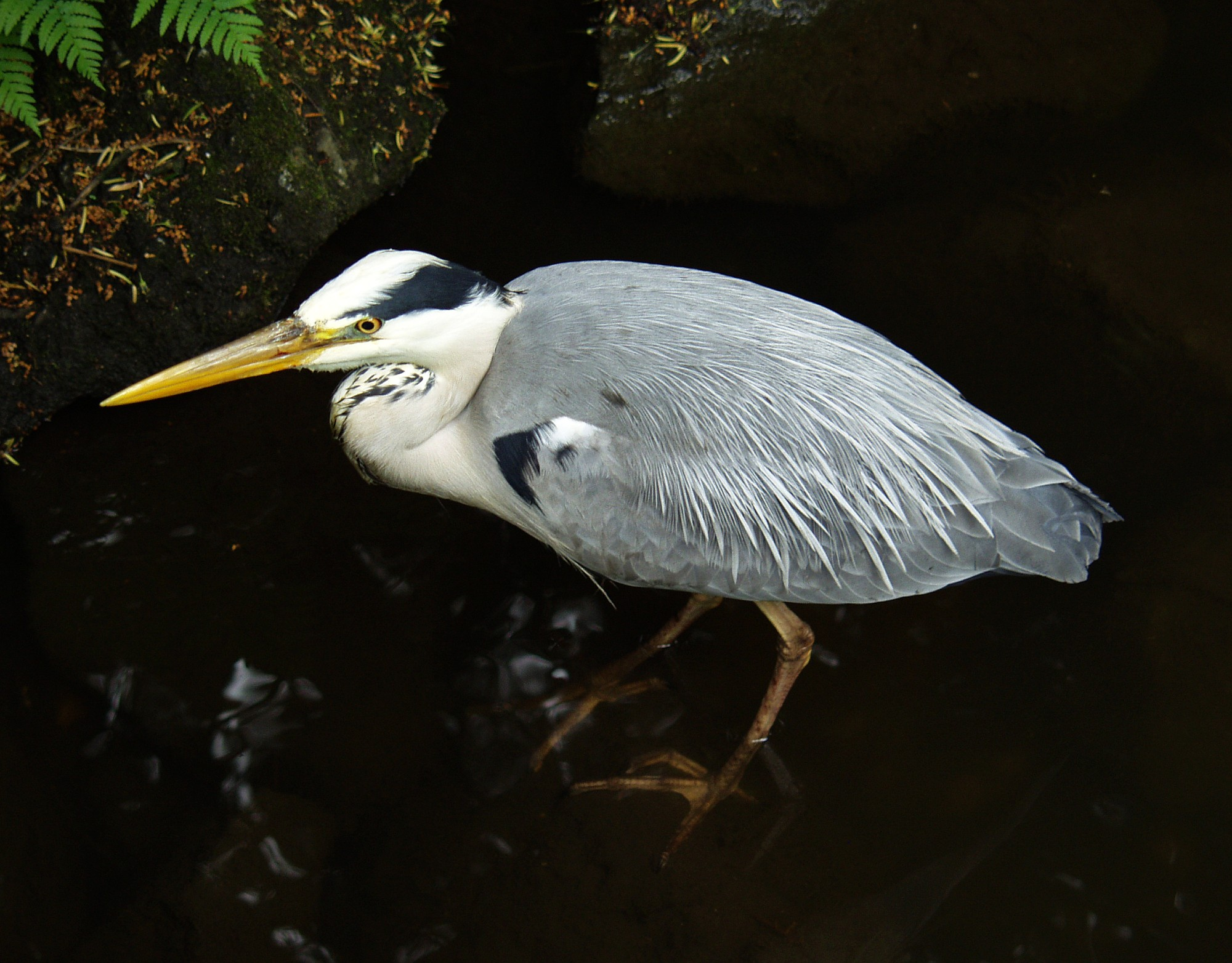
Szürke gém (Ardea cinerea)
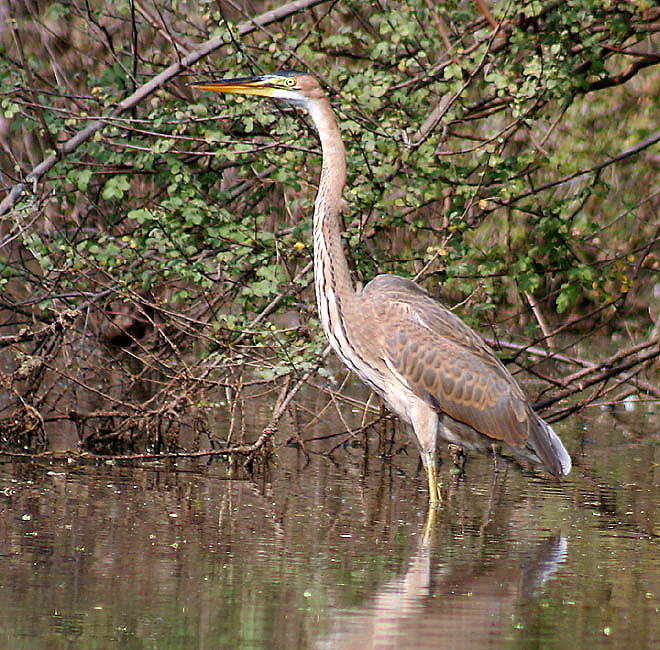
Vörös gém (Ardea purpurea)
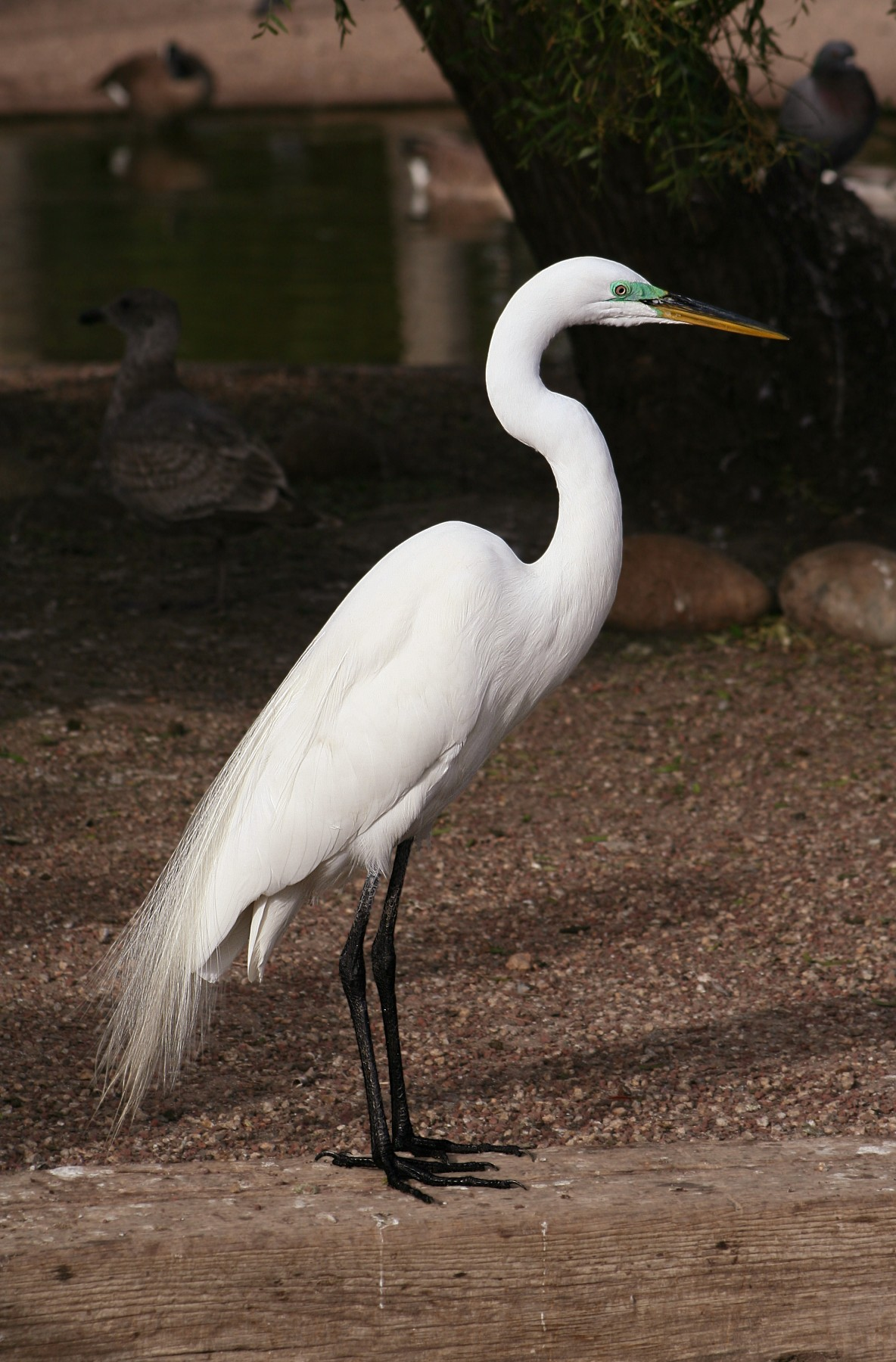
Nagy kócsag (Egretta alba)
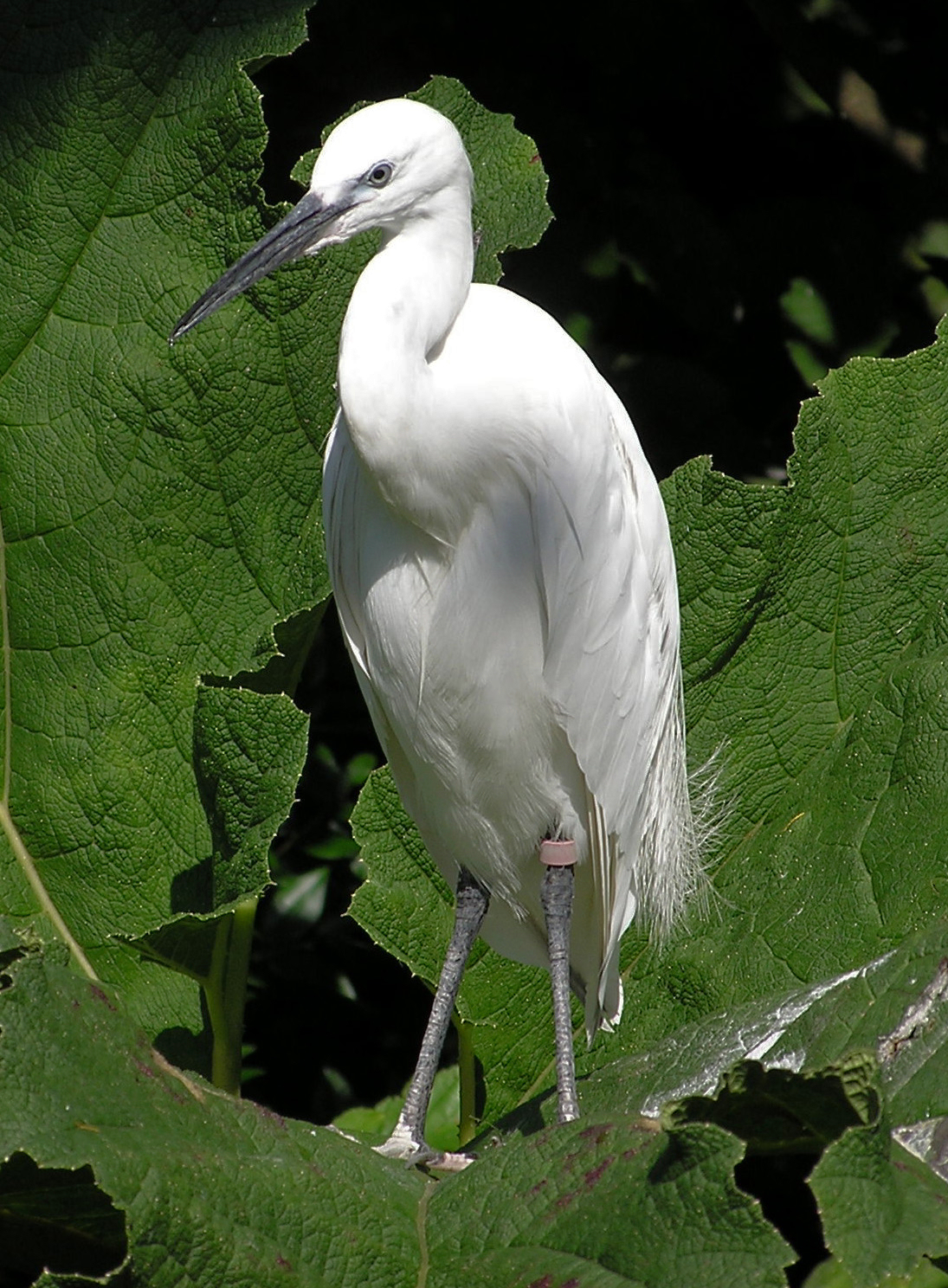
Kis kócsag (Egretta garzetta)
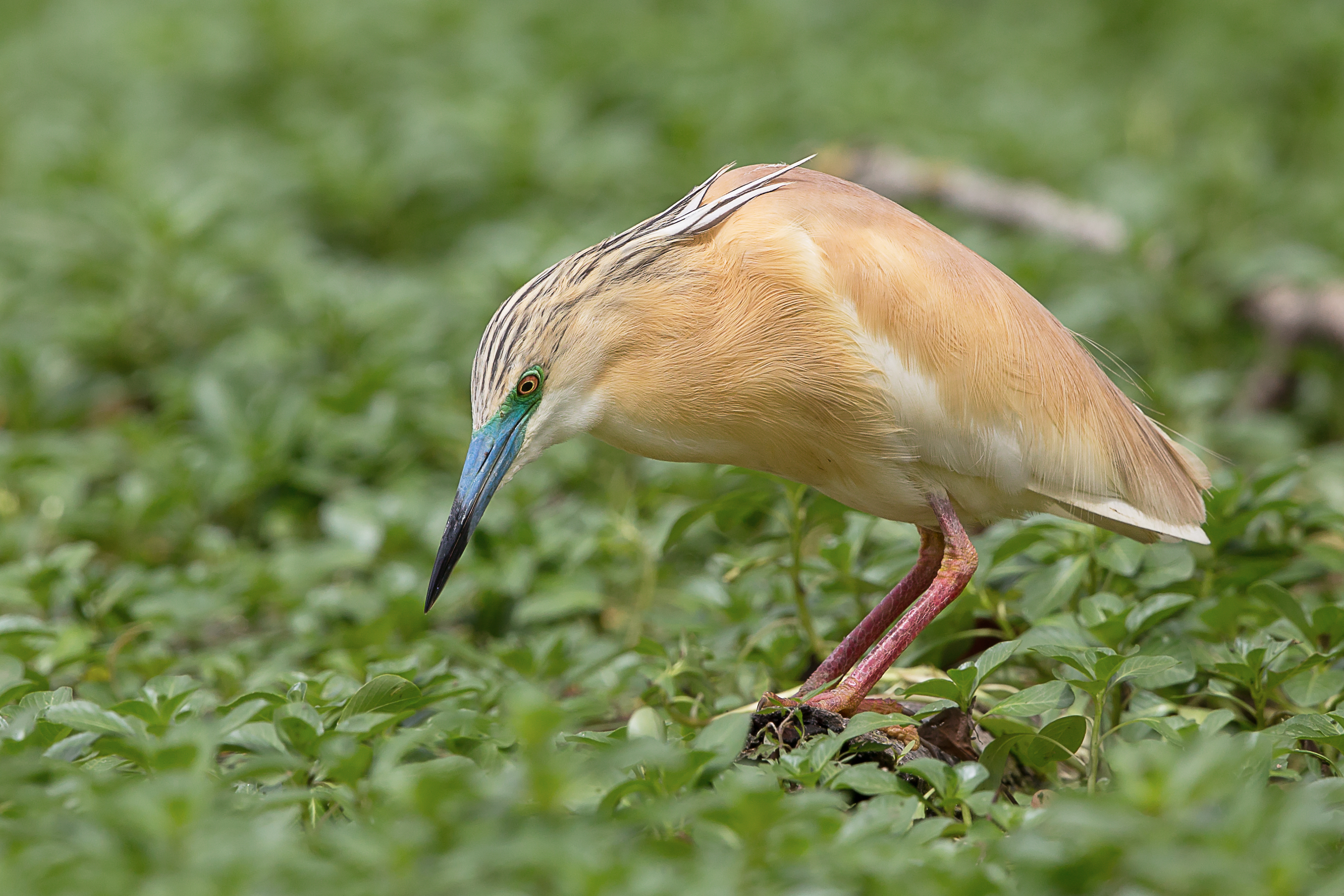
Üstökösgém (Ardeola ralloides)
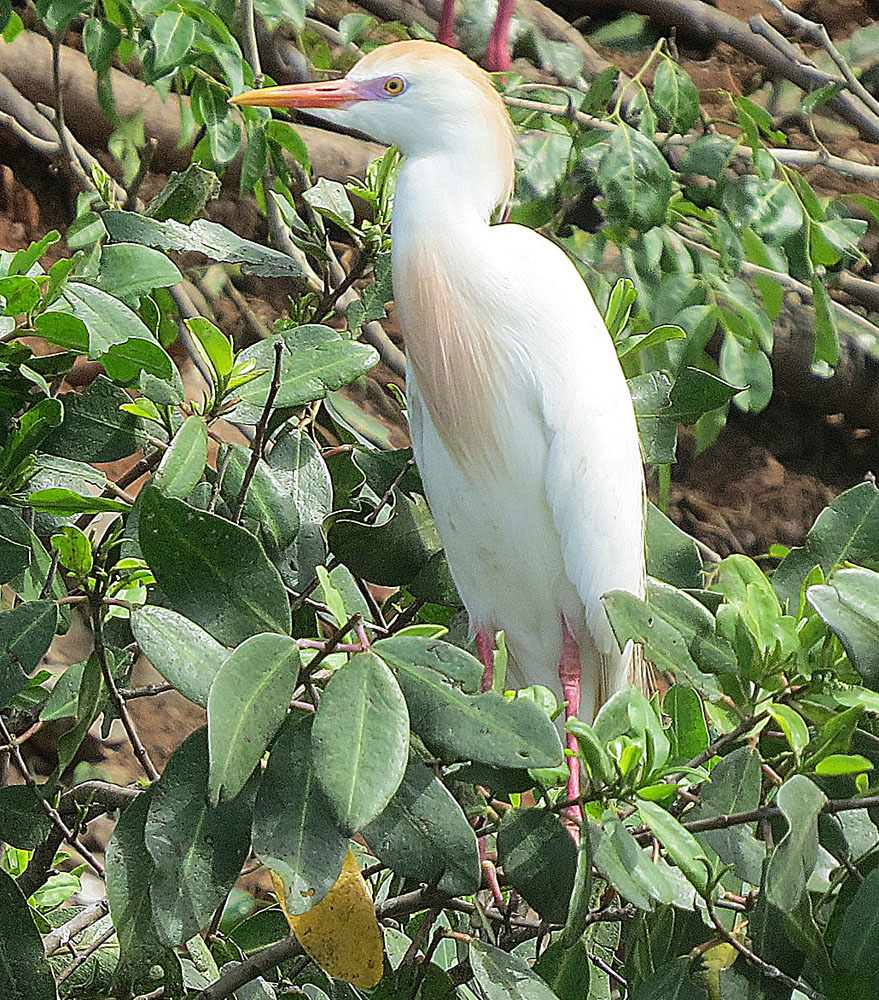
Pásztorgém (Bubulcus ibis)
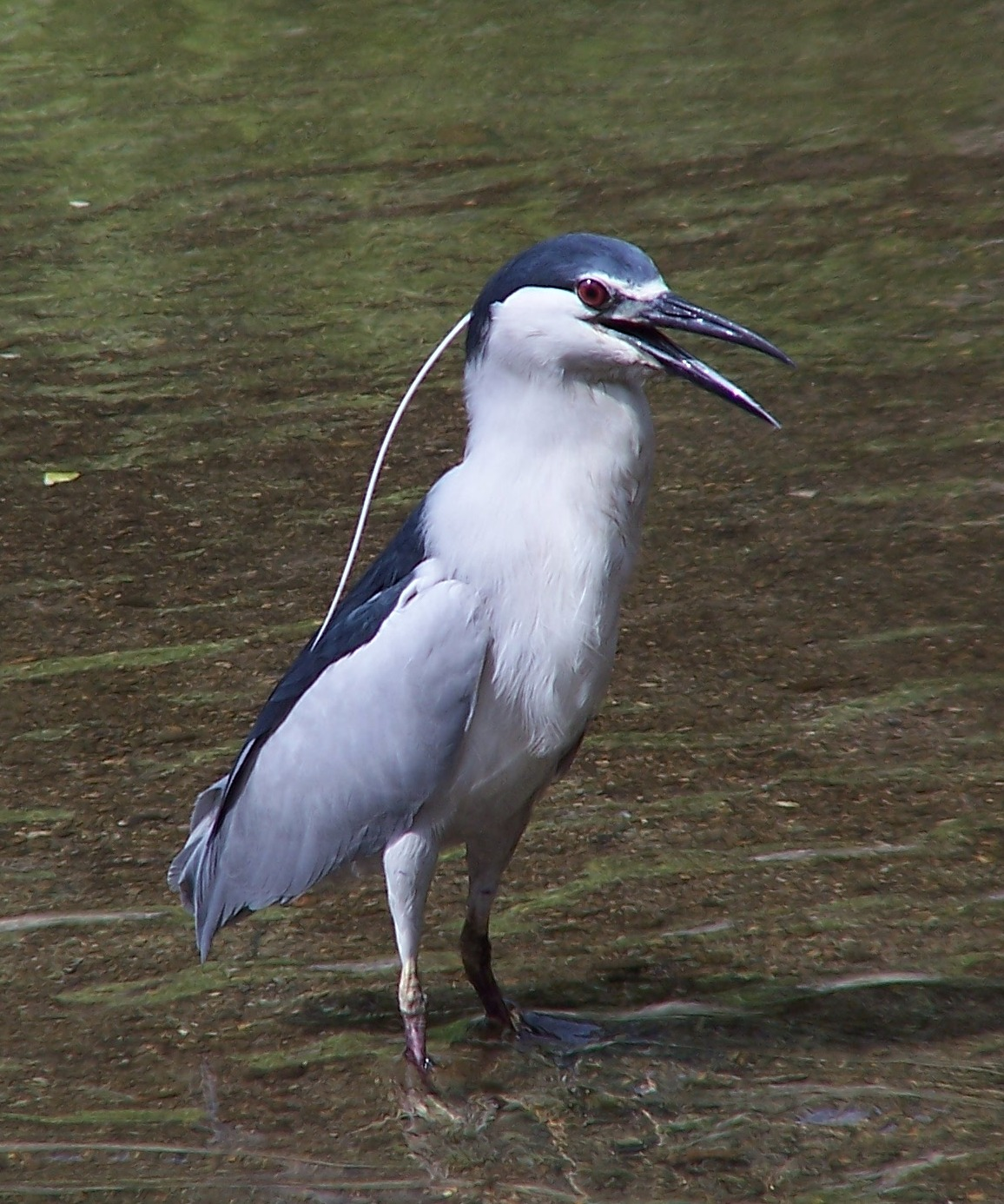
Bakcsó (Nycticorax nycticorax)
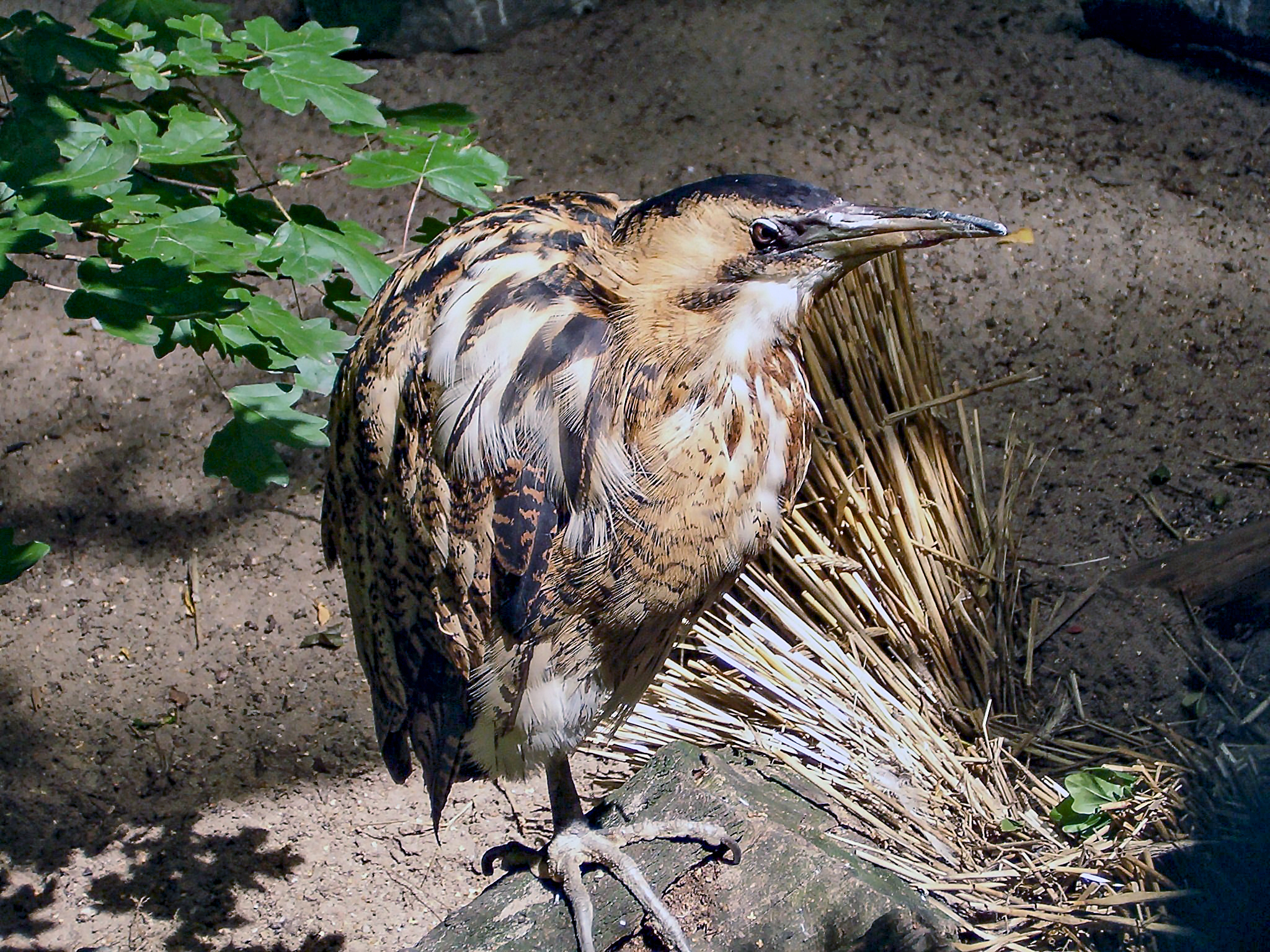
Bölömbika (Botaurus stellaris)
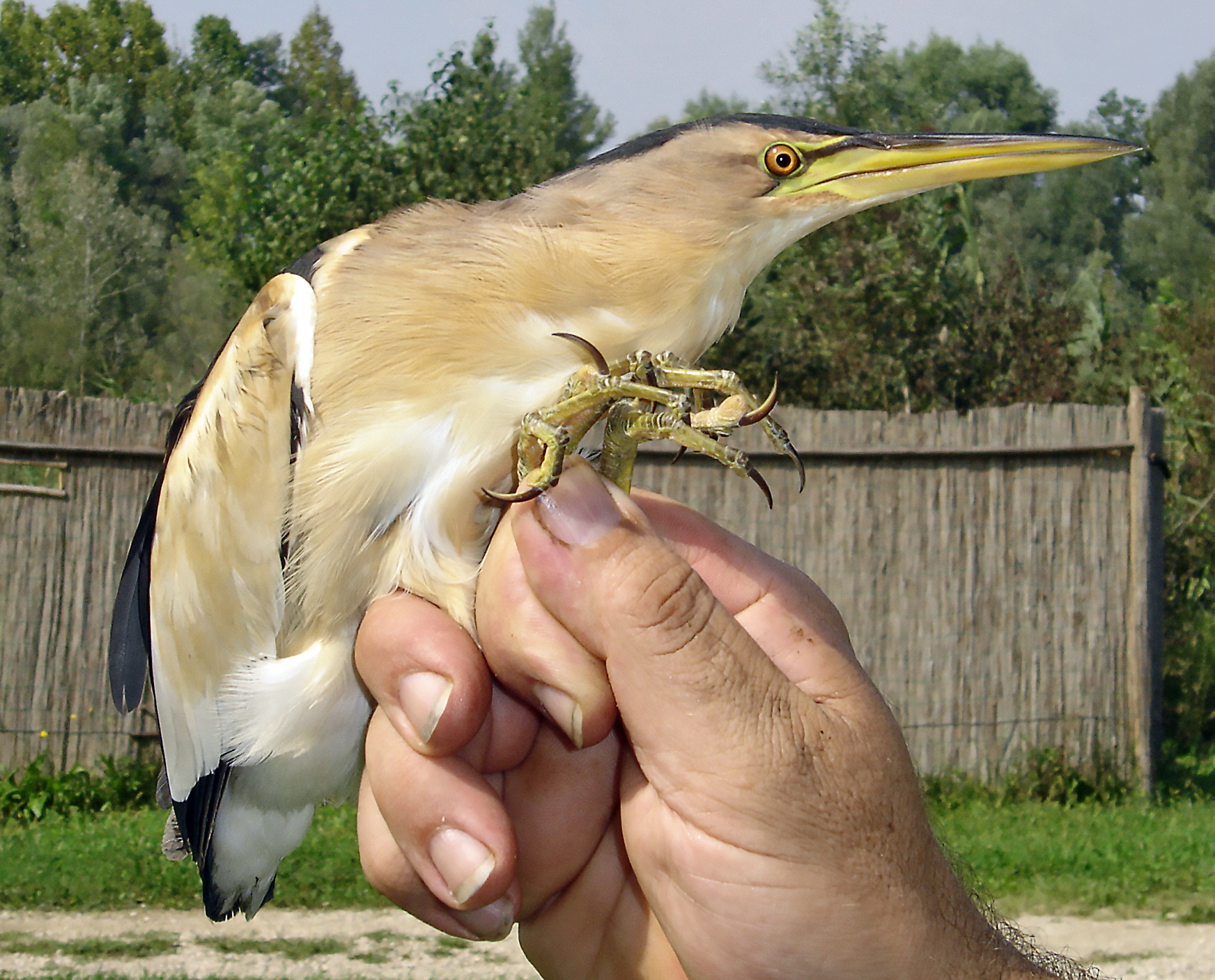
Törpegém (Ixobrychus minutus)
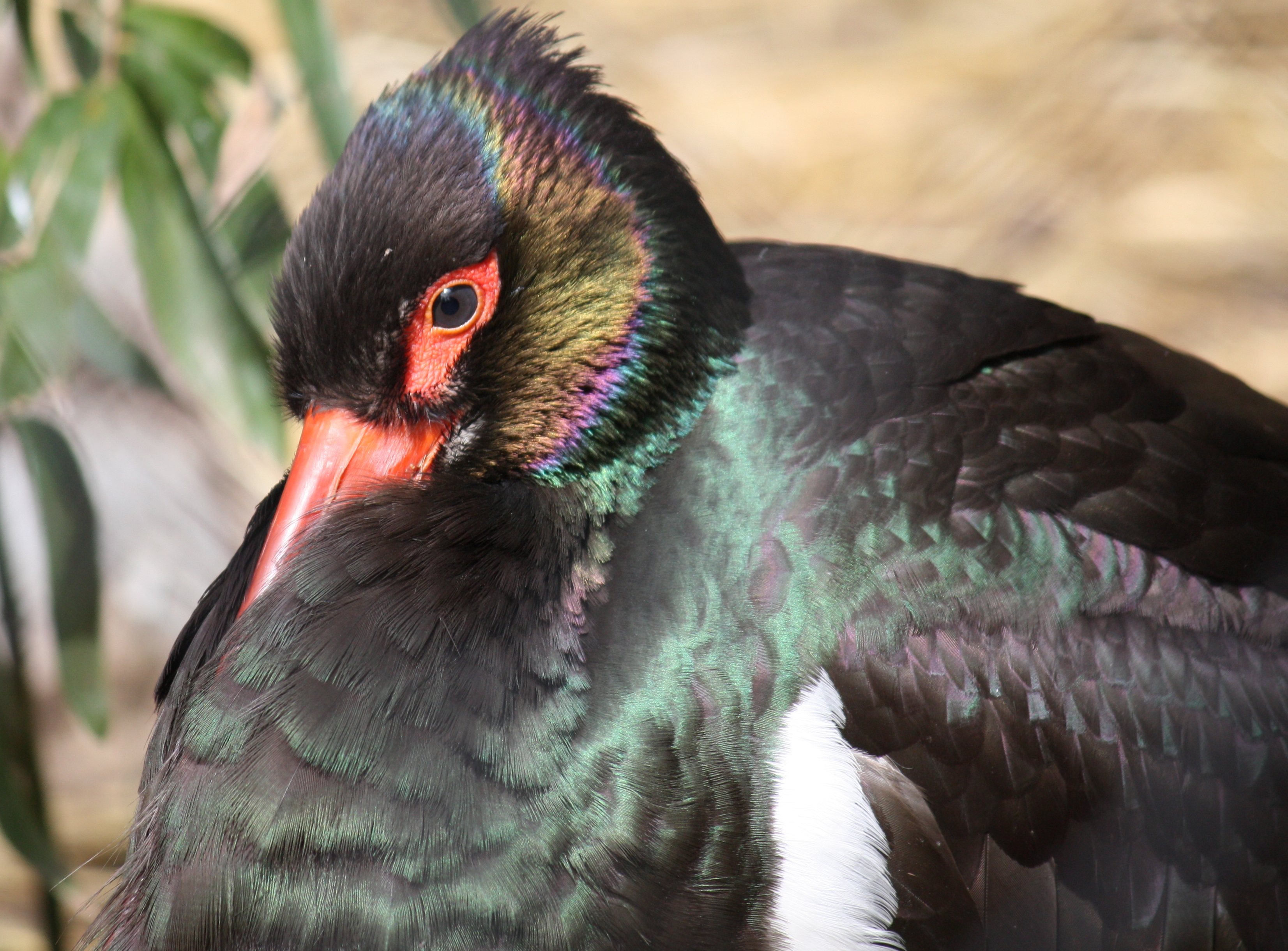
Fekete gólya (Ciconia nigra)
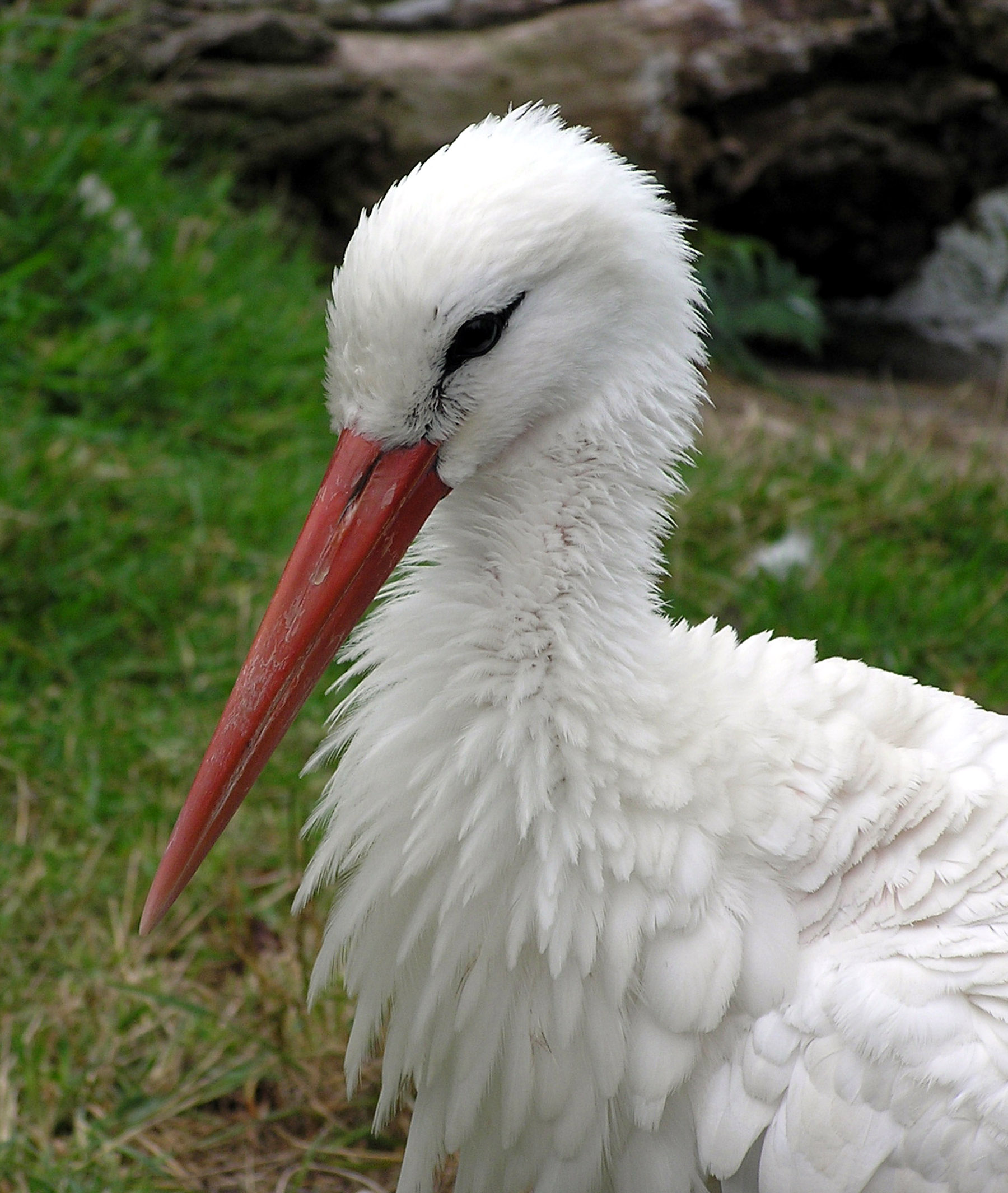
Fehér gólya (Ciconia ciconia)

### Íbiszfélék

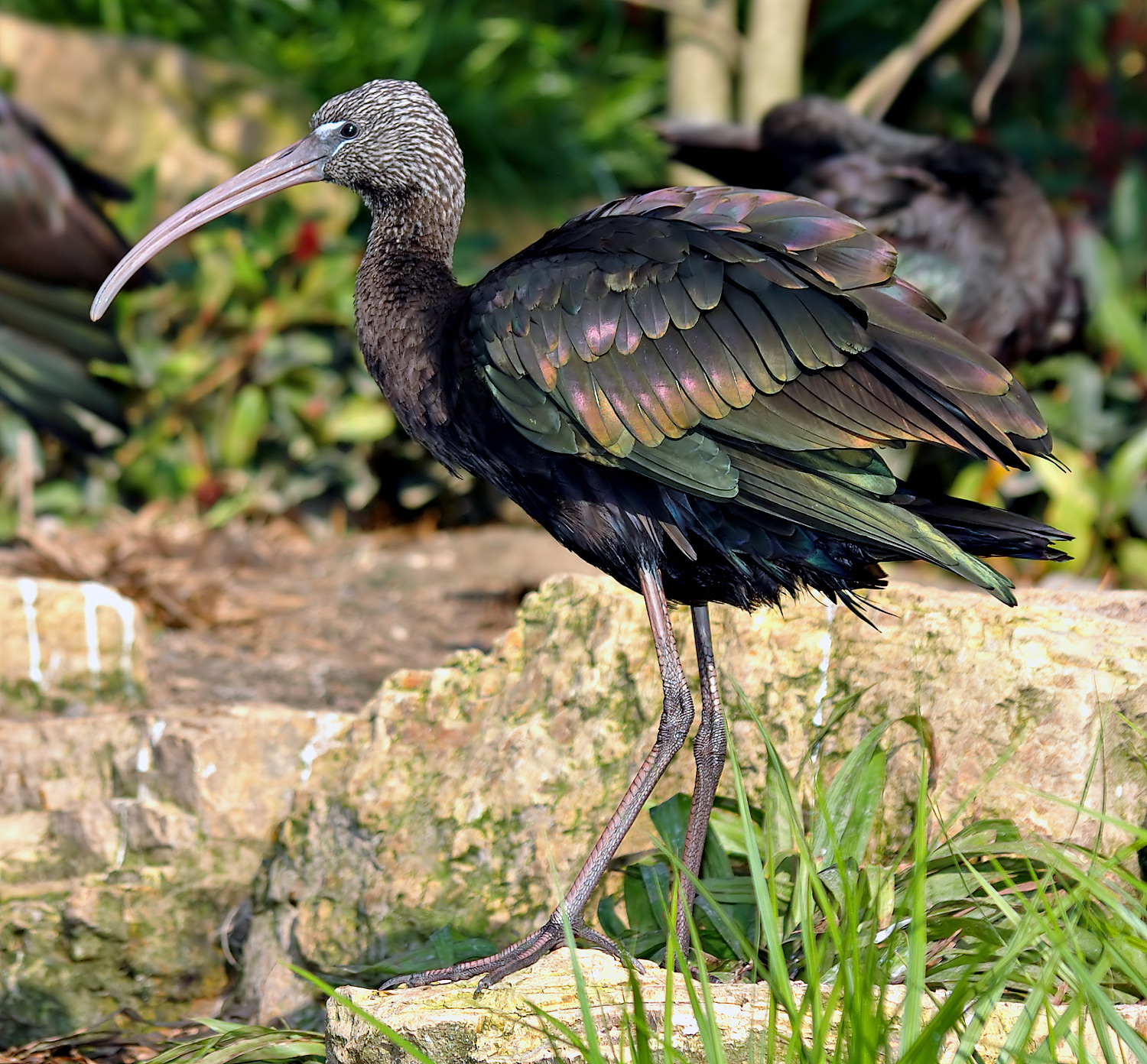
Batla (Plegadis falcinellus)
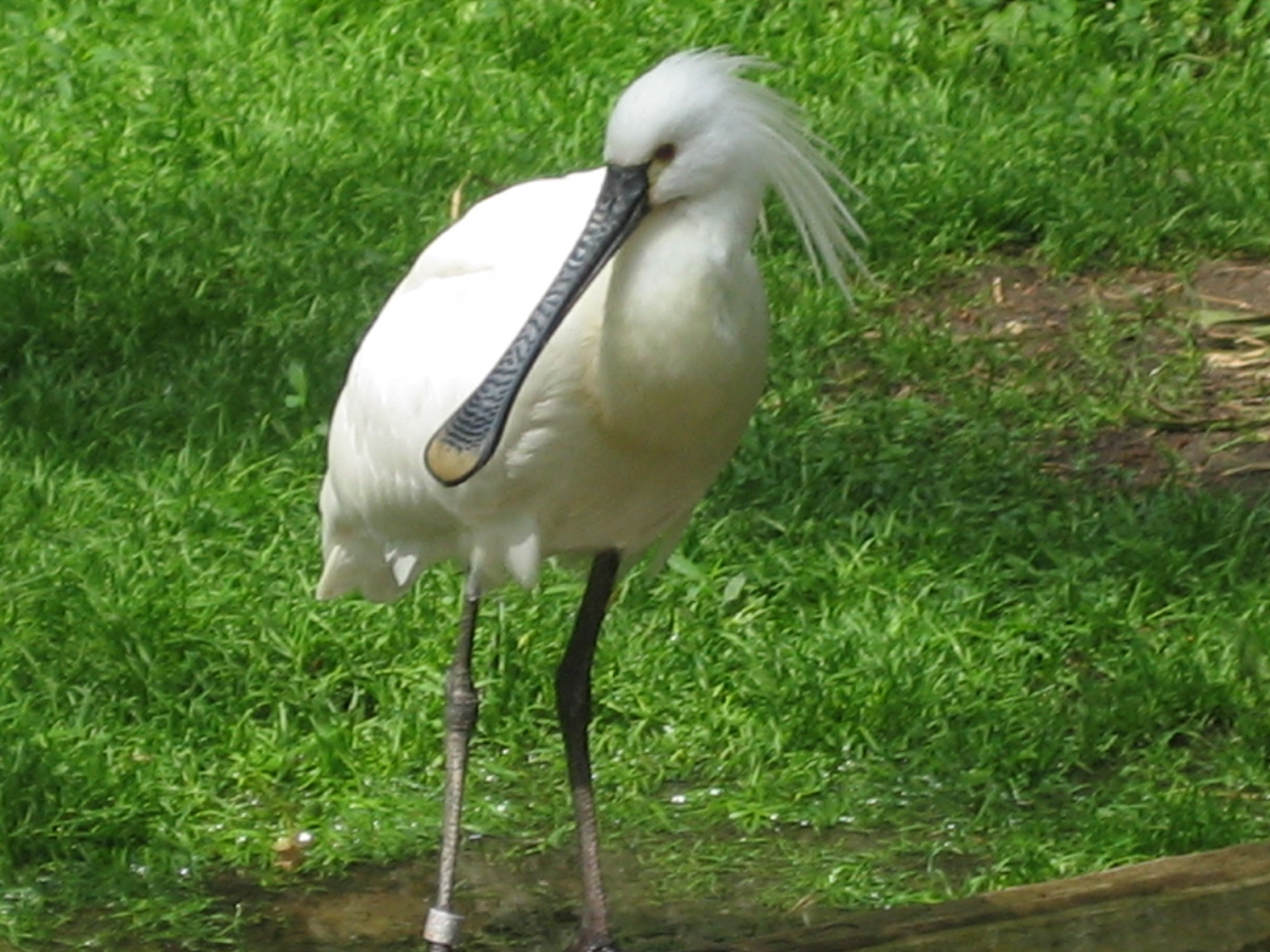
Kanalasgém (Platalea leucorodia)

## Flamingóalakúak(Phoenicopteriformes)

### Flamingófélék(Phoenicopteridae)

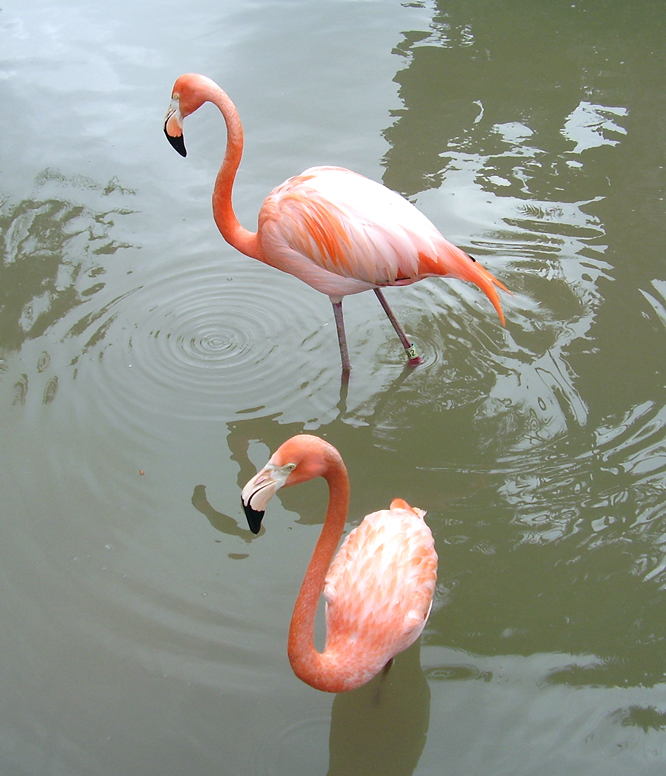
Rózsás flamingó (Phoenicopterus ruber)

## Lúdalakúak(Anseriformes)

### Récefélék(Anatidae)

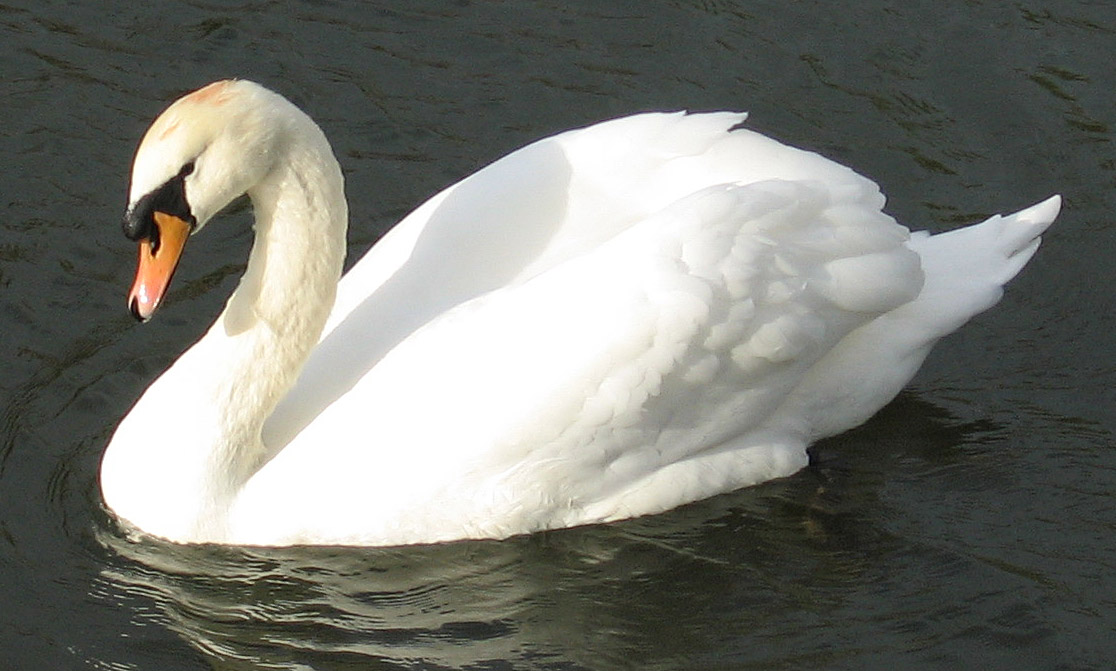
Bütykös hattyú (Cygnus olor)
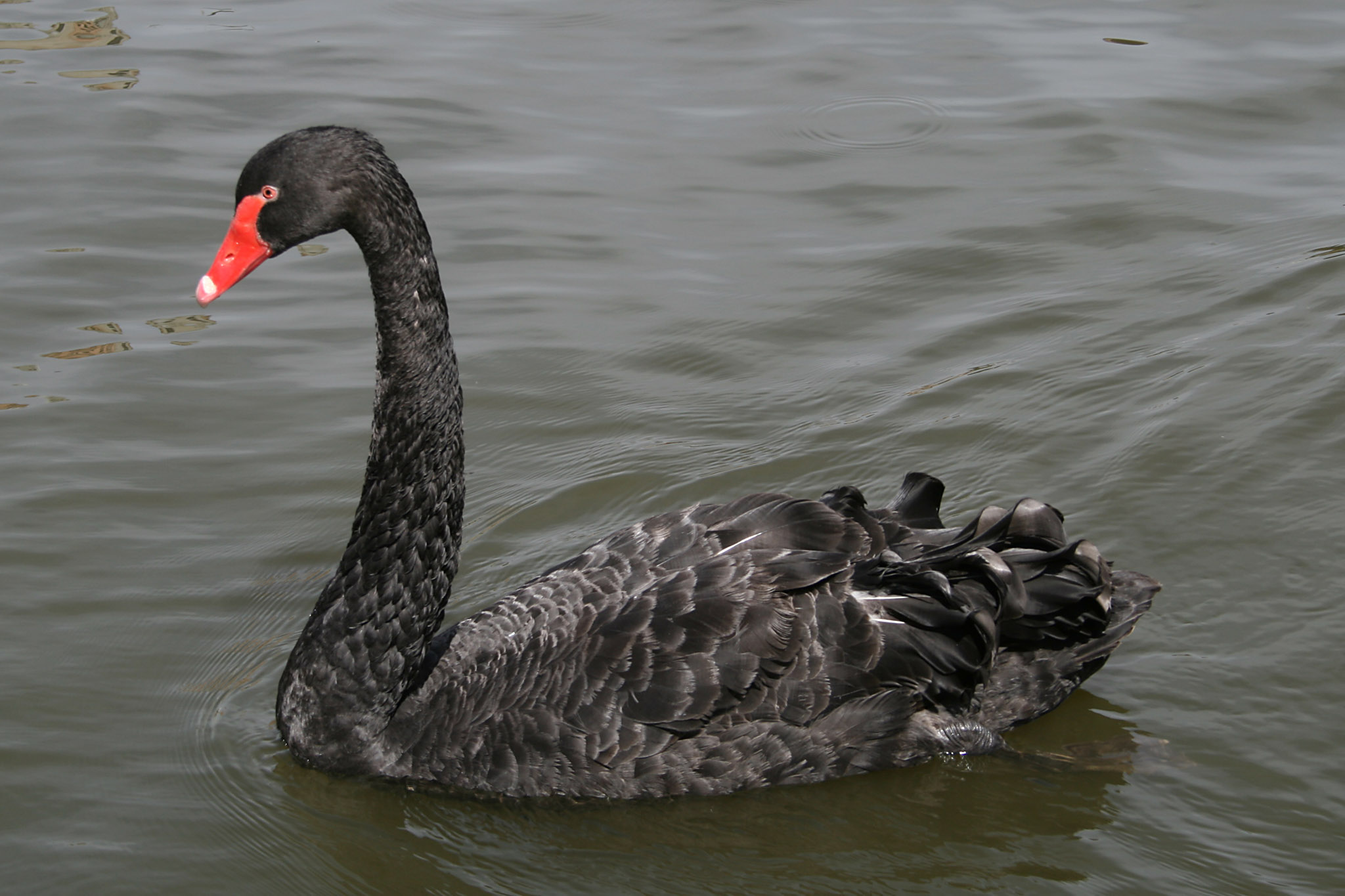
Fekete hattyú (Cygnus atratus)
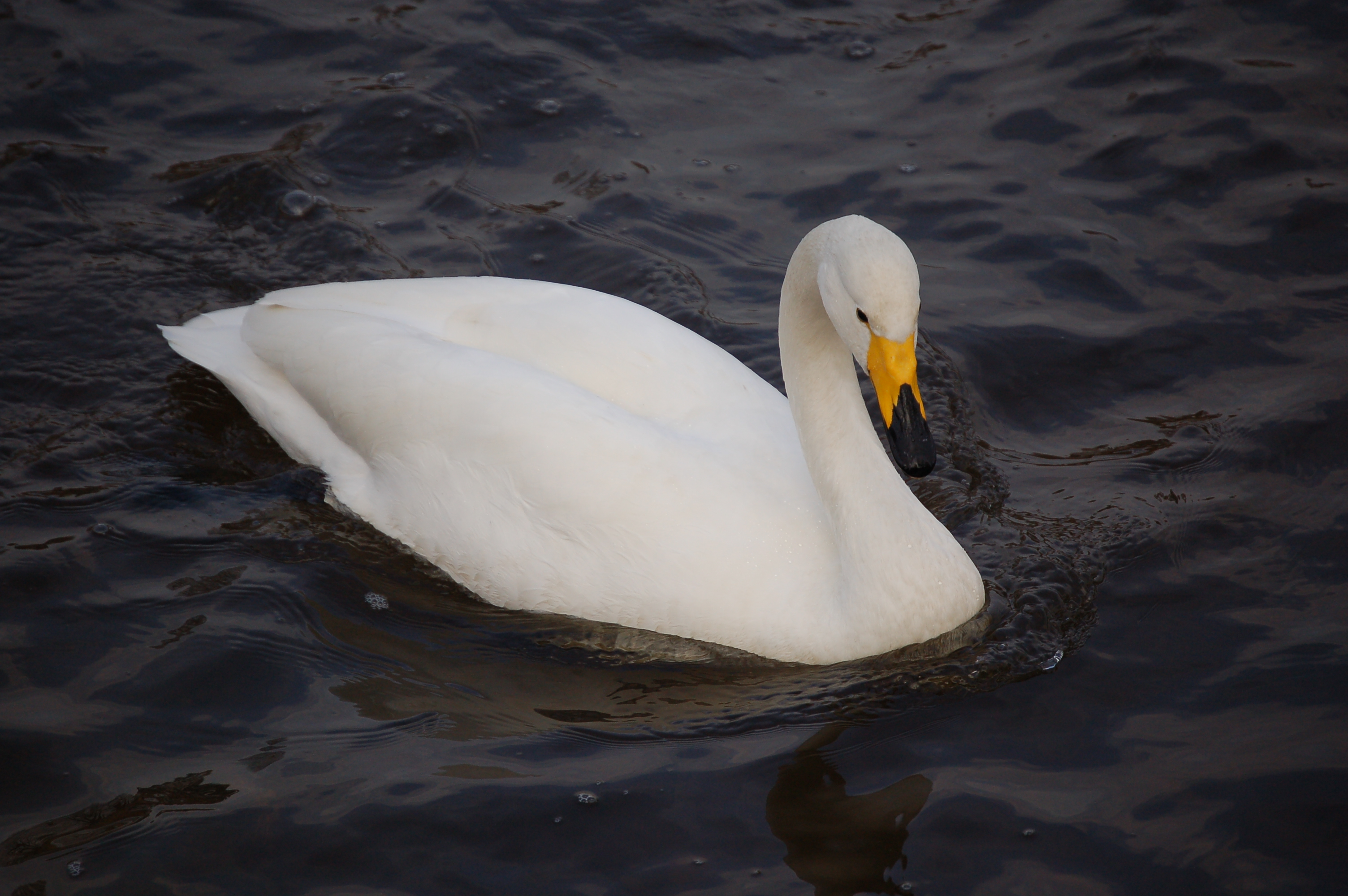
Énekes hattyú (Cygnus cygnus)
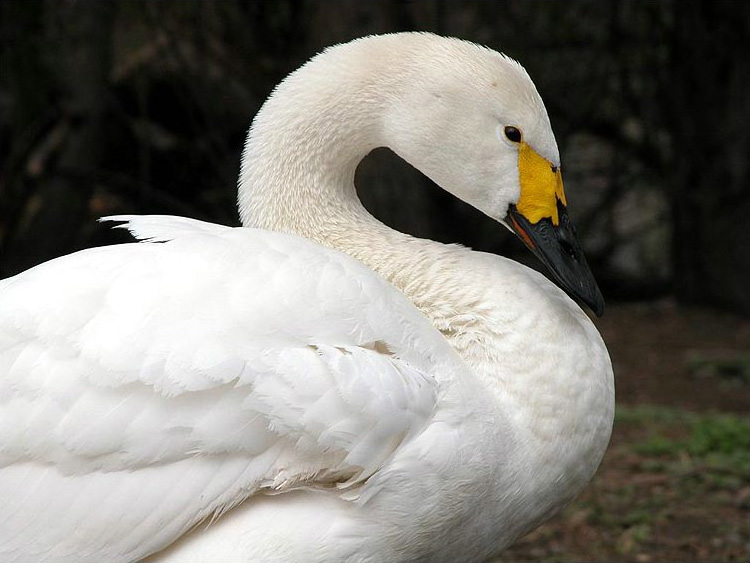
Kis hattyú (Cygnus columbianus)
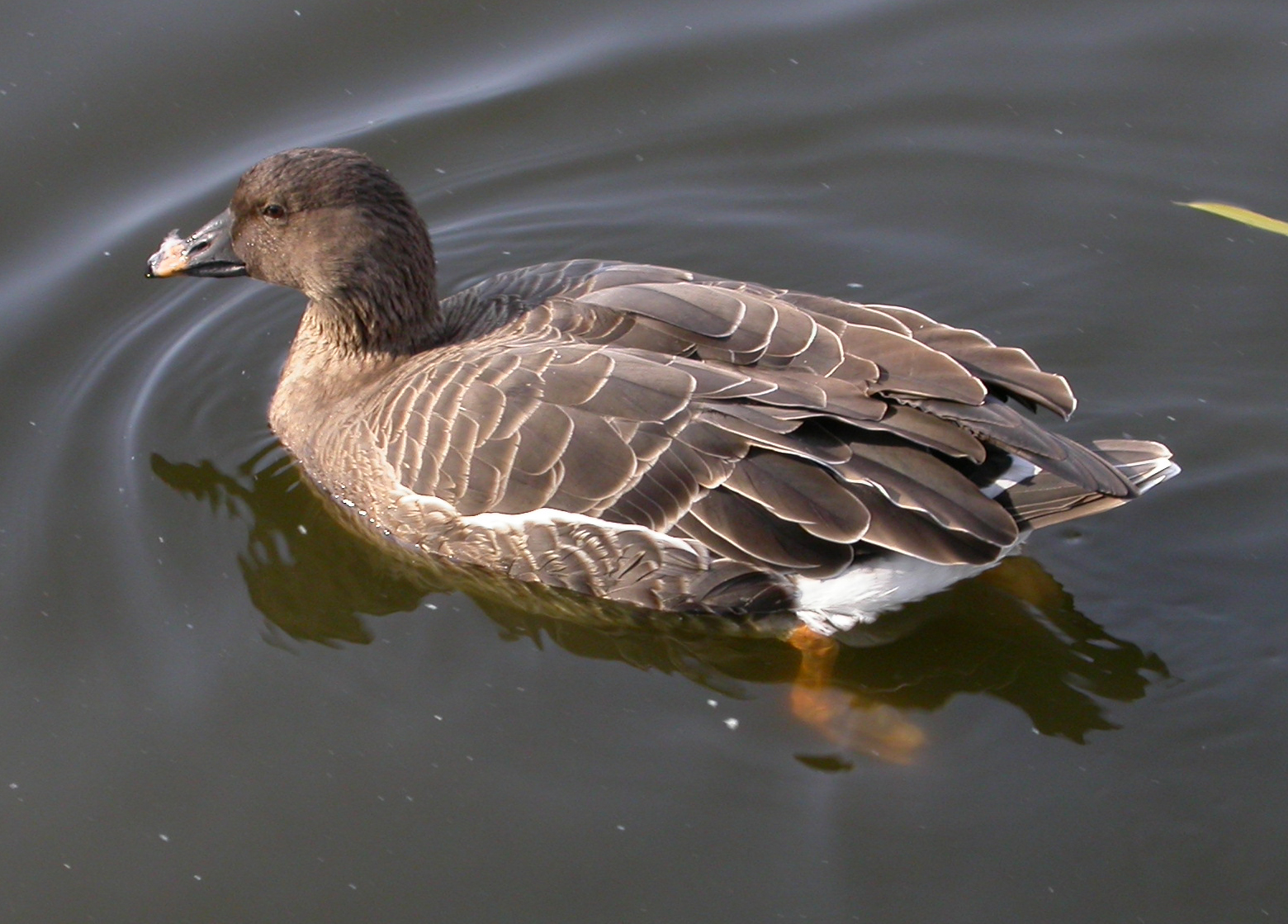
Vetési lúd (Anser fabalis)
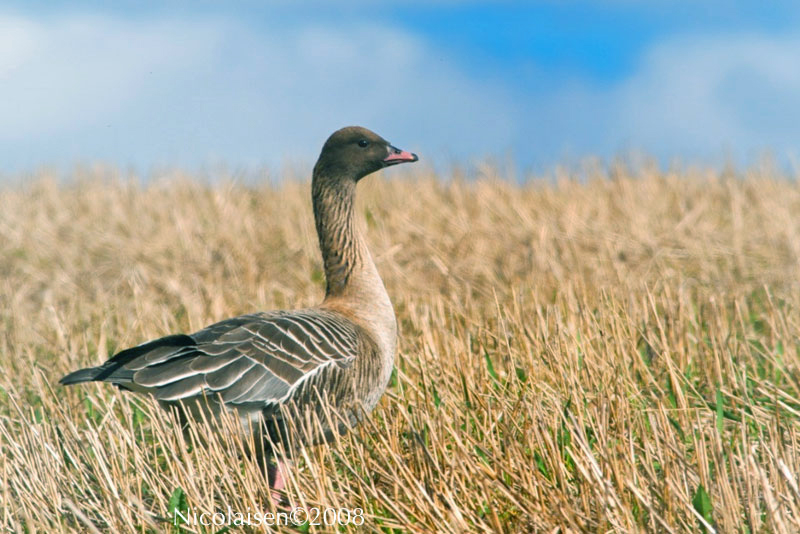
Rövidcsőrű lúd (Anser brachyrhynchus)
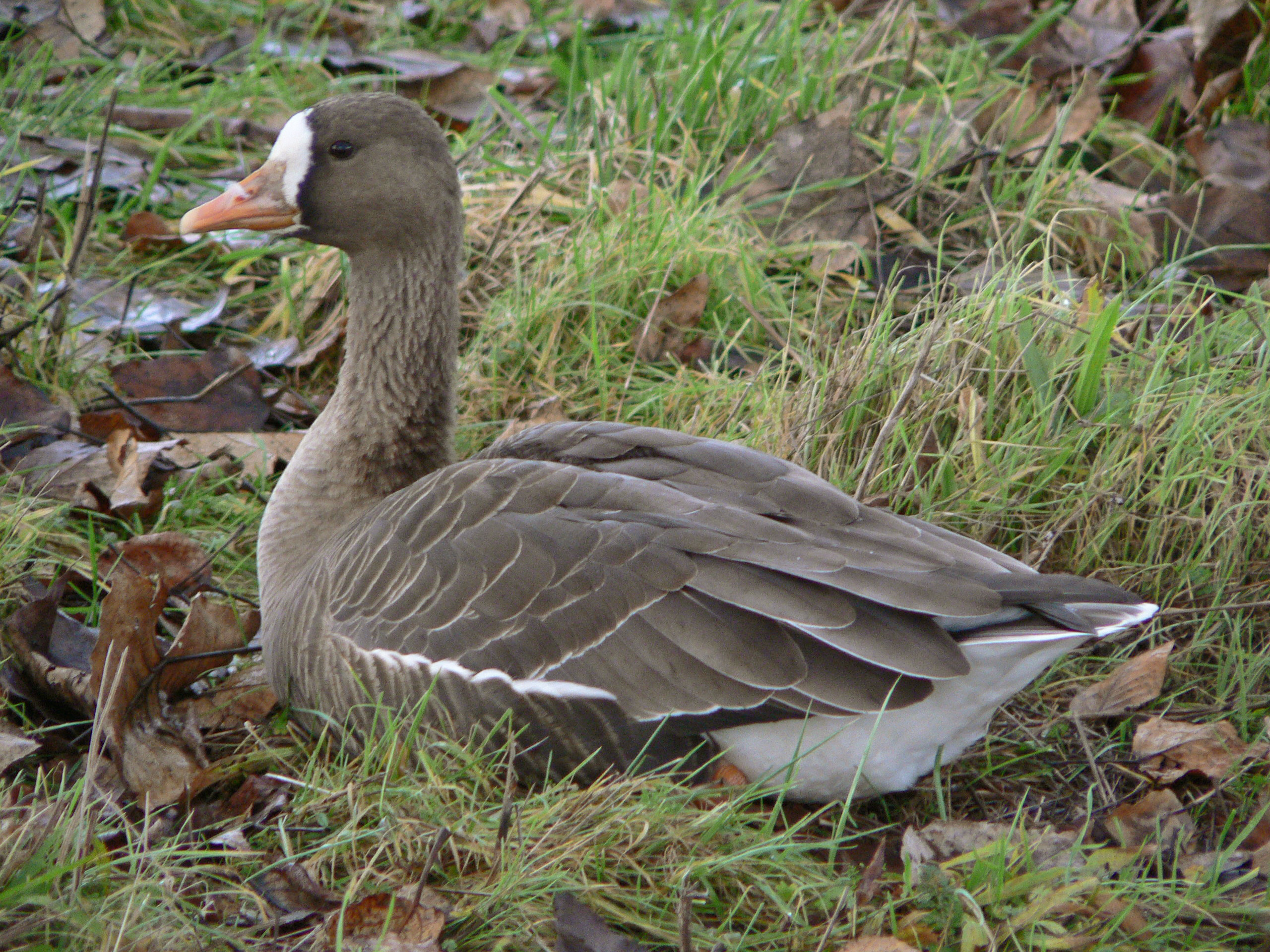
Nagy lilik (Anser albifrons)
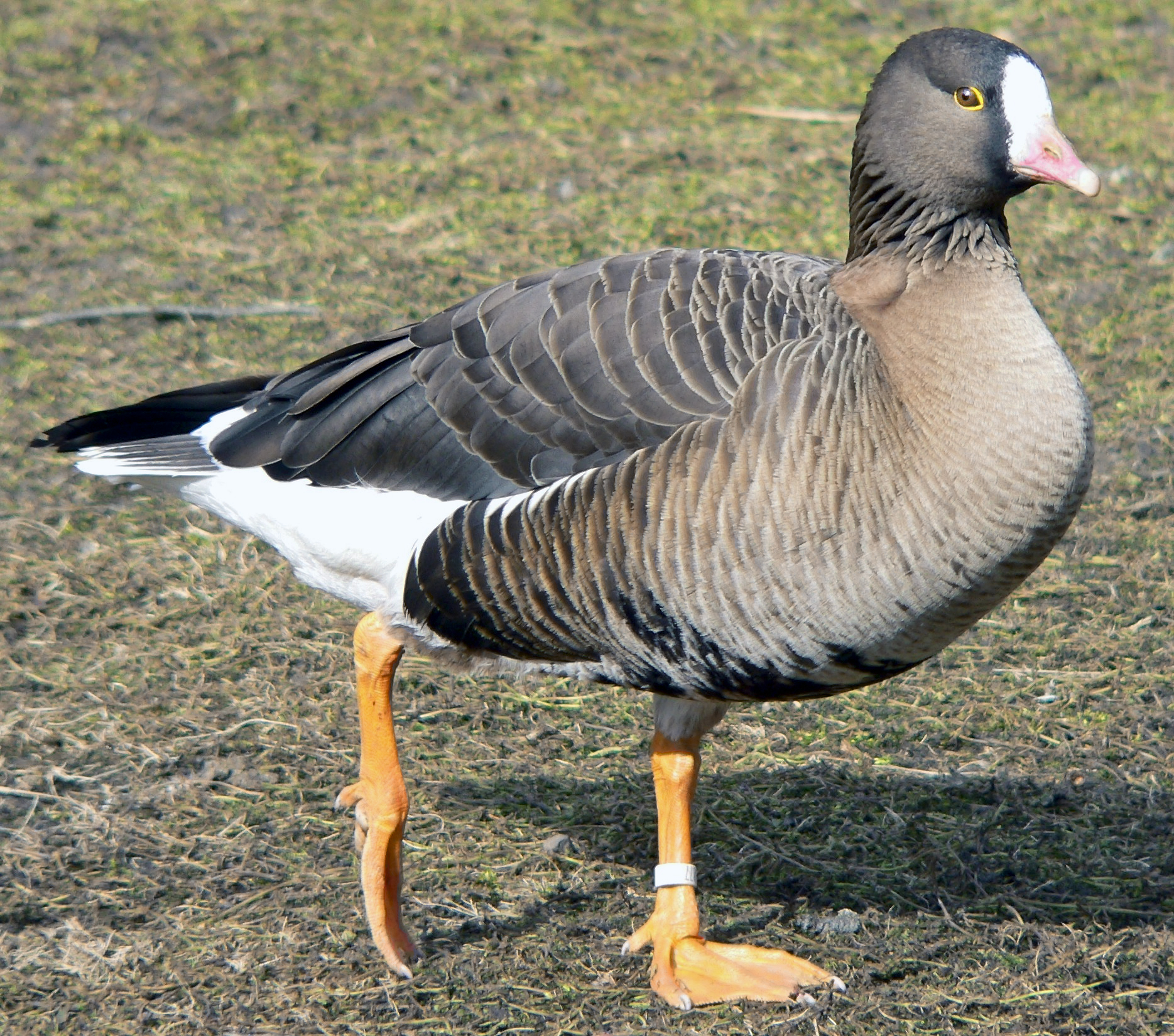
Kis lilik (Anser erythropus)
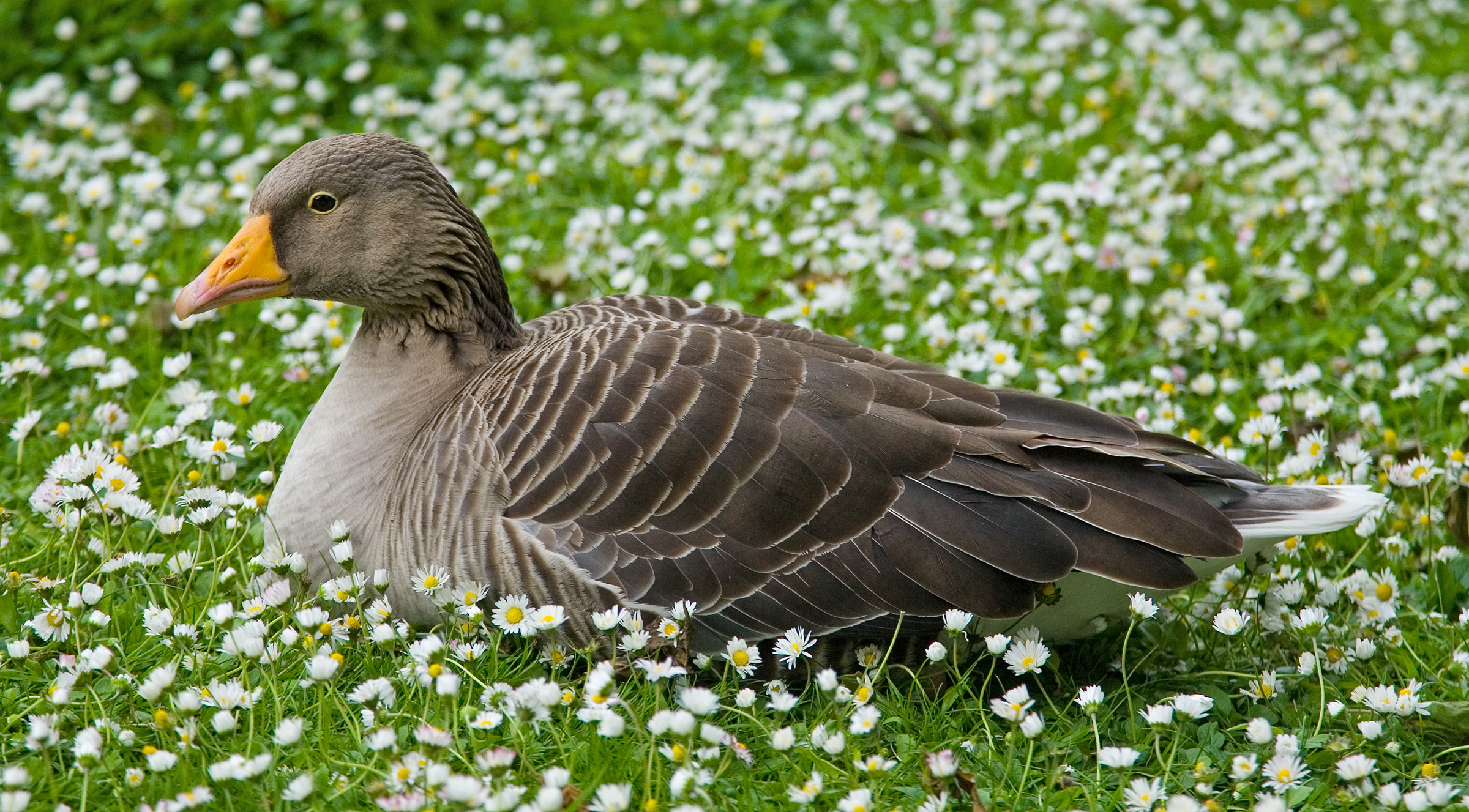
Nyári lúd (Anser anser)
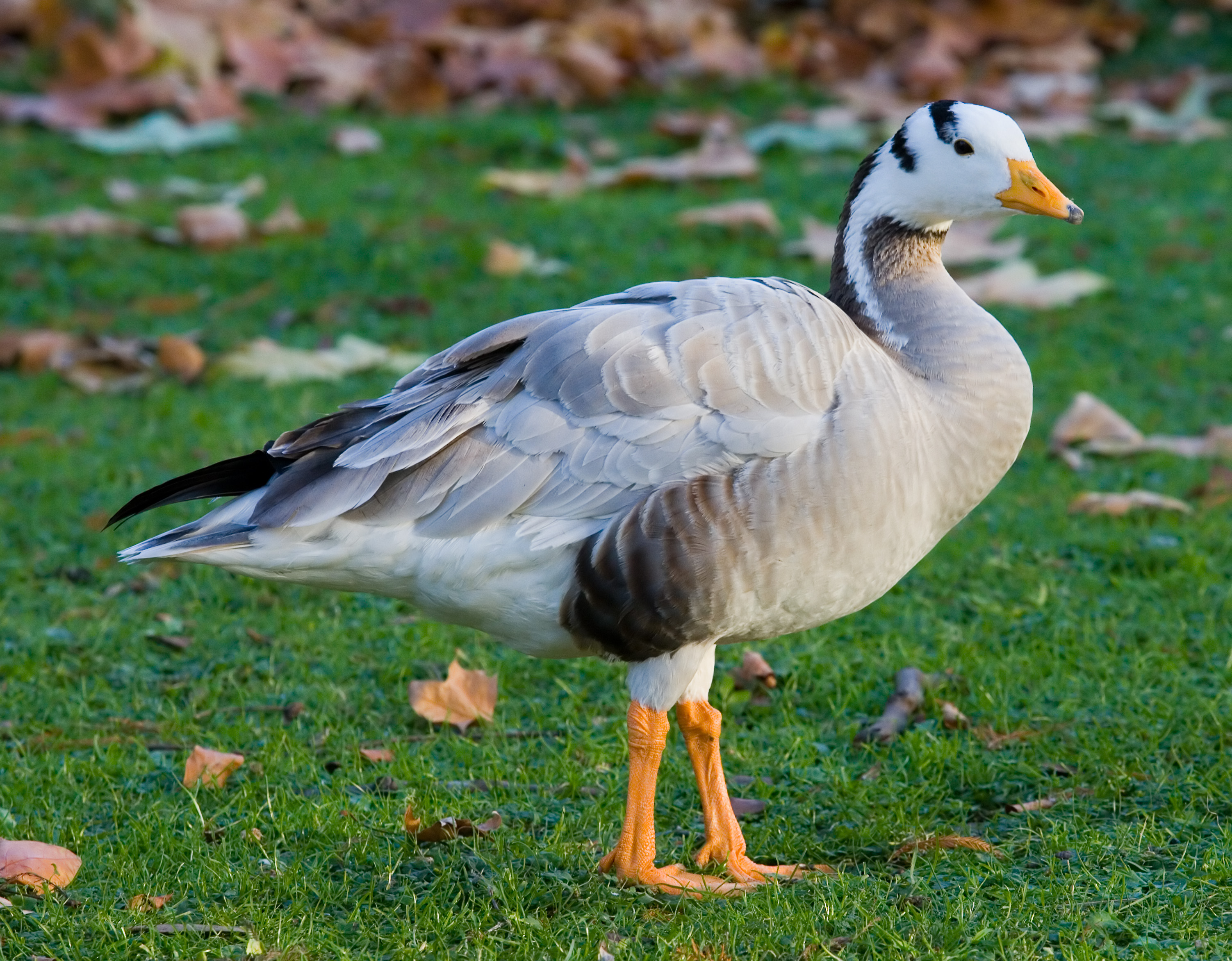
Indiai lúd (Anser indicus)
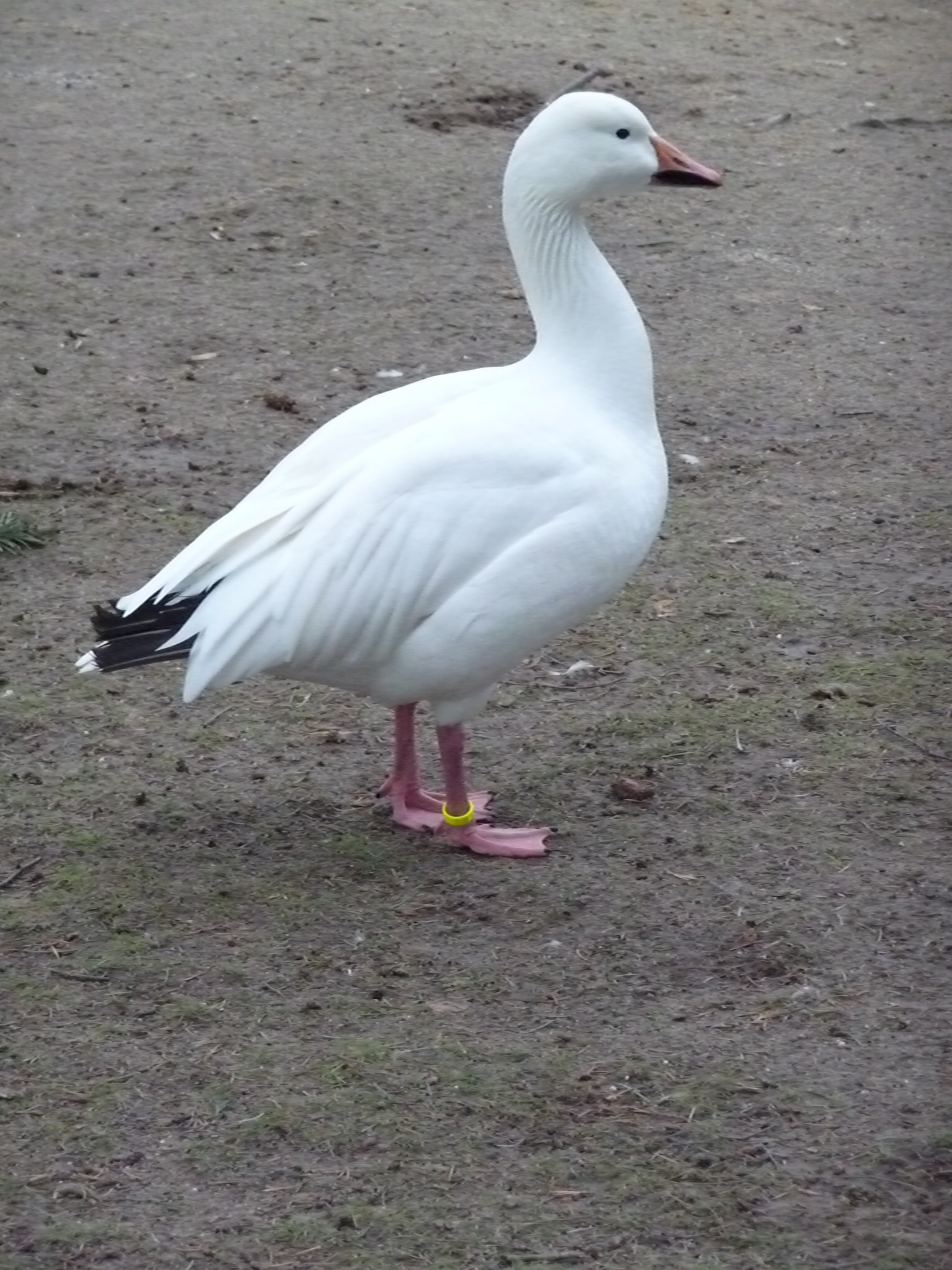
Sarki lúd (Chen caerulescens)
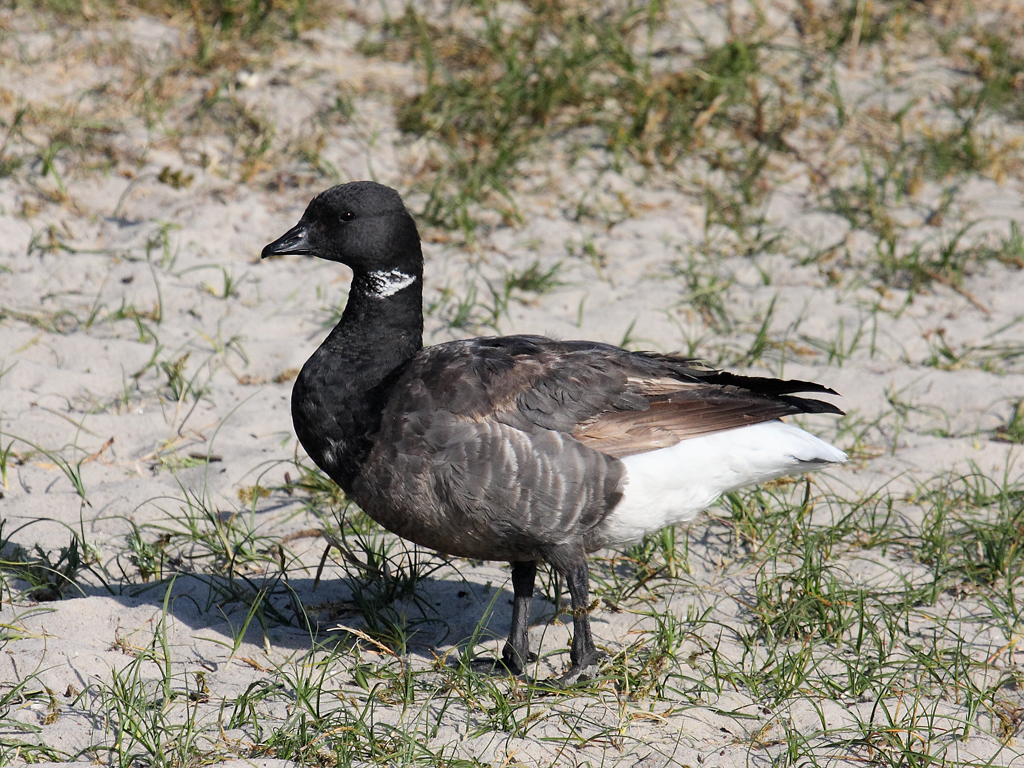
Örvös lúd (Branta bernicla)
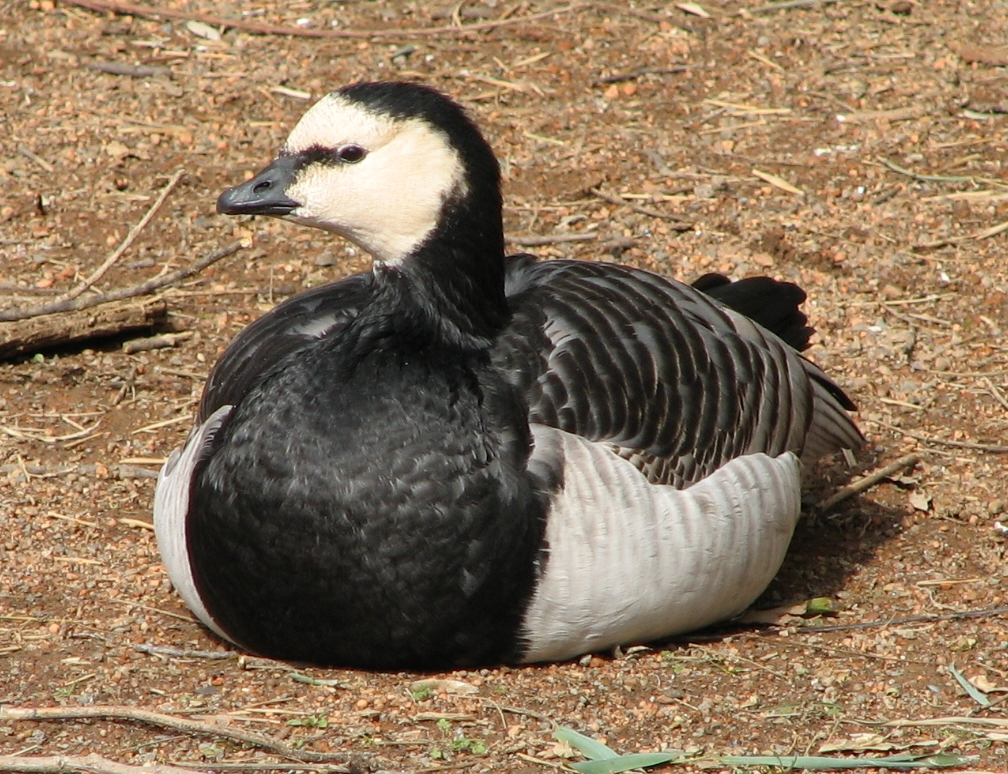
Apácalúd (Branta leucopsis)
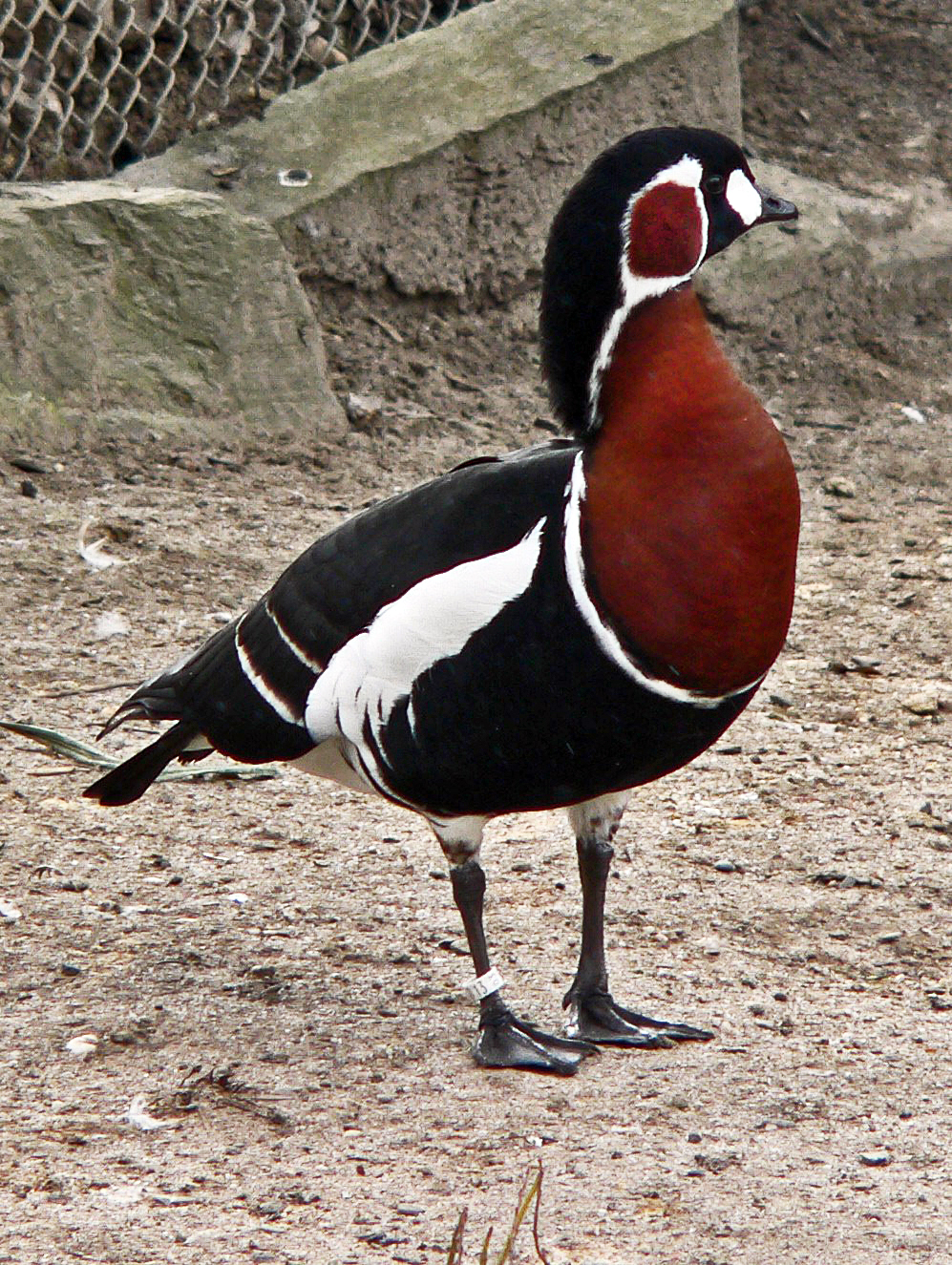
Vörösnyakú lúd (Branta ruficollis)
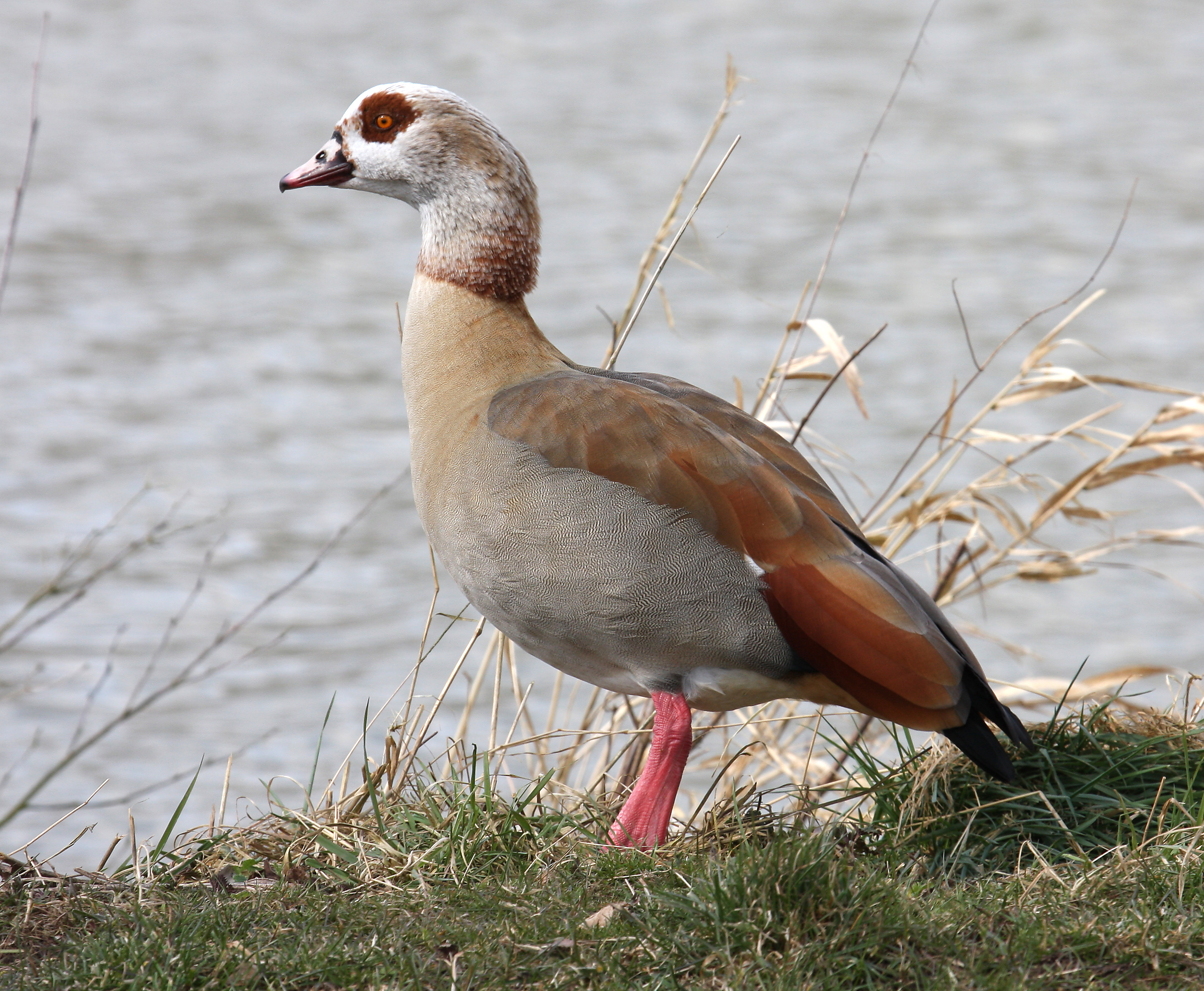
Nílusi lúd (Alopochen aegyptiacus)
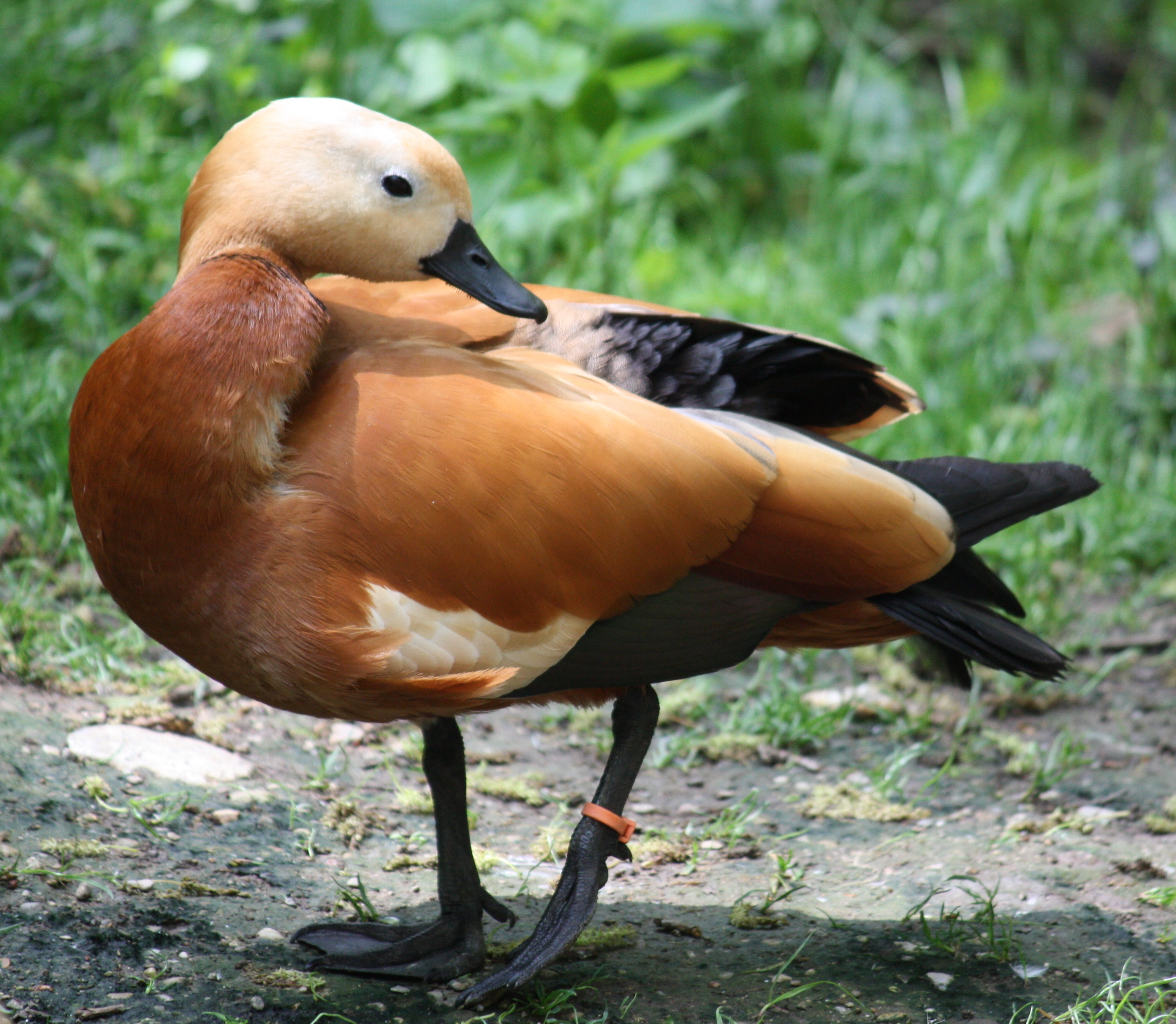
Vörös ásólúd (Tadorna ferruginea)
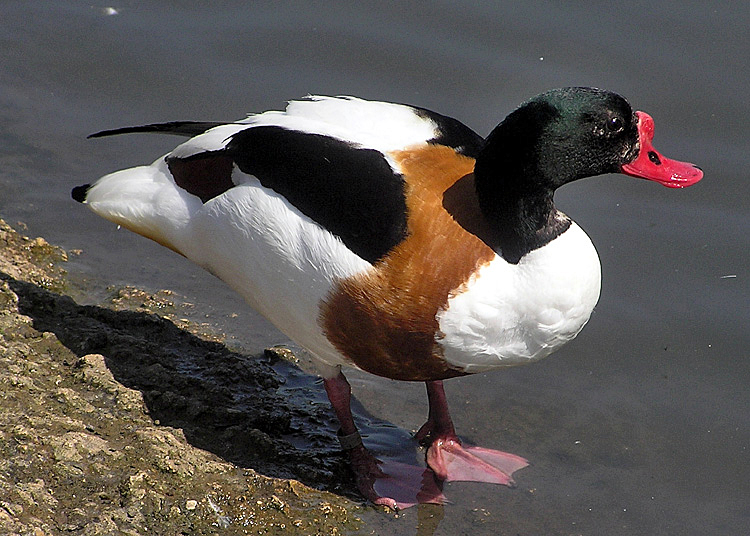
Bütykös ásólúd (Tadorna tadorna)
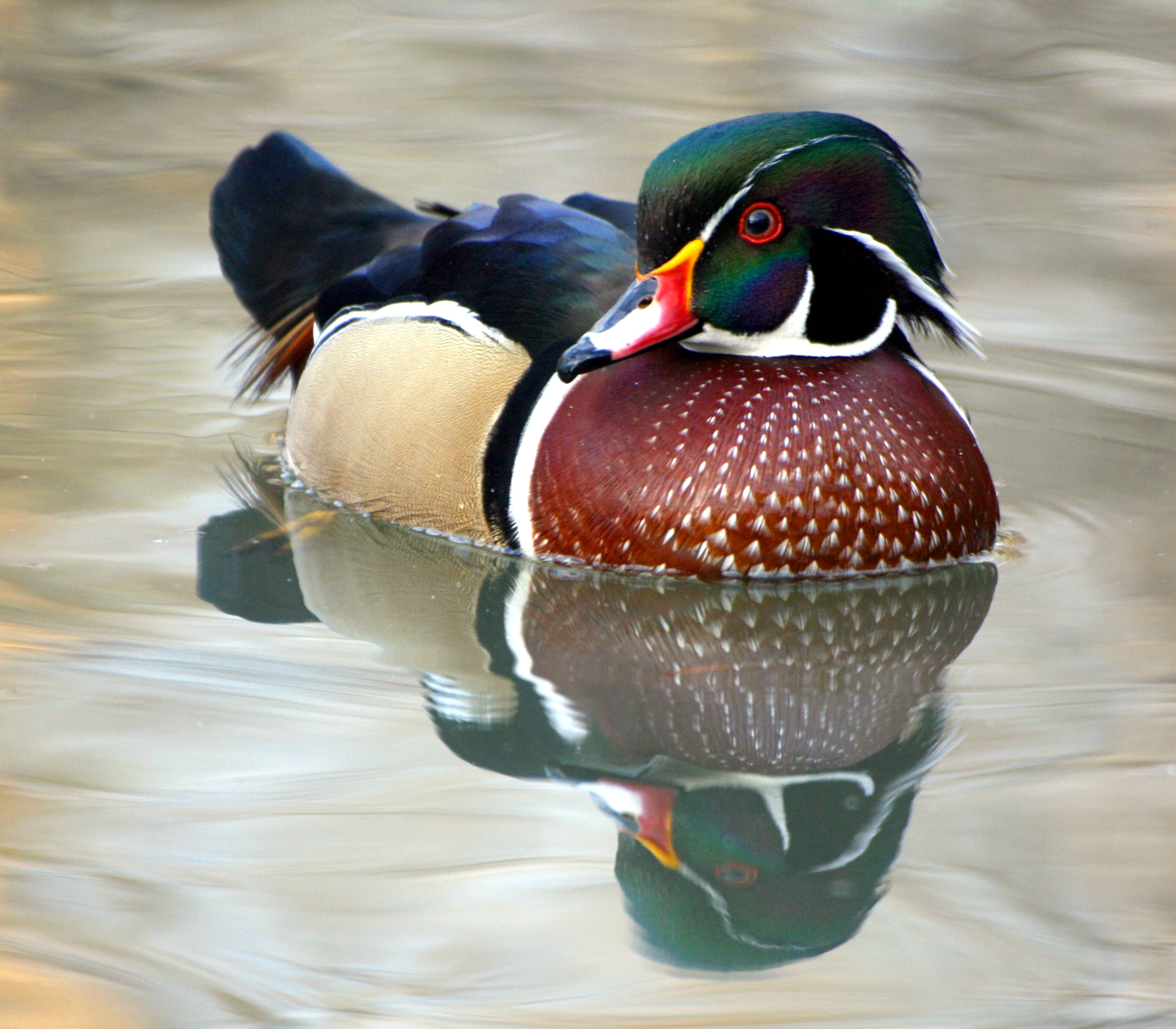
Karolinai réce (Aix sponsa)
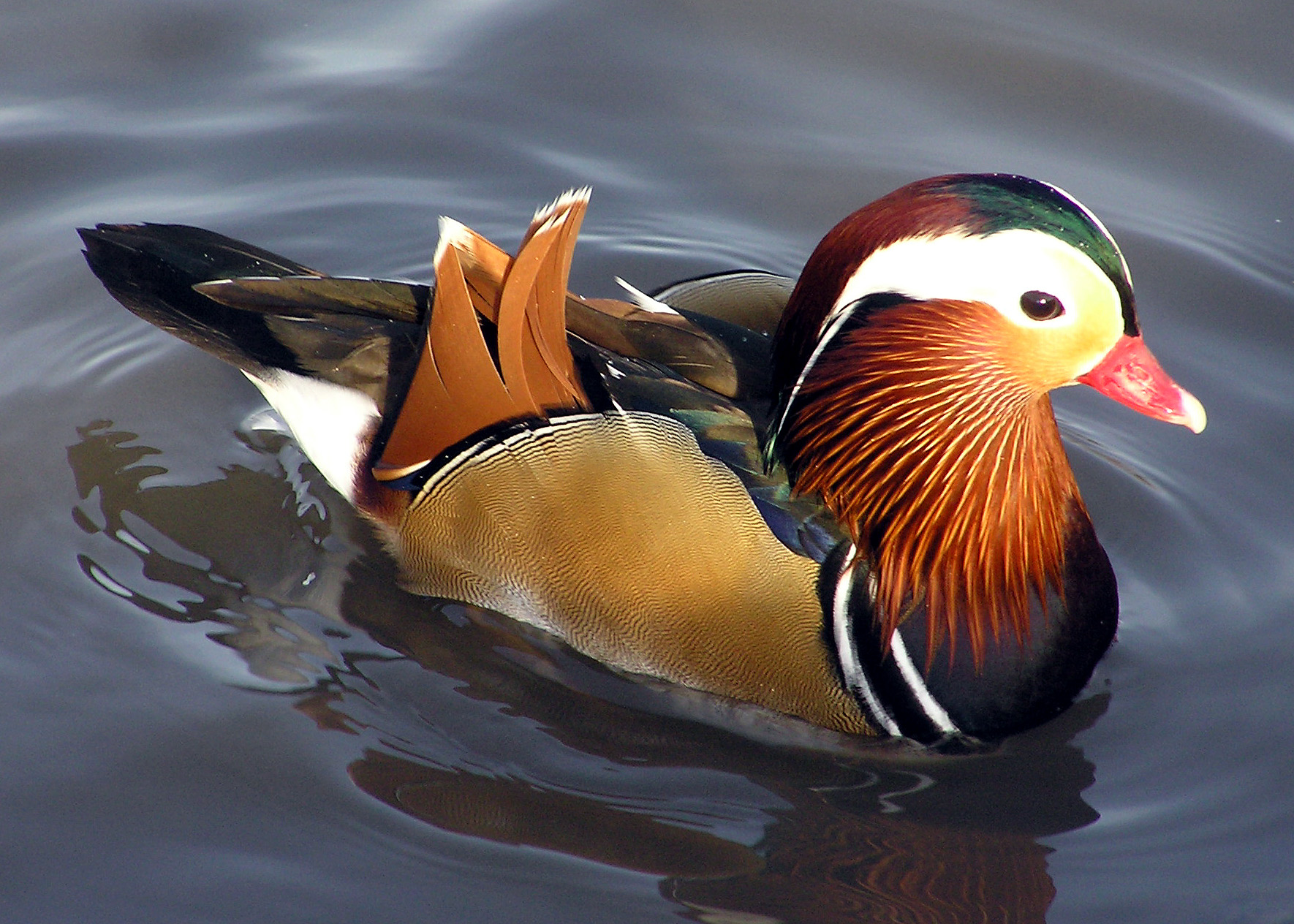
Mandarinréce (Aix galericulata)
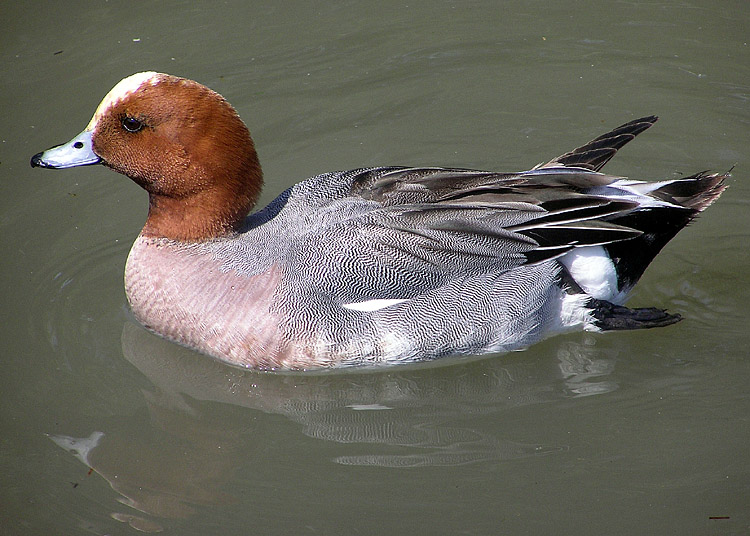
Fütyülő réce (Anas penelope)
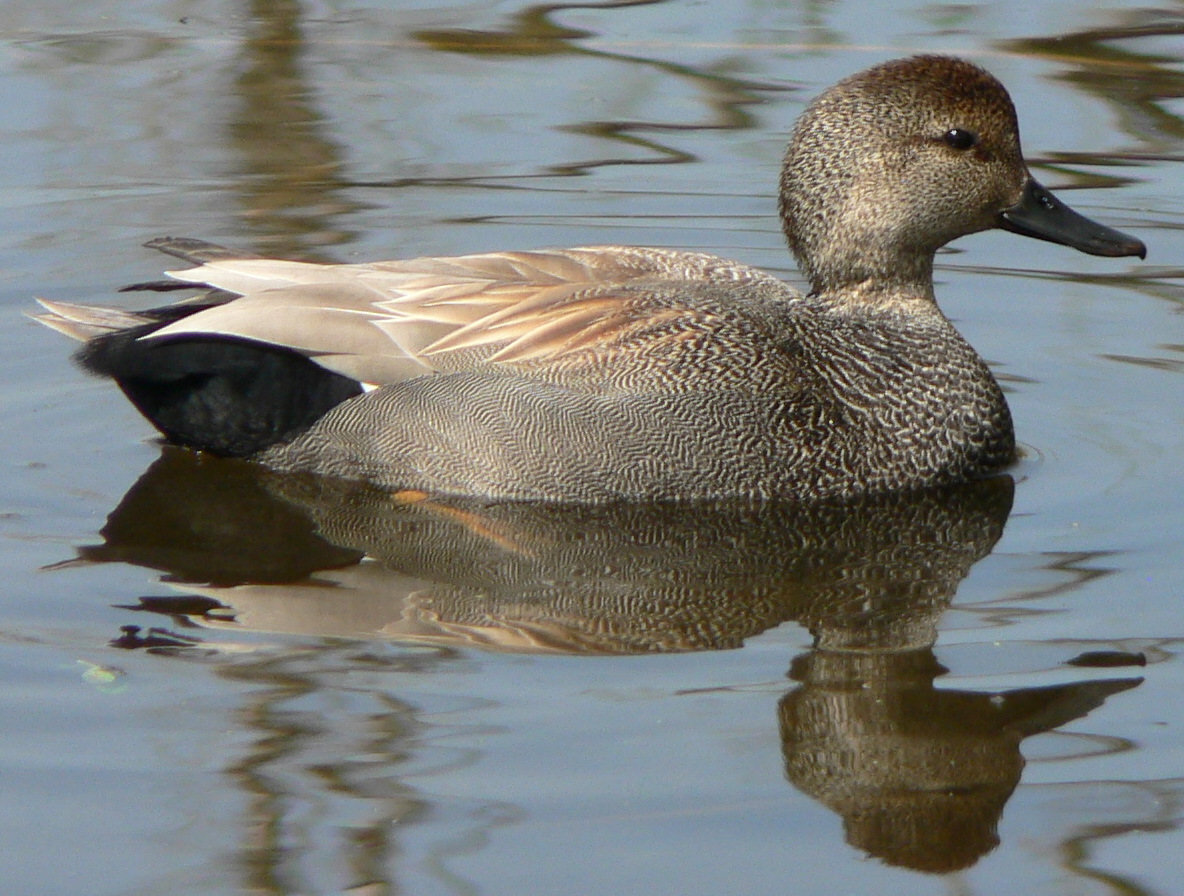
Kendermagos réce (Anas strepera)
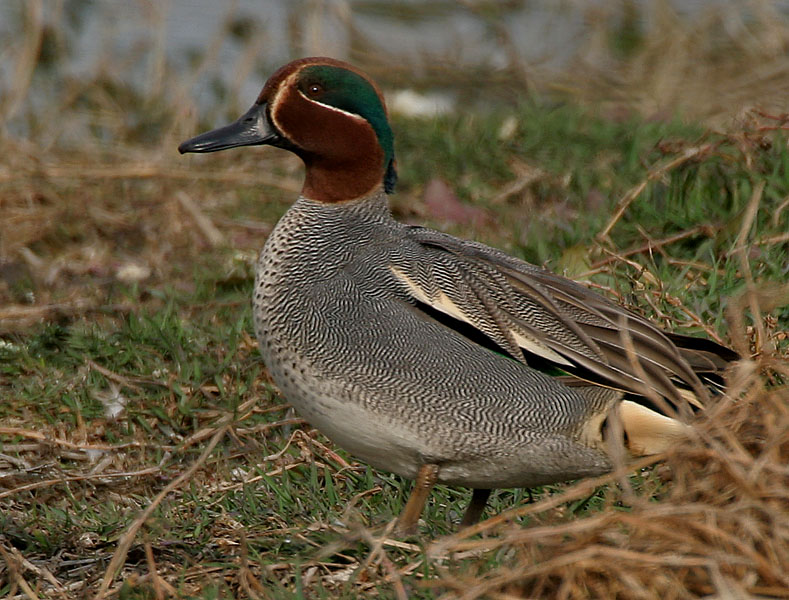
Csörgő réce (Anas crecca)
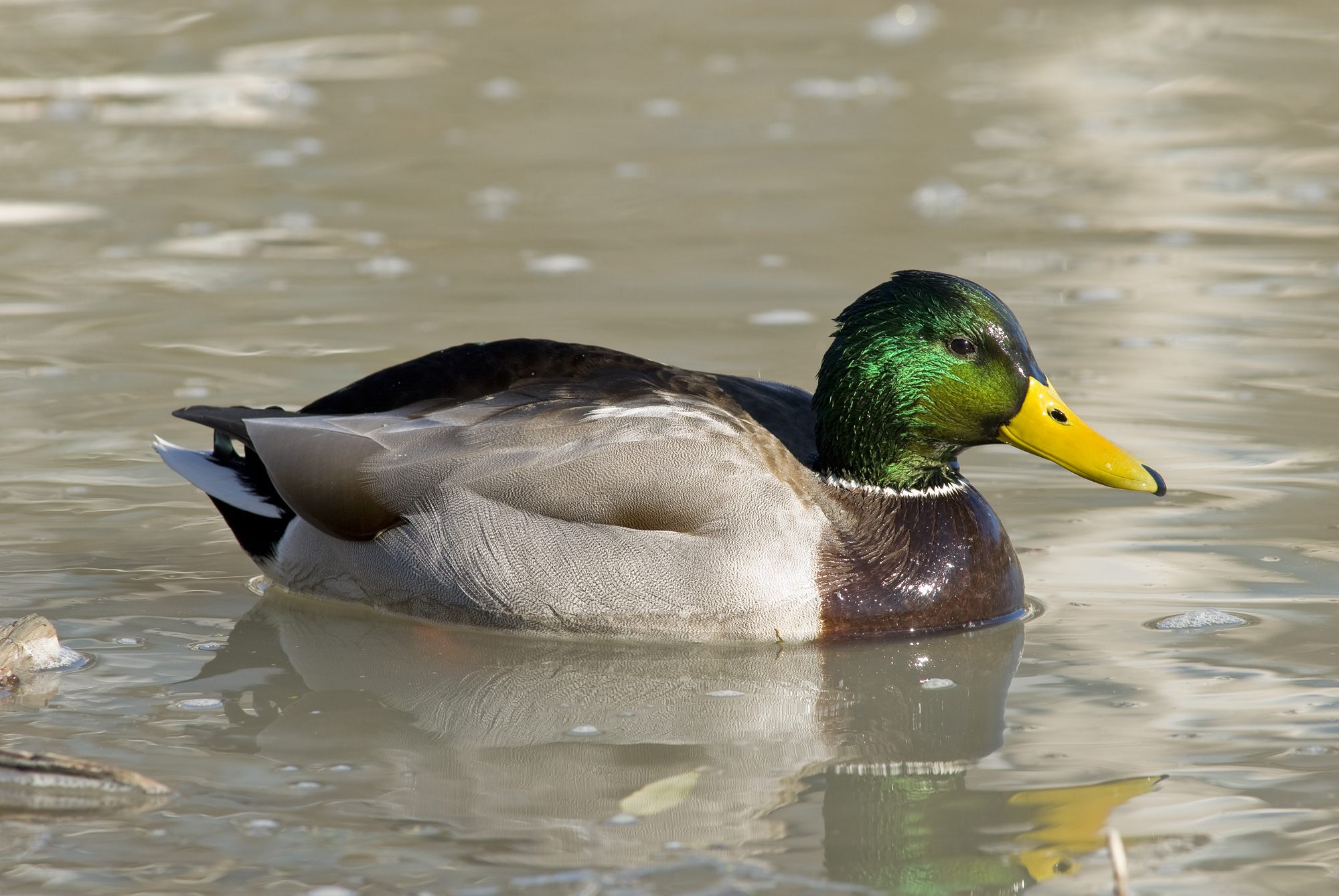
Tőkés réce (Anas platyrhynchos)
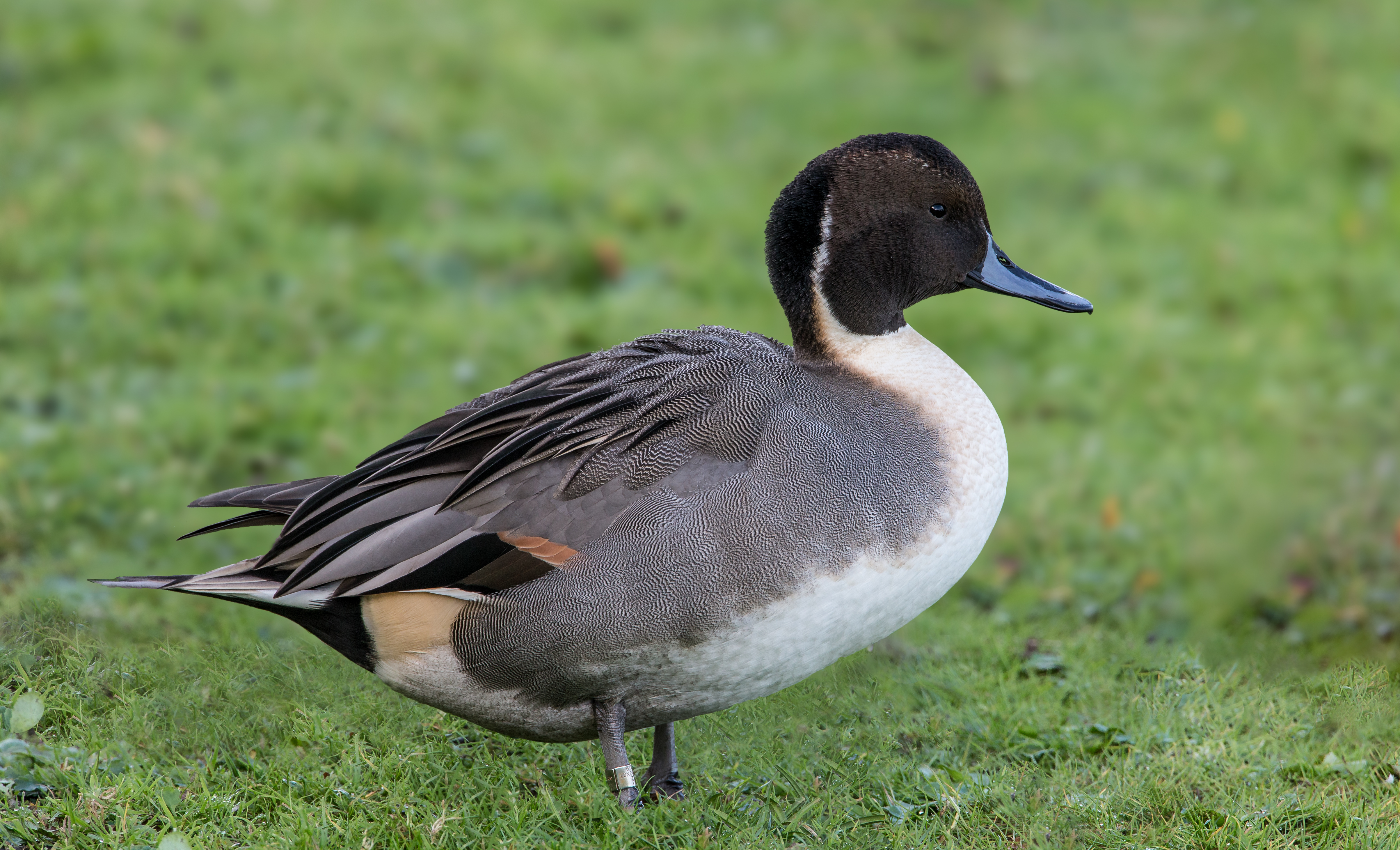
Nyílfarkú réce (Anas acuta)
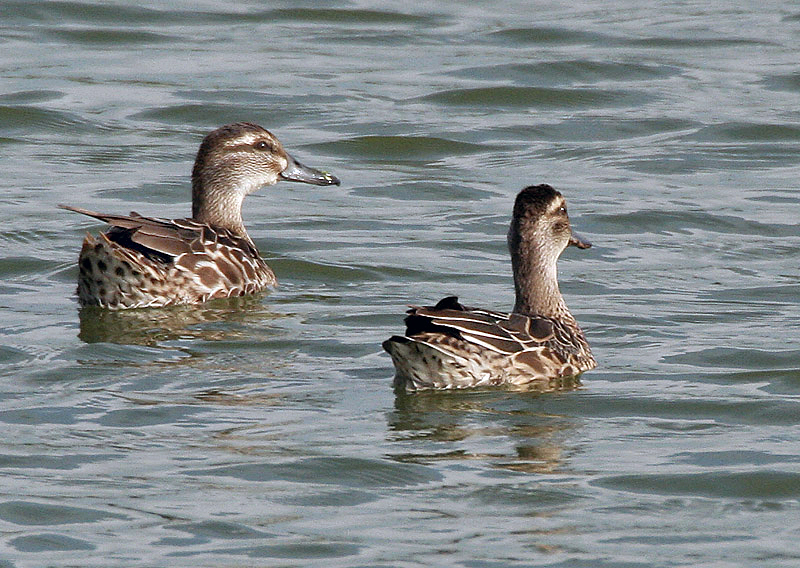
Böjti réce (Anas querquedula)
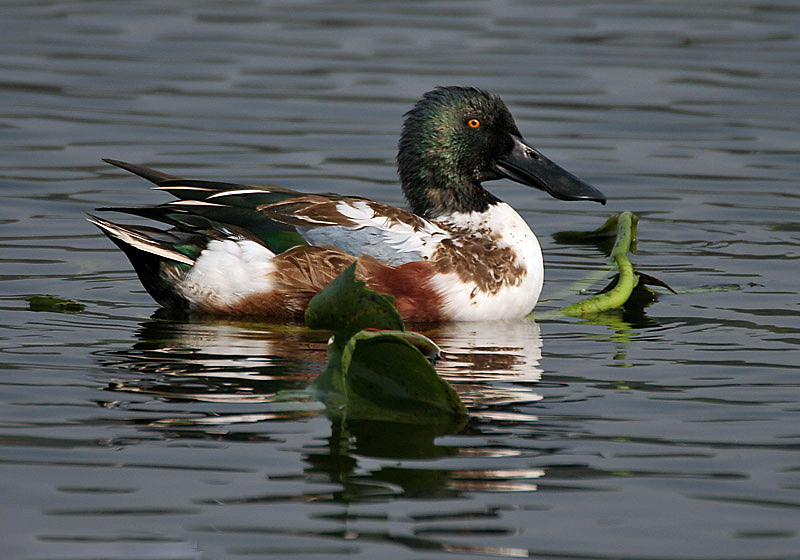
Kanalas réce (Anas clypeata)
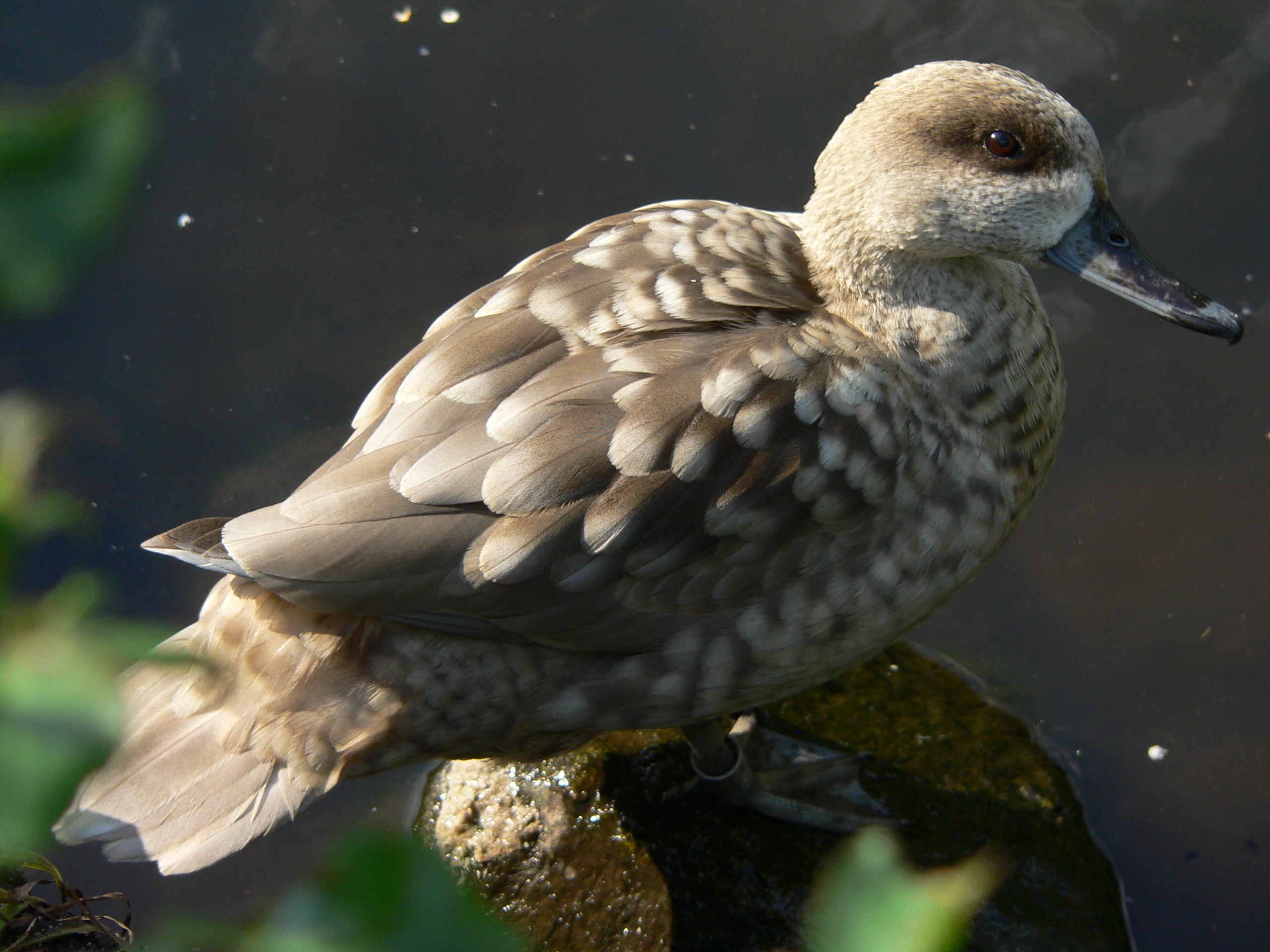
Márványos réce (Marmaronetta angustirostris)
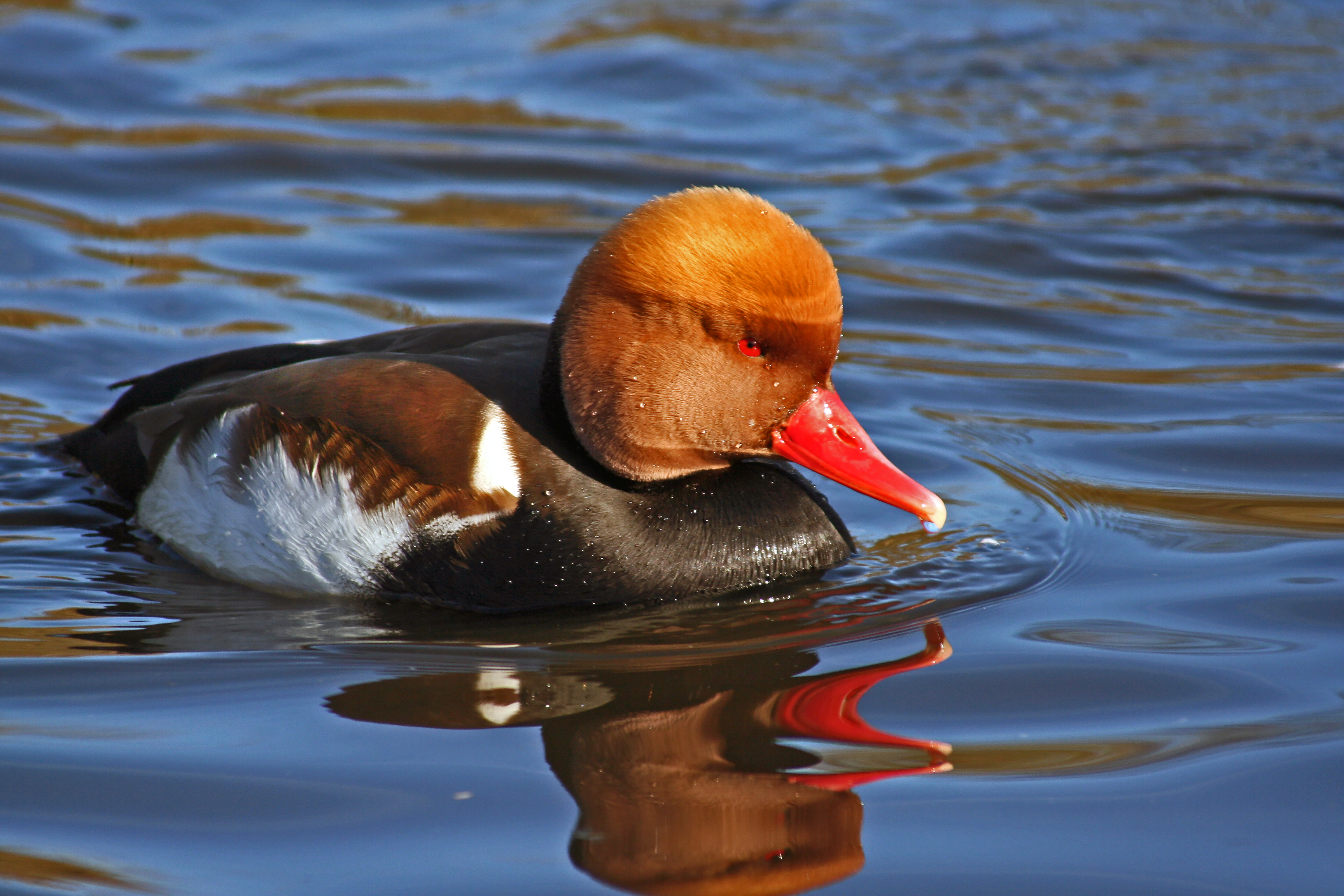
Üstökösréce (Netta rufina)
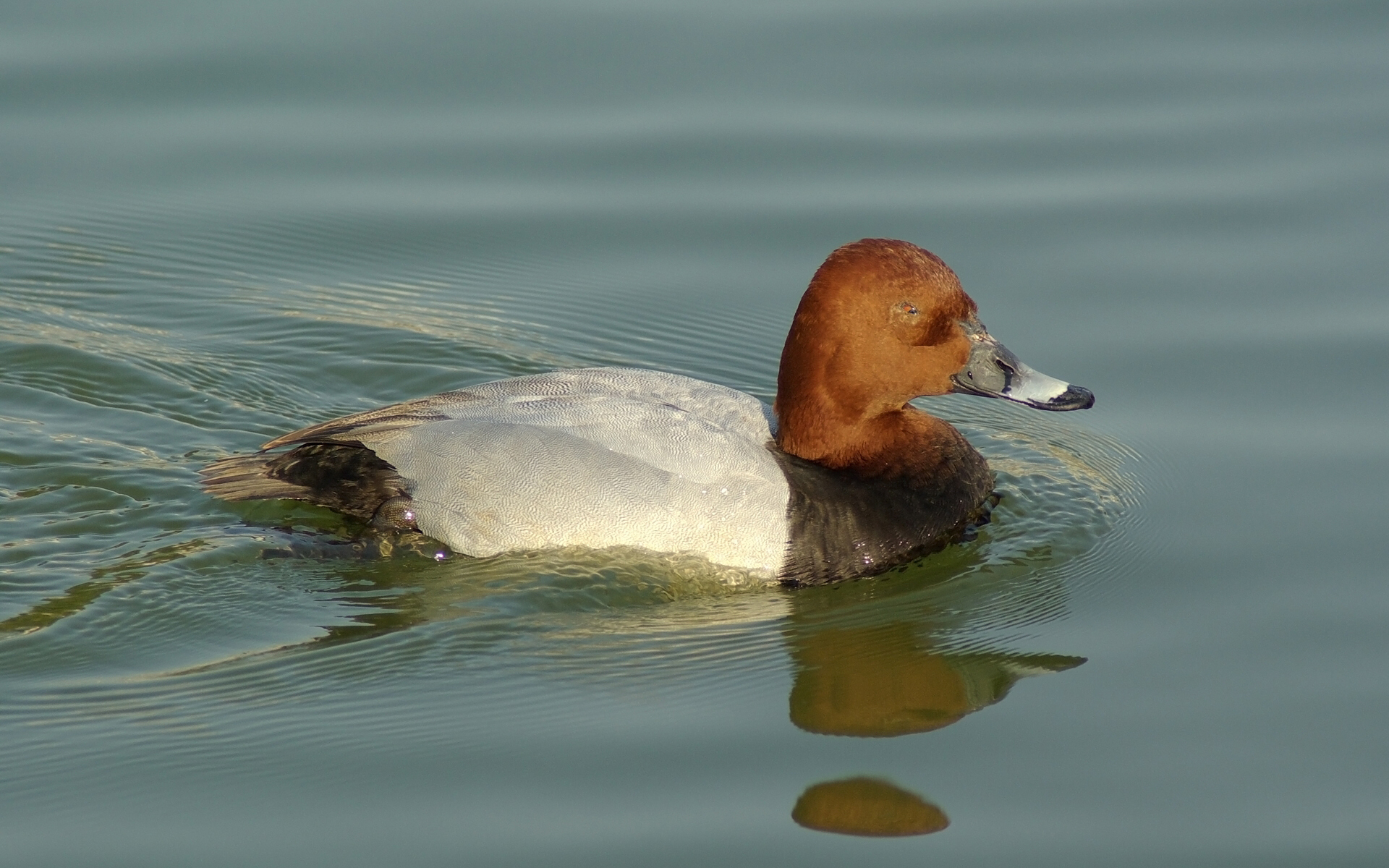
Barátréce (Aythya ferina)
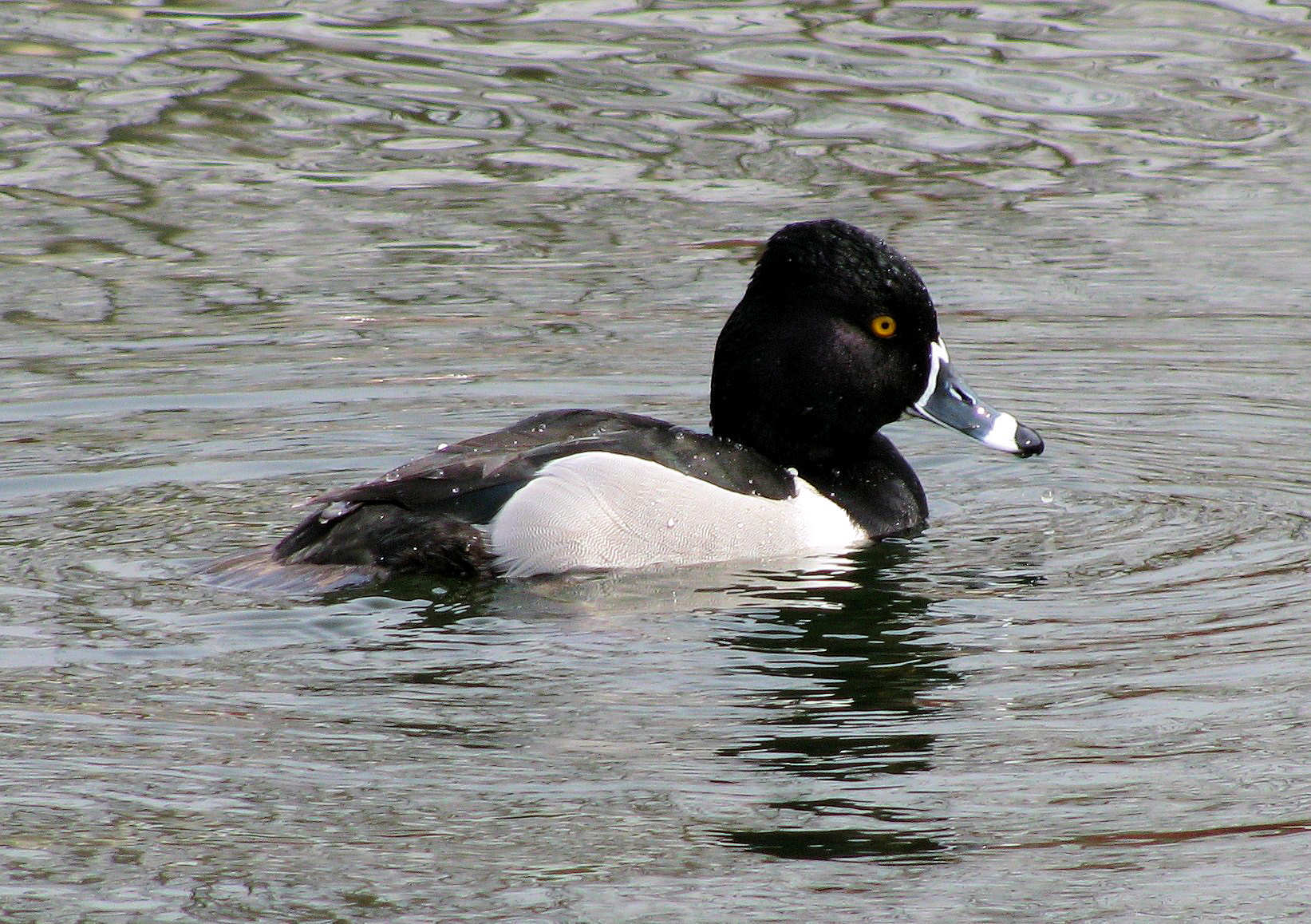
Örvös réce (Aythya collaris)
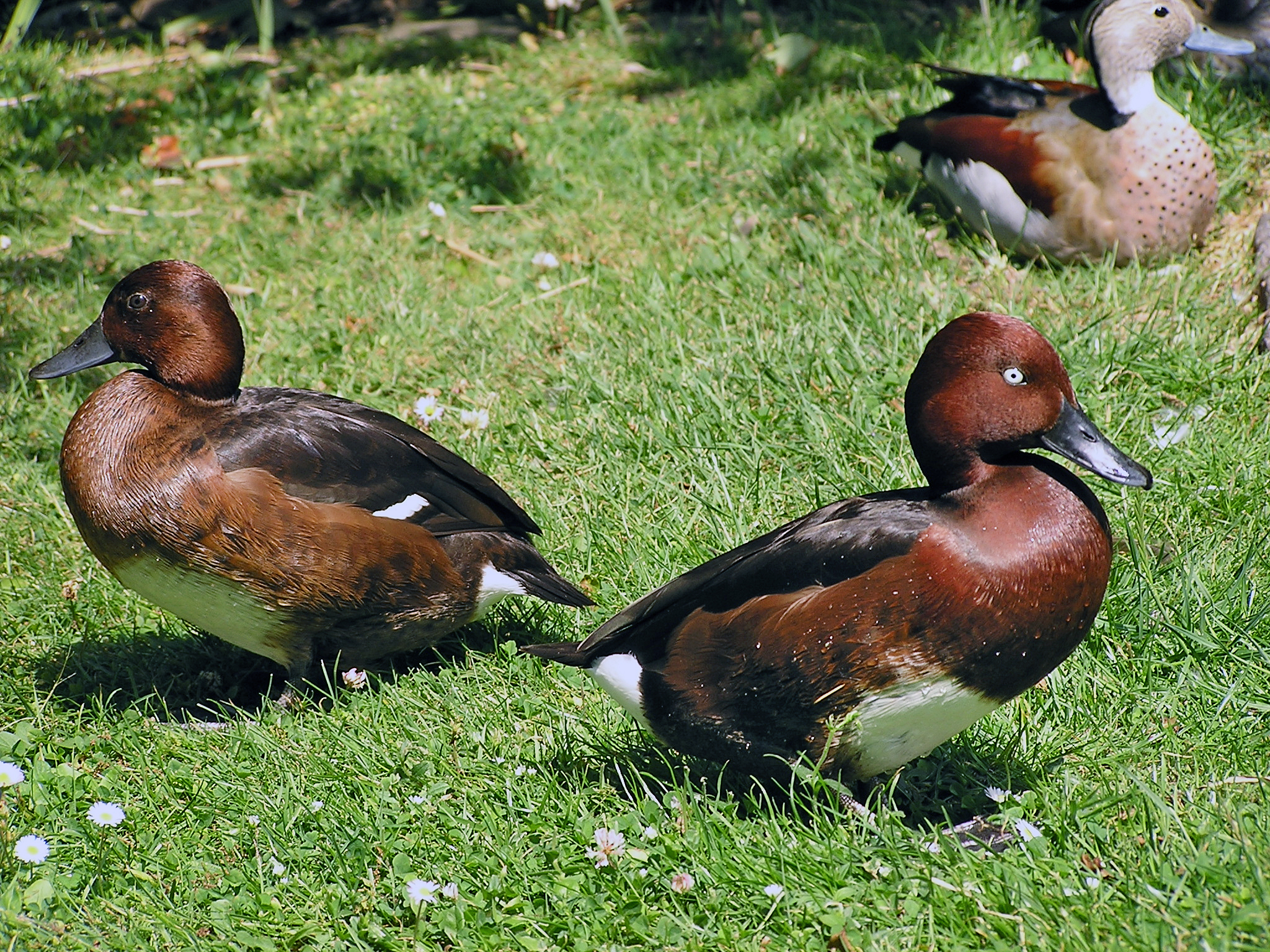
Cigányréce (Aythya nyroca)
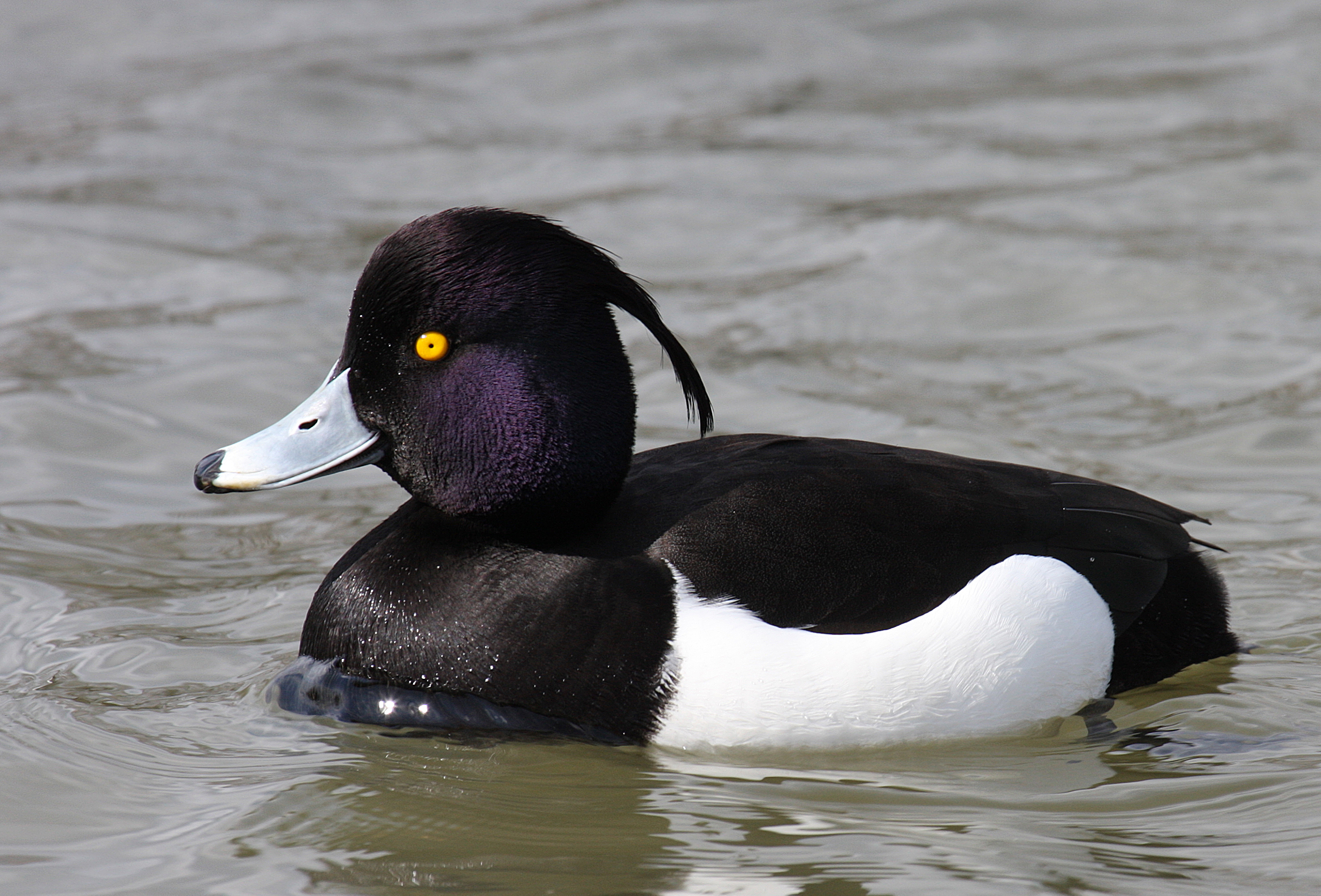
Kontyos réce (Aythya fuligula)
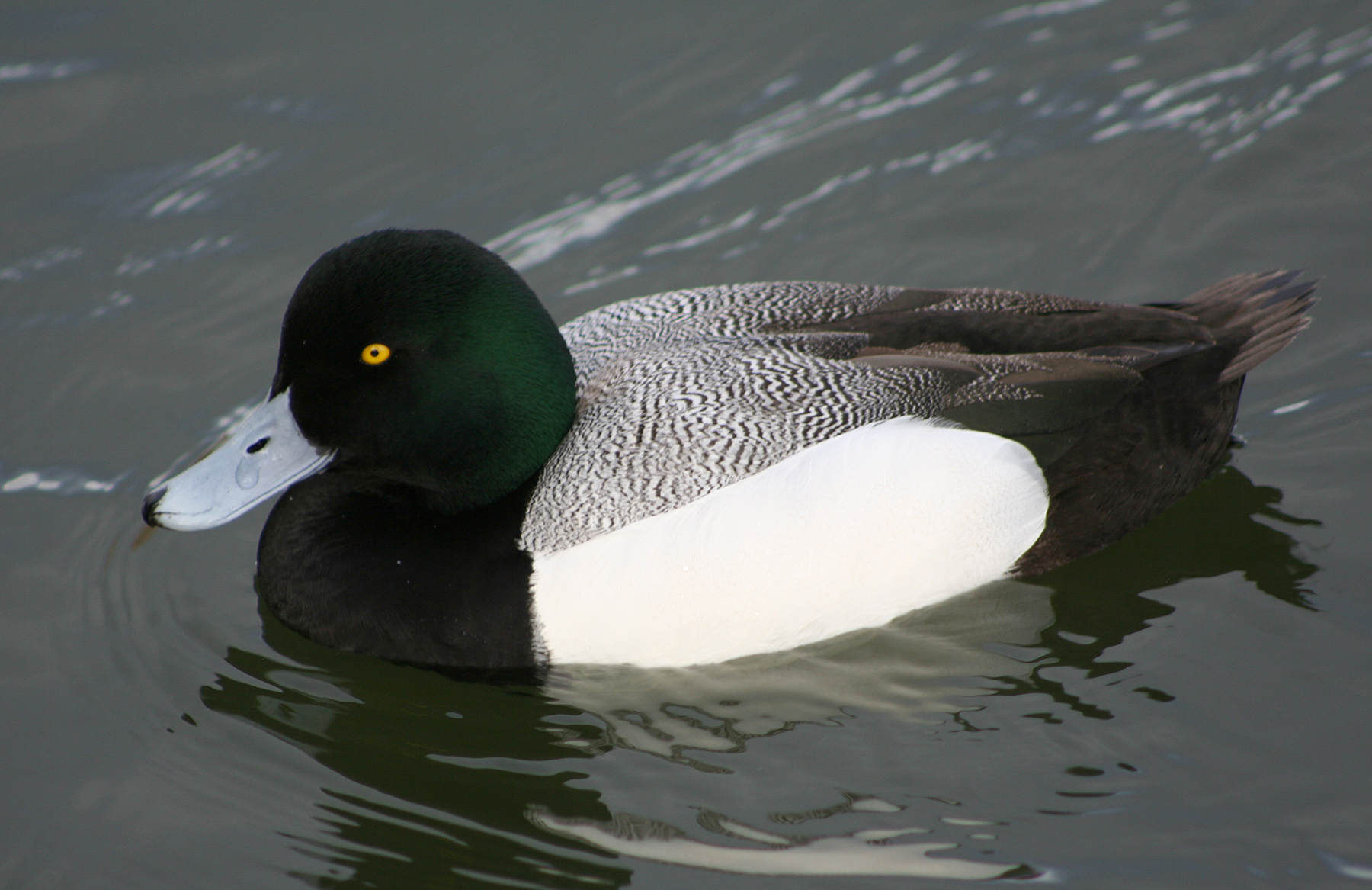
Hegyi réce (Aythya marila)
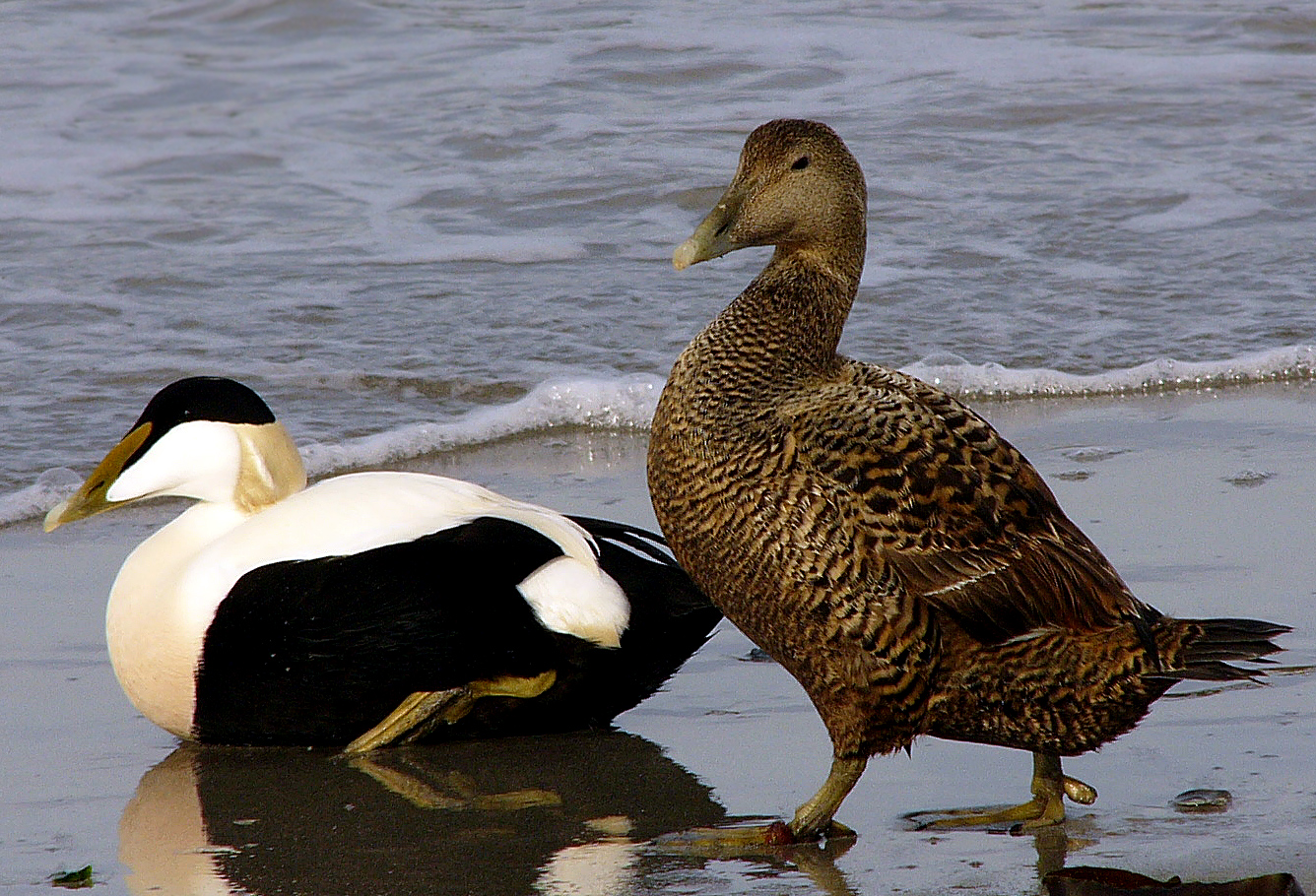
Pehelyréce (Somateria mollissima)
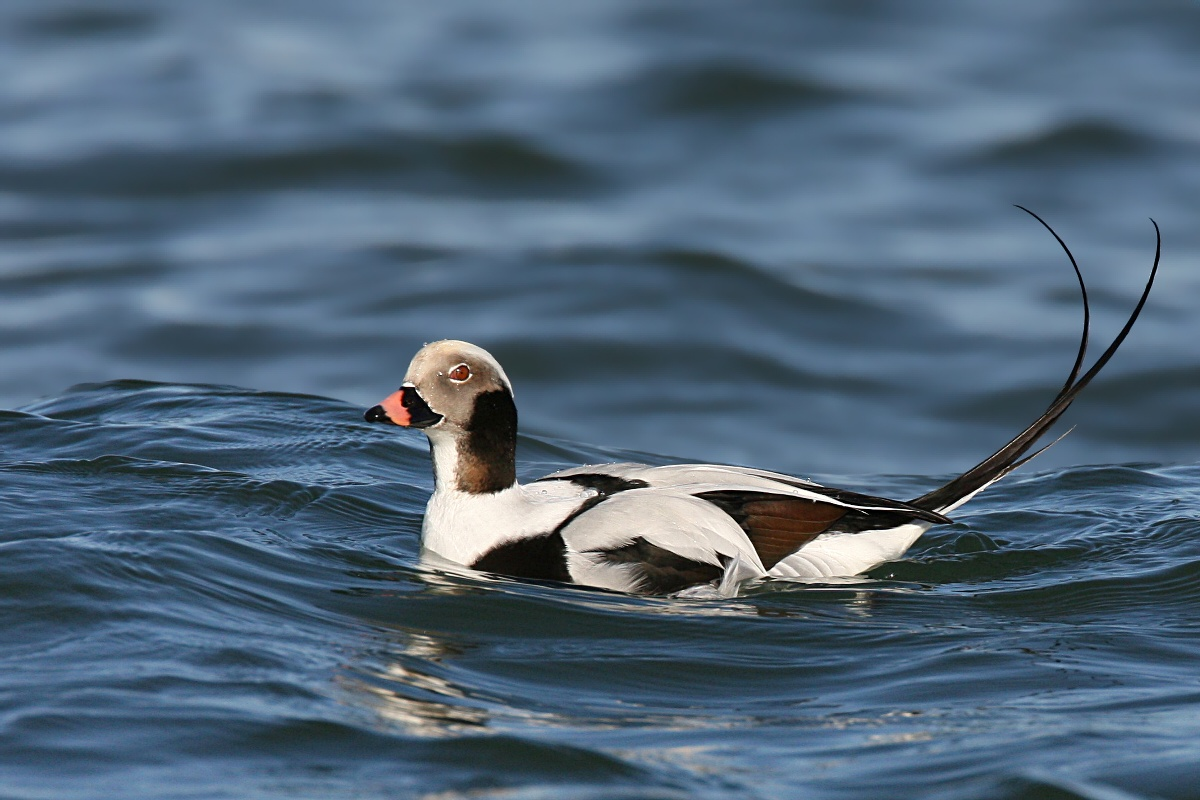
Jegesréce (Clangula hyemalis)
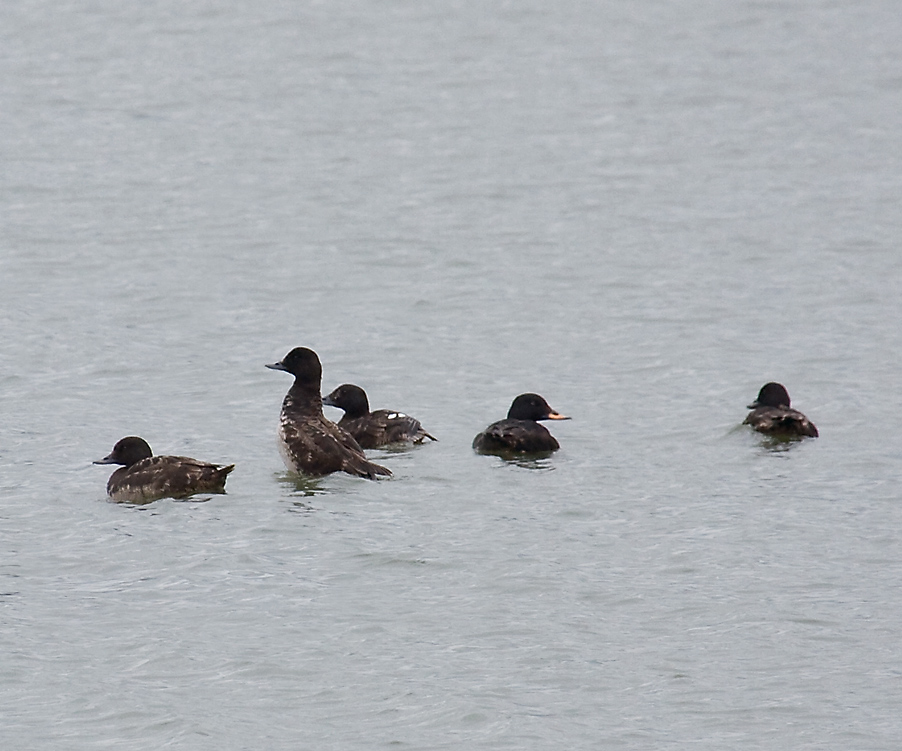
Füstös réce (Melanitta fusca)
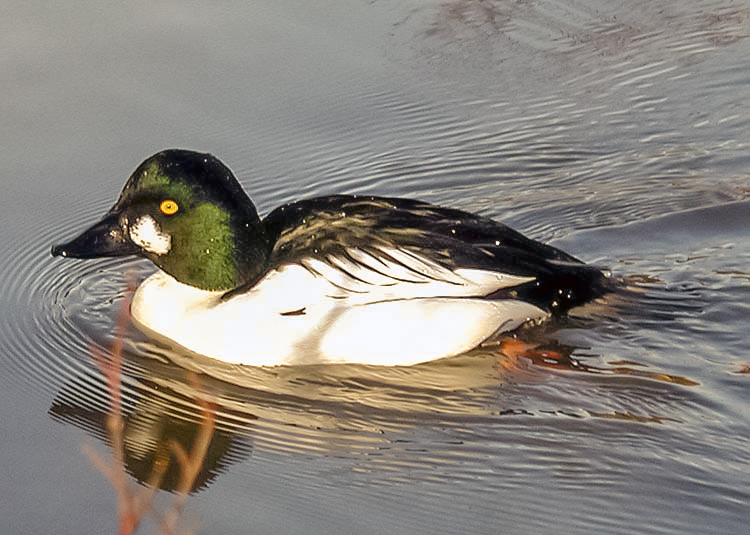
Kerceréce (Bucephala clangula)
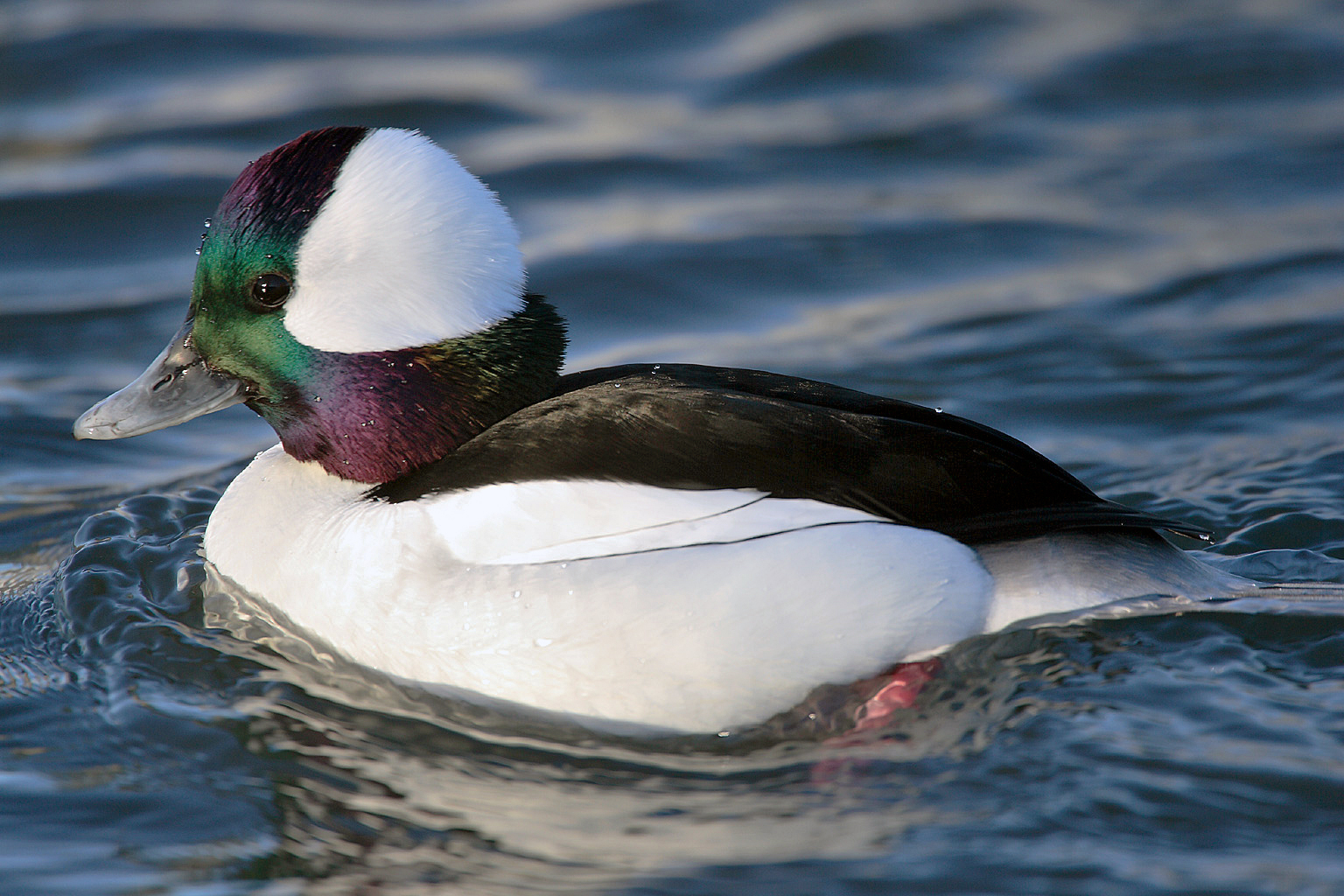
Fehérfejű kerceréce (Bucephala albeola)
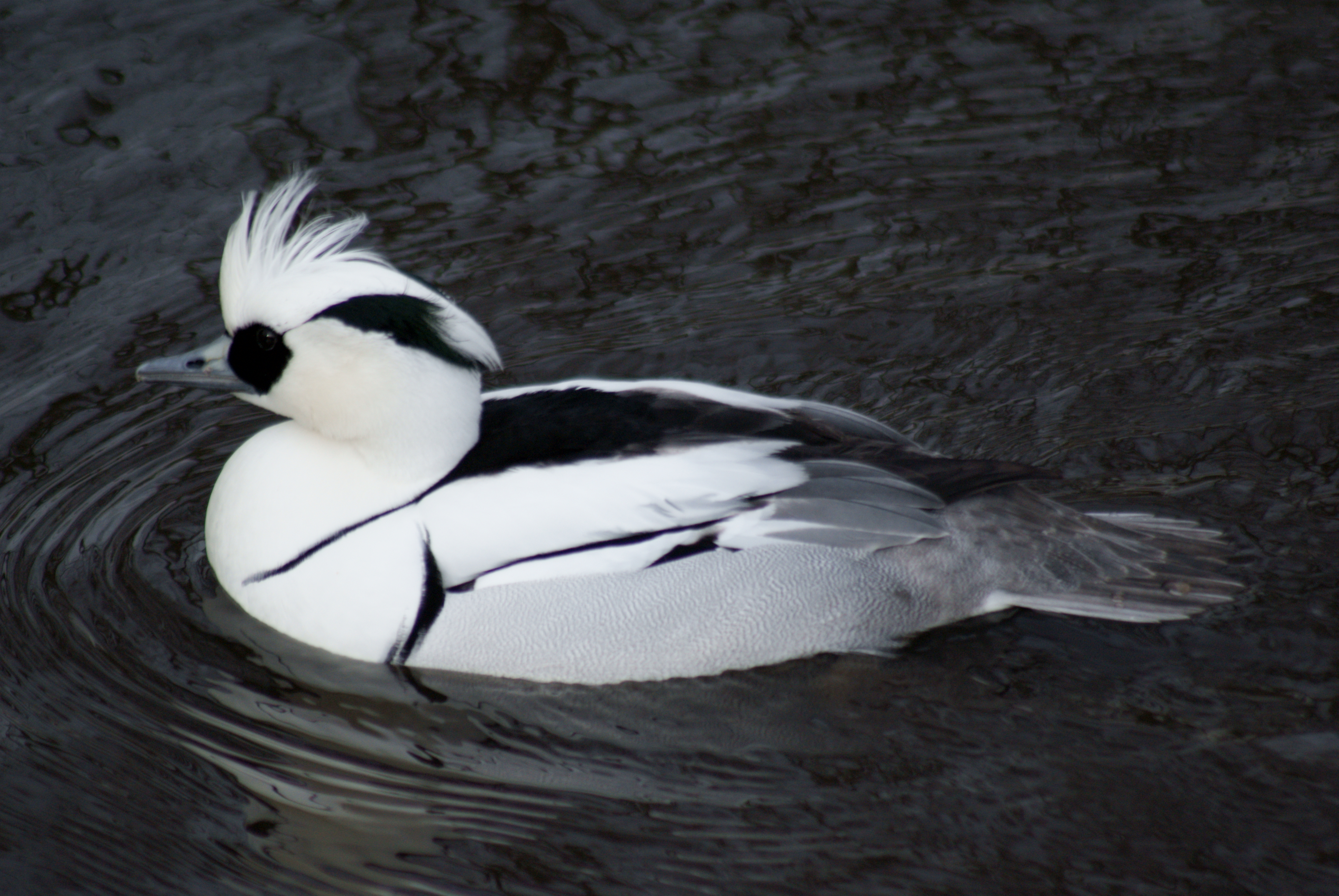
Kis bukó (Mergellus albellus)
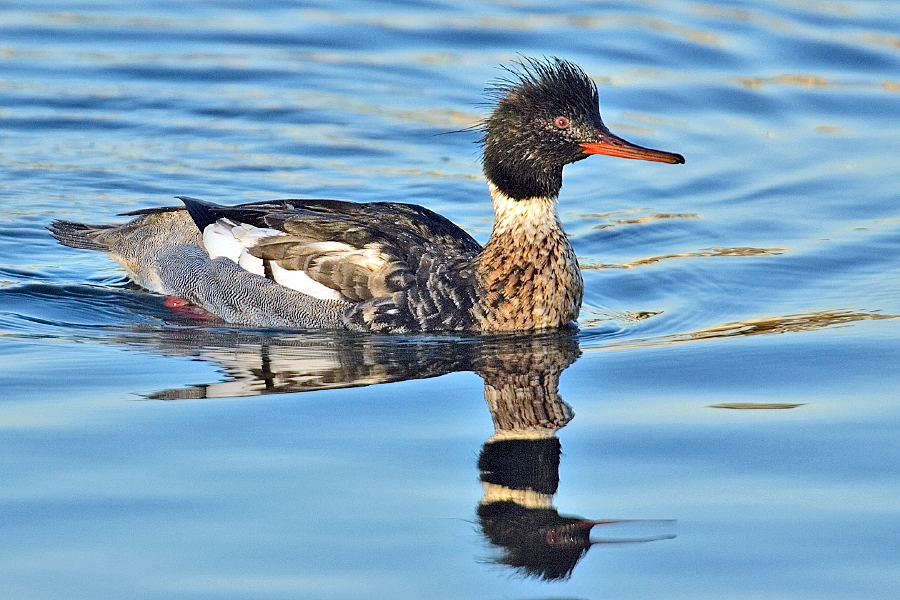
Örvös bukó (Mergus serrator)
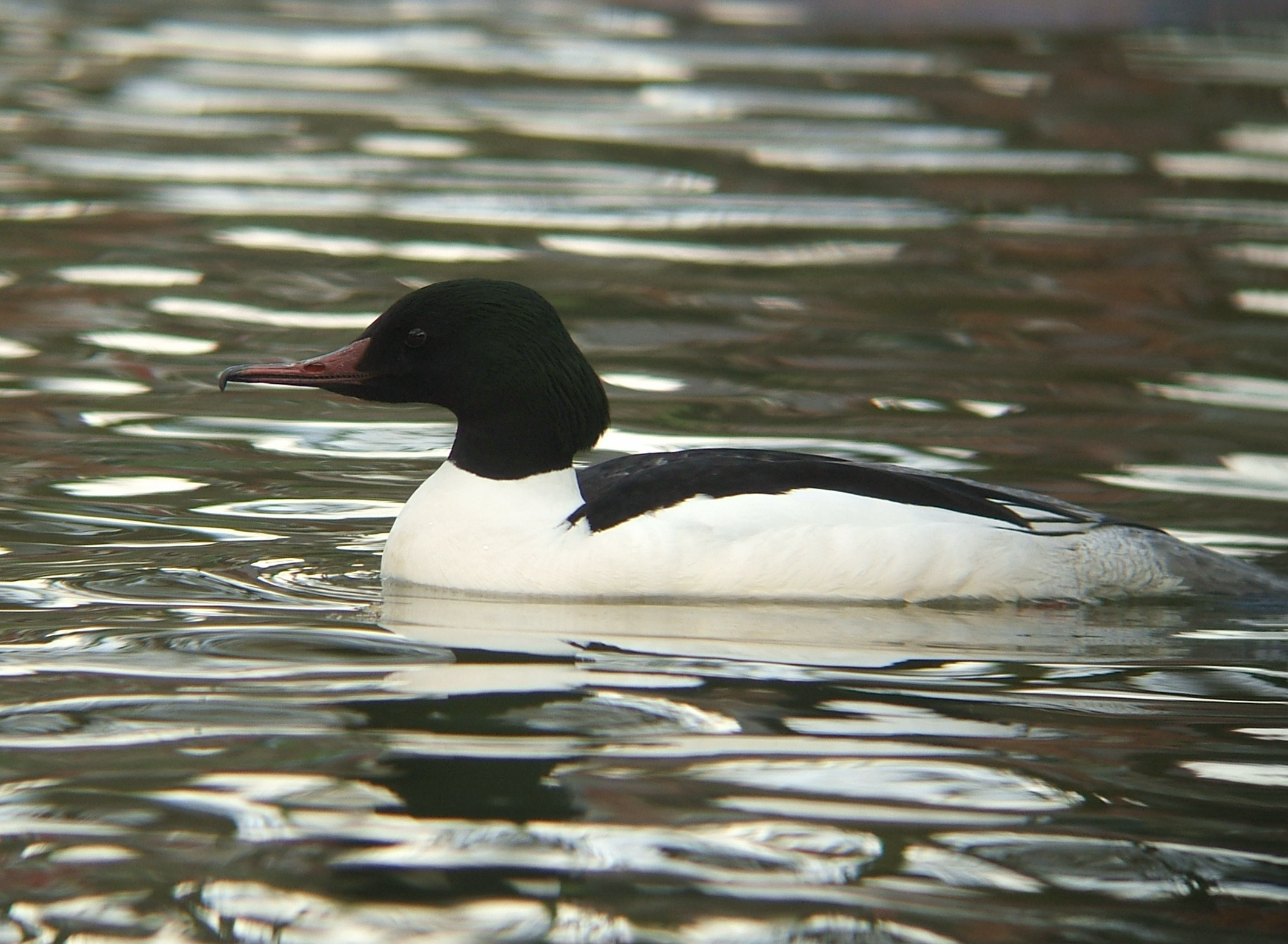
Nagy bukó (Mergus merganser)
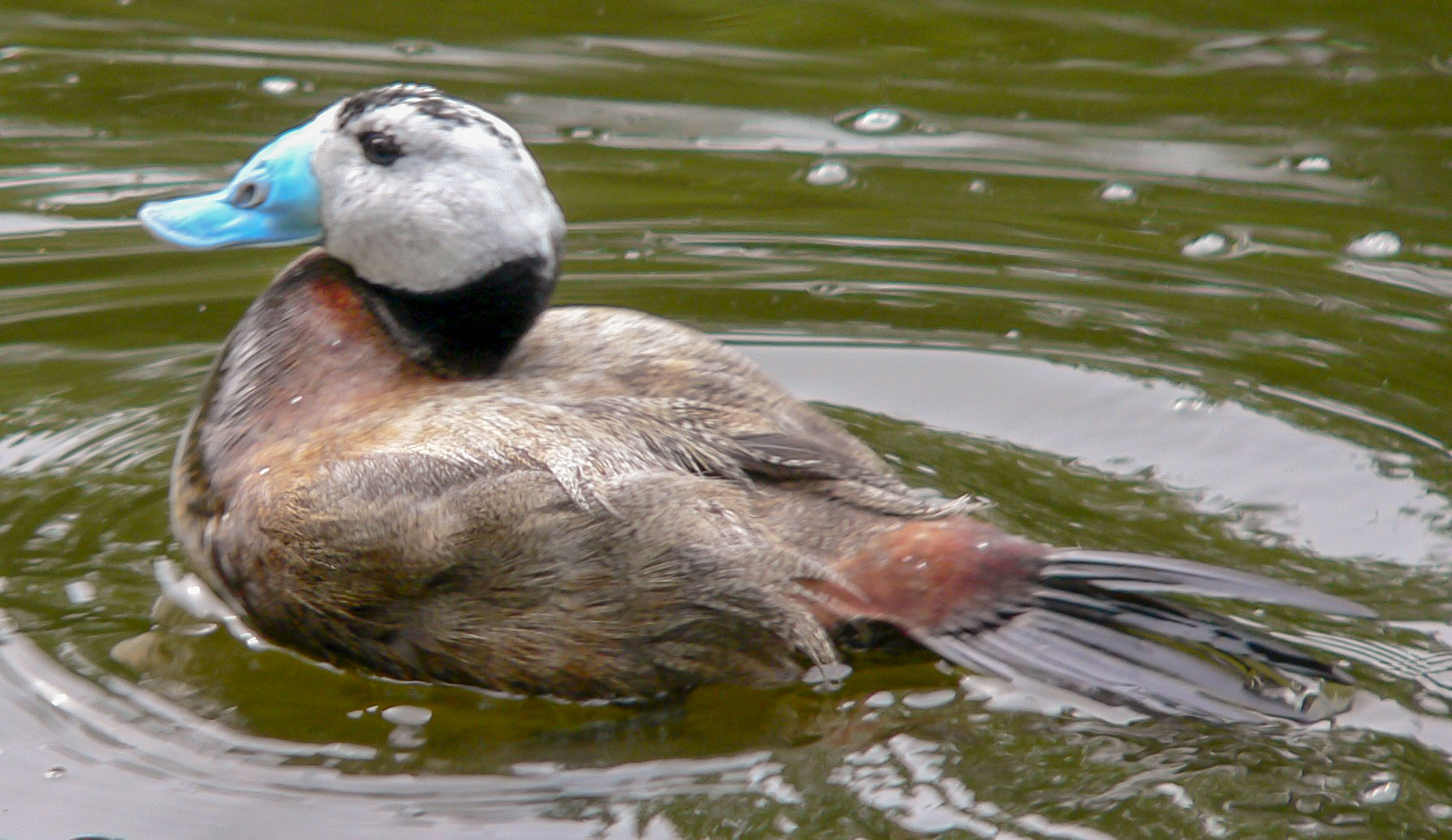
Kékcsőrű réce (Oxyura leucocephala)

## Sólyomalakúak(Falconiformes)

### Vágómadárfélék(Accipitridae)

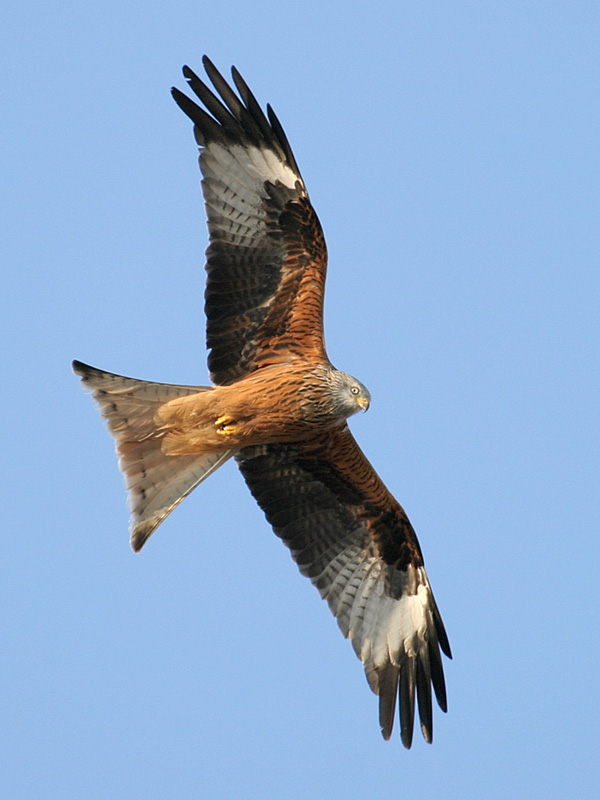
Vörös kánya (Milvus milvus)
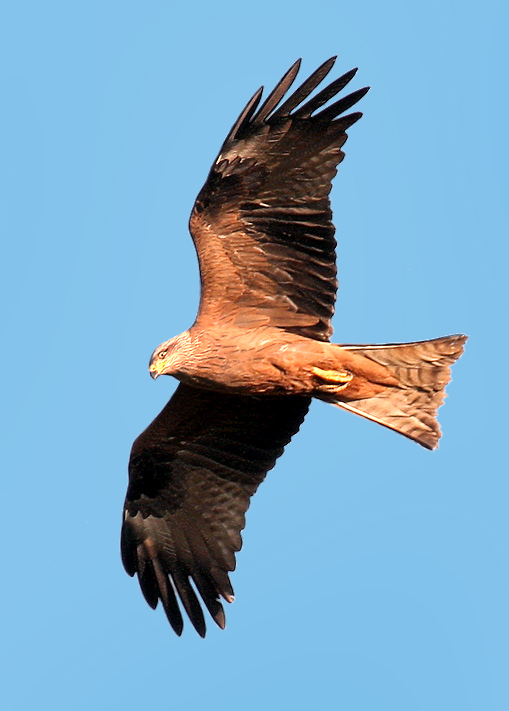
Barna kánya (Milvus migrans)
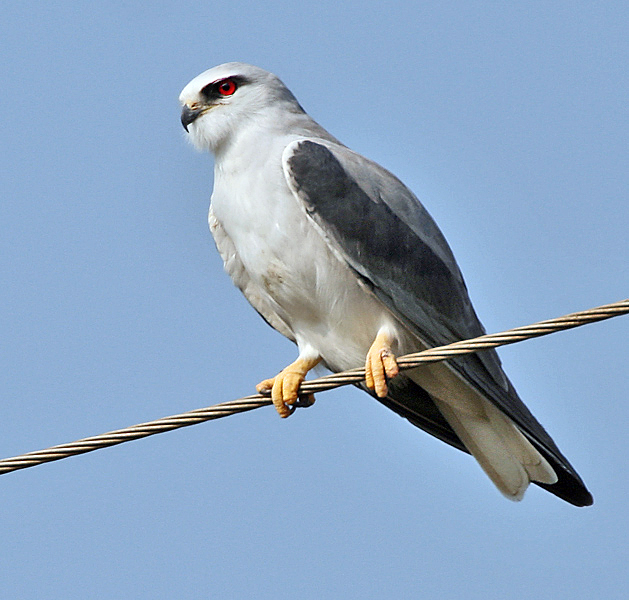
Feketeszárnyú kuhi (Elanus caeruleus) (A)
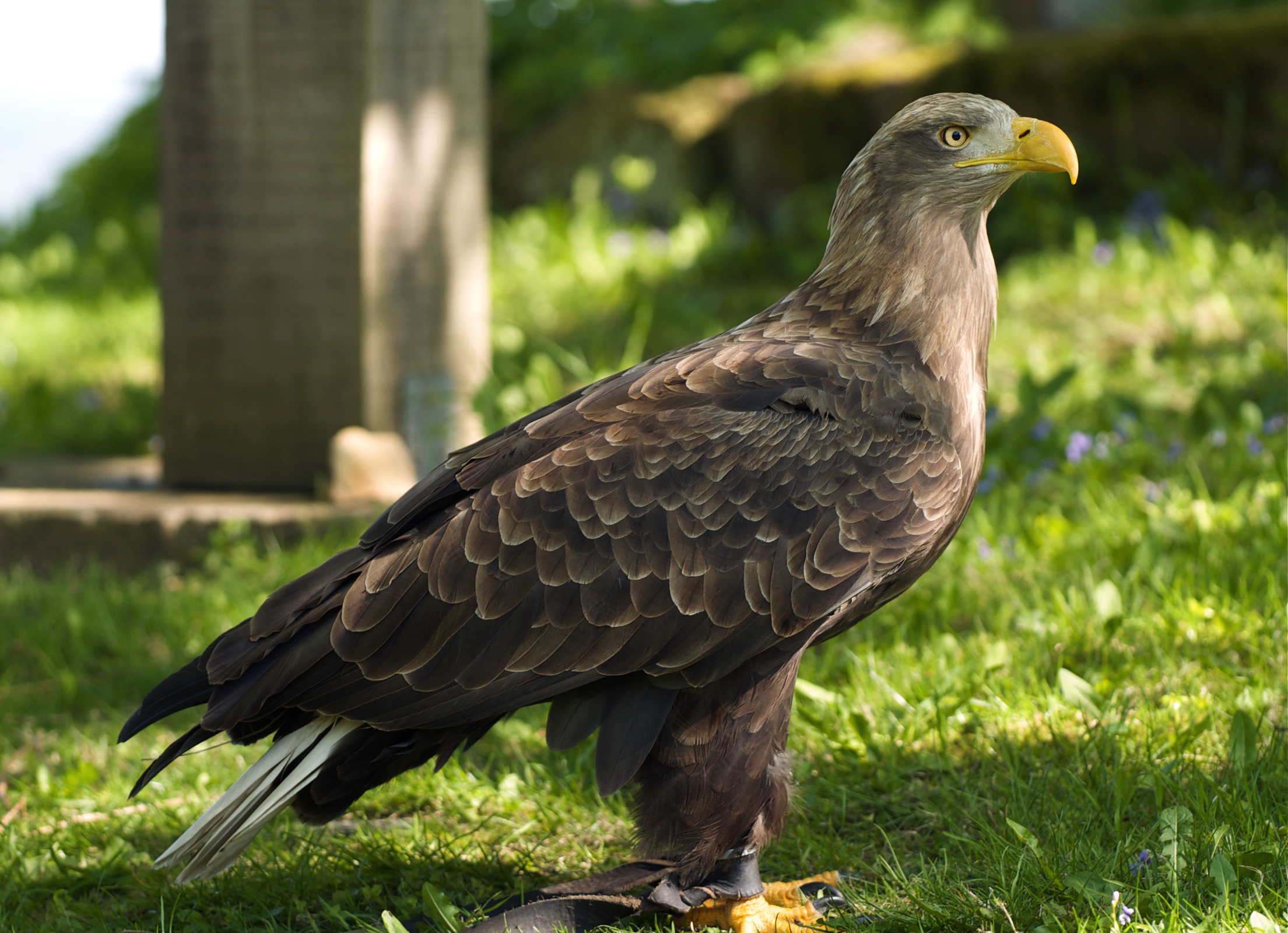
Rétisas (Haliaeetus albicilla)
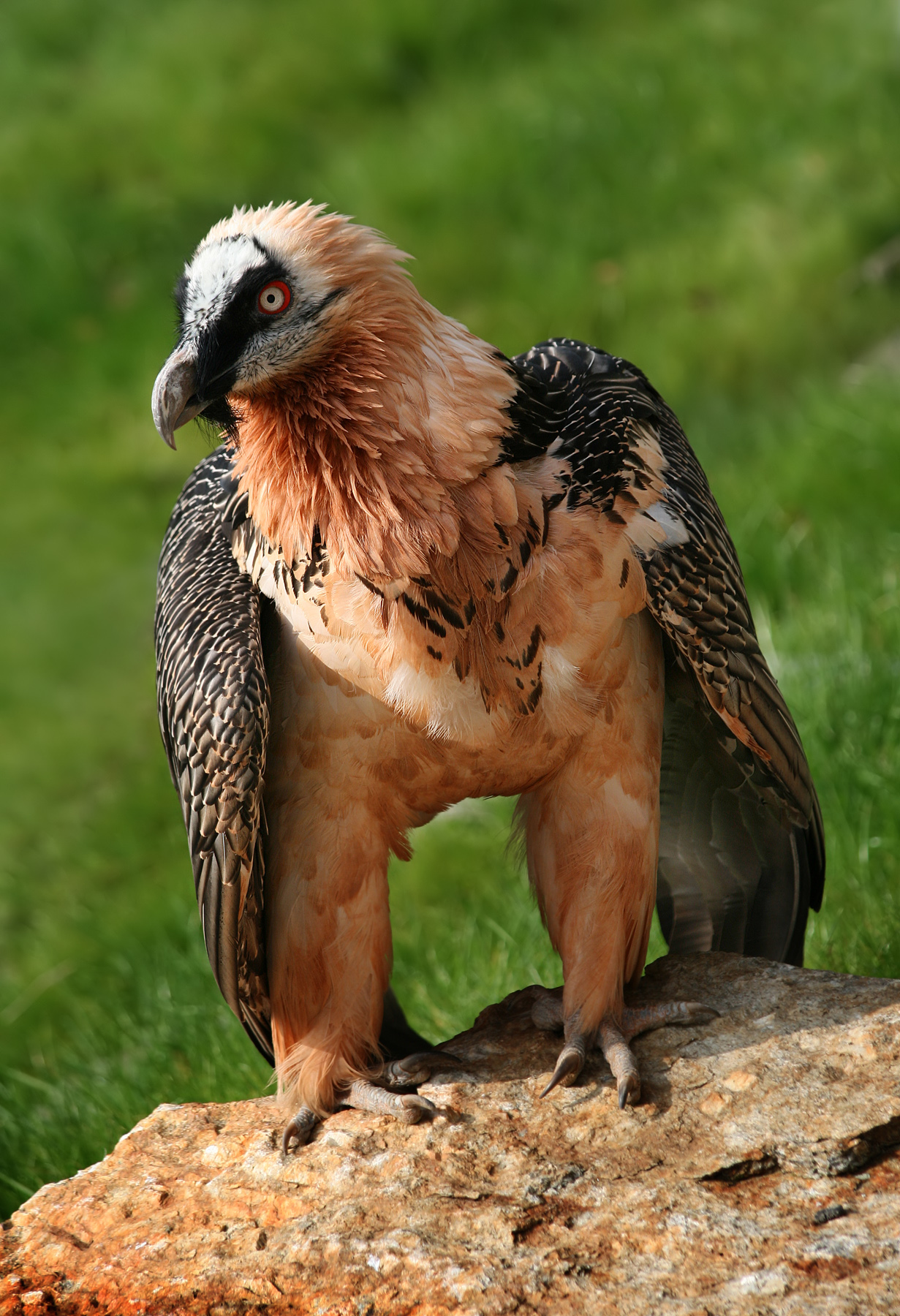
Szakállas saskeselyű (Gypaetus barbatus)
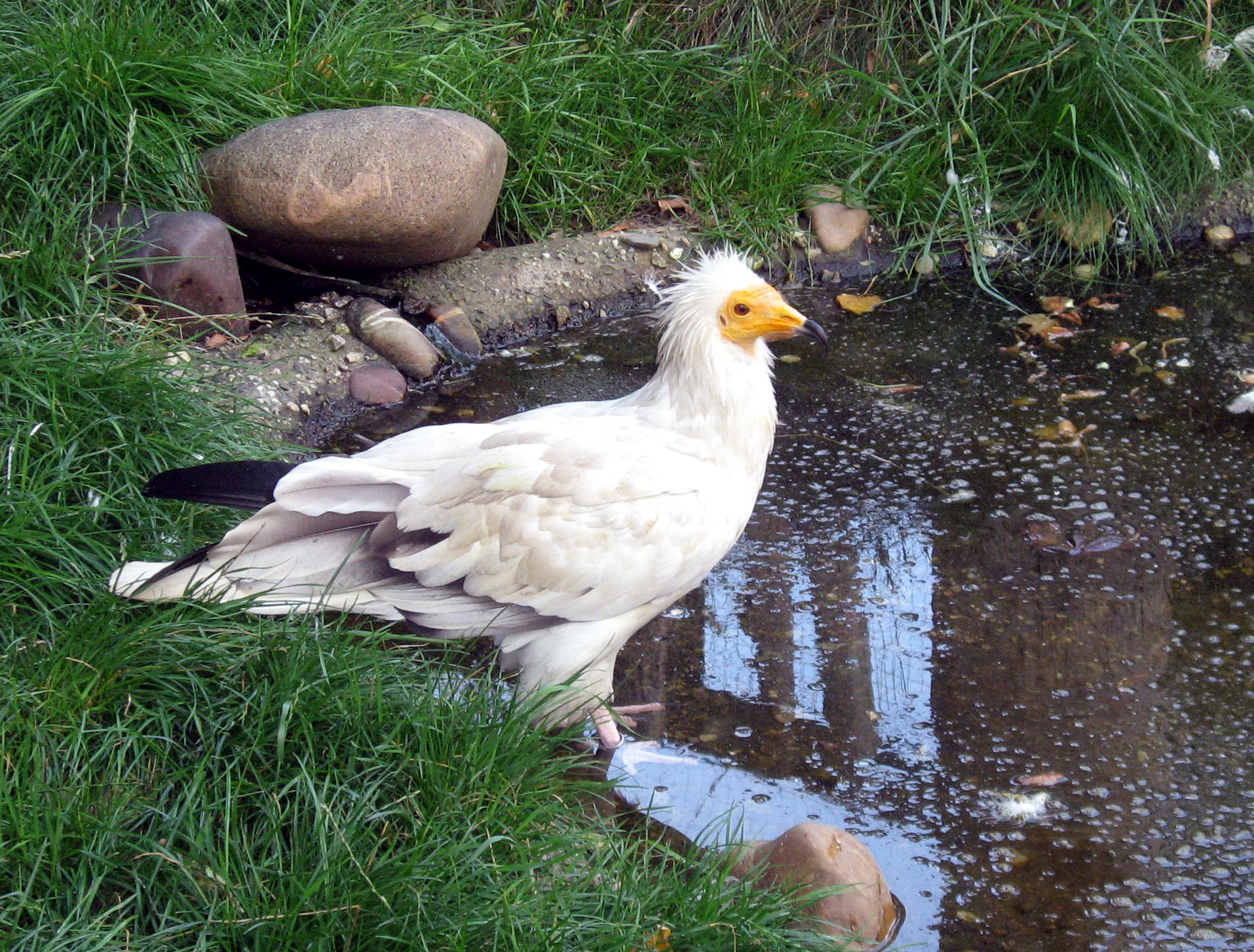
Dögkeselyű (Neophron percnopterus) (A)
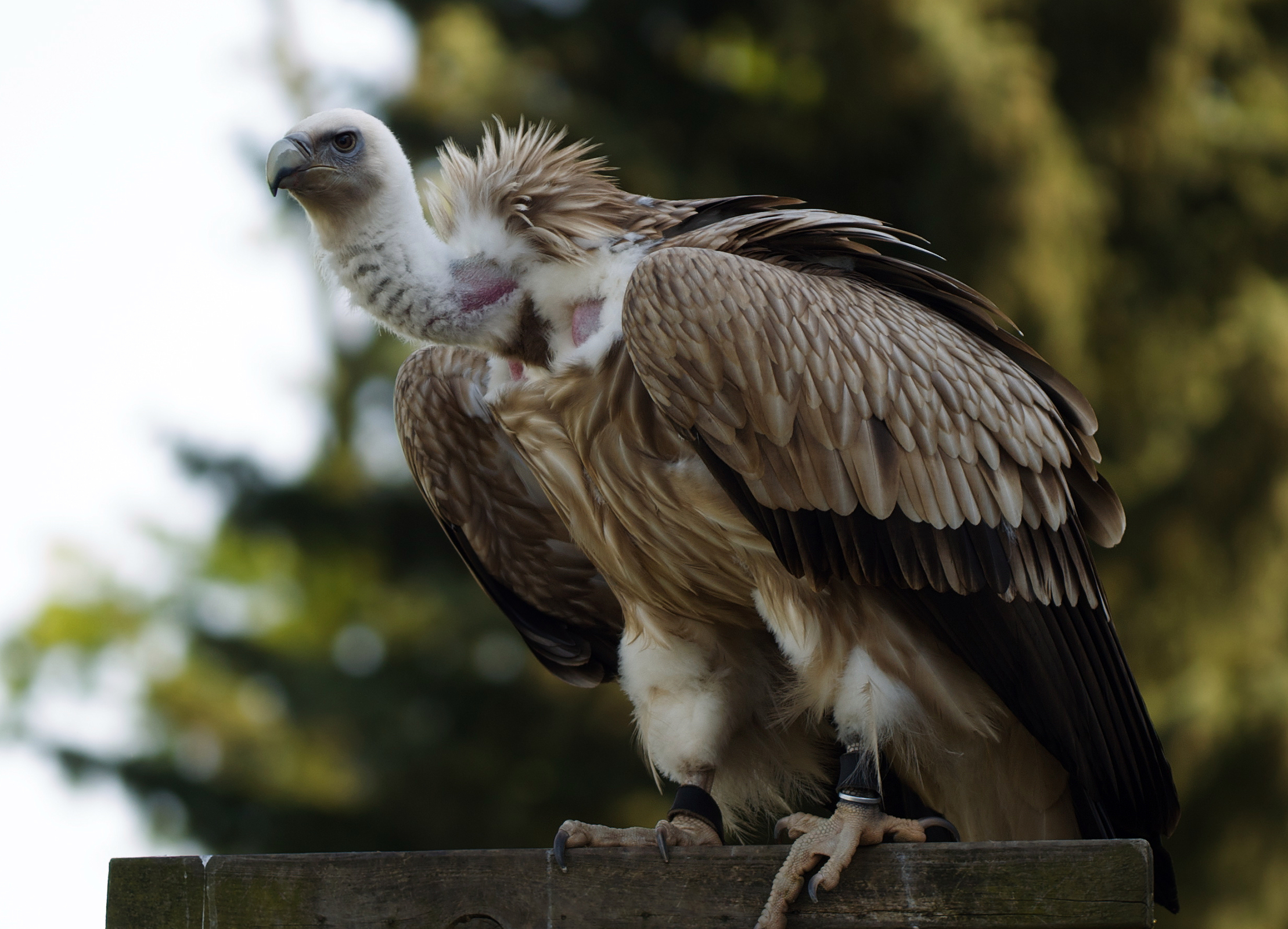
Fakókeselyű (Gyps fulvus) (A)
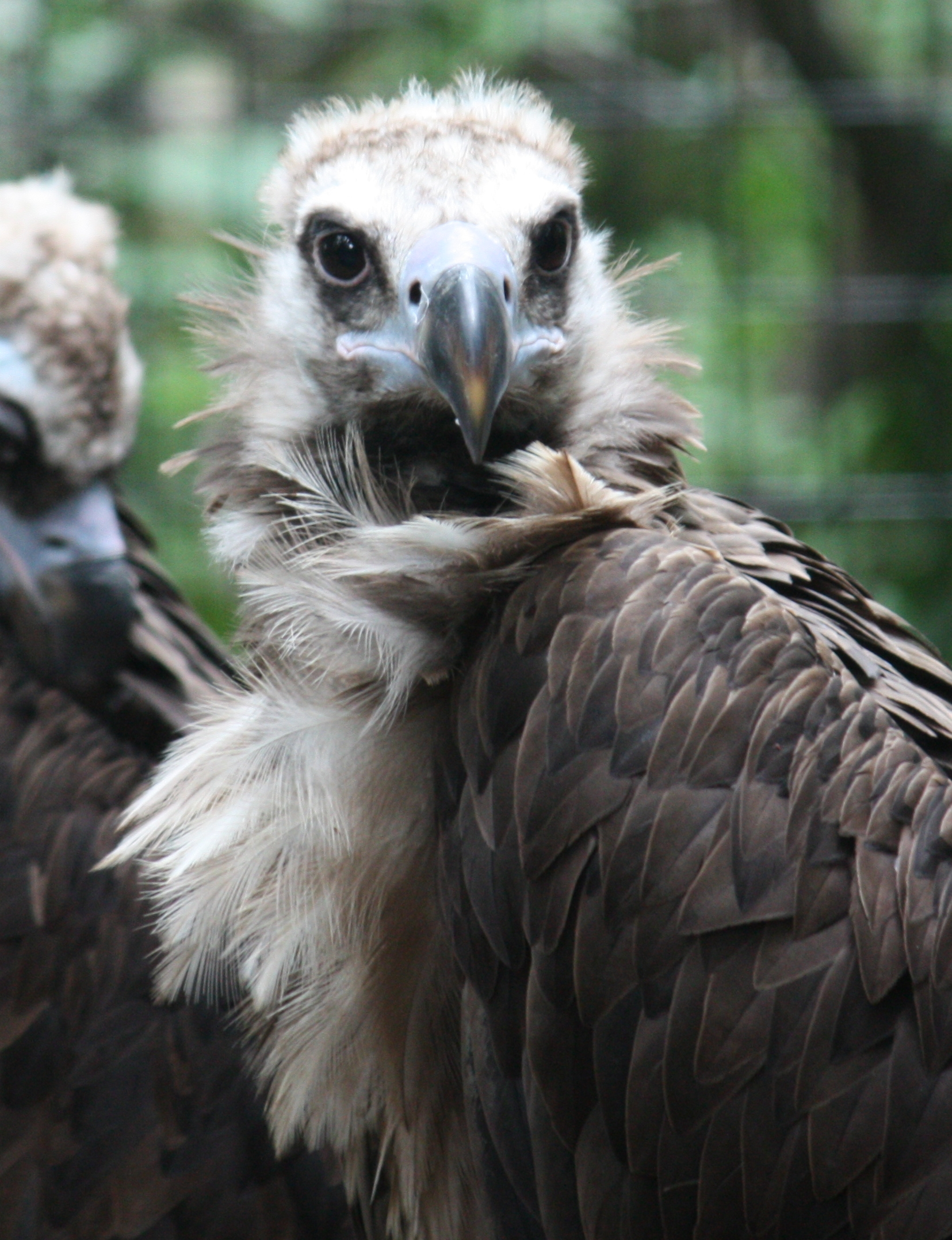
Barátkeselyű (Aegypius monachus) – kihalt
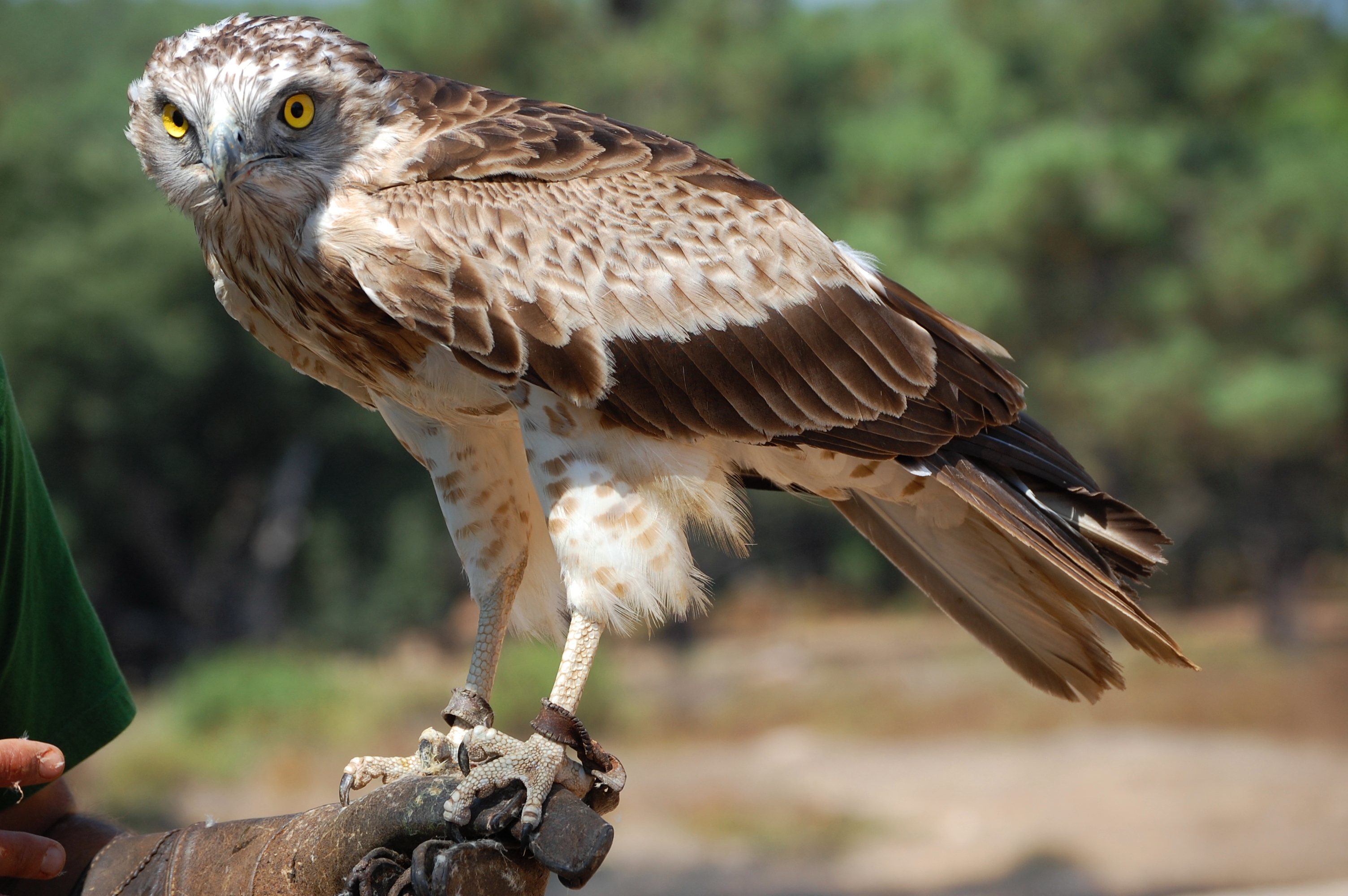
Kígyászölyv (Circaetus gallicus)
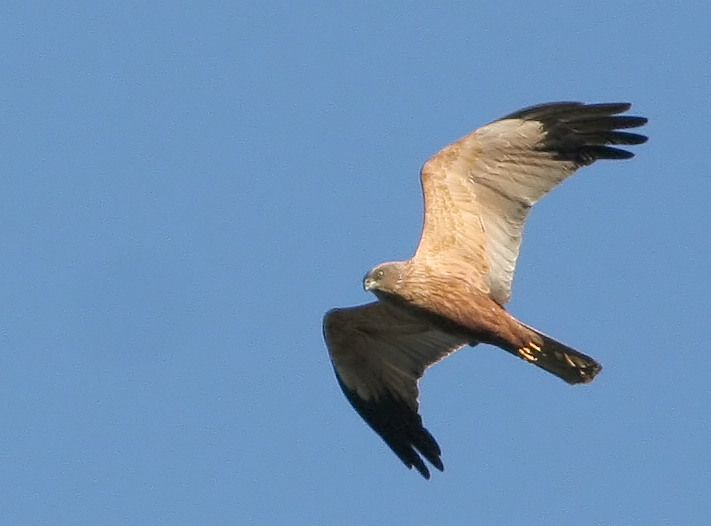
Barna rétihéja (Circus aeruginosus)
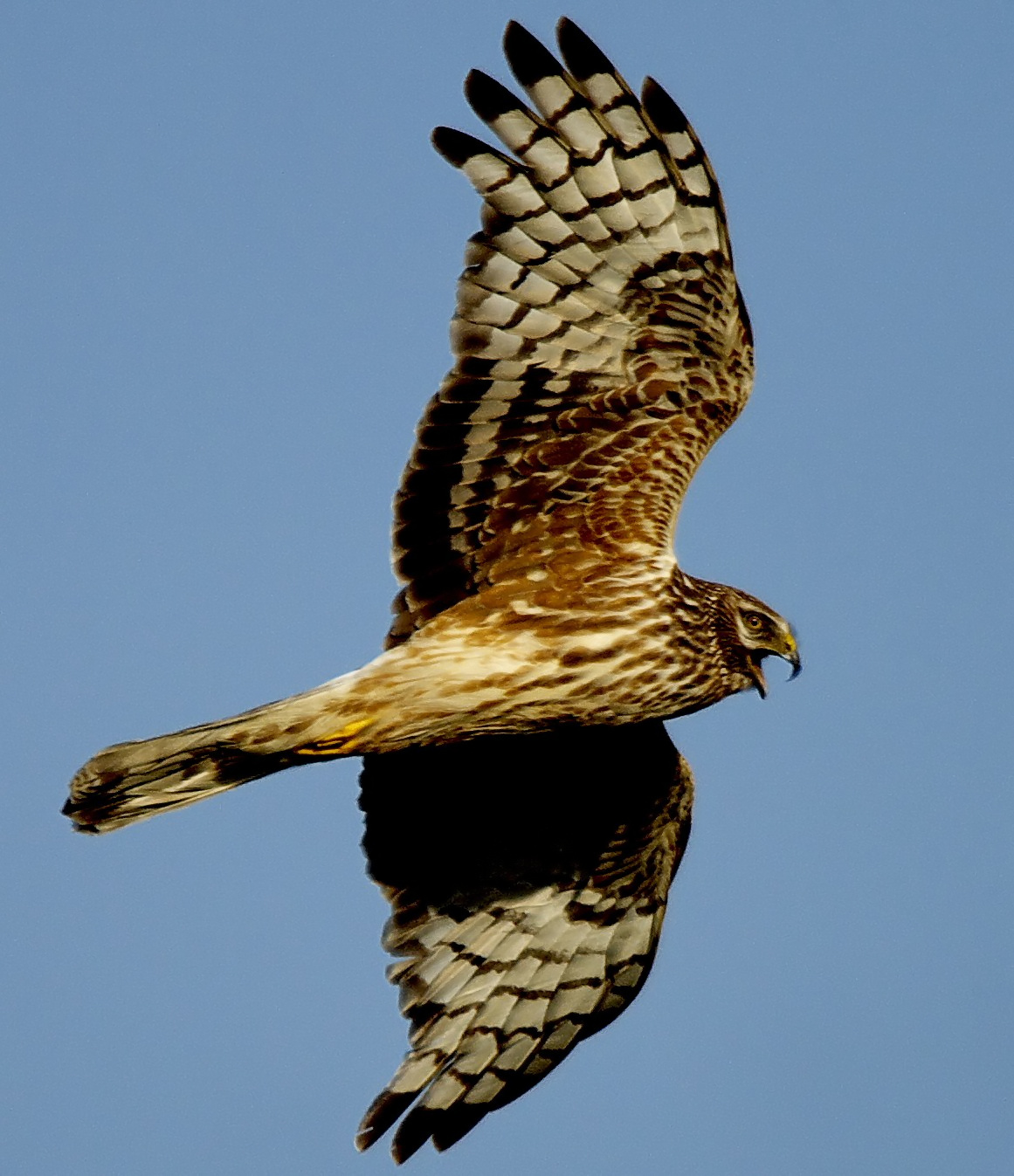
Kékes rétihéja (Circus cyaneus)
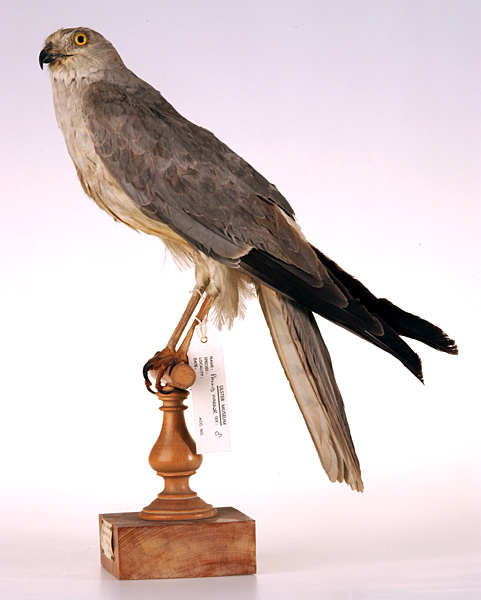
Fakó rétihéja (Circus macrourus)
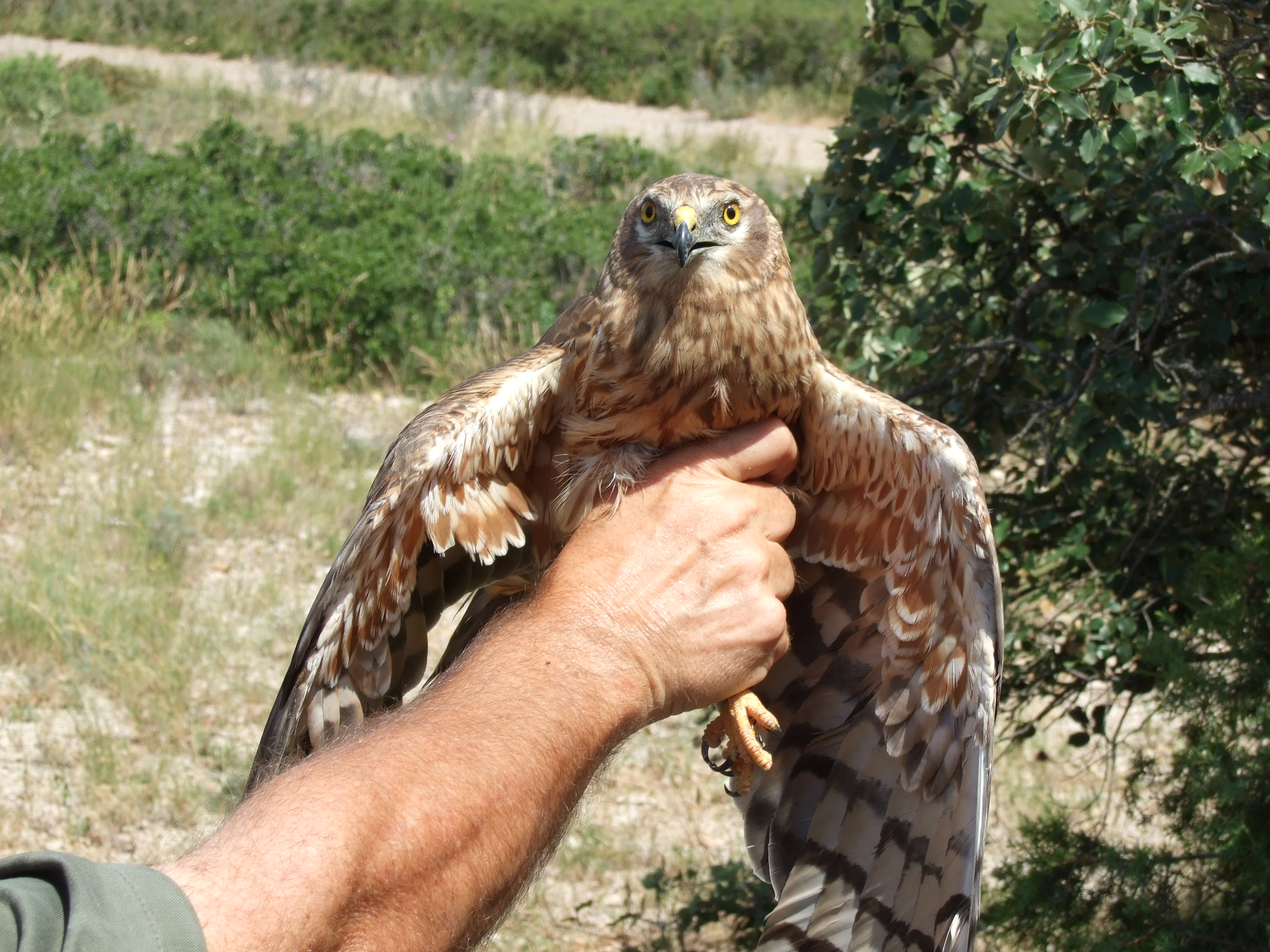
Hamvas rétihéja (Circus pygargus)
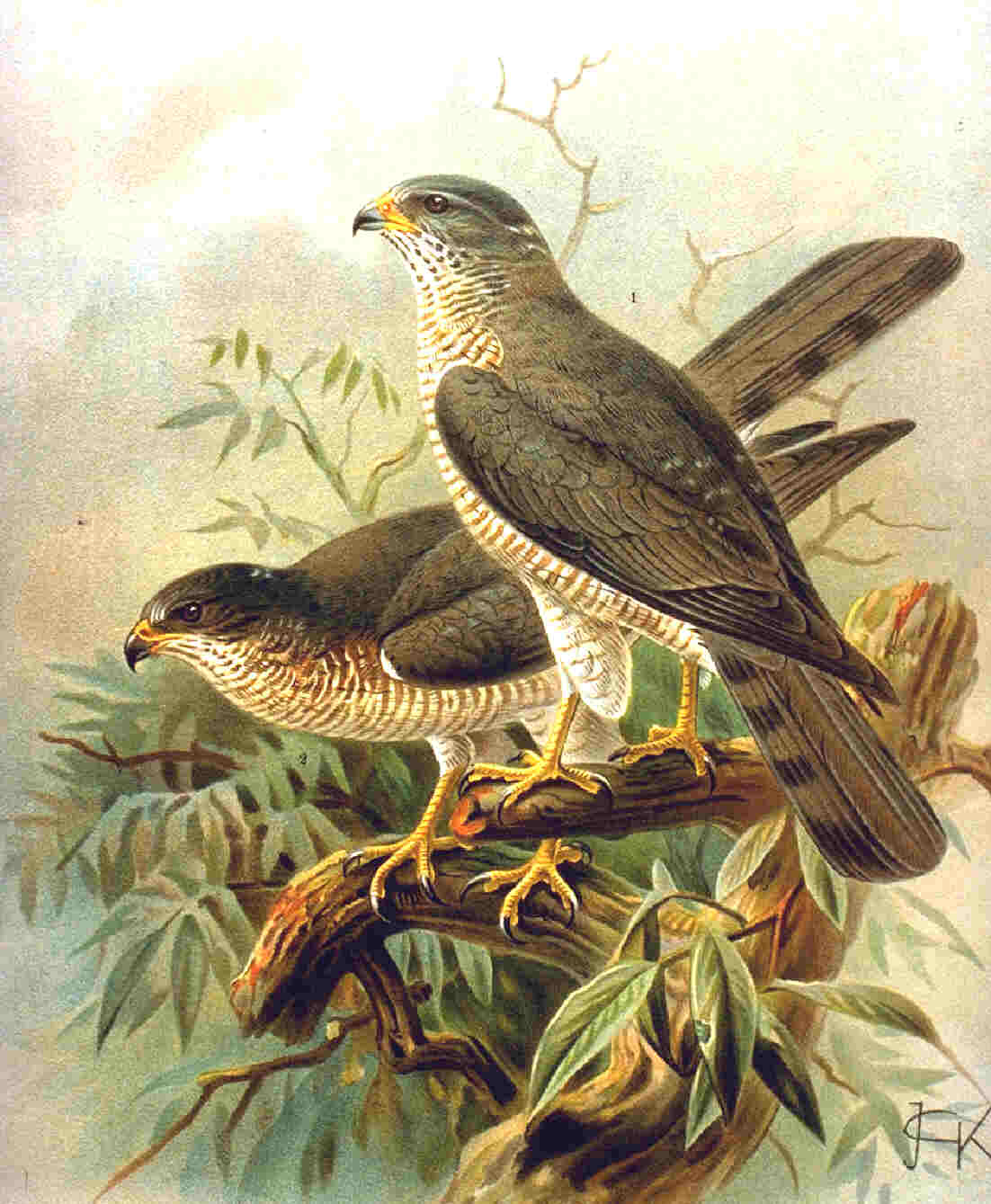
Kis héja (Accipiter brevipes)
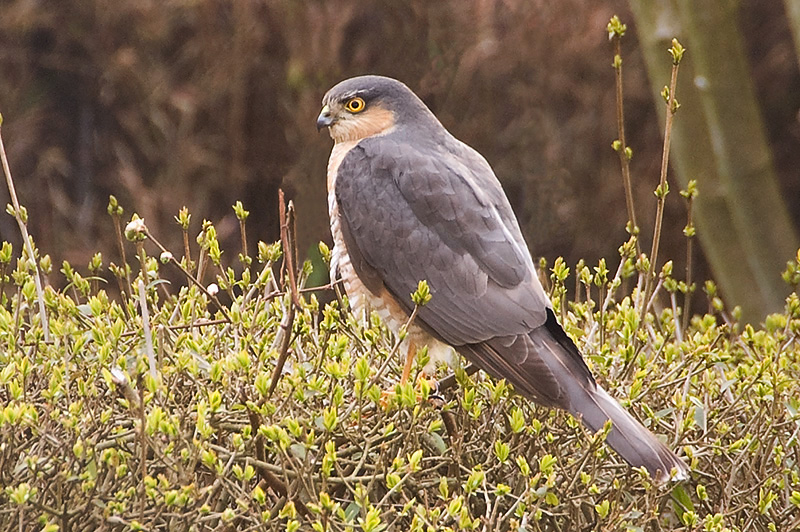
Karvaly (Accipiter nisus)
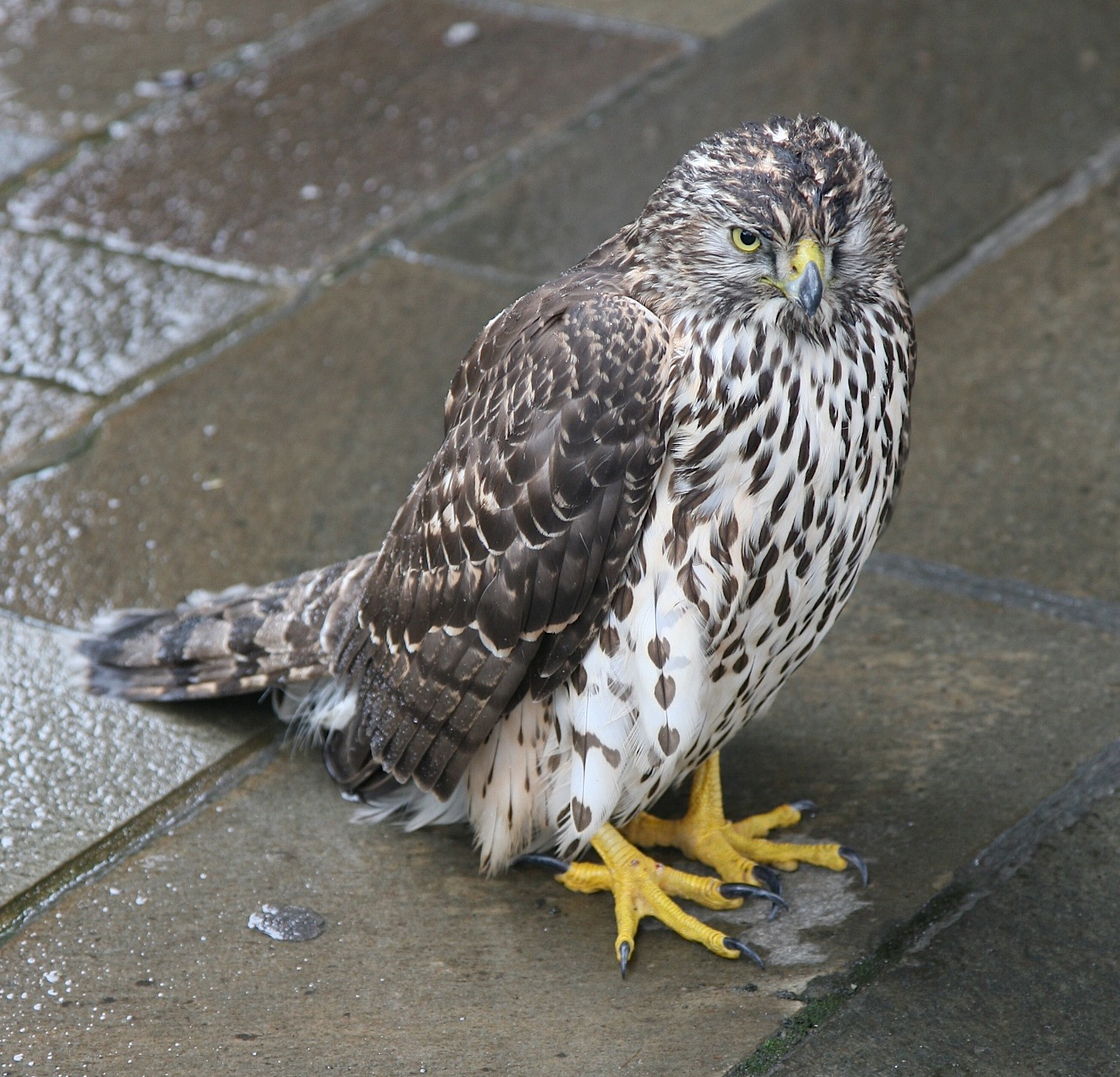
Héja (Accipiter gentilis)
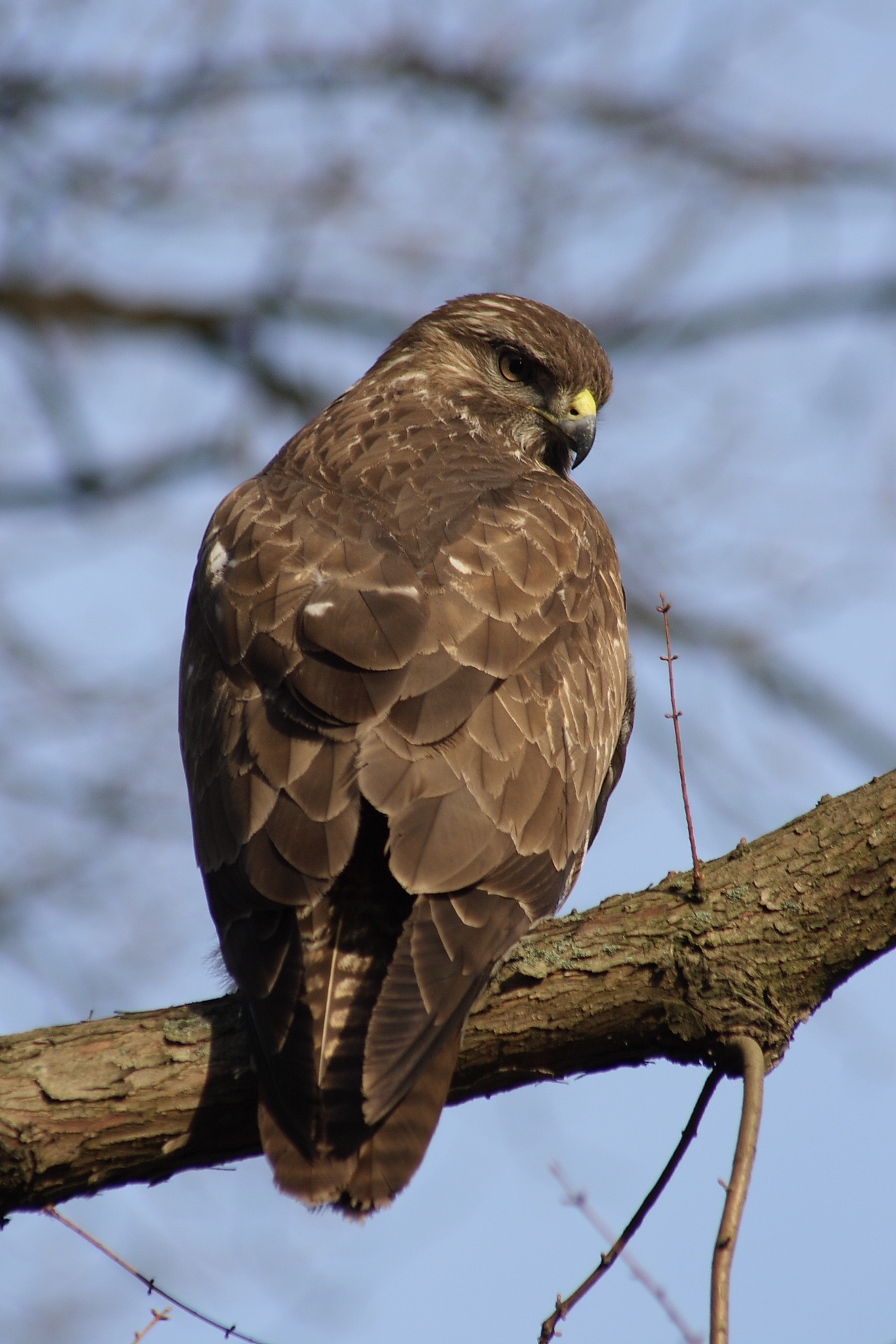
Egerészölyv (Buteo buteo)
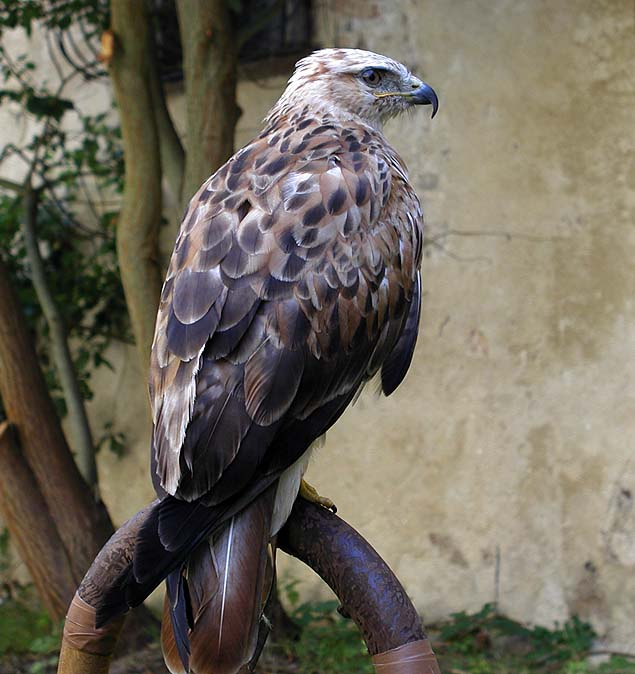
Pusztai ölyv (Buteo rufinus)
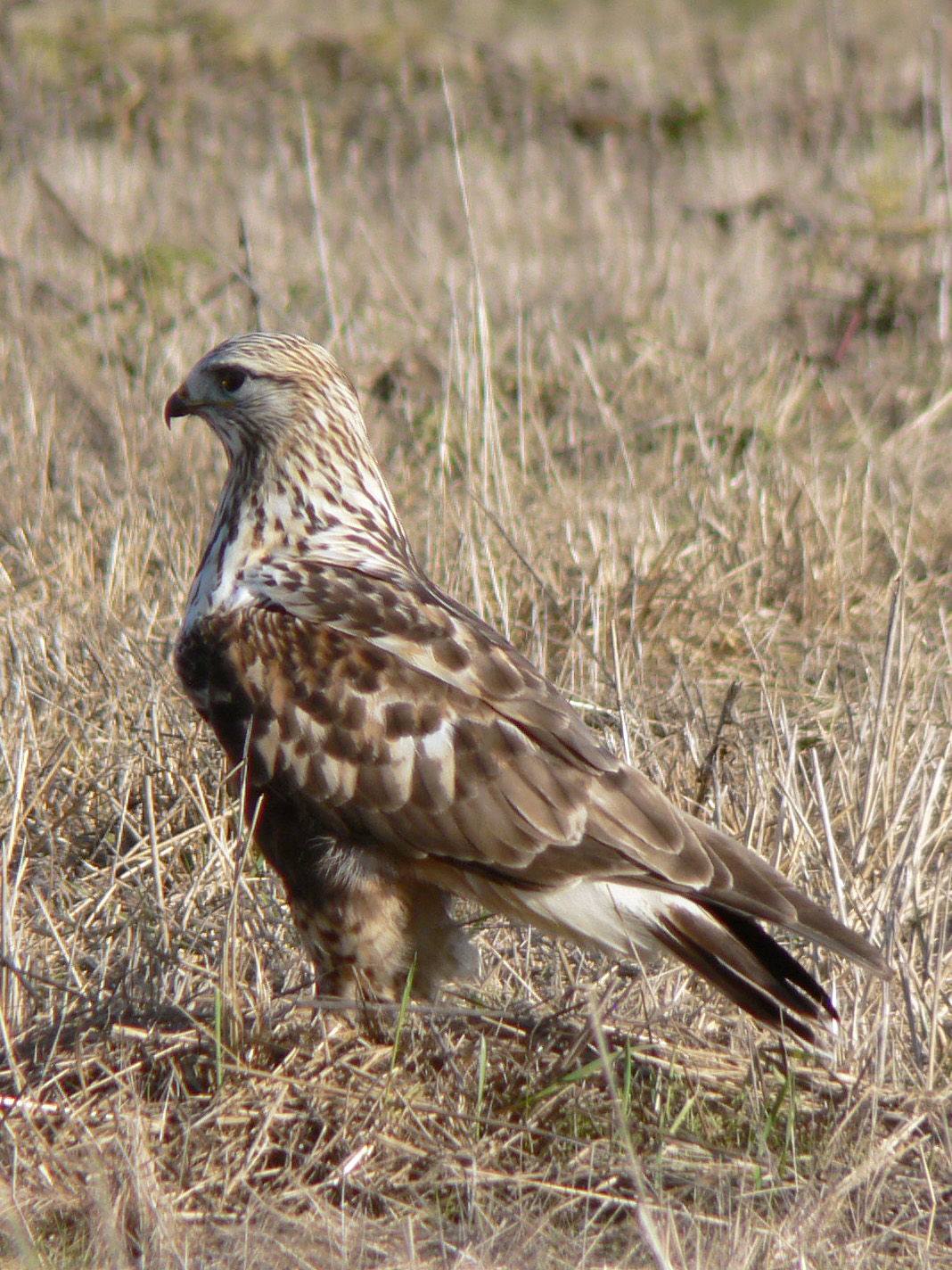
Gatyás ölyv (Buteo lagopus)
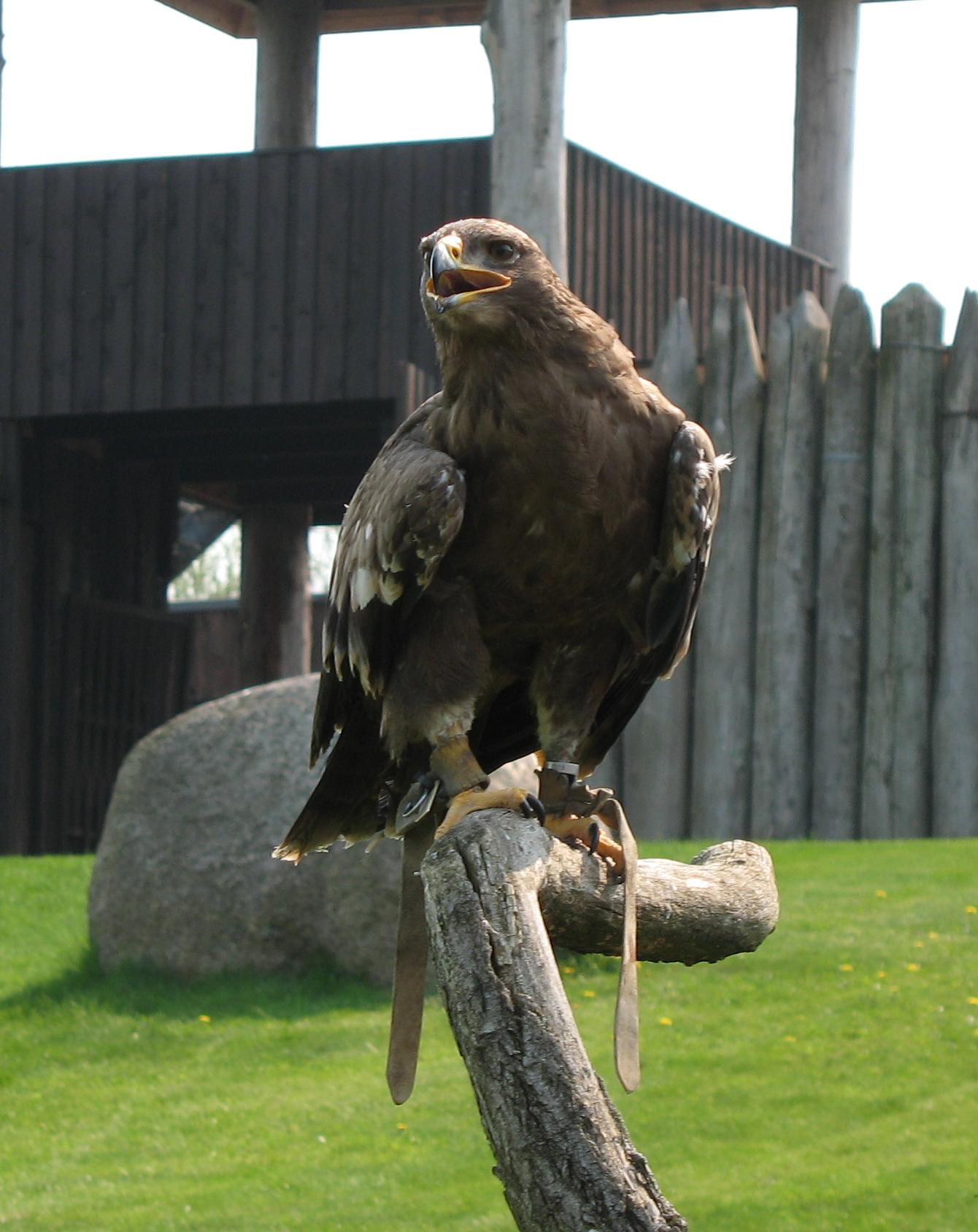
Békászó sas (Aquila pomarina)
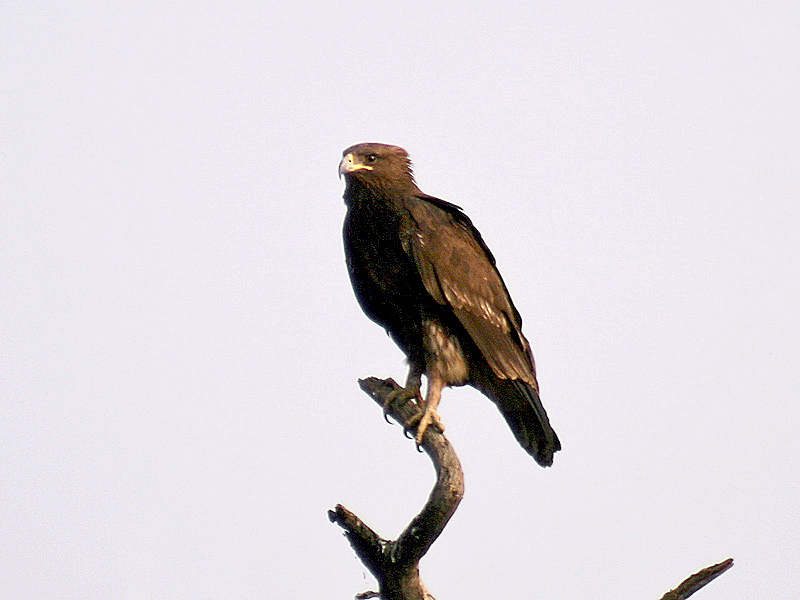
Fekete sas (Aquila clanga)
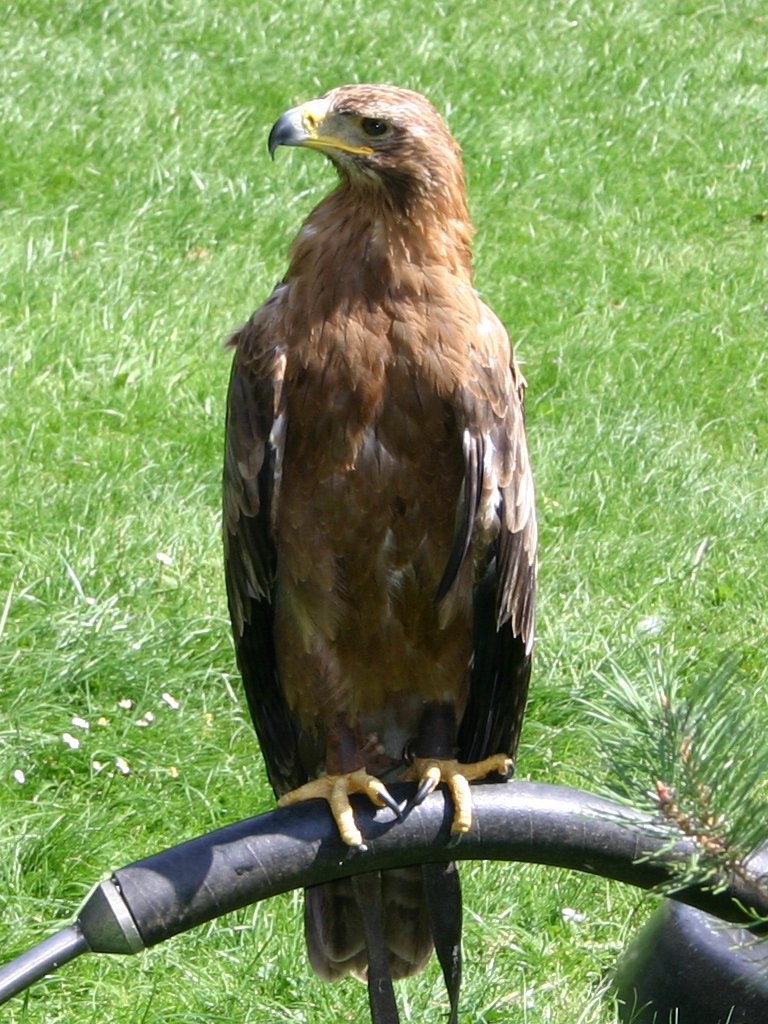
Pusztai sas (Aquila nipalensis)
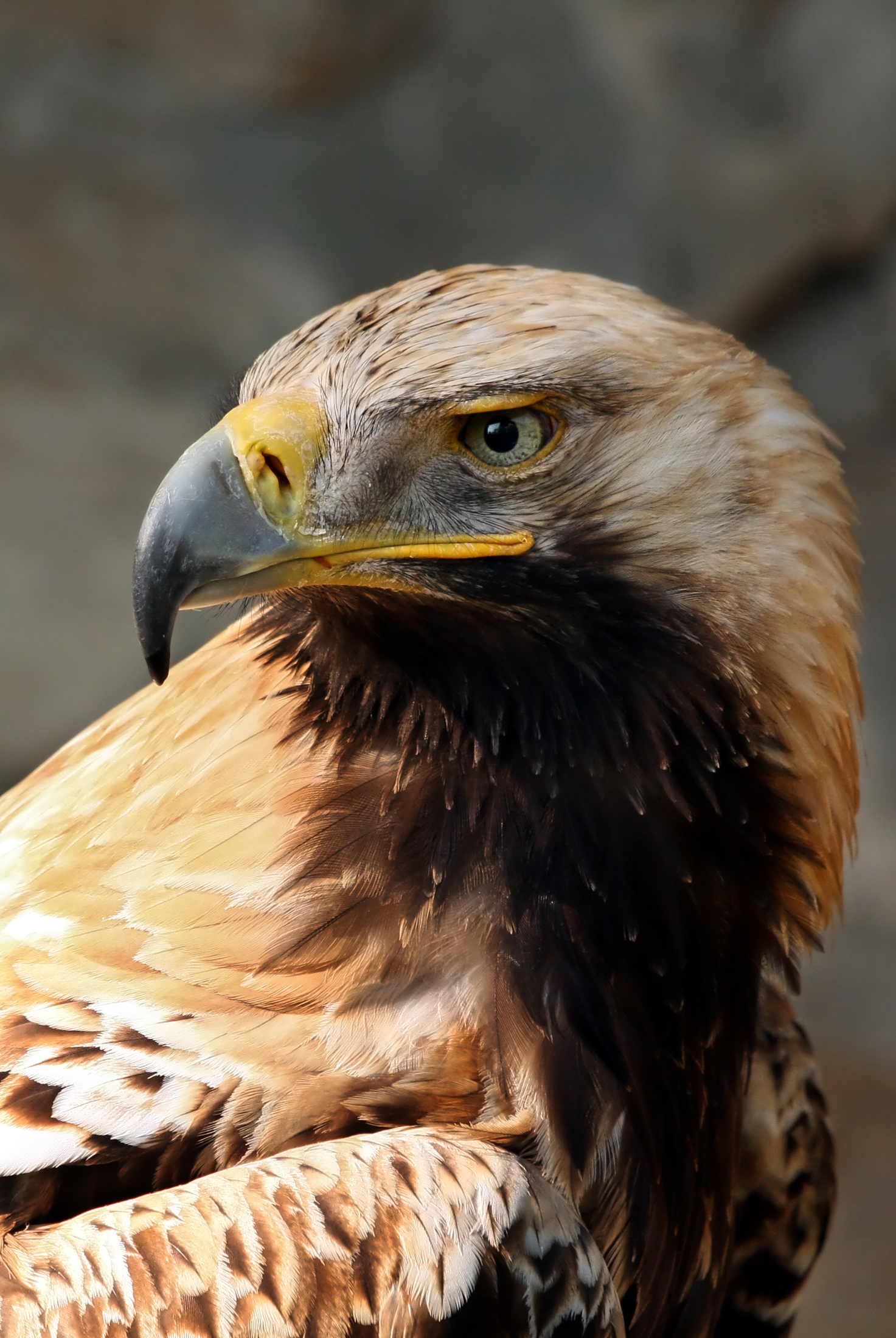
Parlagi sas (Aquila heliaca)
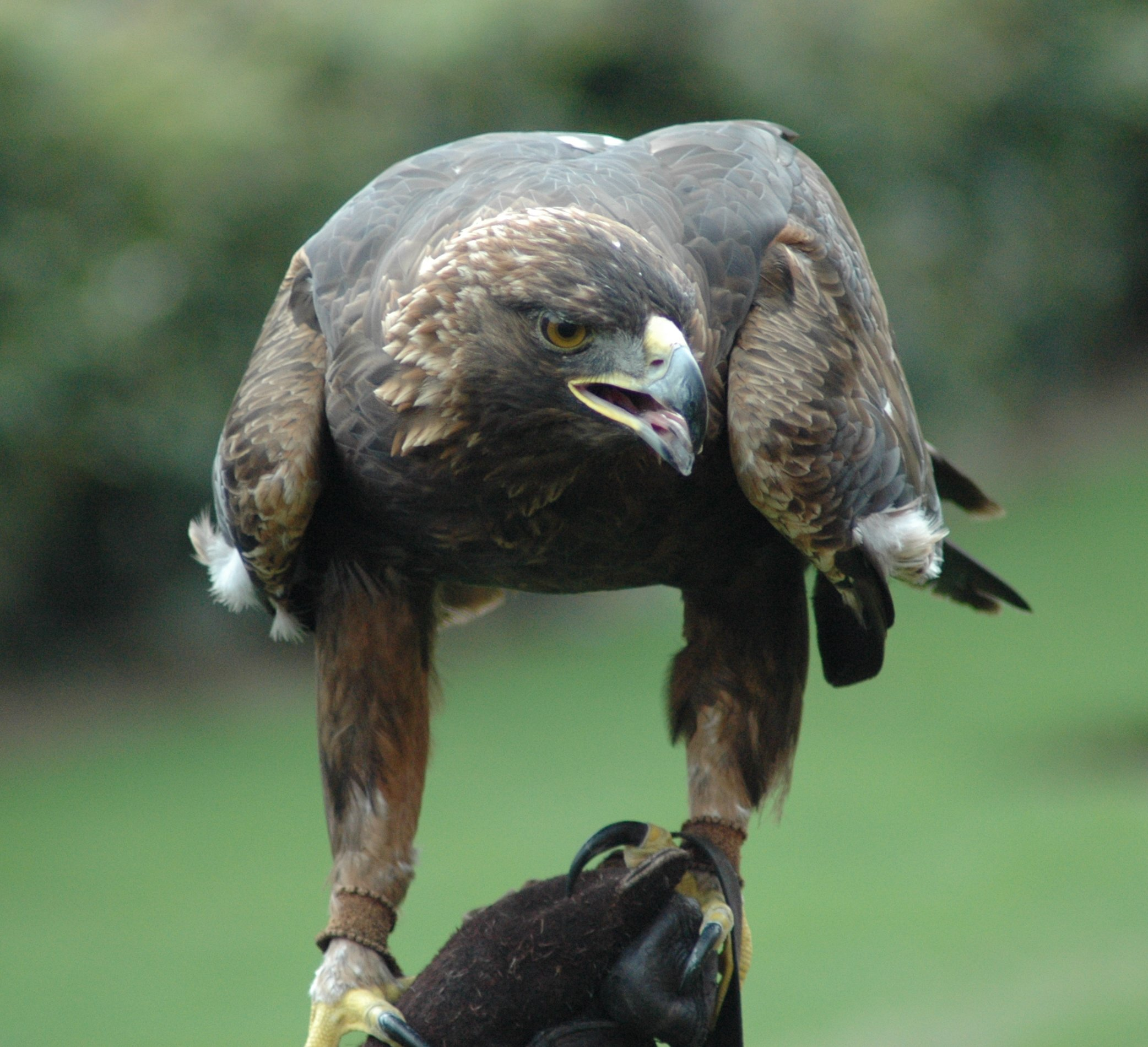
Szirti sas (Aquila chrysaetos)
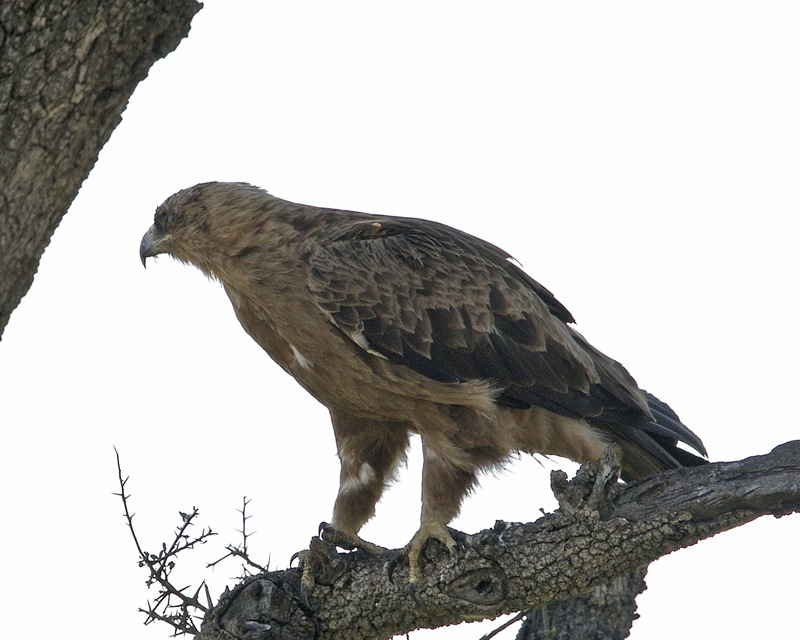
Törpesas (Hieraaetus pennatus)
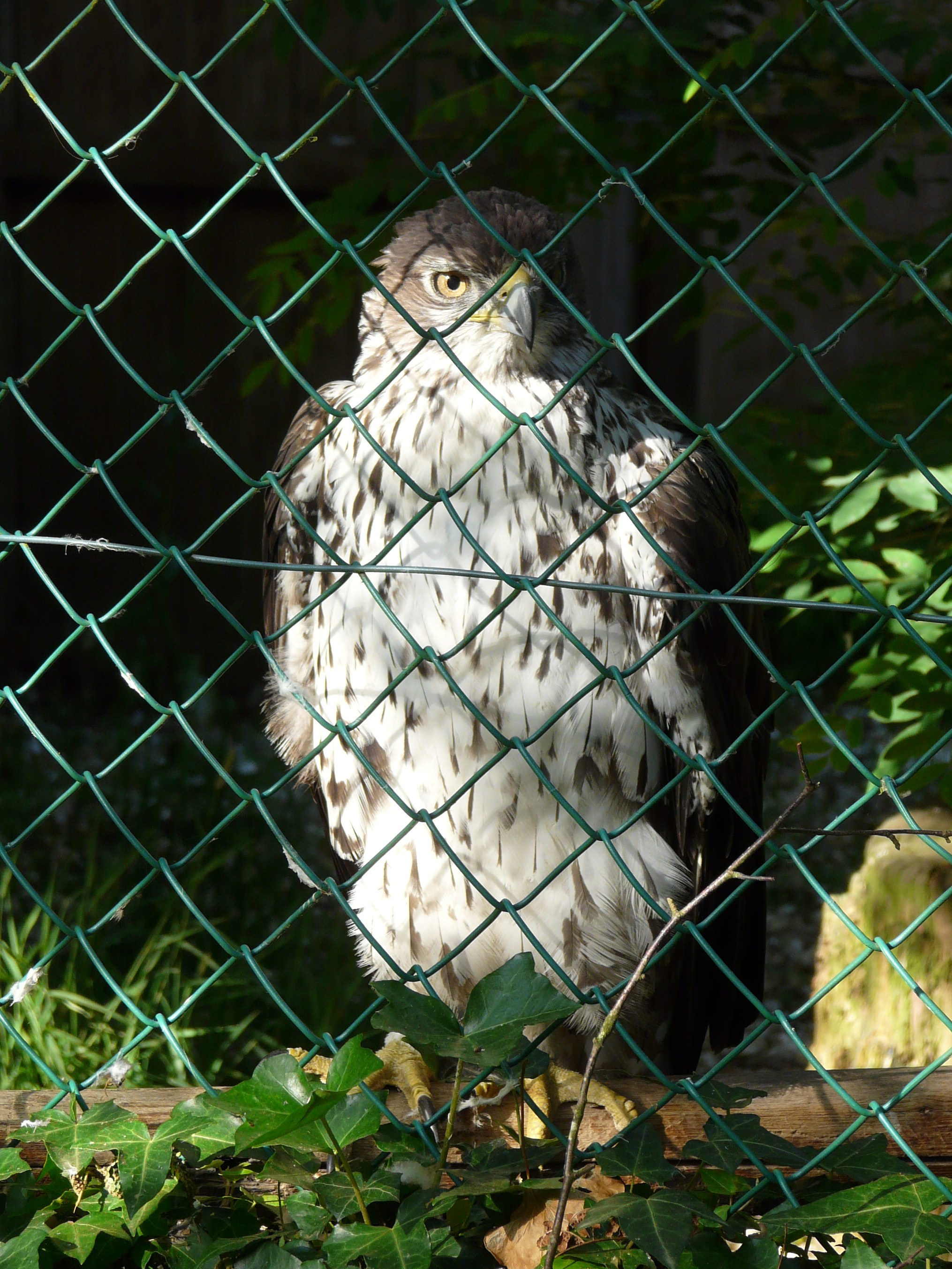
Héjasas (Hieraaetus fasciatus)

### Halászsasfélék(Pandionidae)

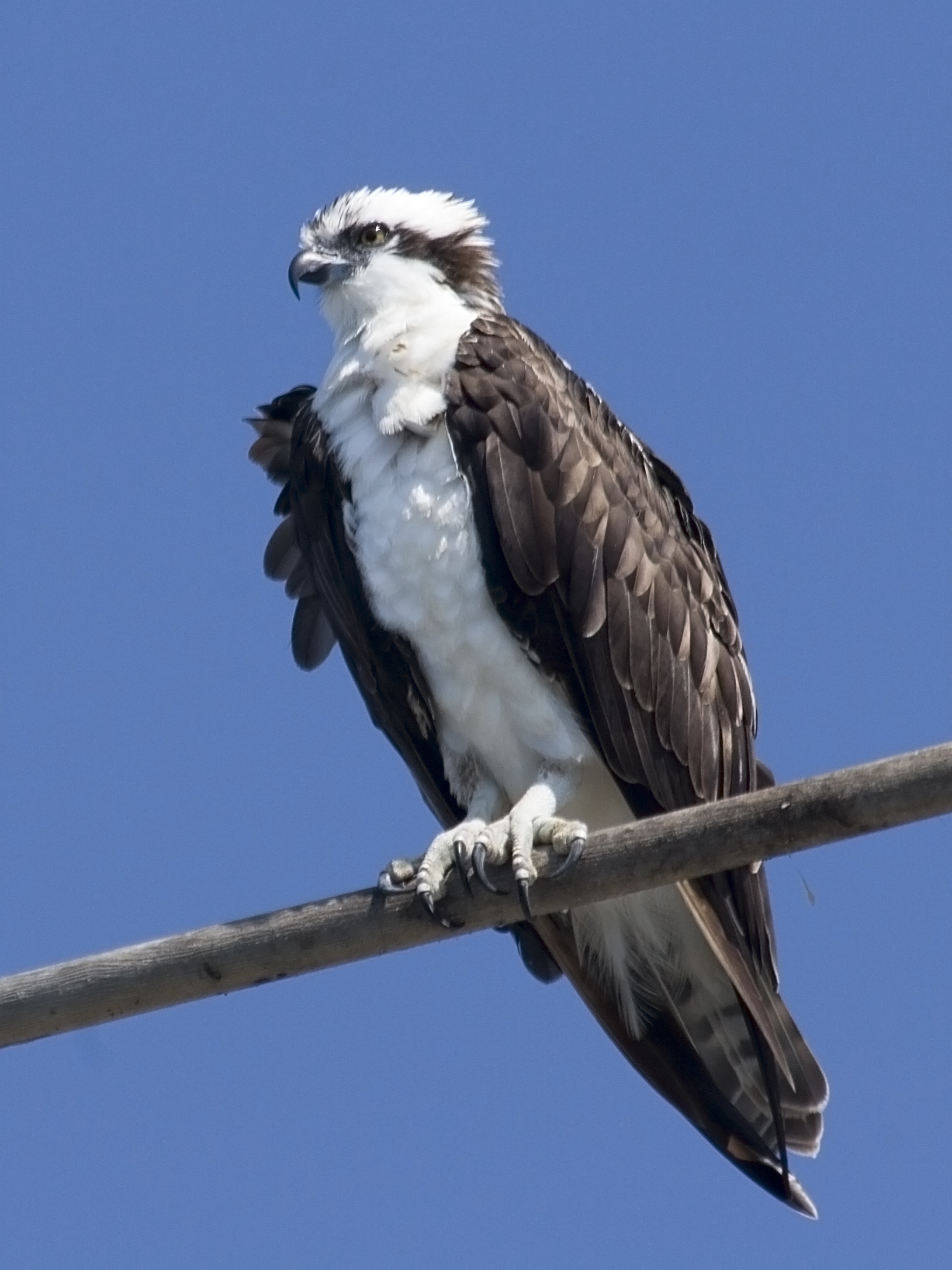
Halászsas (Pandion haliaetus)

### Sólyomfélék(Falconidae)

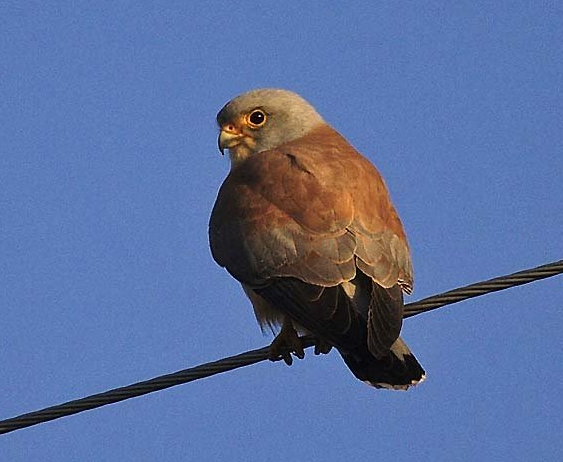
Fehérkarmú vércse (Falco naumanni)
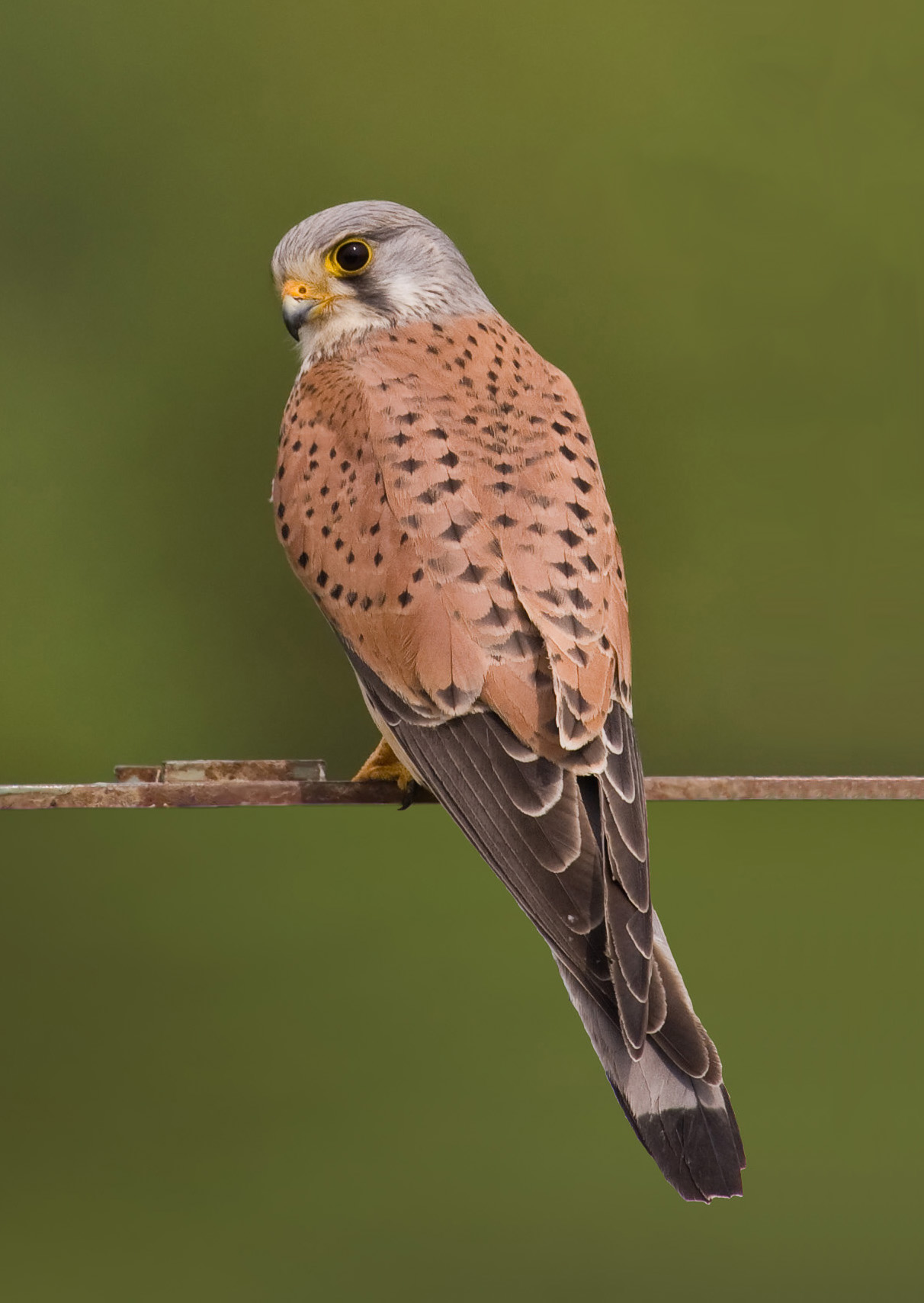
Vörös vércse (Falco tinnunculus)
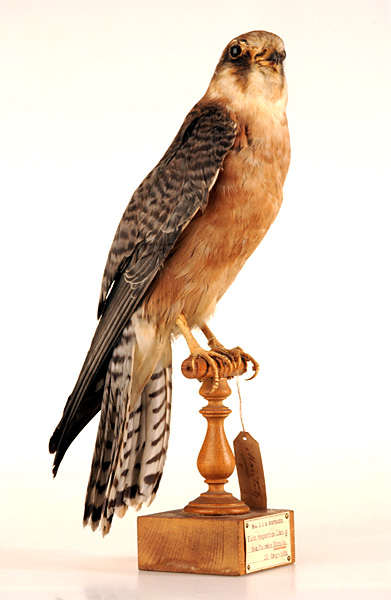
Kék vércse (Falco vespertinus )
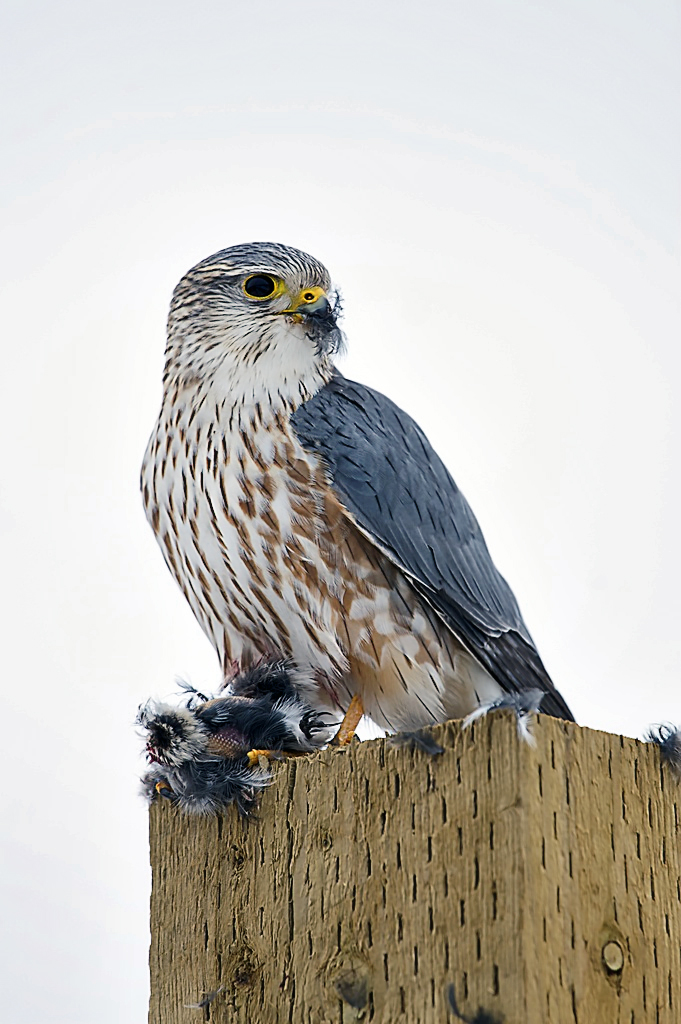
Kis sólyom (Falco columbarius)
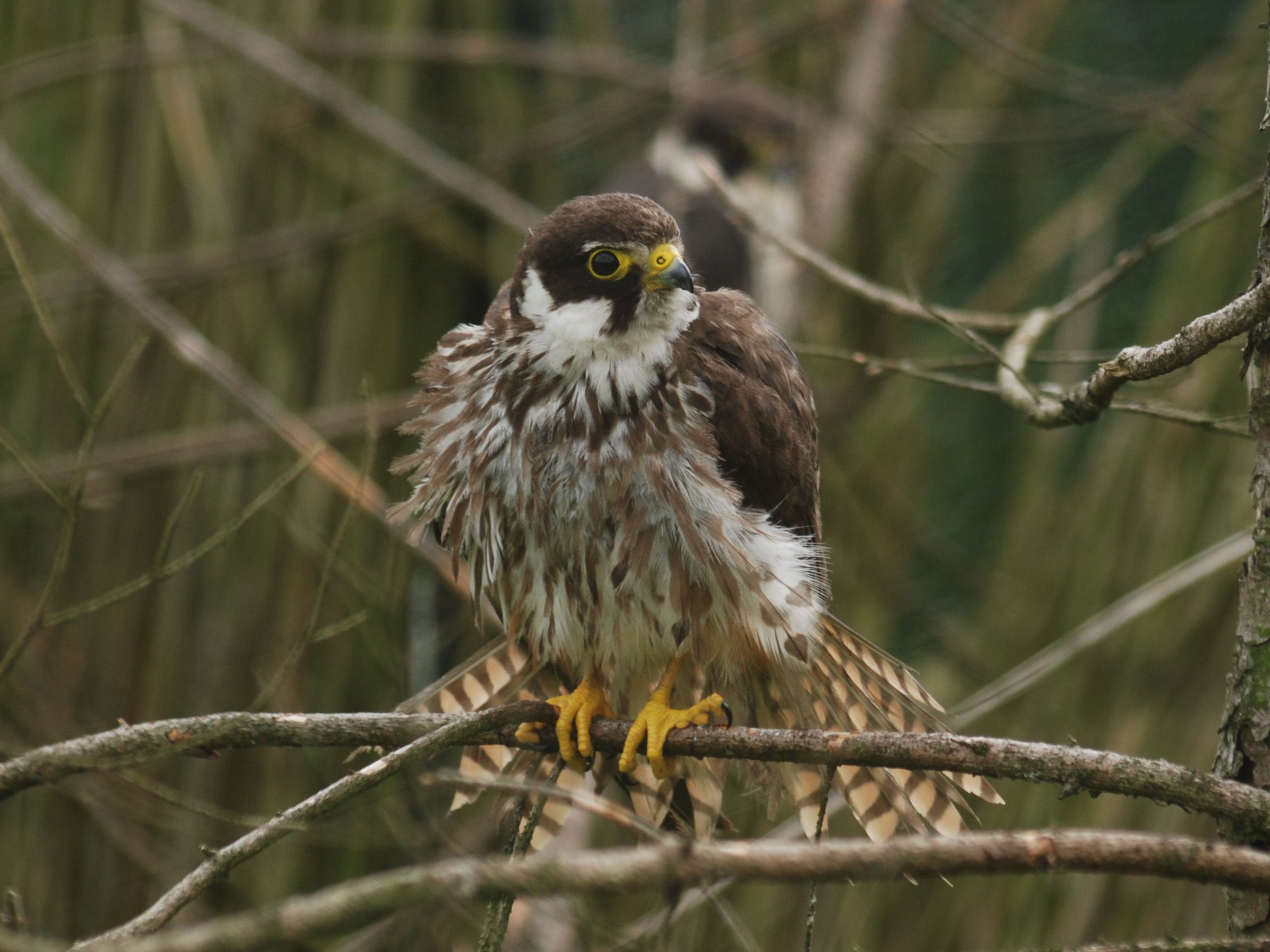
Kabasólyom (Falco subbuteo)
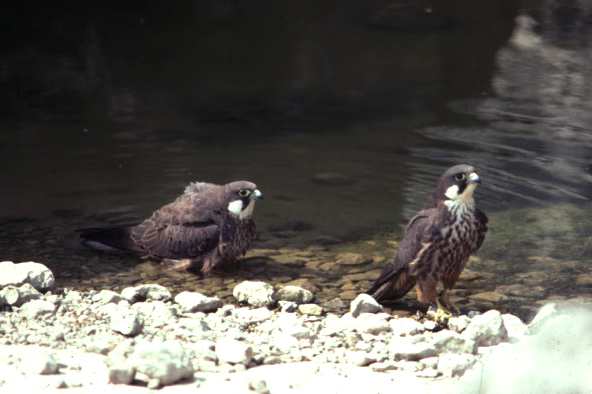
Eleonóra-sólyom (Falco eleonorae)
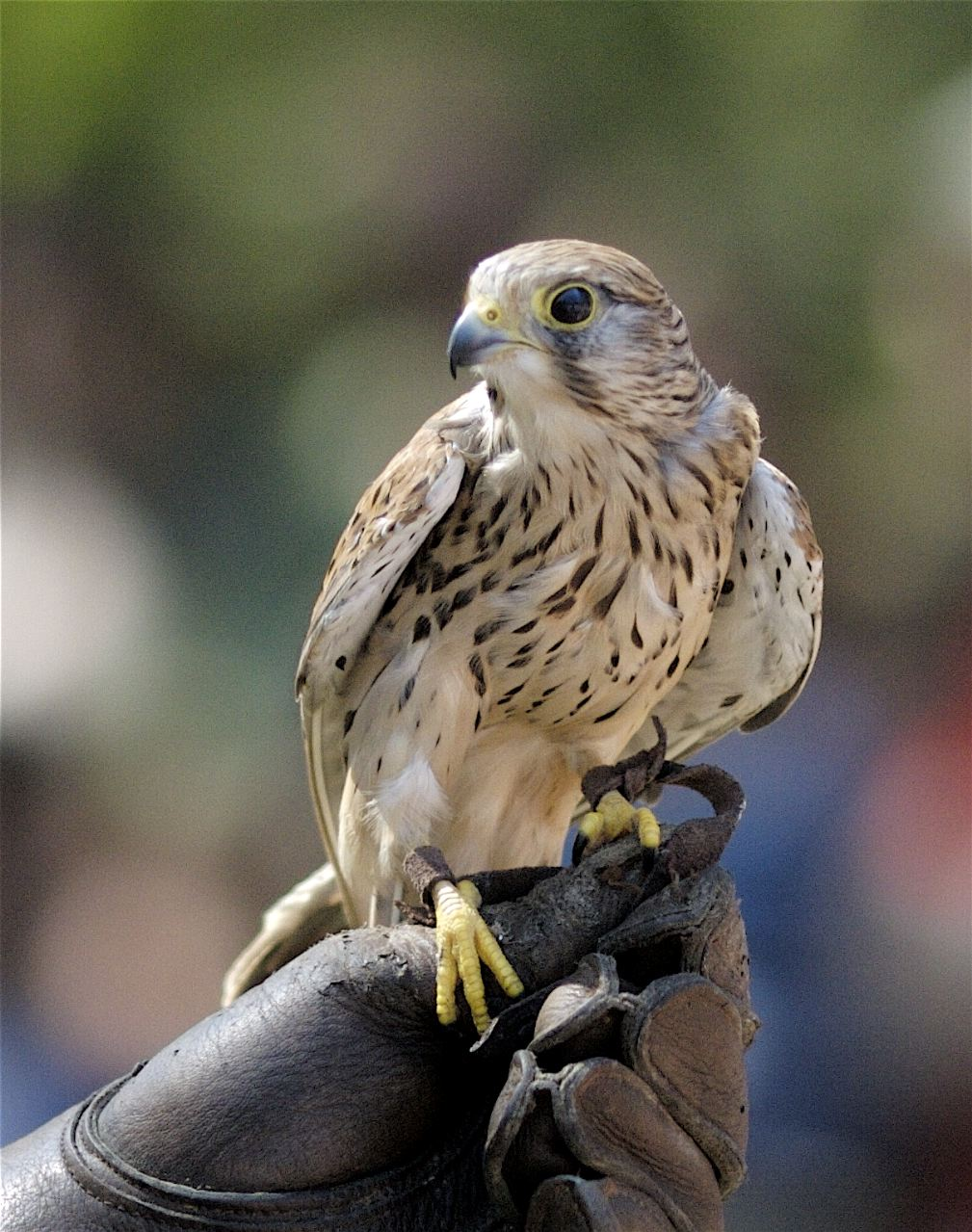
Kerecsensólyom (Falco cherrug)
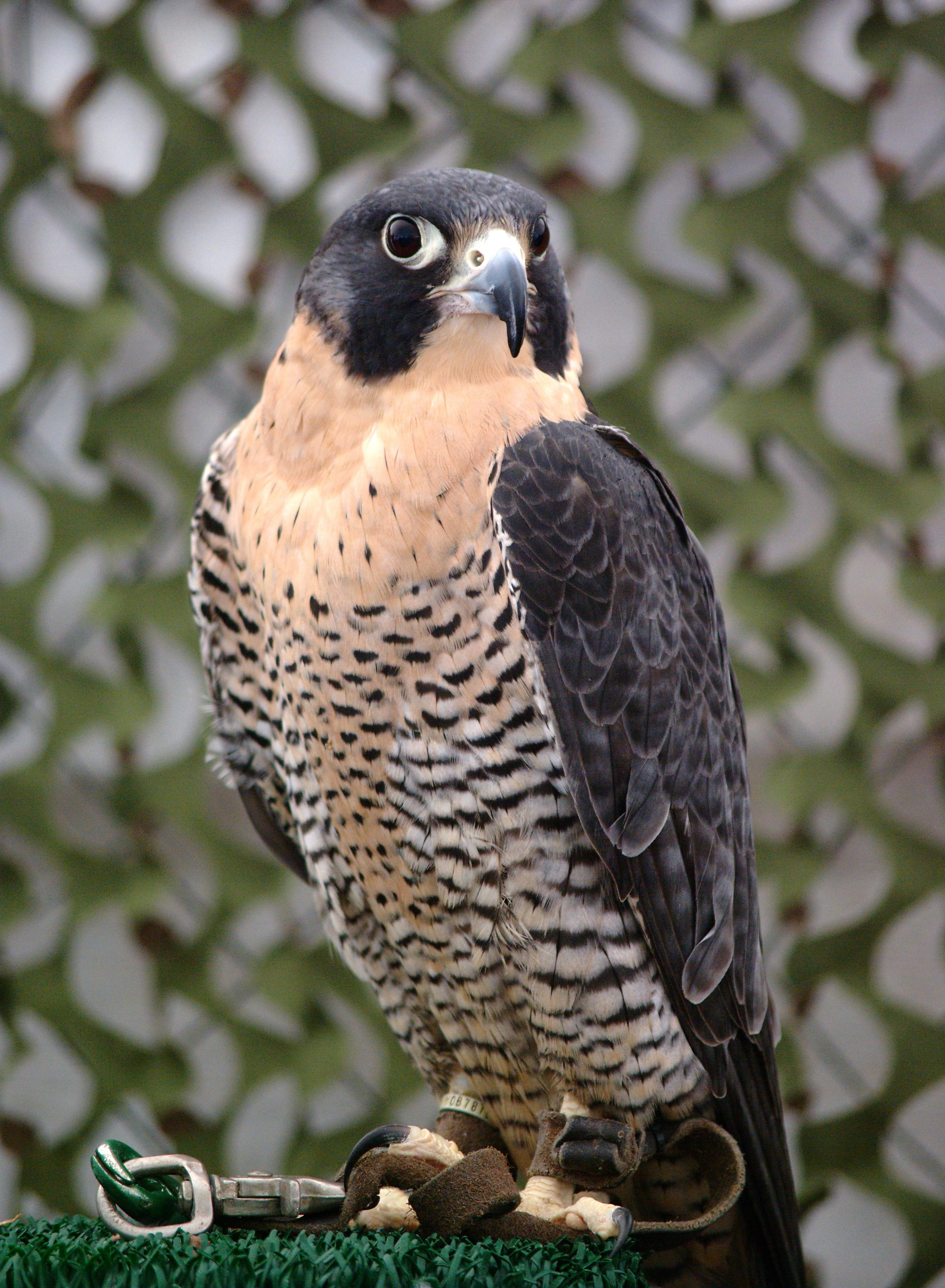
Vándorsólyom (Falco peregrinus)

## Tyúkalakúak(Galliformes)

### Fácánfélék(Tetraonidae)

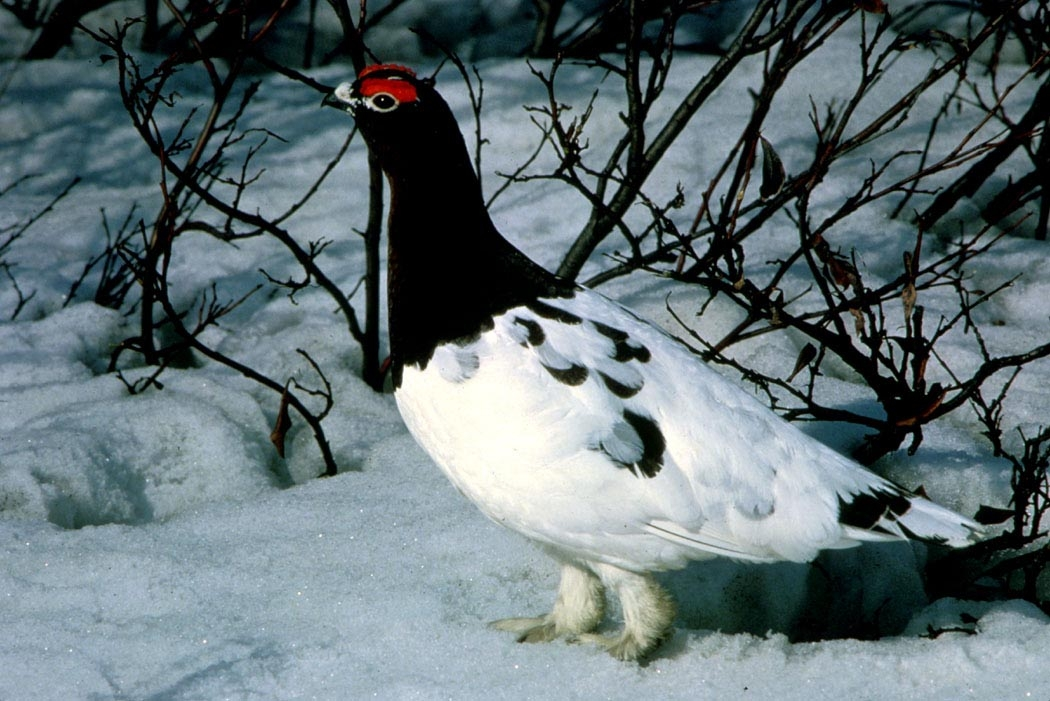
Alpesi hófajd (Lagopus mutus)
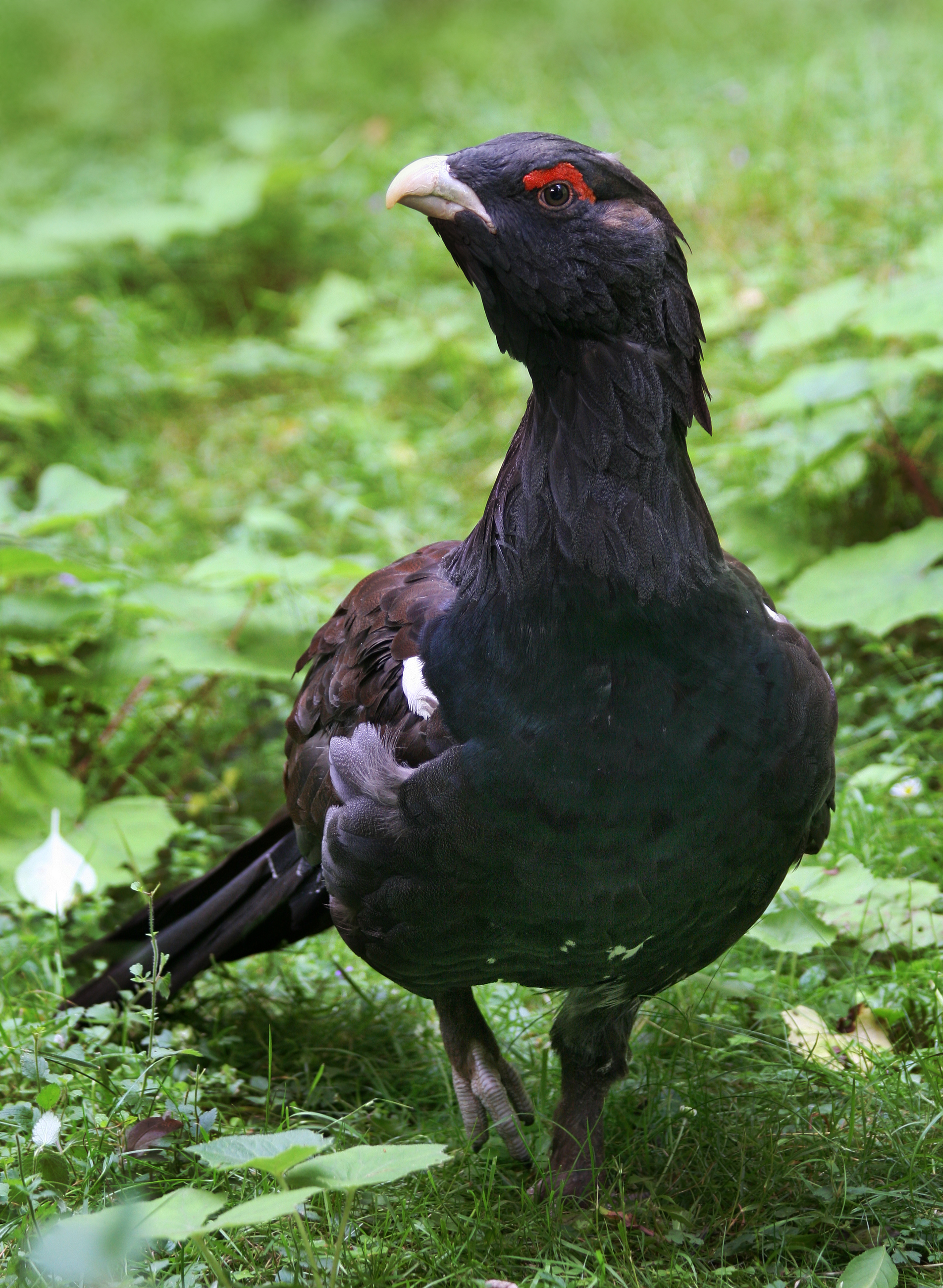
Siketfajd (Tetrao urogallus)
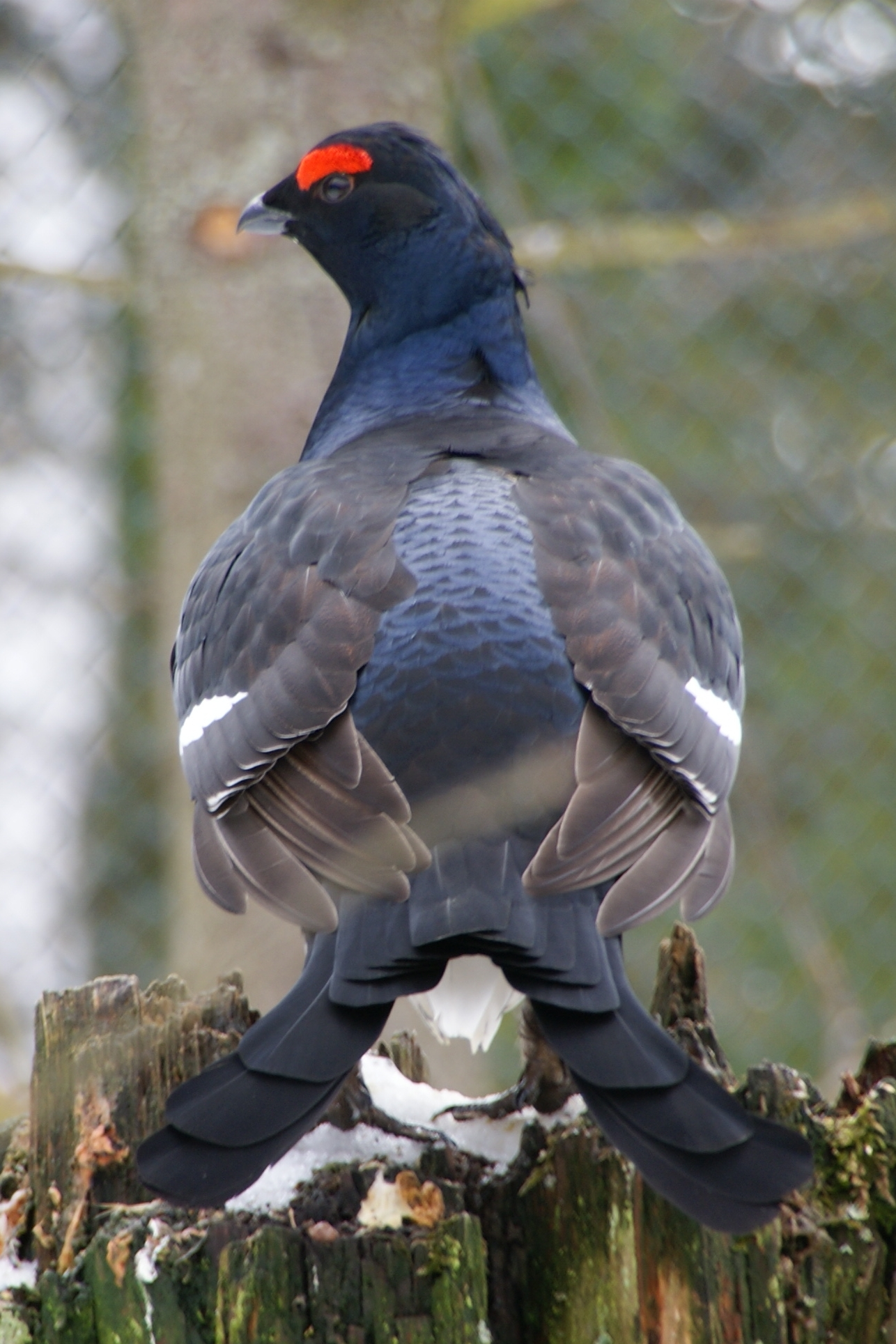
Nyírfajd (Lyrurus tetrix)
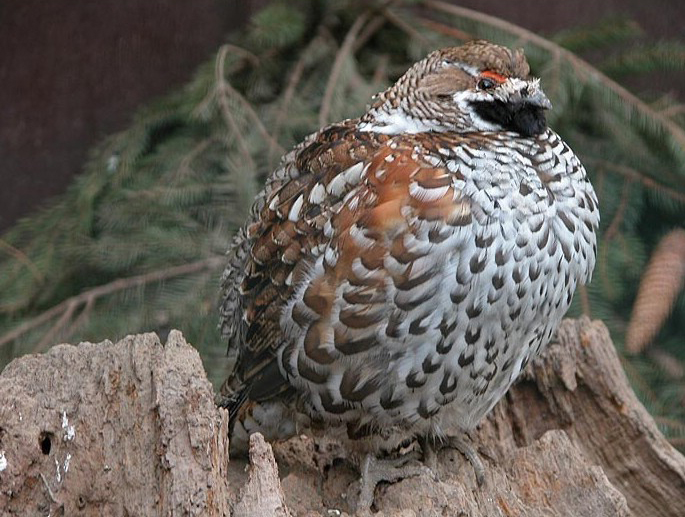
Császármadár (Bonasa bonasia)
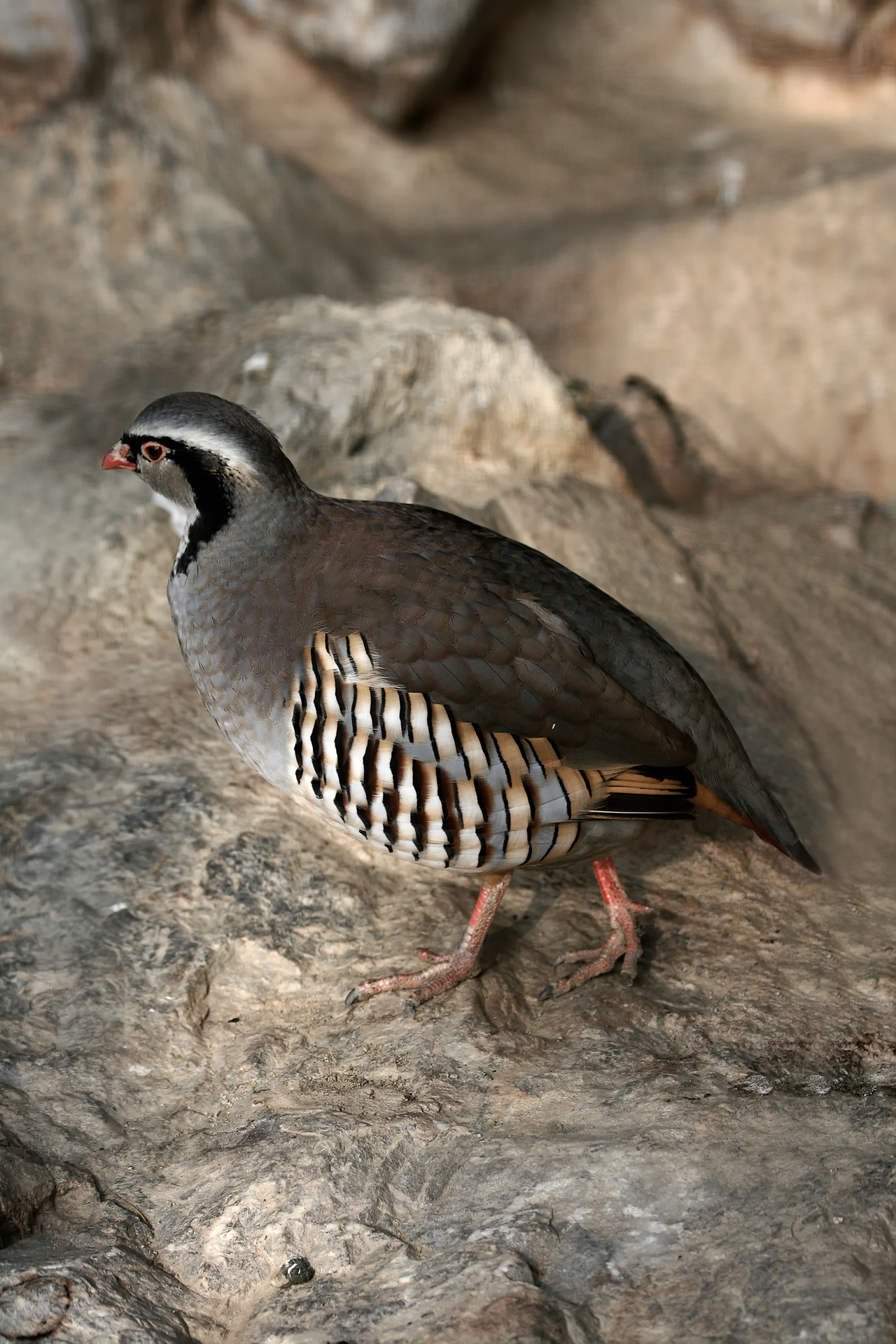
Szirtifogoly (Alectoris graeca)
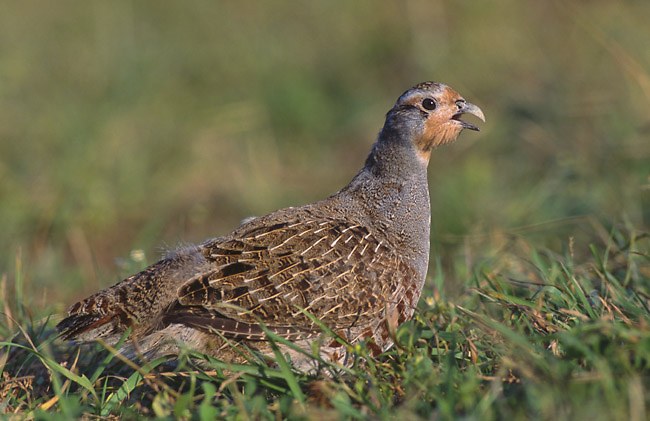
Fogoly (Perdix perdix)
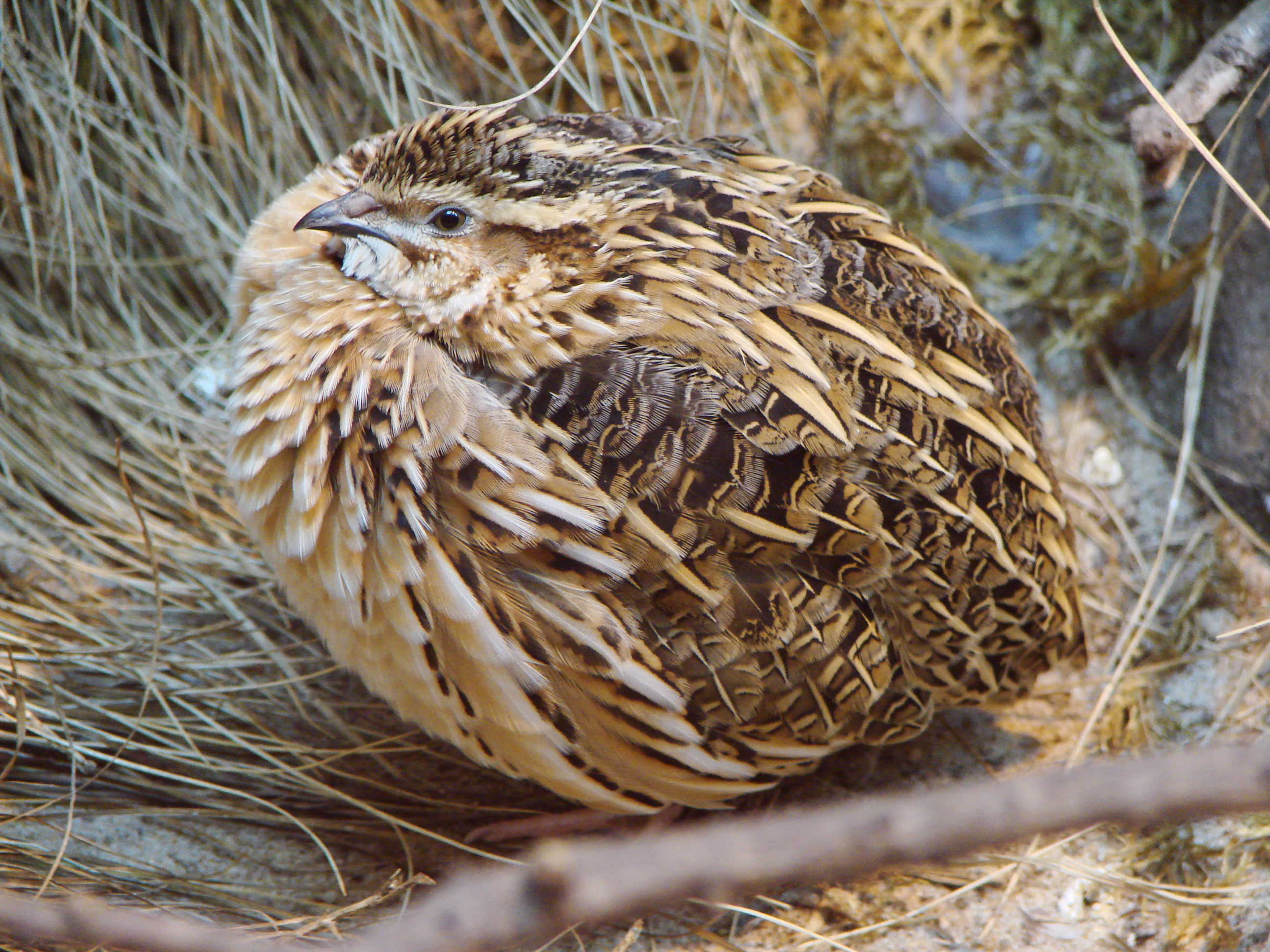
Fürj (Coturnix coturnix)
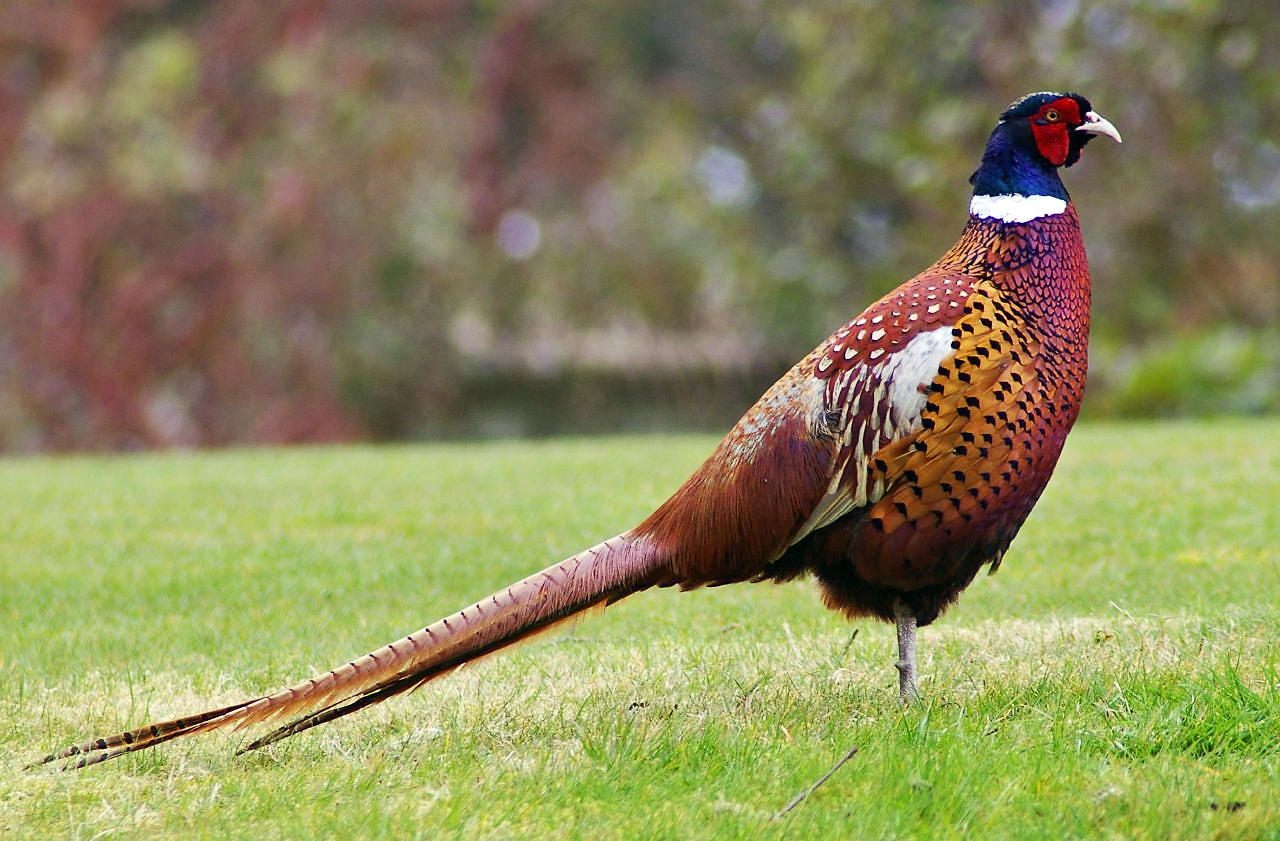
Fácán (Phasianus colchicus)

## Darualakúak(Gruiformes)

### Darufélék(Gruidae)

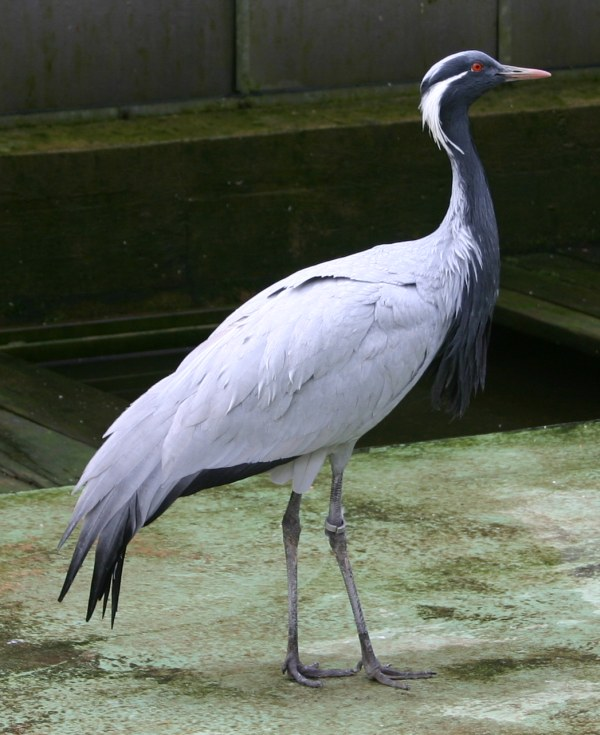
Pártásdaru (Anthropoides virgo)
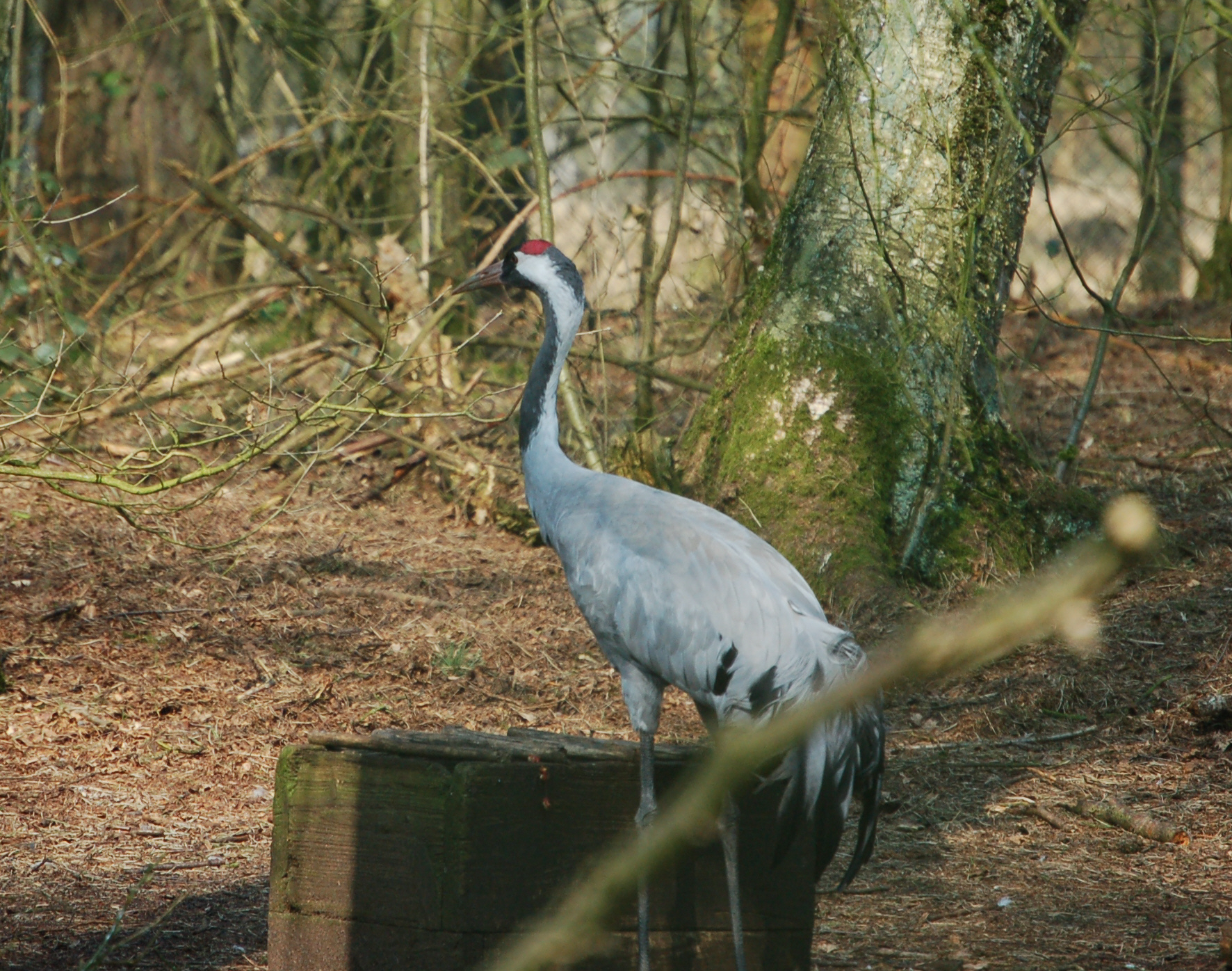
Daru (Grus grus)

### Guvatfélék(Rallidae)

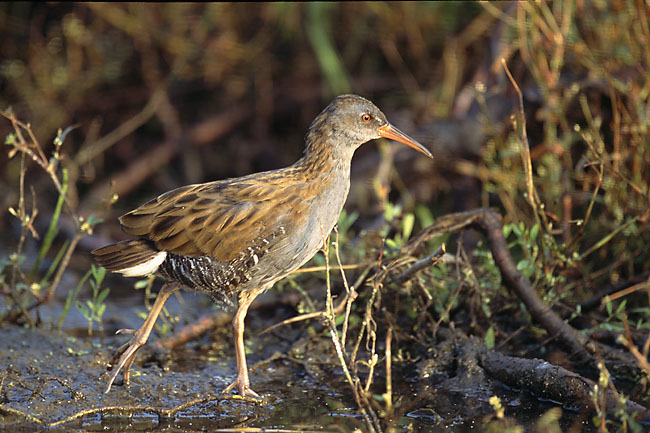
Guvat (Rallus aquaticus)
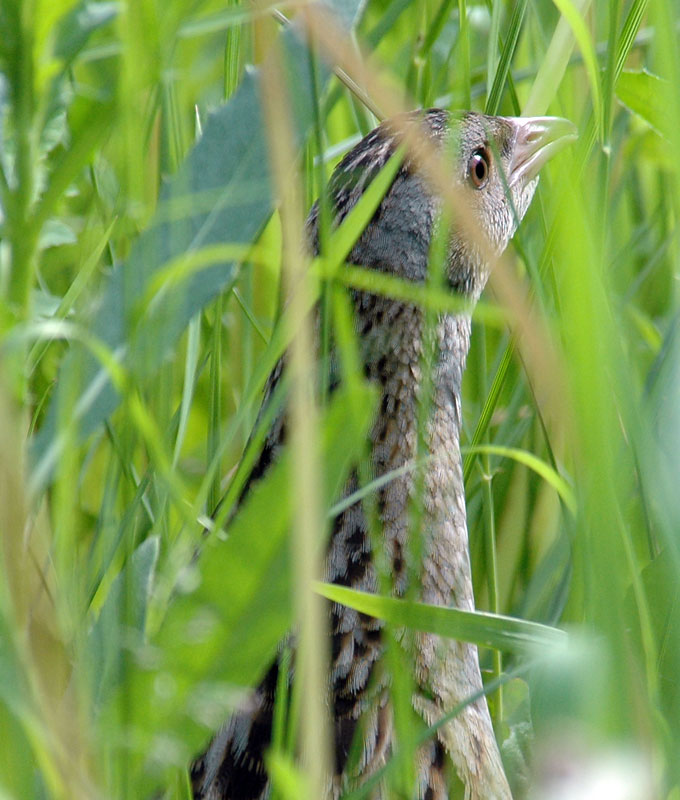
Haris (Crex crex)
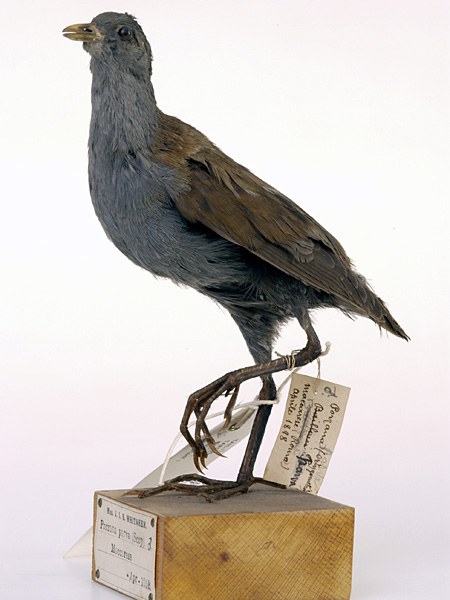
Kis vízicsibe (Porzana parva)
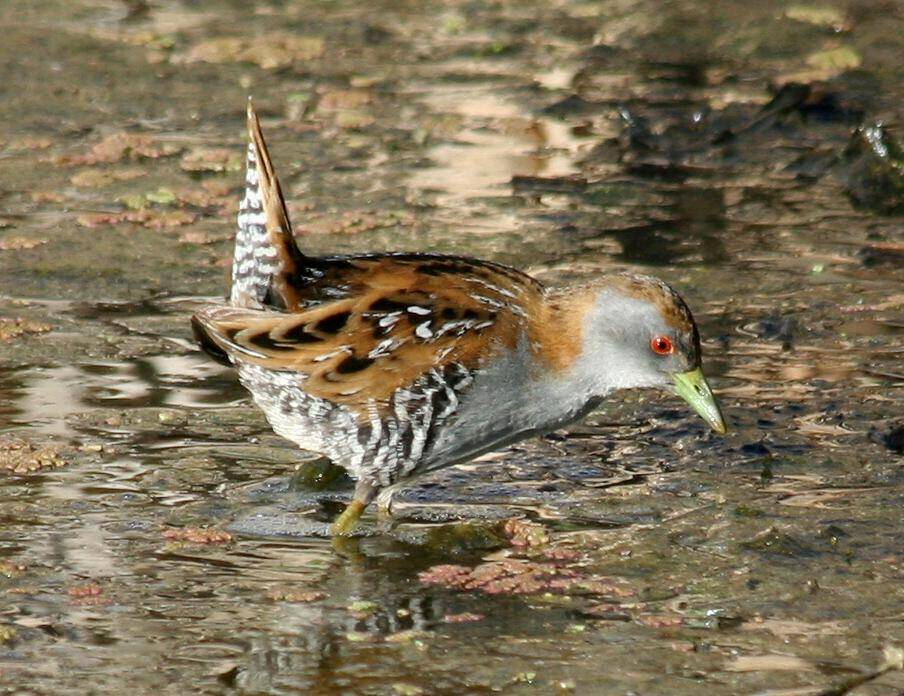
Törpevízicsibe (Porzana pusilla)
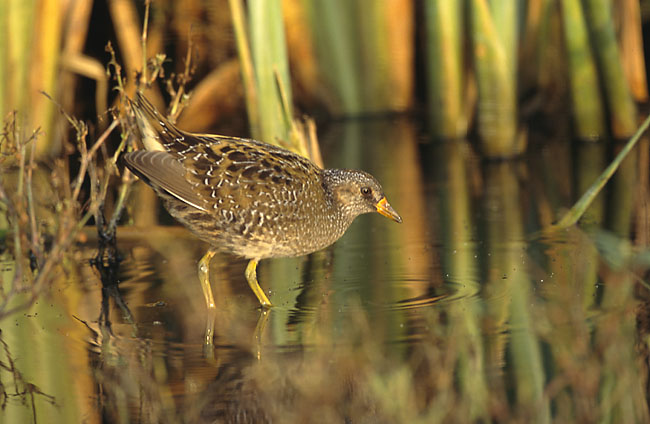
Pettyes vízicsibe (Porzana porzana)
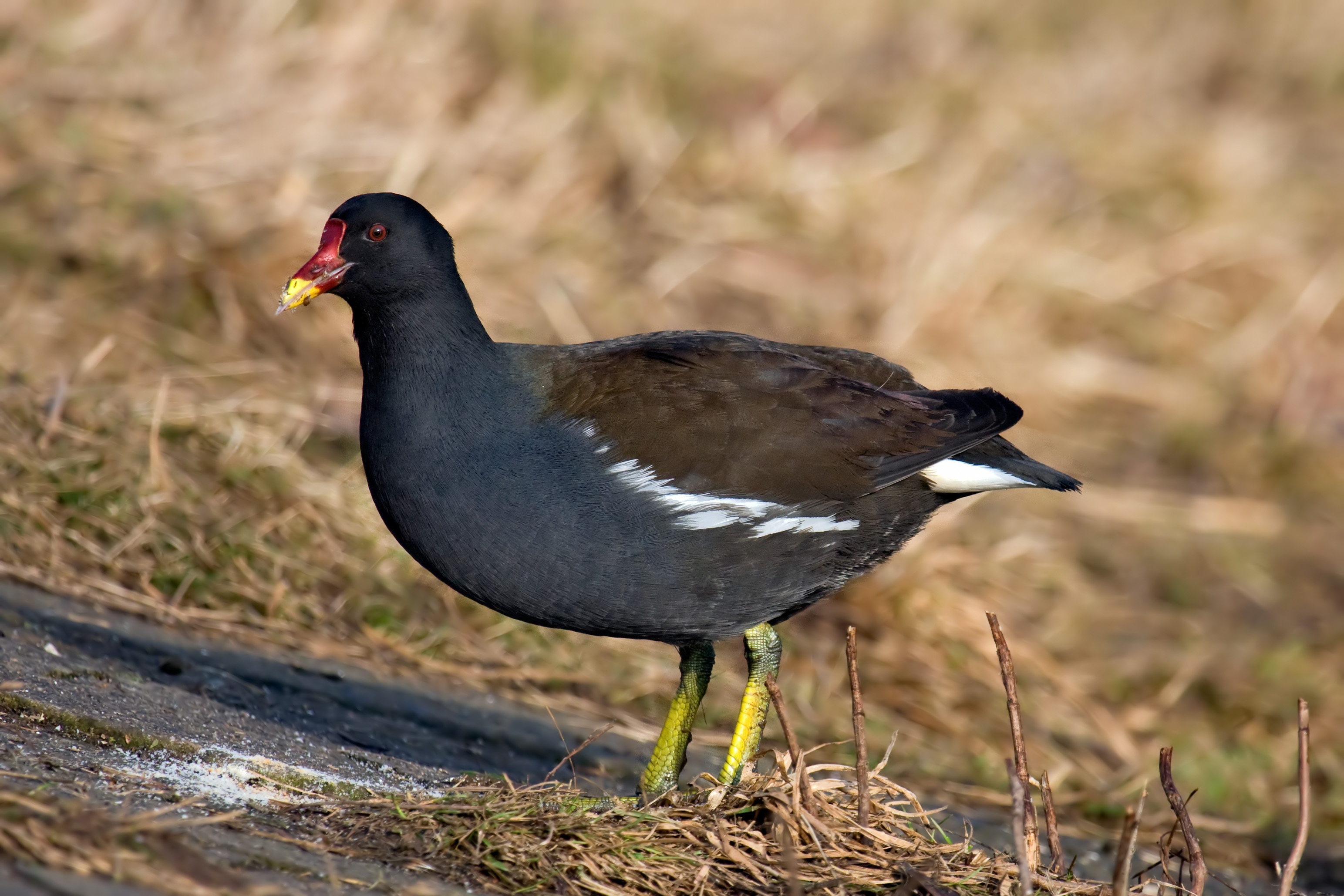
Vízityúk (Gallinula chloropus)
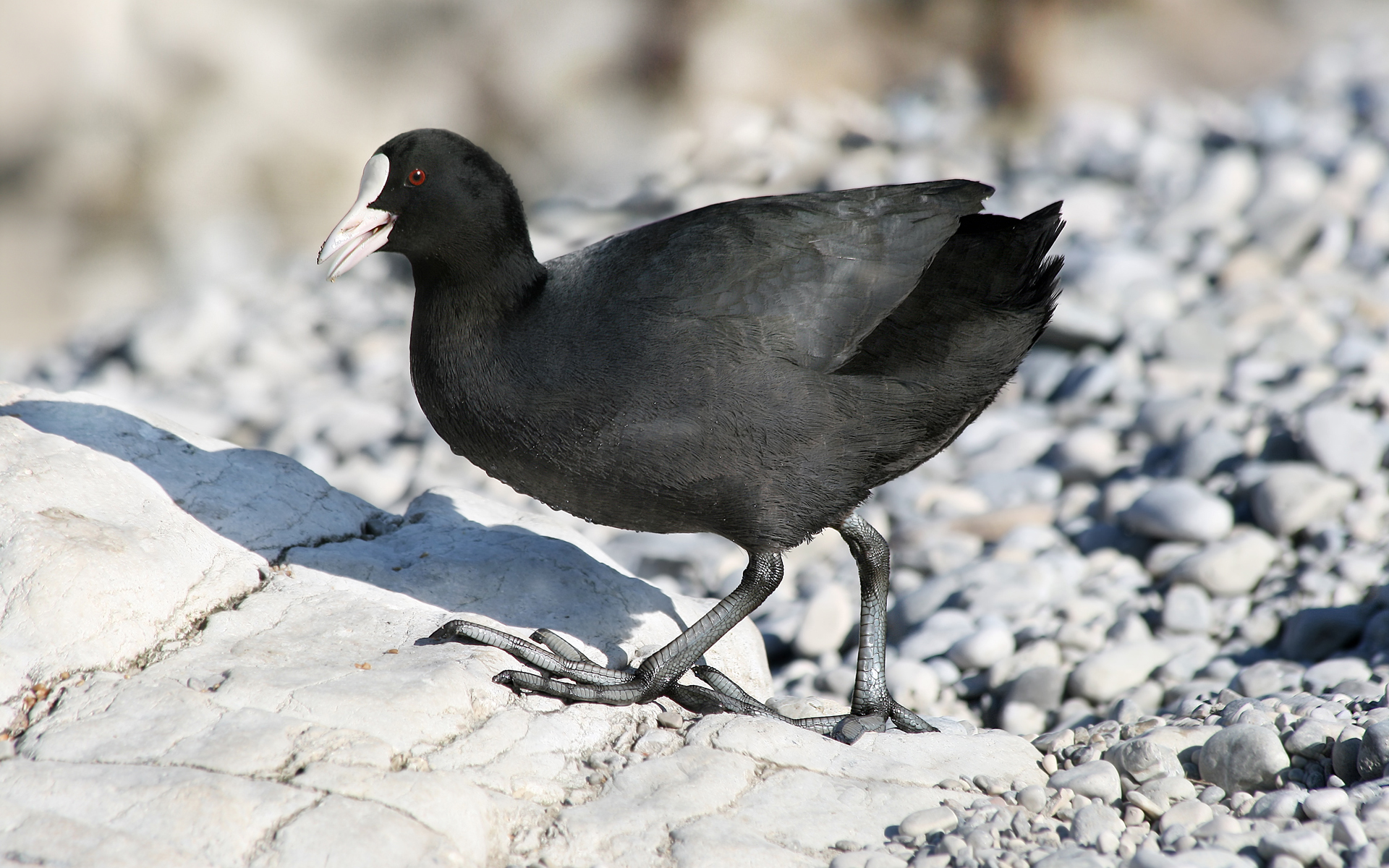
Szárcsa (Fulica atra)

## Lilealakúak(Charadriiformes)

### Csigaforgatófélék(Haematopodidae)

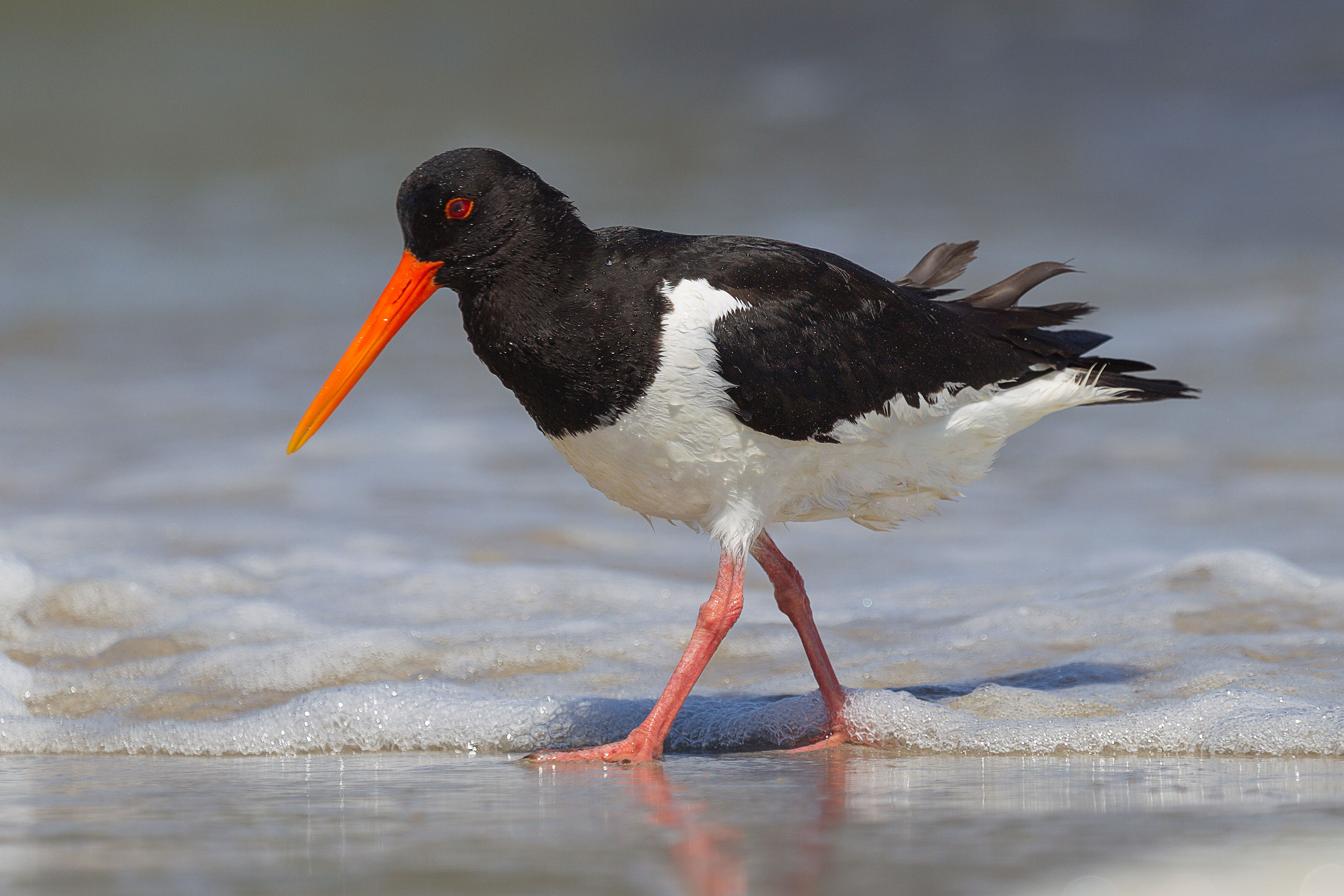
Csigaforgató (Haematopus ostralegus)

### Gulipánfélék(Recurvirostridae)

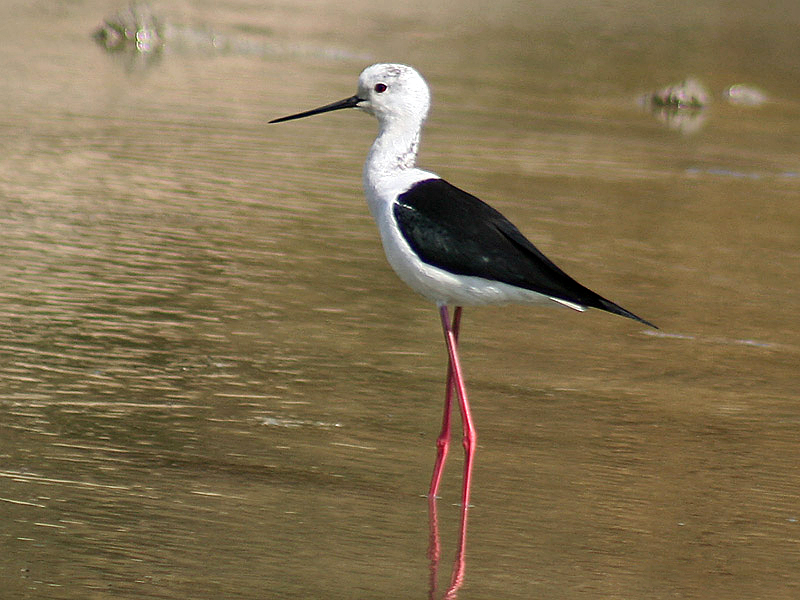
Gólyatöcs (Himantopus himantopus)
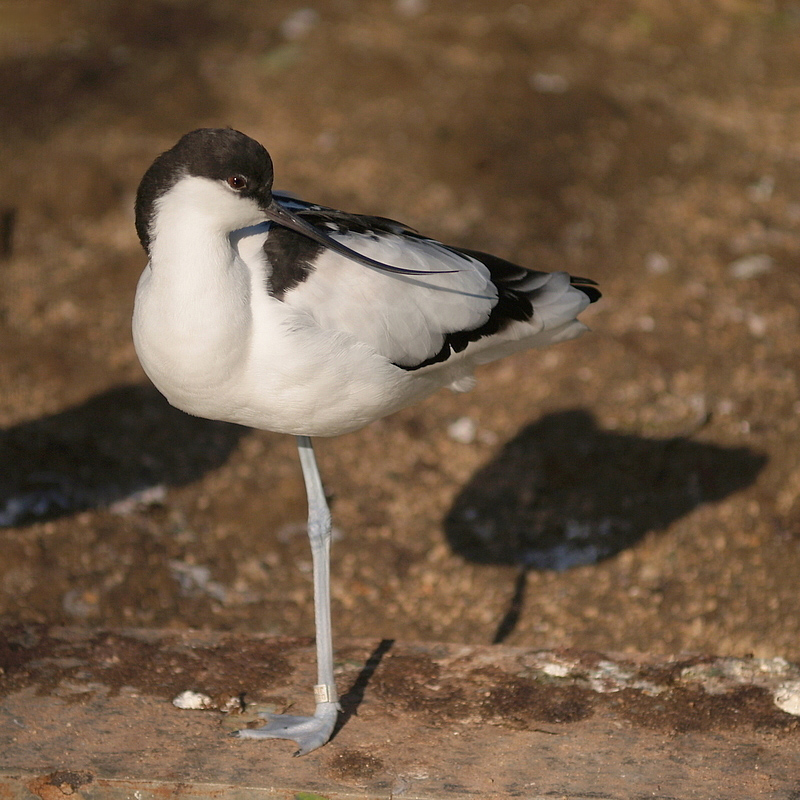
Gulipán (Recurvirostra avosetta)

### Ugartyúkfélék(Burhinidae)

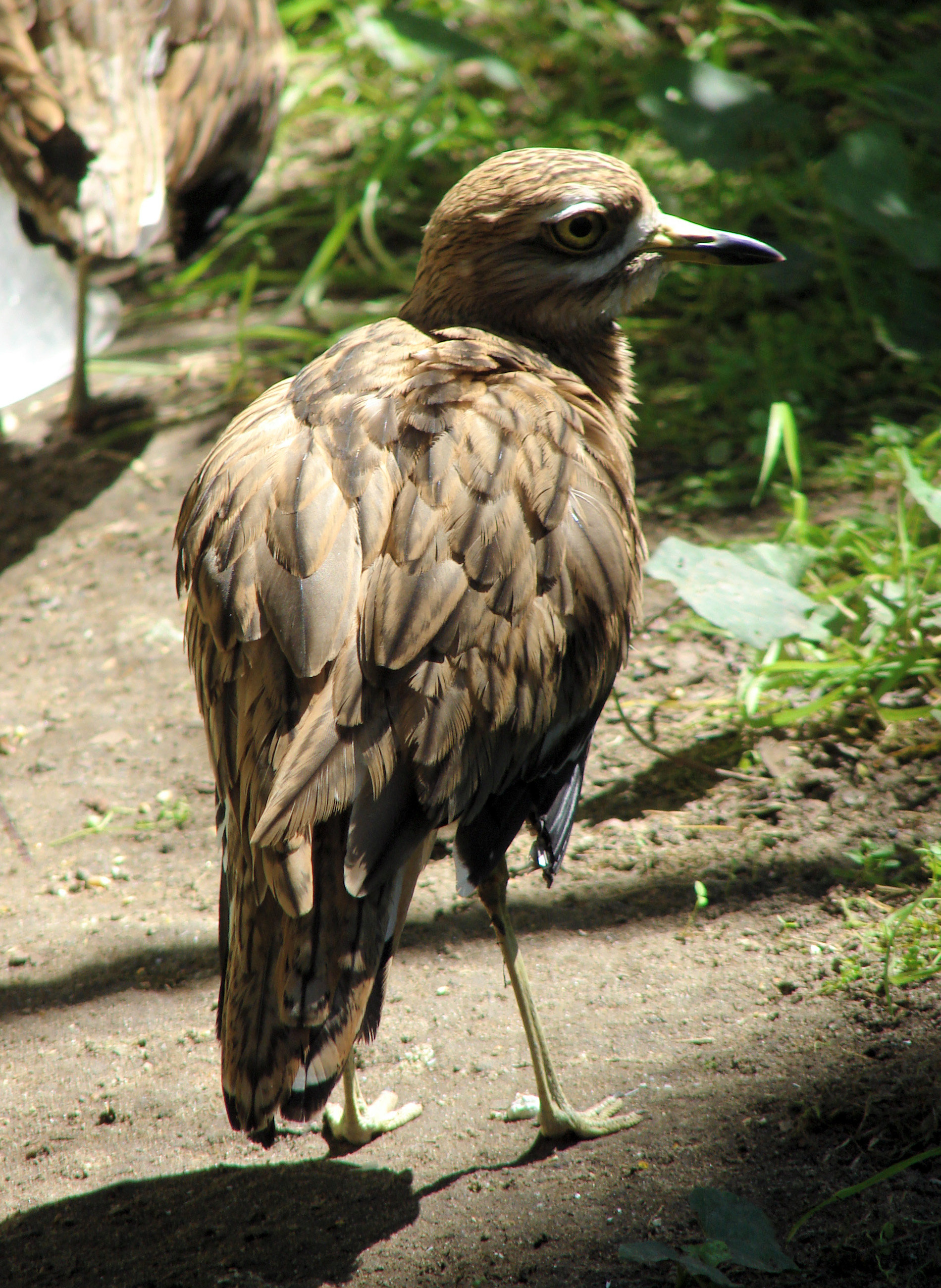
Ugartyúk (Burhinus oedicnemus)

### Székicsérfélék(Glareolidae)

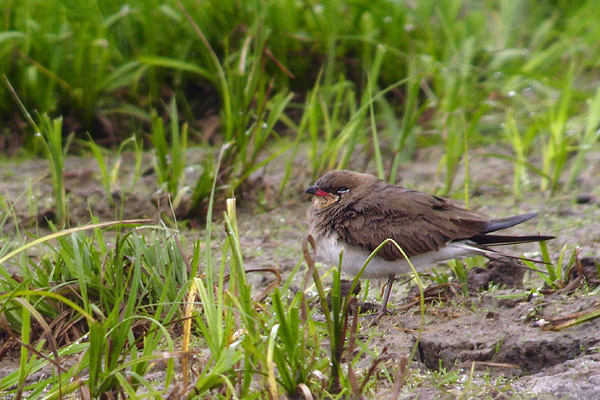
Székicsér (Glareola pratincola)
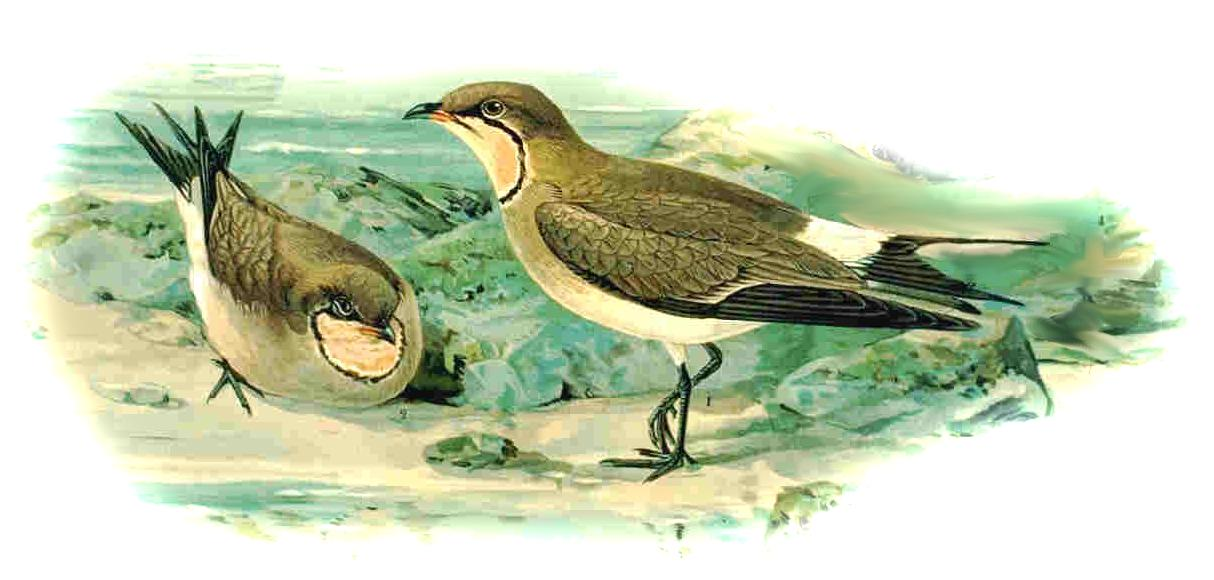
Feketeszárnyú székicsér (Glareola nordmanni)

### Lilefélék(Charadriidae)

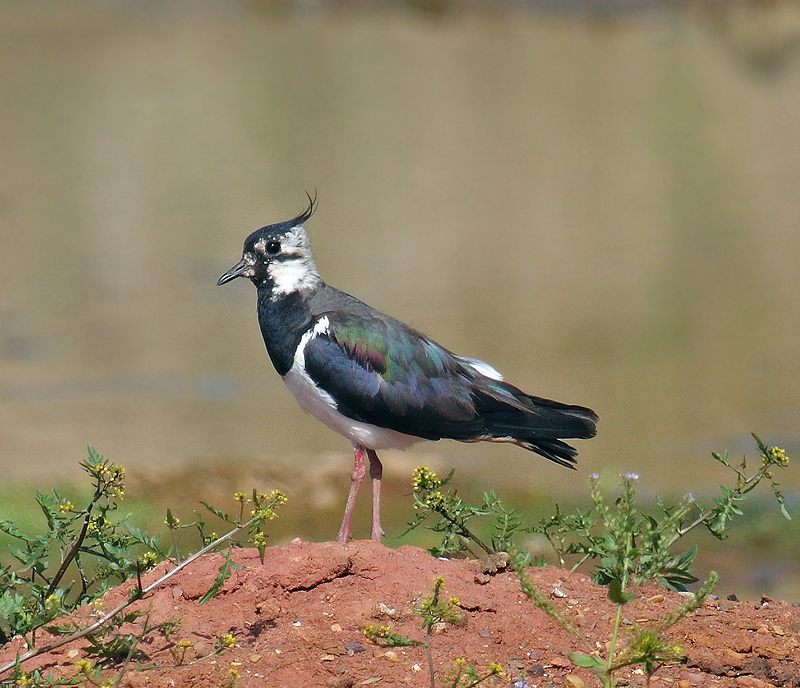
Bíbic (Vanellus vanellus)
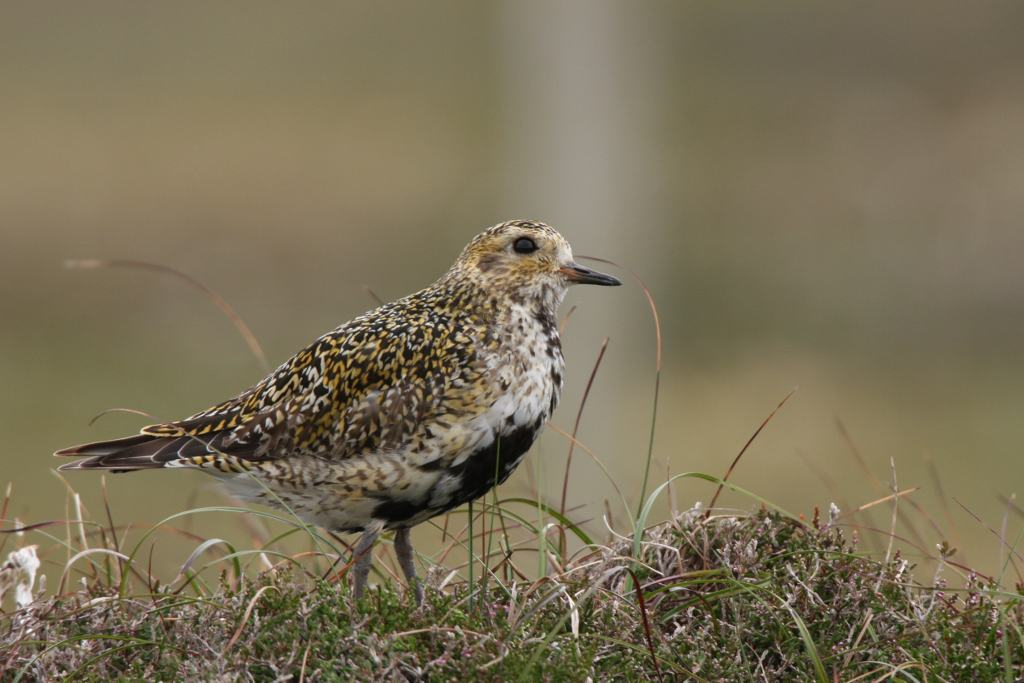
Aranylile (Pluvialis apricaria)
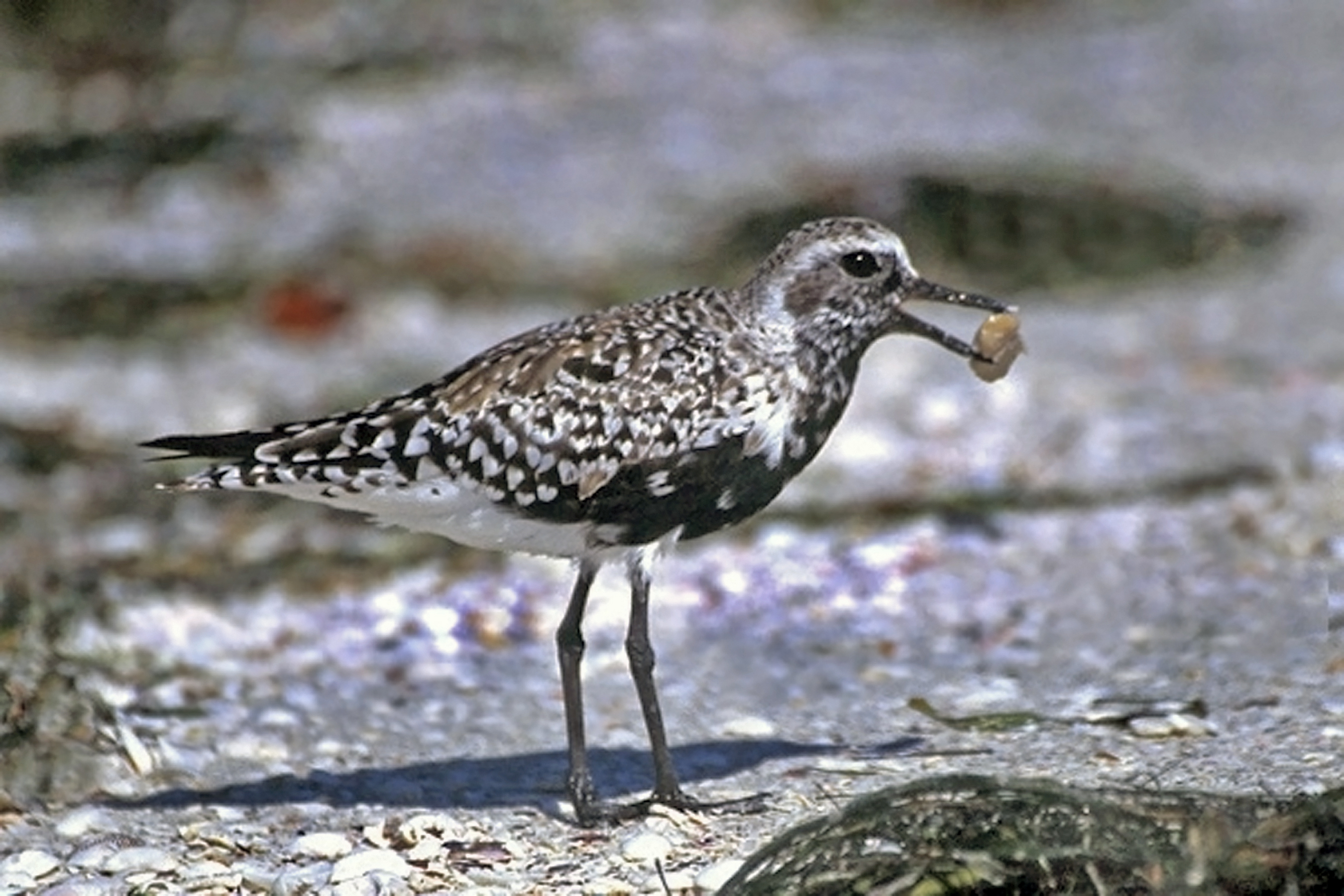
Ezüstlile (Pluvialis squatarola)
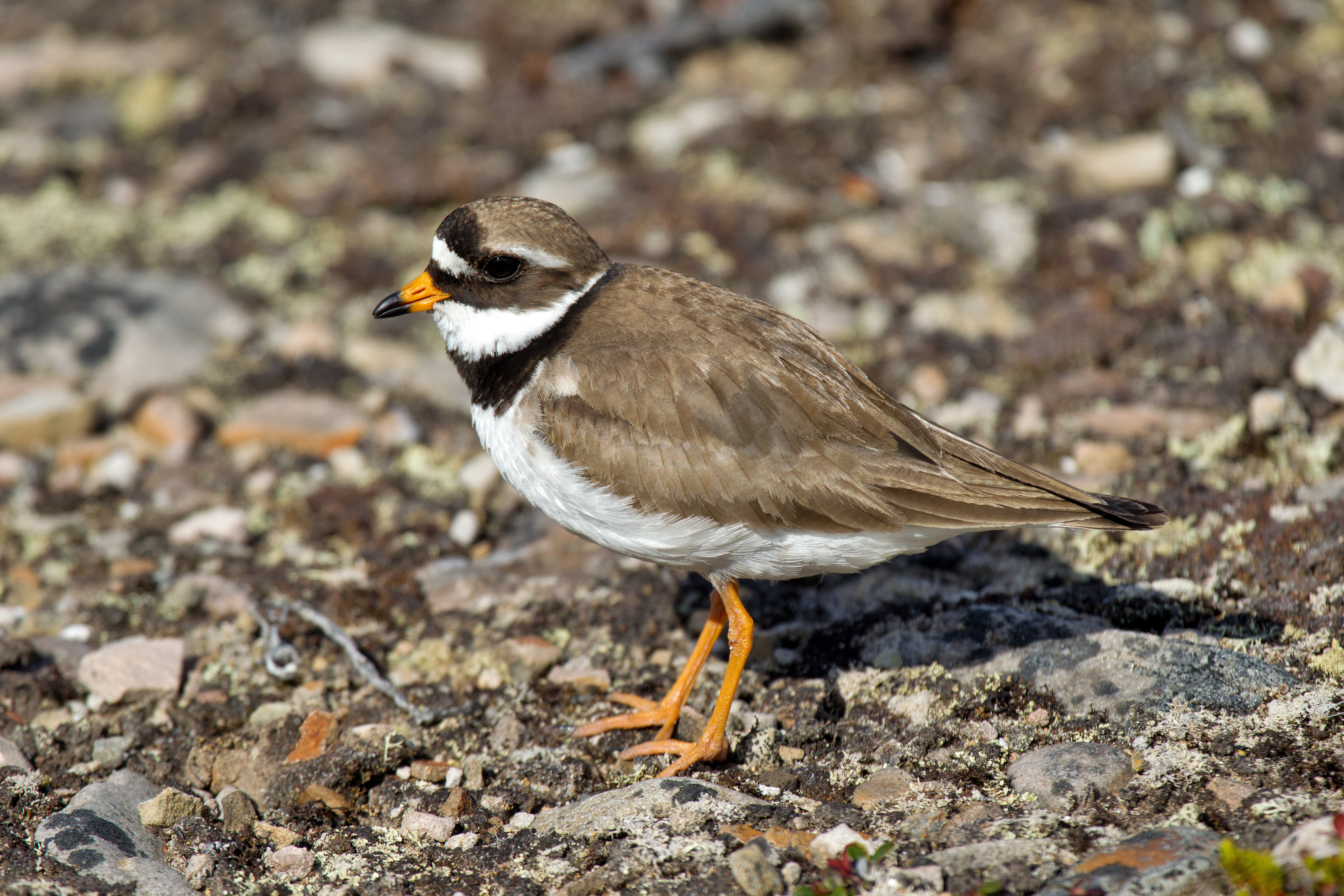
Parti lile (Charadrius hiaticula)
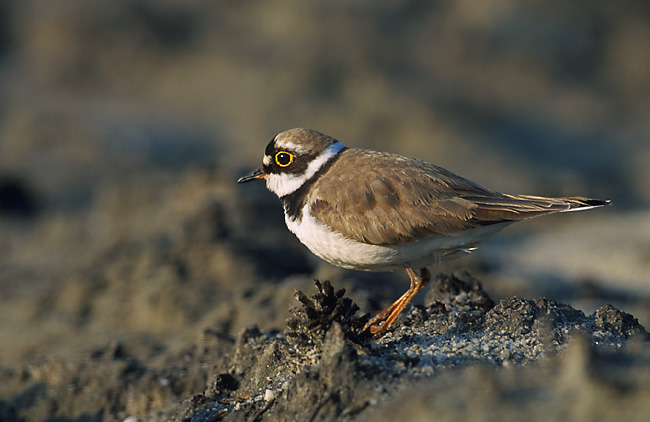
Kis lile (Charadrius dubius)
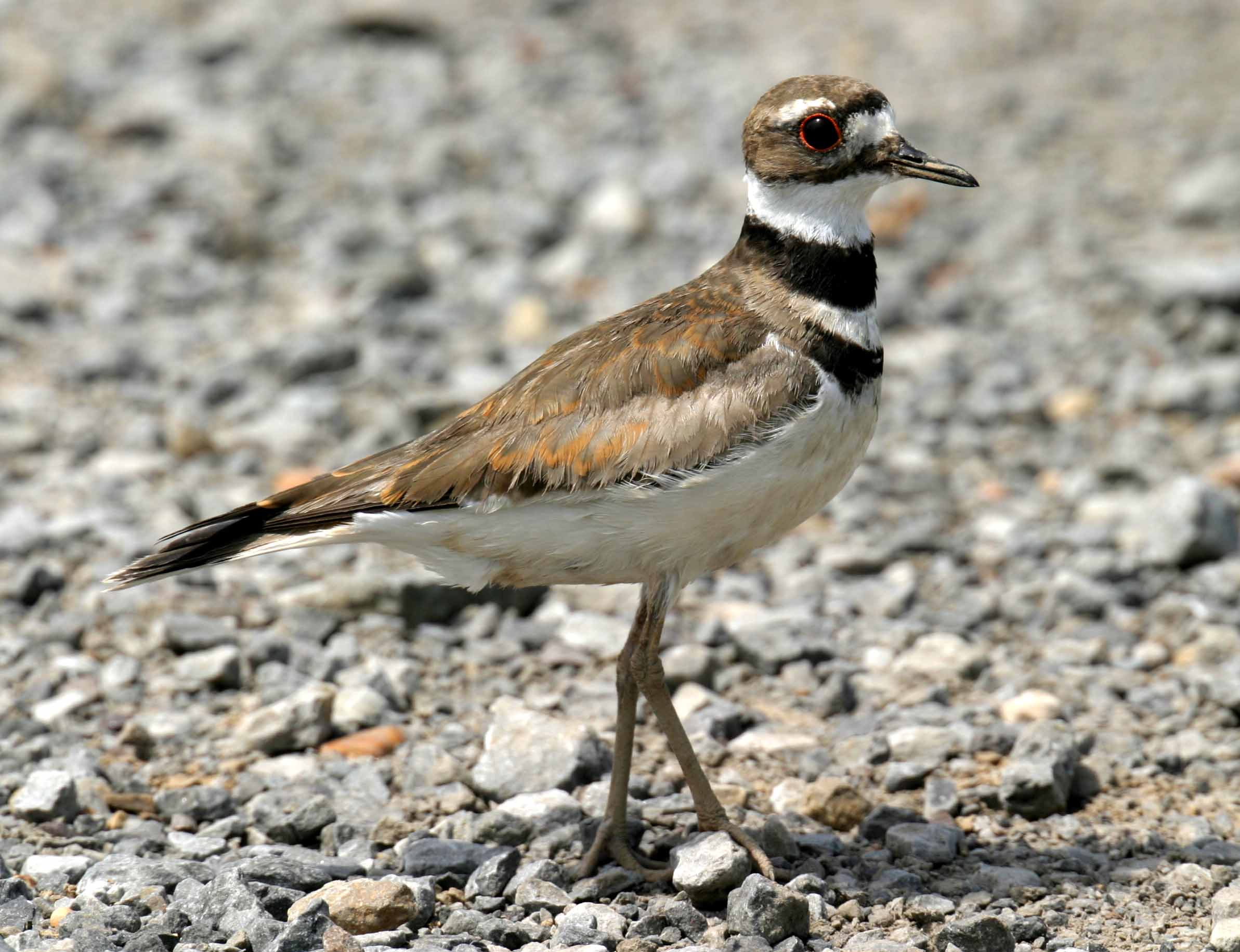
Ékfarkú lile (Charadrius vociferus)
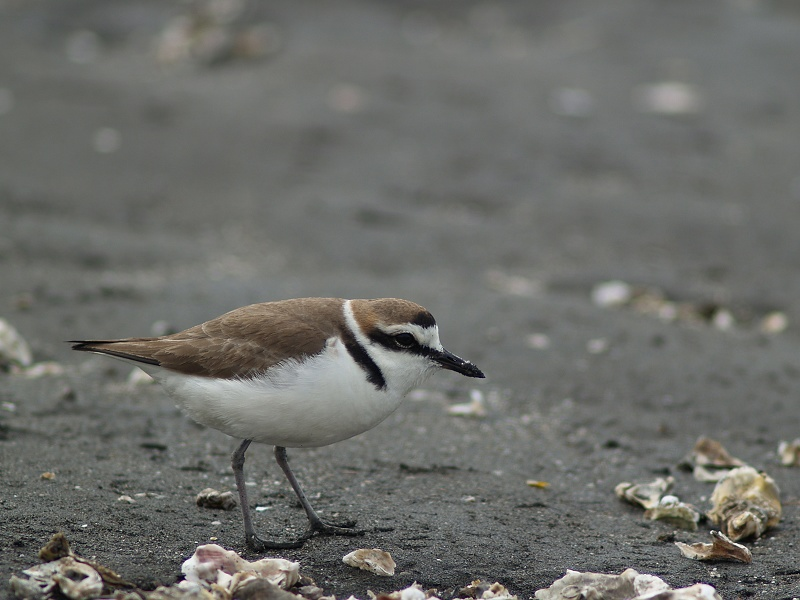
Széki lile (Charadrius alexandrinus)
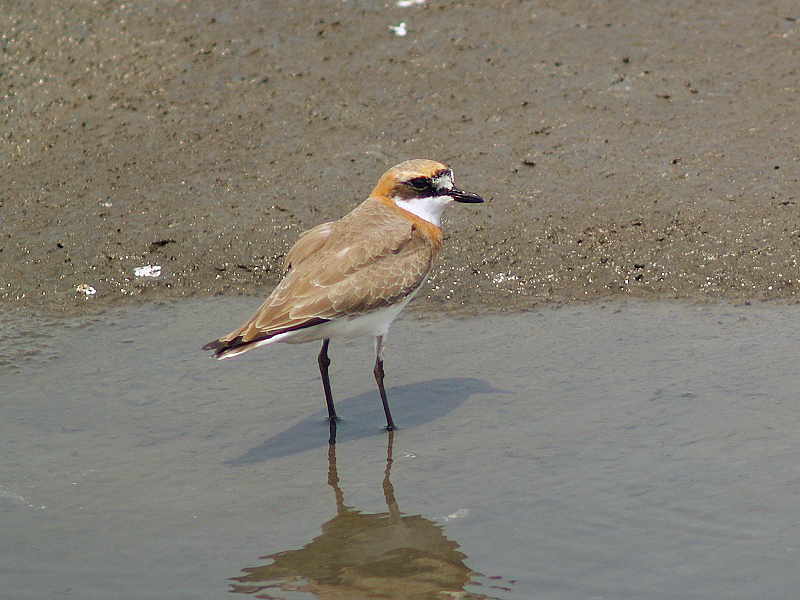
Tibeti lile (Charadrius mongolus)
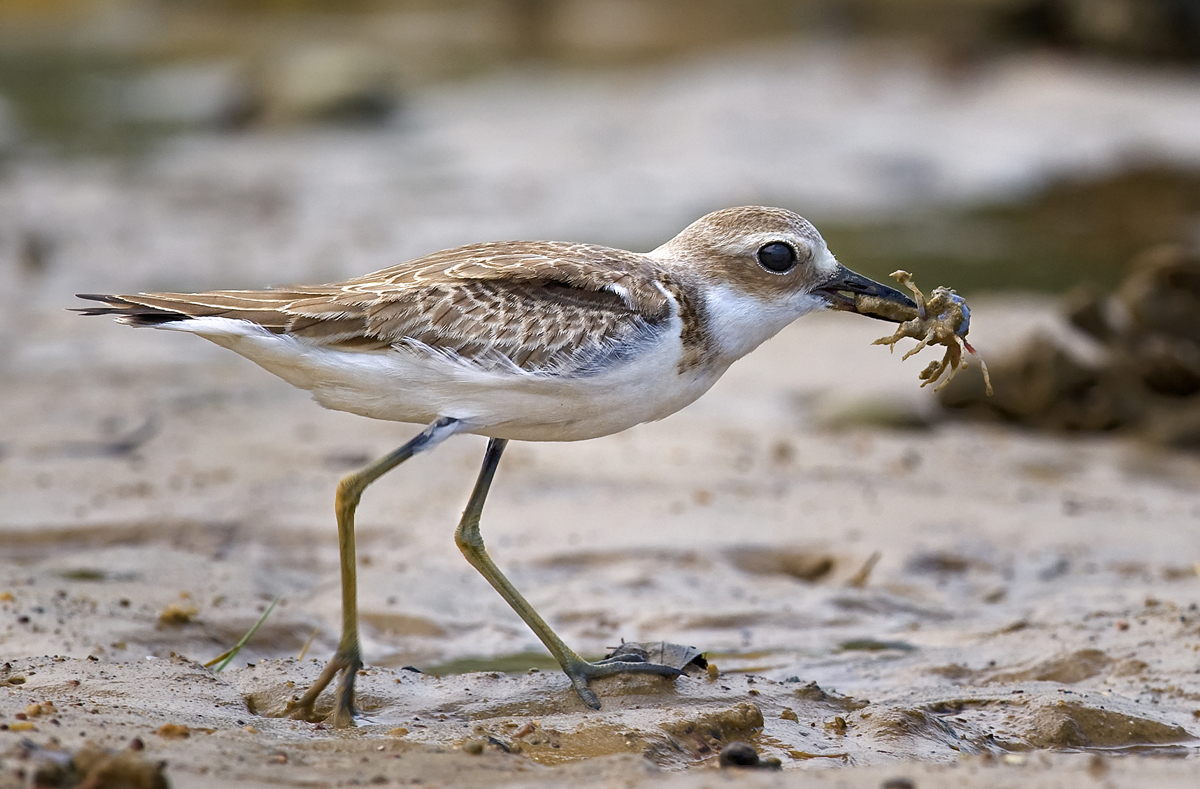
Sivatagi lile (Charadrius leschenaultii)
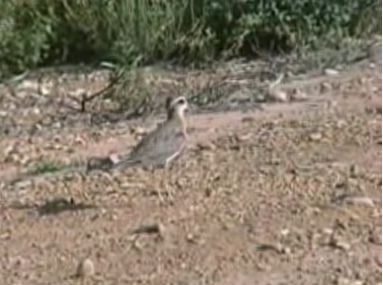
Sztyeppi lile (Charadrius asiaticus)
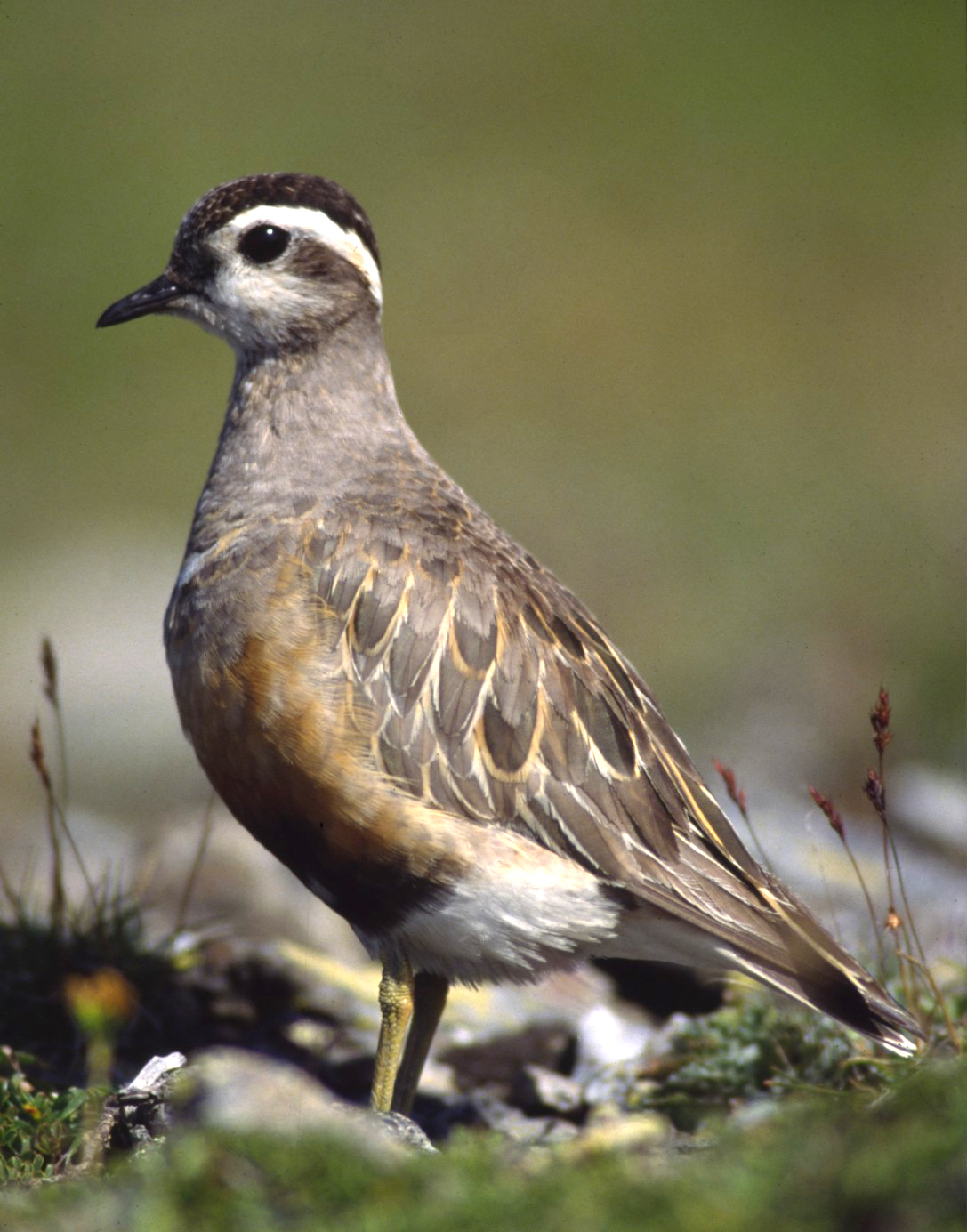
Havasi lile (Charadrius morinellus)

### Szalonkafélék(Scolopacidae)

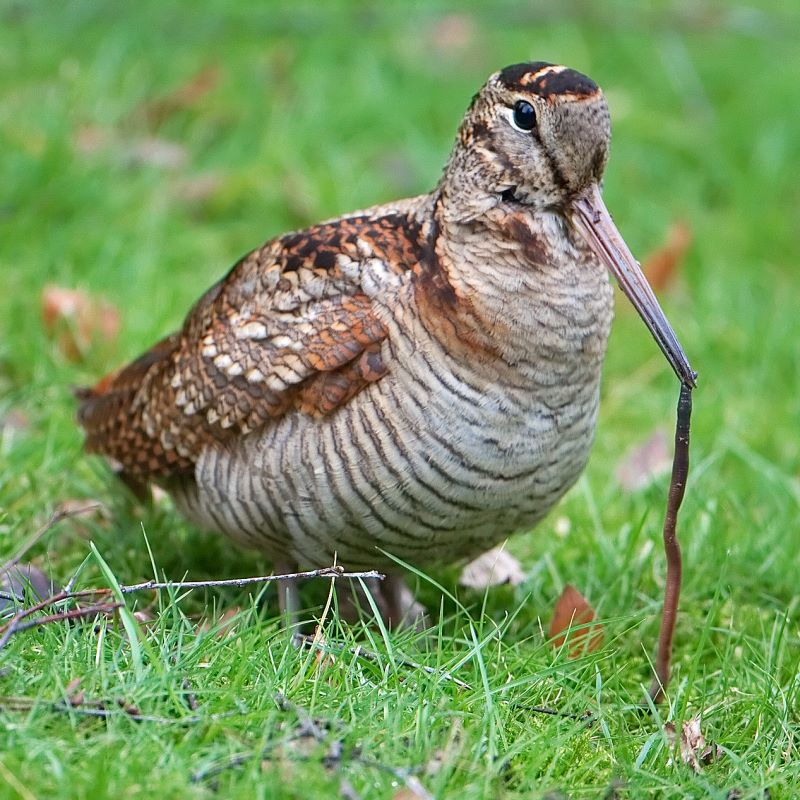
Erdei szalonka (Scolopax rusticola)
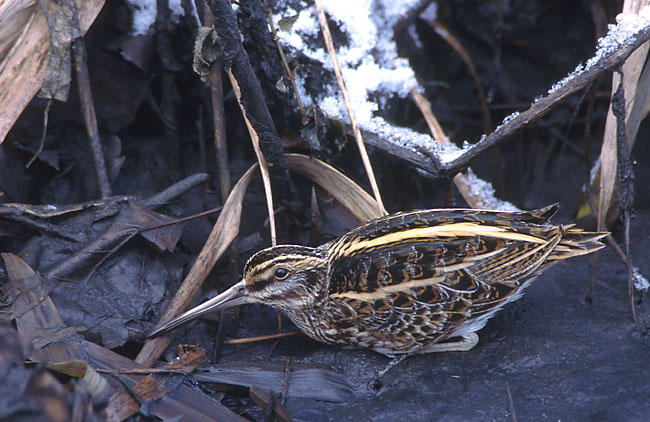
Kis sárszalonka (Lymnocryptes minimus)
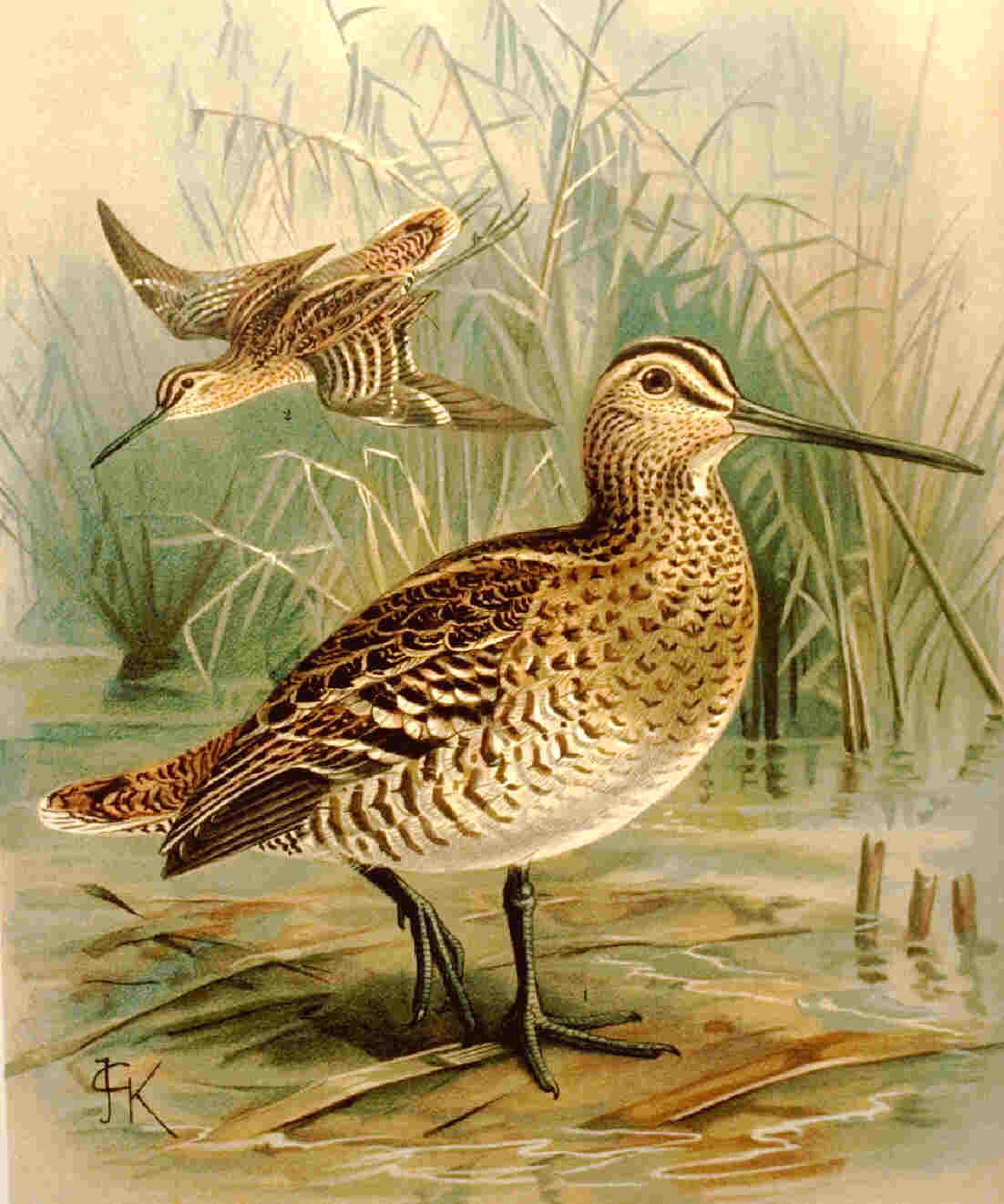
Nagy sárszalonka (Gallinago media)
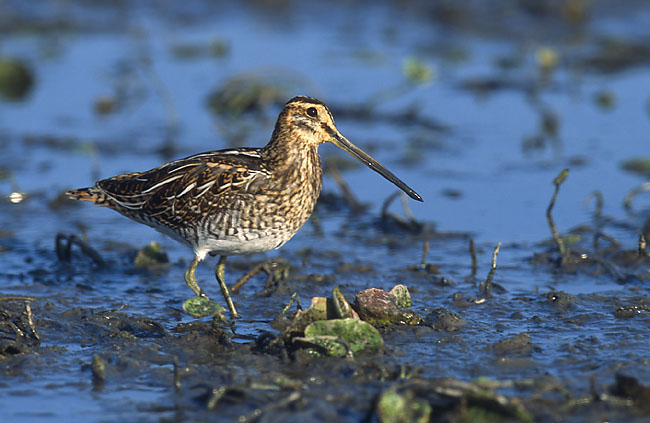
Sárszalonka (Gallinago gallinago)
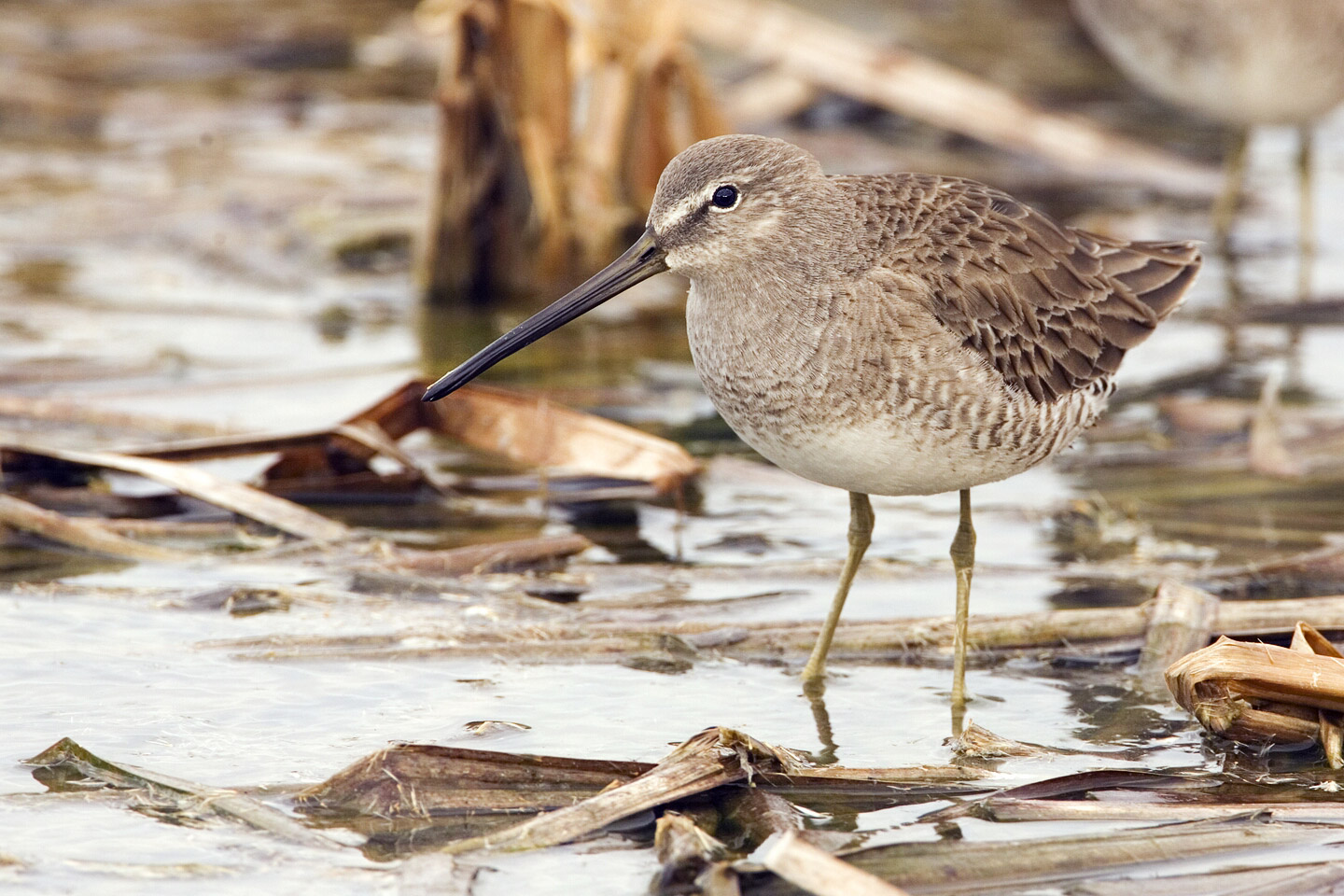
Hosszúcsőrű cankógoda (Limnodromus scolopaceus)
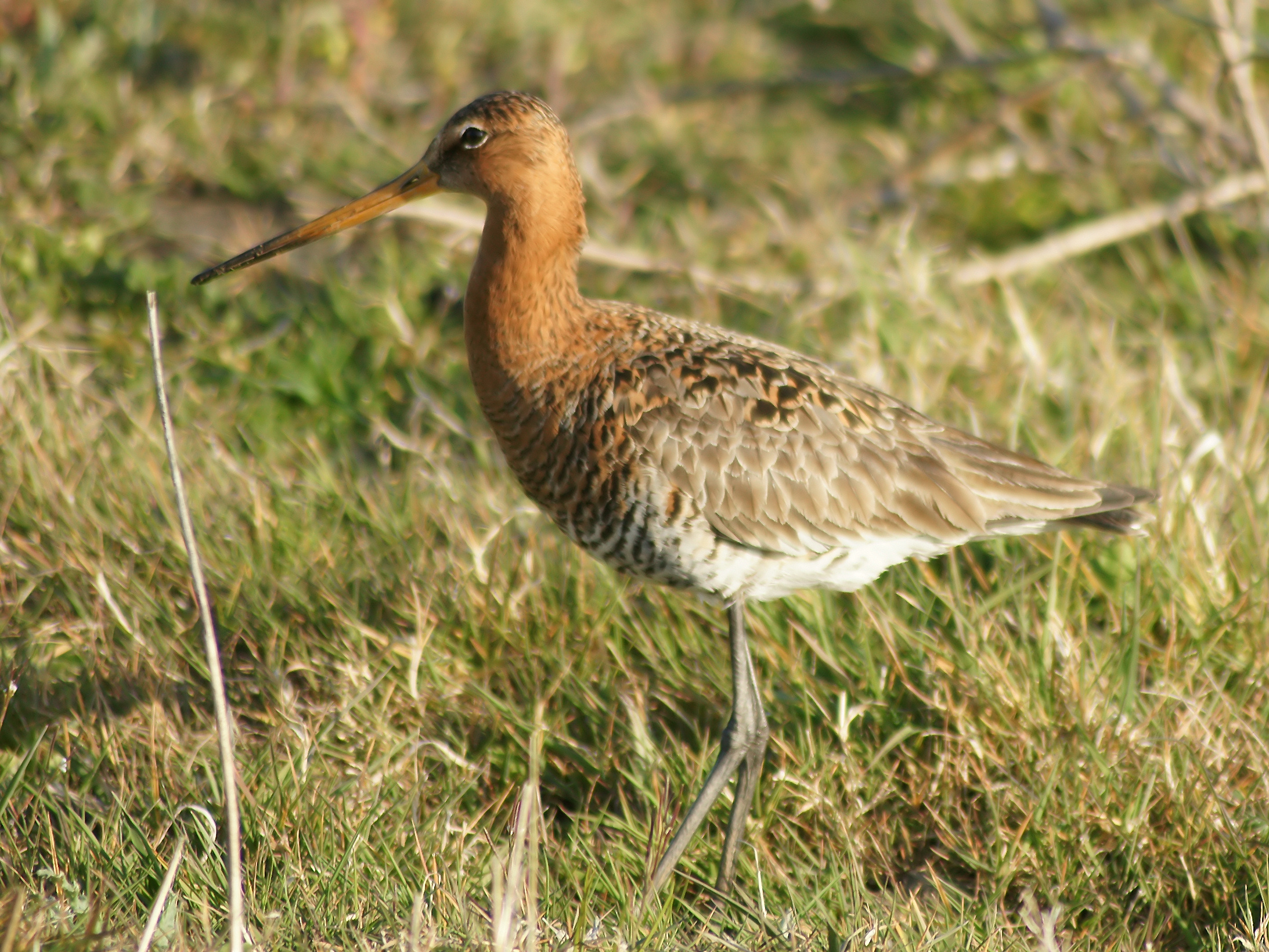
Nagy goda (Limosa limosa)
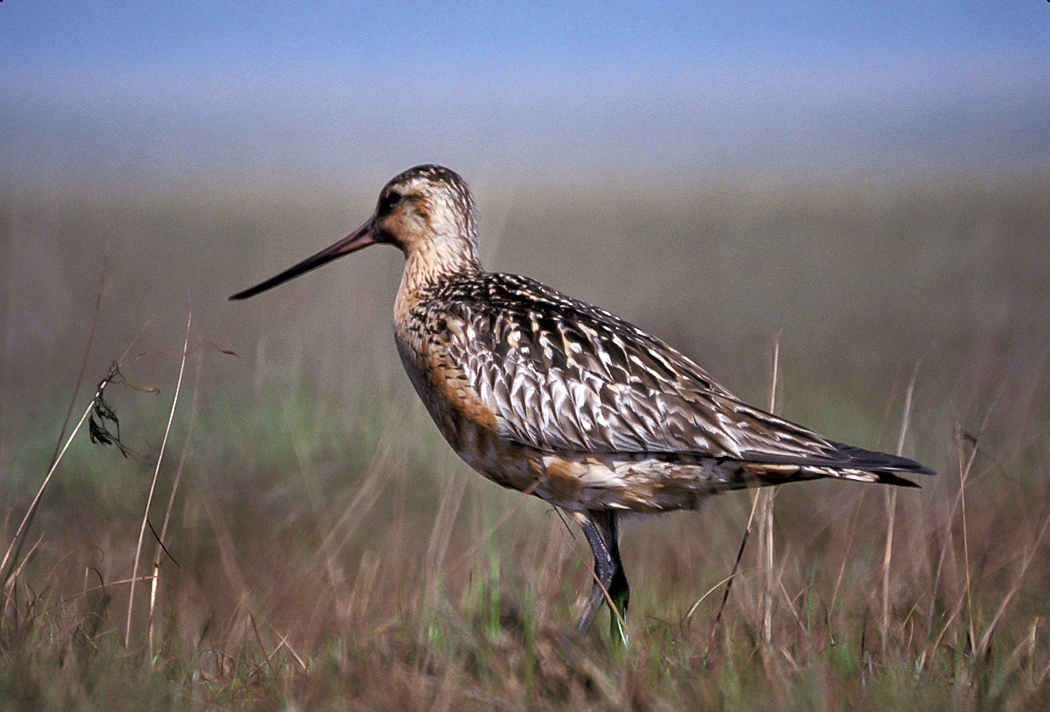
Kis goda (Limosa lapponica)
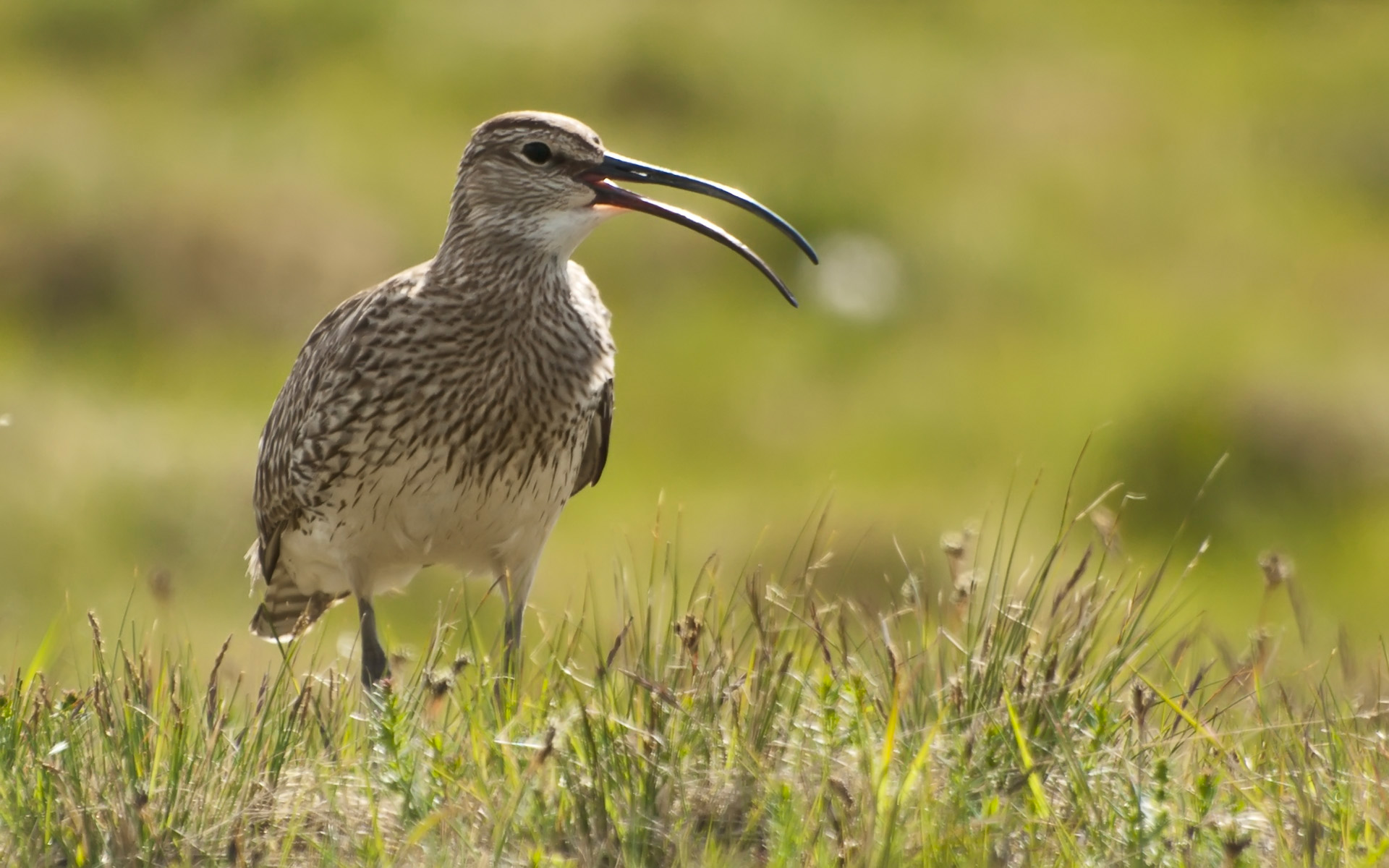
Kis póling (Numenius phaeopus)
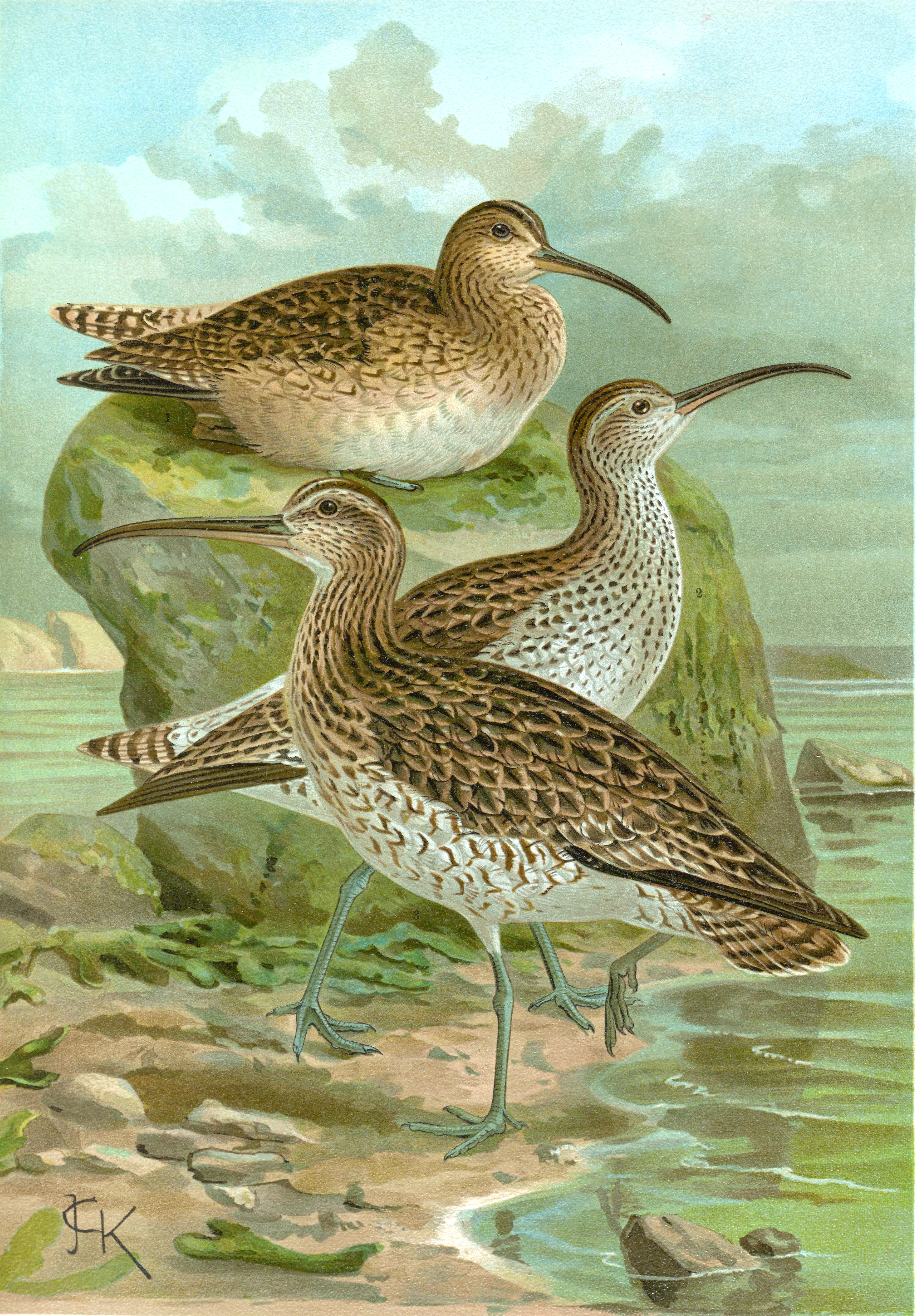
Vékonycsőrű póling (Numenius tenuirostris)
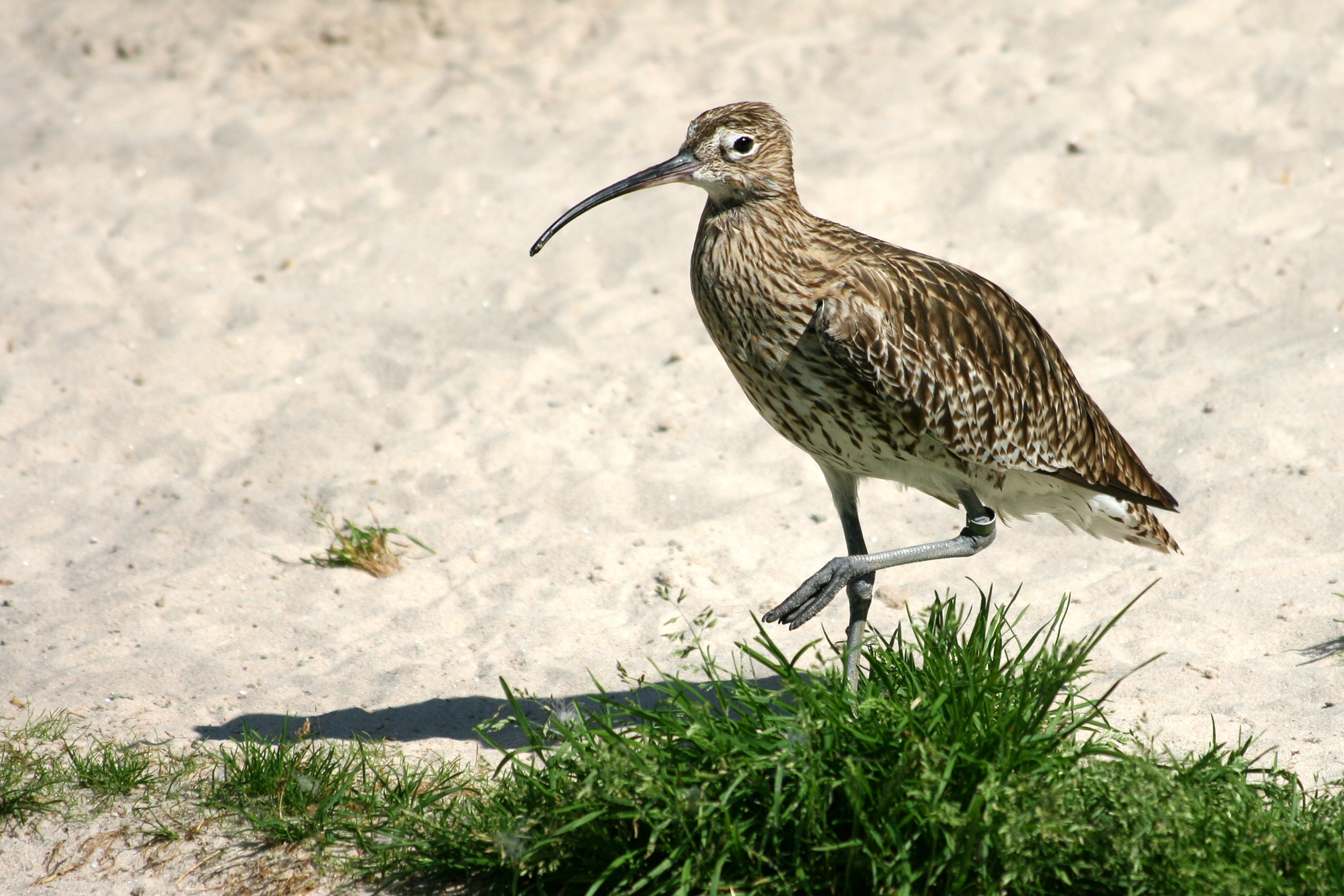
Nagy póling (Numenius arquata)
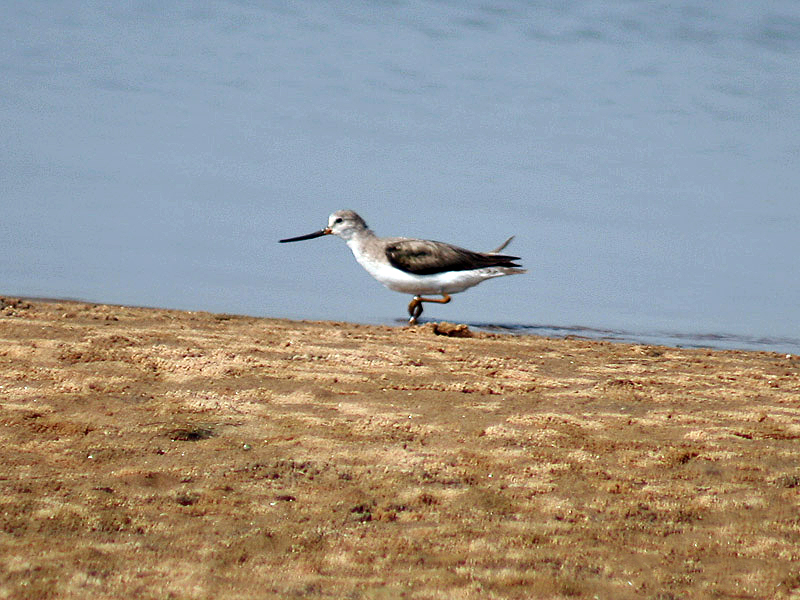
Terekcankó (Xenus cinereus)
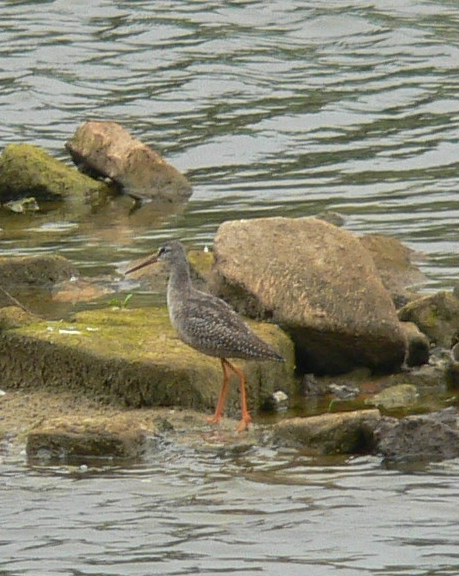
Füstös cankó (Tringa erythropus)
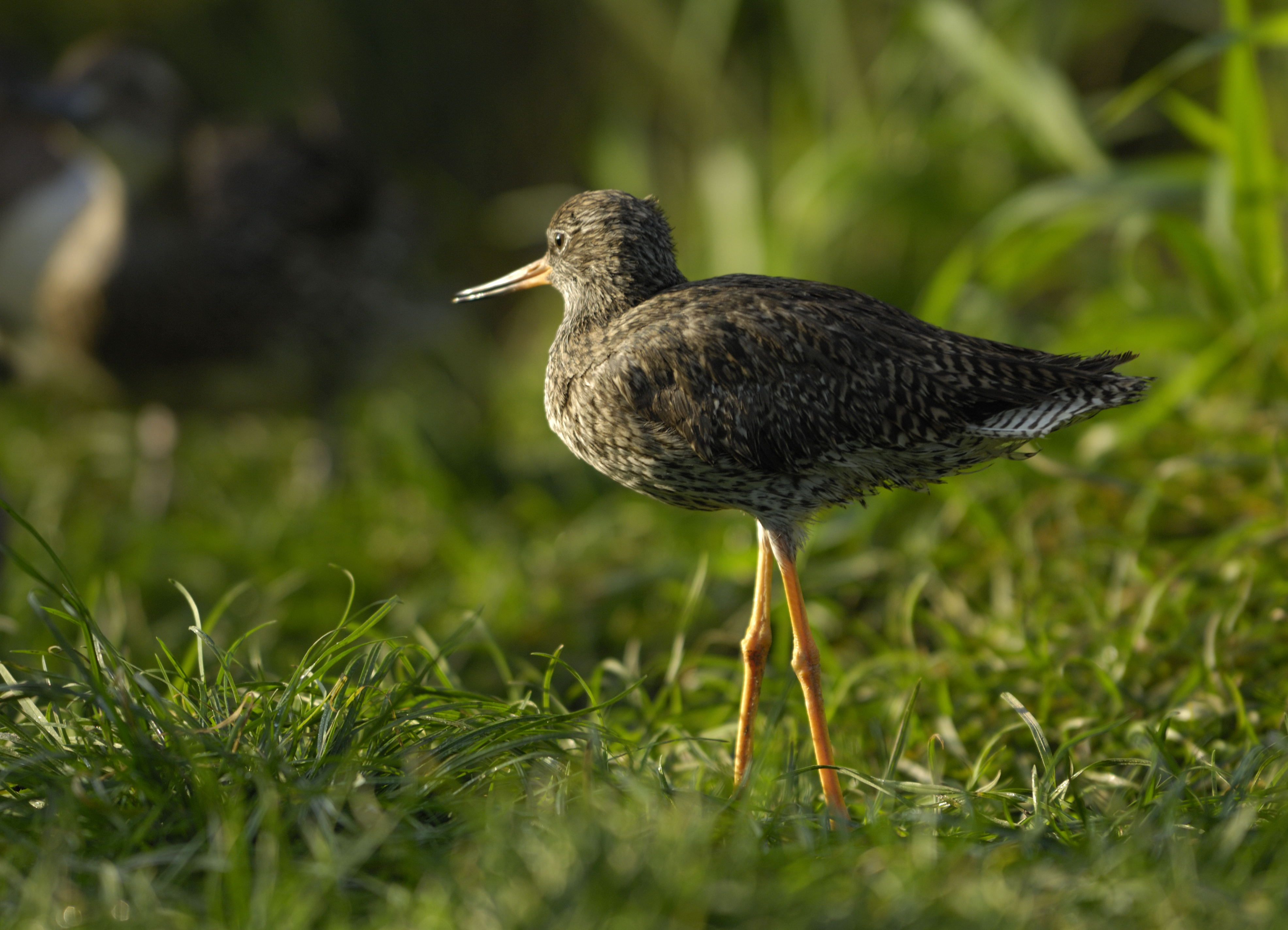
Piroslábú cankó (Tringa totanus)
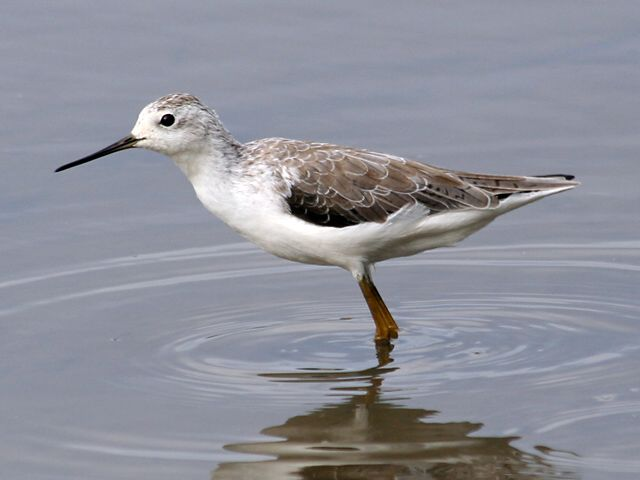
Tavi cankó (Tringa stagnatilis)
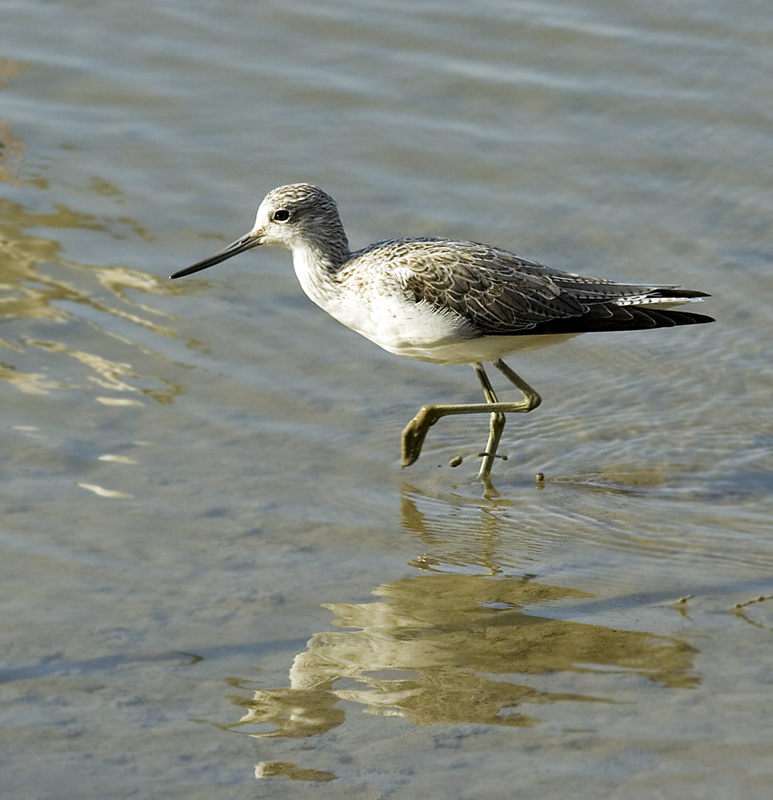
Szürke cankó (Tringa nebularia)
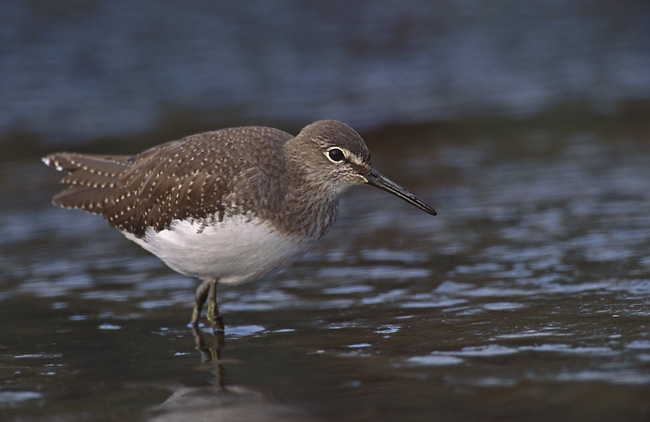
Erdei cankó (Tringa ochropus)
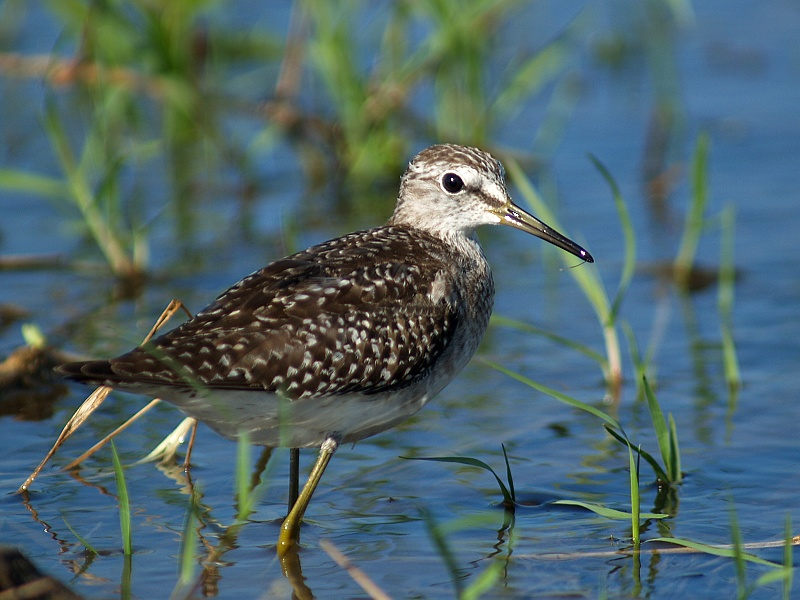
Réti cankó (Tringa glareola)
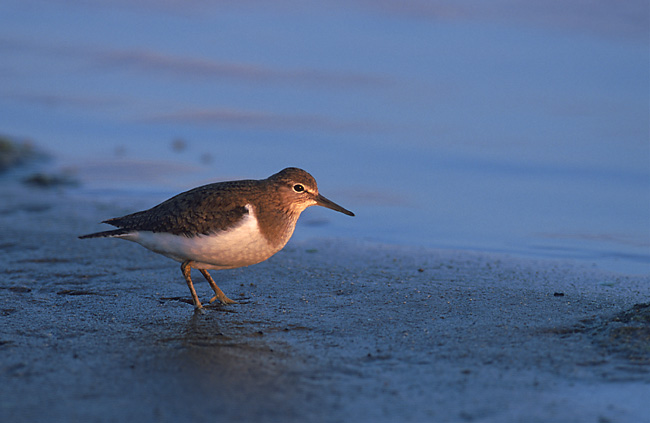
Billegetőcankó (Actitis hypoleucos)
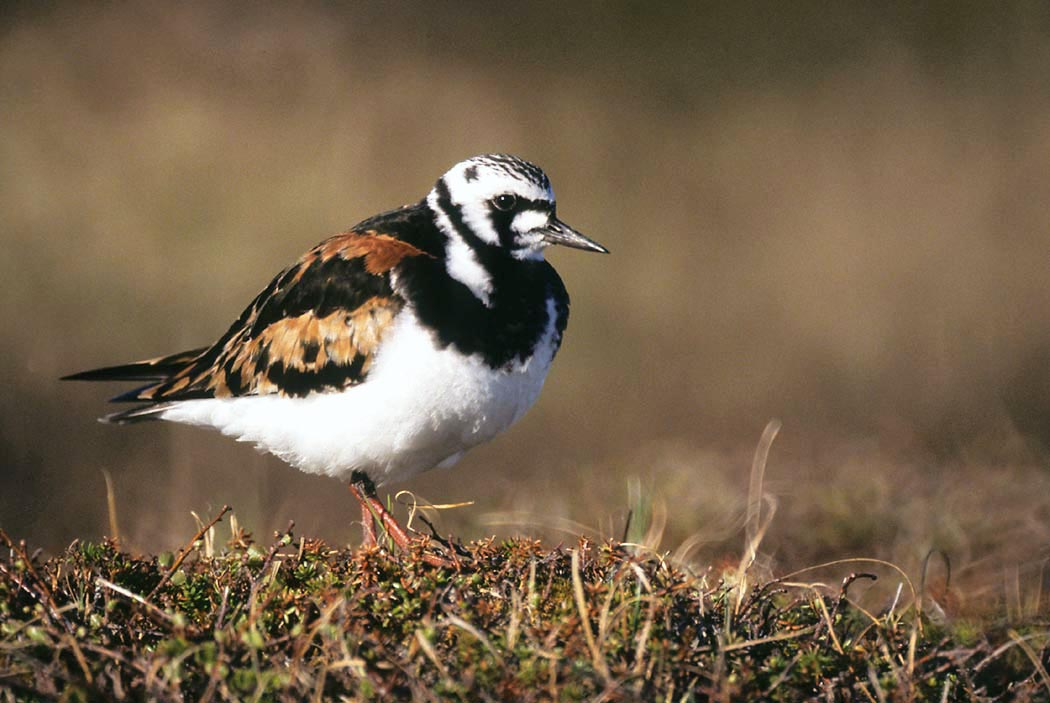
Kőforgató (Arenaria interpres)
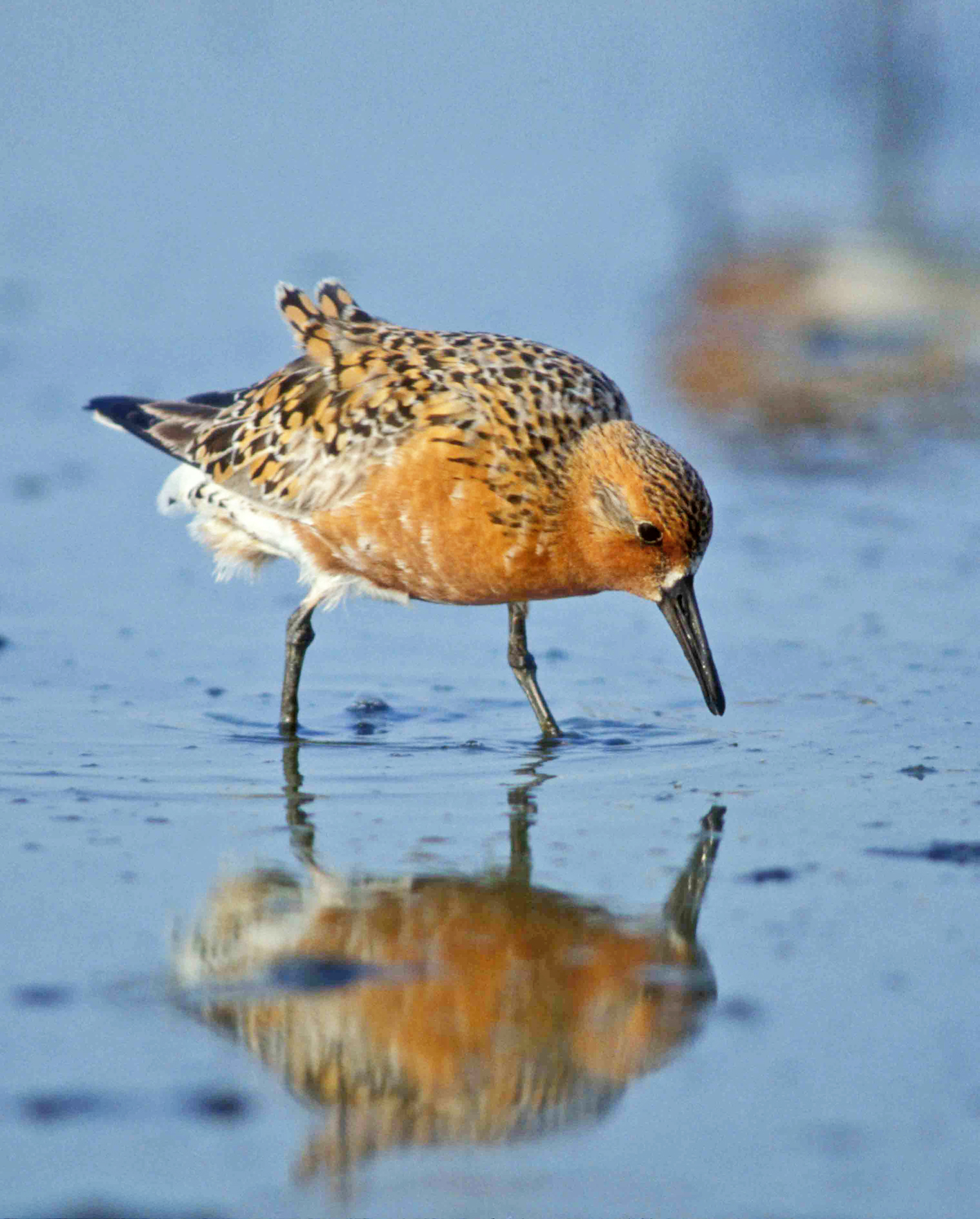
Sarki partfutó (Calidris canutus)
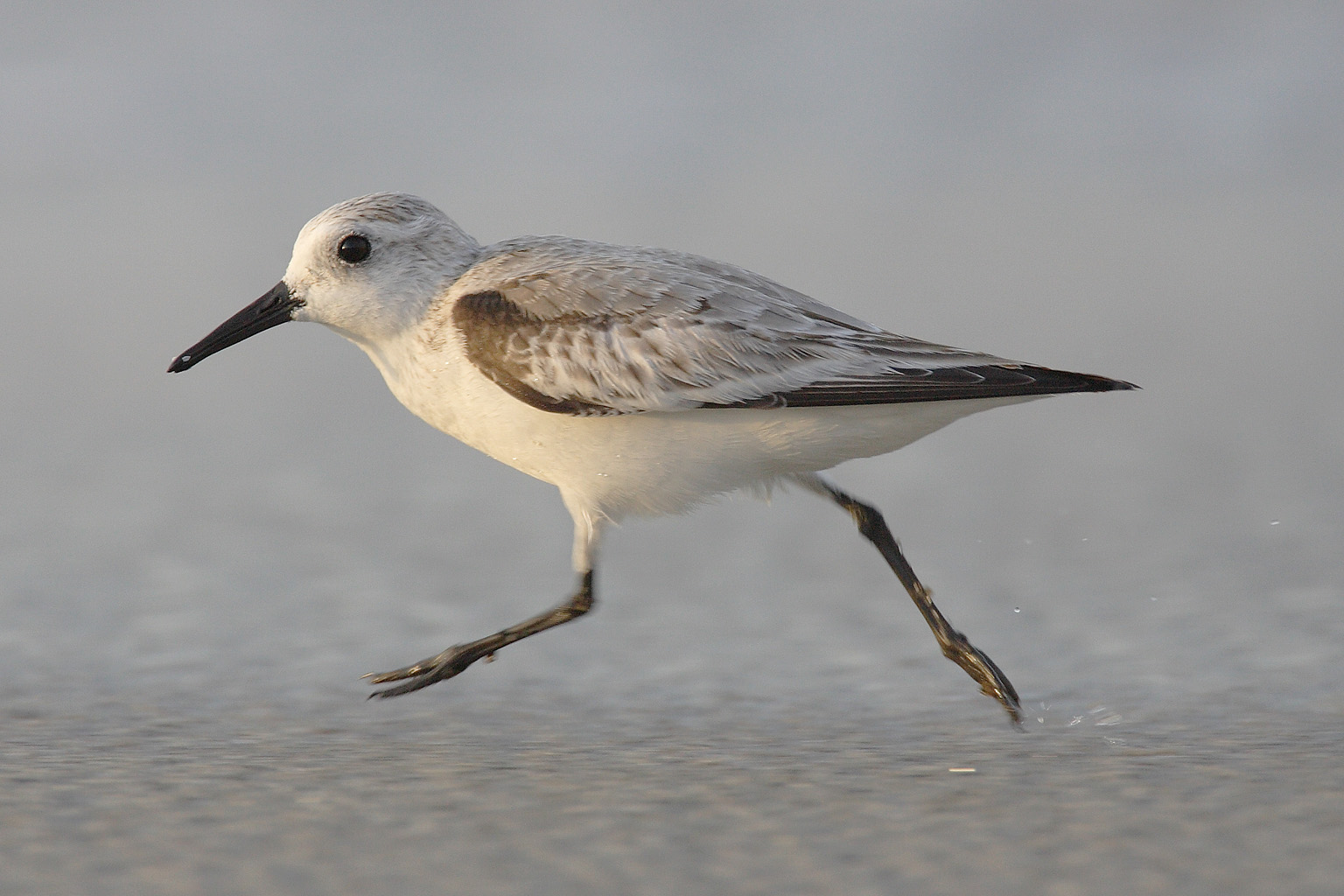
Fenyérfutó (Calidris alba)
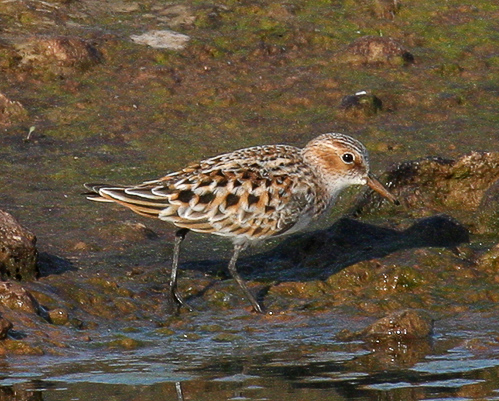
Apró partfutó (Calidris minuta)
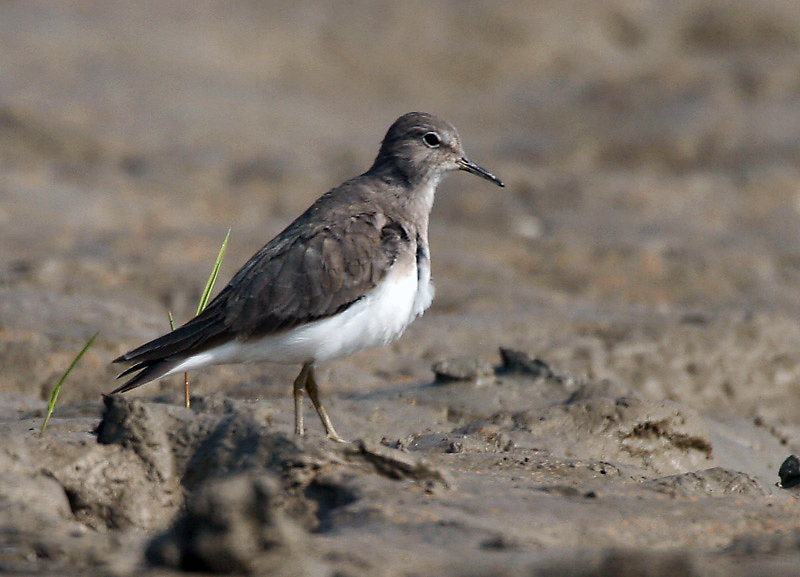
Temminck-partfutó (Calidris temminckii)
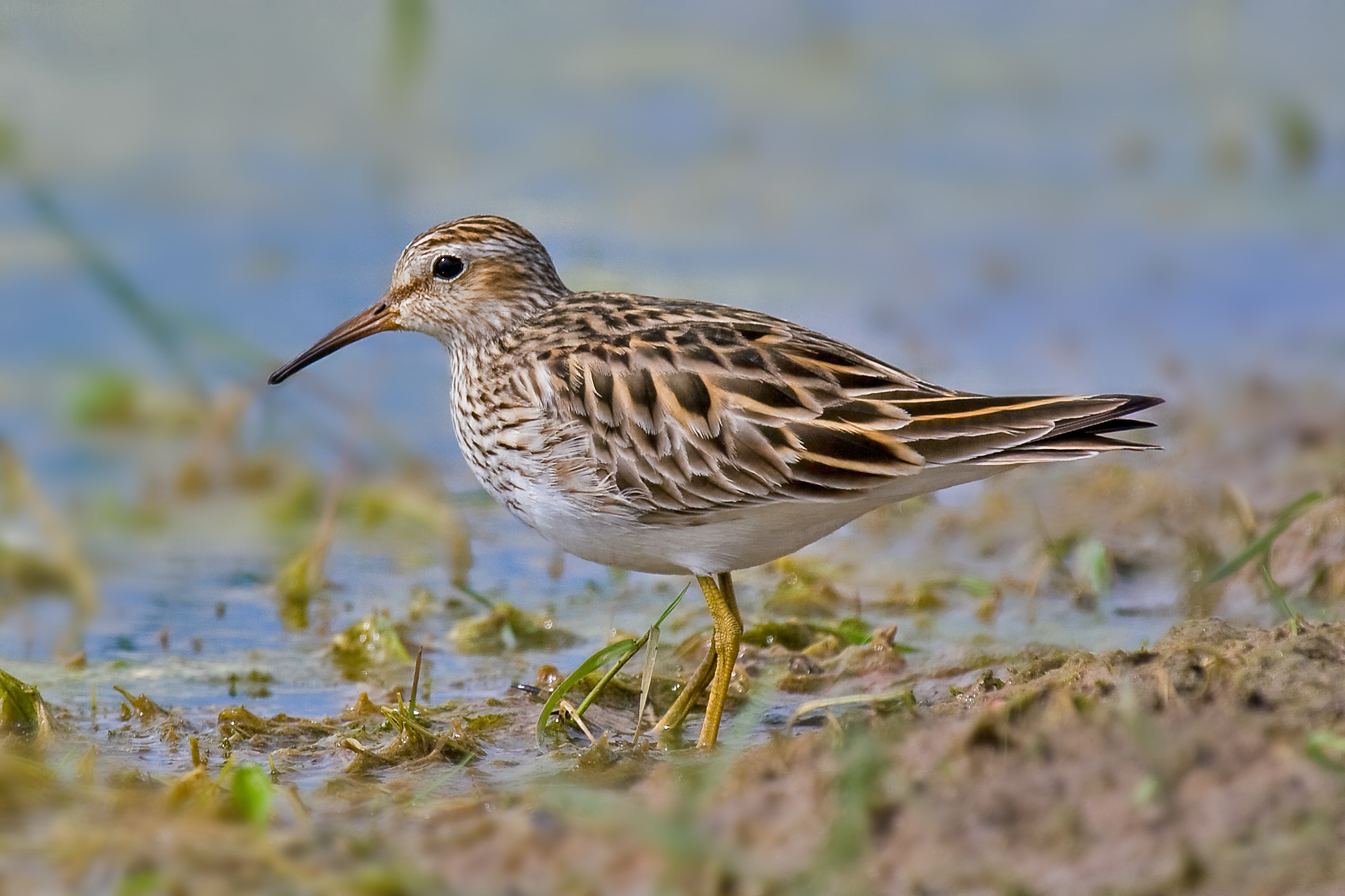
Vándorpartfutó (Calidris melanotos)
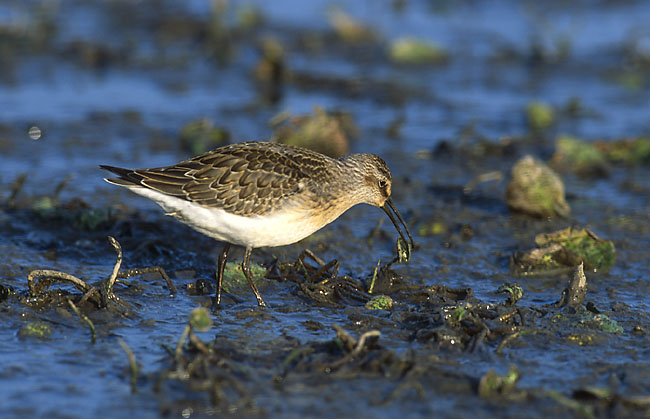
Sarlós partfutó (Calidris ferruginea)
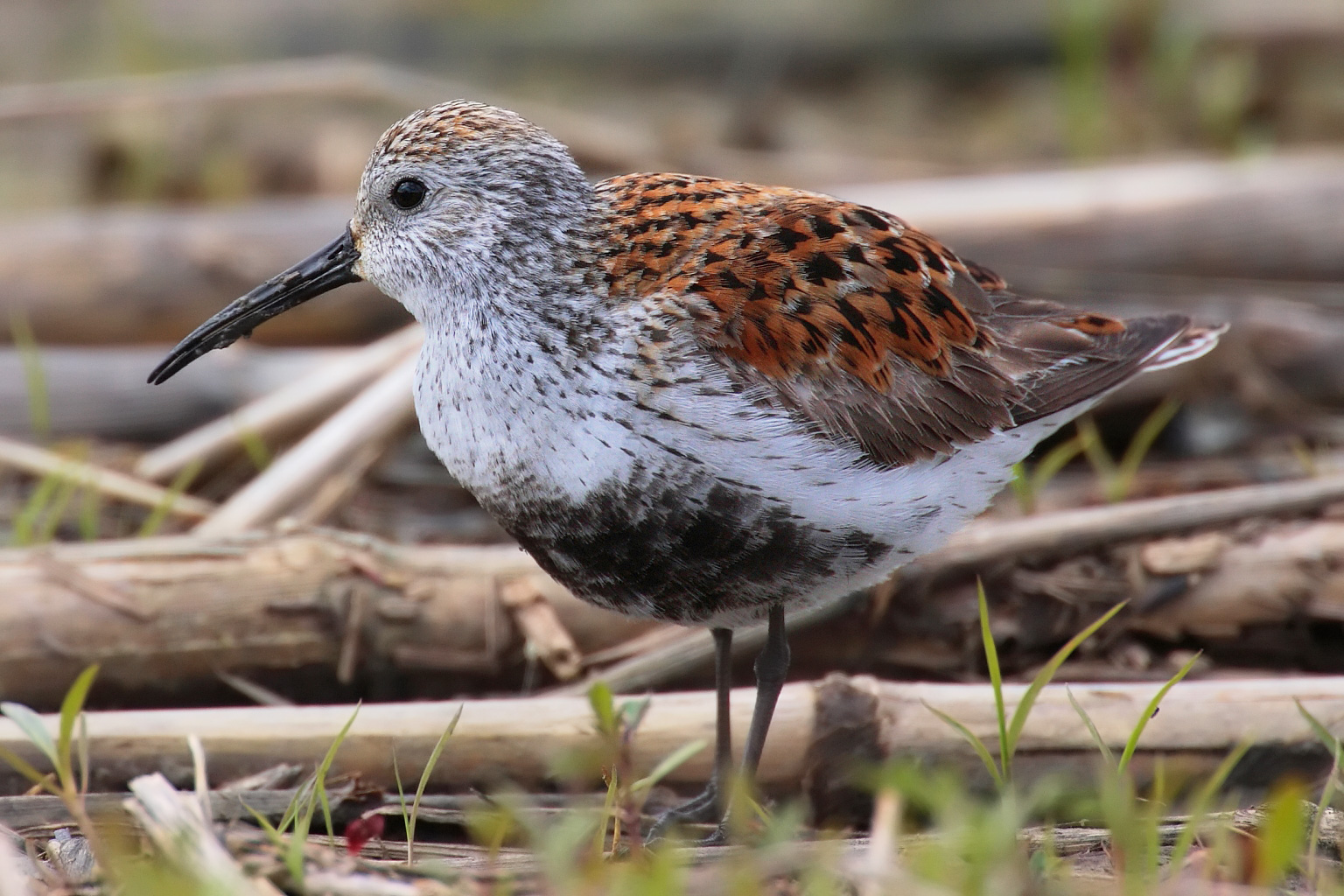
Havasi partfutó (Calidris alpina)
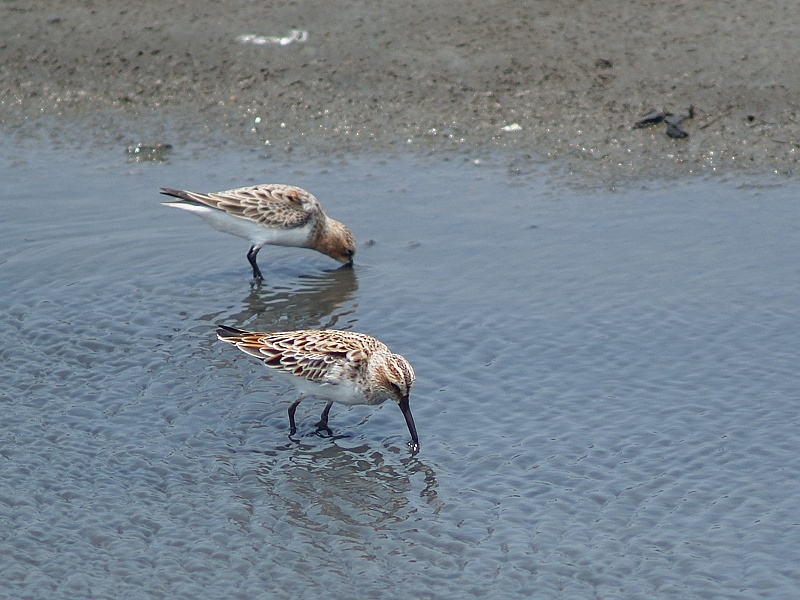
Sárjáró (Limicola falcinellus)
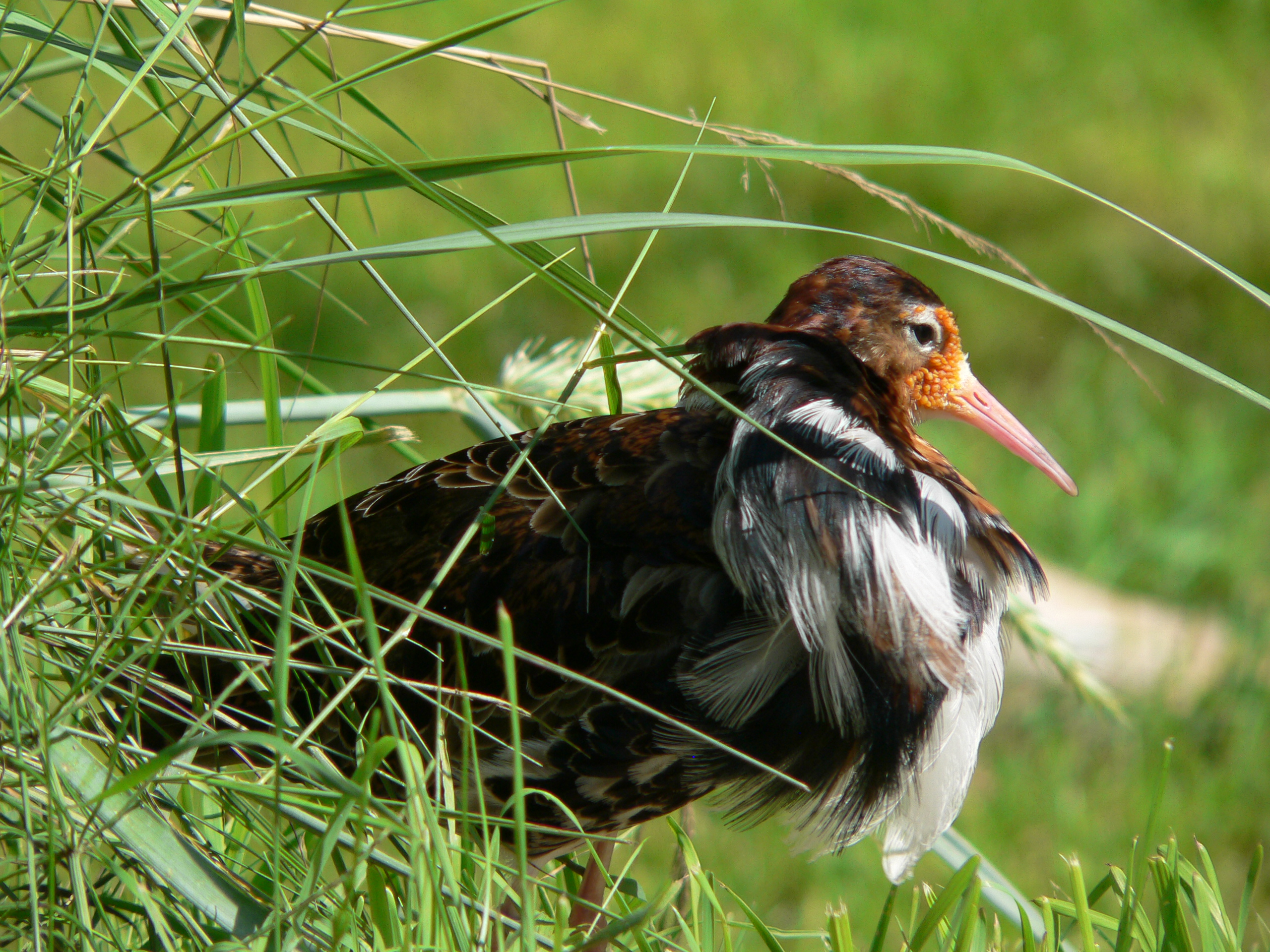
Pajzsos cankó (Philomachus pugnax)
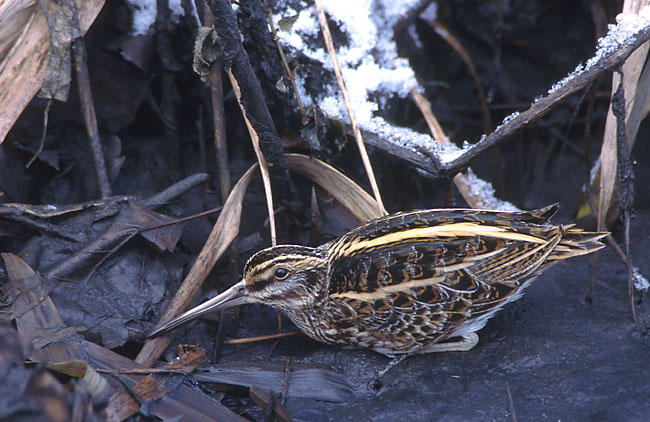
Kis sárszalonka (Lymnocryptes minimus)
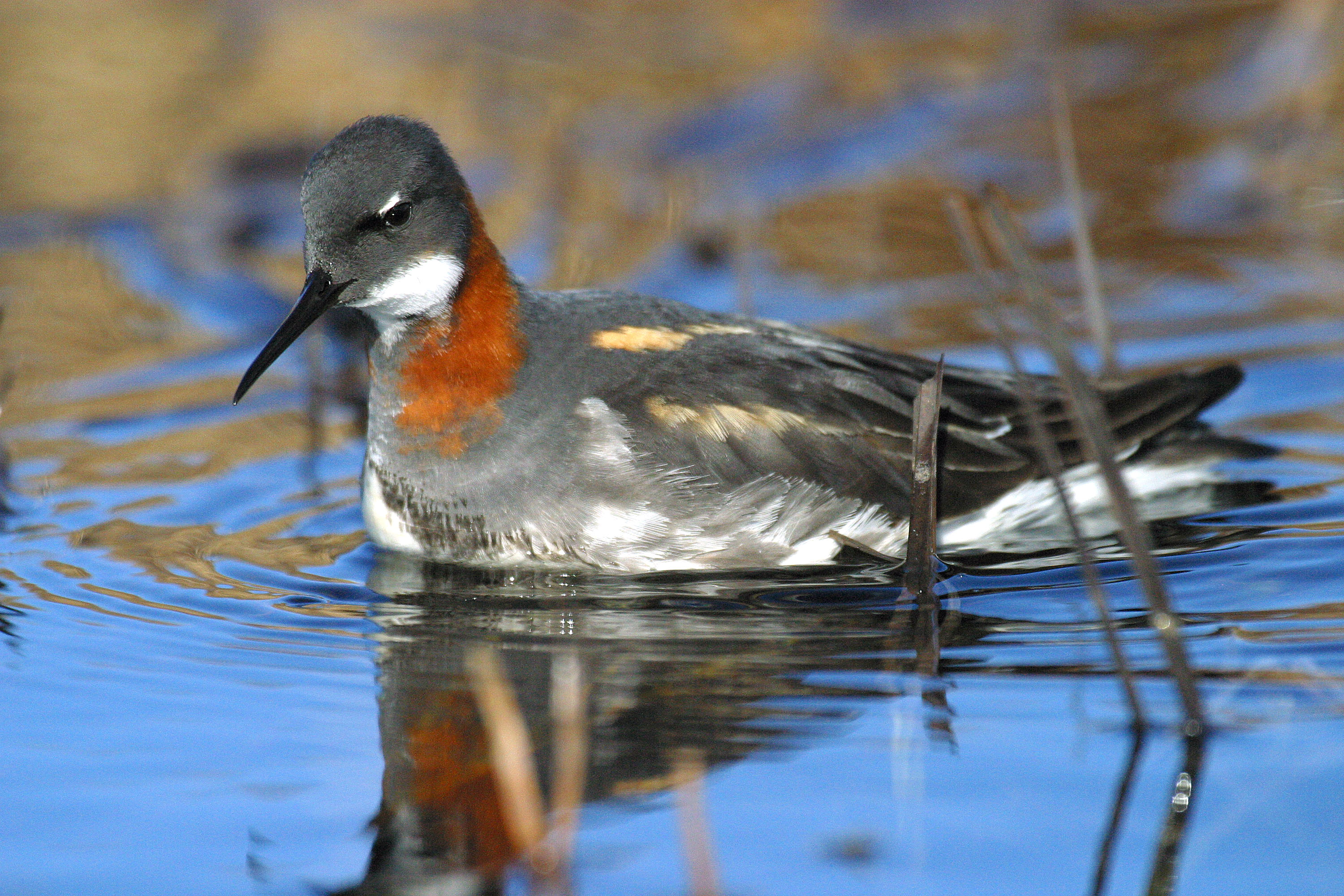
Vékonycsőrű víztaposó (Phalaropus lobatus)
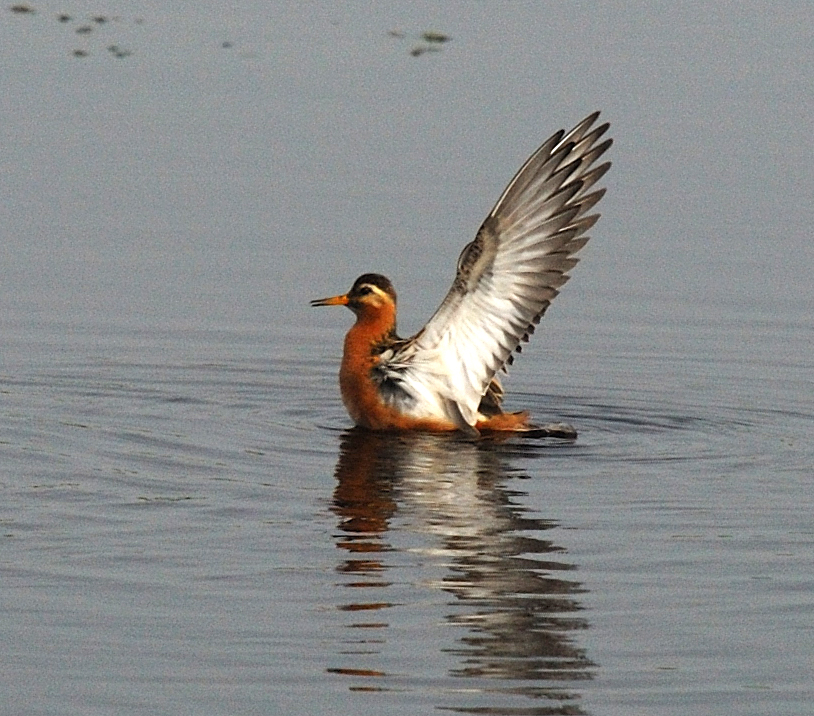
Laposcsőrű víztaposó (Phalaropus fulicarius)

### Halfarkasfélék(Stercorariidae)

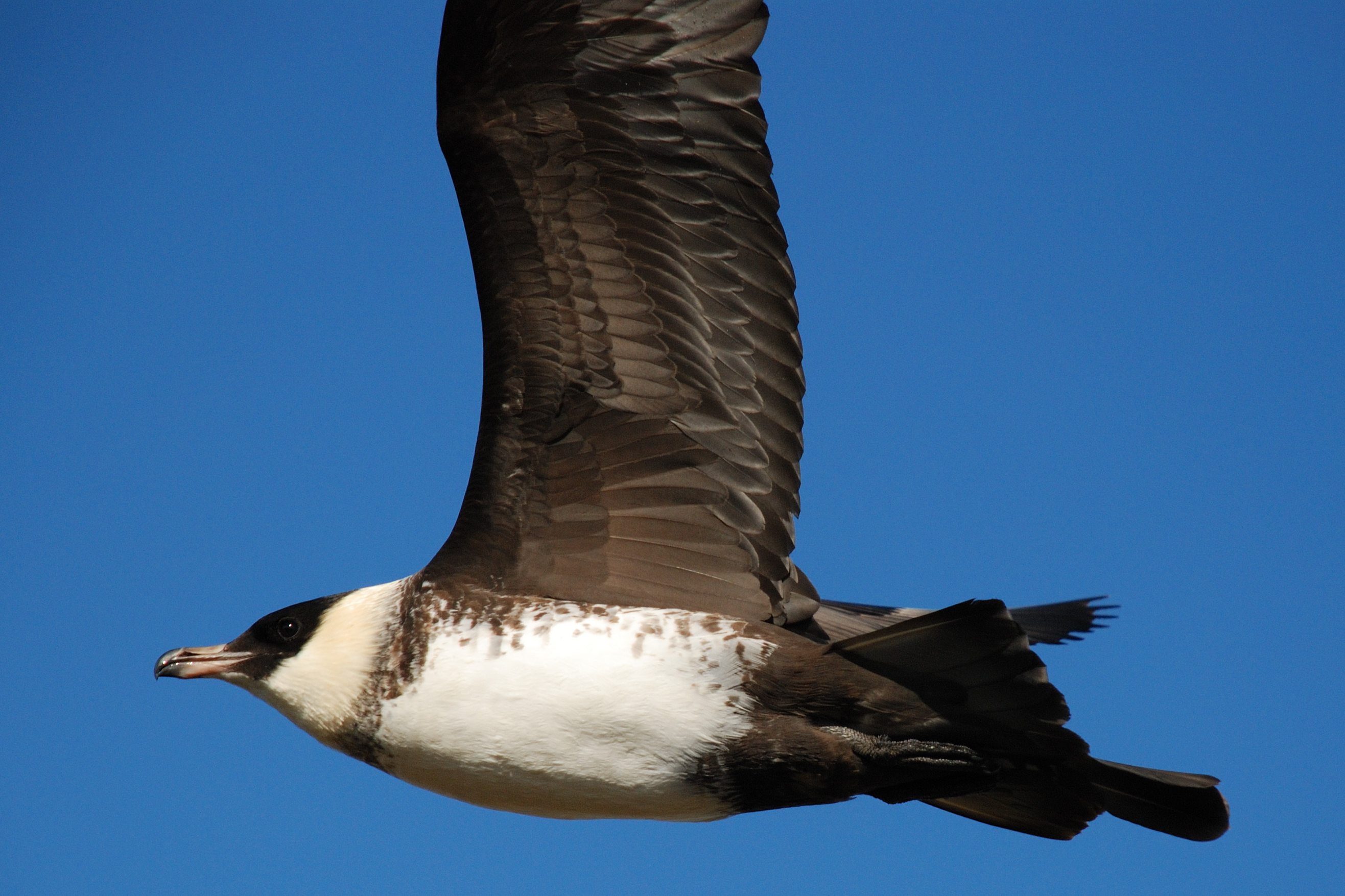
Szélesfarkú halfarkas (Stercorarius pomarinus)
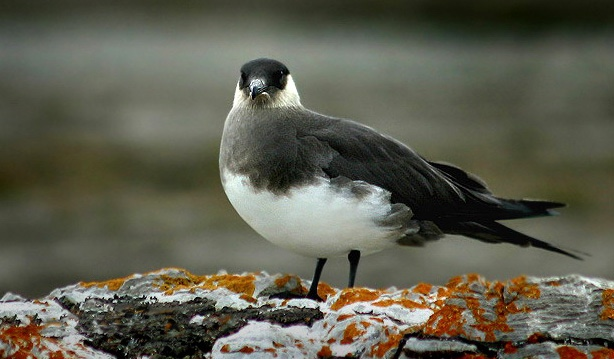
Ékfarkú halfarkas (Stercorarius parasiticus)
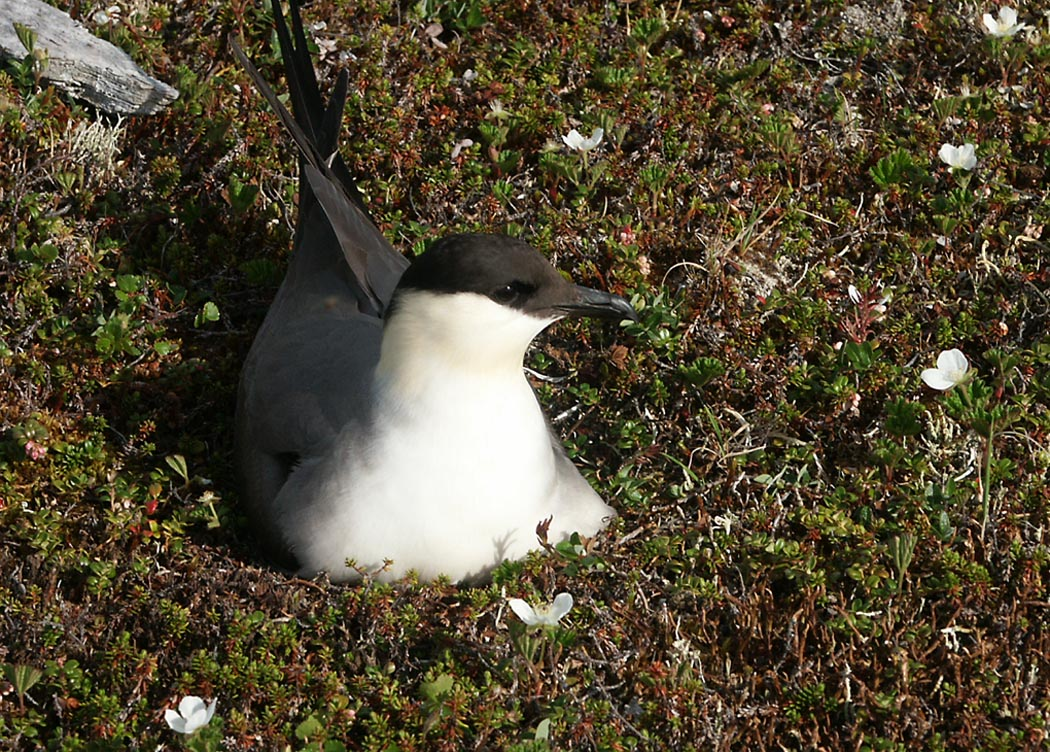
Nyílfarkú halfarkas (Stercorarius longicaudus)

### Sirályfélék(Laridae)

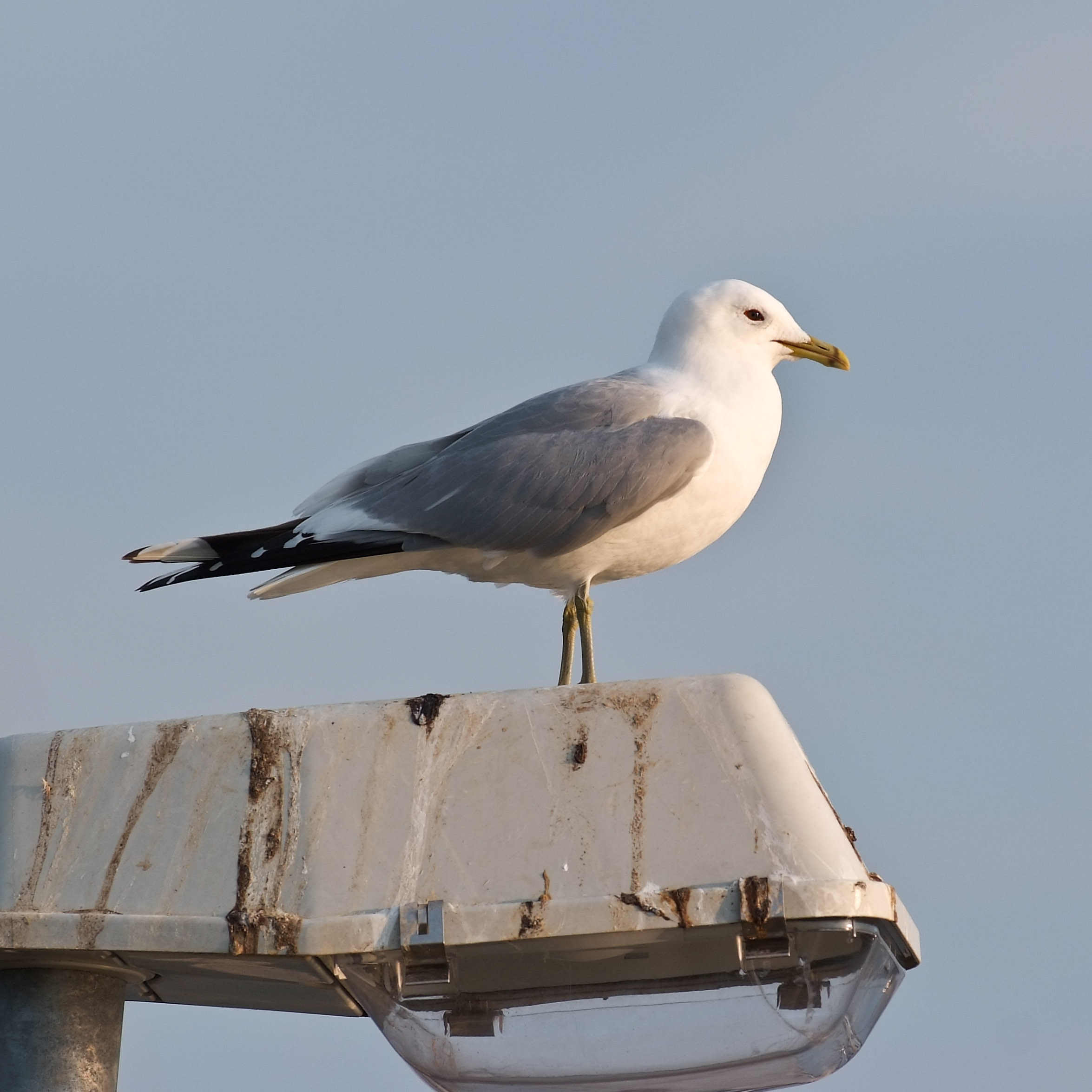
Viharsirály (Larus canus)
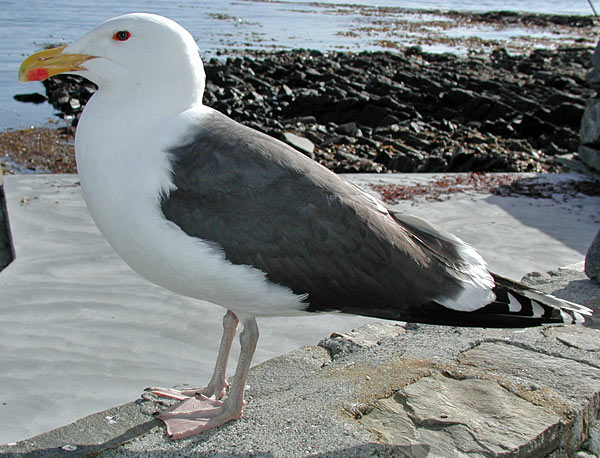
Dolmányos sirály (Larus marinus)
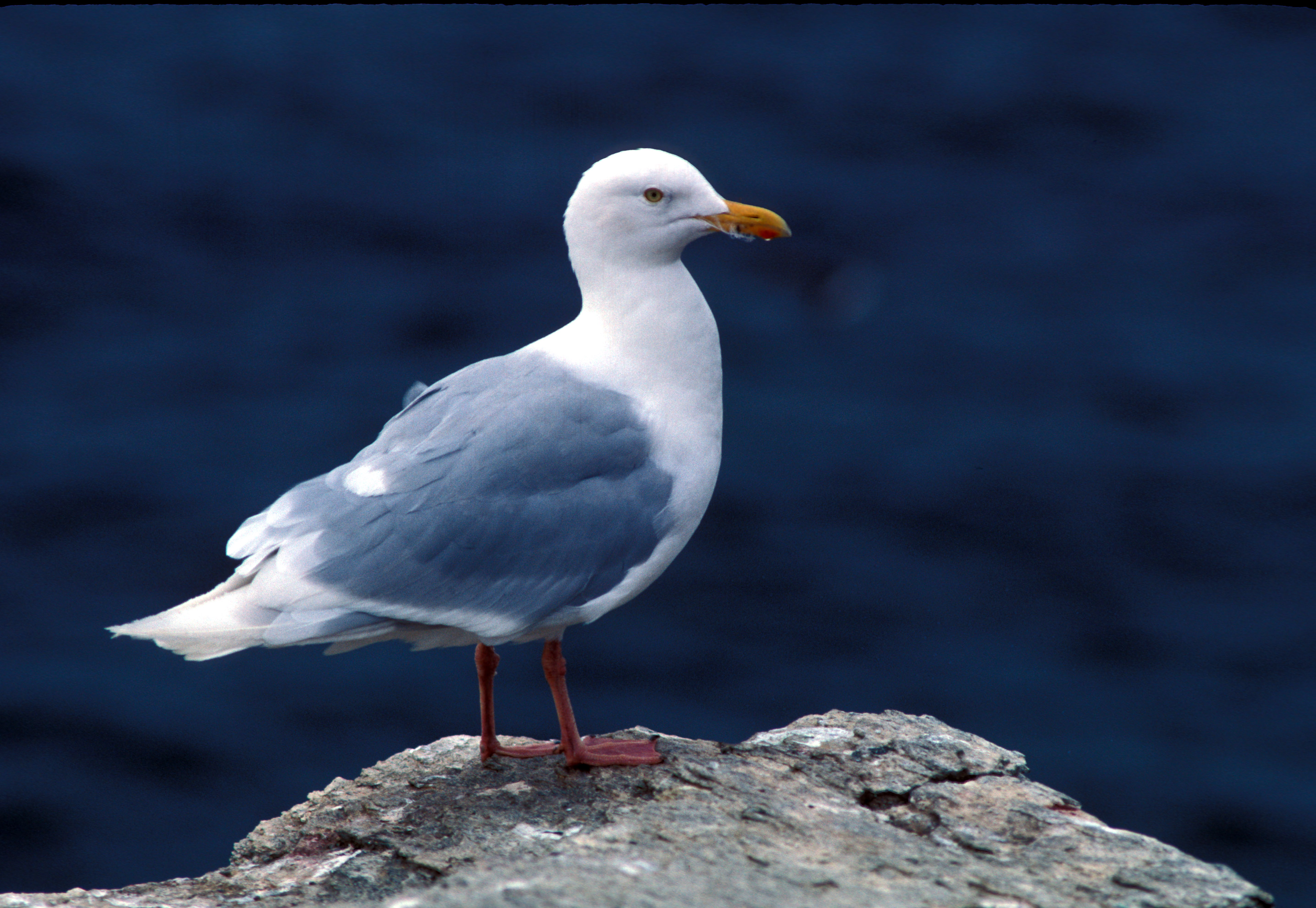
Jeges sirály (Larus hyperboreus)
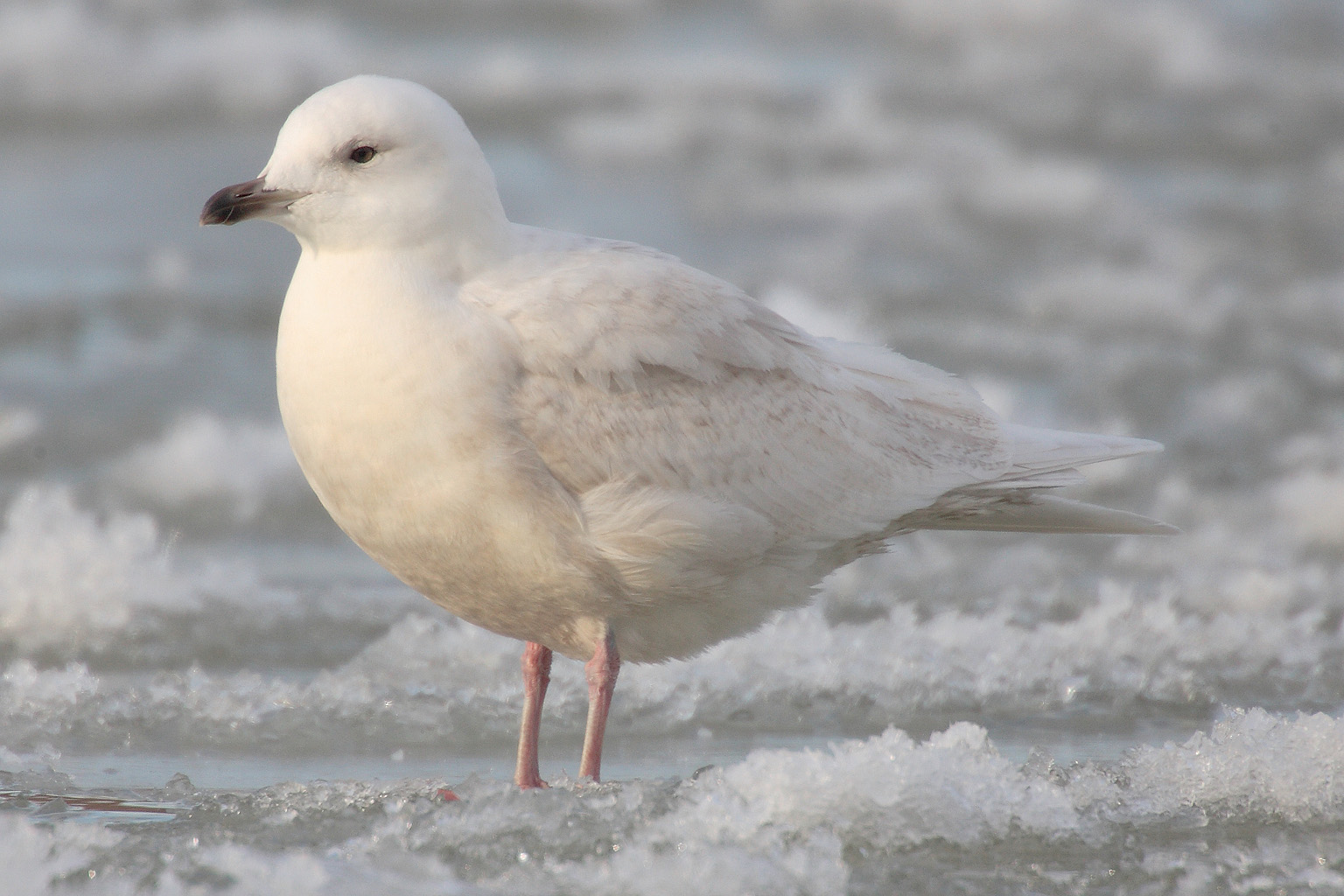
Sarki sirály (Larus glaucoides)
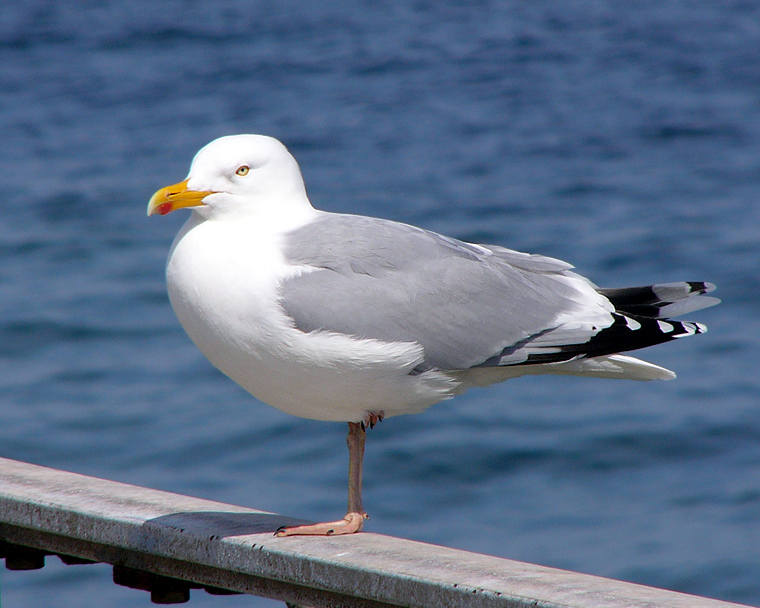
Ezüstsirály (Larus argentatus)
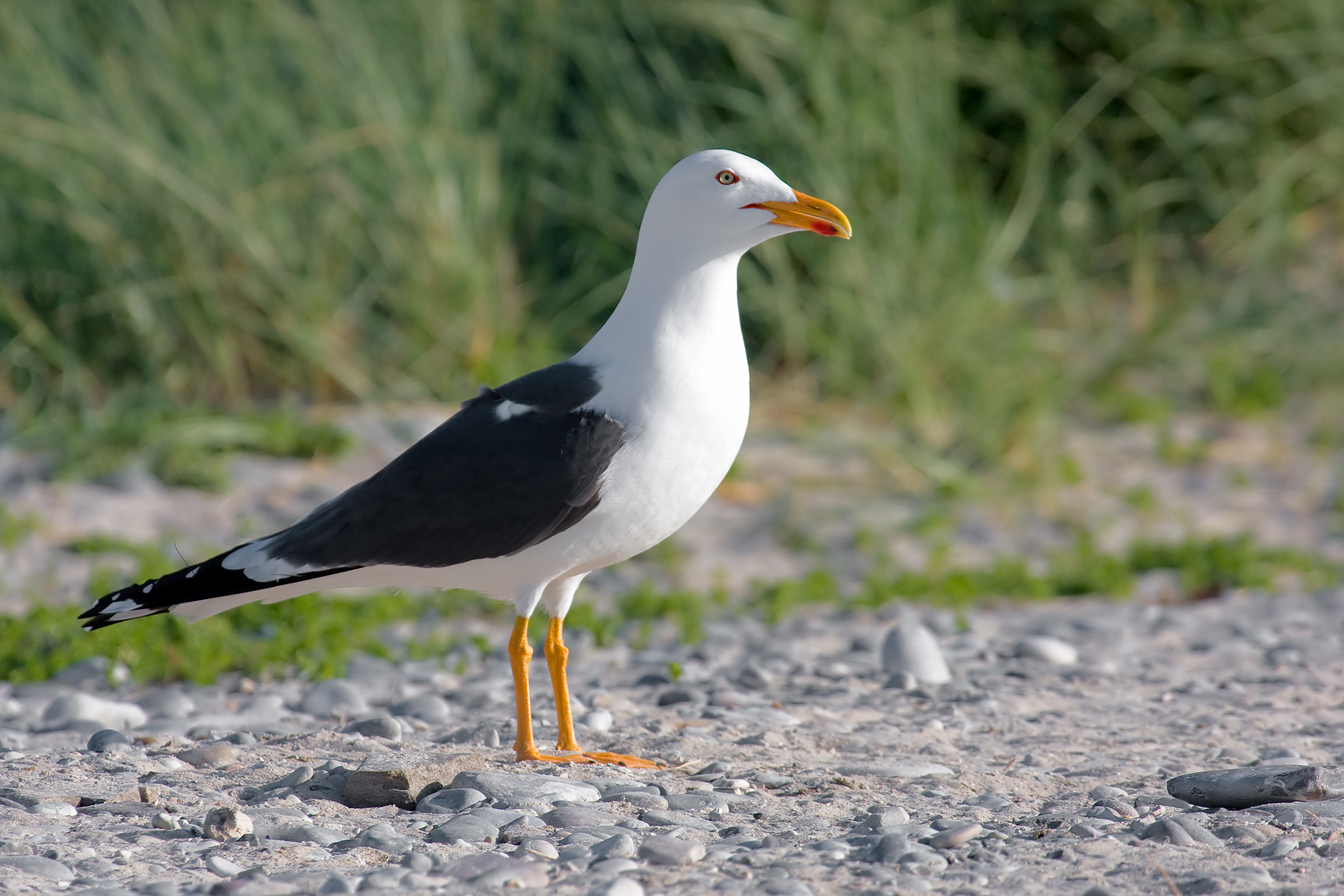
Heringsirály (Larus fuscus)
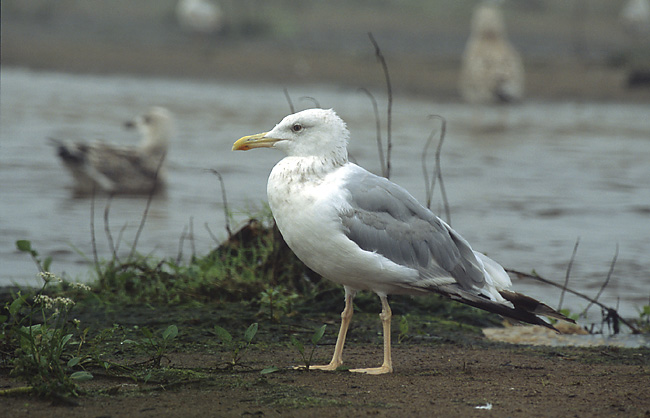
Sárgalábú sirály (Larus cachinnans)
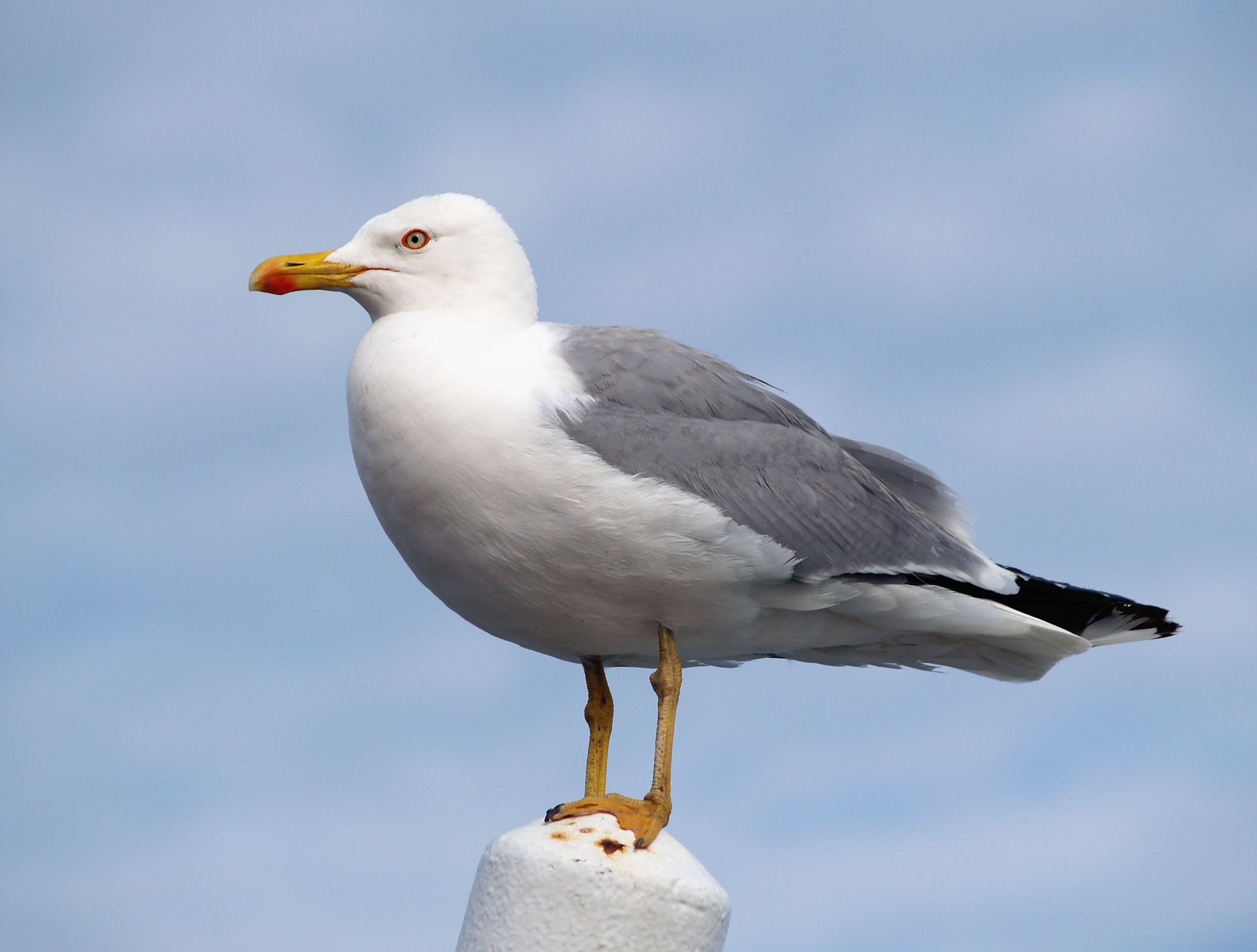
Sztyeppi sirály (Larus michahellis)
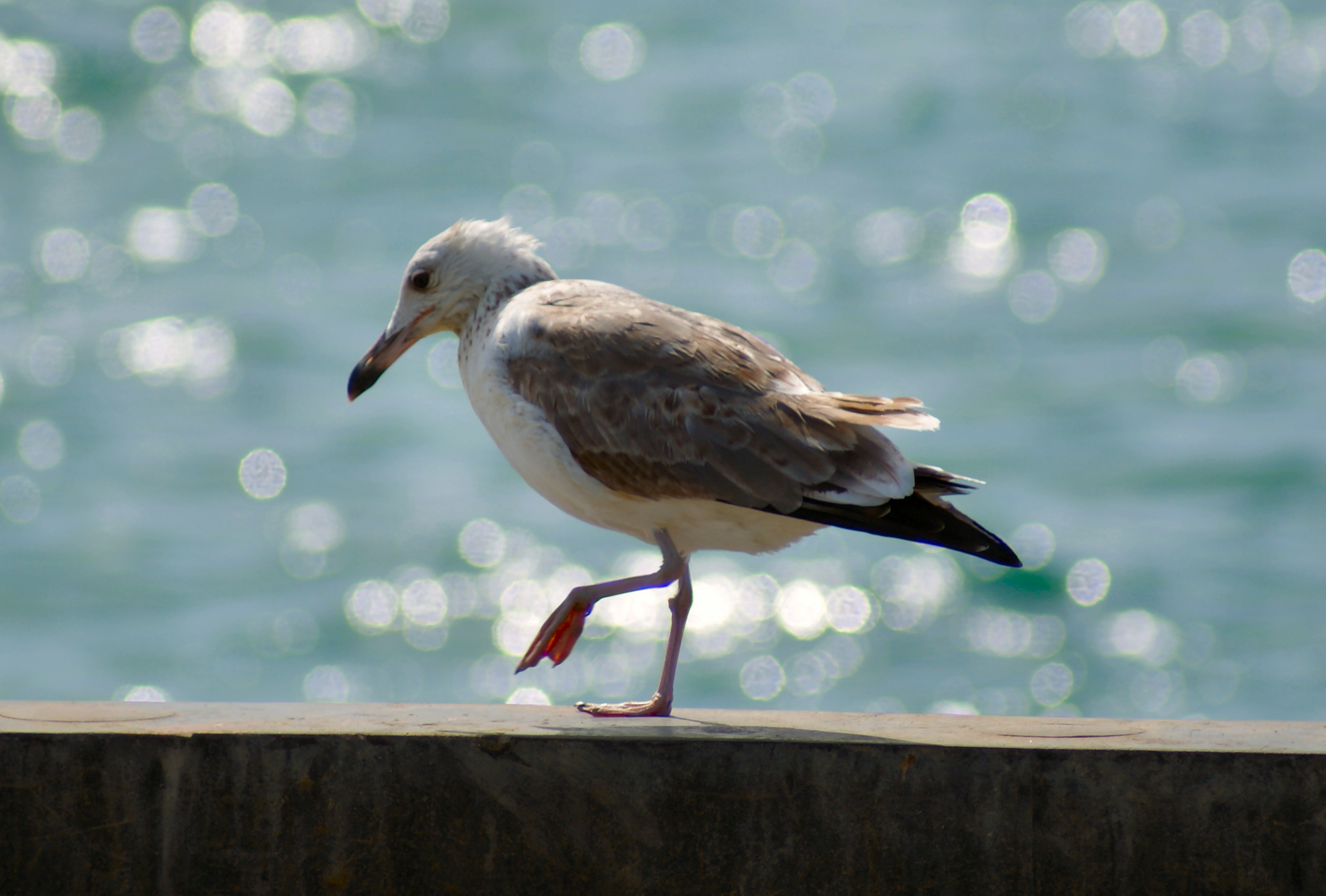
Halászsirály (Larus ichthyaetus)
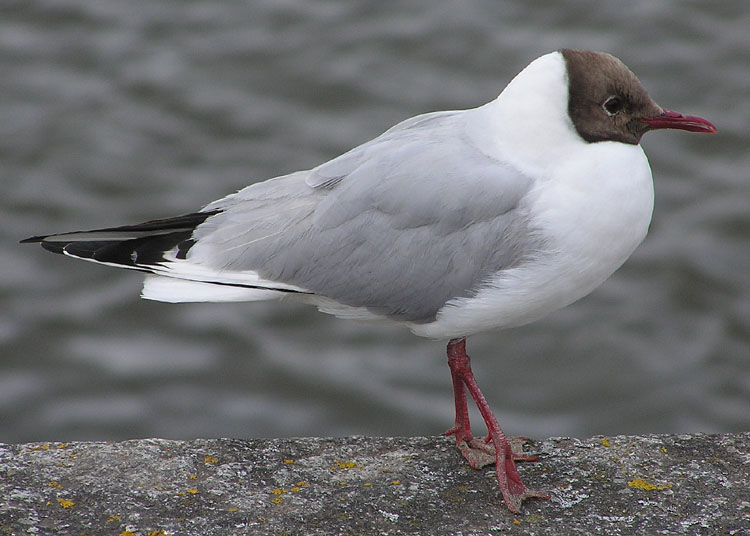
Dankasirály (Larus ridibundus)
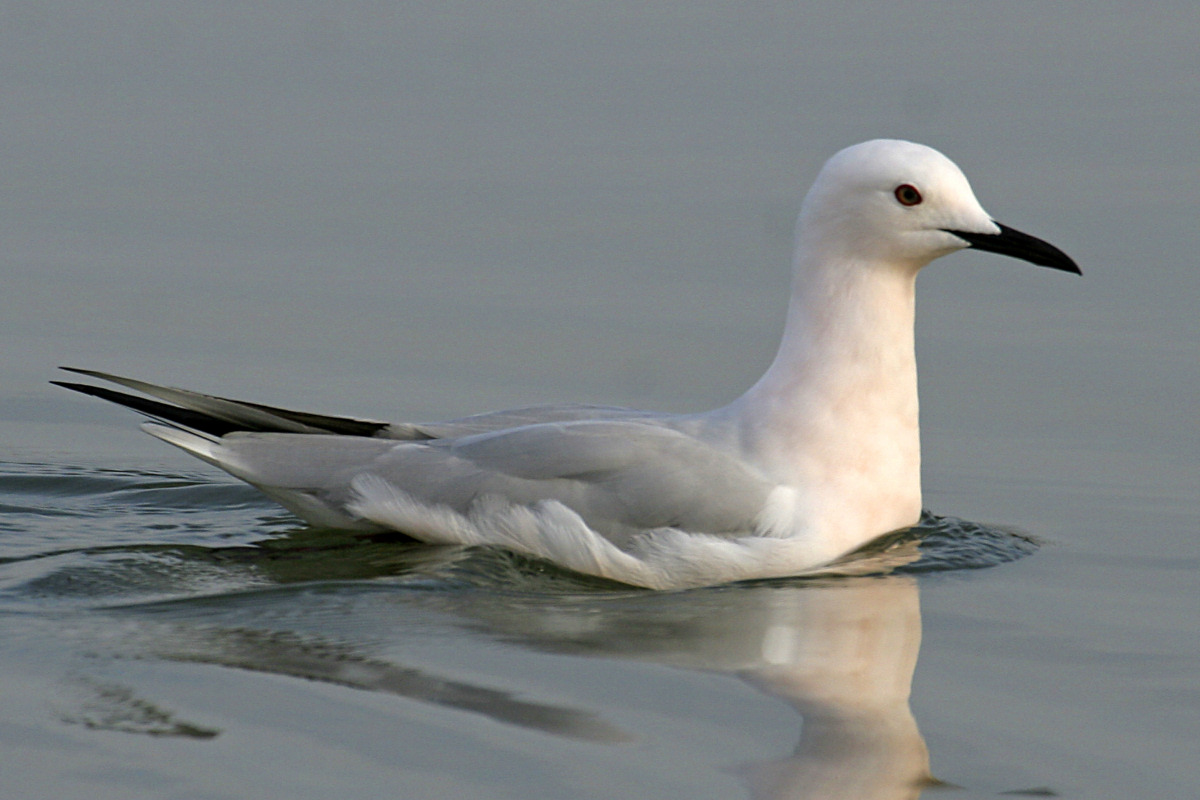
Vékonycsőrű sirály (Larus genei)
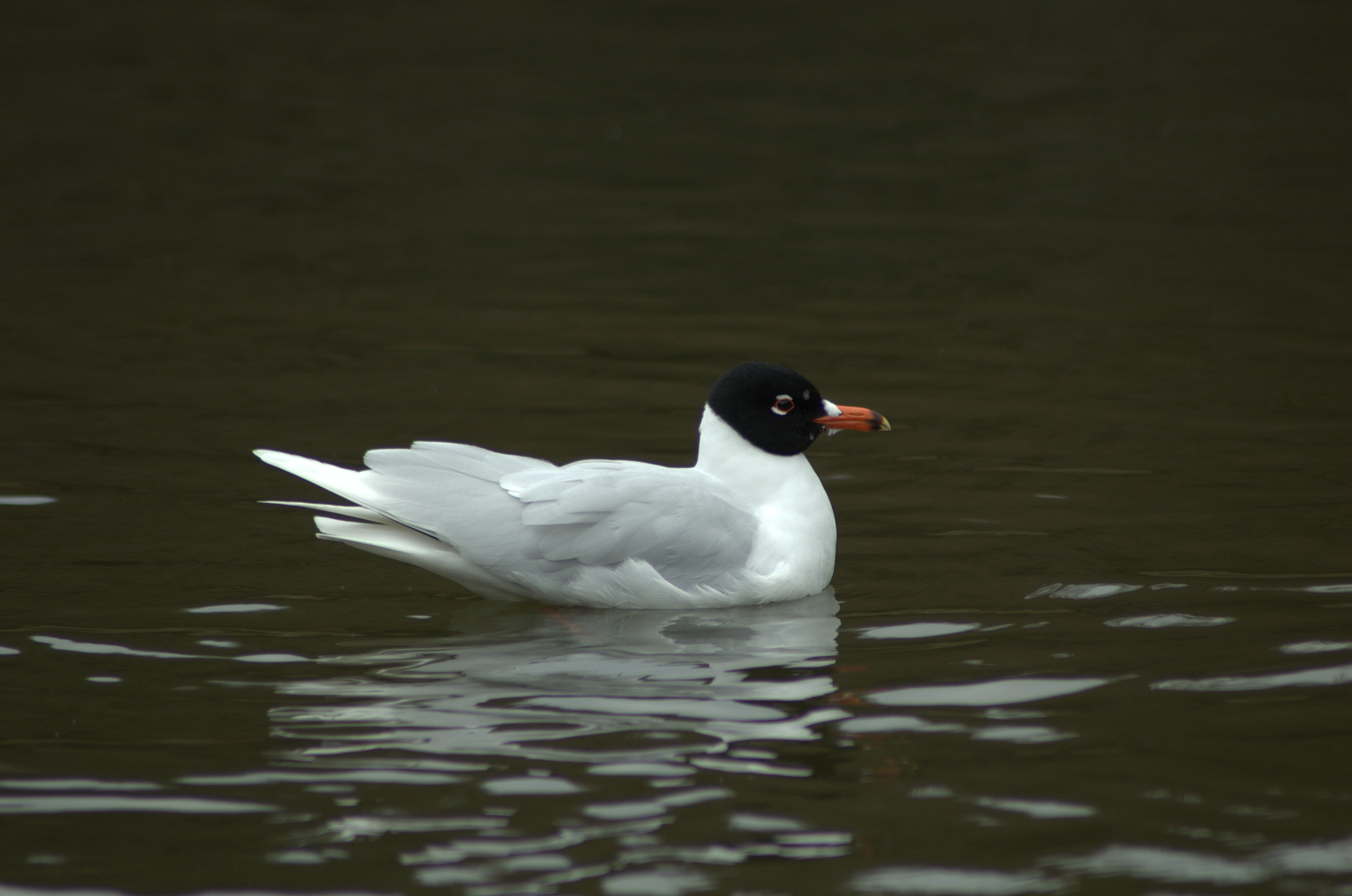
Szerecsensirály (Larus melanocephalus)
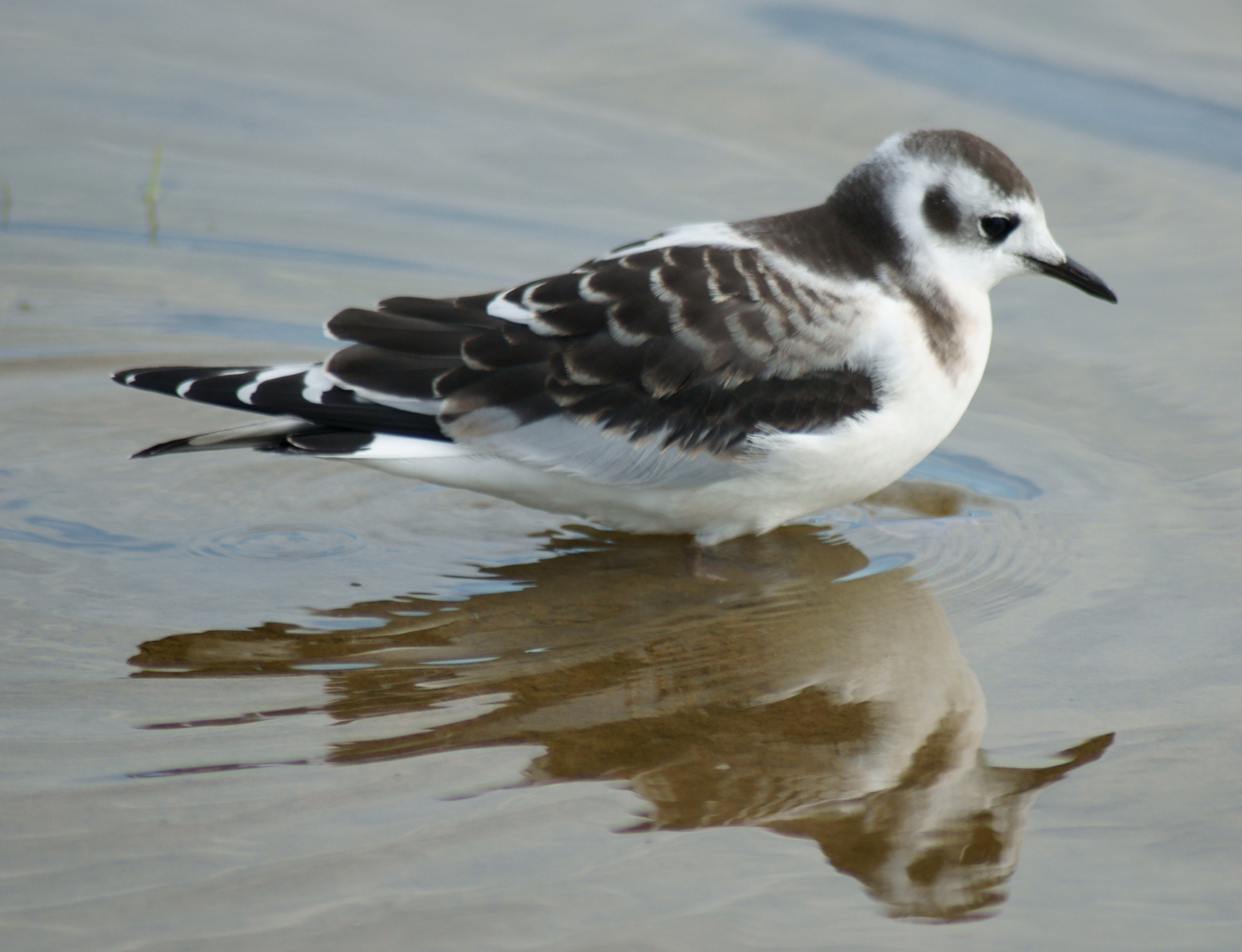
Kis sirály (Larus minutus)
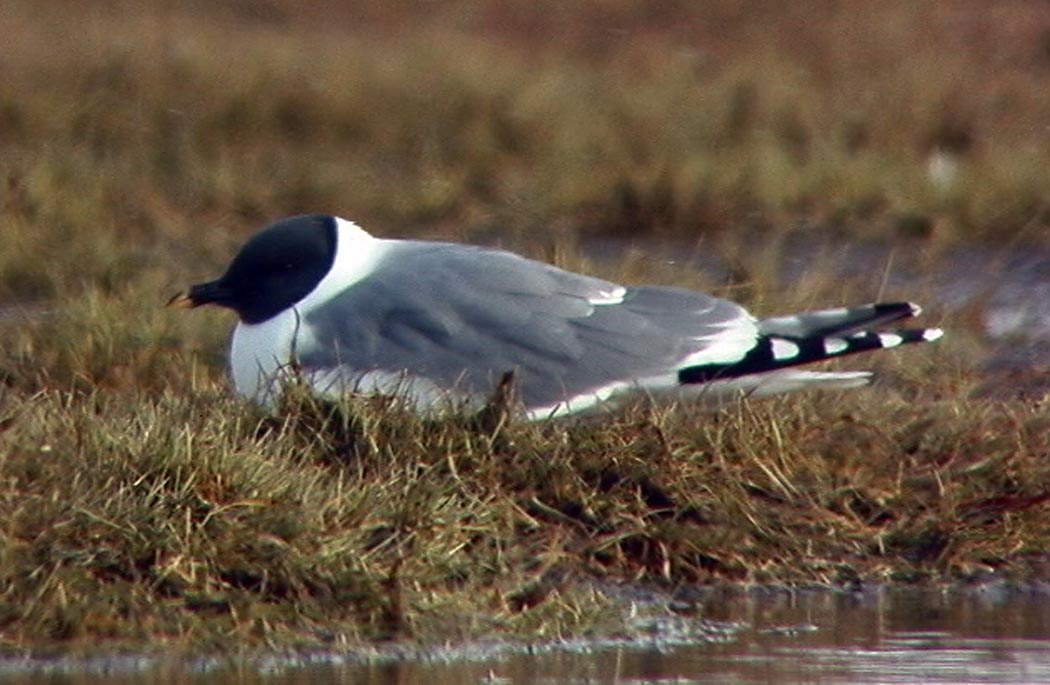
Fecskesirály (Xema sabini)
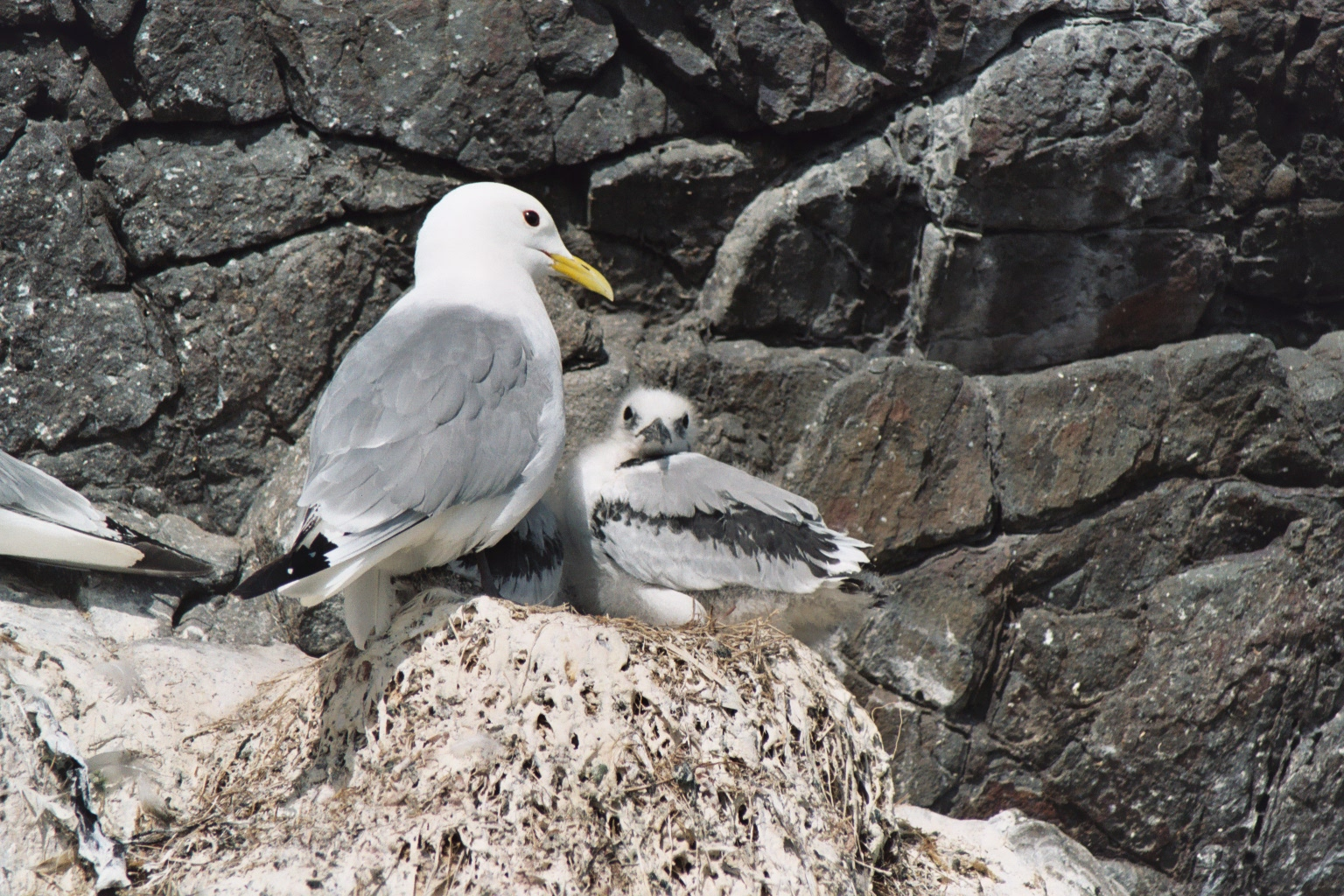
Háromujjú csüllő (Rissa tridactyla)

### Csérfélék(Sternidae)

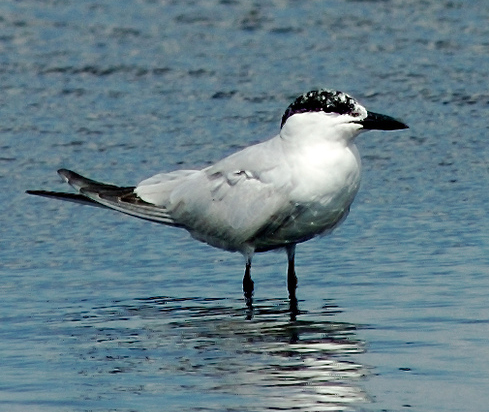
Kacagócsér (Gelochelidon nilotica)
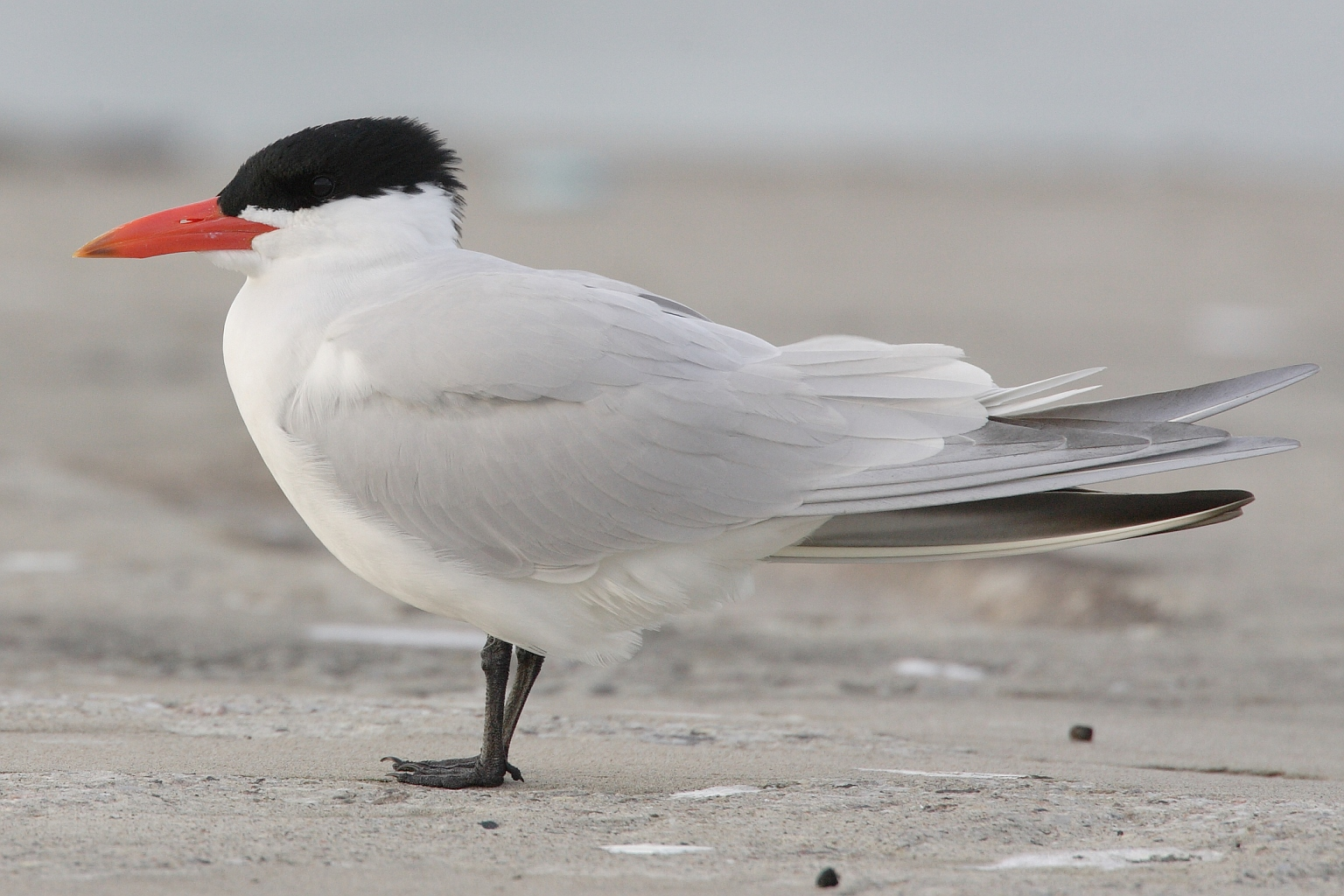
Lócsér (Sterna caspia)
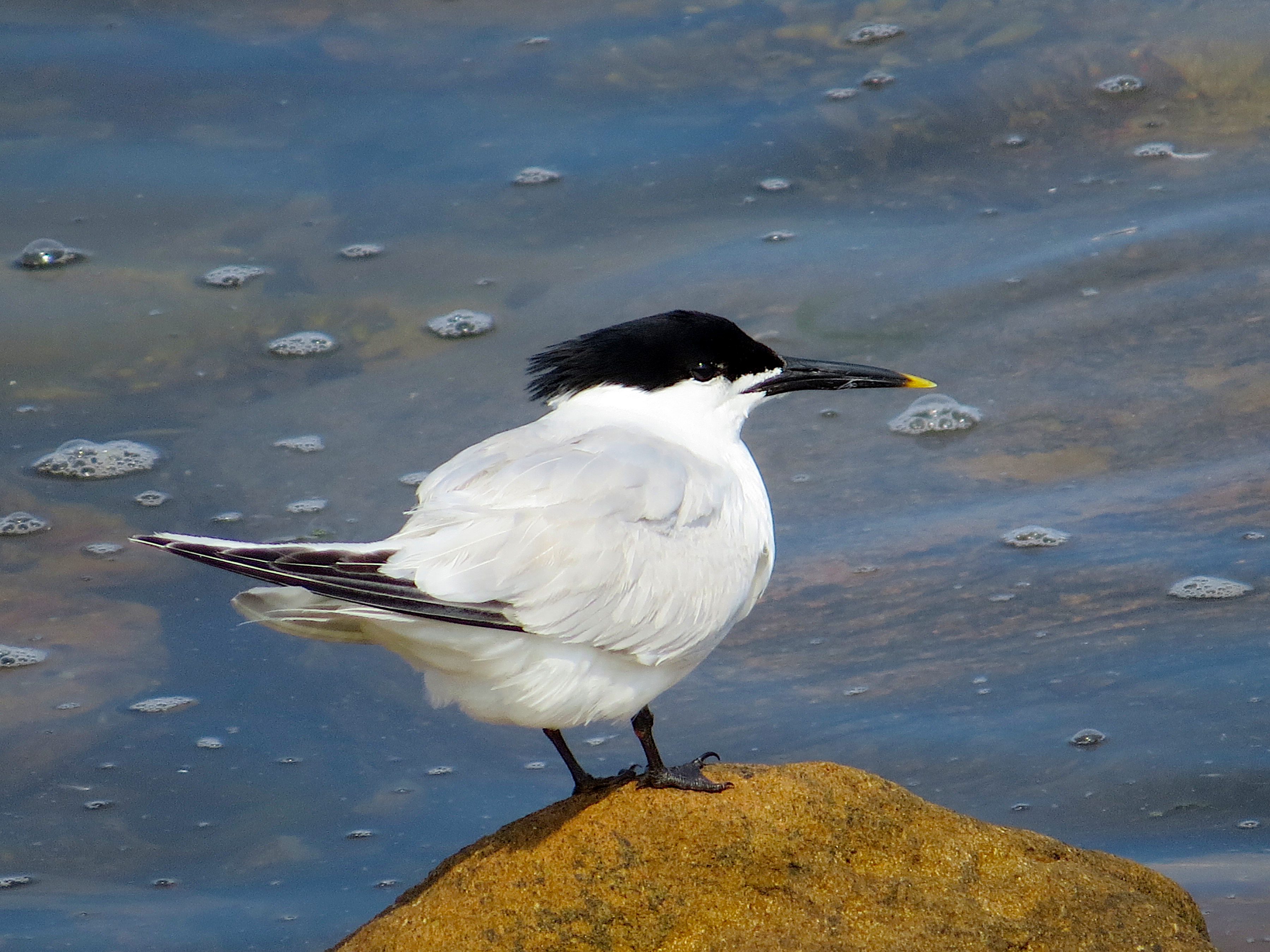
Kenti csér (Sterna sandvicensis)
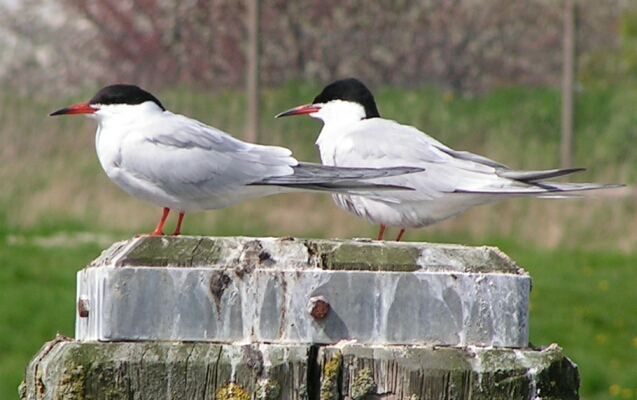
Küszvágó csér (Sterna hirundo)
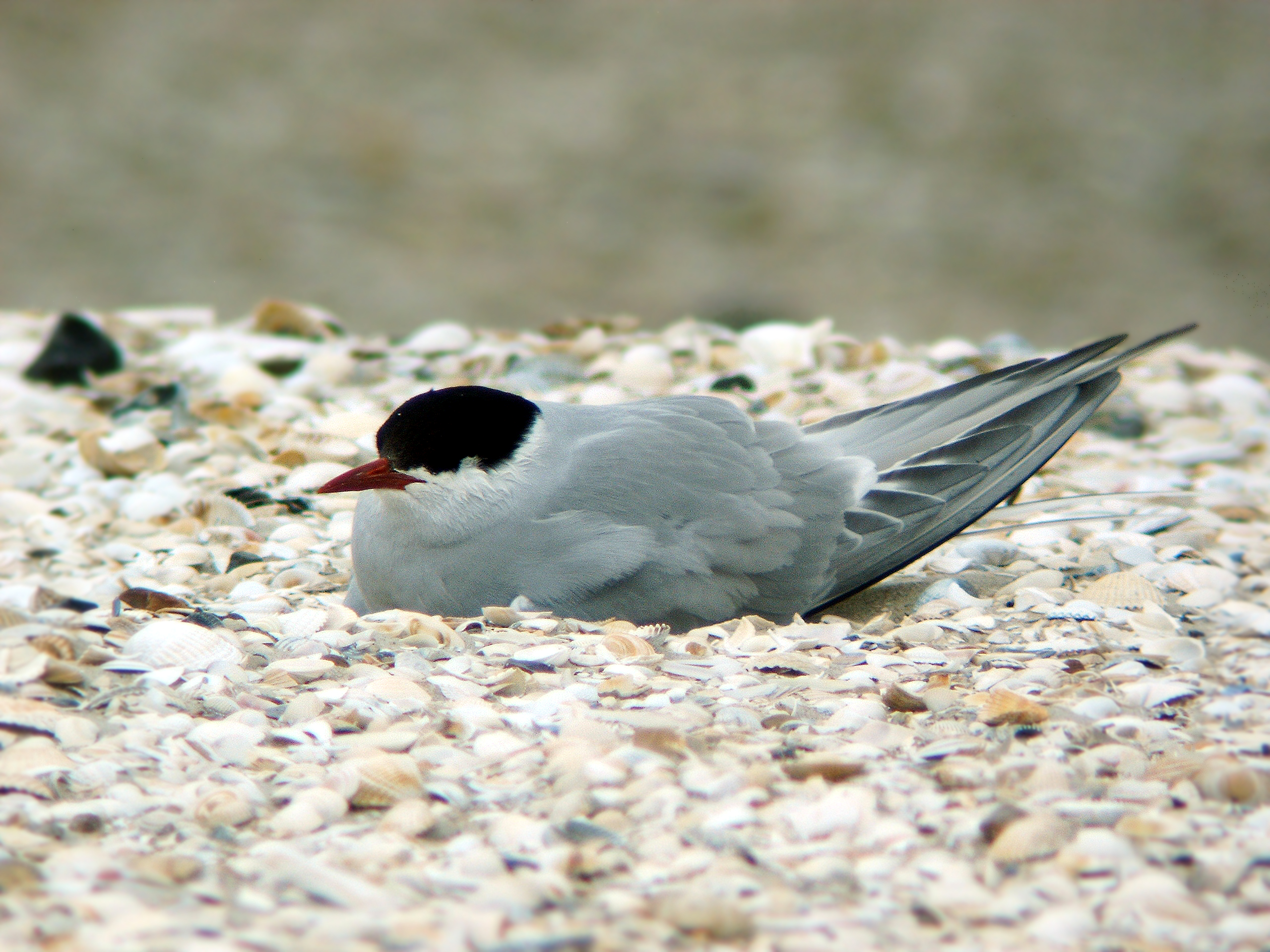
Sarki csér (Sterna paradisaea)
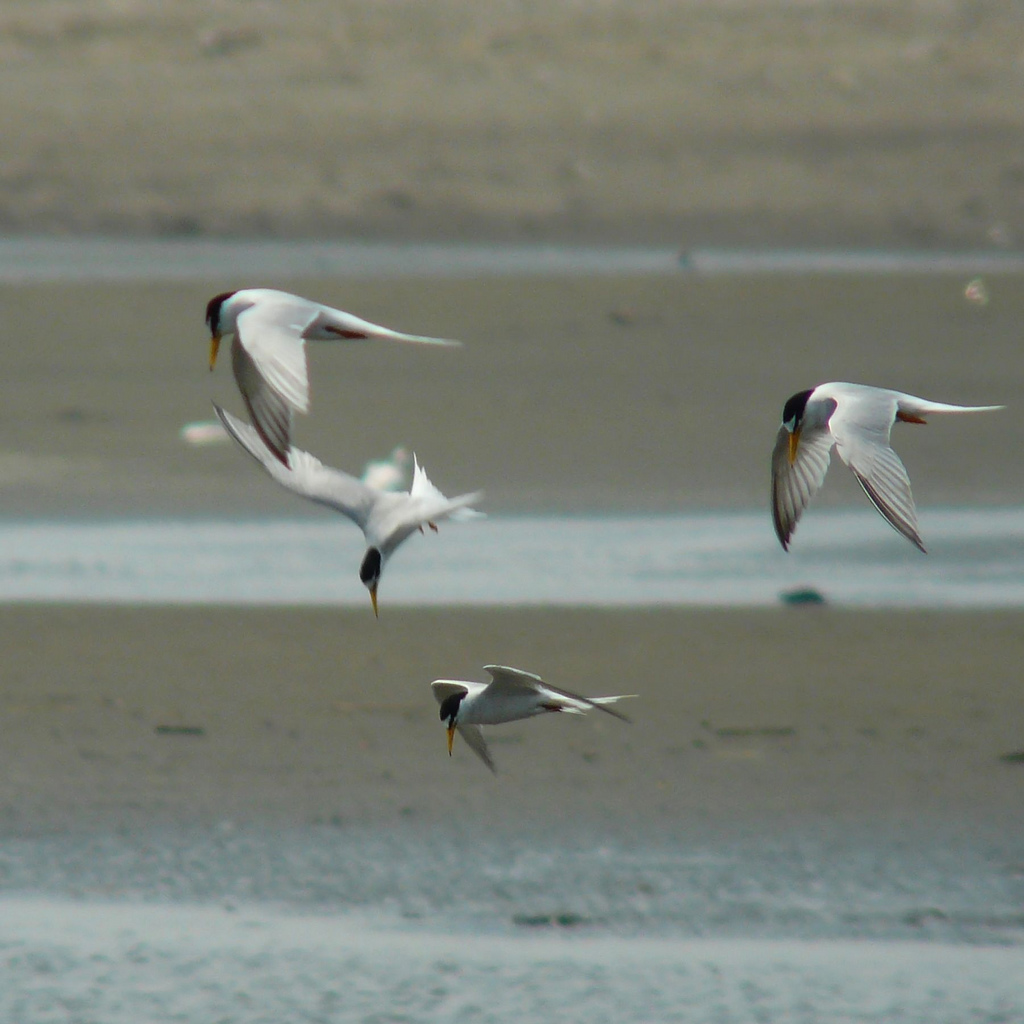
Kis csér (Sterna albifrons)
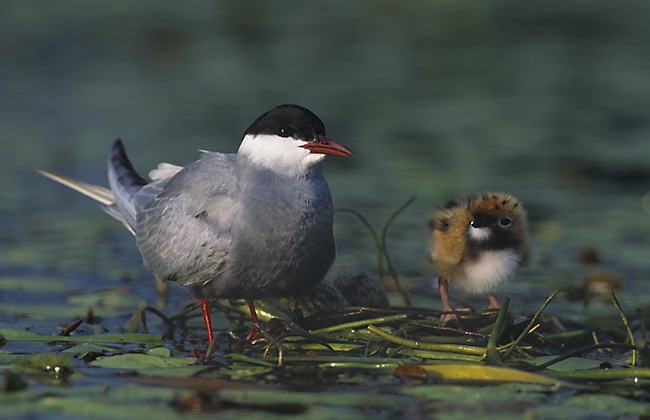
Fattyúszerkő (Chlidonias hybridus)
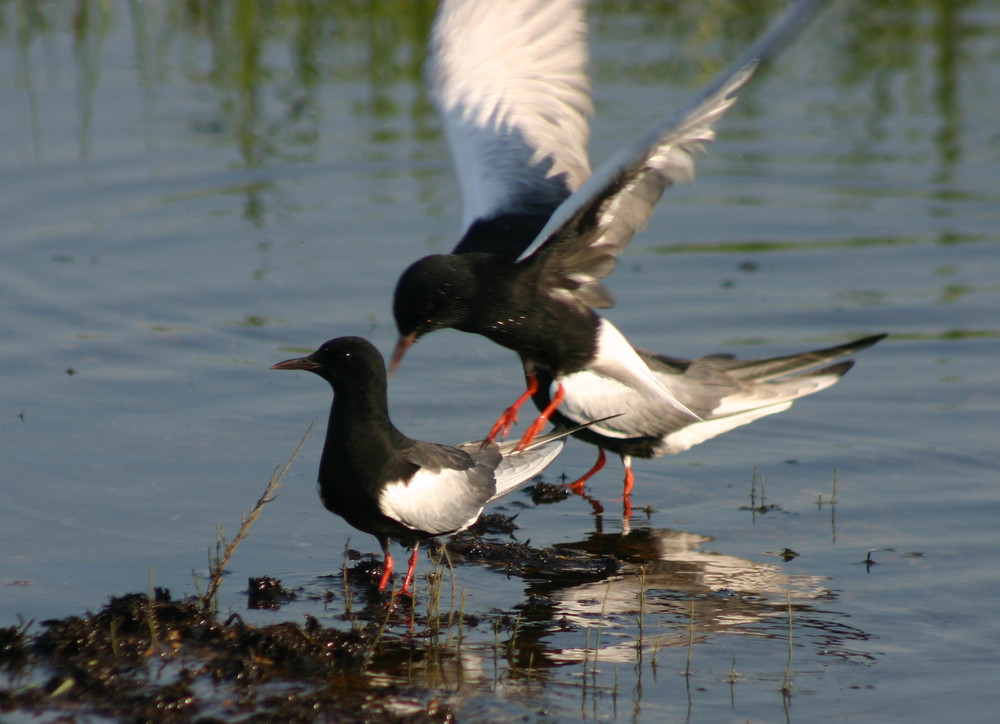
Fehérszárnyú szerkő (Chlidonias leucopterus)
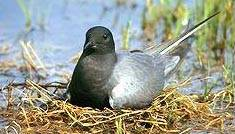
Kormos szerkő (Chlidonias niger)

### Alkafélék(Alcidae)

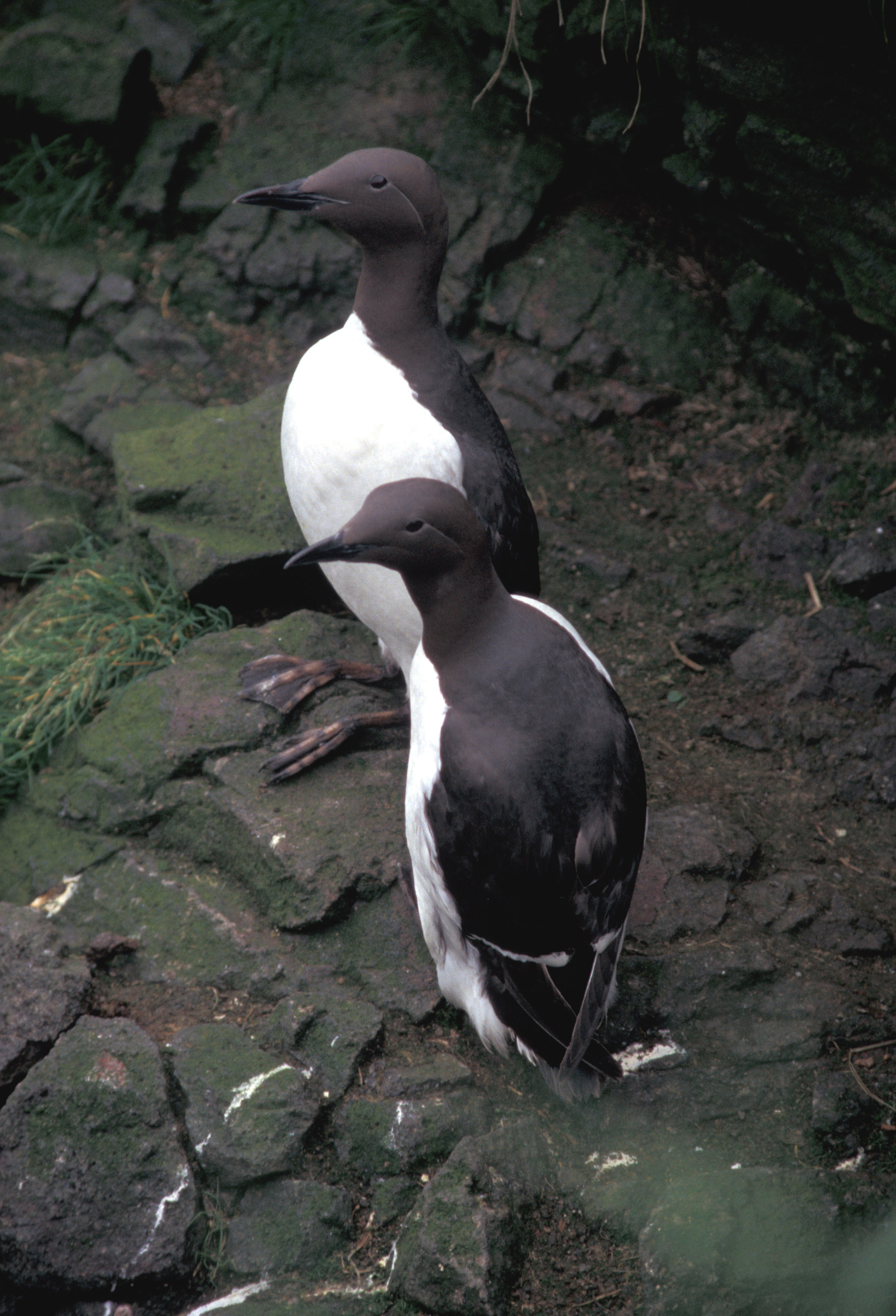
Lumma (Uria aalge)

## Pusztaityúk-alakúak(Pteroclidiformes)

### Pusztaityúkfélék(Pteroclididae)

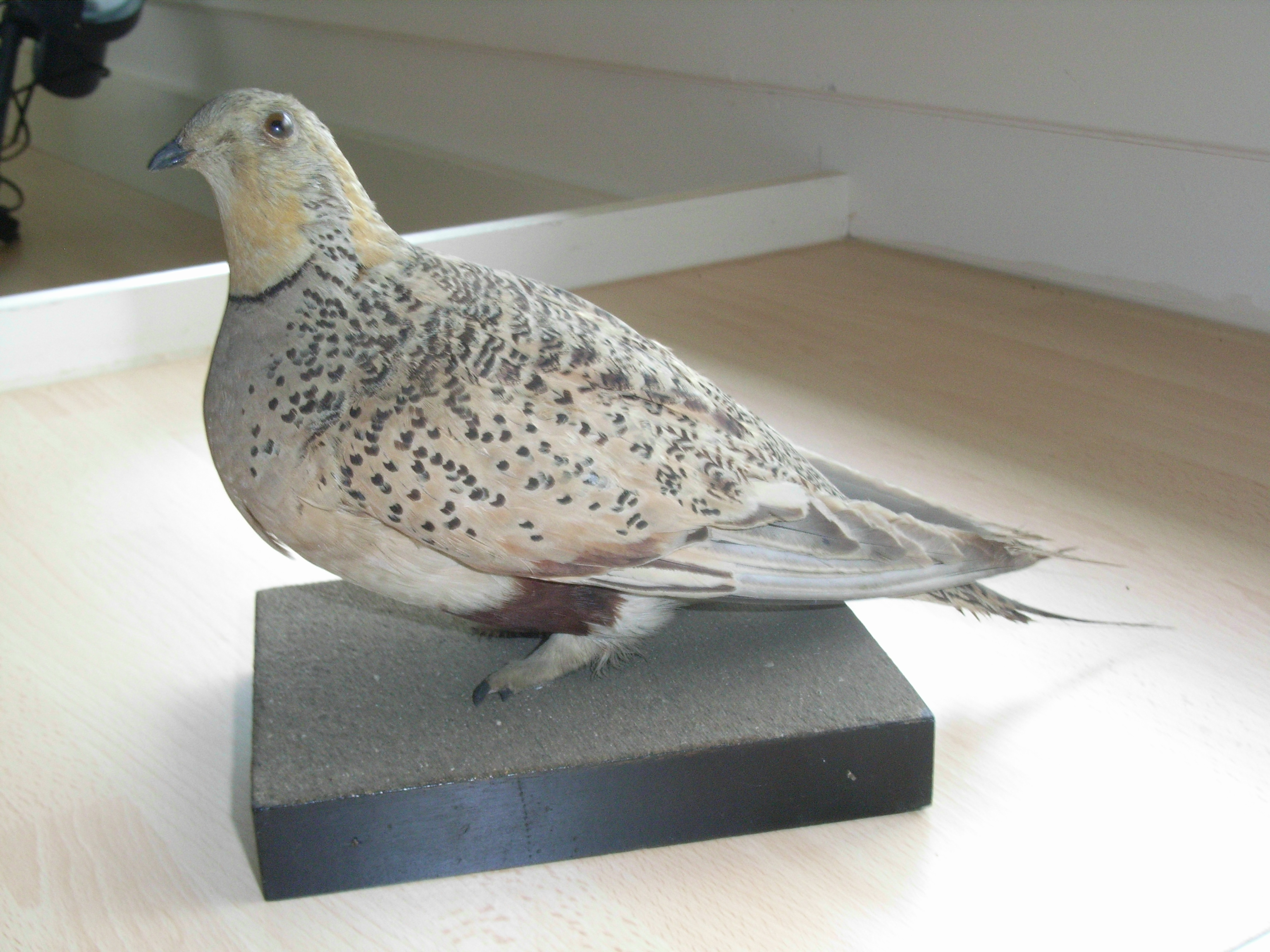
Talpastyúk (Syrrhaptes paradoxus)

## Galambalakúak(Columbiformes)

### Galambfélék(Columbidae)

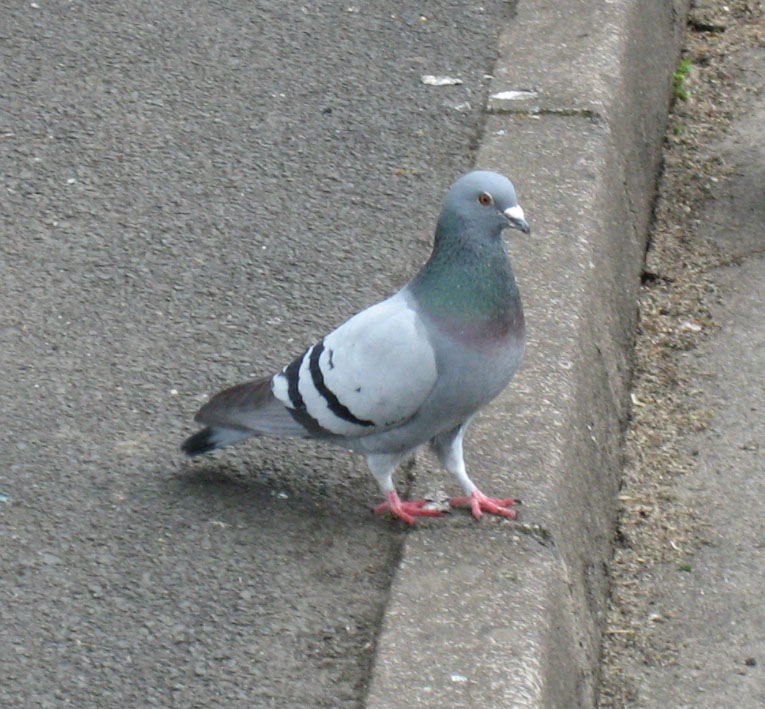
Szirti galamb (Columba livia)
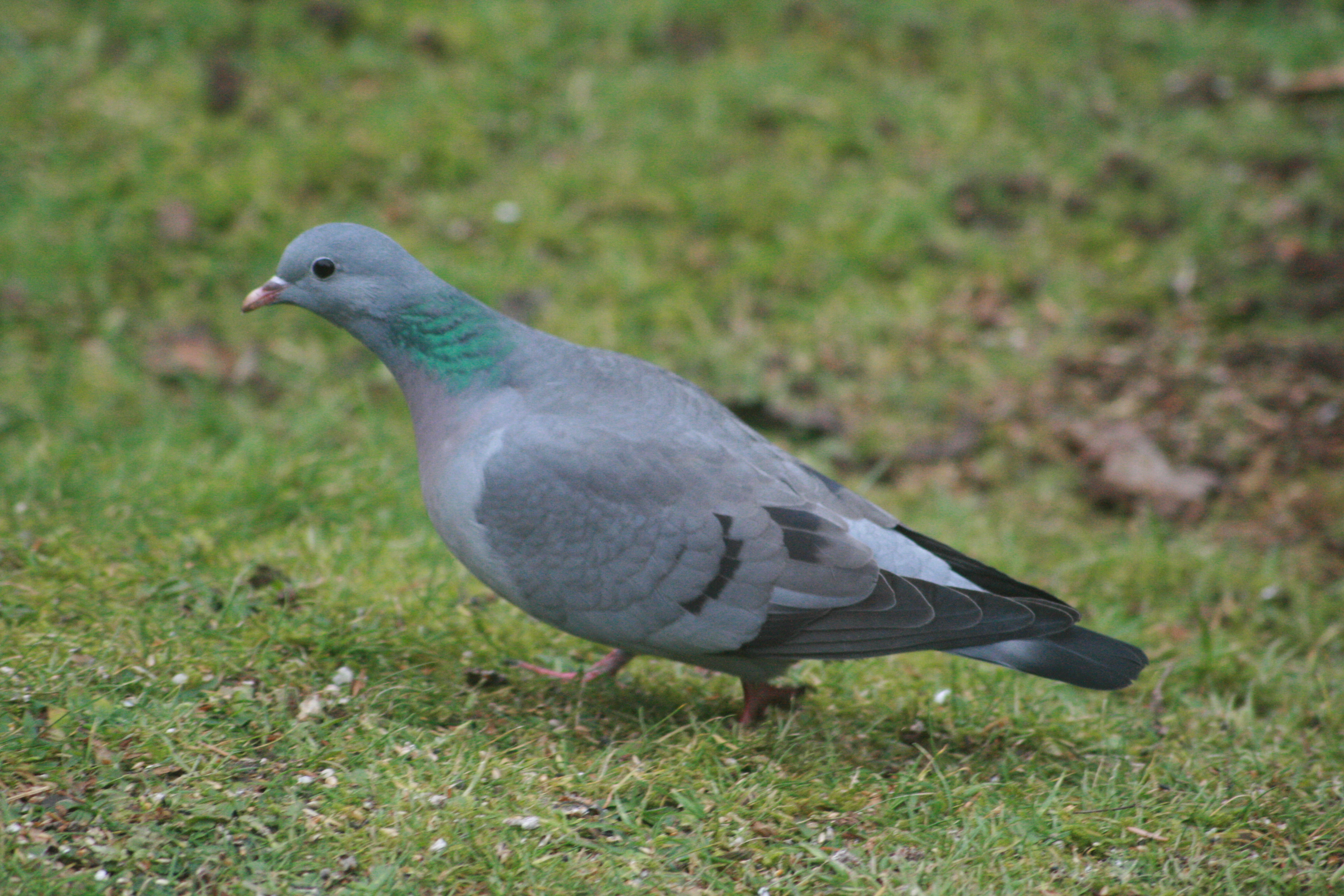
Kék galamb (Columba oenas)
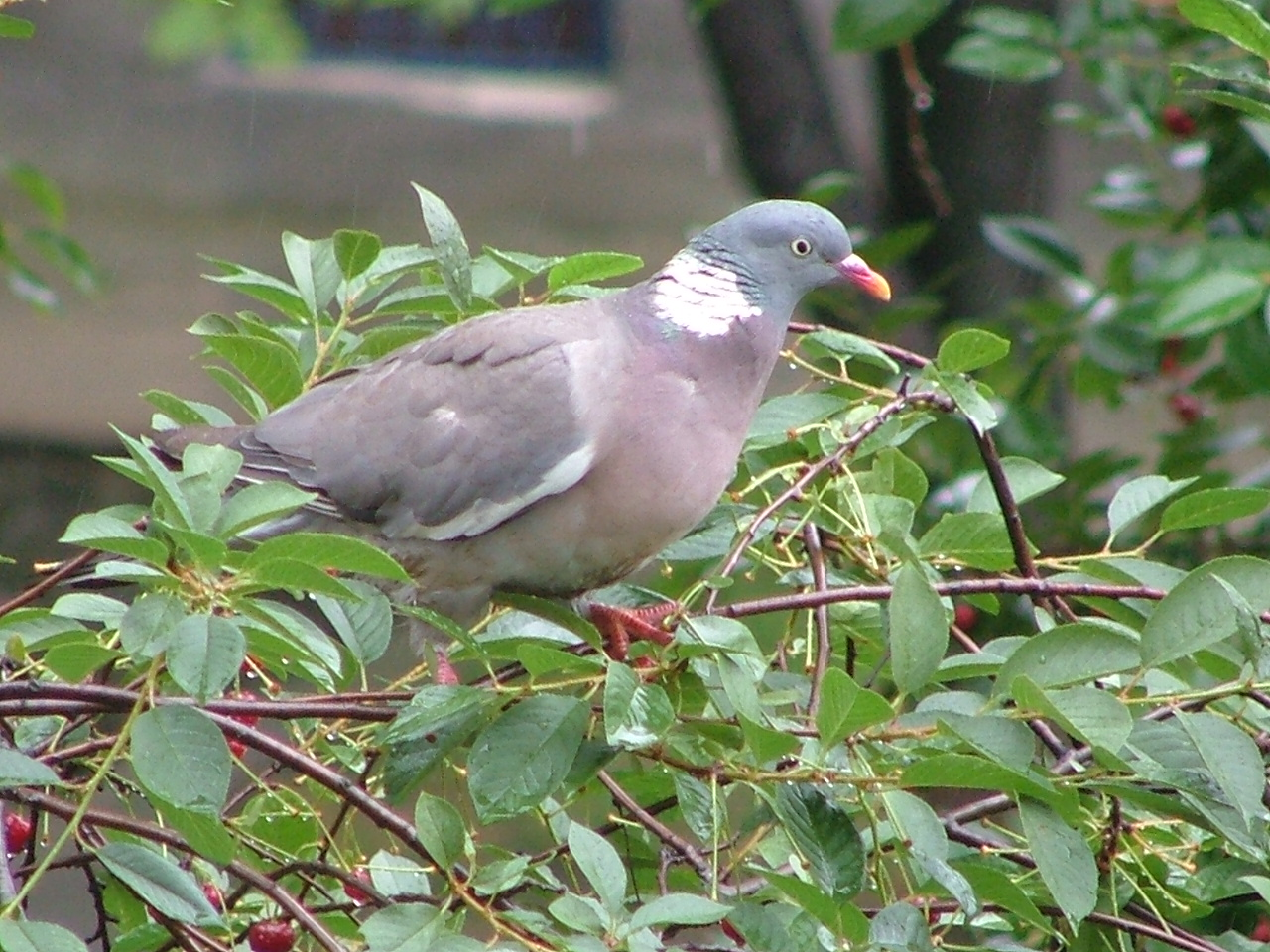
Örvös galamb (Columba palumbus)
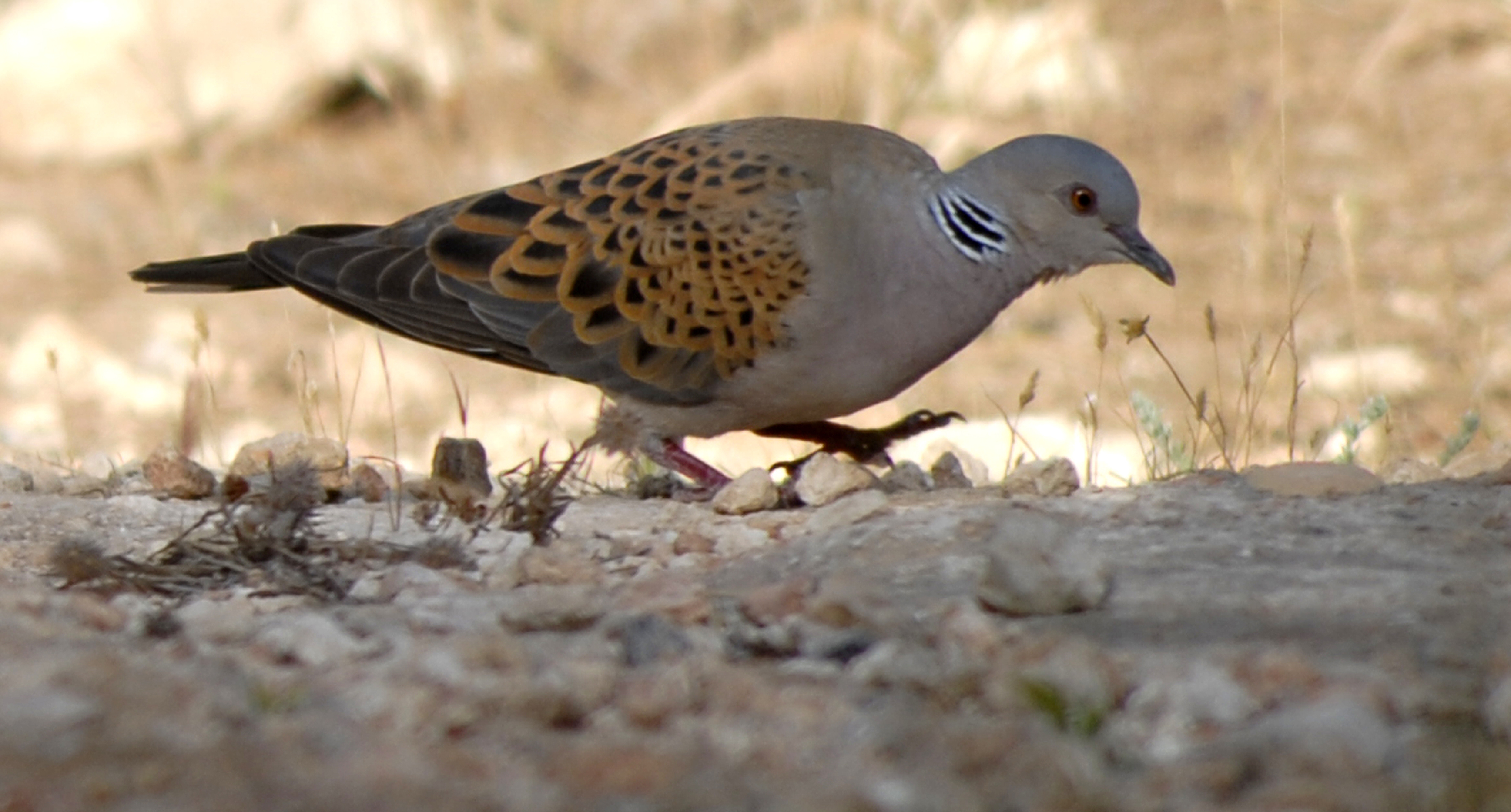
Vadgerle (Streptopelia turtur)
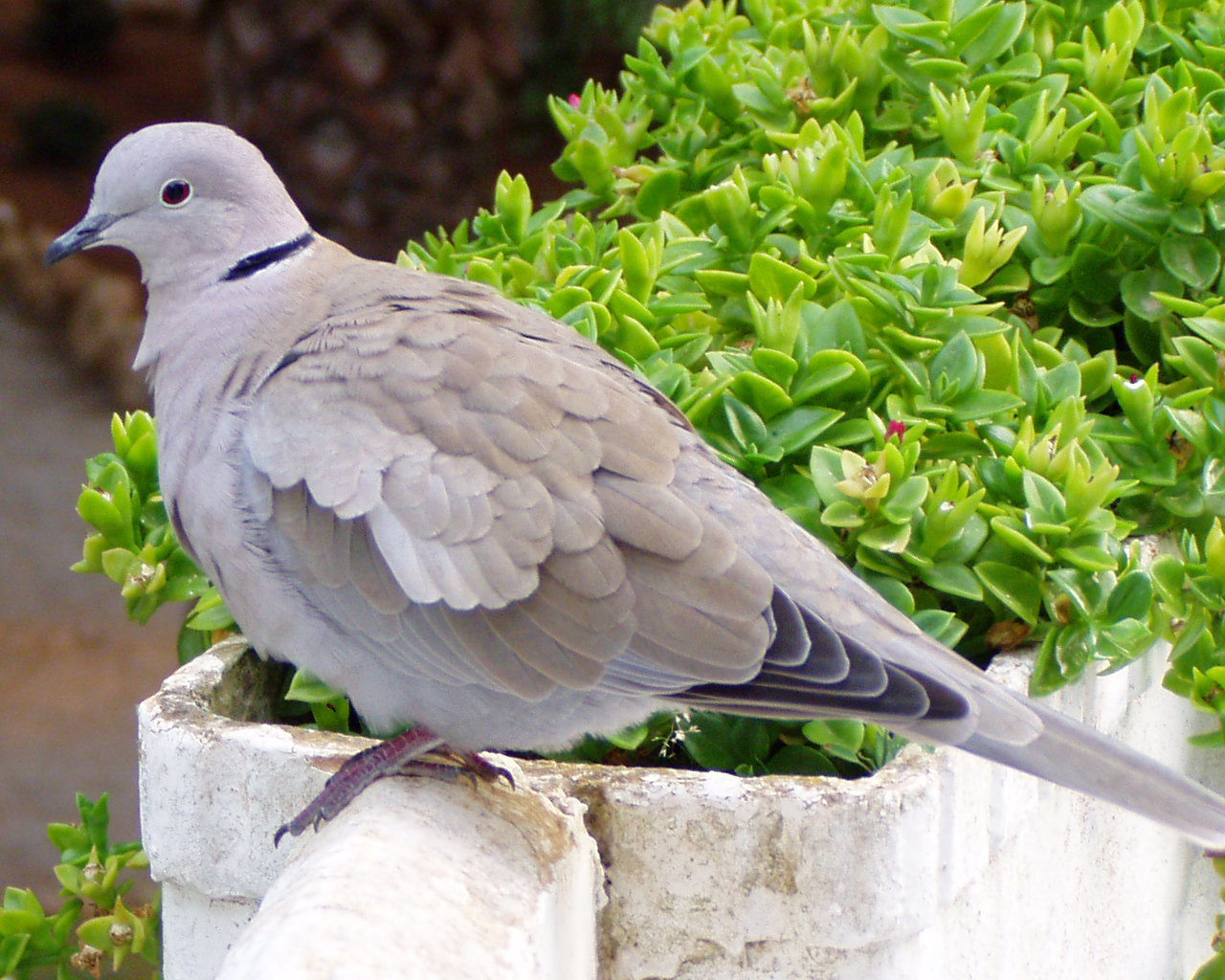
Balkáni gerle (Streptopelia decaocto)

## Kakukkalakúak(Cuculiformes)

### Kakukkfélék(Cuculidae)

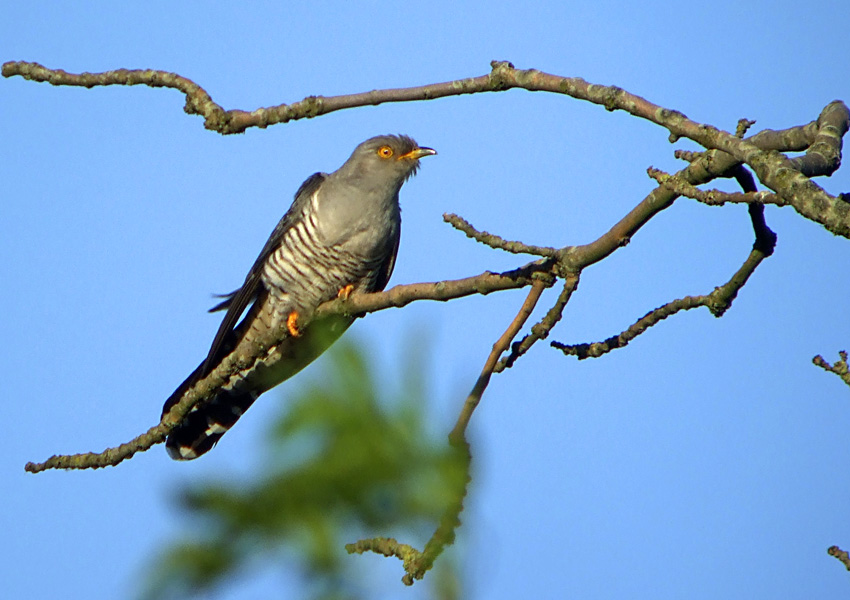
Kakukk (Cuculus canorus)

## Bagolyalakúak(Strigiformes)

### Gyöngybagolyfélék(Tytonidae)

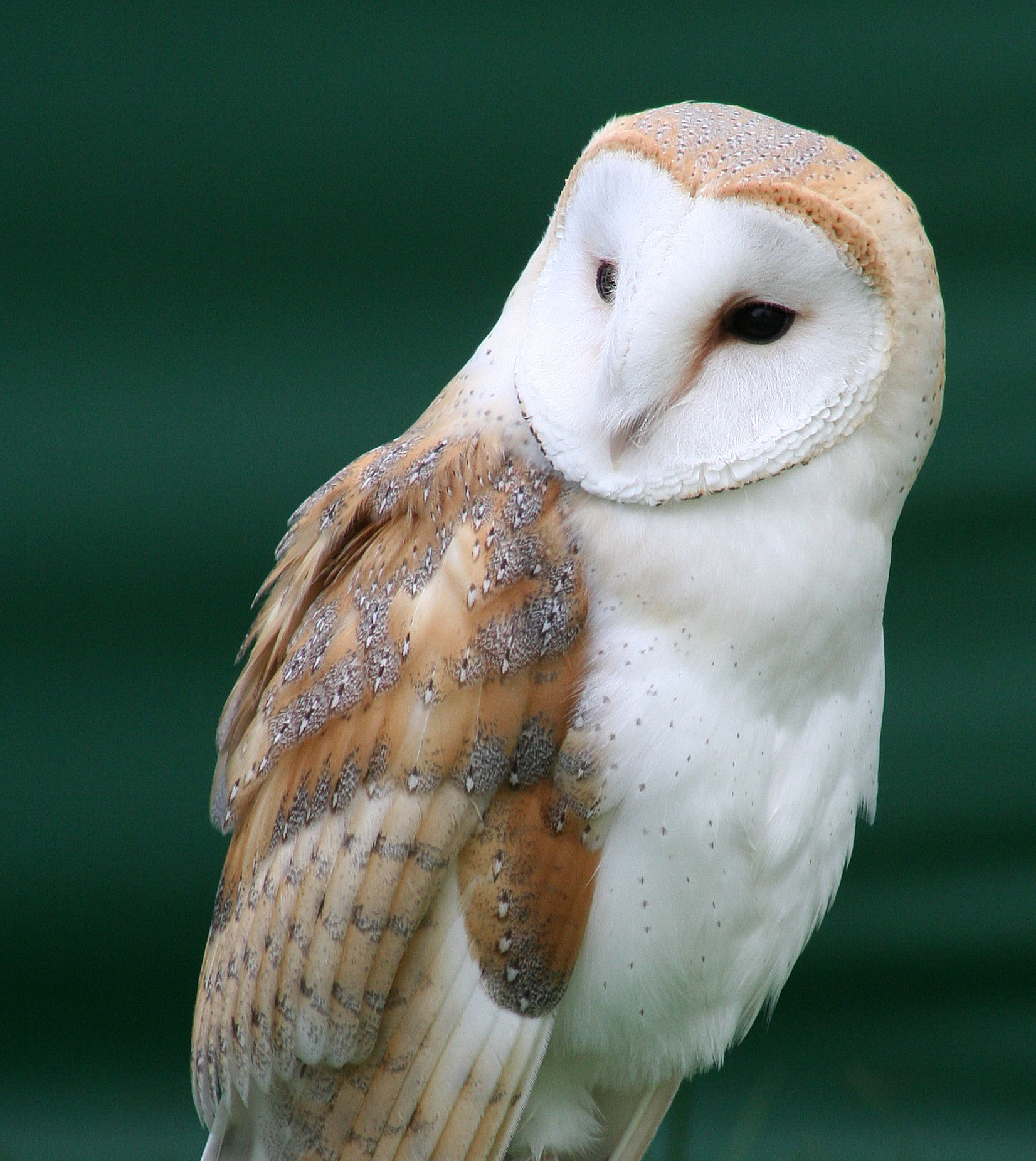
Gyöngybagoly (Tyto alba)

### Bagolyfélék(Strigidae)

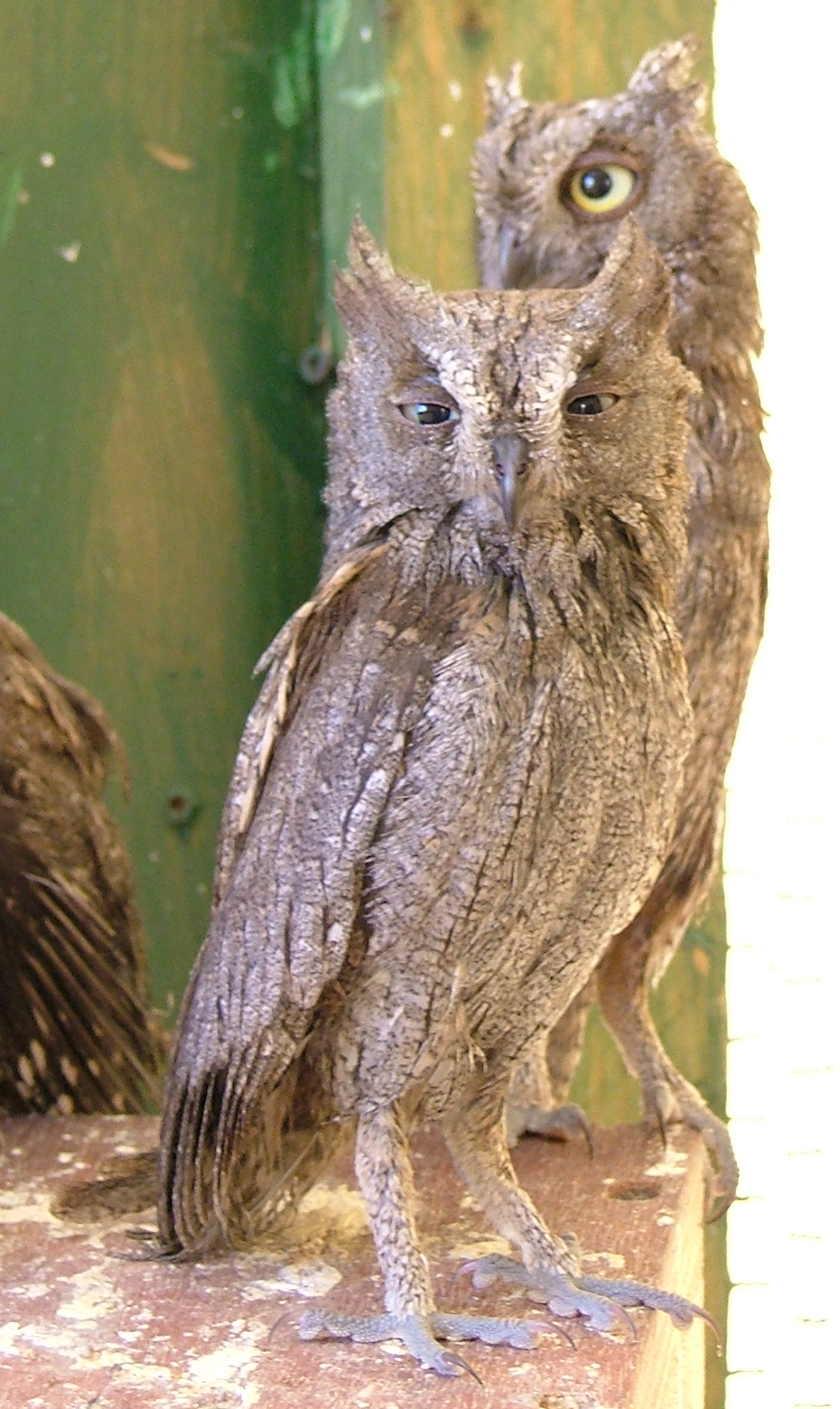
Füleskuvik (Otus scops)
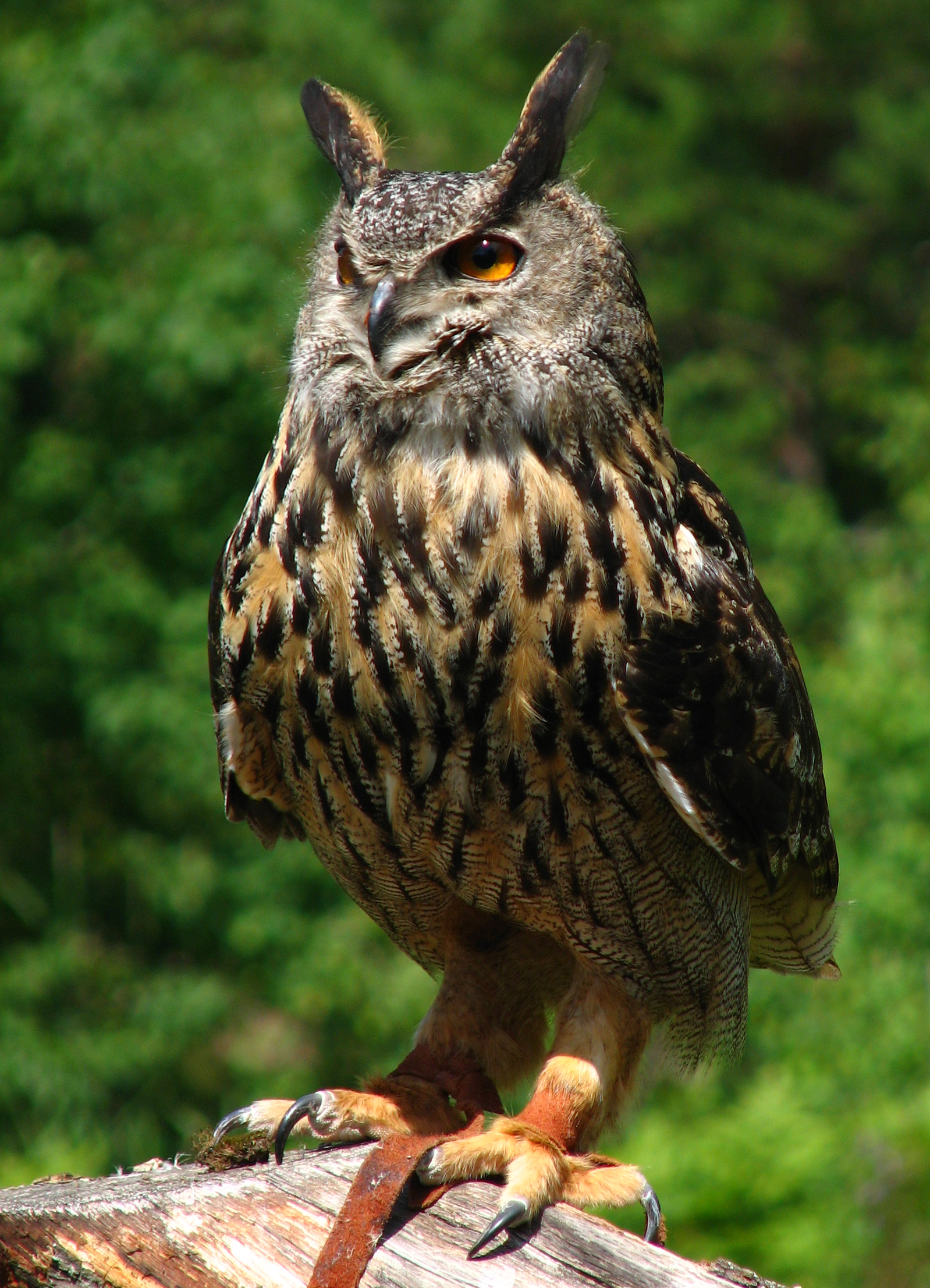
Uhu (Bubo bubo)
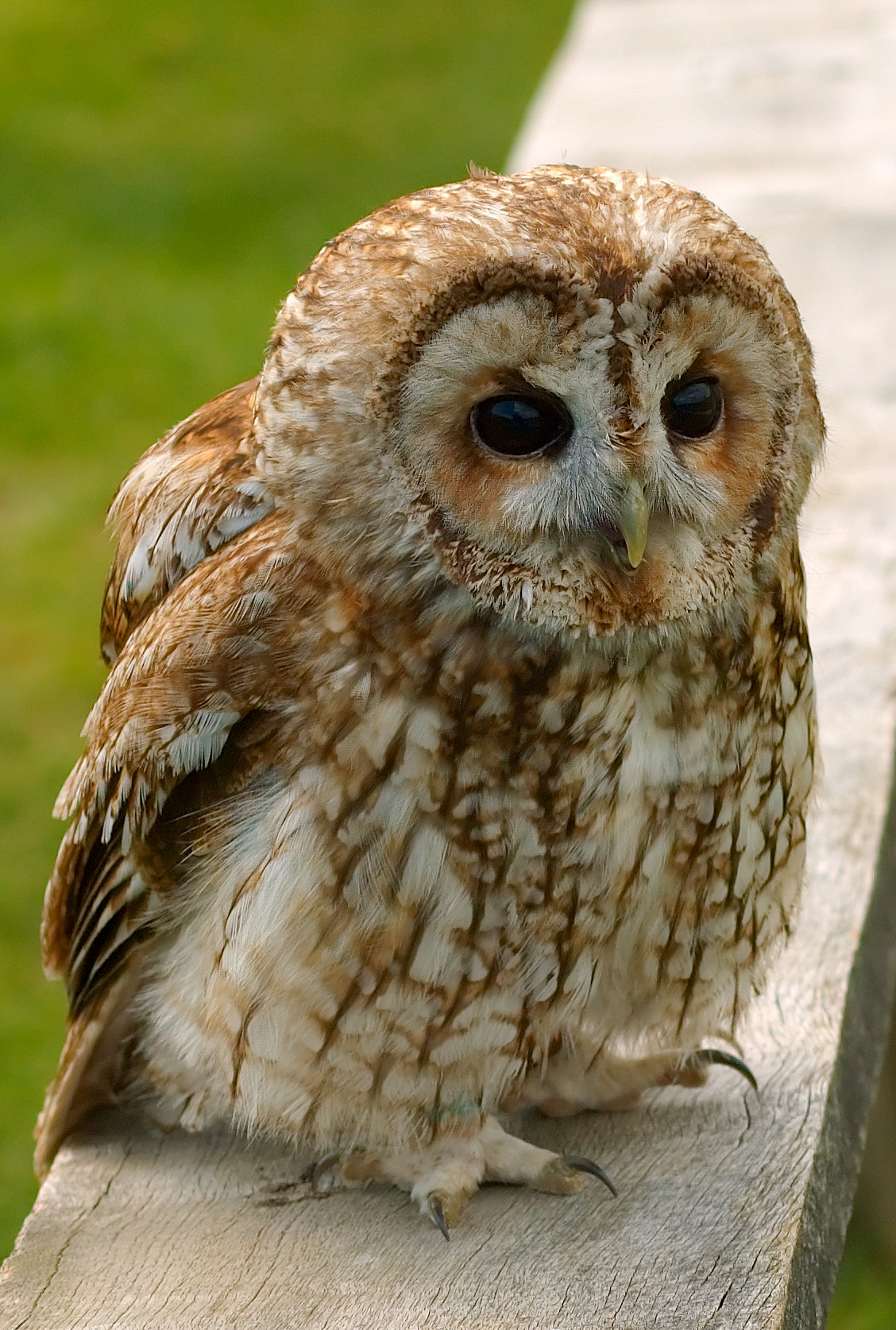
Macskabagoly (Strix aluco)
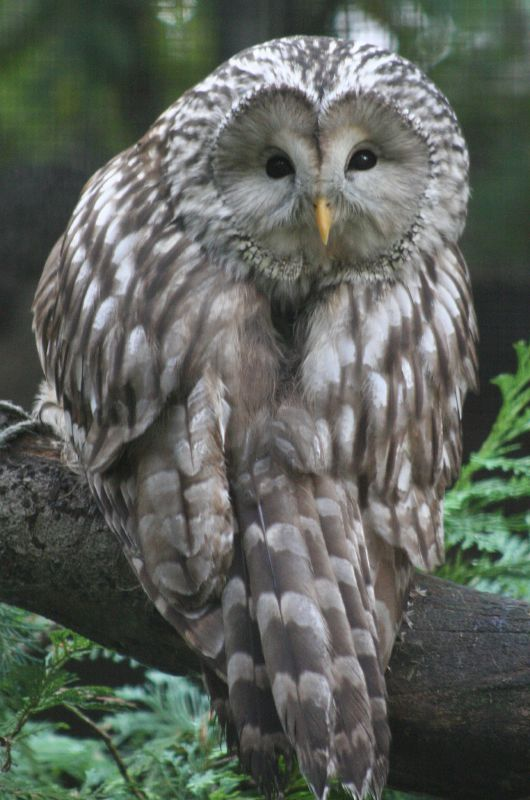
Uráli bagoly (Strix uralensis)
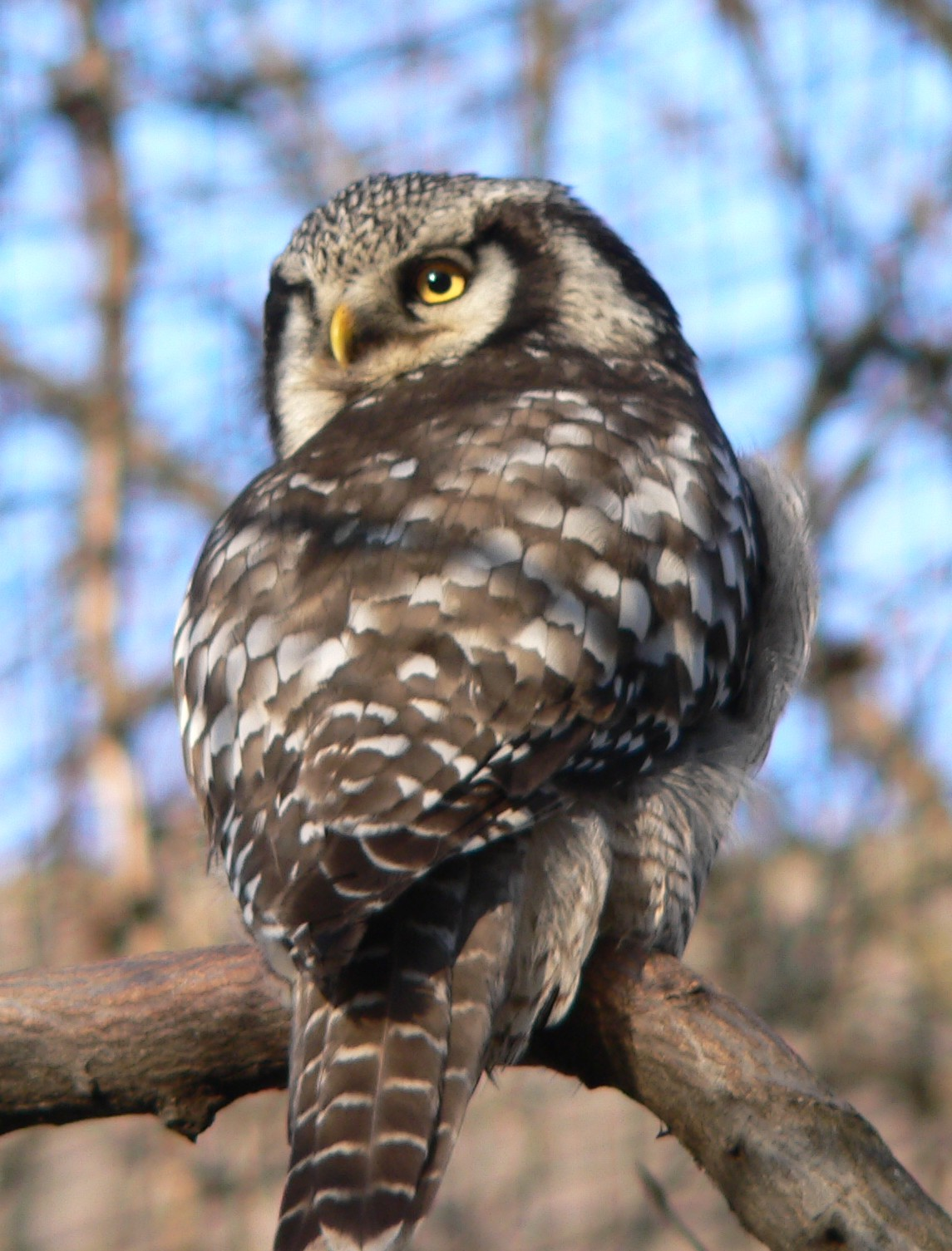
Karvalybagoly (Surnia ulula)
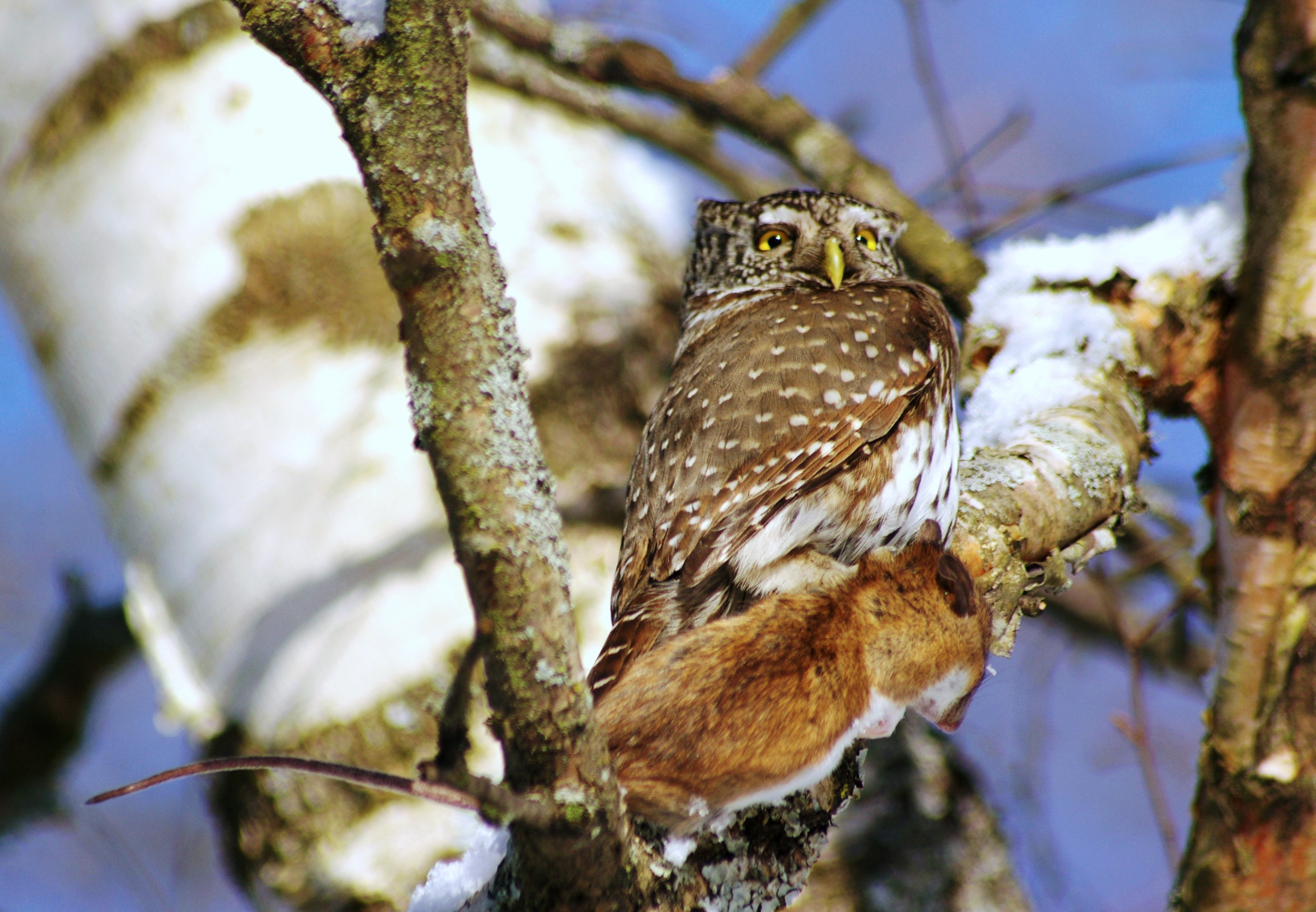
Európai törpekuvik (Glaucidium passerinum)
Kuvik (Athene noctua)
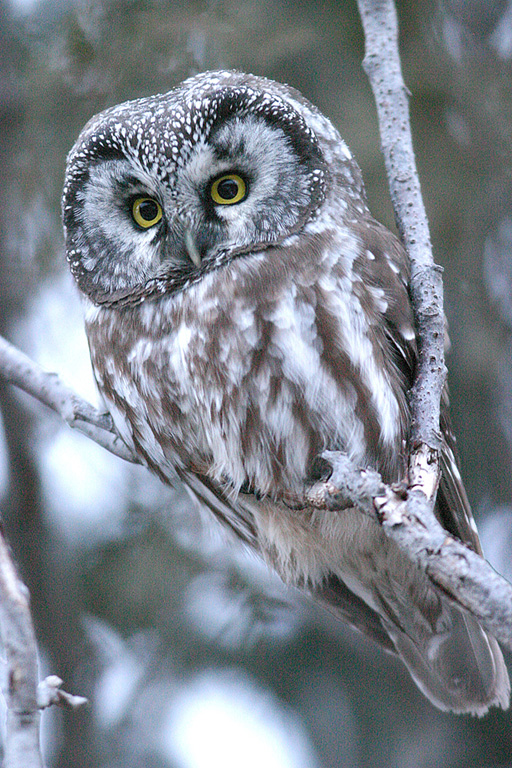
Gatyáskuvik (Aegolius funereus)
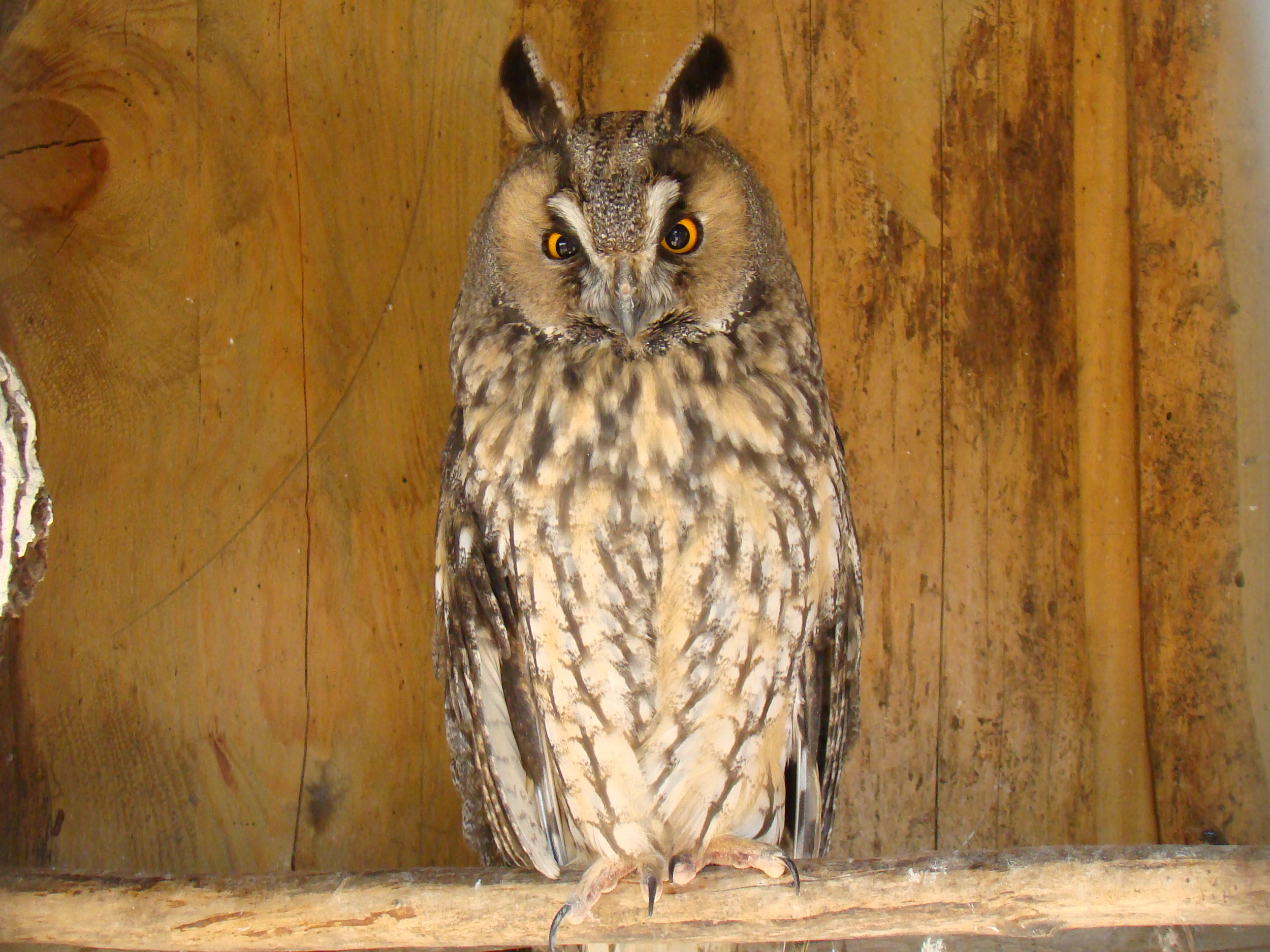
Erdei fülesbagoly (Asio otus)
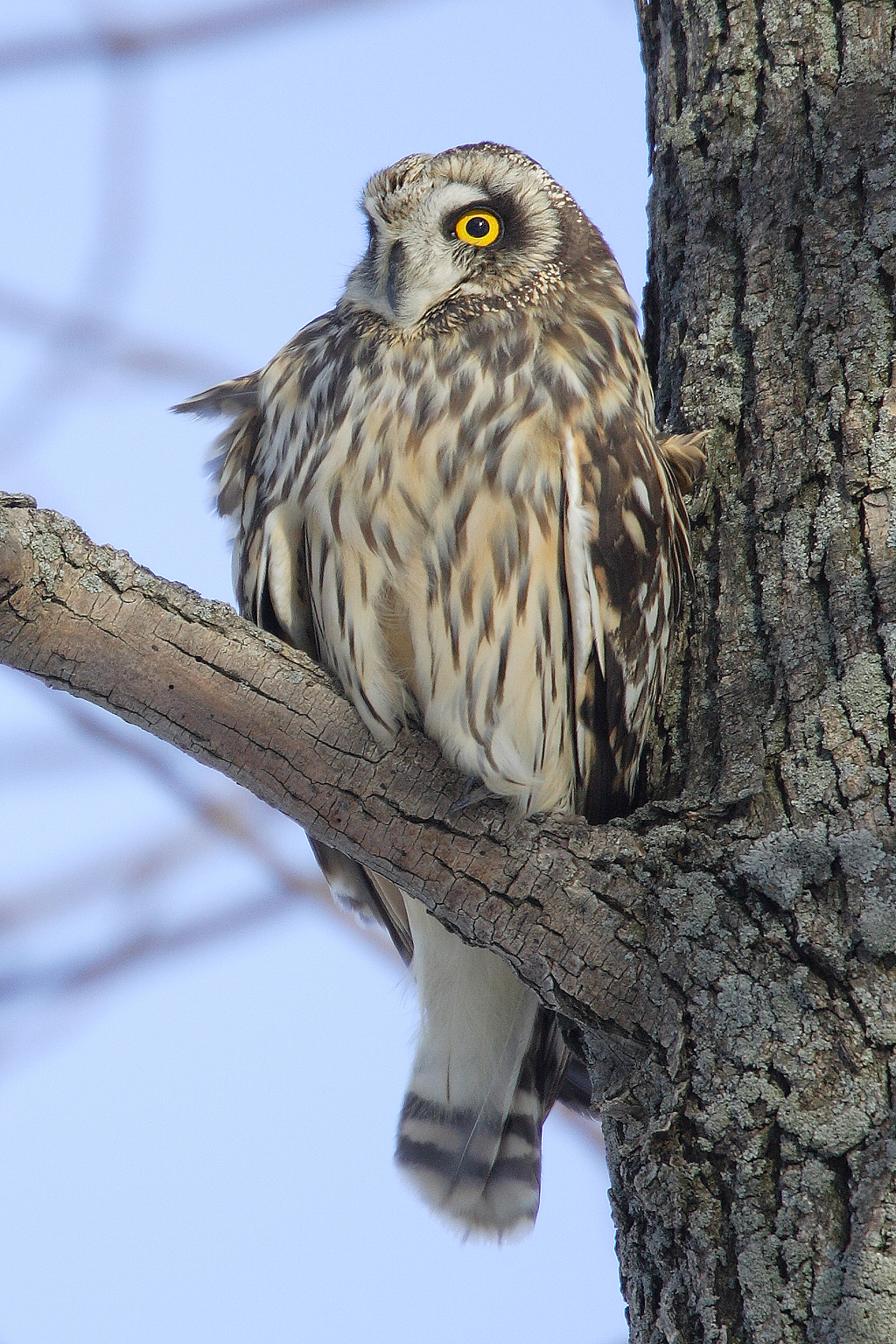
Réti fülesbagoly (Asio flammeus)

## Lappantyúalakúak(Caprimulgiformes)

### Lappantyúfélék(Caprimulgidae)

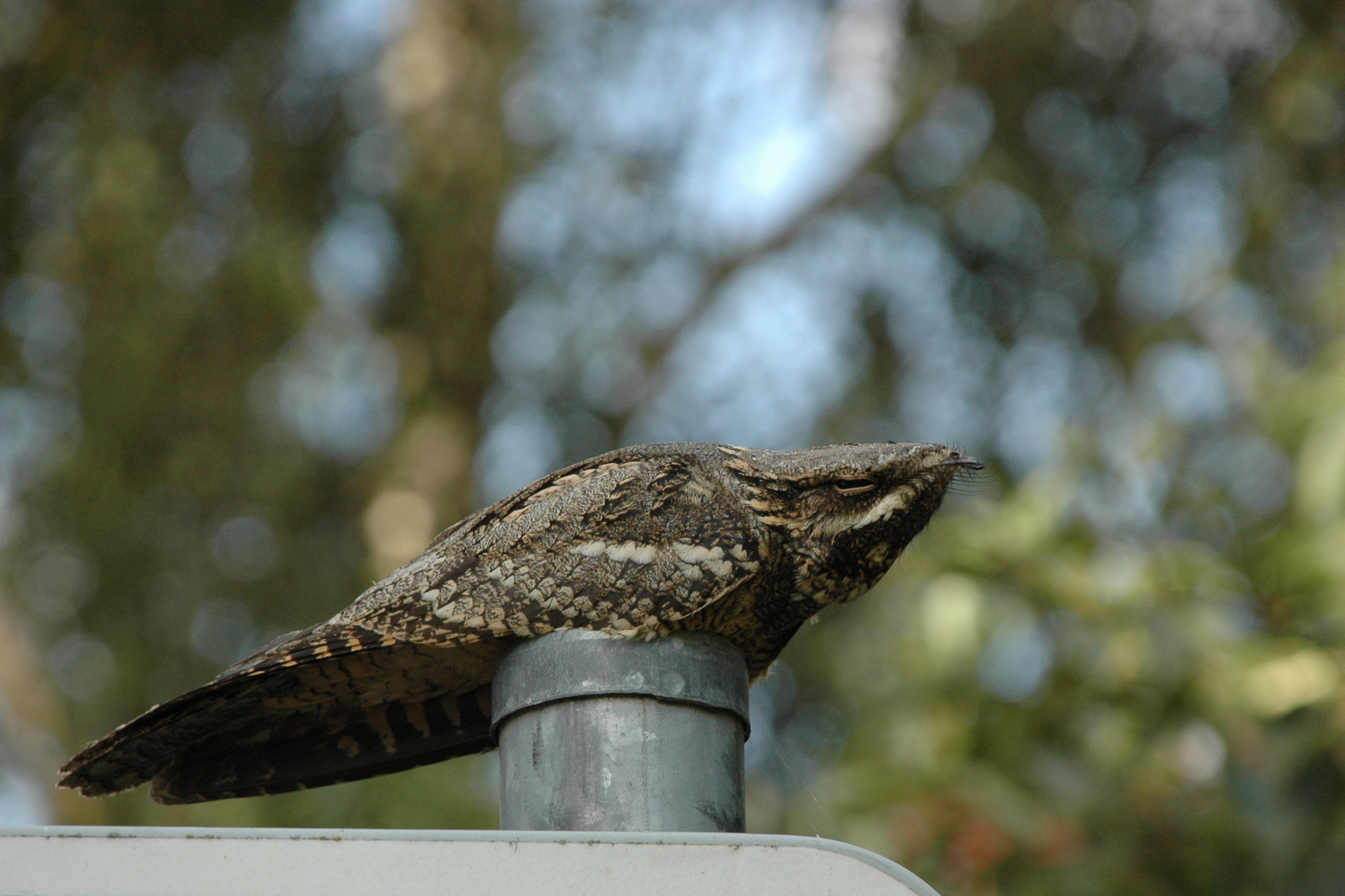
Európai lappantyú (Caprimulgus europaeus)

## Sarlósfecske-alakúak(Apodiformes)

### Sarlósfecskefélék(Apodidae)

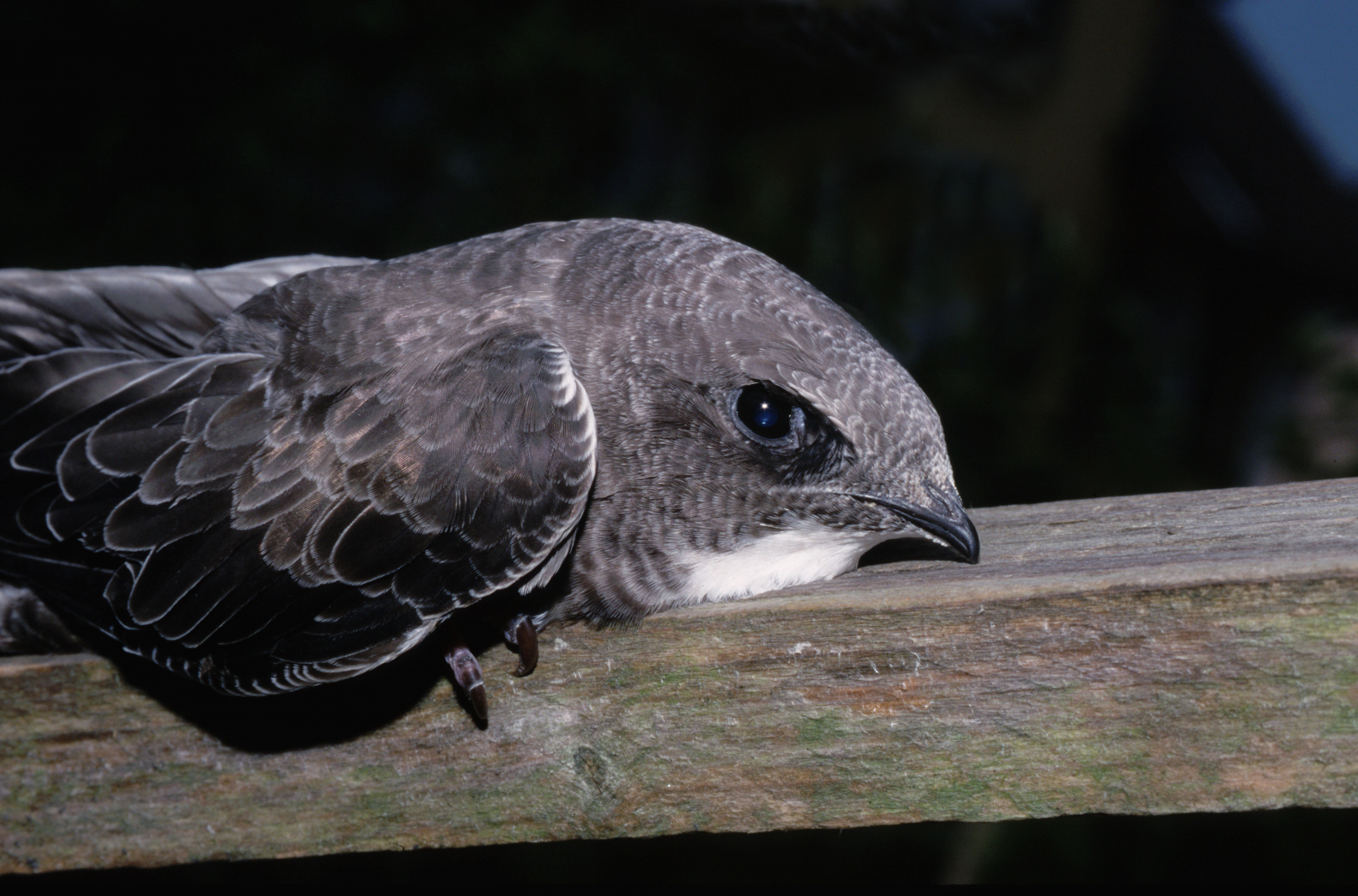
Havasi sarlósfecske (Tachymarptis melba)
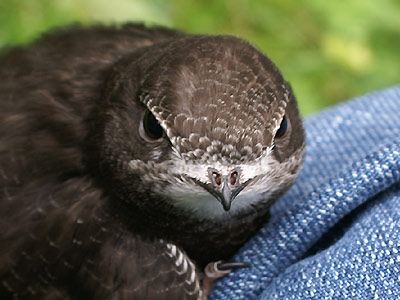
Sarlósfecske (Apus apus)

## Szalakótaalakúak(Coraciiformes)

### Jégmadárfélék(Alcedinidae)

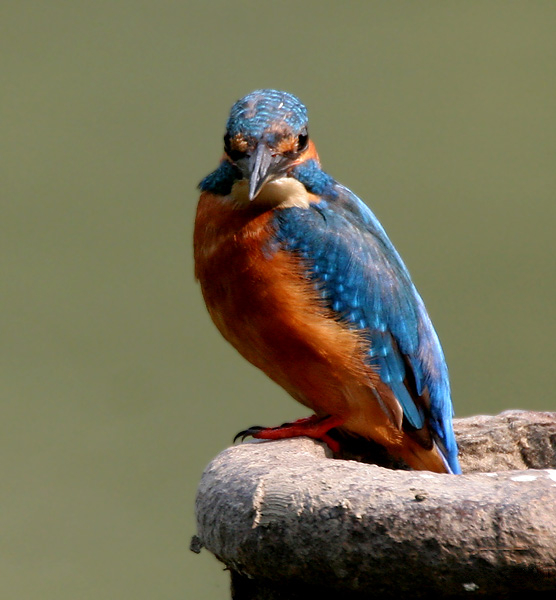
Jégmadár (Alcedo atthis)

### Gyurgyalagfélék(Meropidae)

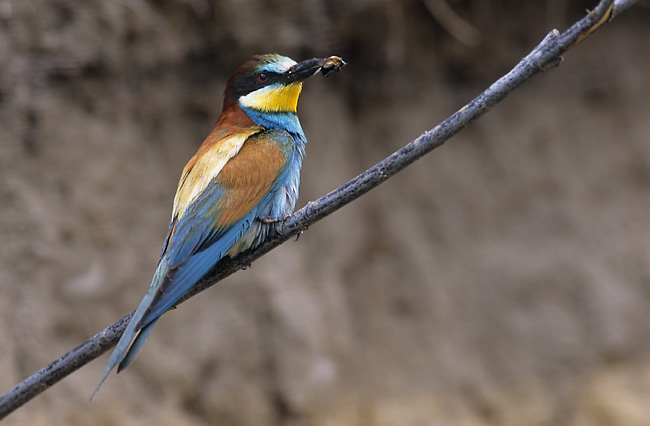
Gyurgyalag (Merops apiaster)

### Szalakótafélék(Coraciidae)

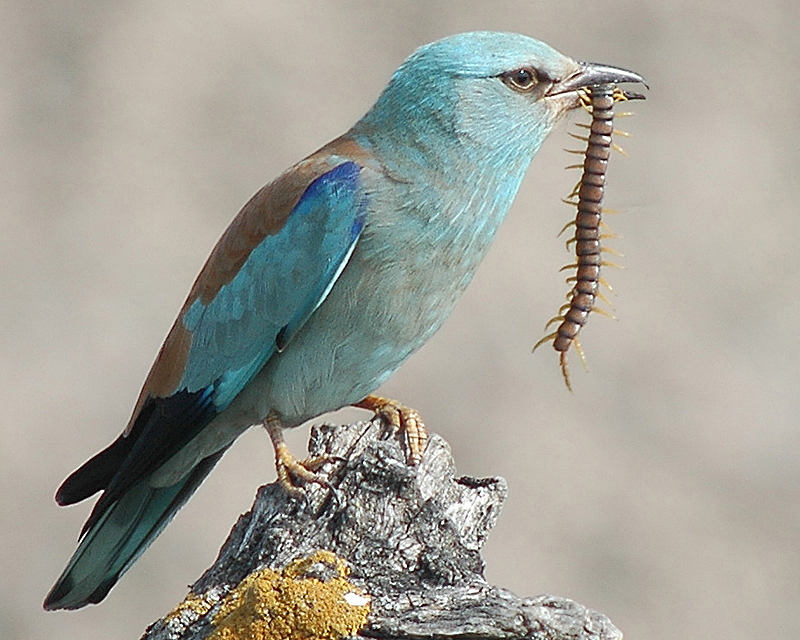
Európai szalakóta (Coracias garrulus)

### Bankafélék(Upupidae)

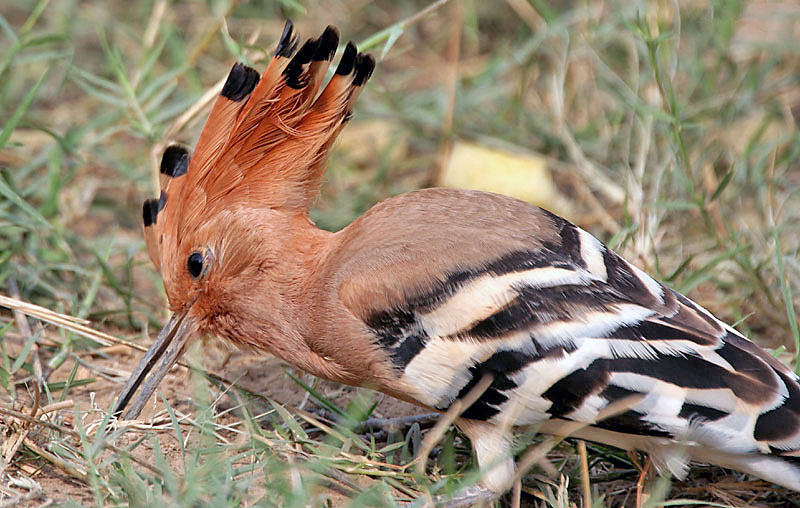
Búbos banka (Upupa epops)

## Harkályalakúak(Piciformes)

### Harkályfélék(Picidae)

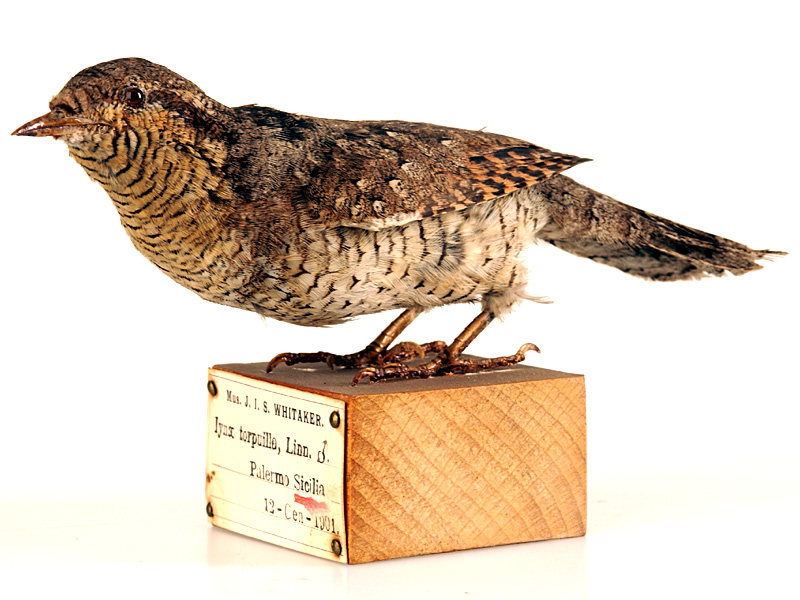
Nyaktekercs (Jynx torquilla)
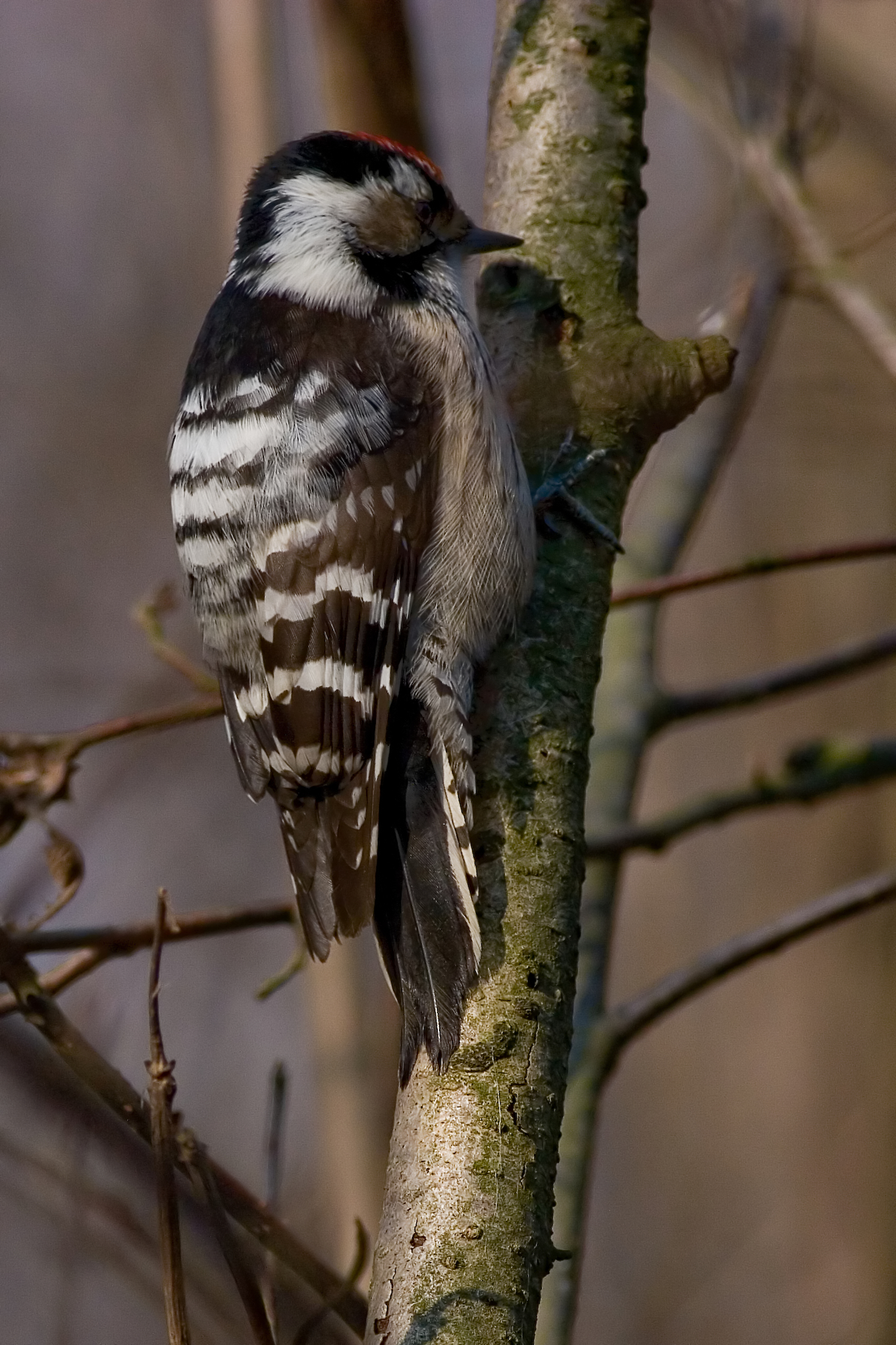
Kis fakopáncs (Dendrocopos minor)
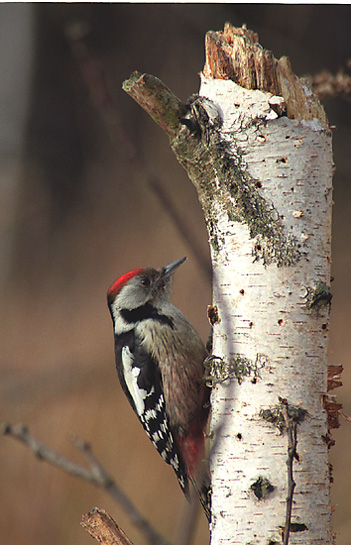
Közép fakopáncs (Dendrocopos medius)
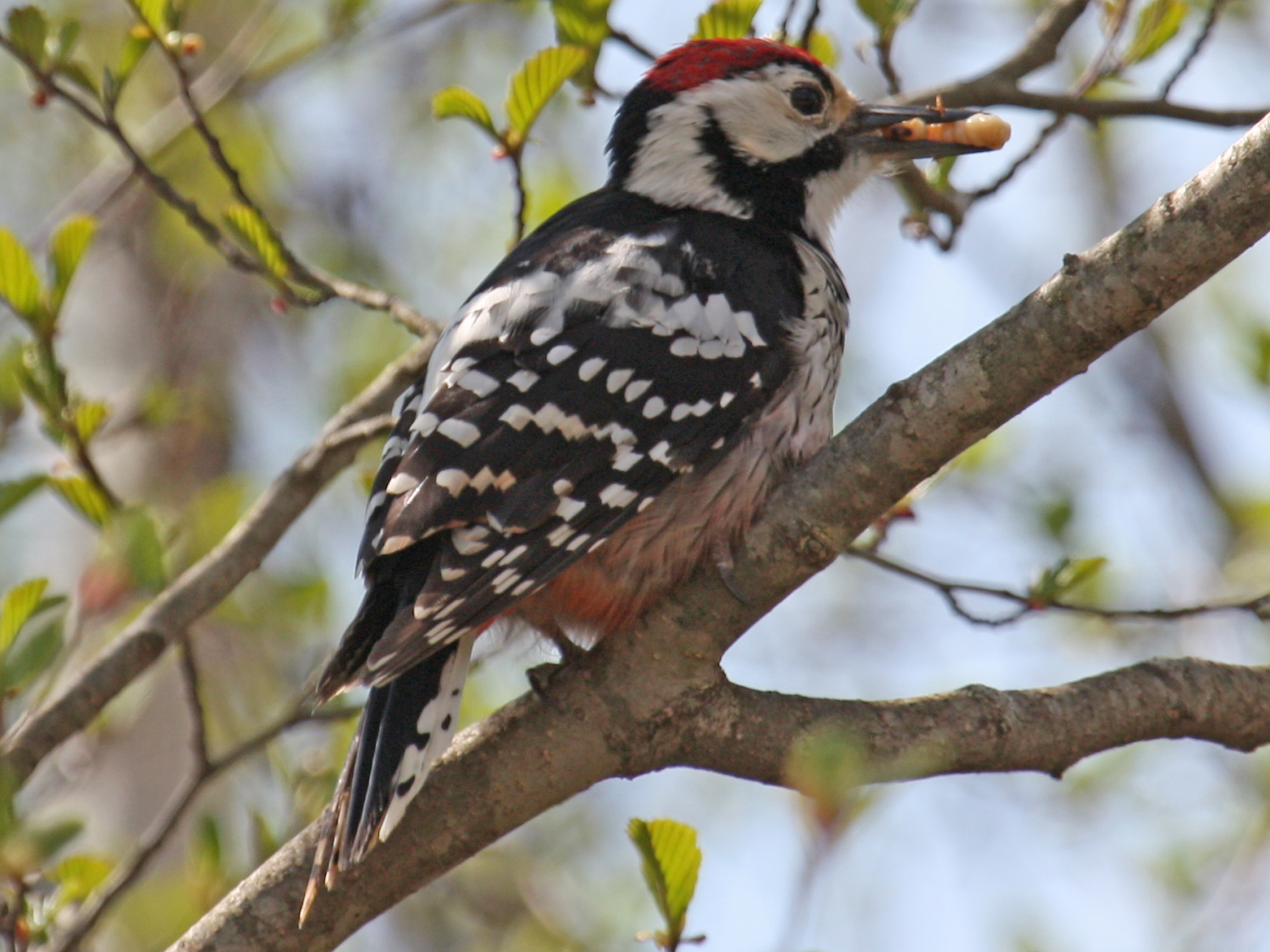
Fehérhátú fakopáncs (Dendrocopos leucotos)
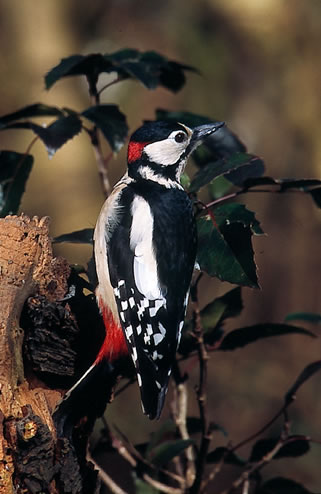
Nagy fakopáncs (Dendrocopos major)
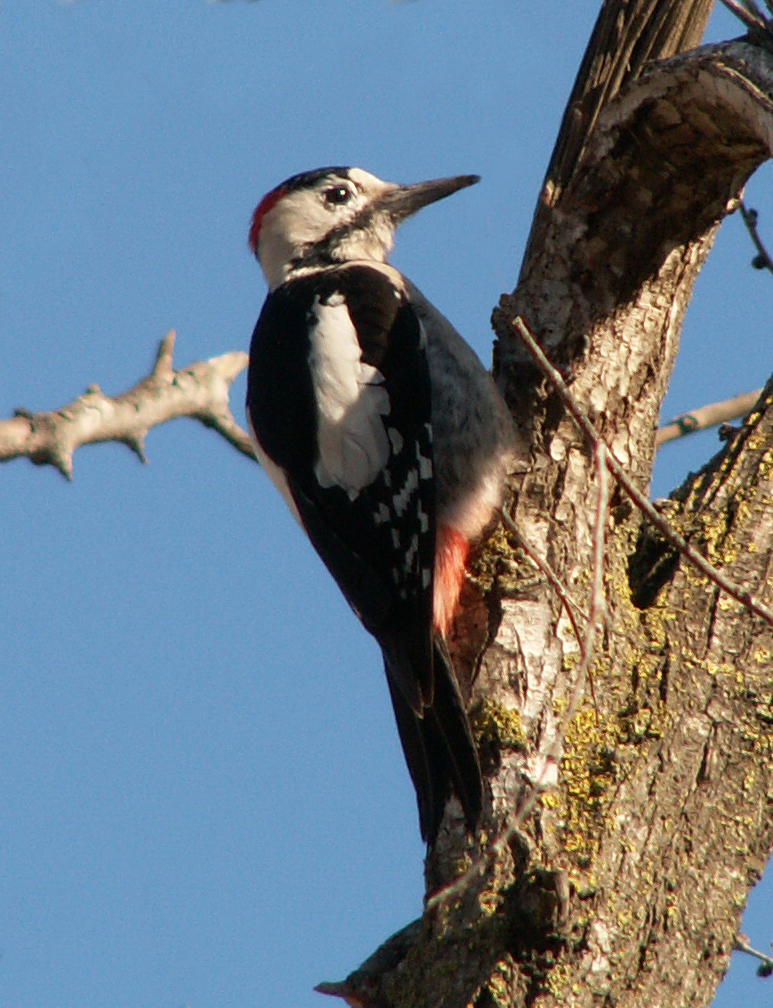
Balkáni fakopáncs (Dendrocopos syriacus)
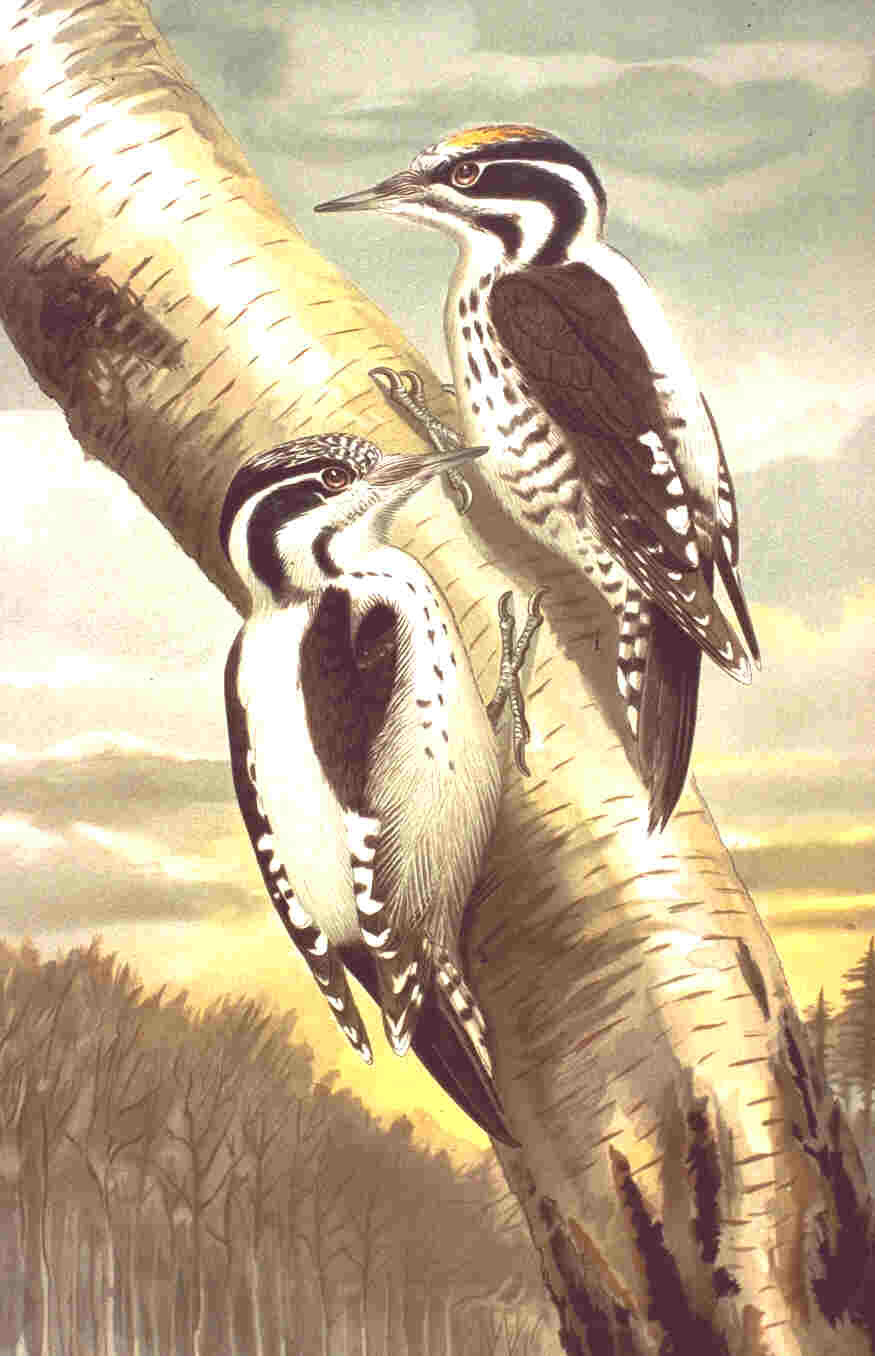
Háromujjú hőcsik (Picoides tridactylus)
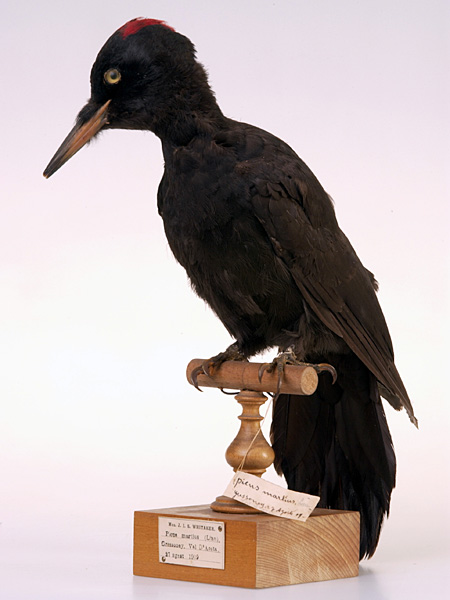
Fekete harkály (Dryocopus martius)
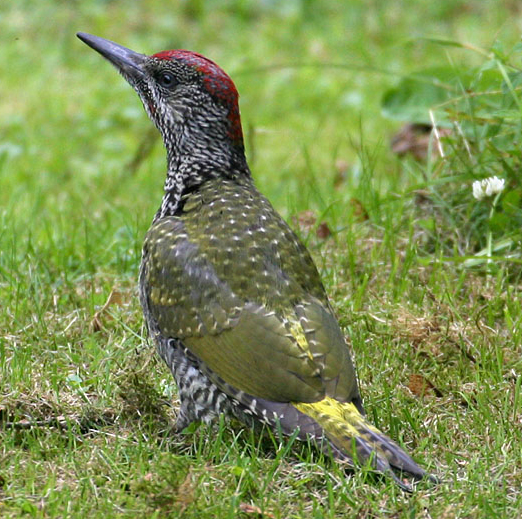
Zöld küllő (Picus viridis)
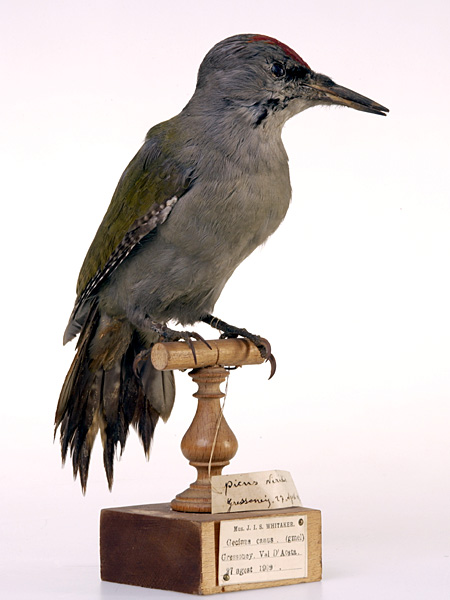
Hamvas küllő (Picus canus)

## Verébalakúak(Passeriformes)

### Pacsirtafélék(Alaudidae)

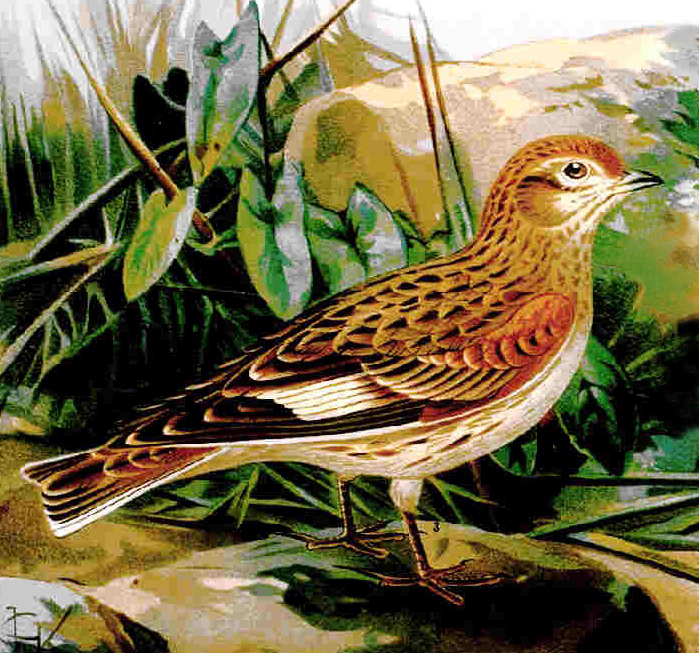
Fehérszárnyú pacsirta (Melanocorypha leucoptera)
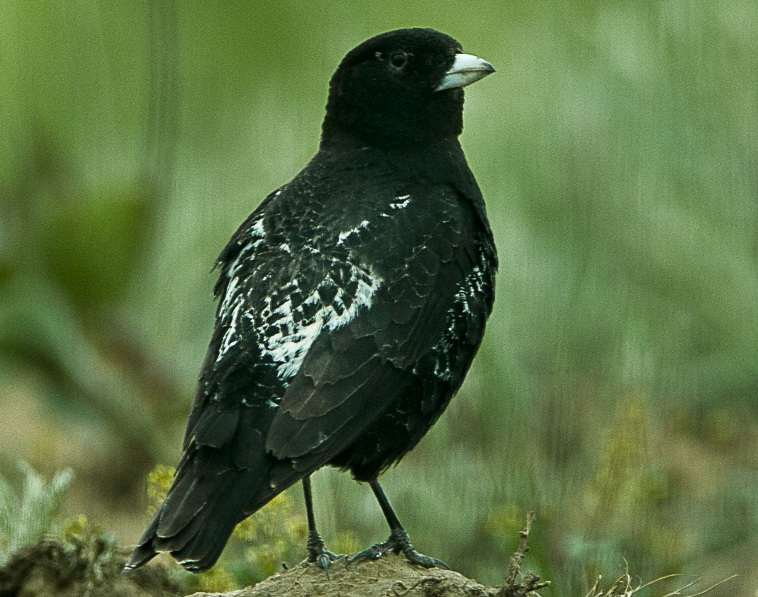
Szerecsenpacsirta (Melanocorypha yeltoniensis)
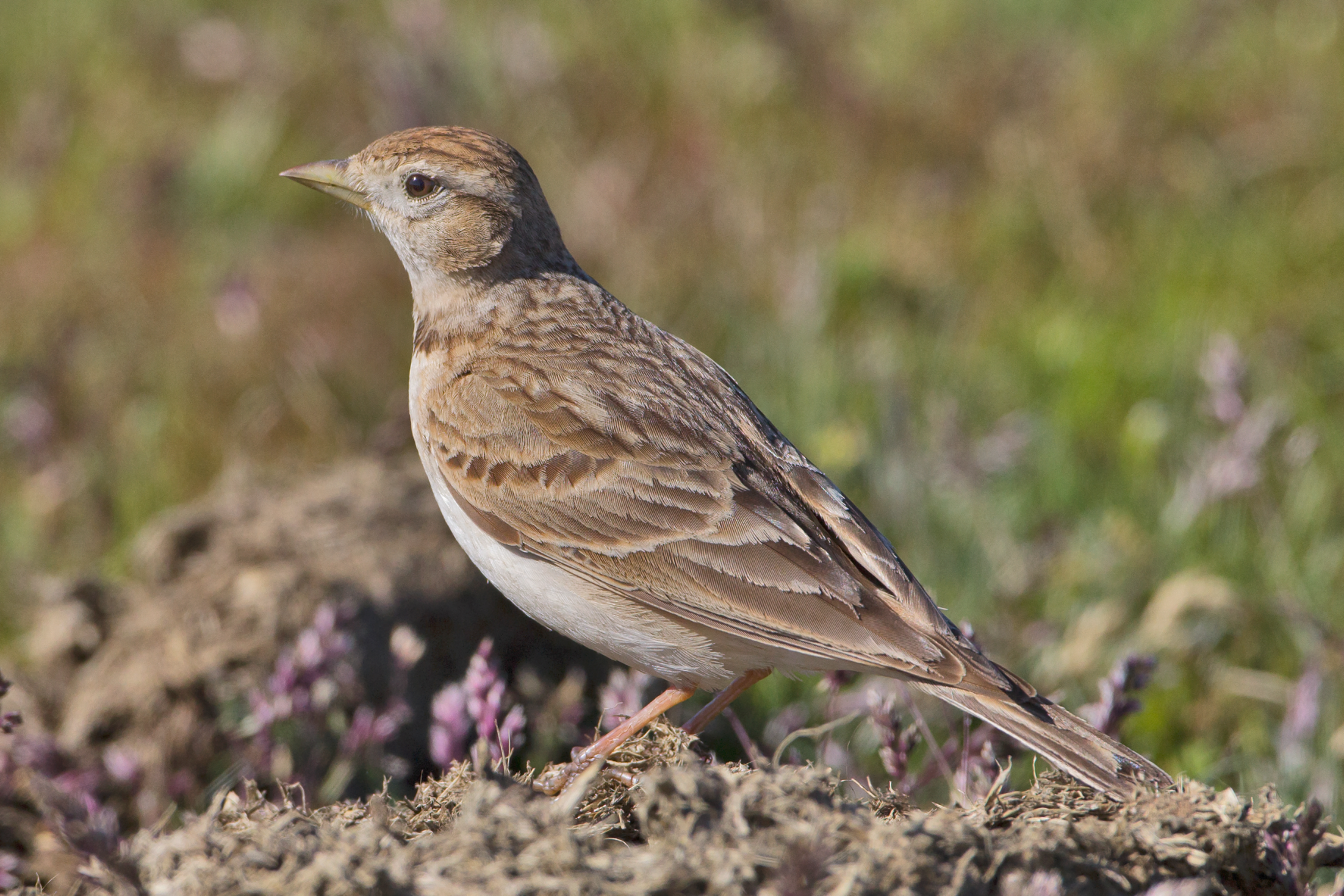
Szikipacsirta (Calandrella brachydactyla)
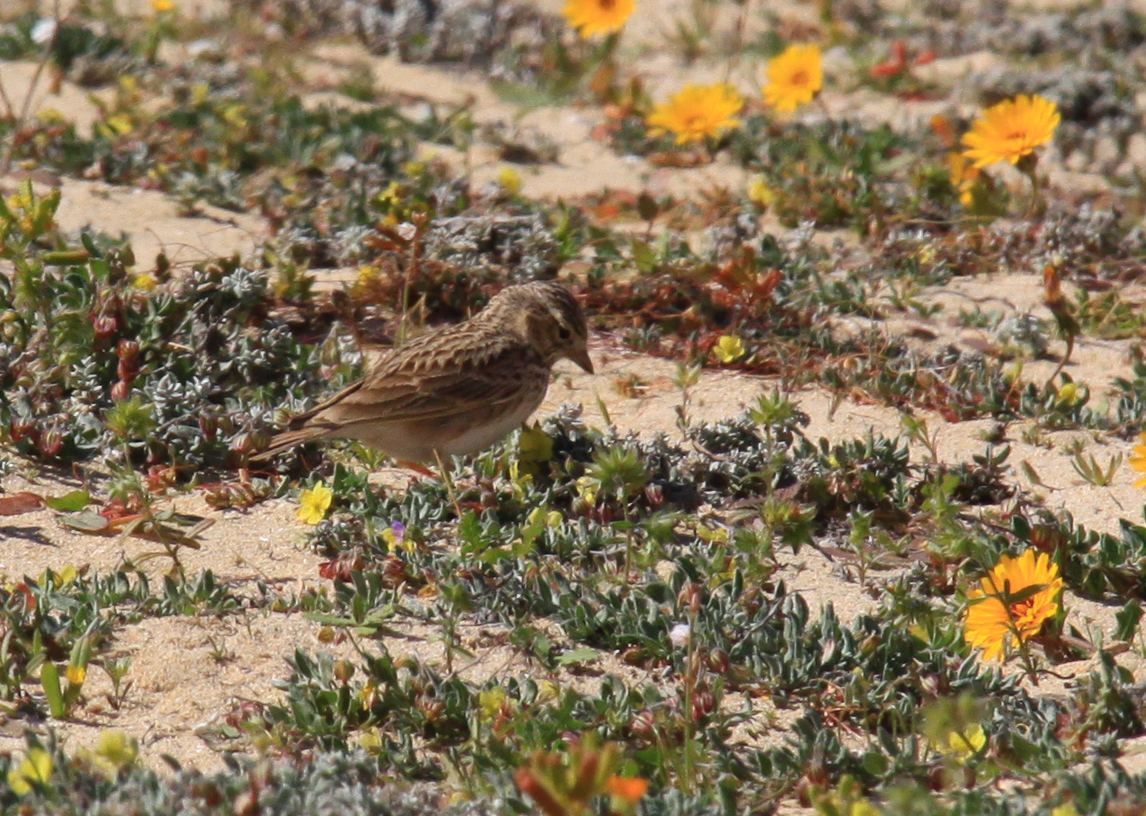
Vörhenyes pacsirta (Calandrella rufescens)
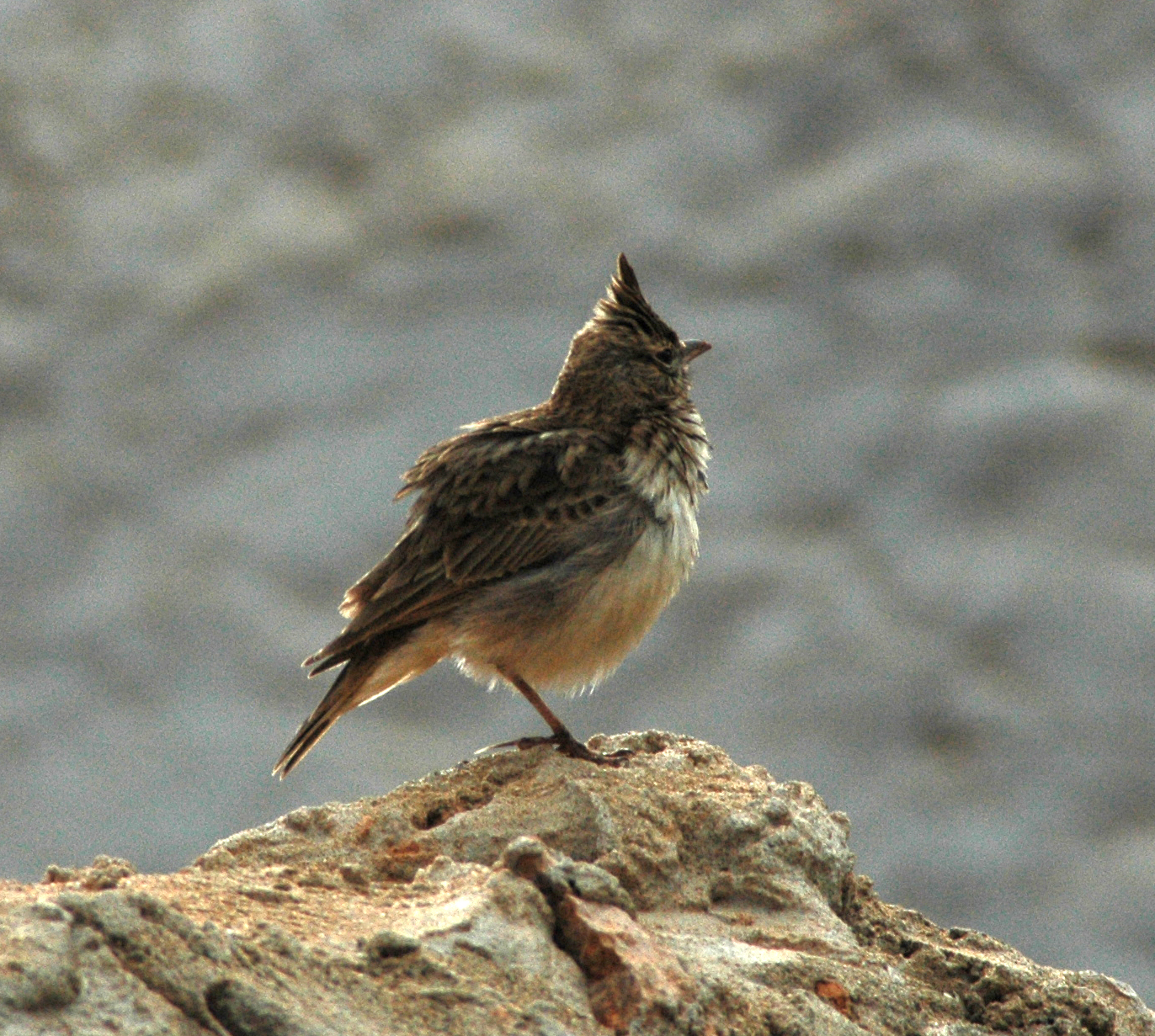
Búbos pacsirta (Galerida cristata)
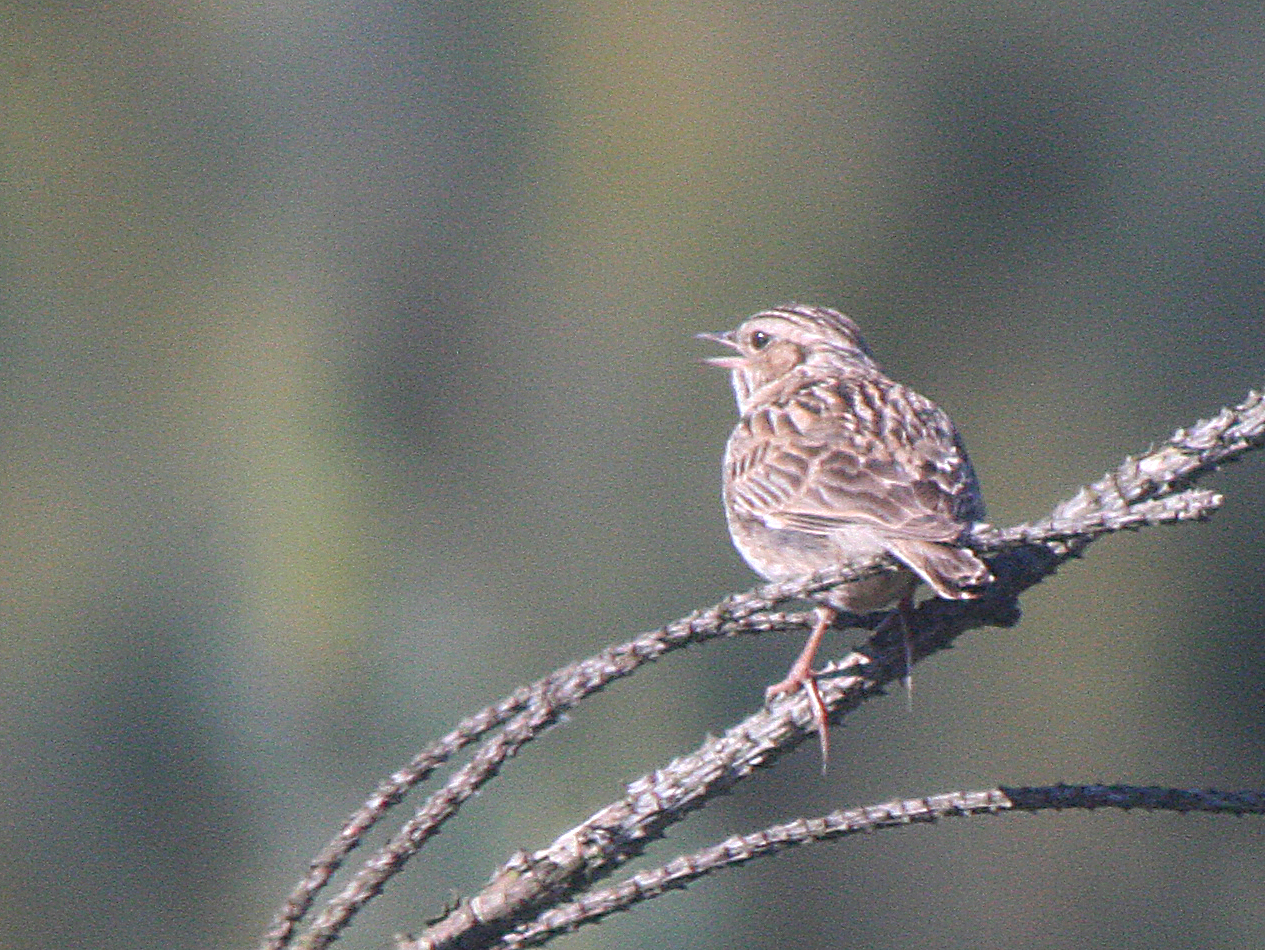
Erdei pacsirta (Lullula arborea)
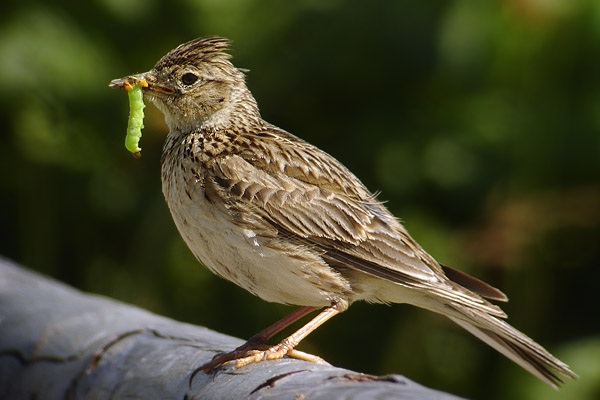
Mezei pacsirta (Alauda arvensis)
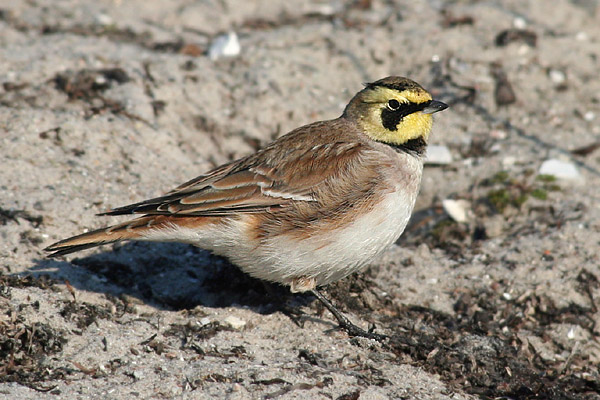
Havasi fülespacsirta (Eremophila alpestris)

### Fecskefélék(Hirundinidae)

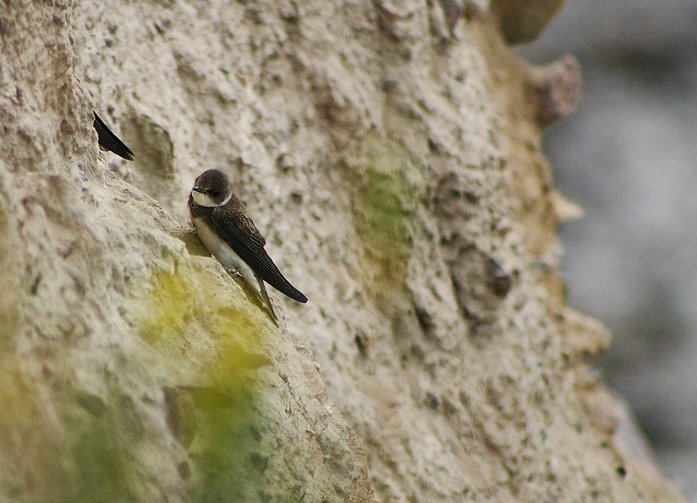
Partifecske (Riparia riparia)
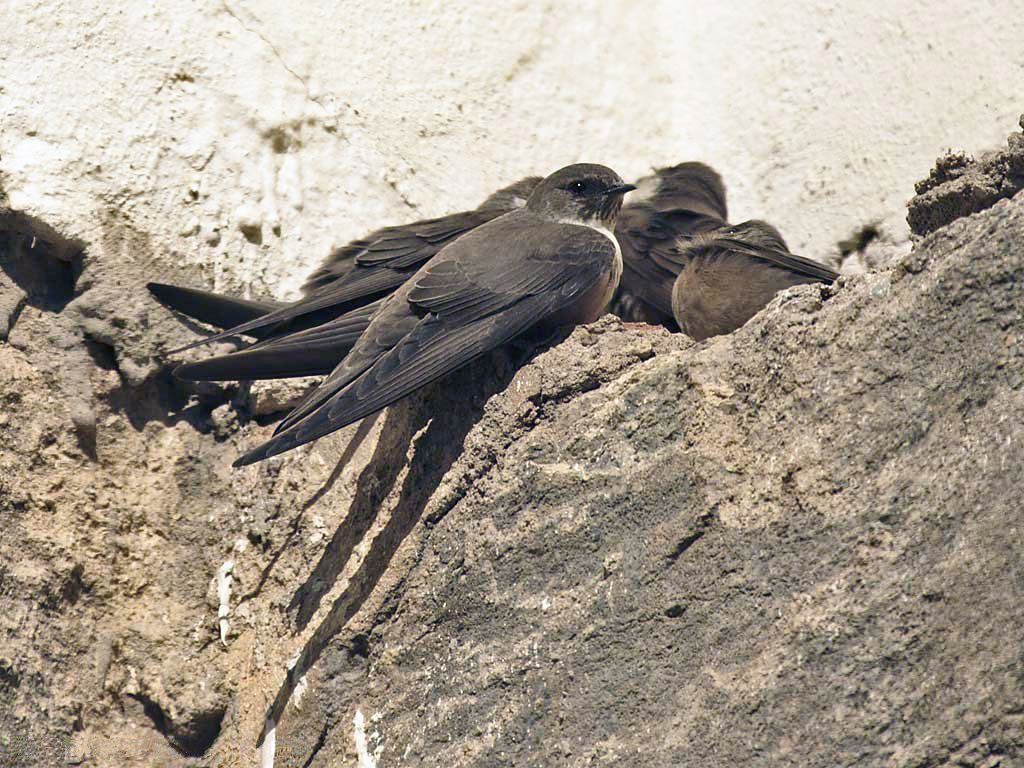
Szirtifecske (Ptyonoprogne rupestris)
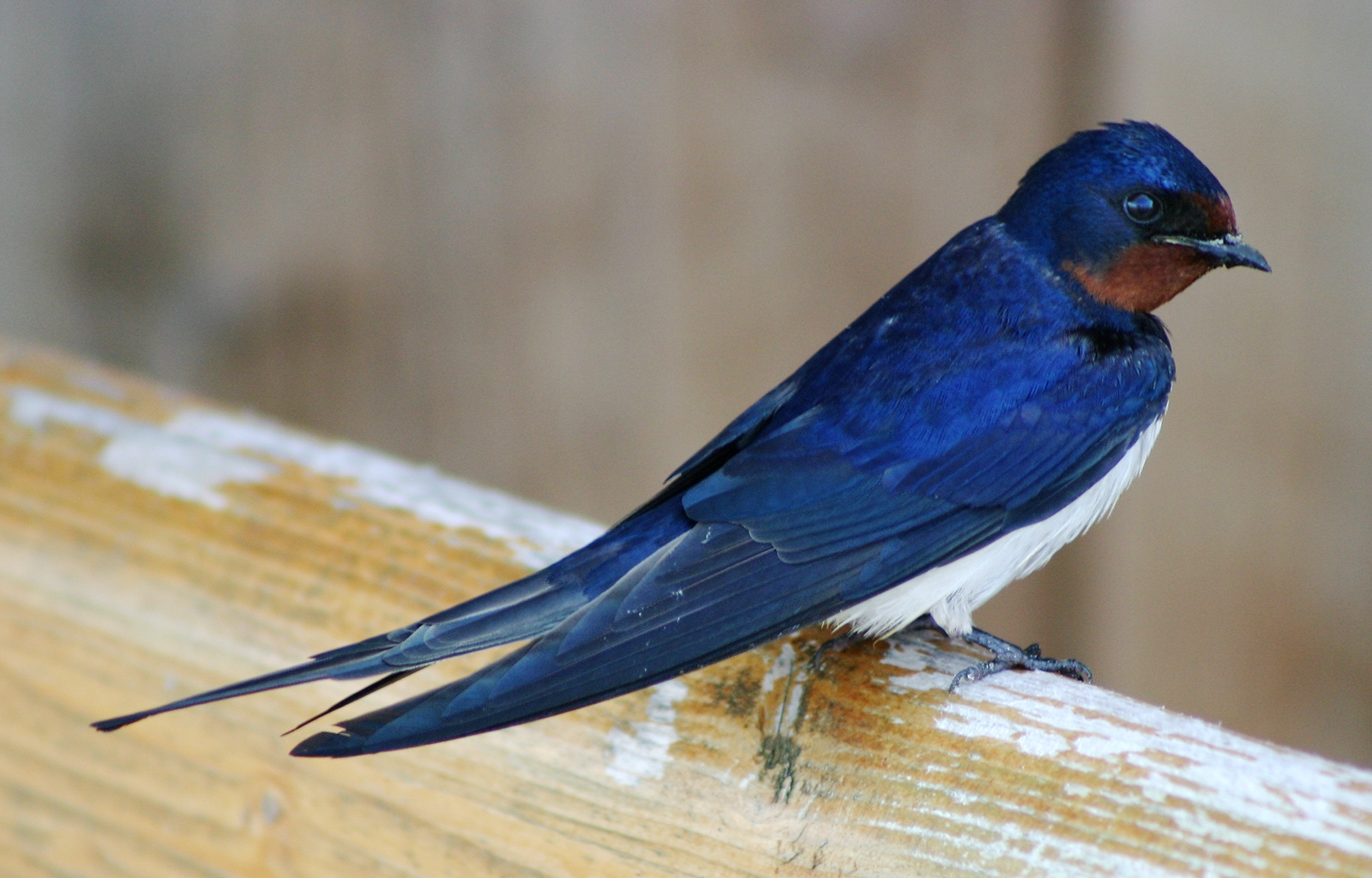
Füsti fecske (Hirundo rustica)
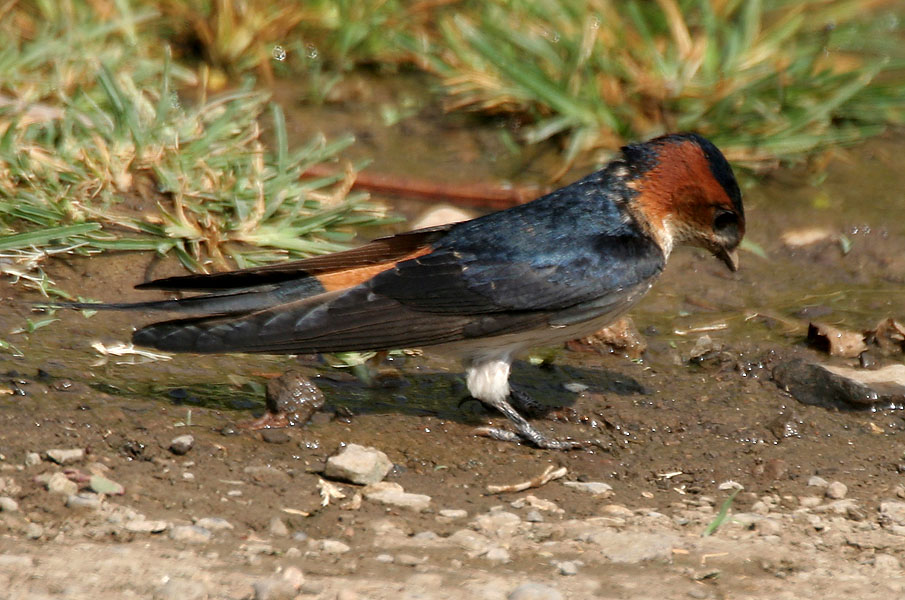
Vörhenyes fecske (Hirundo daurica) vagy (Cecropis daurica)
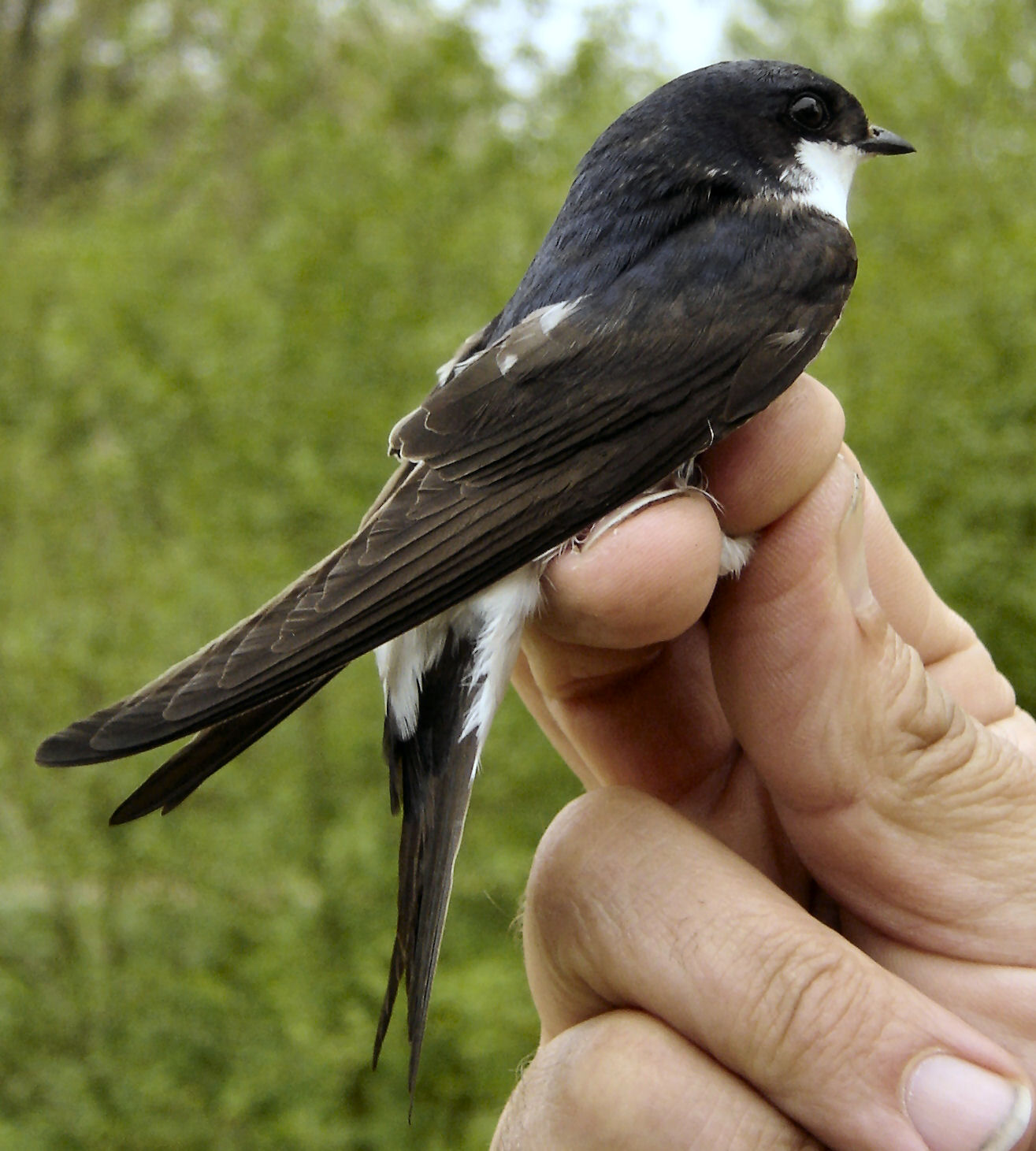
Molnárfecske (Delichon urbica)

### Billegetőfélék(Motacillidae)

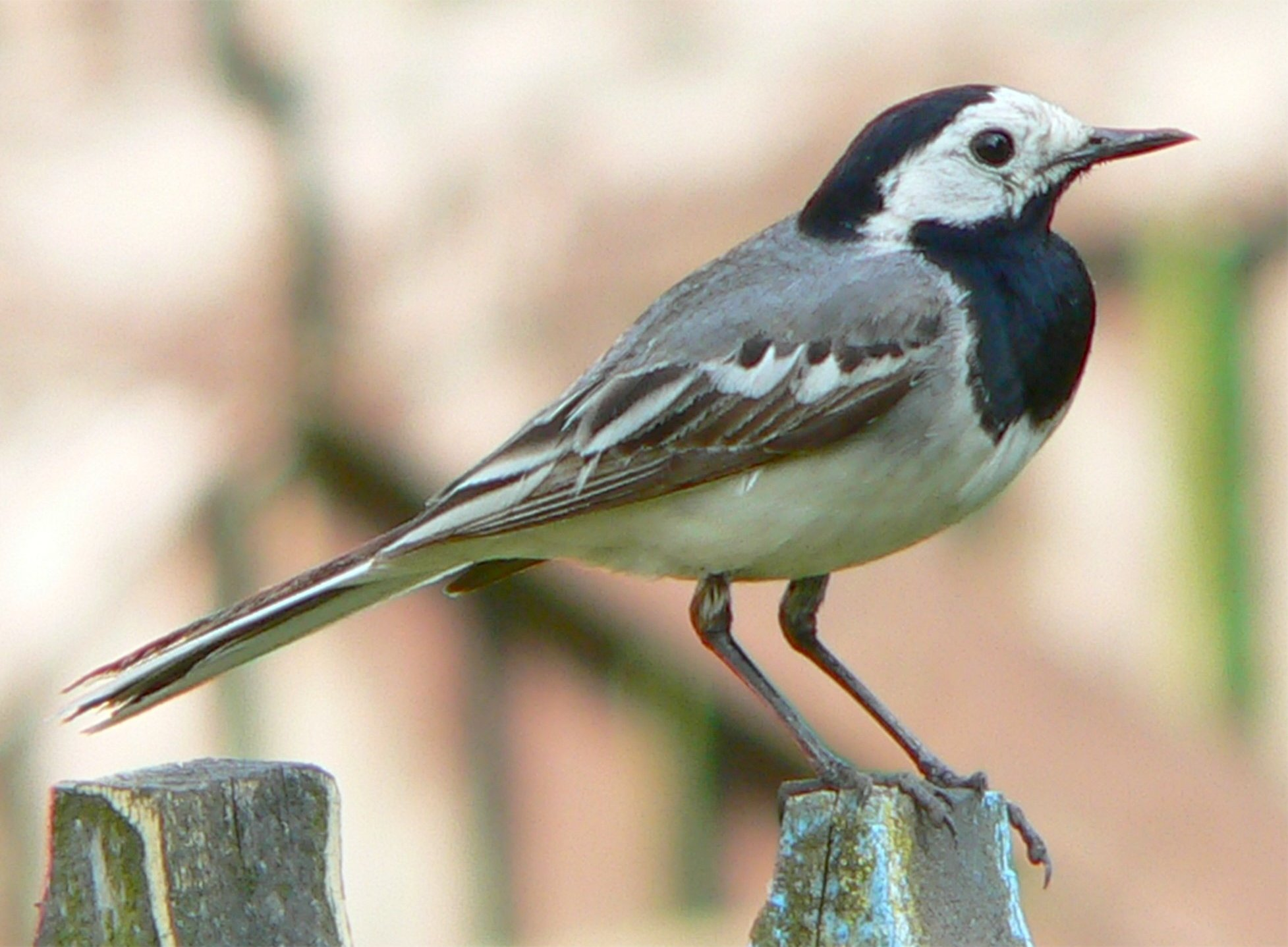
Barázdabillegető (Motacilla alba)
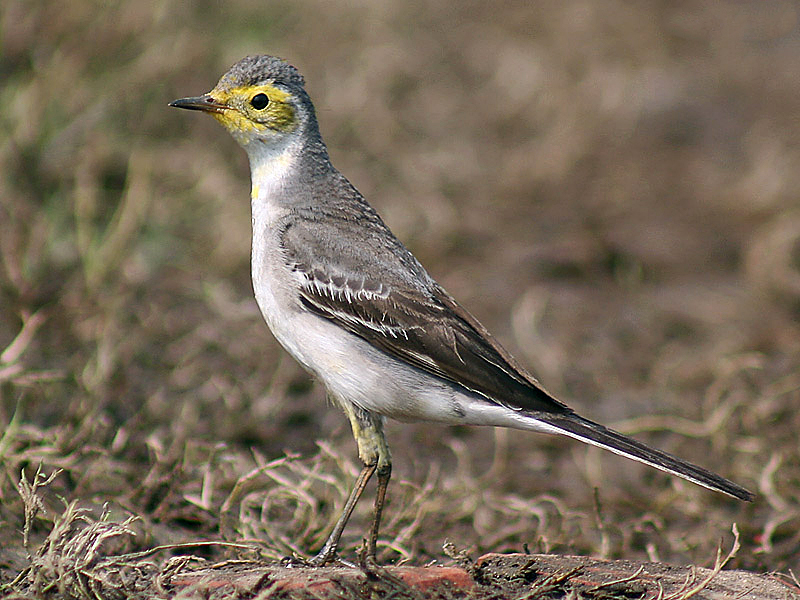
Citrombillegető (Motacilla citreola)
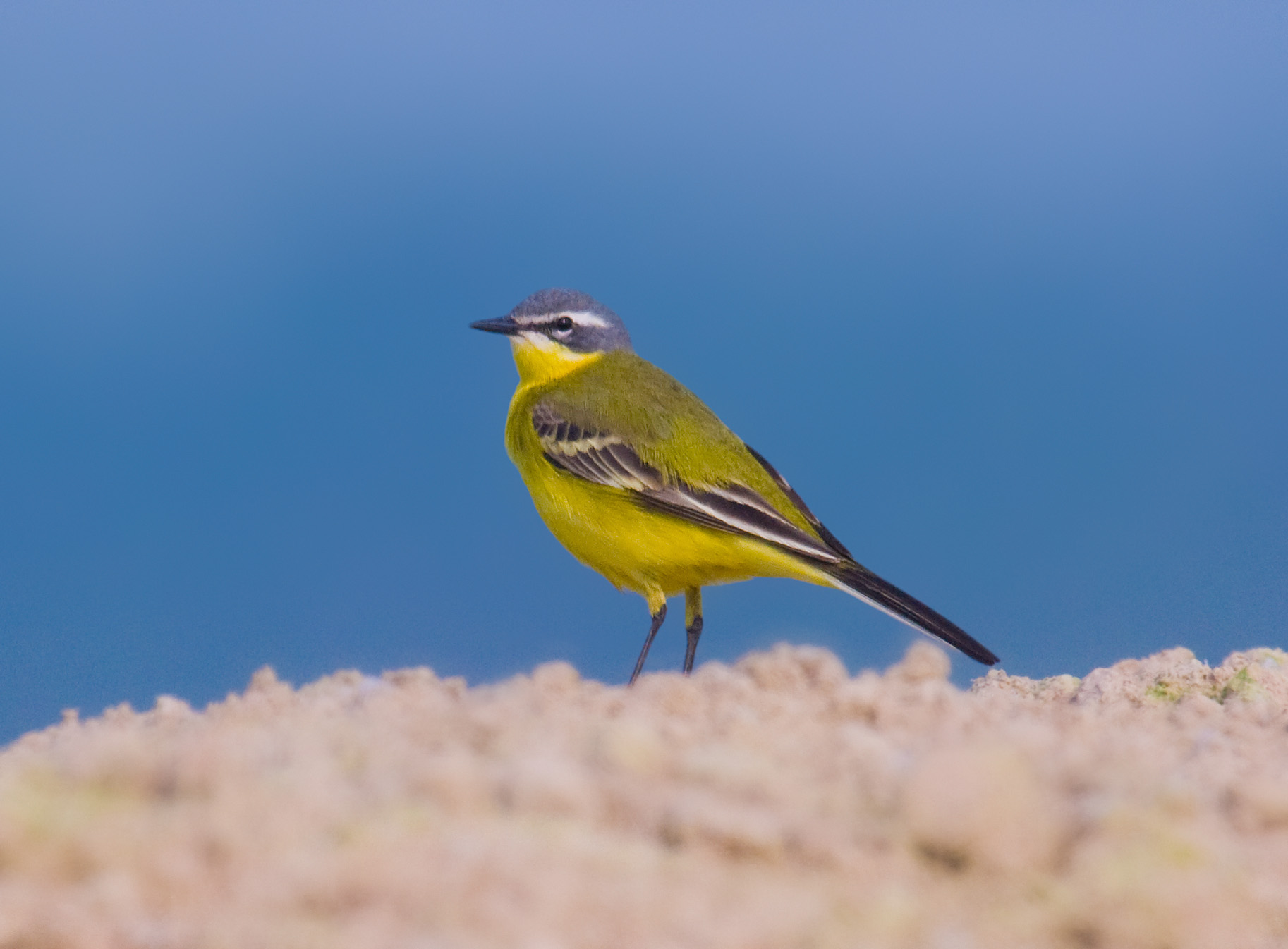
Sárga billegető (Motacilla flava)
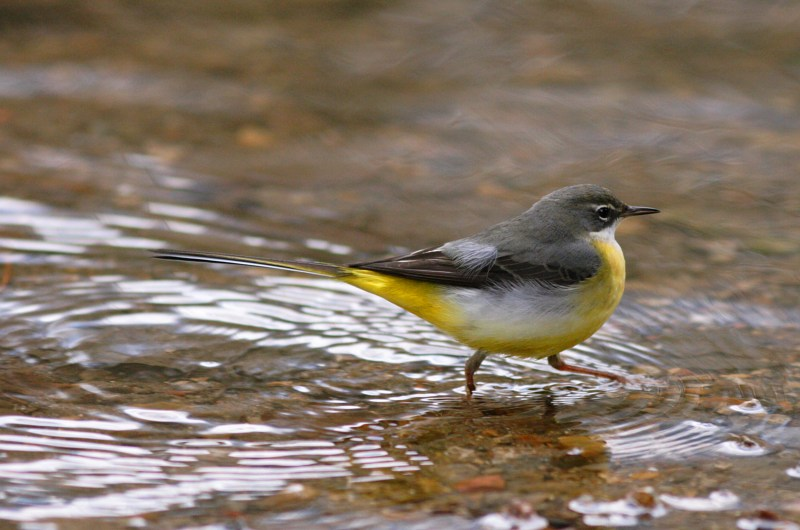
Hegyi billegető (Motacilla cinerea)
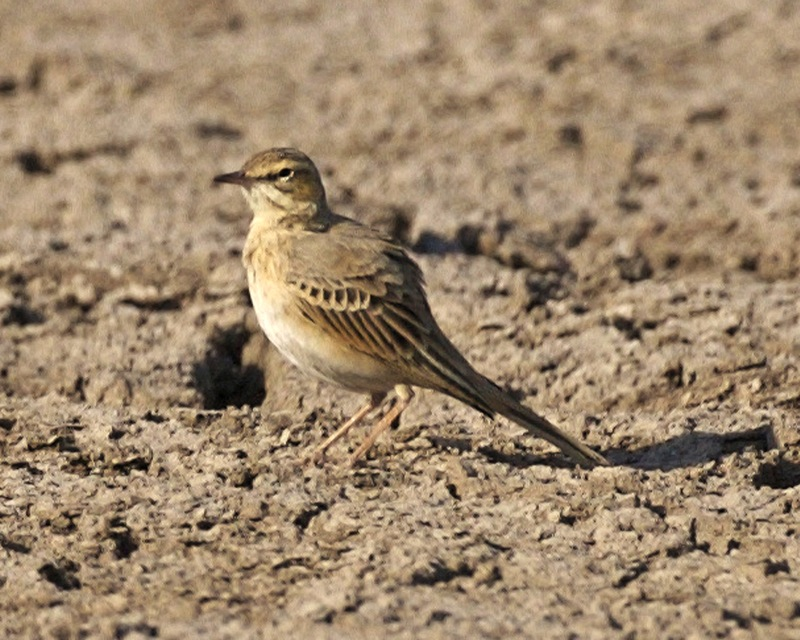
Parlagi pityer (Anthus campestris)
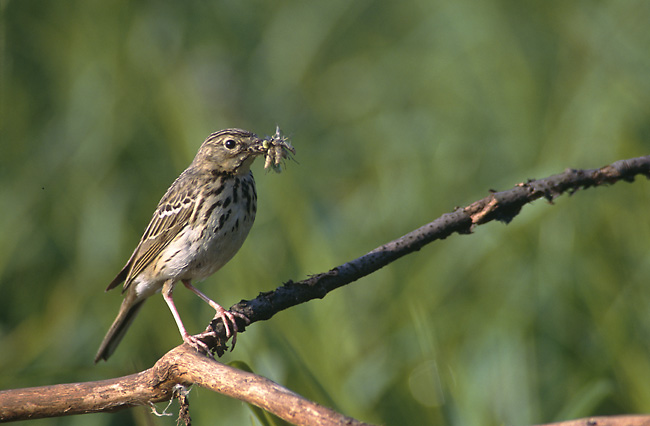
Erdei pityer (Anthus trivialis)
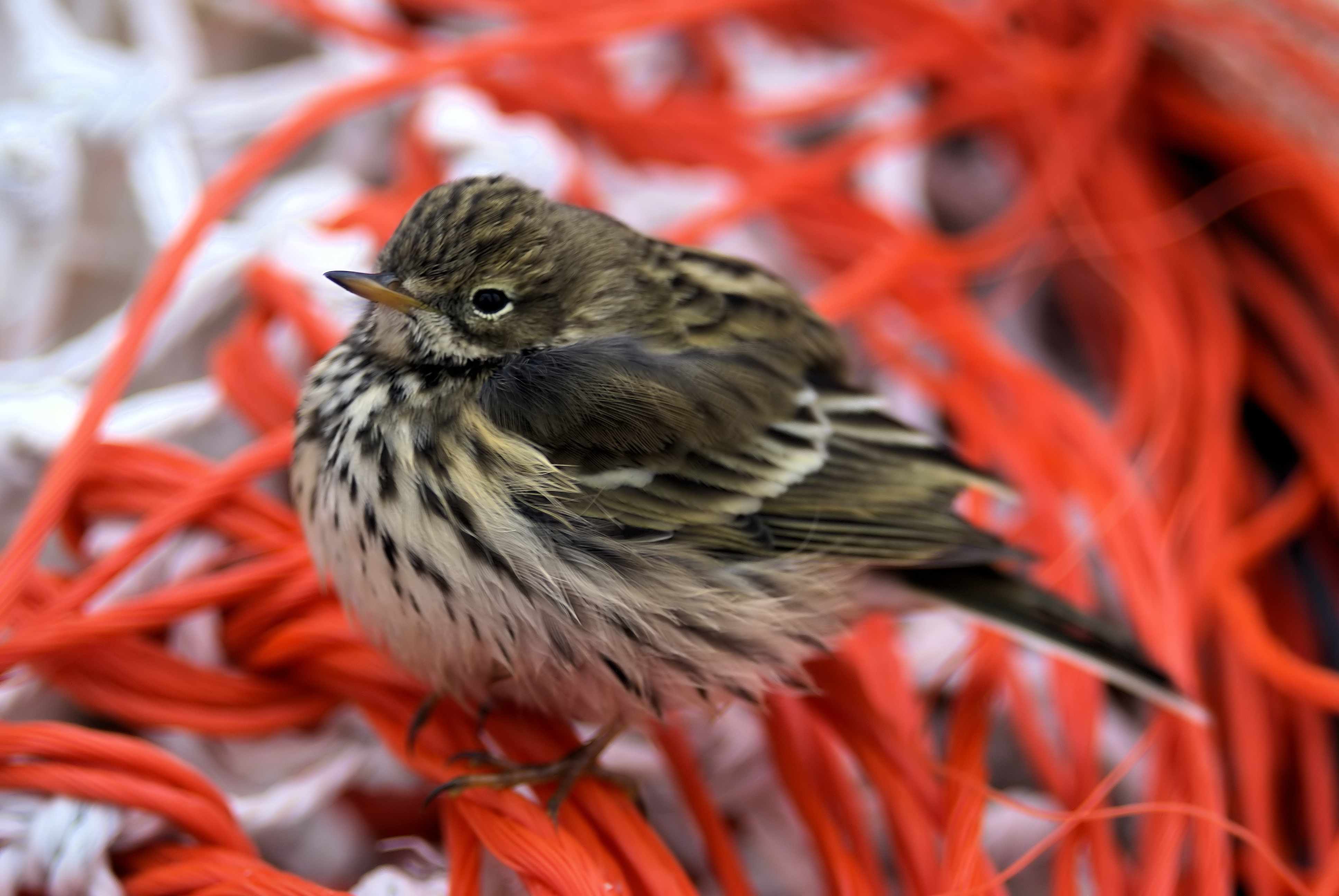
Réti pityer (Anthus pratensis)
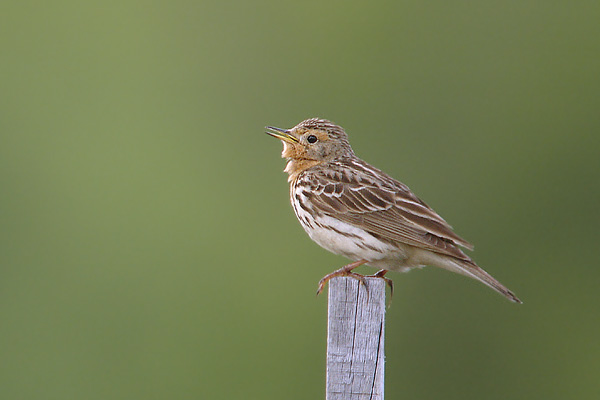
Rozsdástorkú pityer (Anthus cervinus)
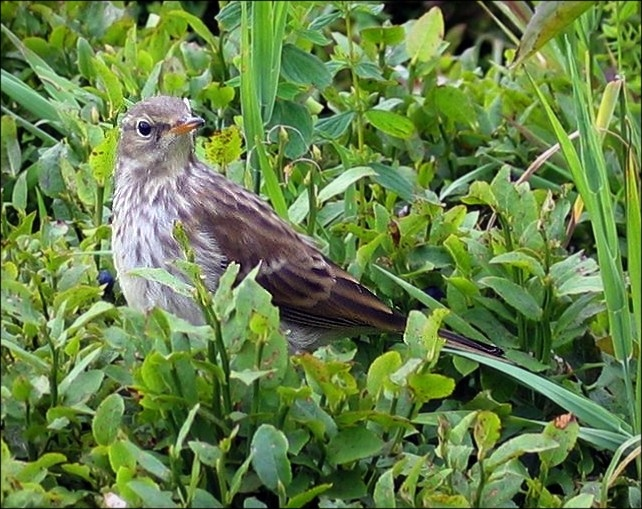
Havasi pityer (Anthus spinoletta)

### Királykafélék(Regulidae)

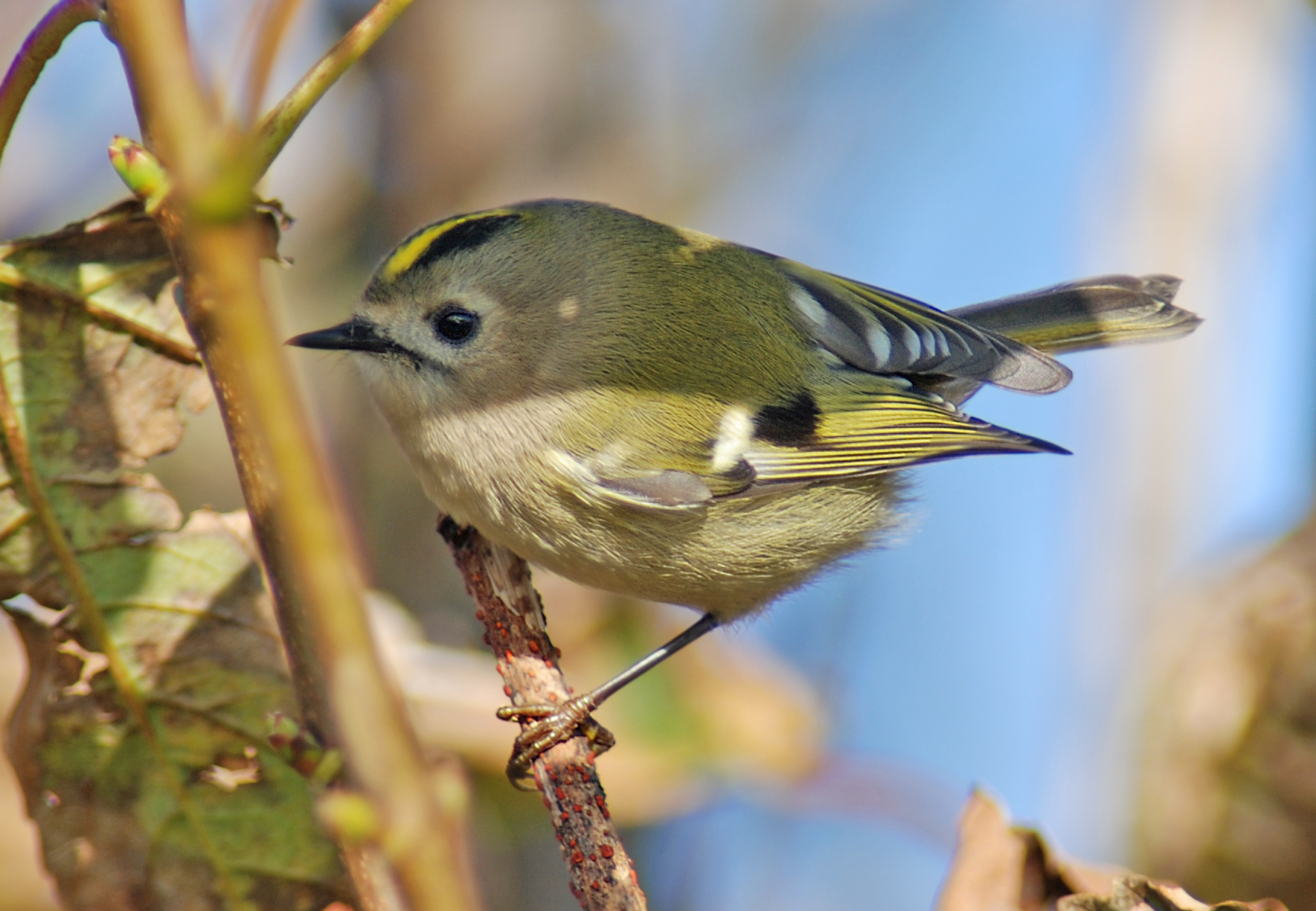
Sárgafejű királyka (Regulus regulus)
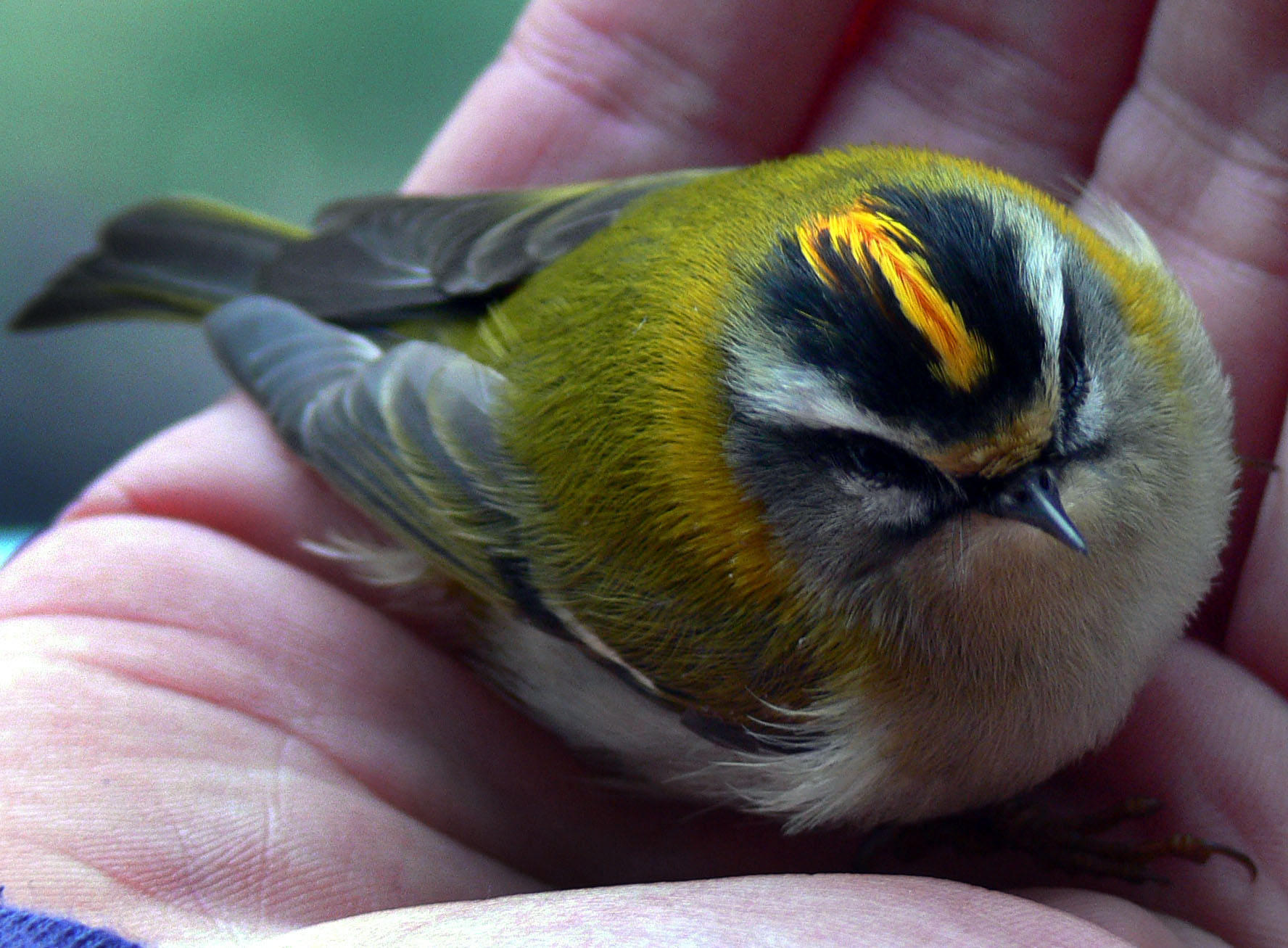
Tüzesfejű királyka (Regulus ignicapillus)

### Csonttollúfélék(Bombycillidae)

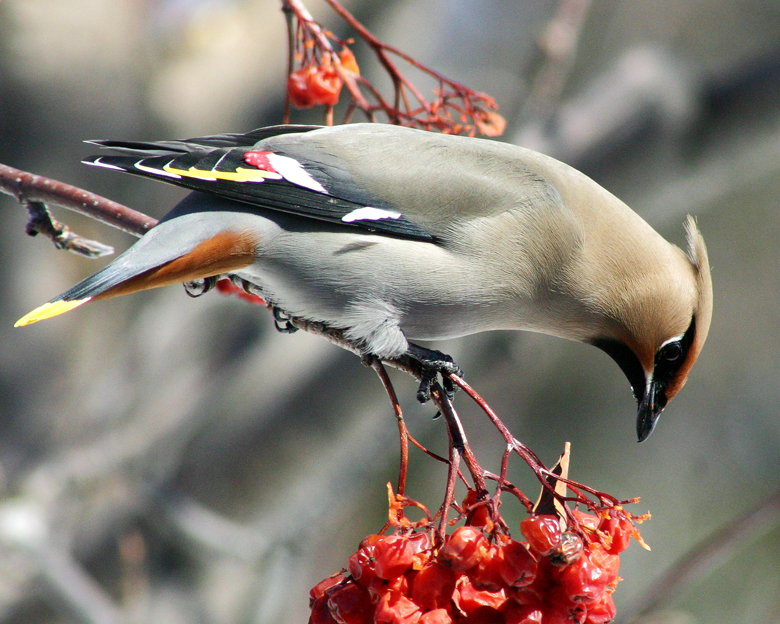
Csonttollú (Bombycilla garrulus)

### Vízirigófélék(Cinclidae)

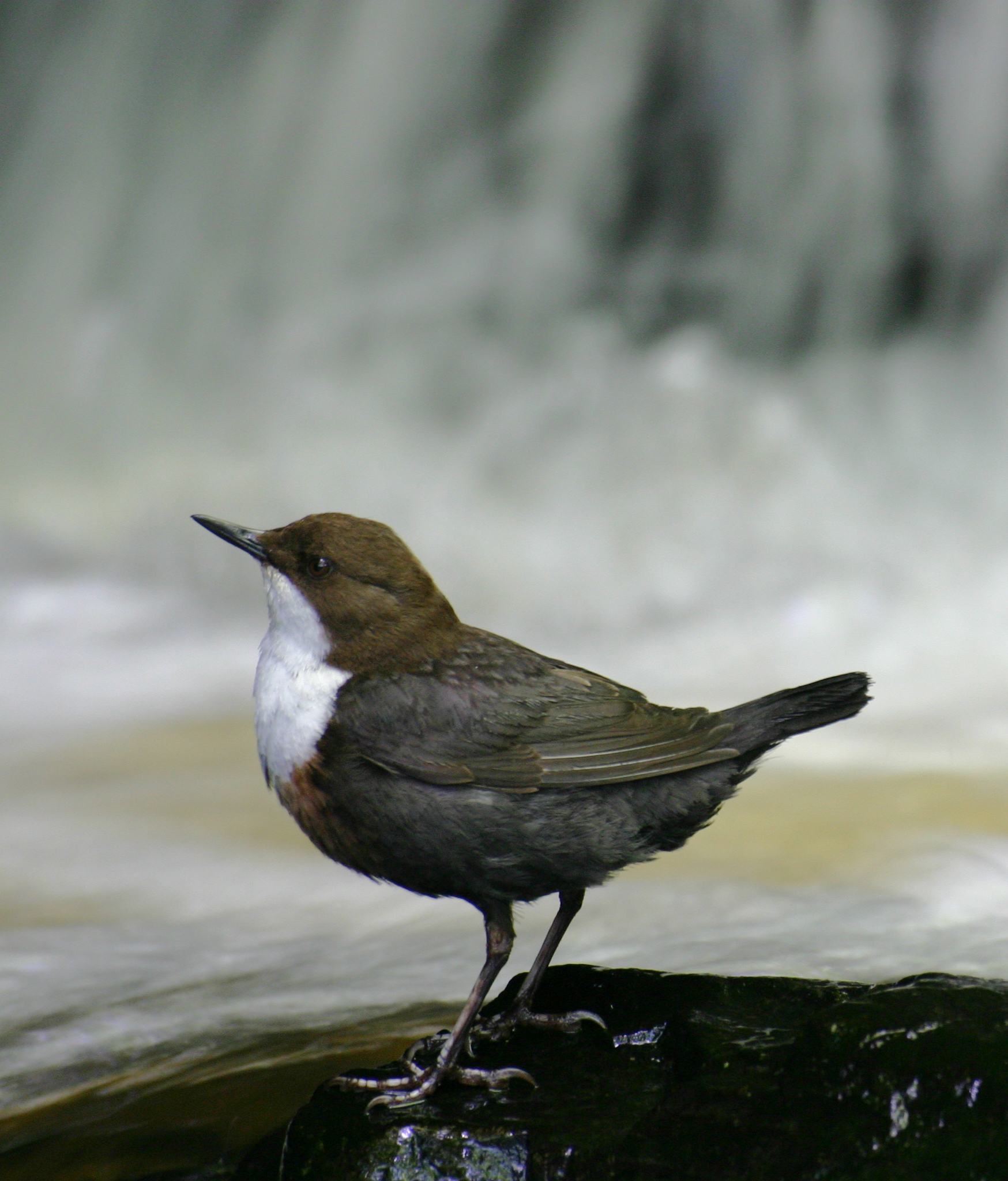
Vízirigó (Cinclus cinclus)

### Ökörszemfélék(Troglodytidae)

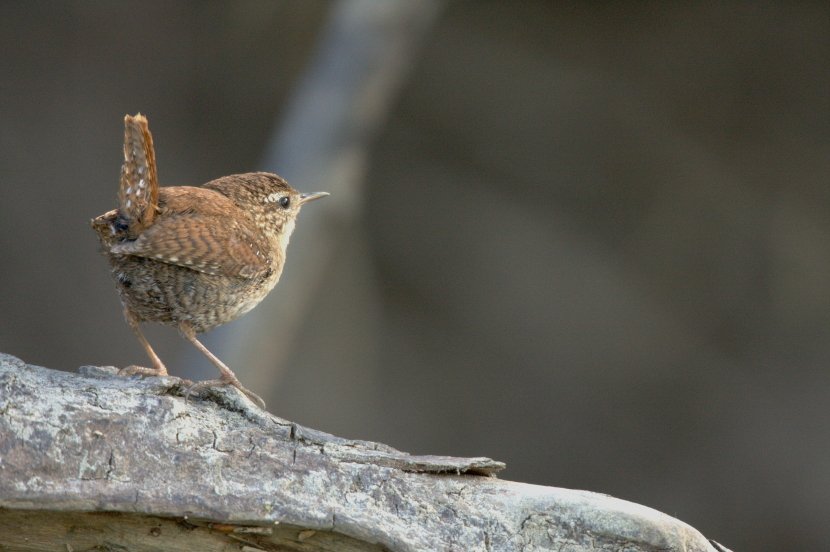
Ökörszem (Troglodytes troglodytes)

### Szürkebegyfélék(Prunellidae)

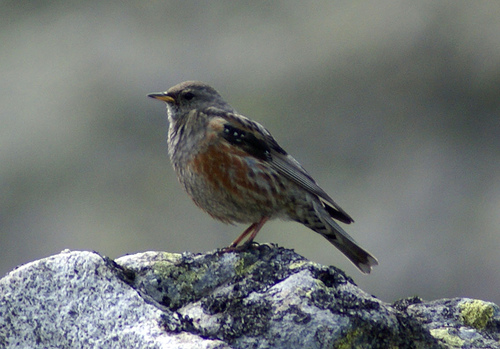
Havasi szürkebegy (Prunella collaris)
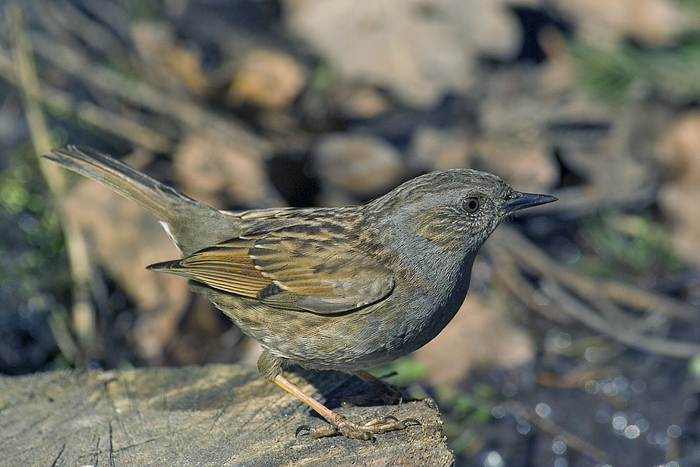
Erdei szürkebegy (Prunella modularis)

### Rigófélék(Turdidae)

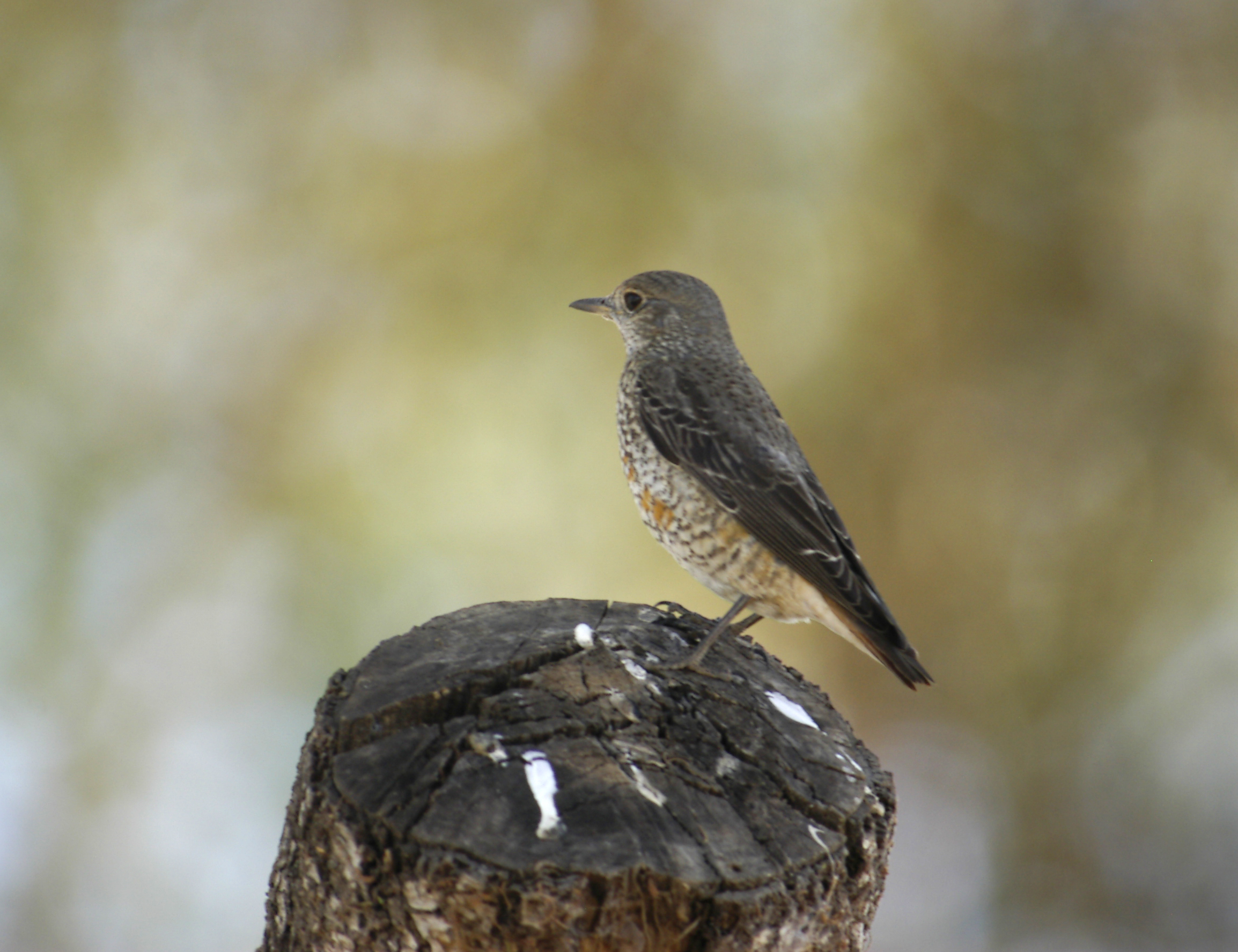
Kövirigó (Monticola saxatilis)
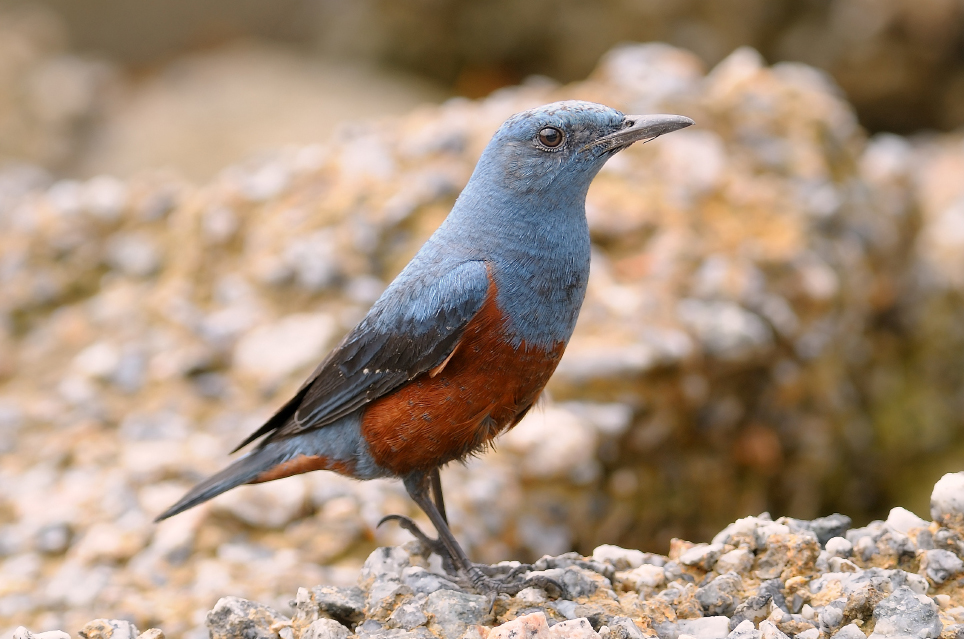
Kék kövirigó (Monticola solitarius)
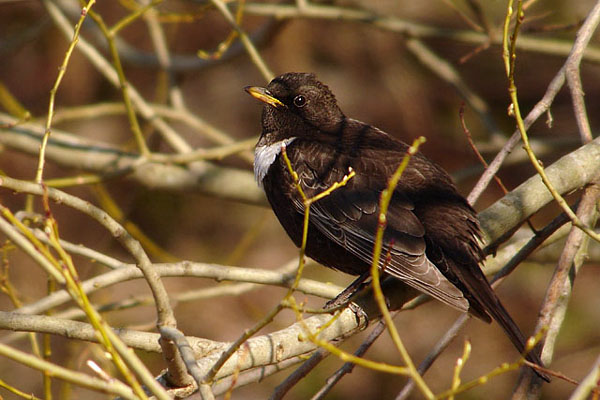
Örvös rigó (Turdus torquatus)
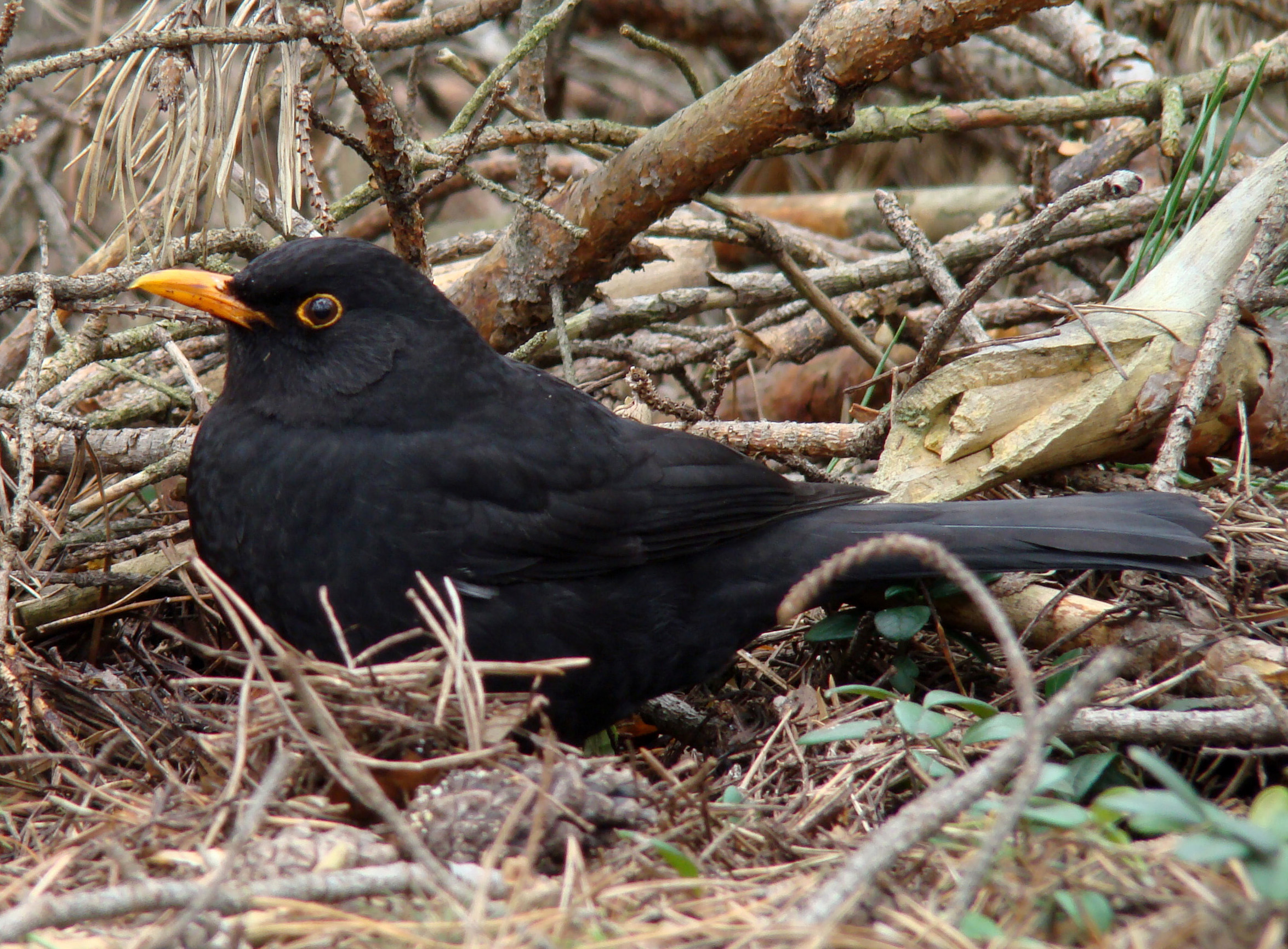
Fekete rigó (Turdus merula)
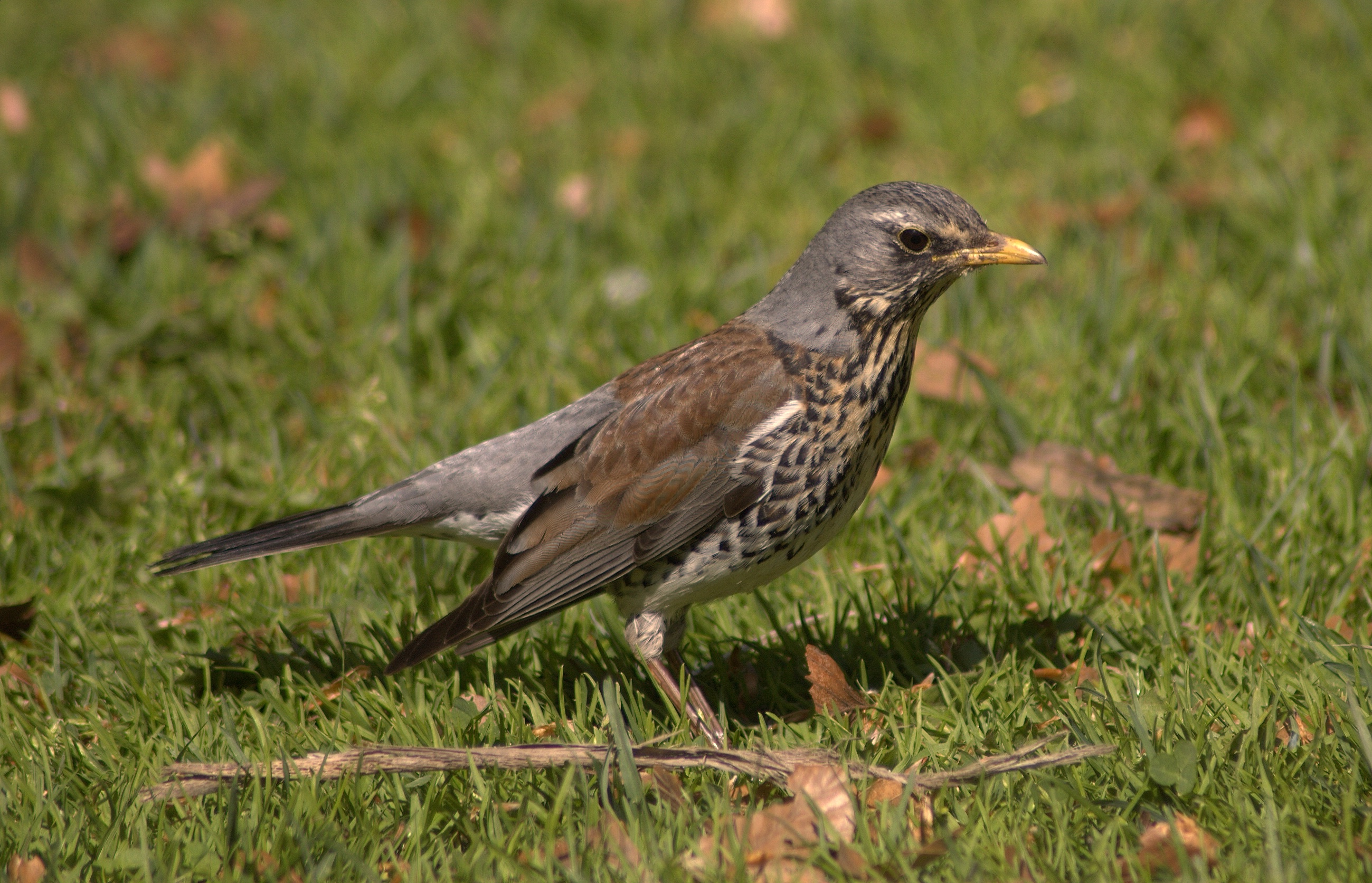
Fenyőrigó (Turdus pilaris)
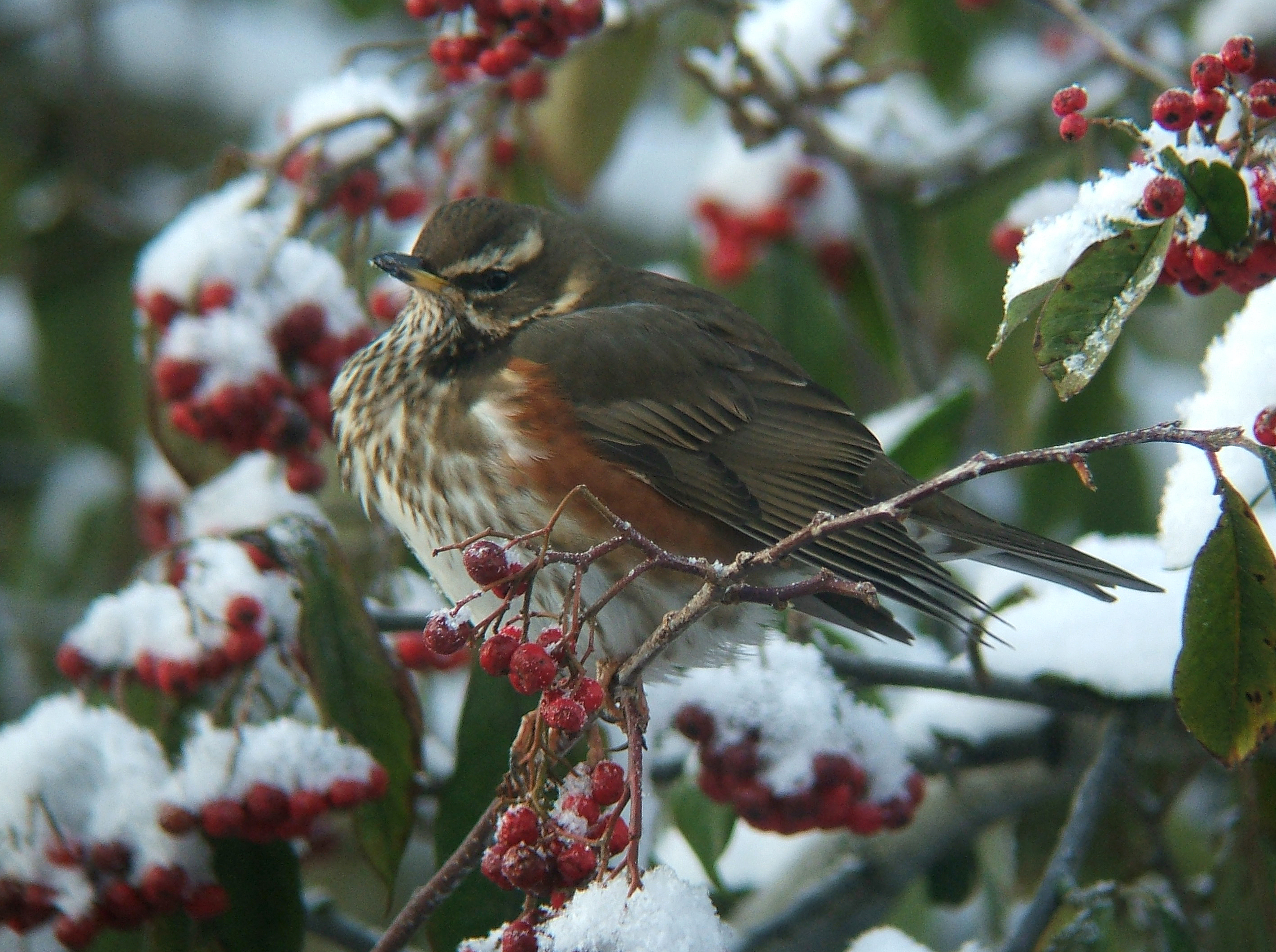
Szőlőrigó (Turdus iliacus)
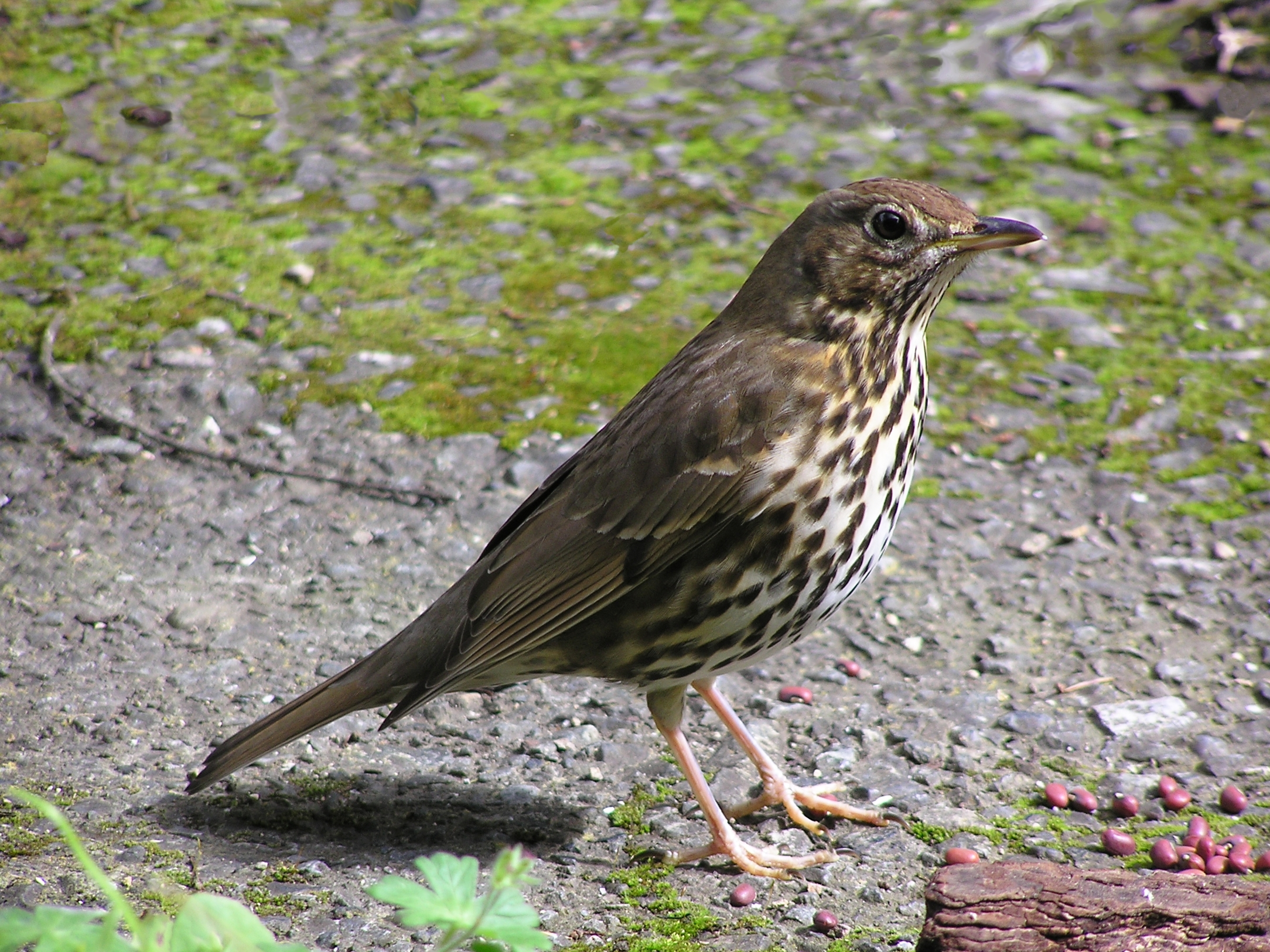
Énekes rigó (Turdus philomelos)
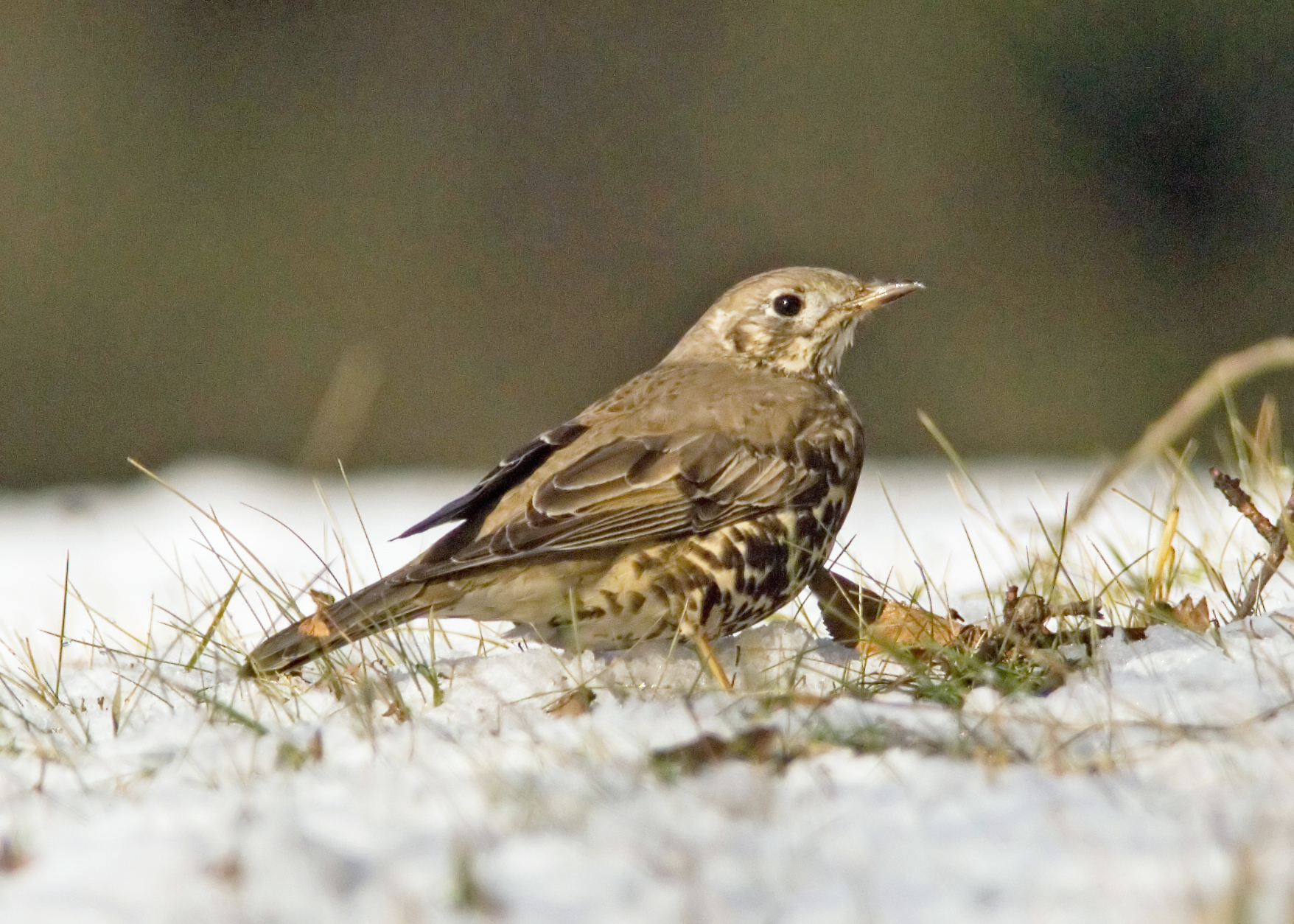
Léprigó (Turdus viscivorus)

### Óvilági poszátafélék(Sylviidae)

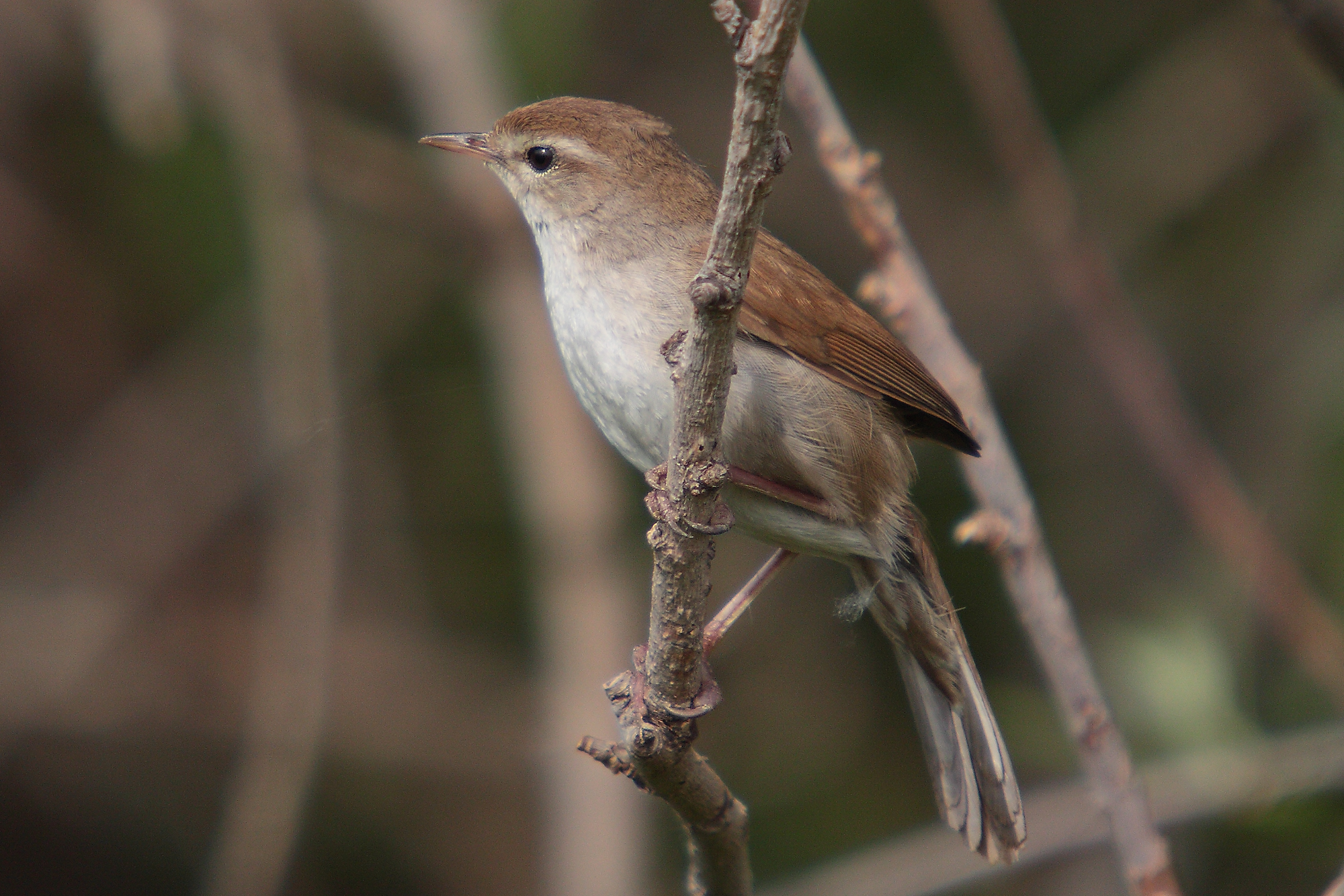
Berki poszáta (Cettia cetti)
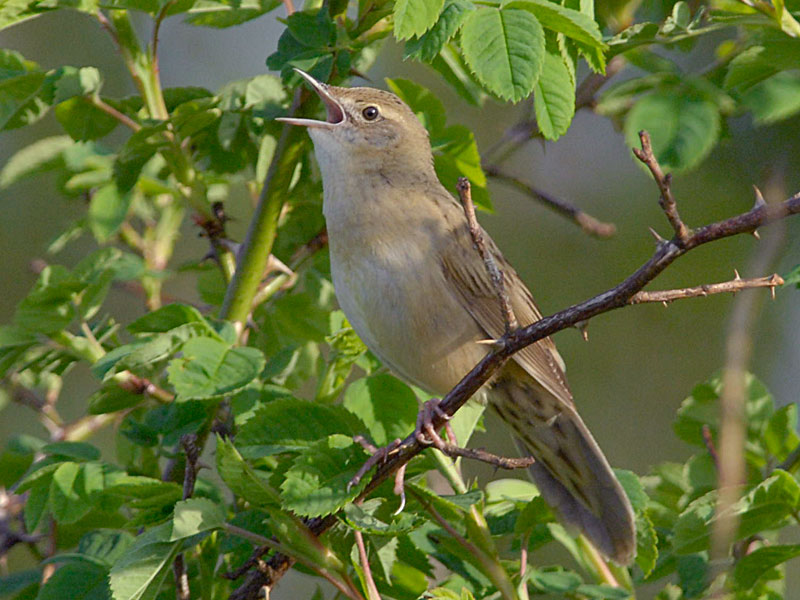
Réti tücsökmadár (Locustella naevia)
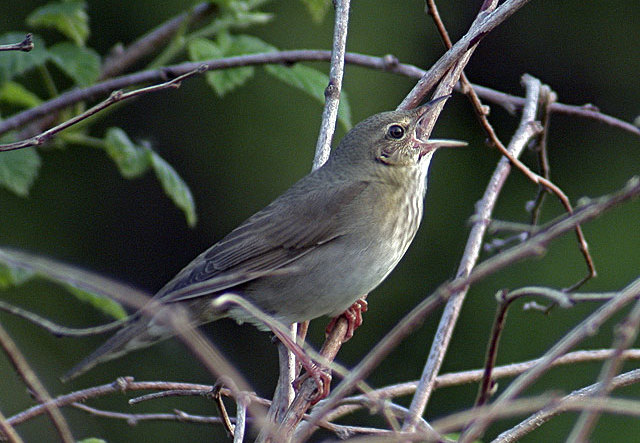
Berki tücsökmadár (Locustella fluviatilis)
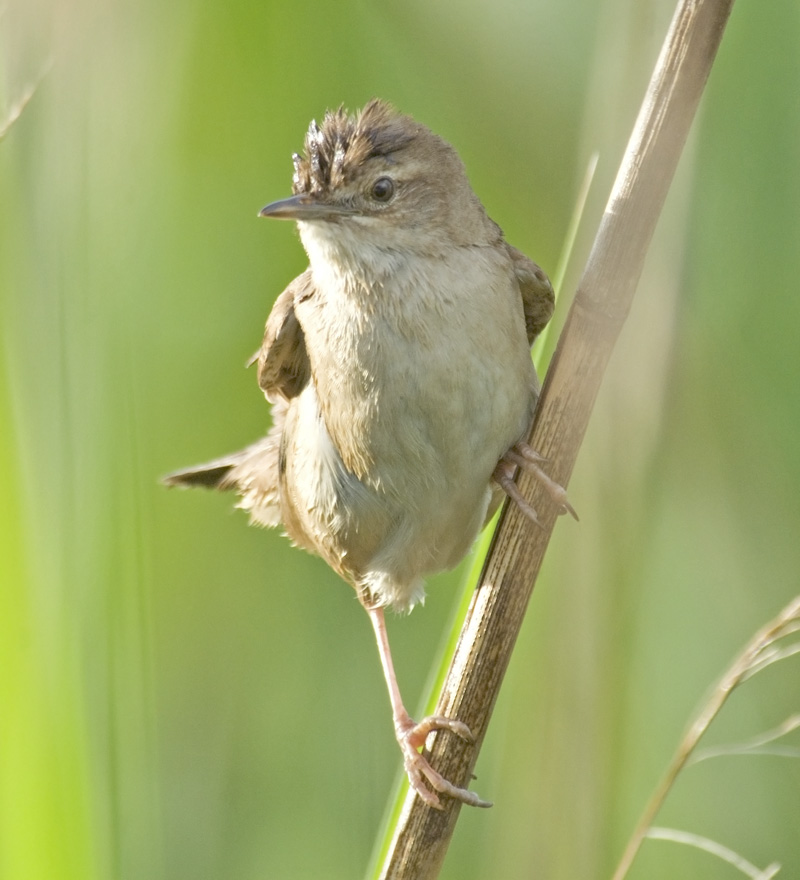
Nádi tücsökmadár (Locustella luscinioides)
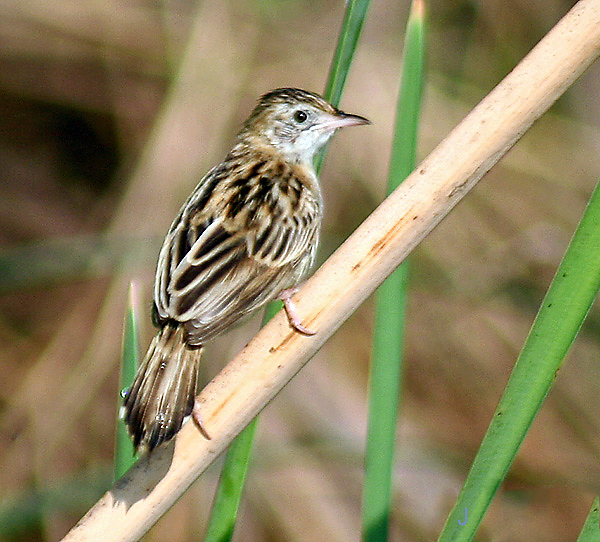
Szuharbújó (Cisticola juncidis)
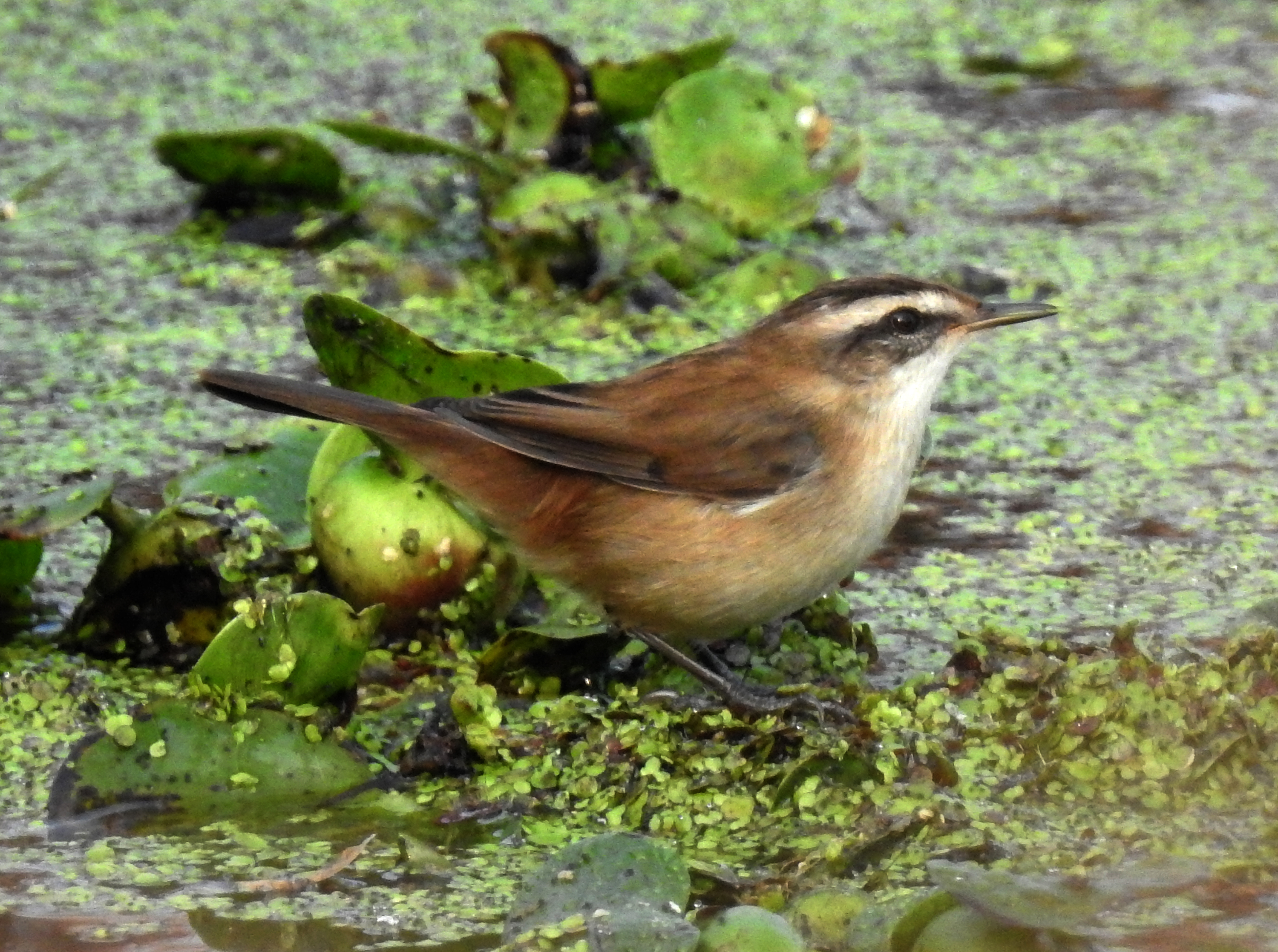
Fülemülesitke (Acrocephalus melanopogon)
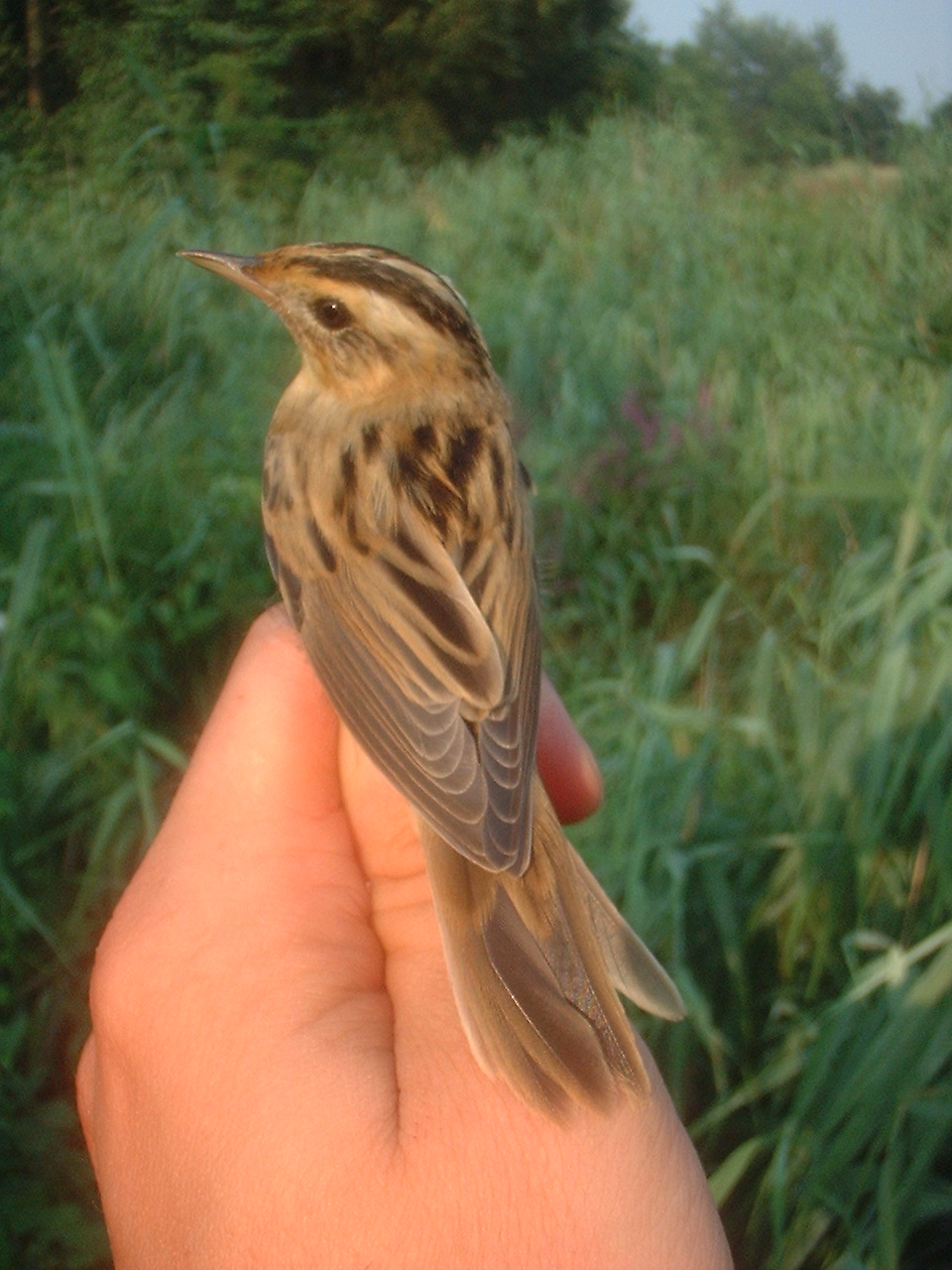
Csíkosfejű nádiposzáta (Acrocephalus paludicola)
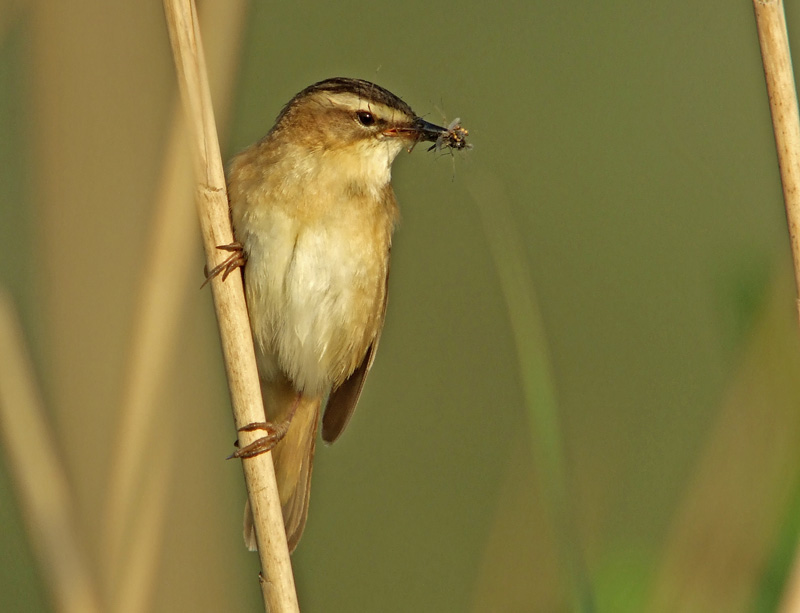
Foltos nádiposzáta (Acrocephalus schoenobaenus)
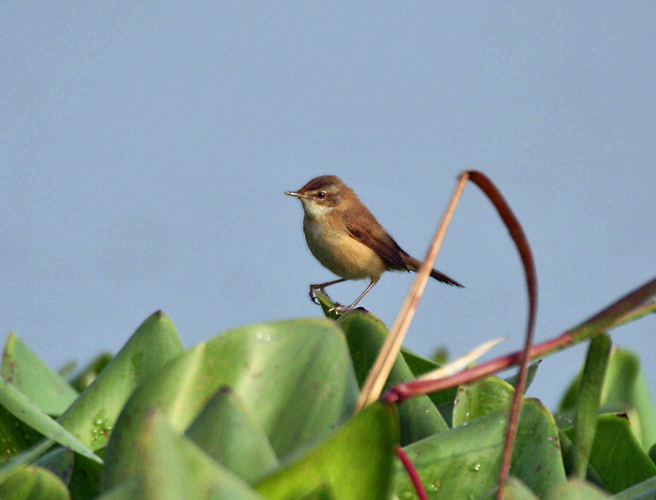
Rozsdás nádiposzáta (Acrocephalus agricola)
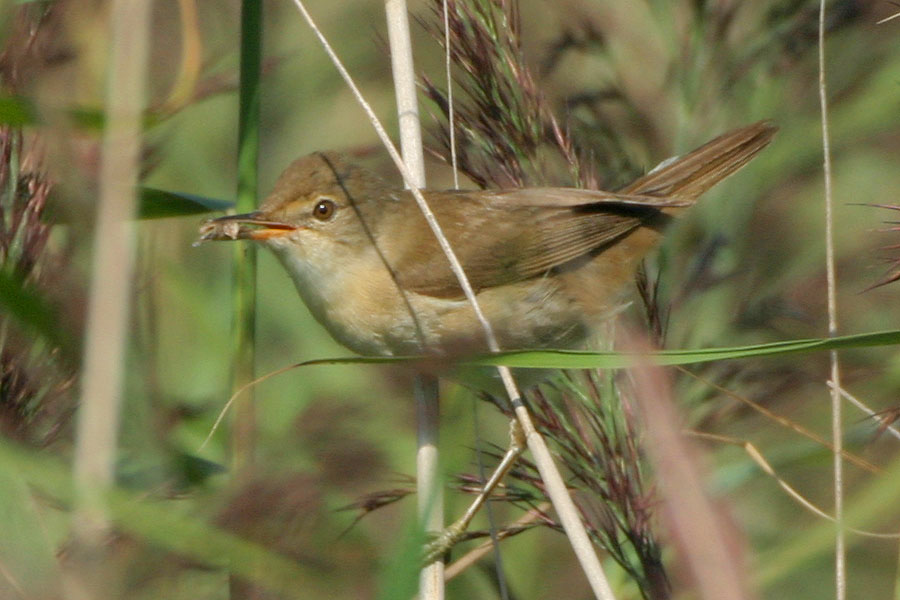
Cserregő nádiposzáta (Acrocephalus scirpaceus)
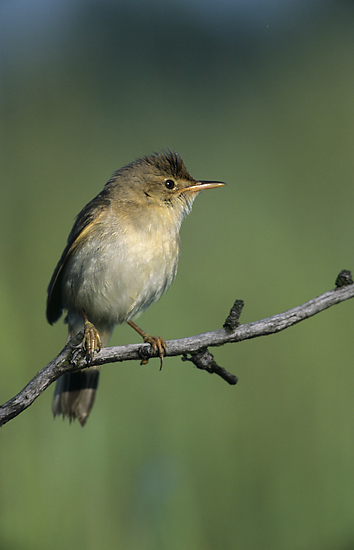
Énekes nádiposzáta (Acrocephalus palustris)
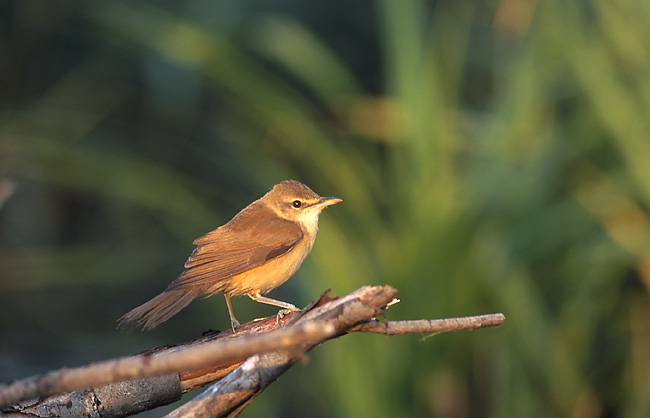
Nádirigó (Acrocephalus arundinaceus)
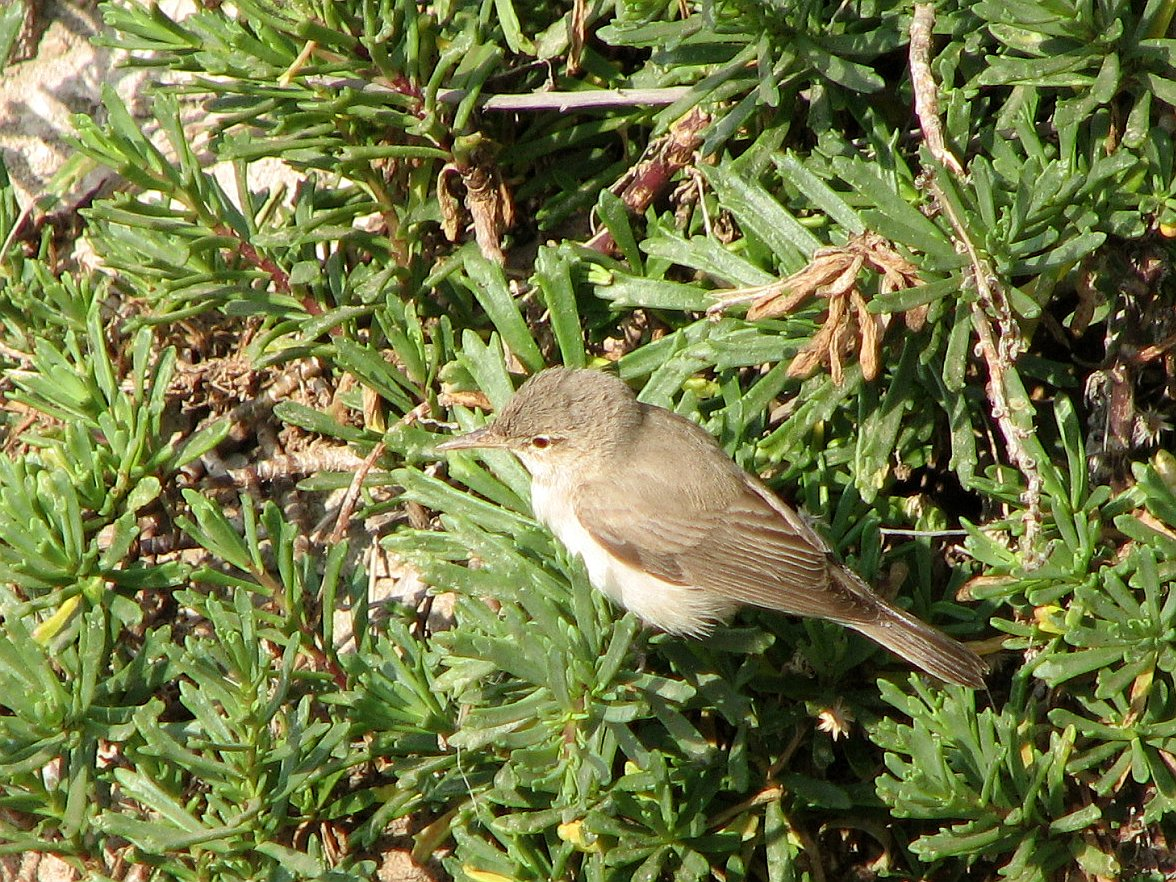
Halvány geze (Hippolais pallida)
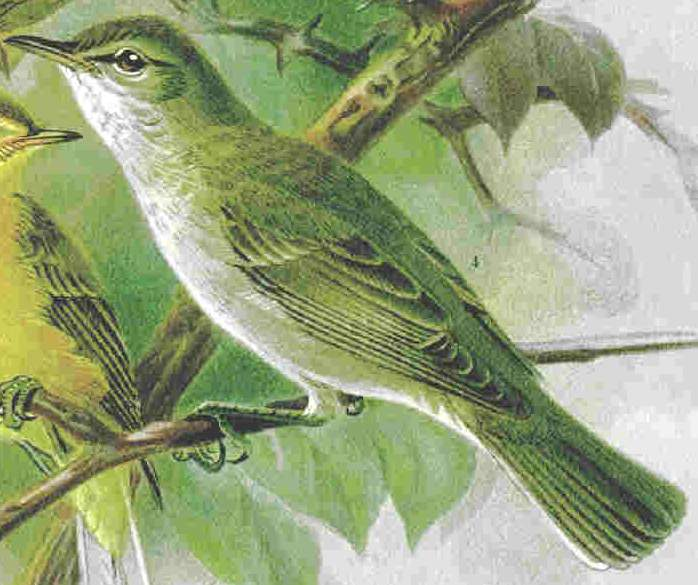
Olívgeze (Hippolais olivetorum)
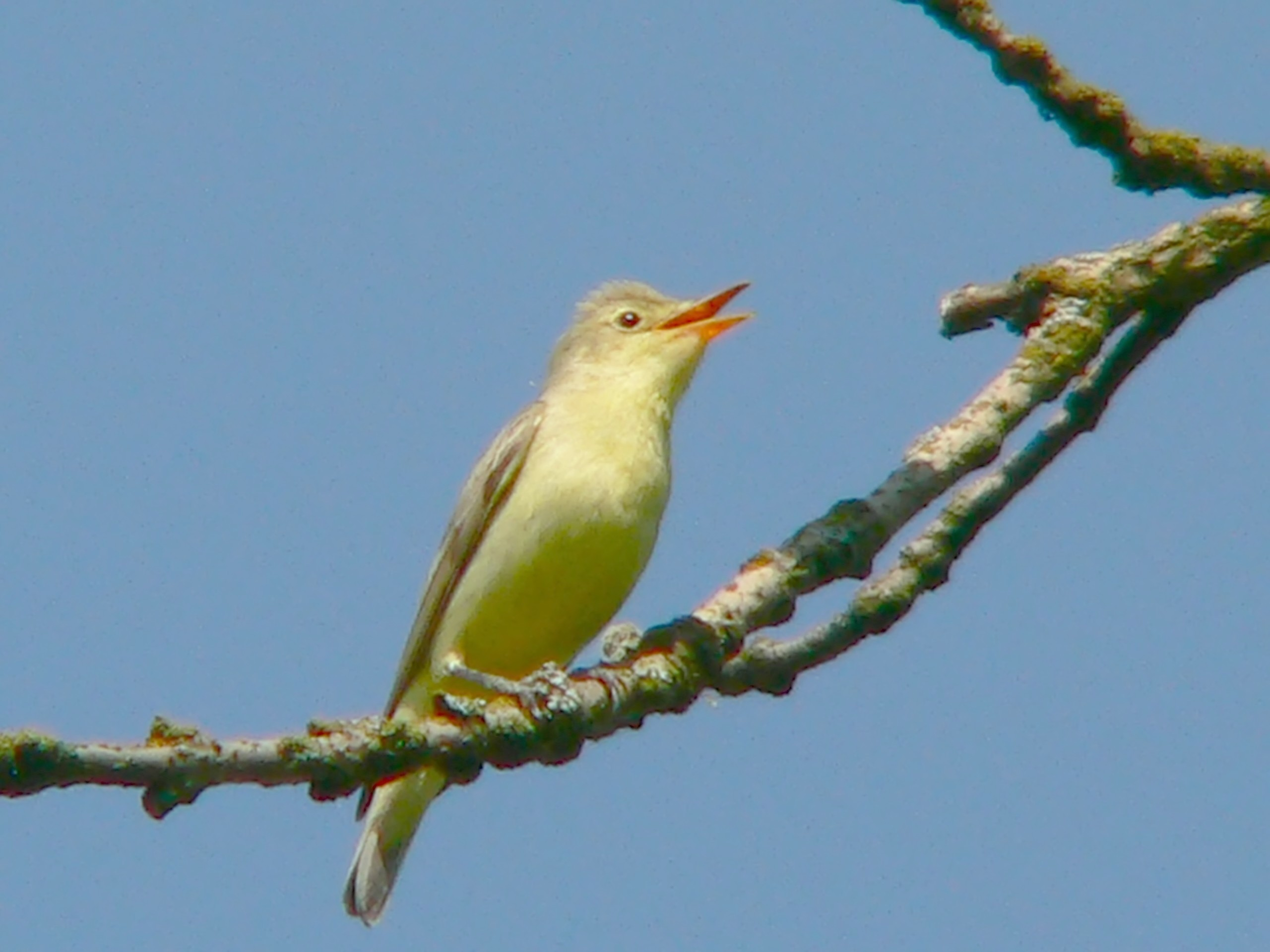
Kerti geze (Hippolais icterina)
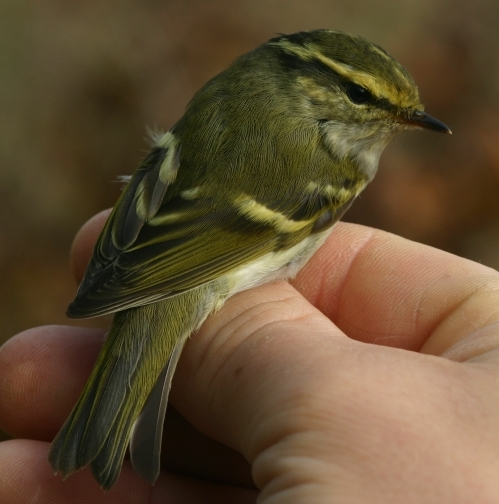
Királyfüzike (Phylloscopus proregulus)
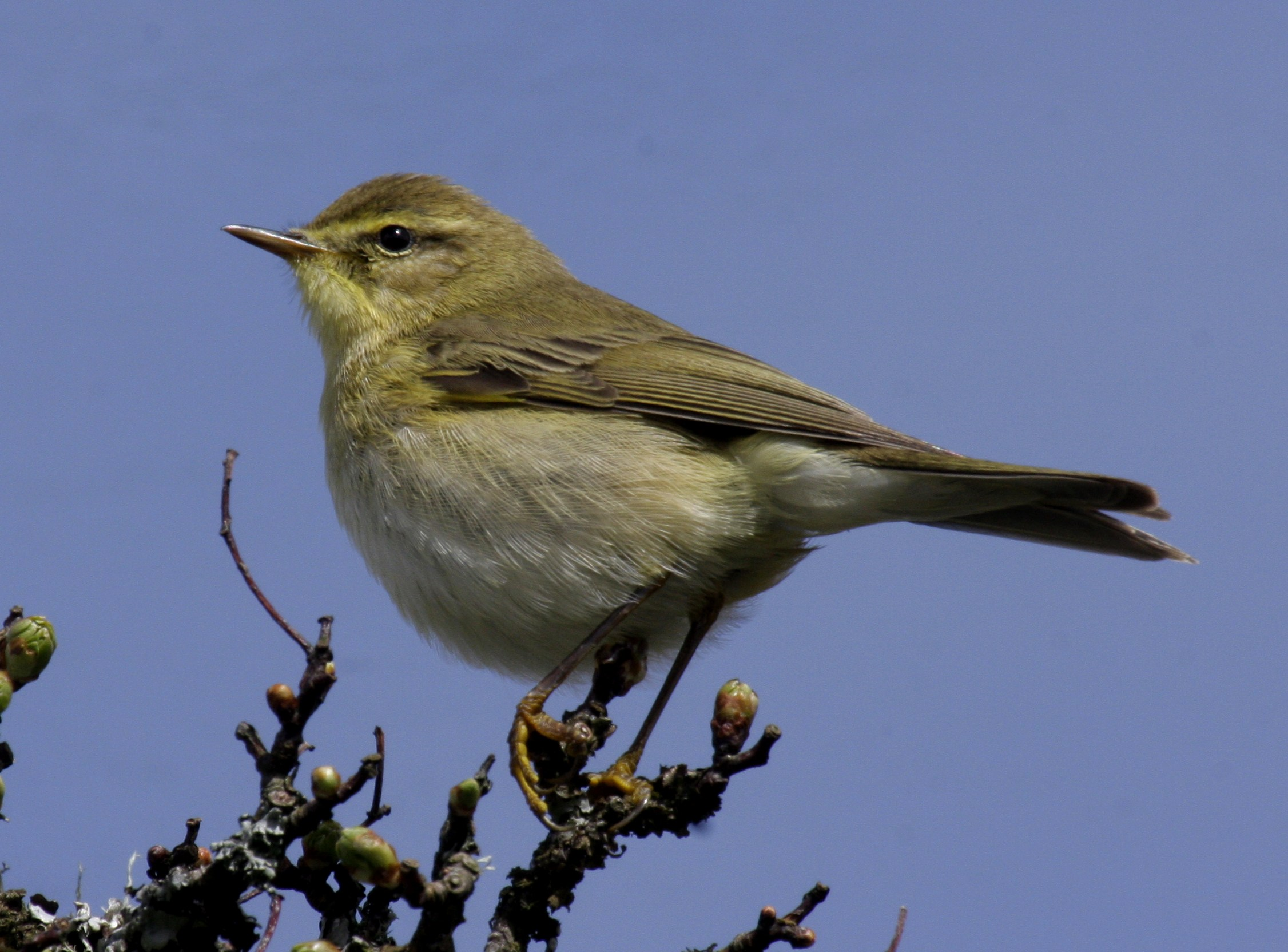
Fitiszfüzike (Phylloscopus trochilus)
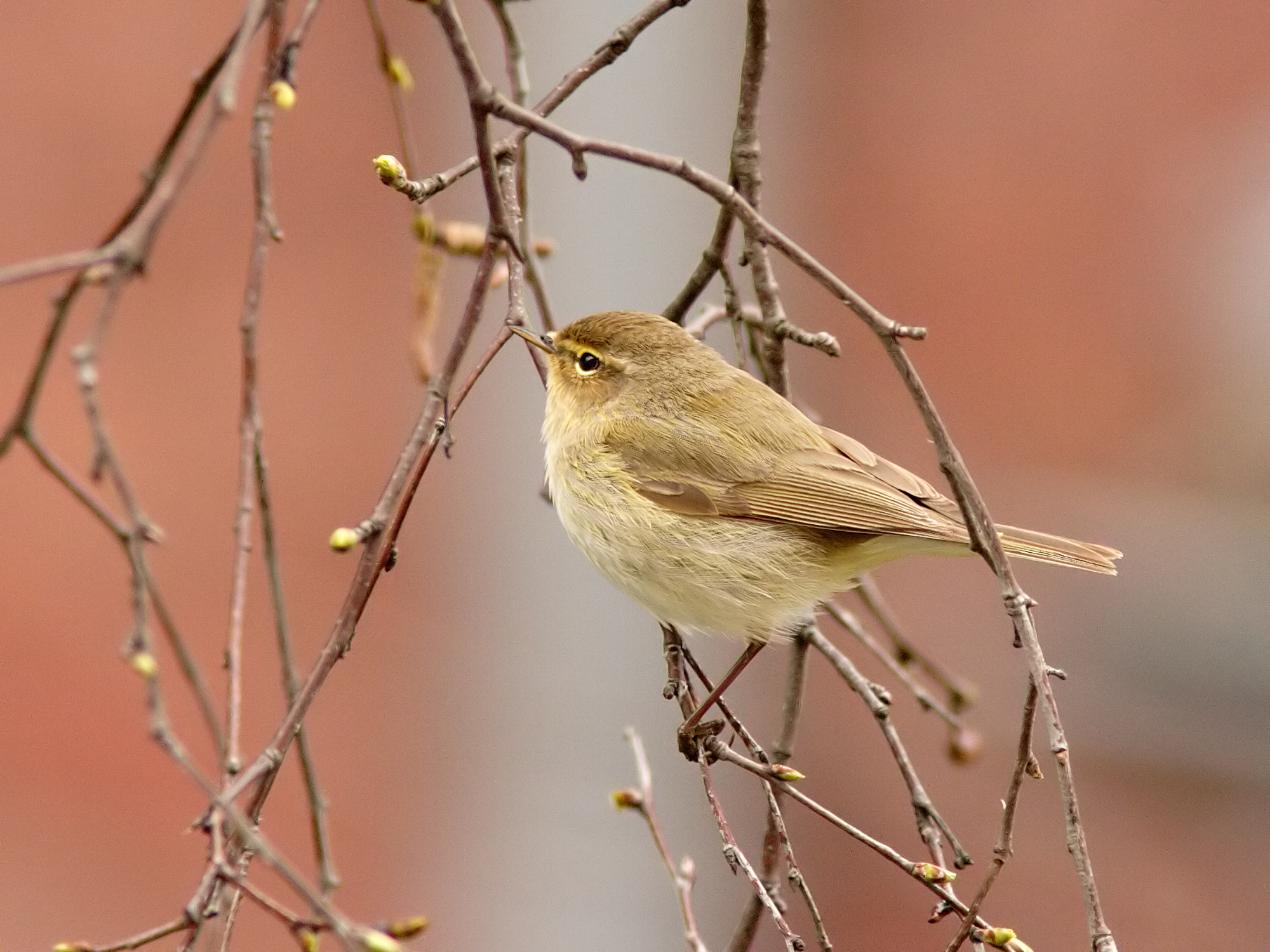
Csilpcsalpfüzike (Phylloscopus collybita)
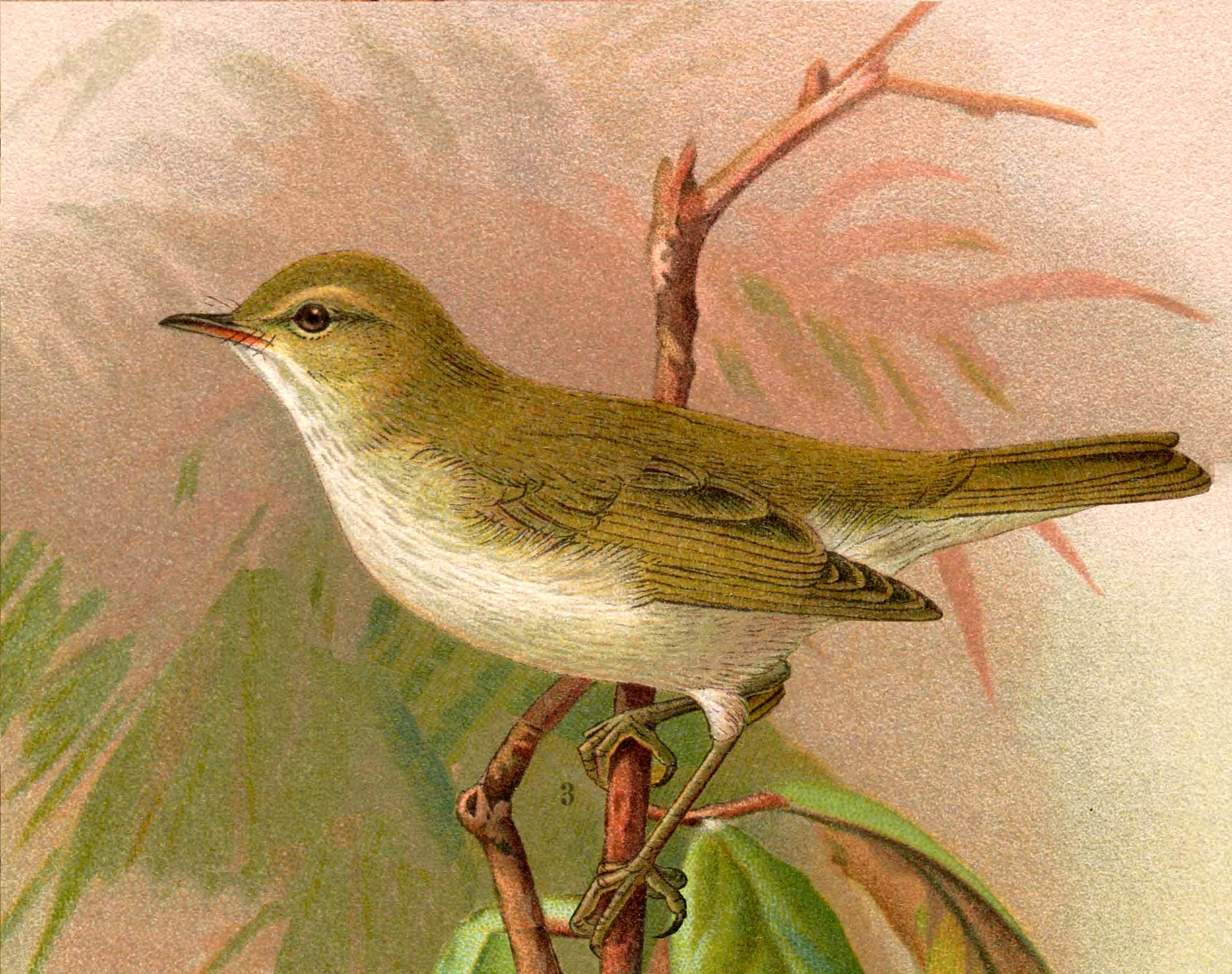
Bonelli-füzike (Phylloscopus bonelli)
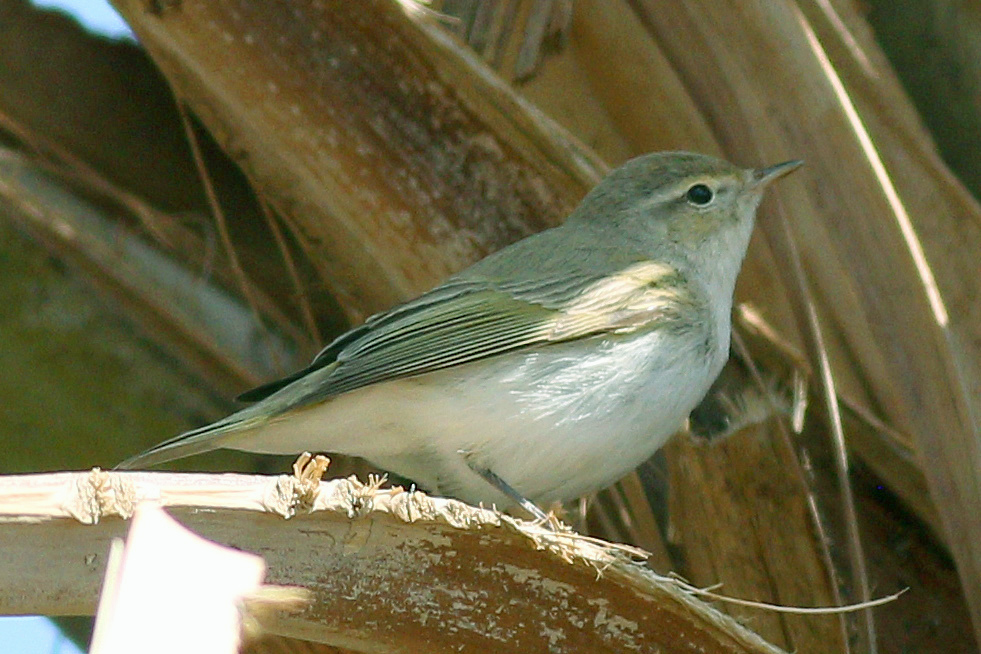
Balkáni füzike(Phylloscopus orientalis)
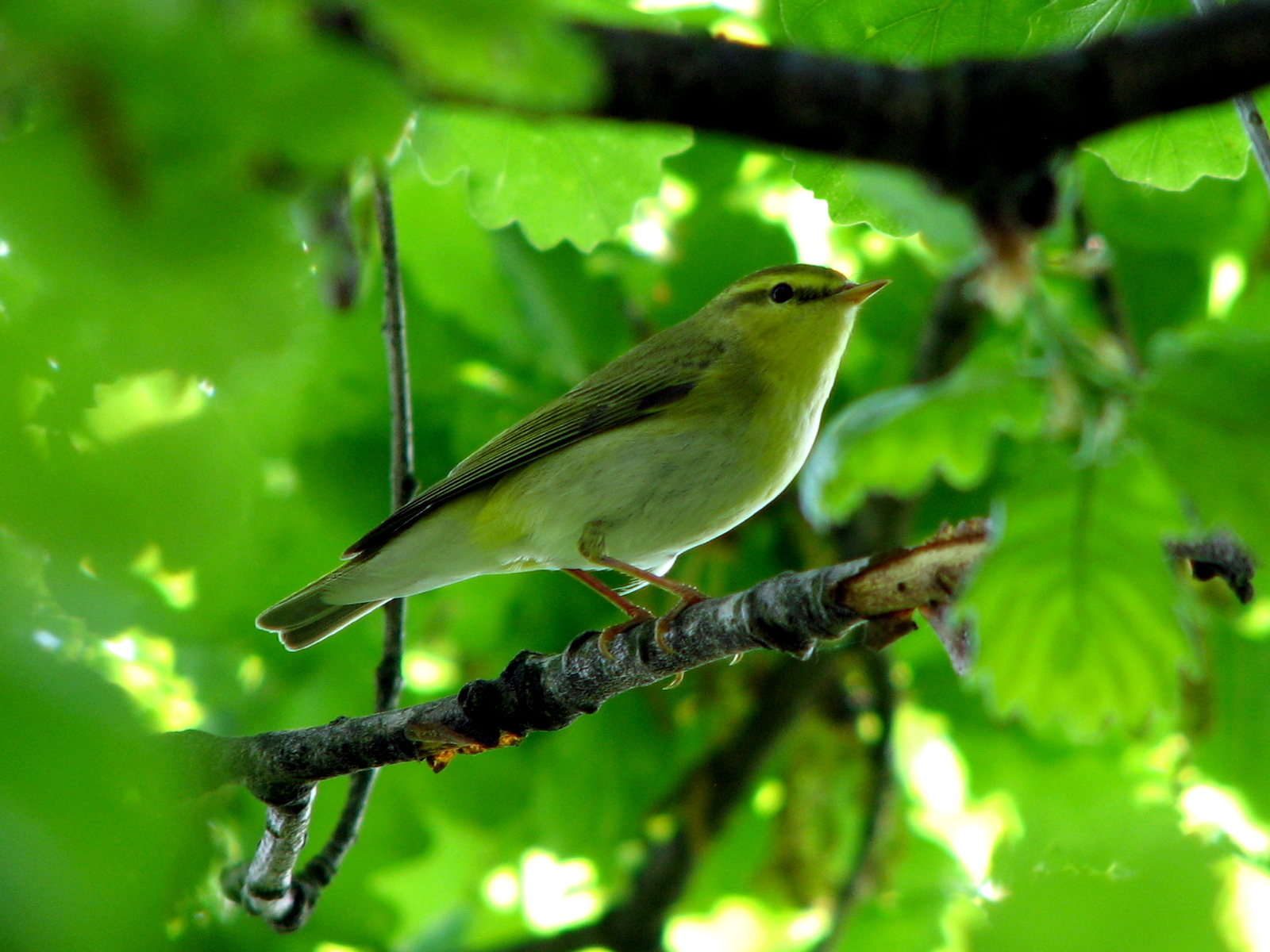
Sisegő füzike (Phylloscopus sibilatrix)
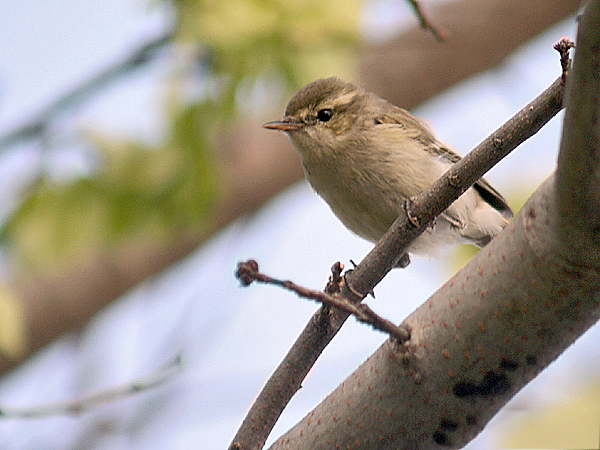
Zöld füzike (Phylloscopus trochiloides)
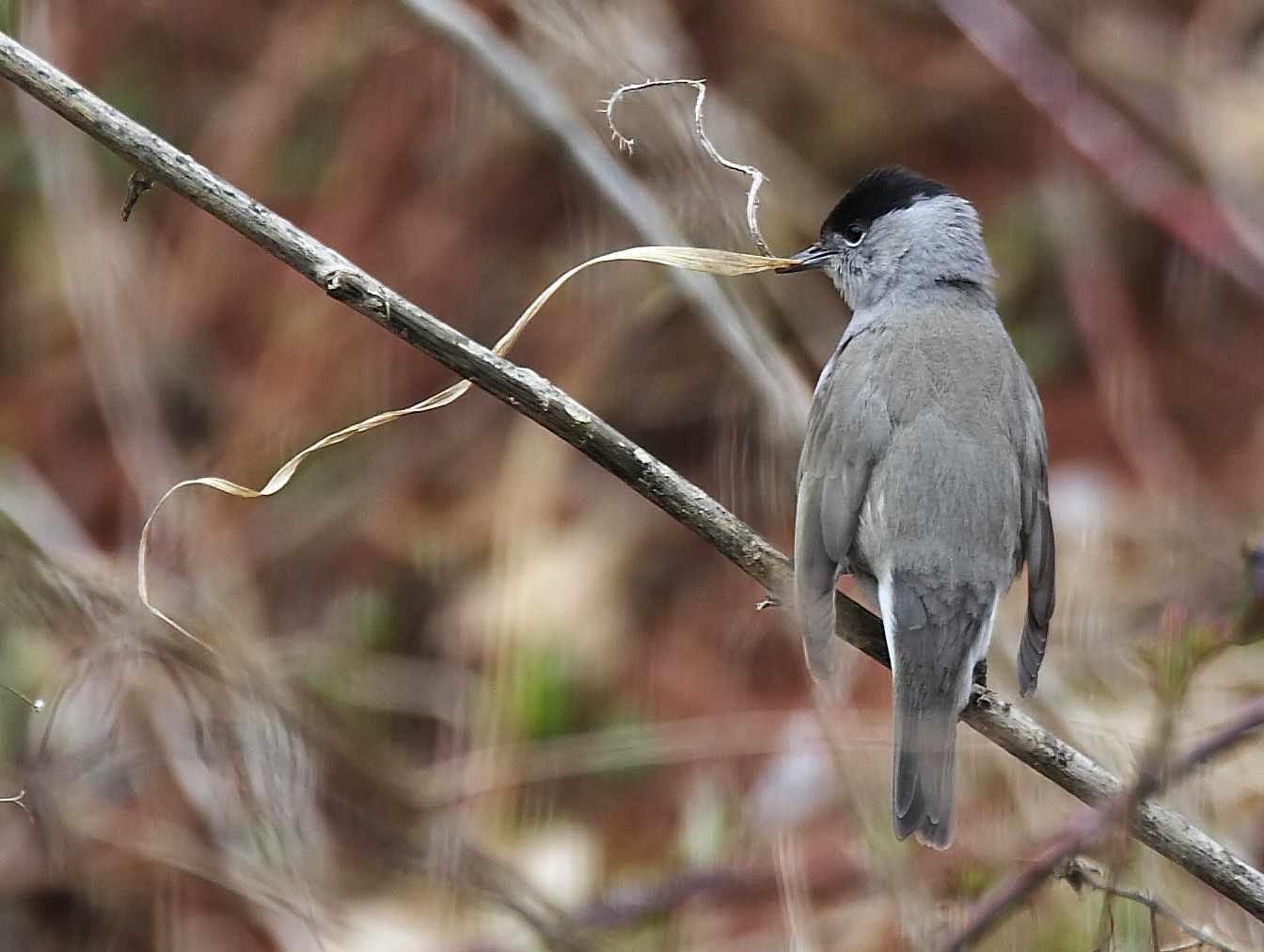
Barátposzáta (Sylvia atricapilla)
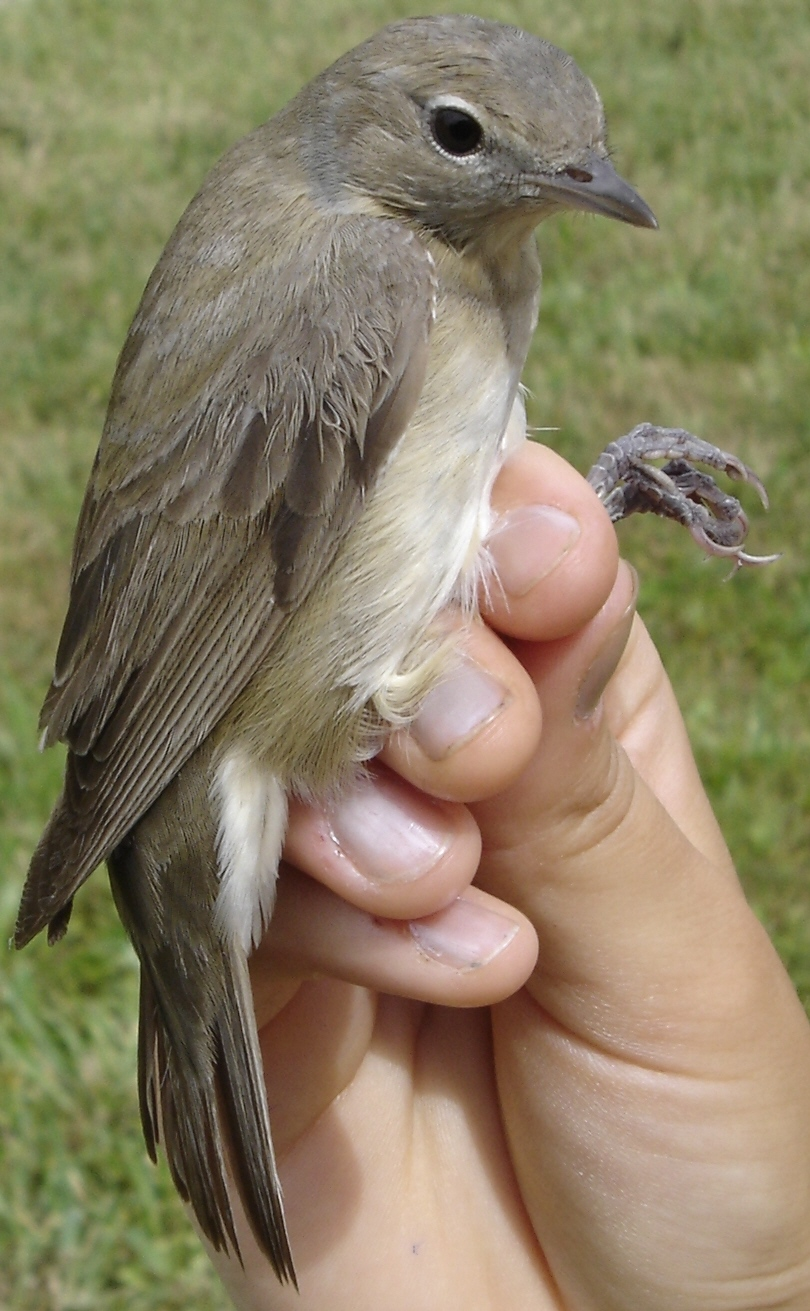
Kerti poszáta (Sylvia borin)
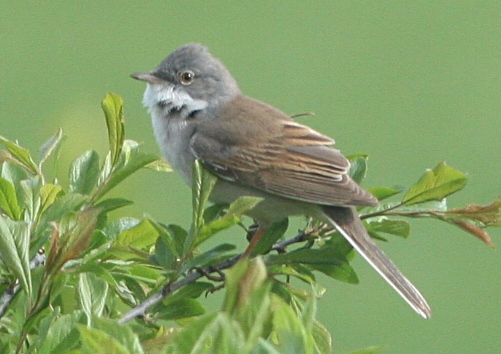
Mezei poszáta (Sylvia communis)
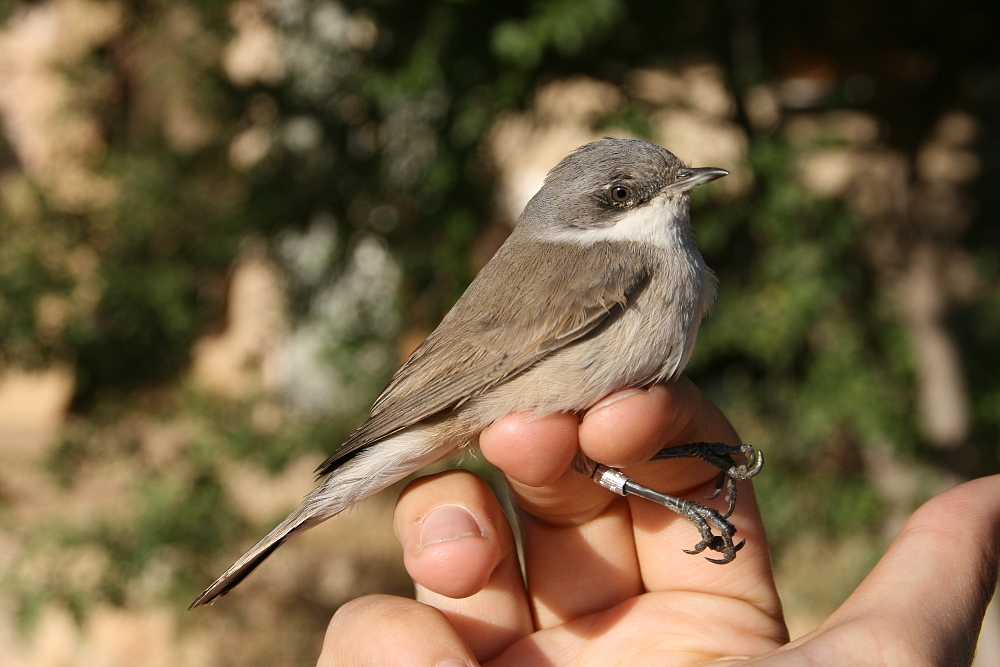
Kis poszáta (Sylvia curruca)
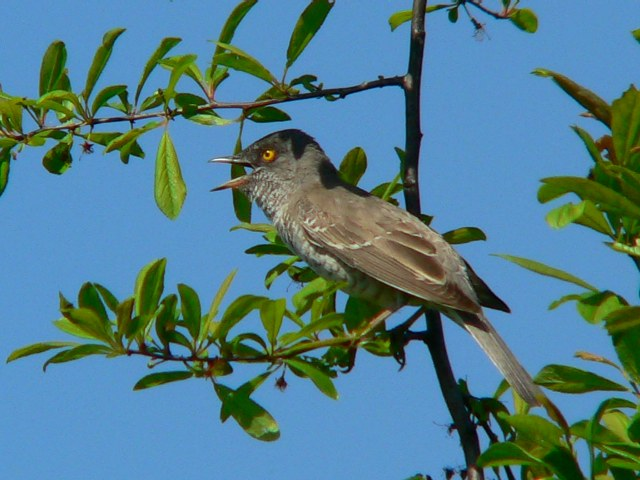
Karvalyposzáta (Sylvia nisoria)
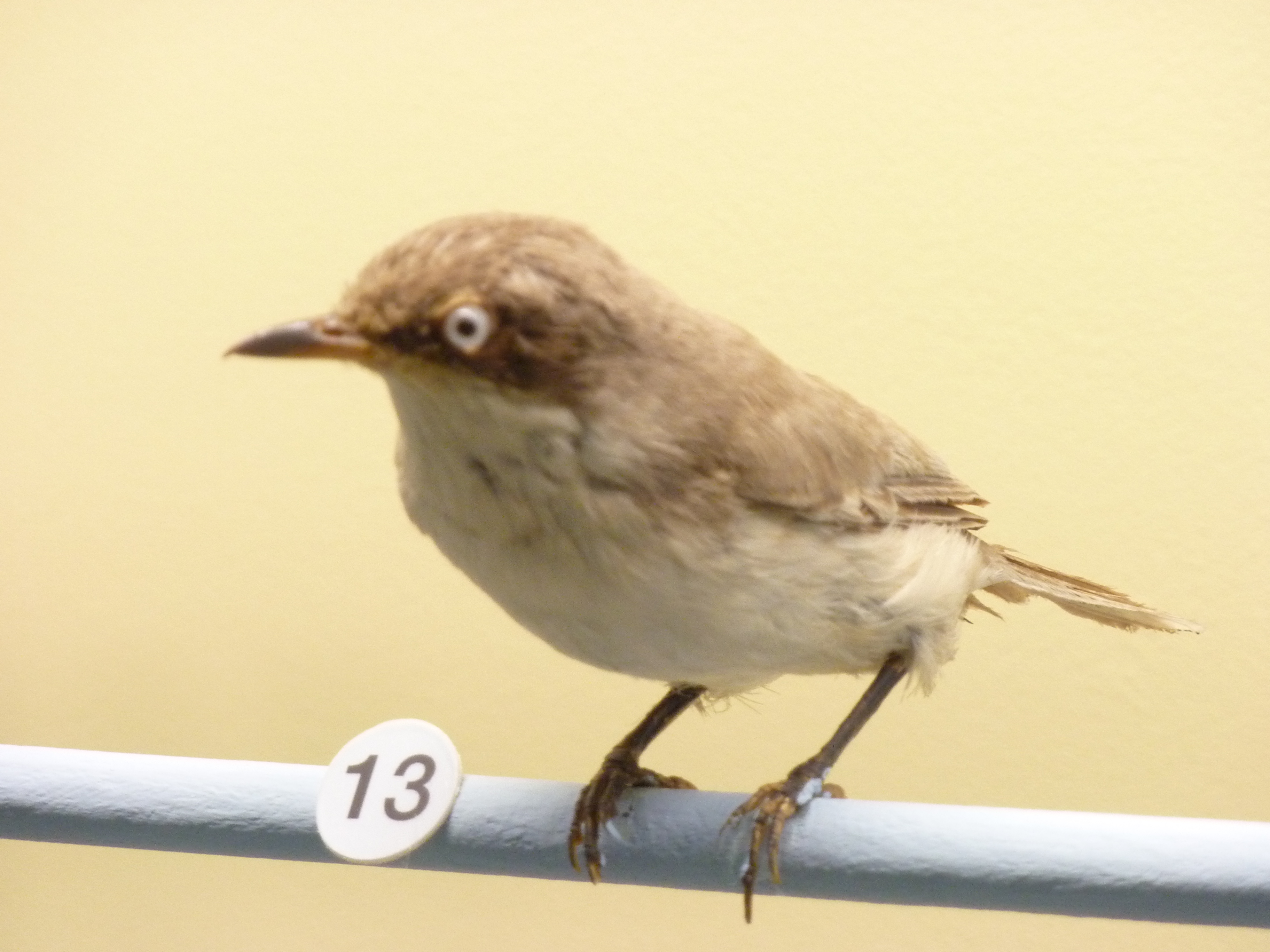
Dalos poszáta (Sylvia hortensis)
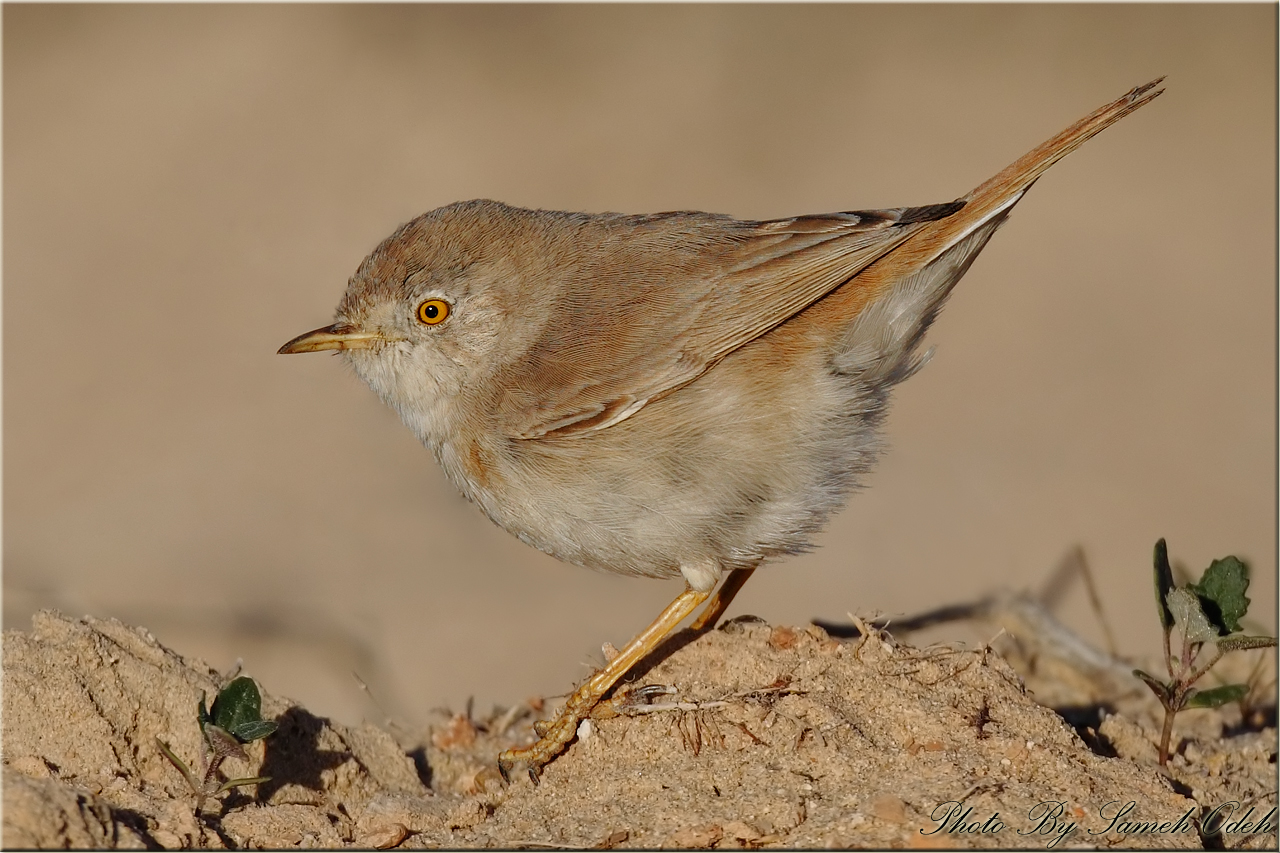
Sivatagi poszáta (Sylvia nana)
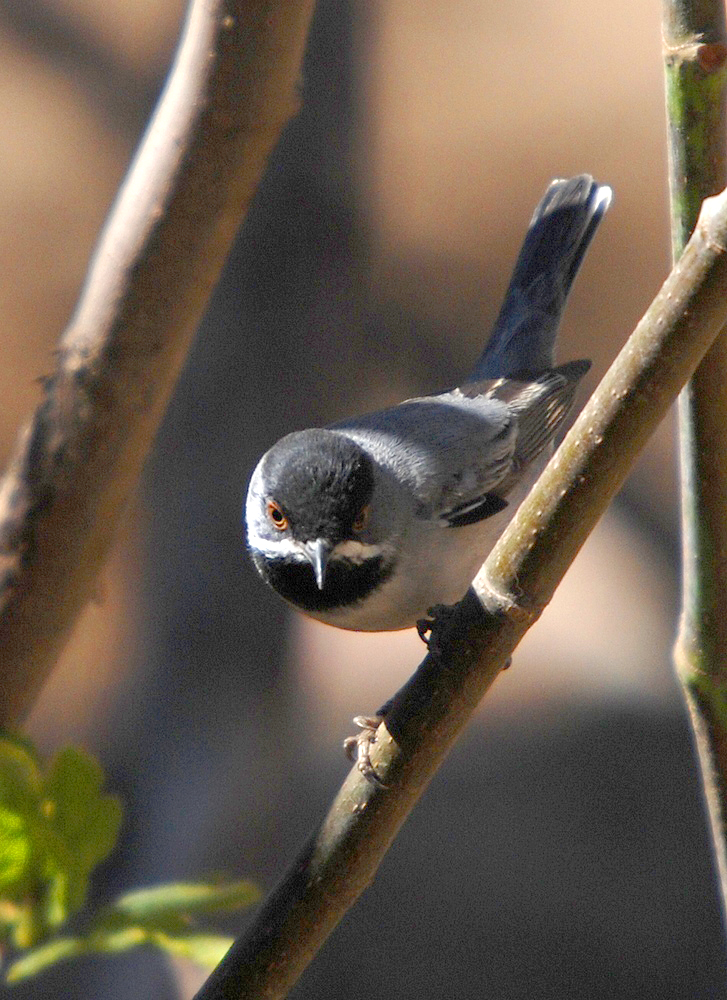
Feketetorkú poszáta (Sylvia rueppelli)
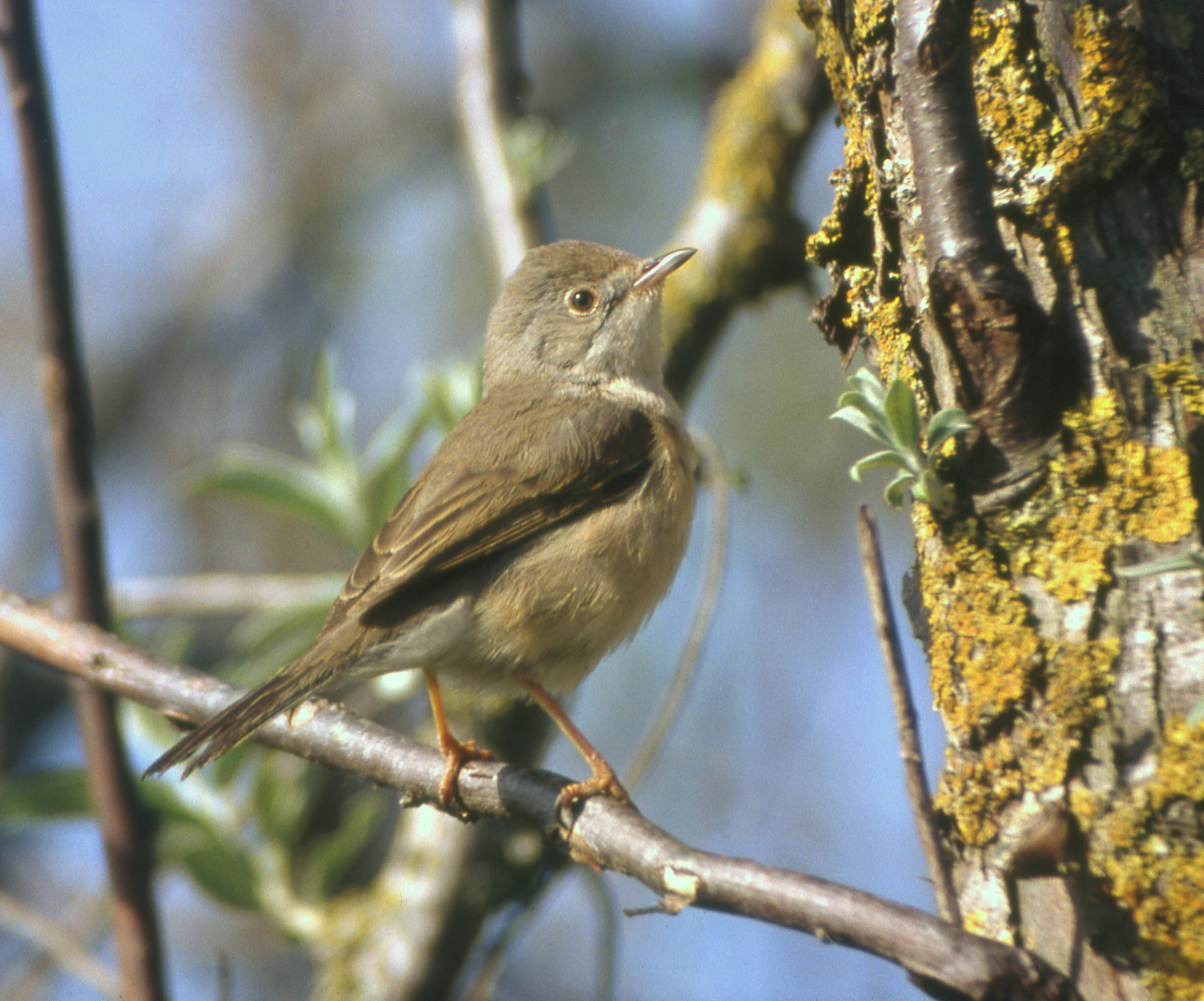
Bajszos poszáta (Sylvia cantillans)
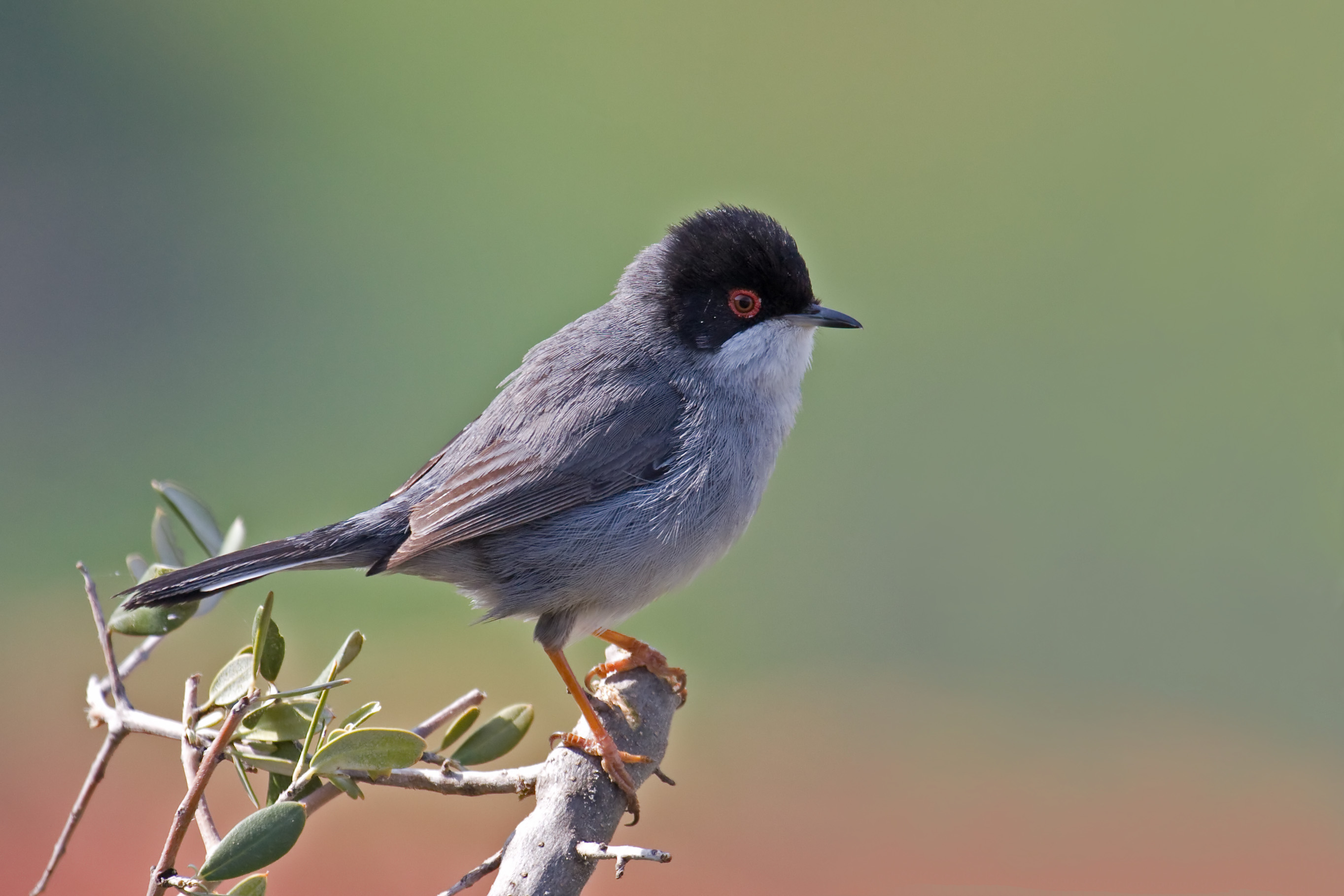
Kucsmás poszáta (Sylvia melanocephala)

### Légykapófélék(Muscicapidae)

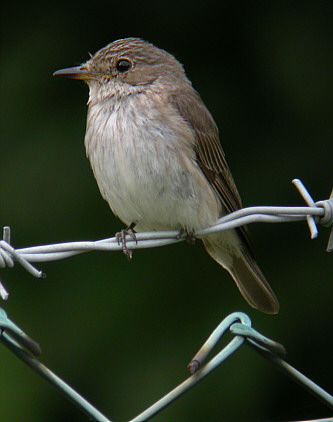
Szürke légykapó (Muscicapa striata)
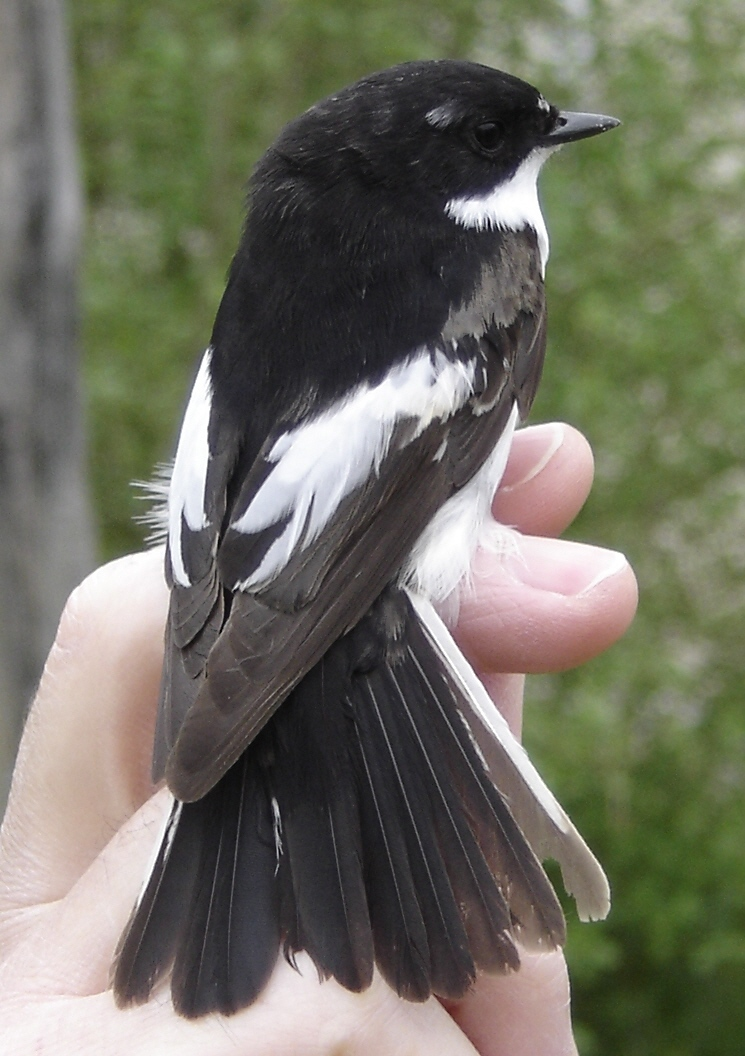
Kormos légykapó (Ficedula hypoleuca)
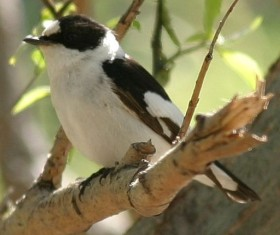
Örvös légykapó (Ficedula albicollis)
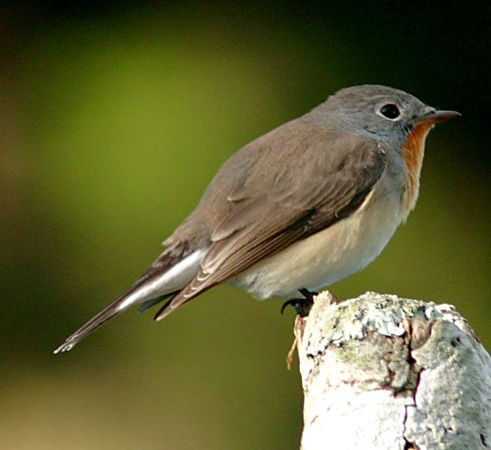
Kis légykapó (Ficedula parva)
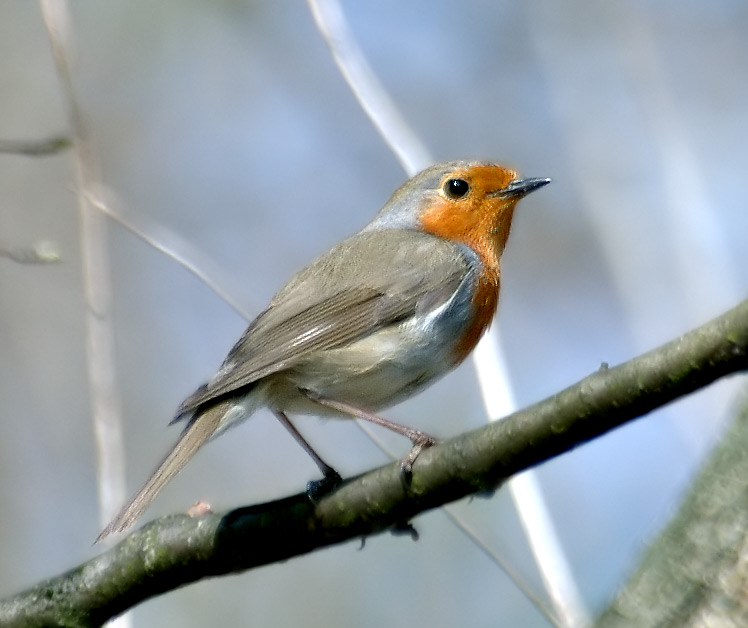
Vörösbegy (Erithacus rubecula)
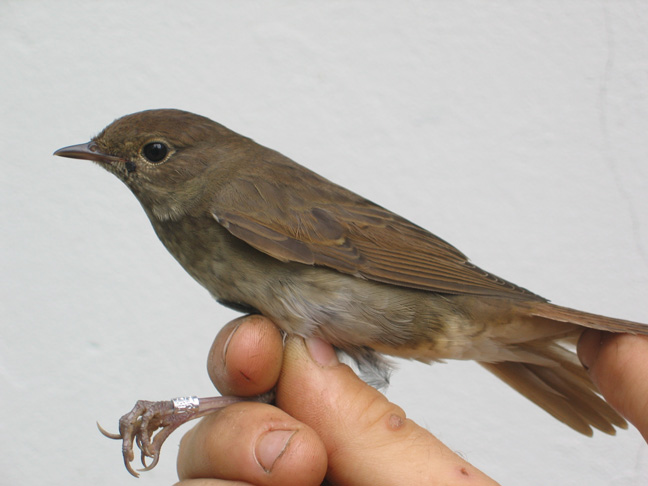
Nagy fülemüle (Luscinia luscinia)
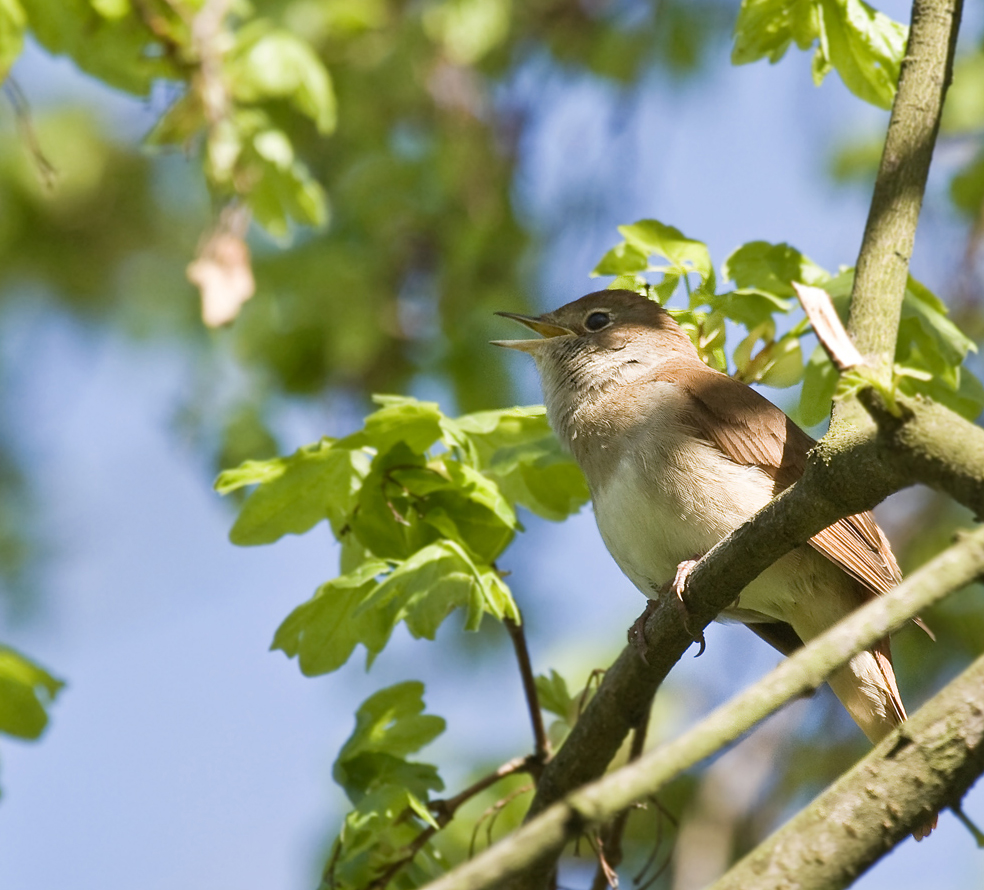
Fülemüle (Luscinia megarhynchos)
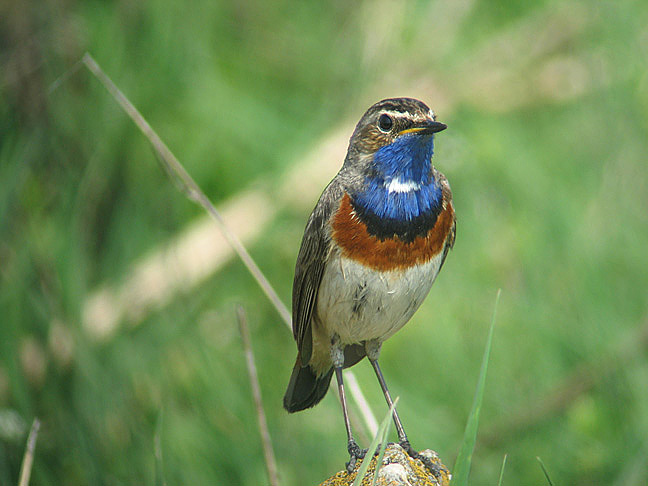
Kékbegy (Luscinia svecica)
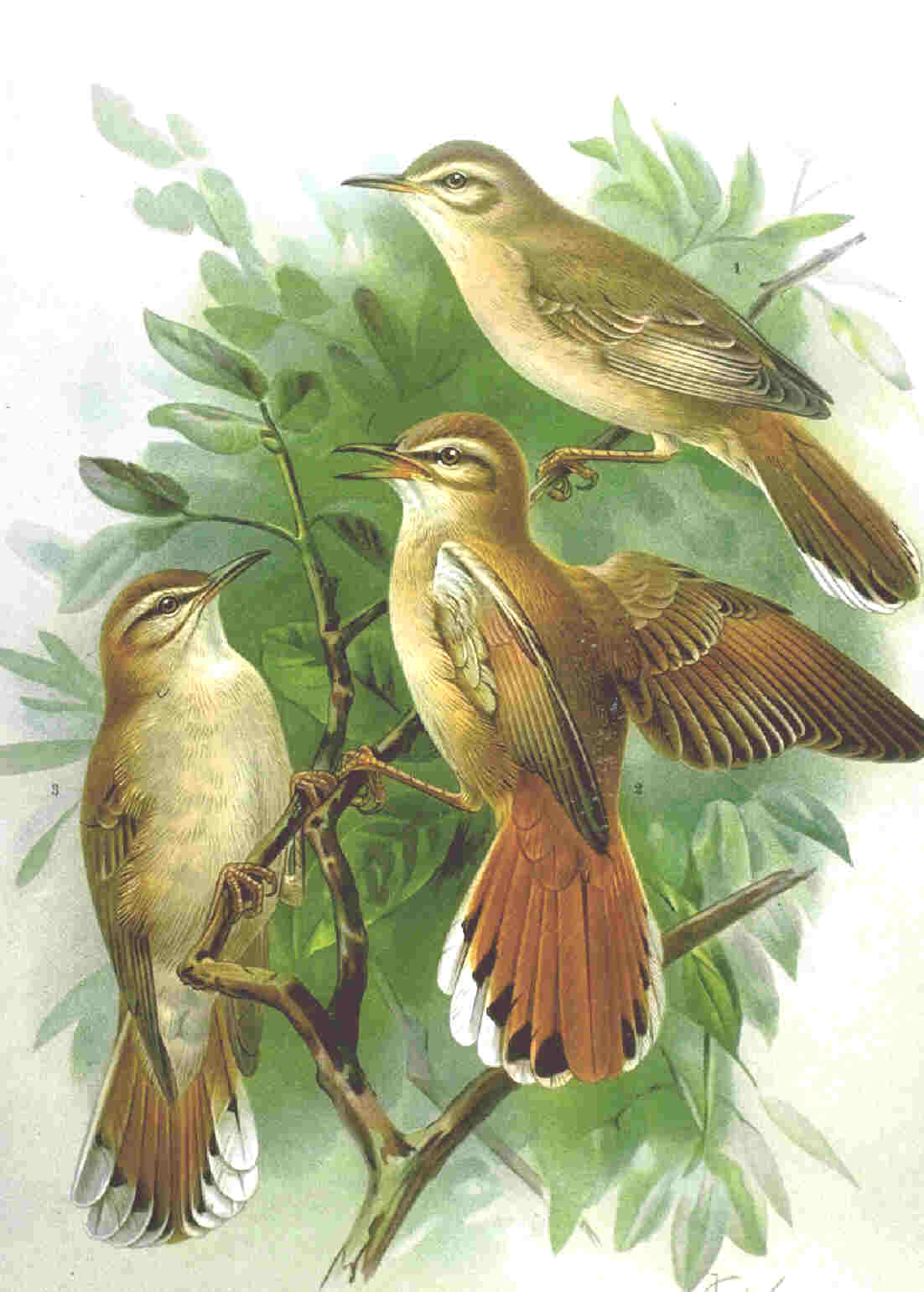
Vörhenyesfarkú tüskebujkáló (Cercotrichas galactotes)
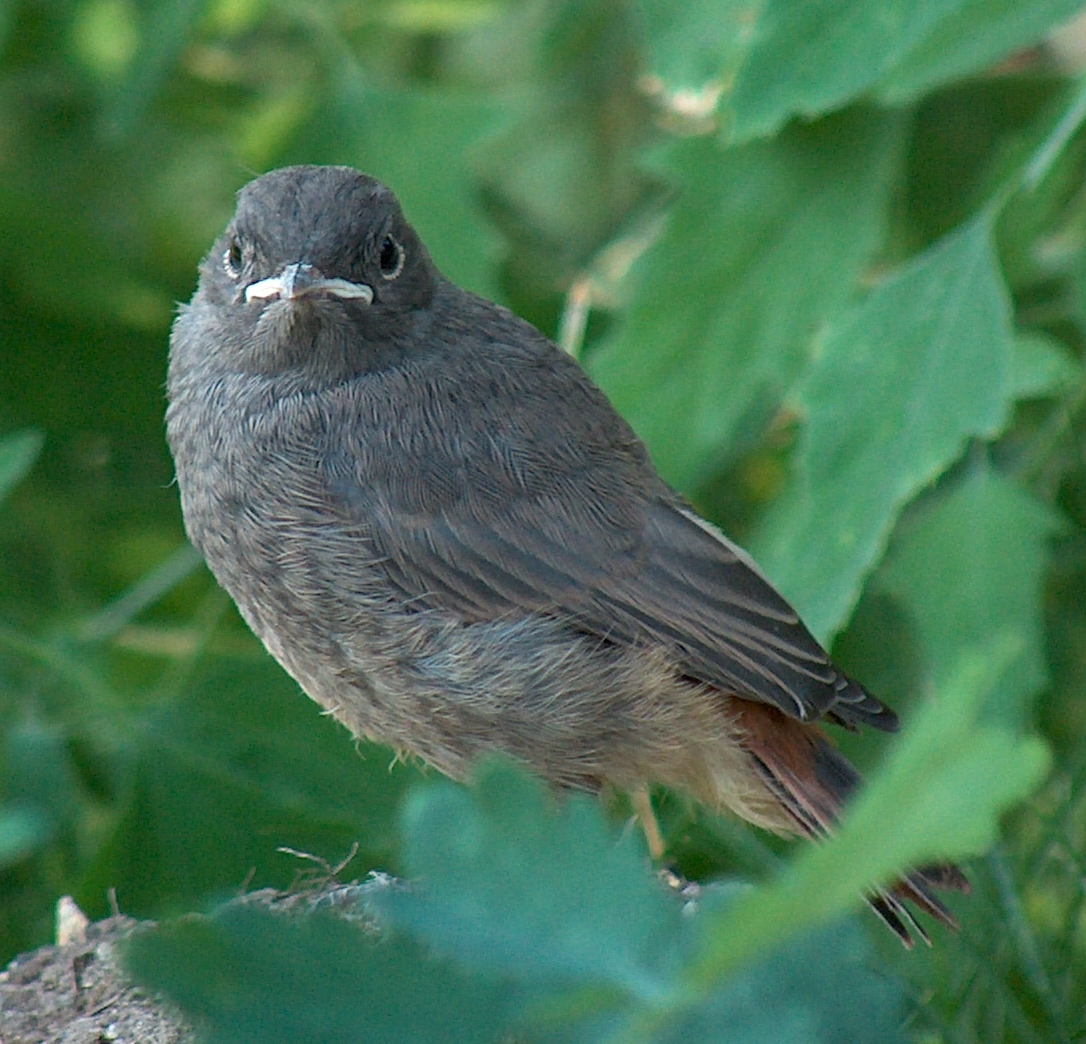
Házi rozsdafarkú (Phoenicurus ochruros)
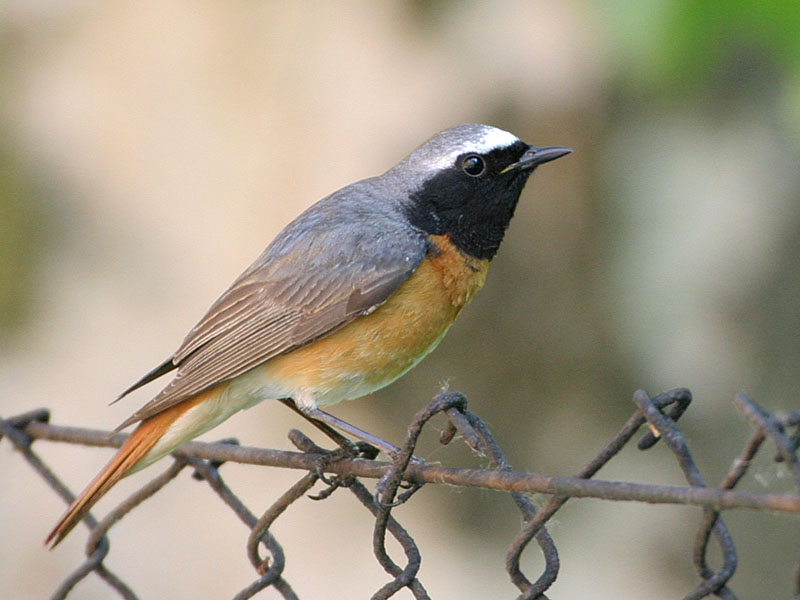
Kerti rozsdafarkú (Phoenicurus phoenicurus)
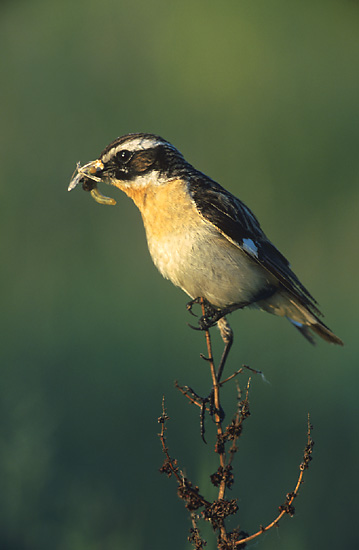
Rozsdás csuk (Saxicola rubetra)
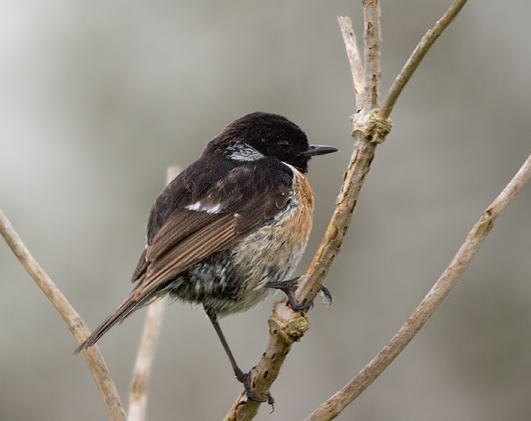
Cigánycsuk (Saxicola torquata)
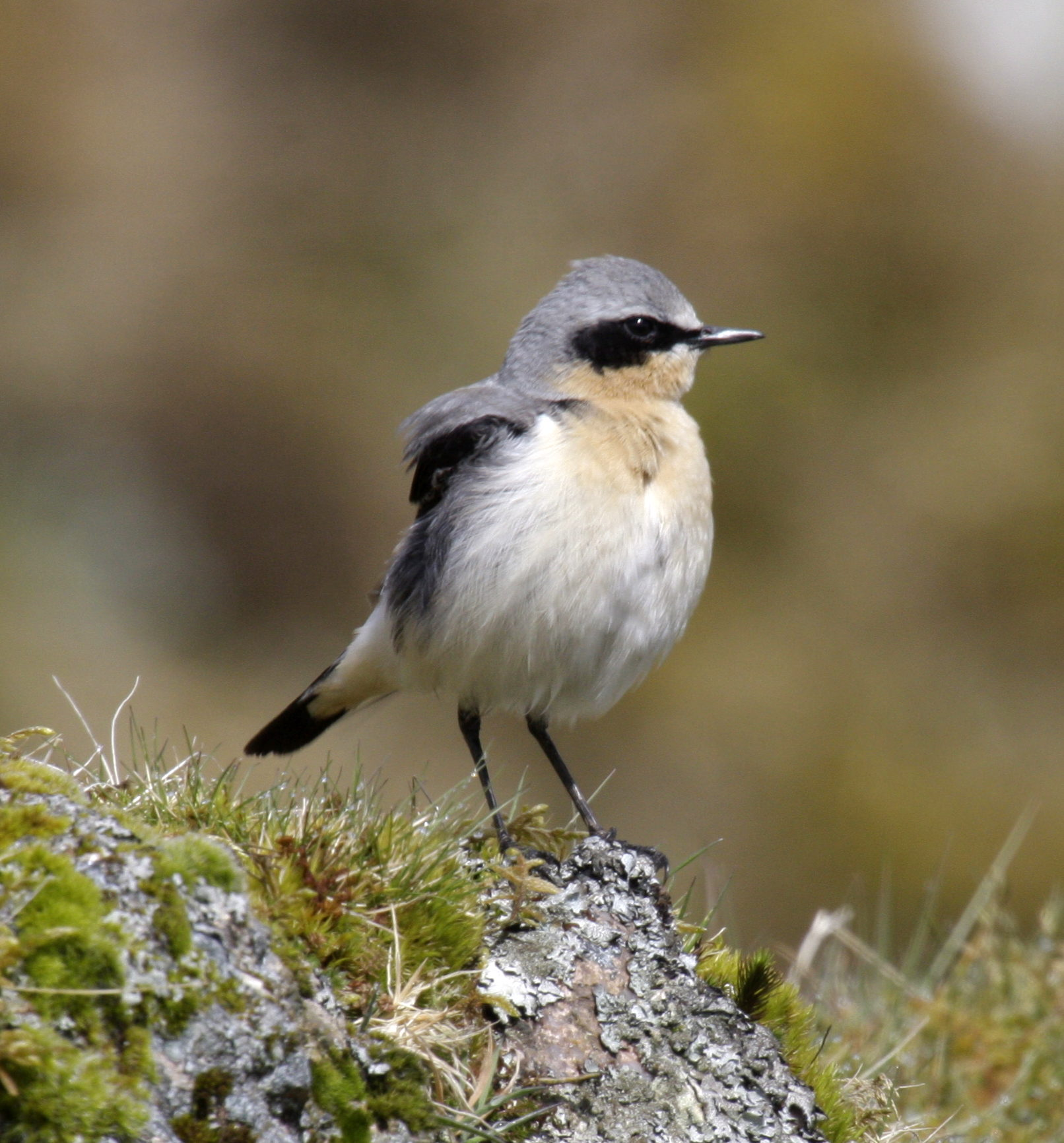
Hantmadár (Oenanthe oenanthe)
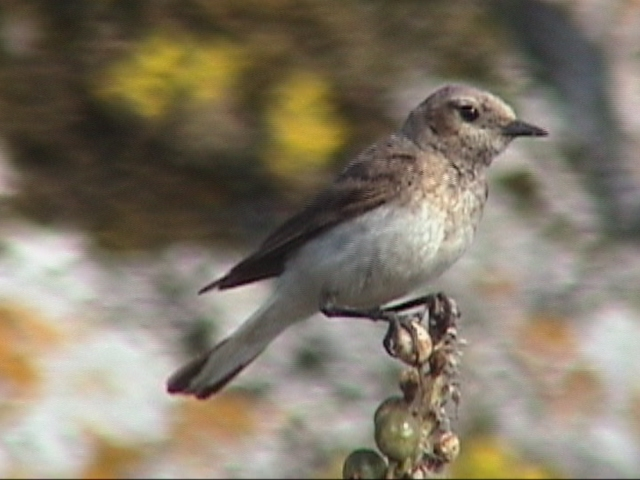
Apácahantmadár (Oenanthe pleschanka)
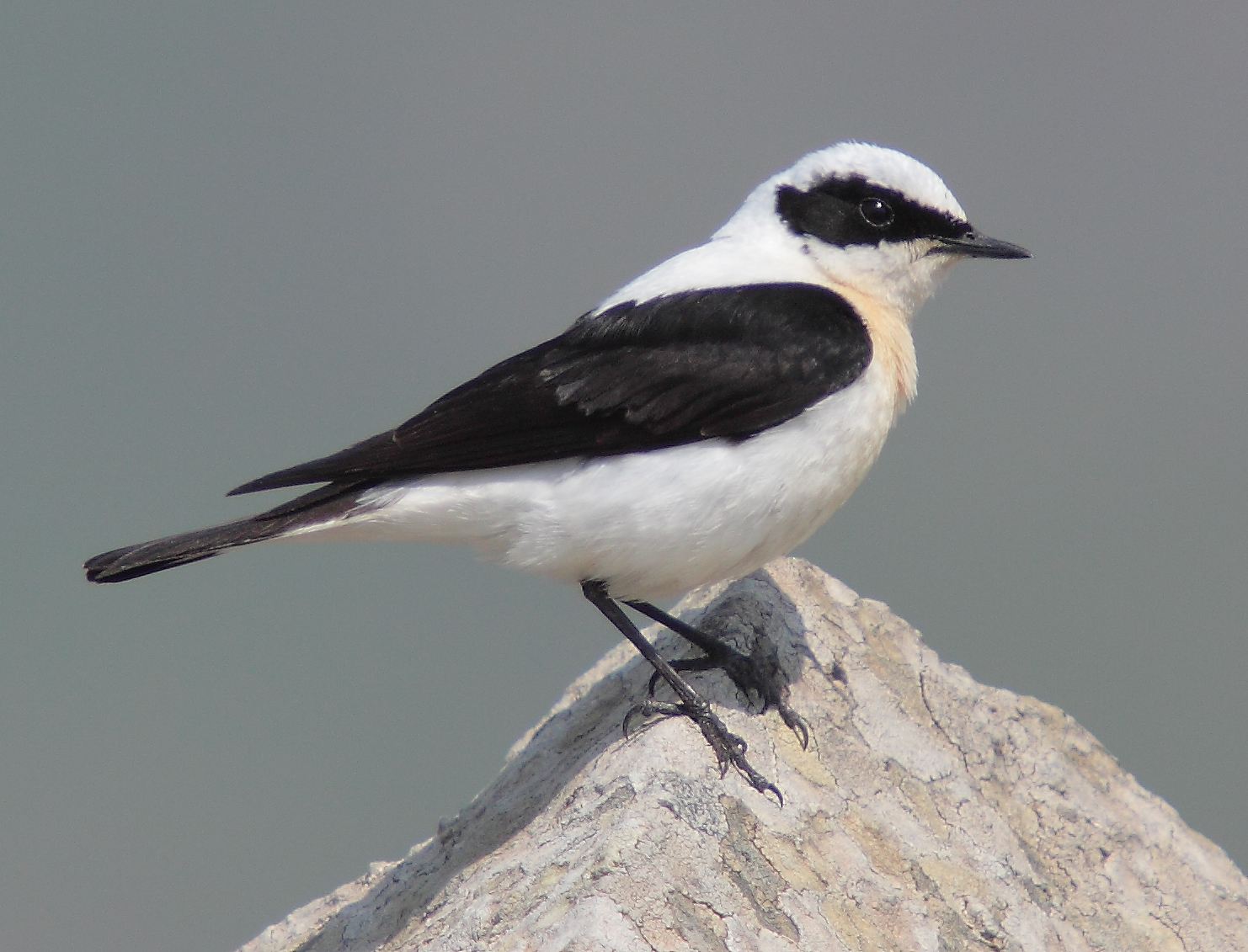
Déli hantmadár (Oenanthe hispanica)
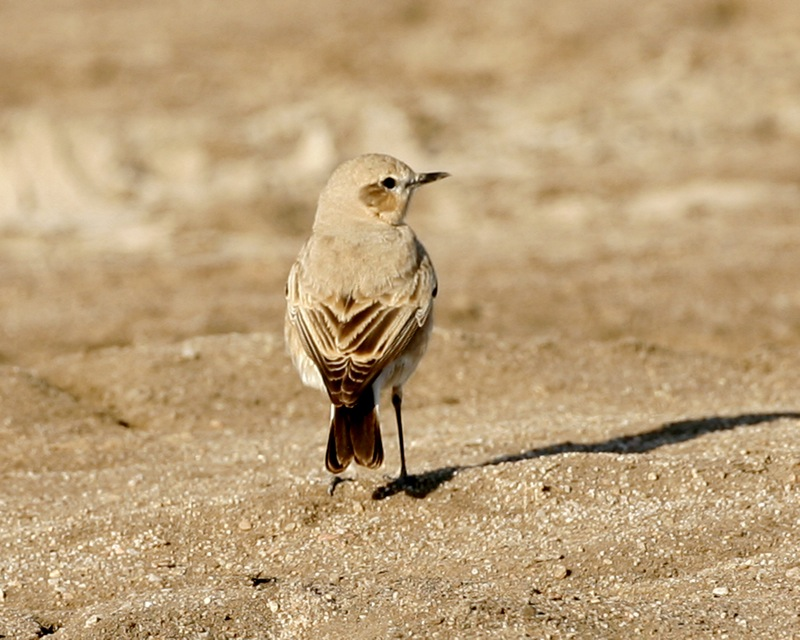
Pusztai hantmadár (Oenanthe isabellina)

### Papagájcsőrűcinege-félék(Paradoxornithidae)

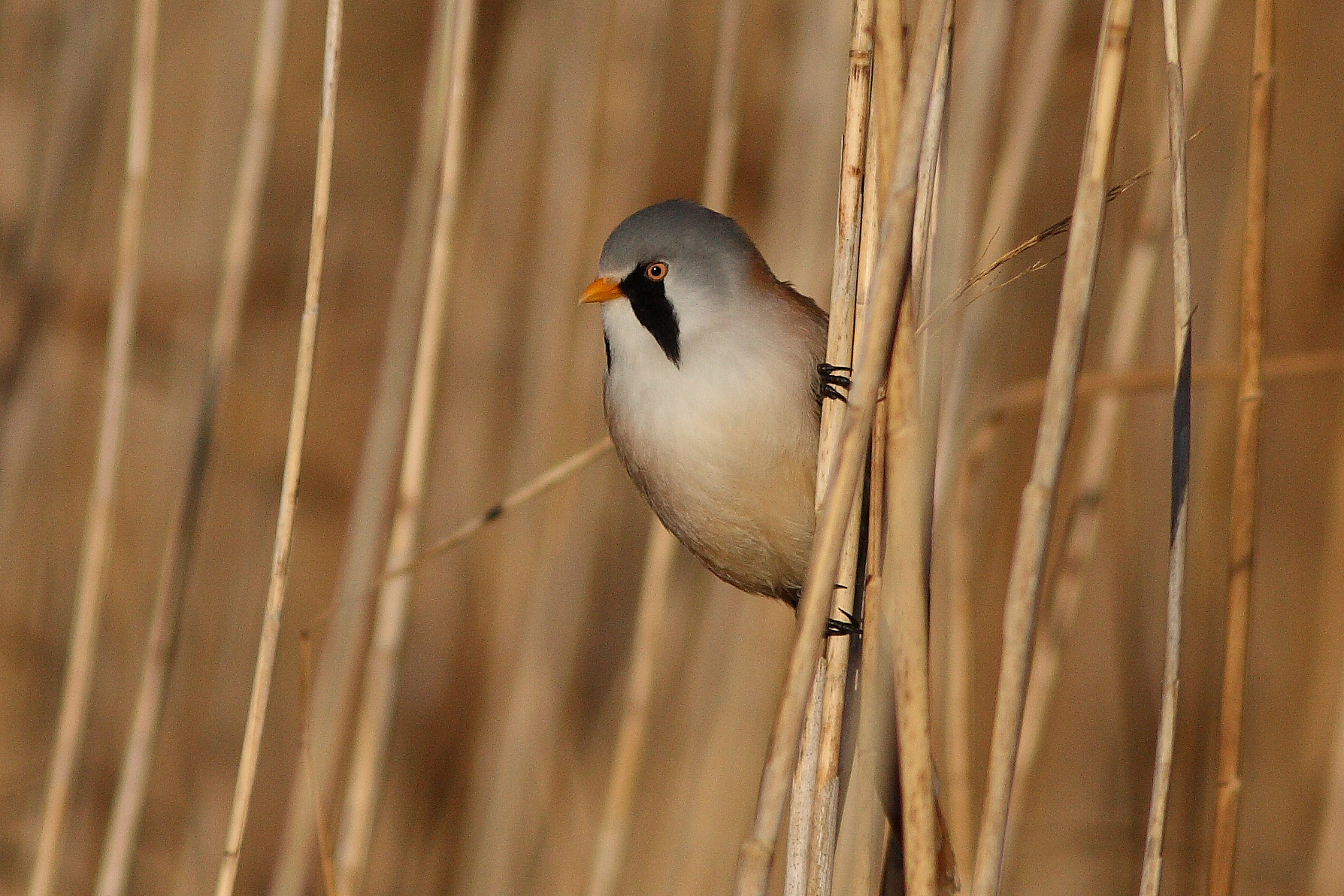
Barkóscinege (Panurus biarmicus)

### Őszapófélék(Aegithalidae)

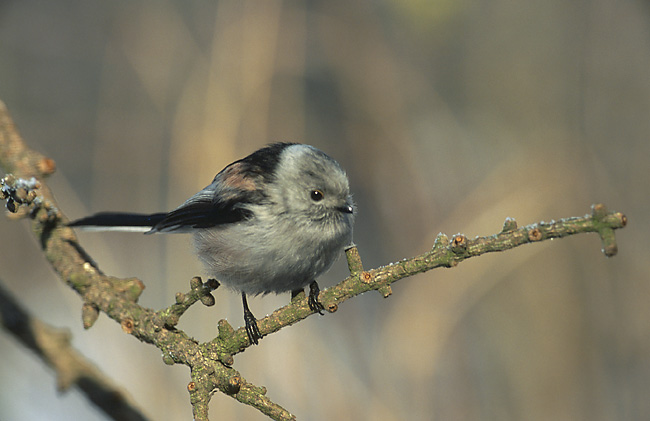
Őszapó (Aegithalos caudatus)

### Cinegefélék(Paridae)

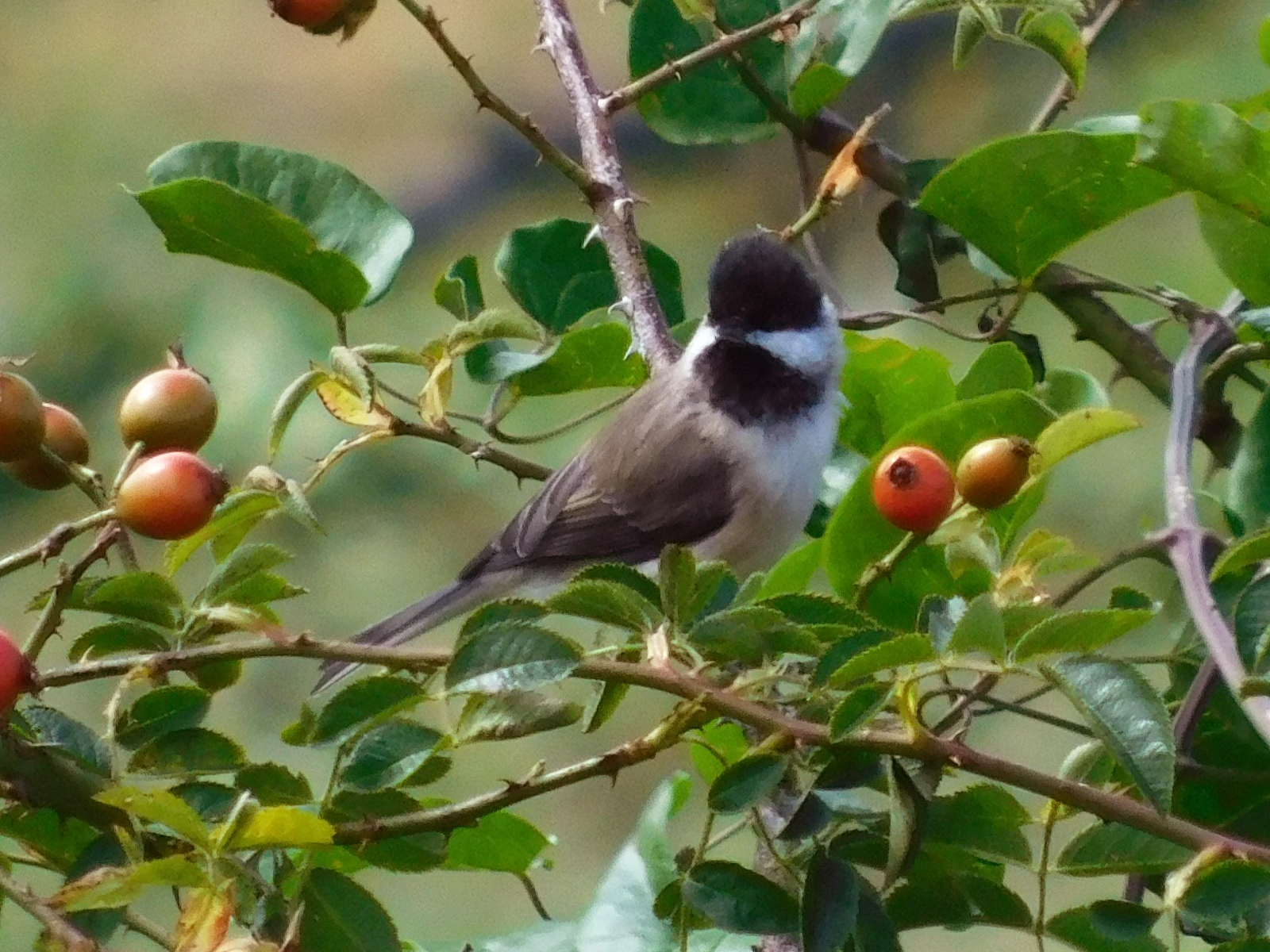
Füstös cinege (Parus lugubris)
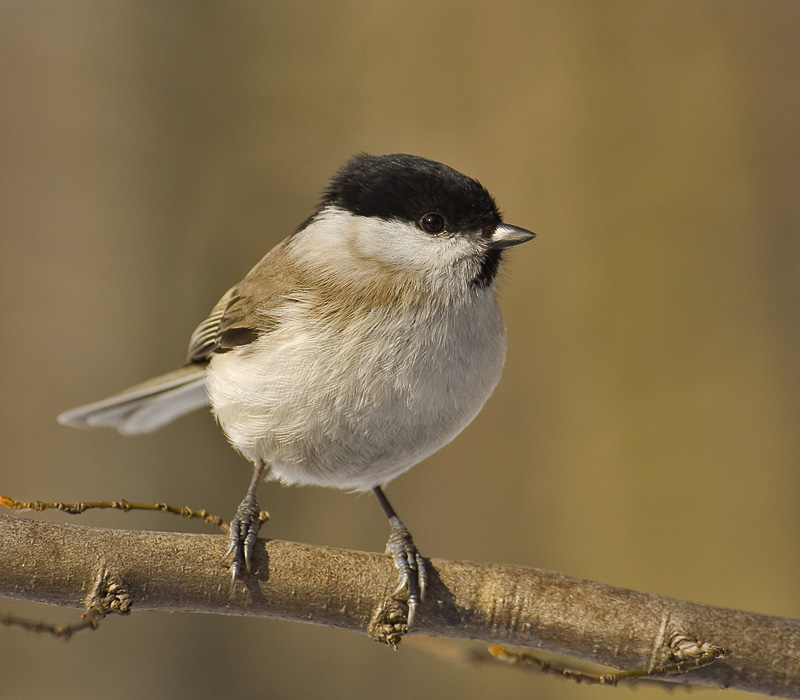
Barátcinege (Parus palustris)
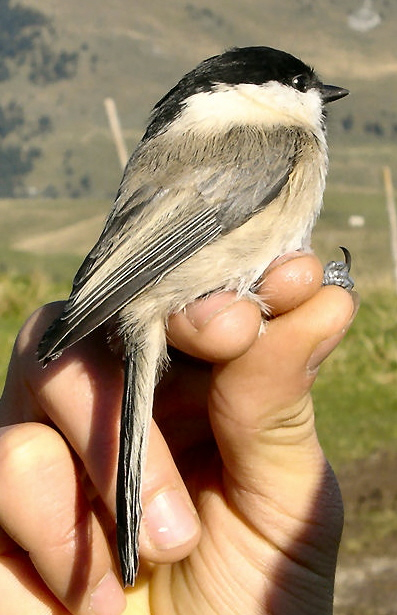
Kormosfejű cinege (Parus montanus)
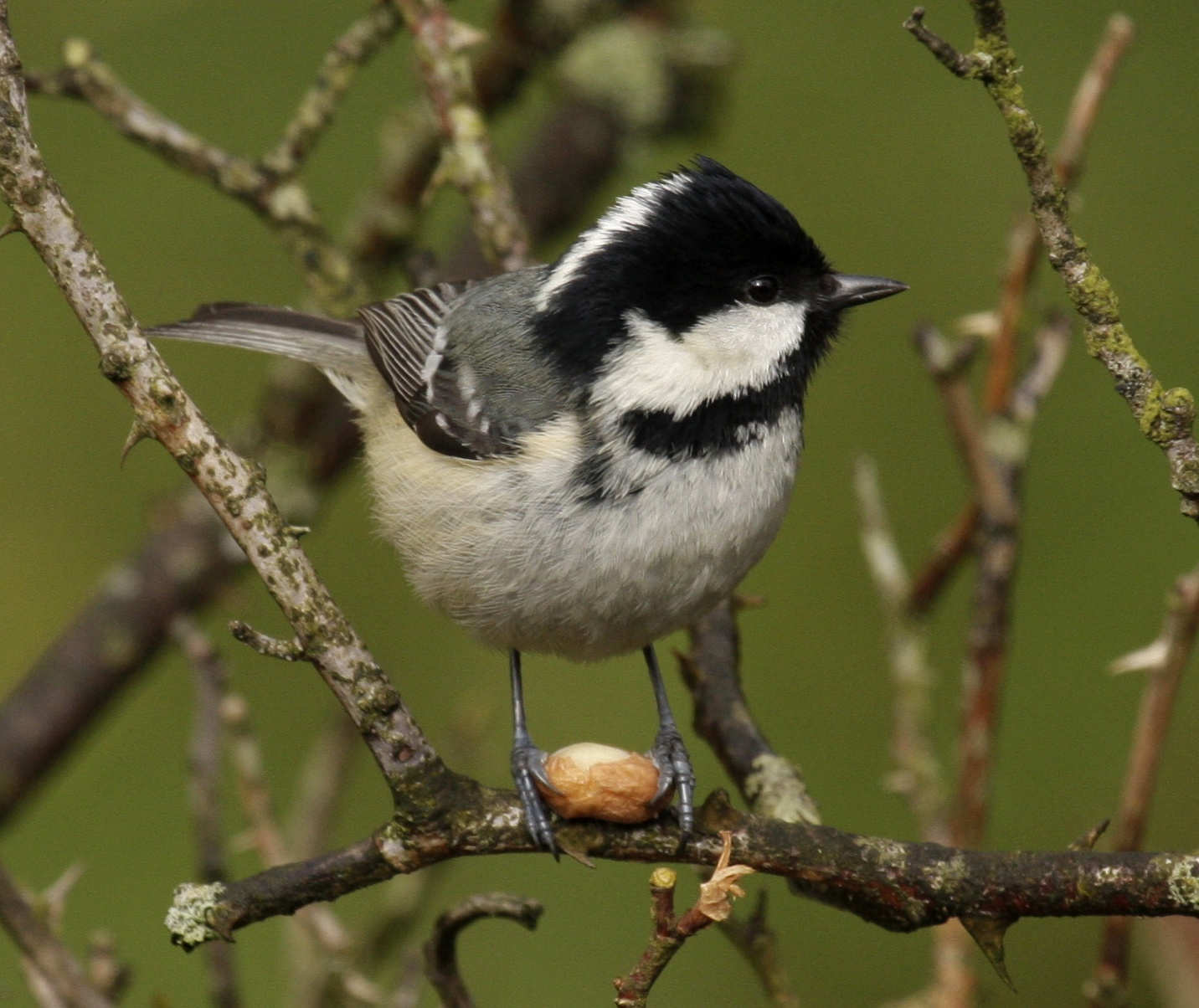
Fenyvescinege (Parus ater)
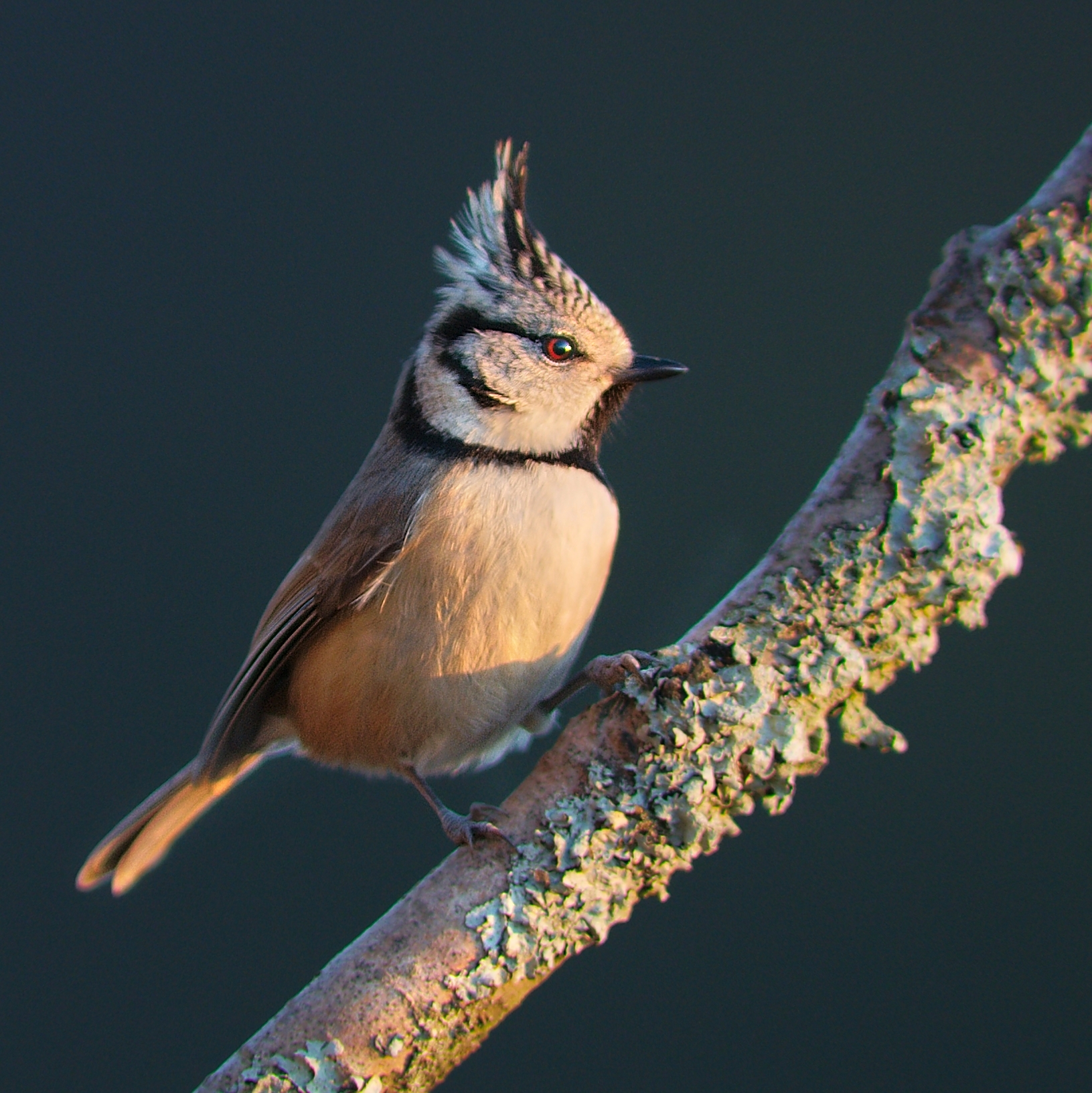
Búbos cinege (Parus cristatus)
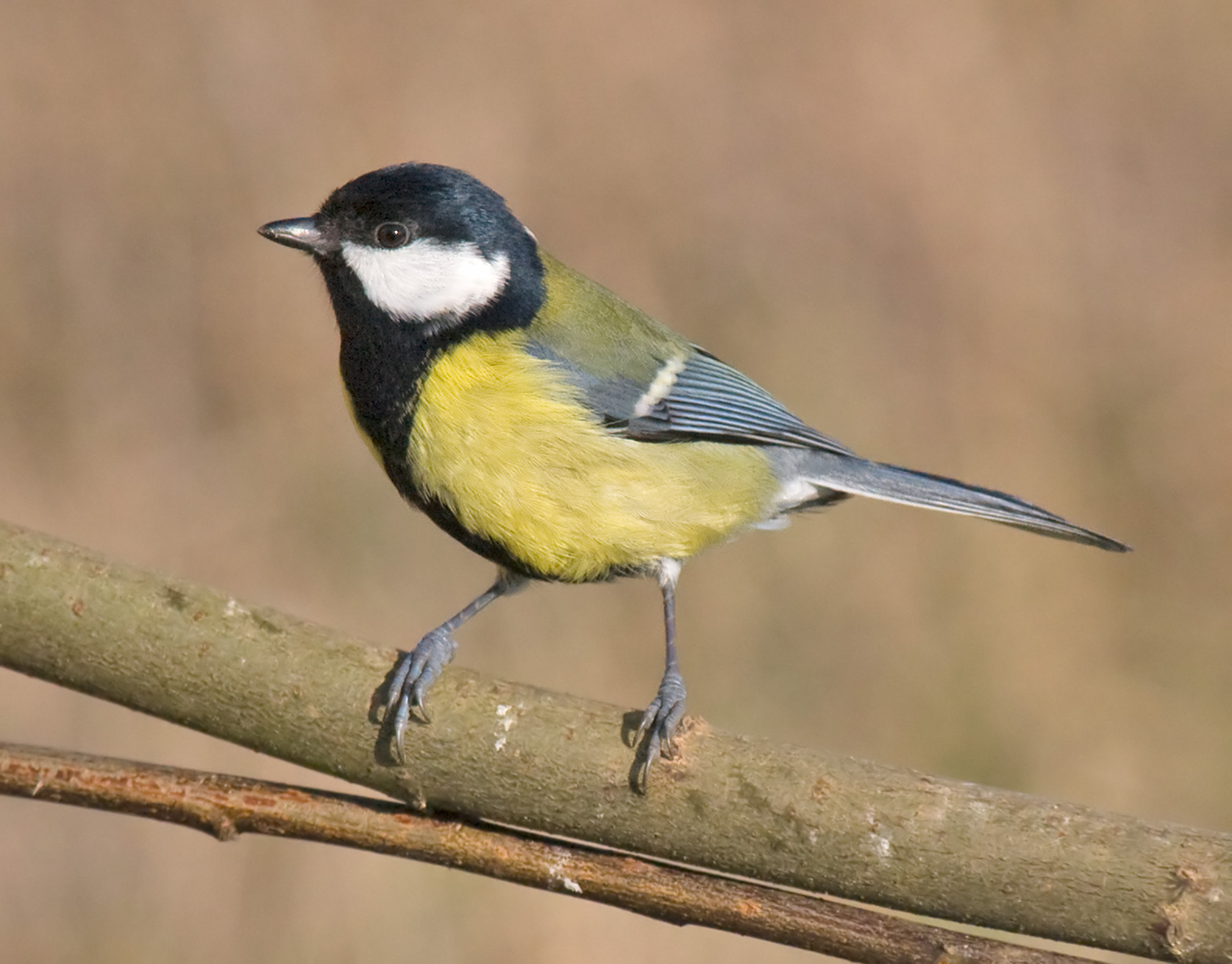
Széncinege (Parus major)
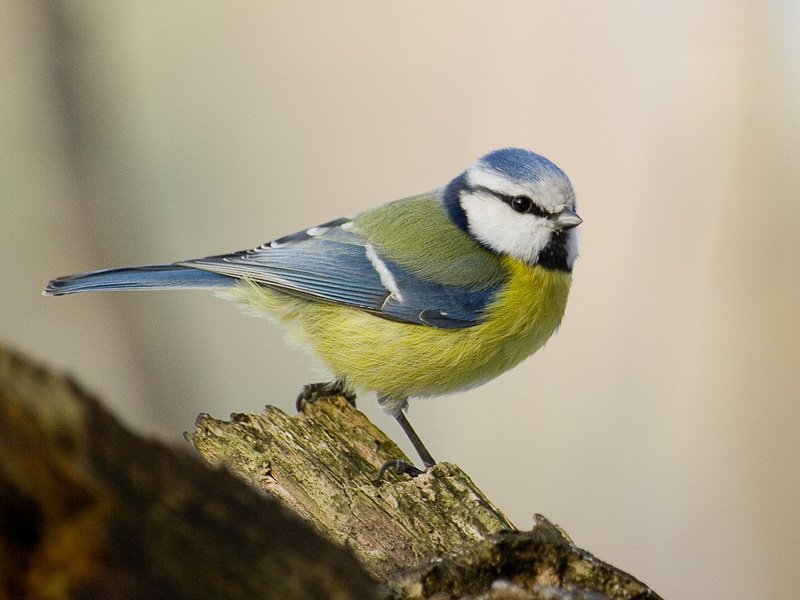
Kék cinege (Parus caeruleus)
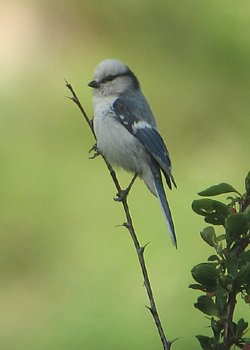
Lazúrcinege (Cyanistes cyanus)

### Csuszkafélék(Sittidae)

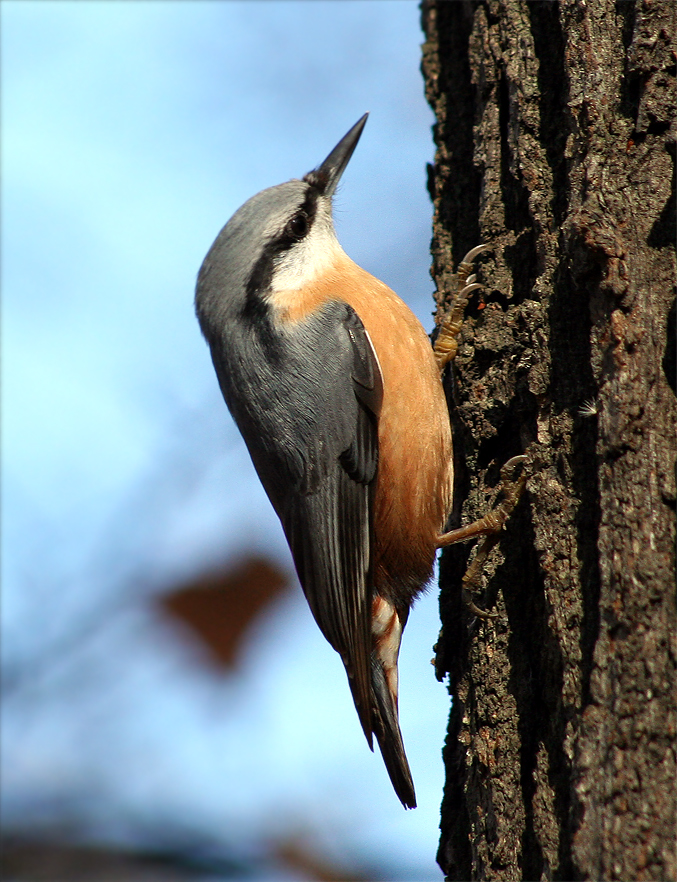
Csuszka (Sitta europaea)
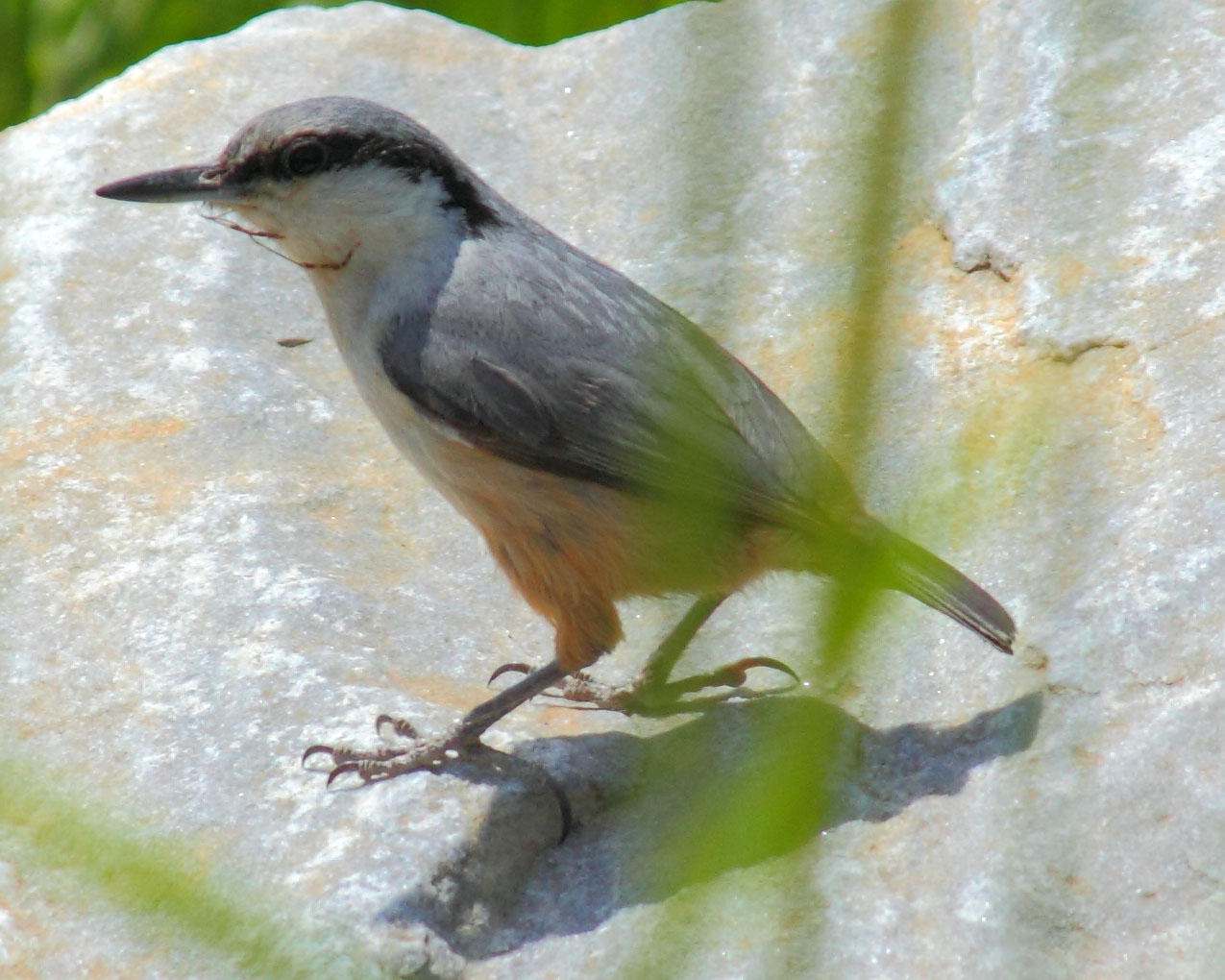
Szirti csuszka (Sitta neumayer)
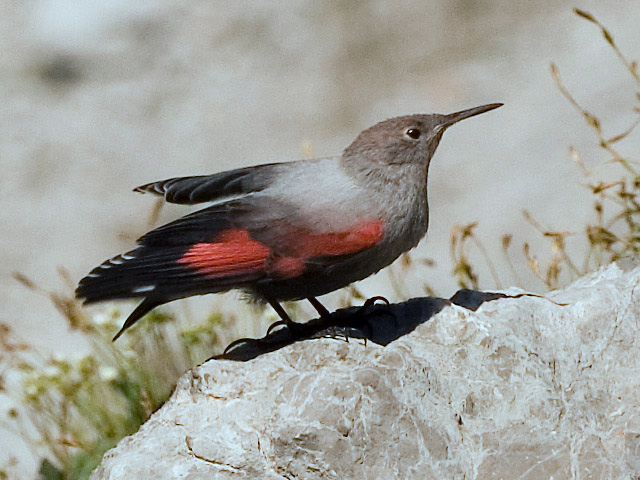
Hajnalmadár (Tichodroma muraria)

### Fakuszfélék(Certhiidae)

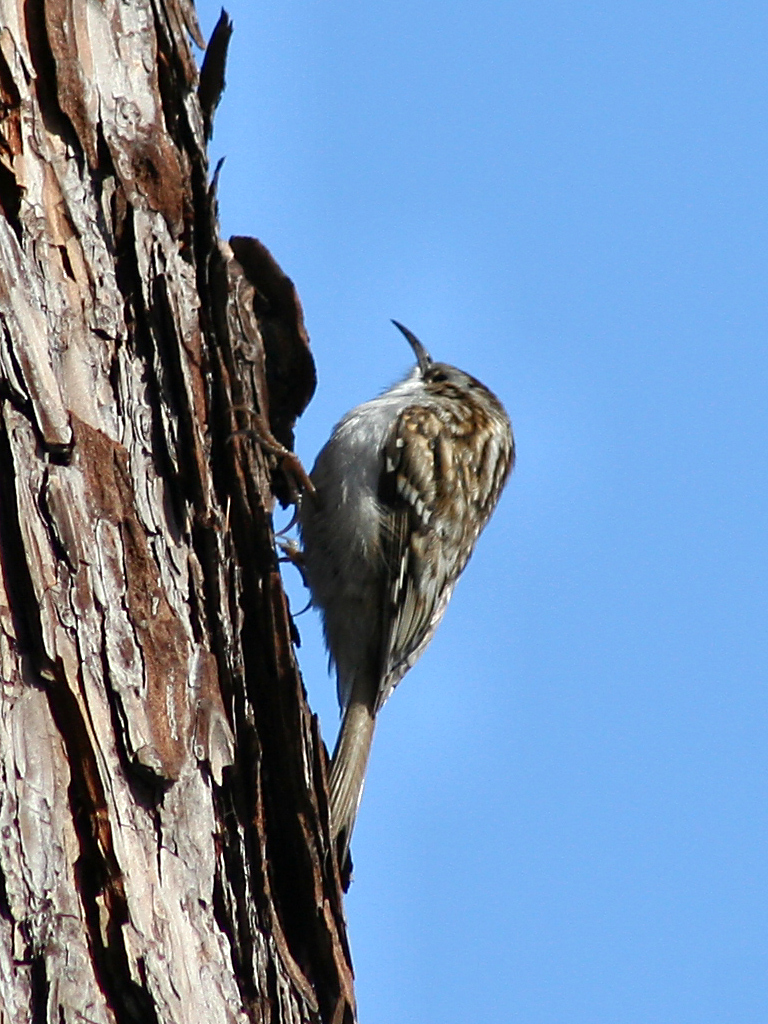
Hegyi fakusz (Certhia familiaris)
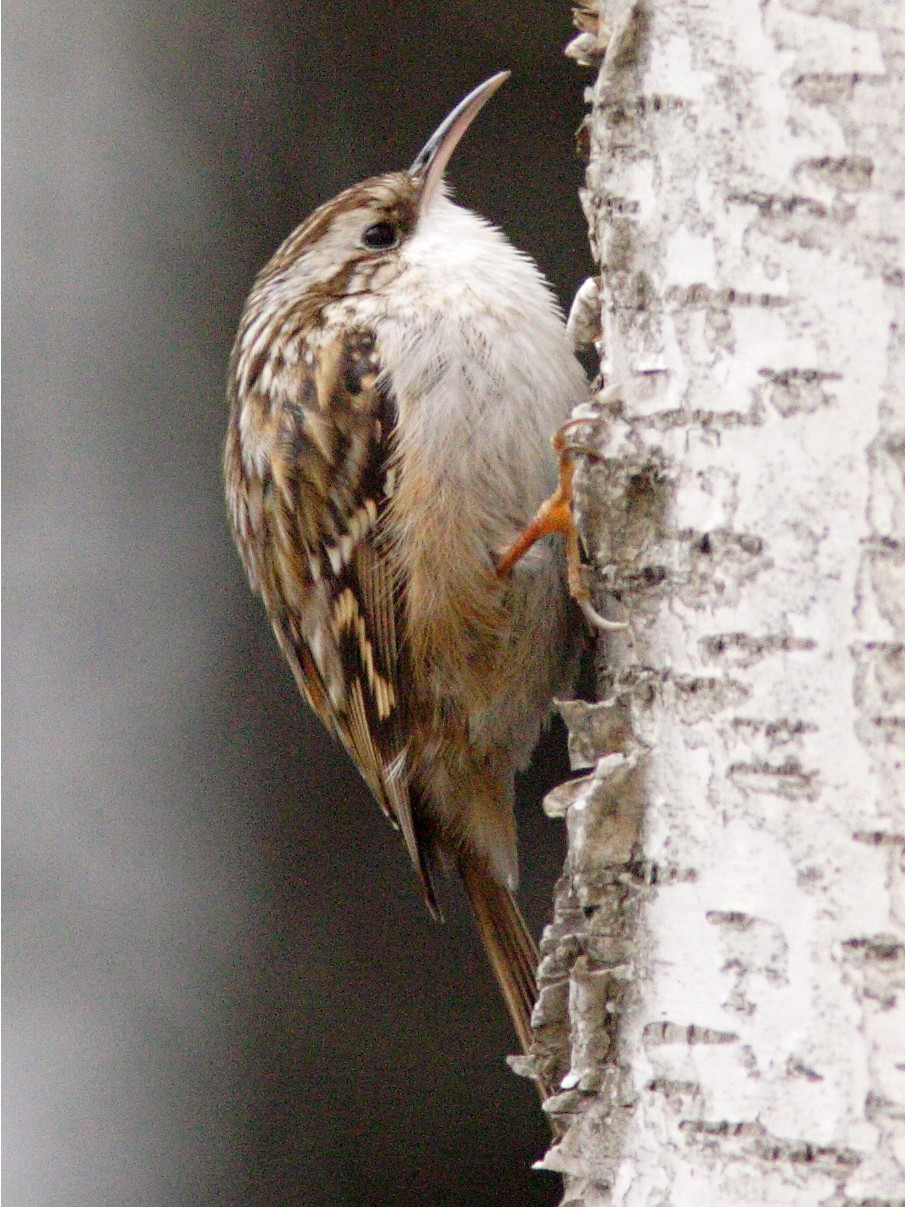
Rövidkarmú fakusz (Certhia brachydactyla)

### Függőcinege-félék(Remizidae)

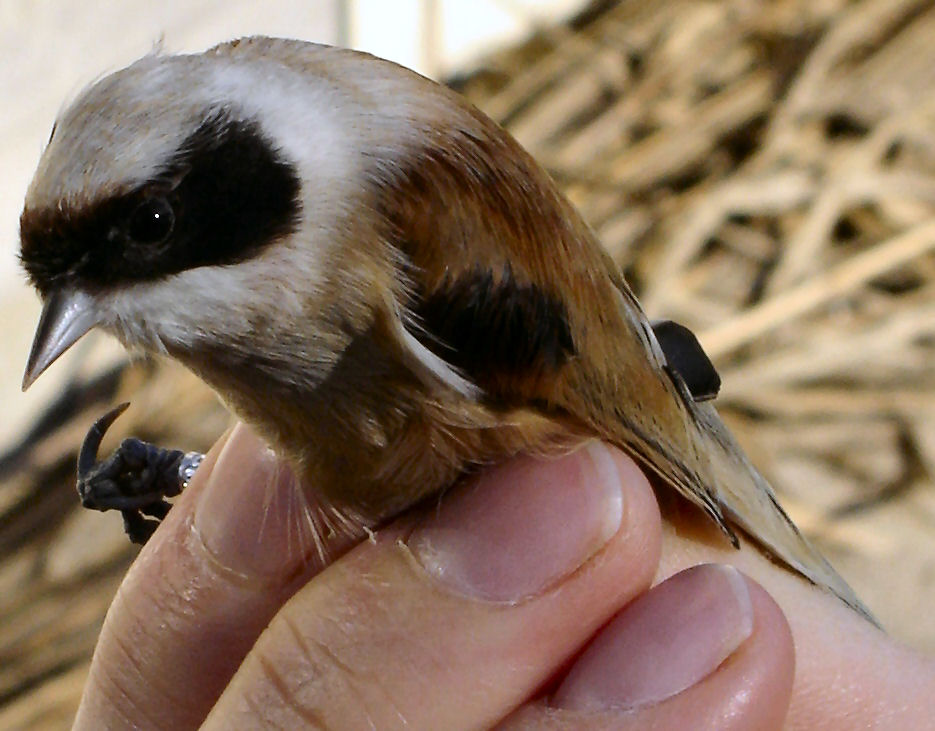
Függőcinege (Remiz pendulinus)

### Sárgarigófélék(Oriolidae)

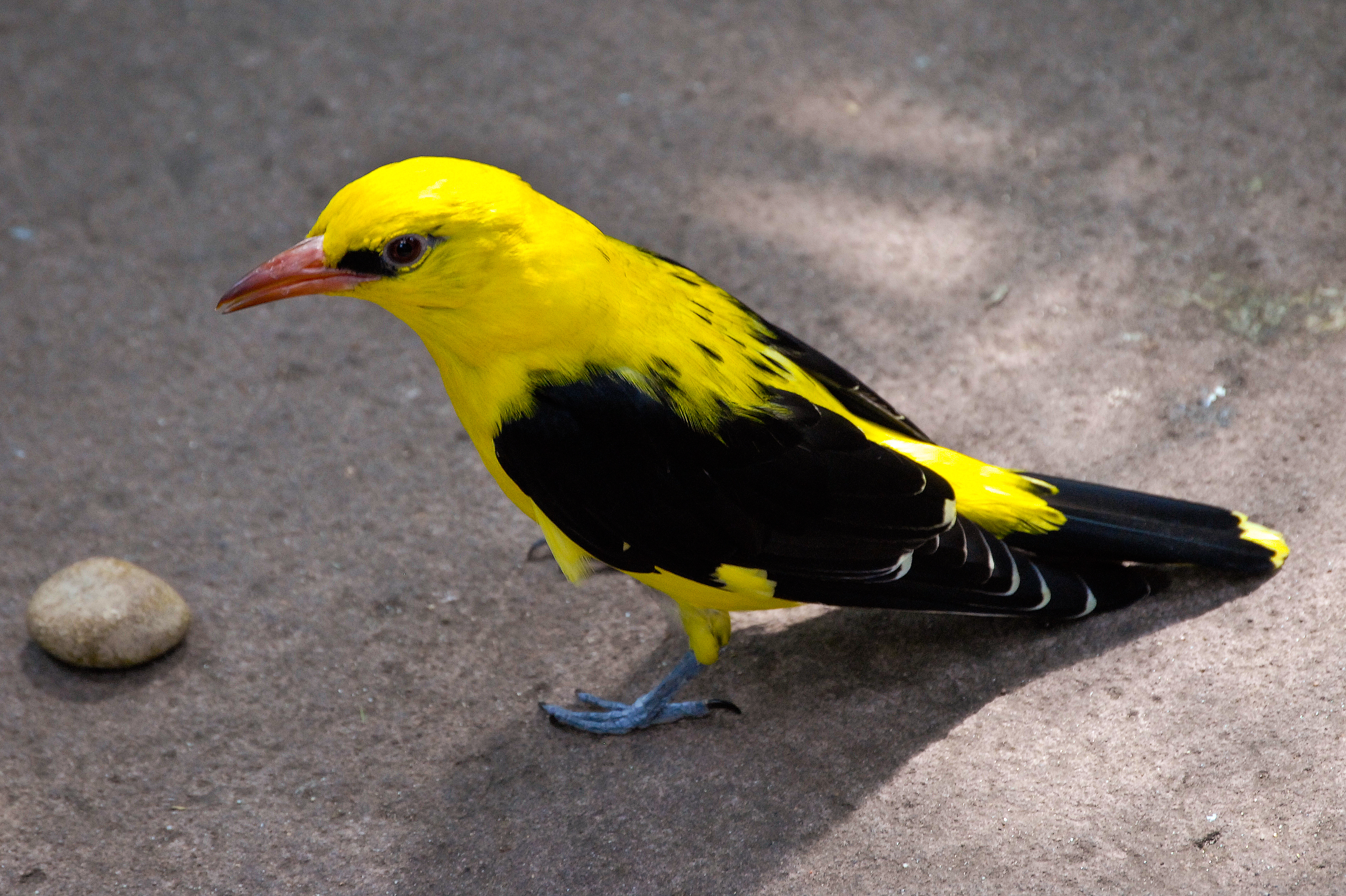
Sárgarigó (Oriolus oriolus)

### Gébicsfélék(Laniidae)

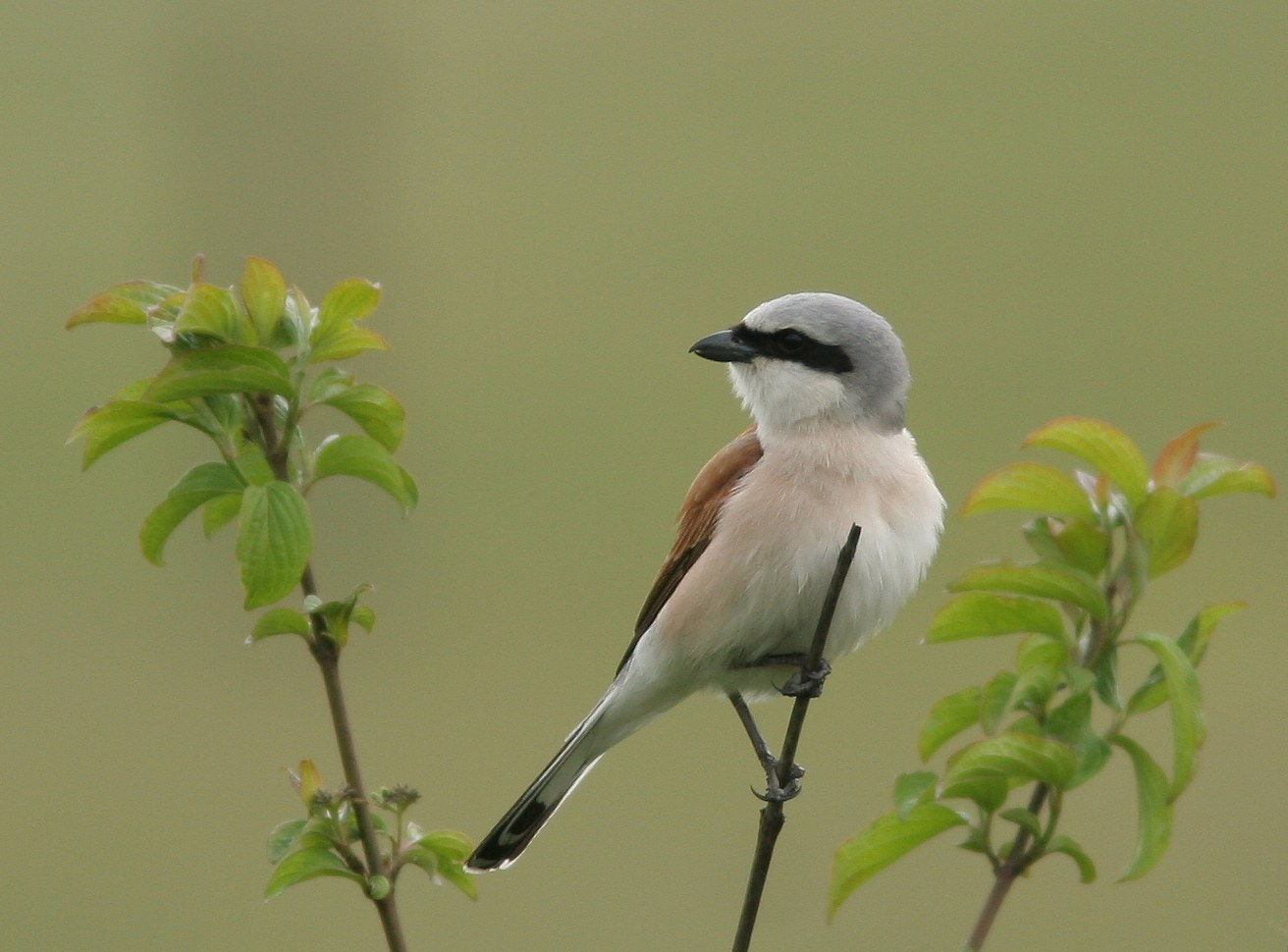
Tövisszúró gébics (Lanius collurio)
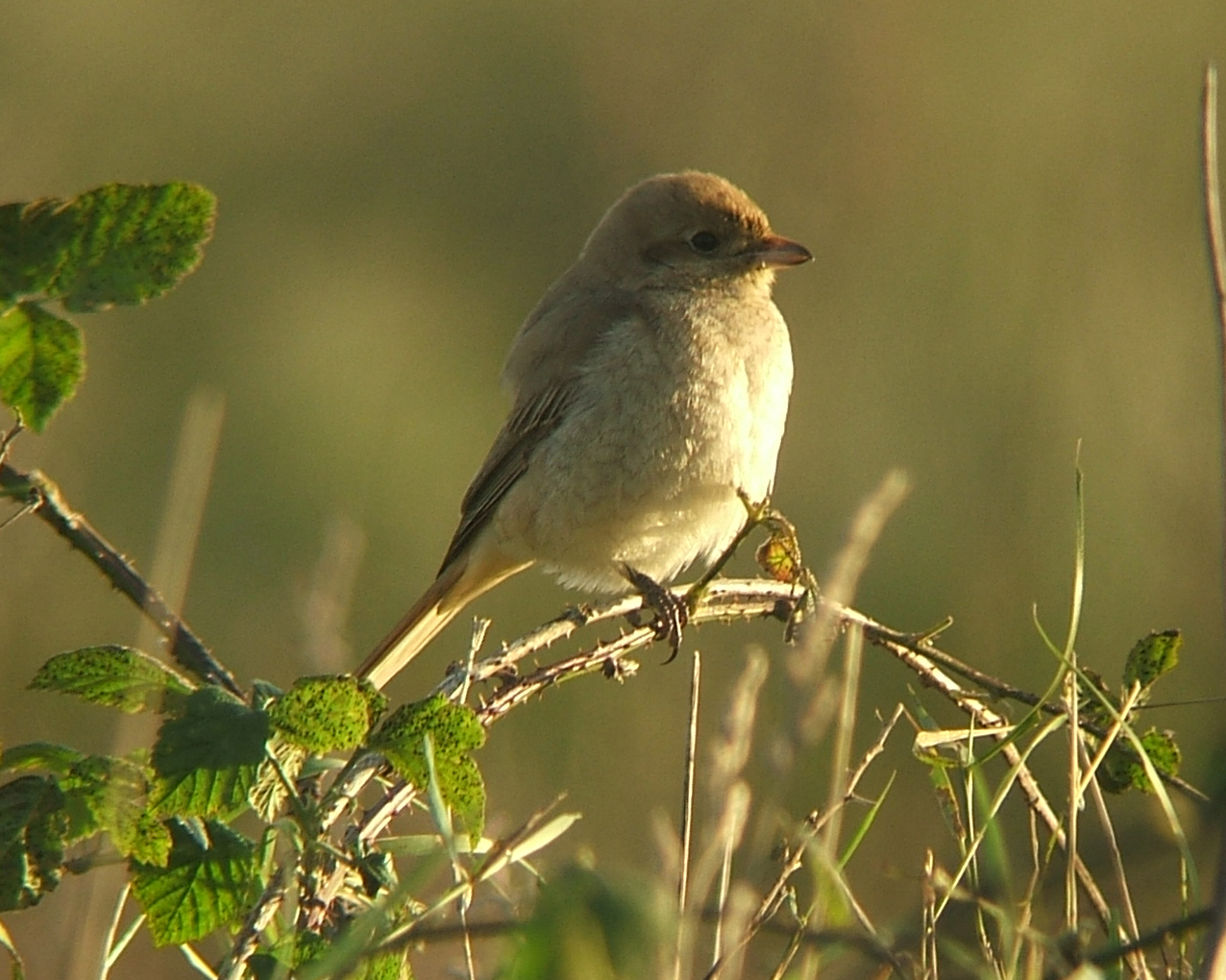
Pusztai gébics (Lanius isabellinus)
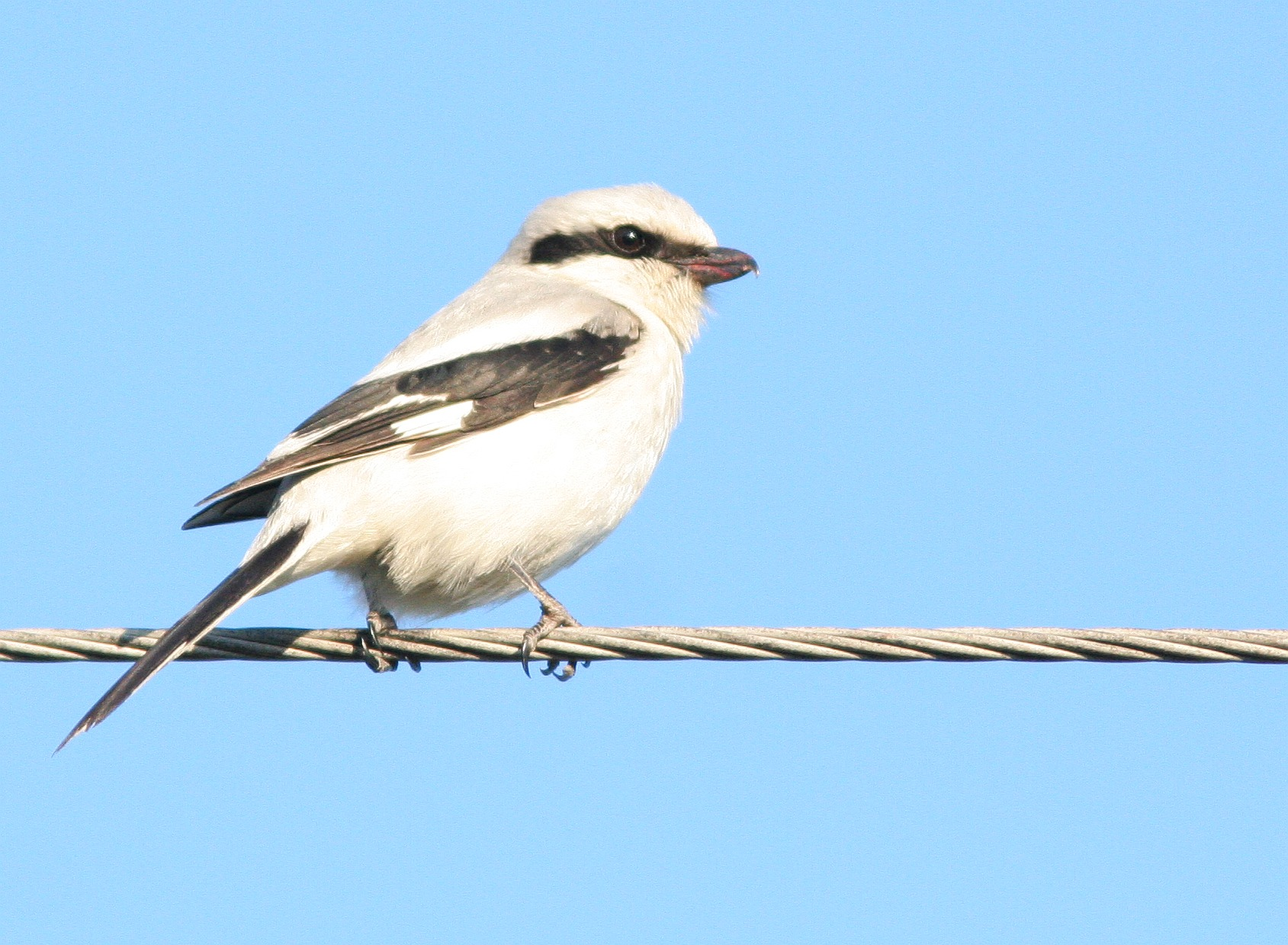
Nagy őrgébics (Lanius excubitor)
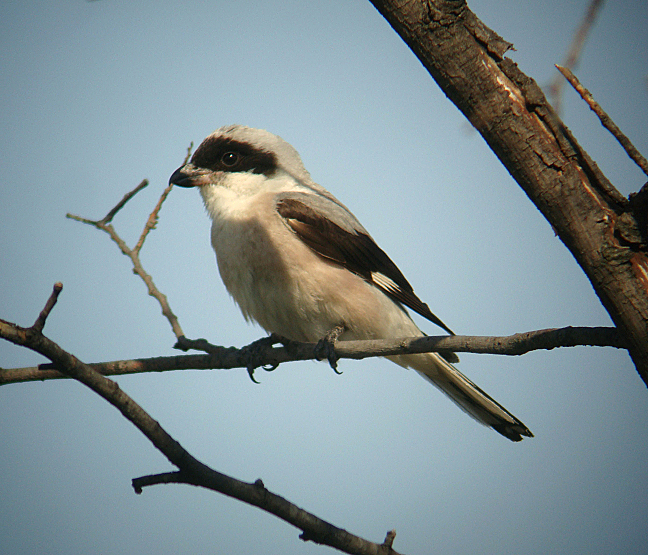
Kis őrgébics (Lanius minor)
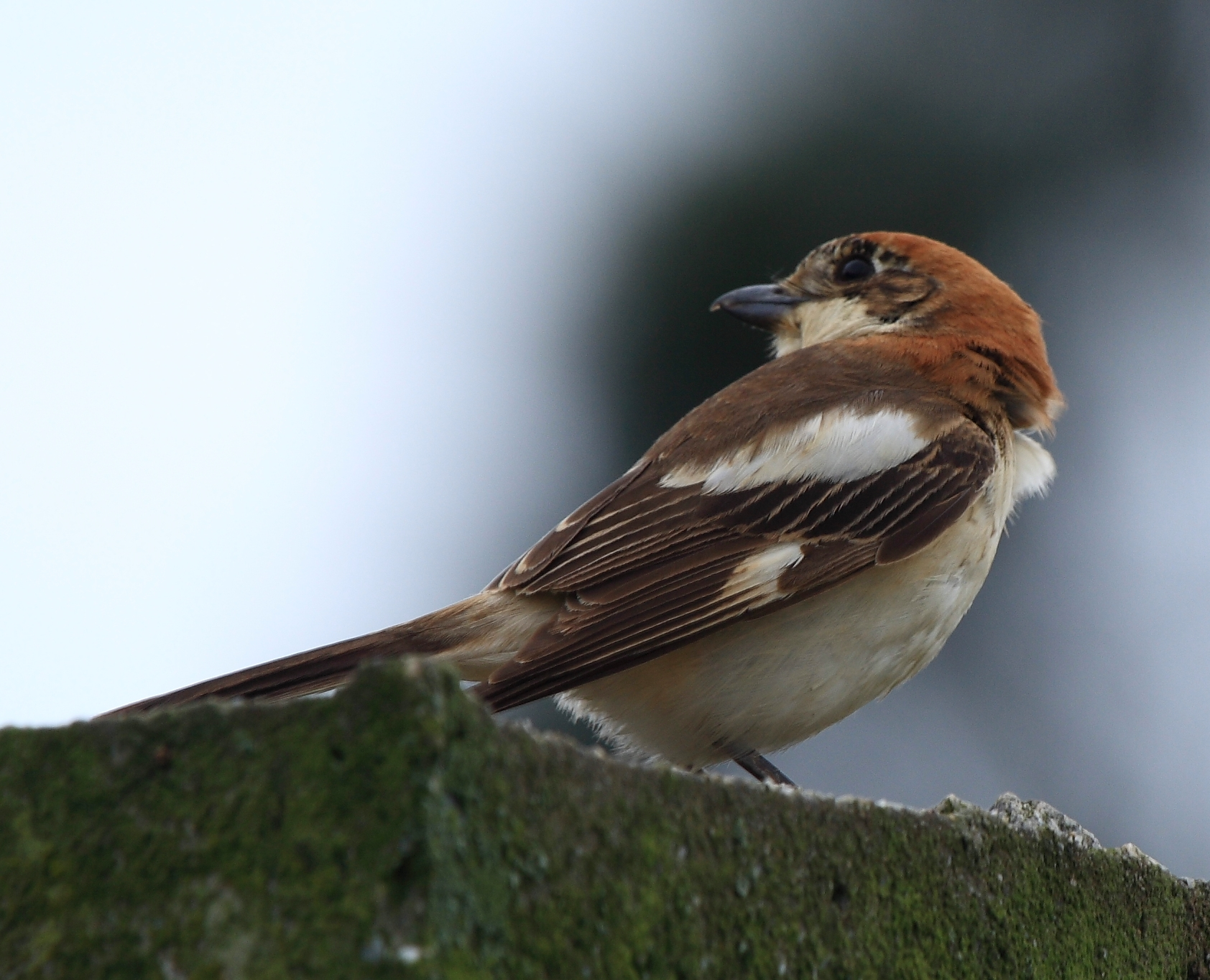
Vörösfejű gébics (Lanius senator)

### Varjúfélék(Corvidae)

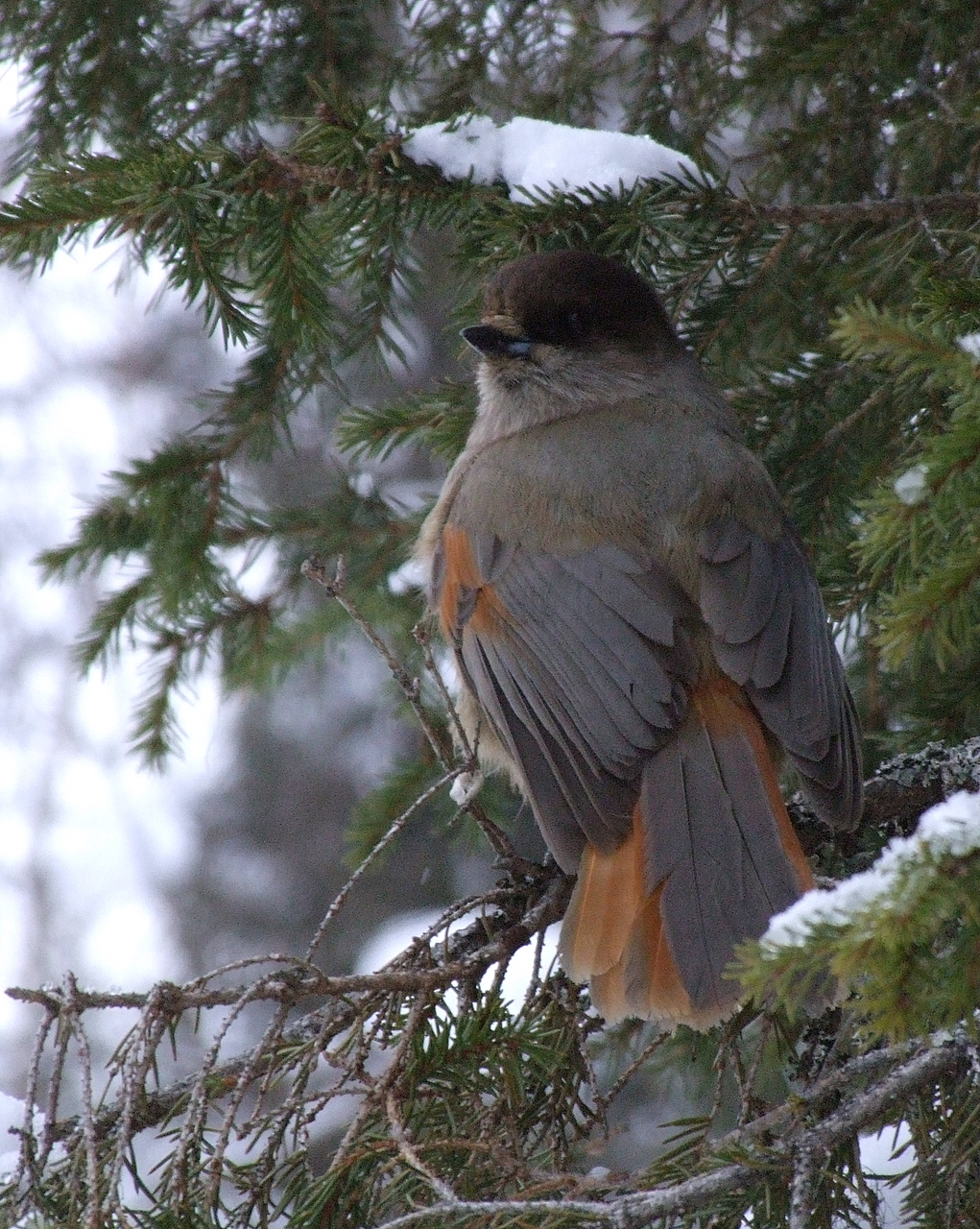
Északi szajkó (Perisoreus infaustus)
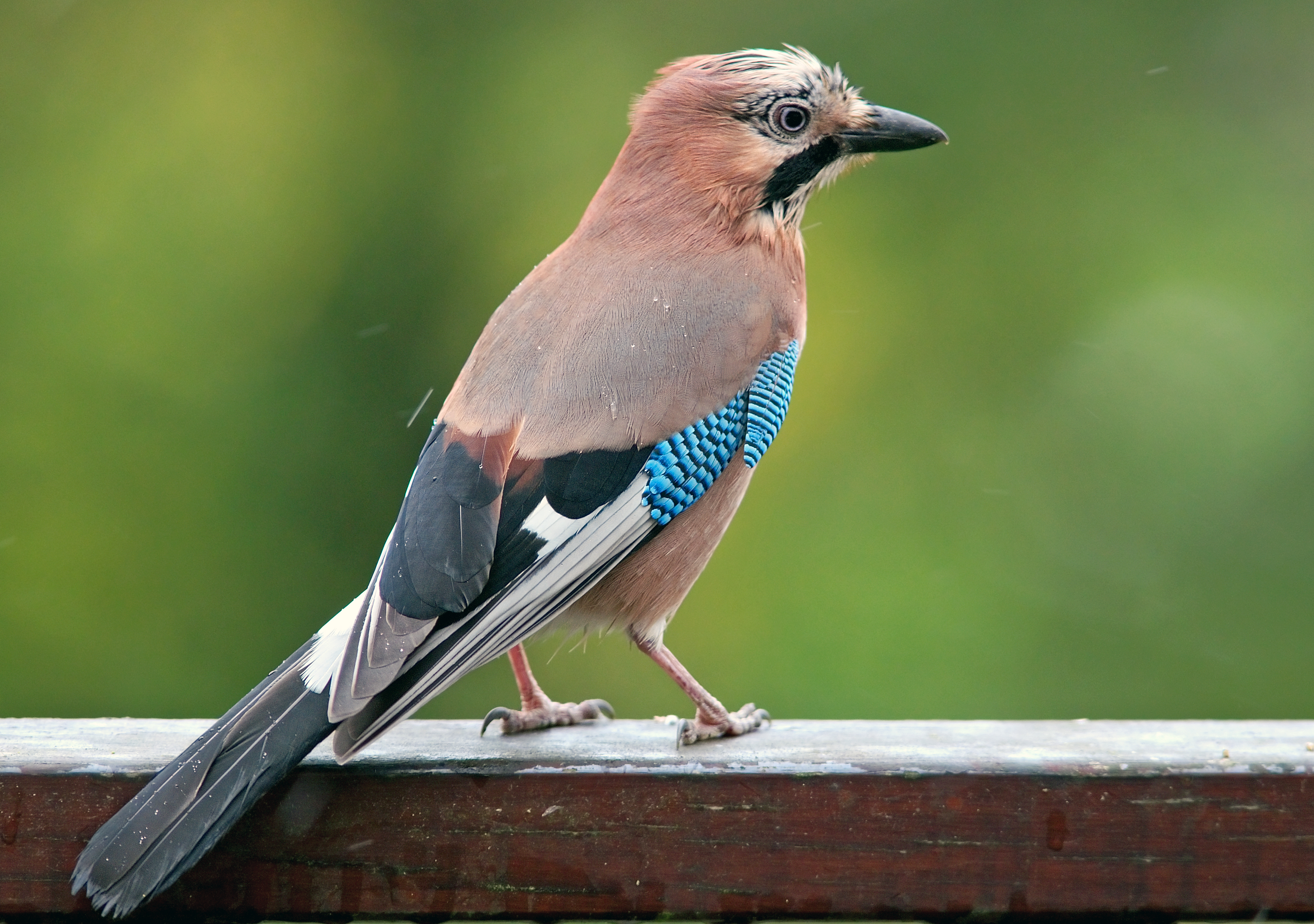
Szajkó (Garrulus glandarius)
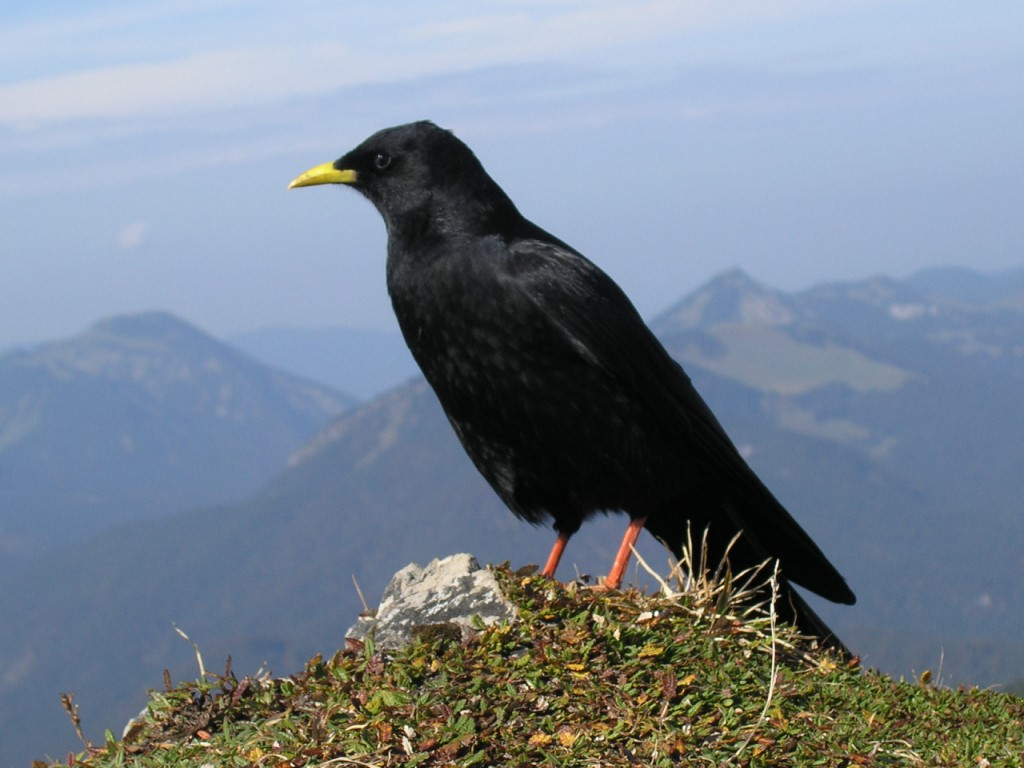
Havasi csóka (Pyrrhocorax graculus)
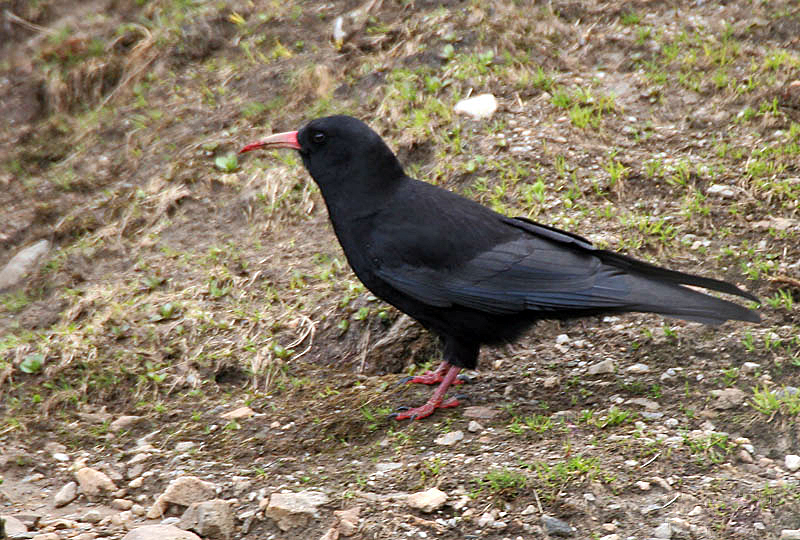
Havasi varjú (Pyrrhocorax pyrrhocorax)
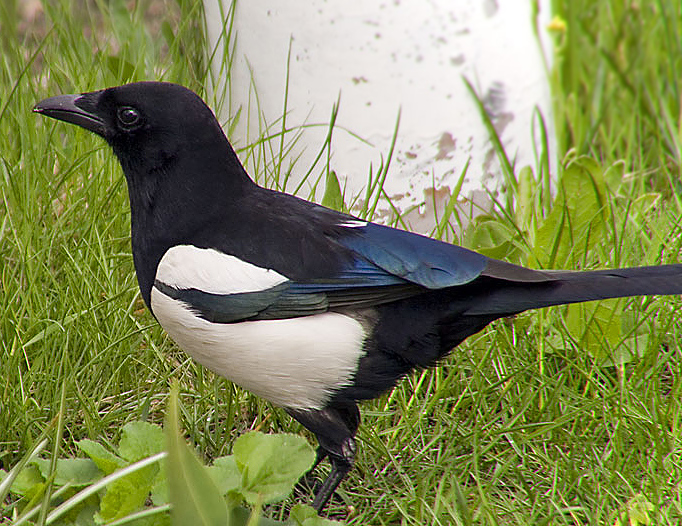
Szarka (Pica pica)
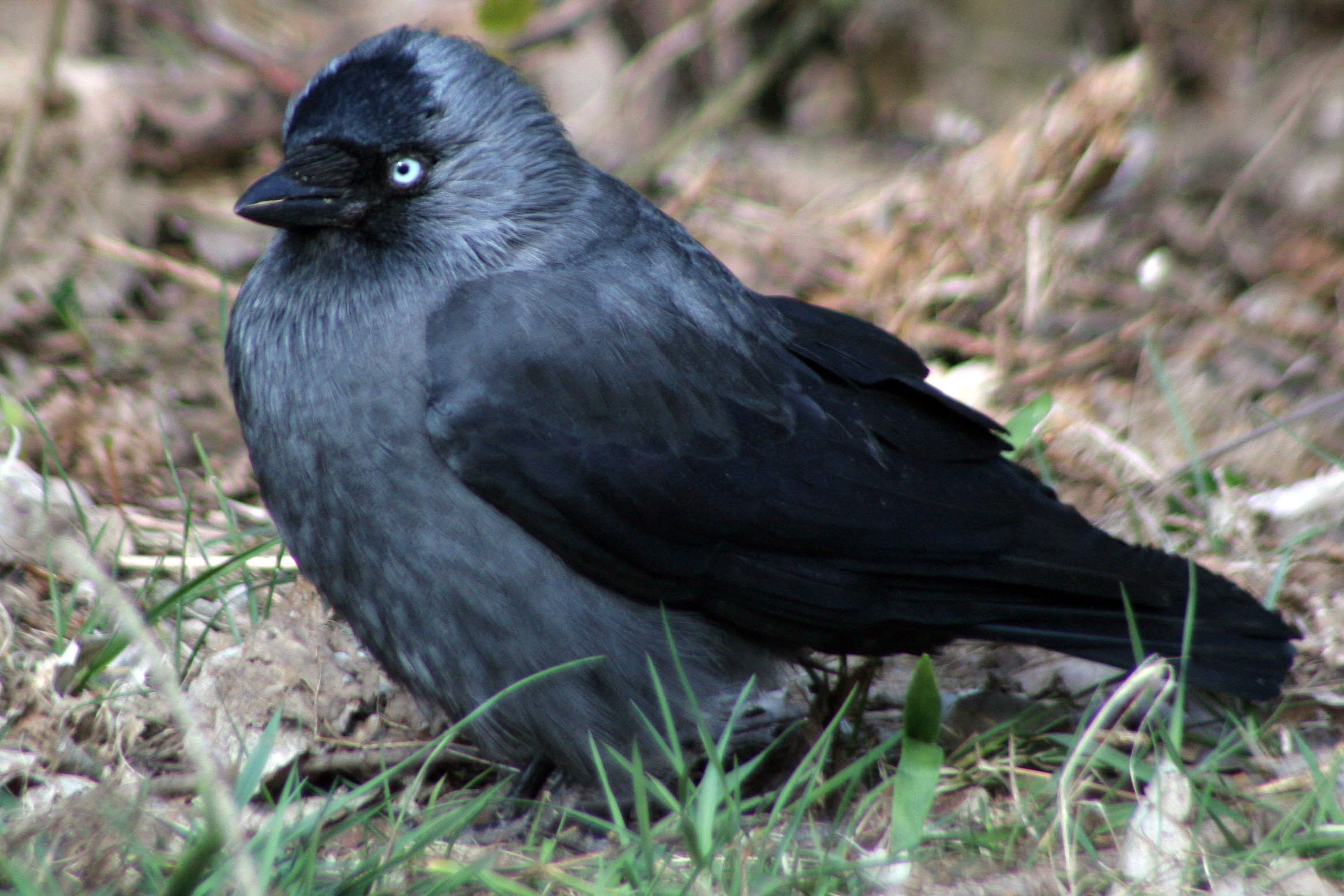
Csóka (Corvus monedula)
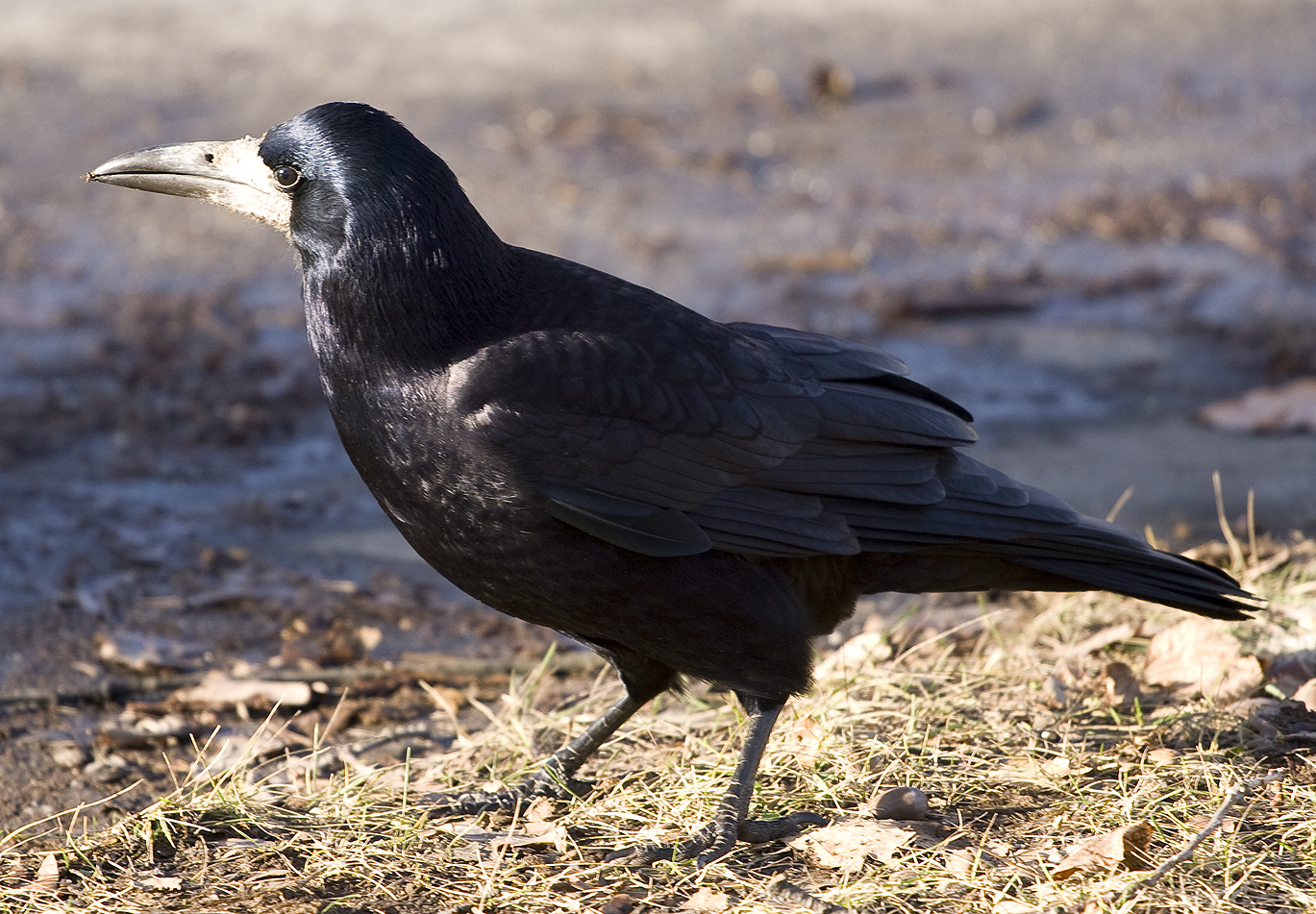
Vetési varjú (Corvus frugilegus)
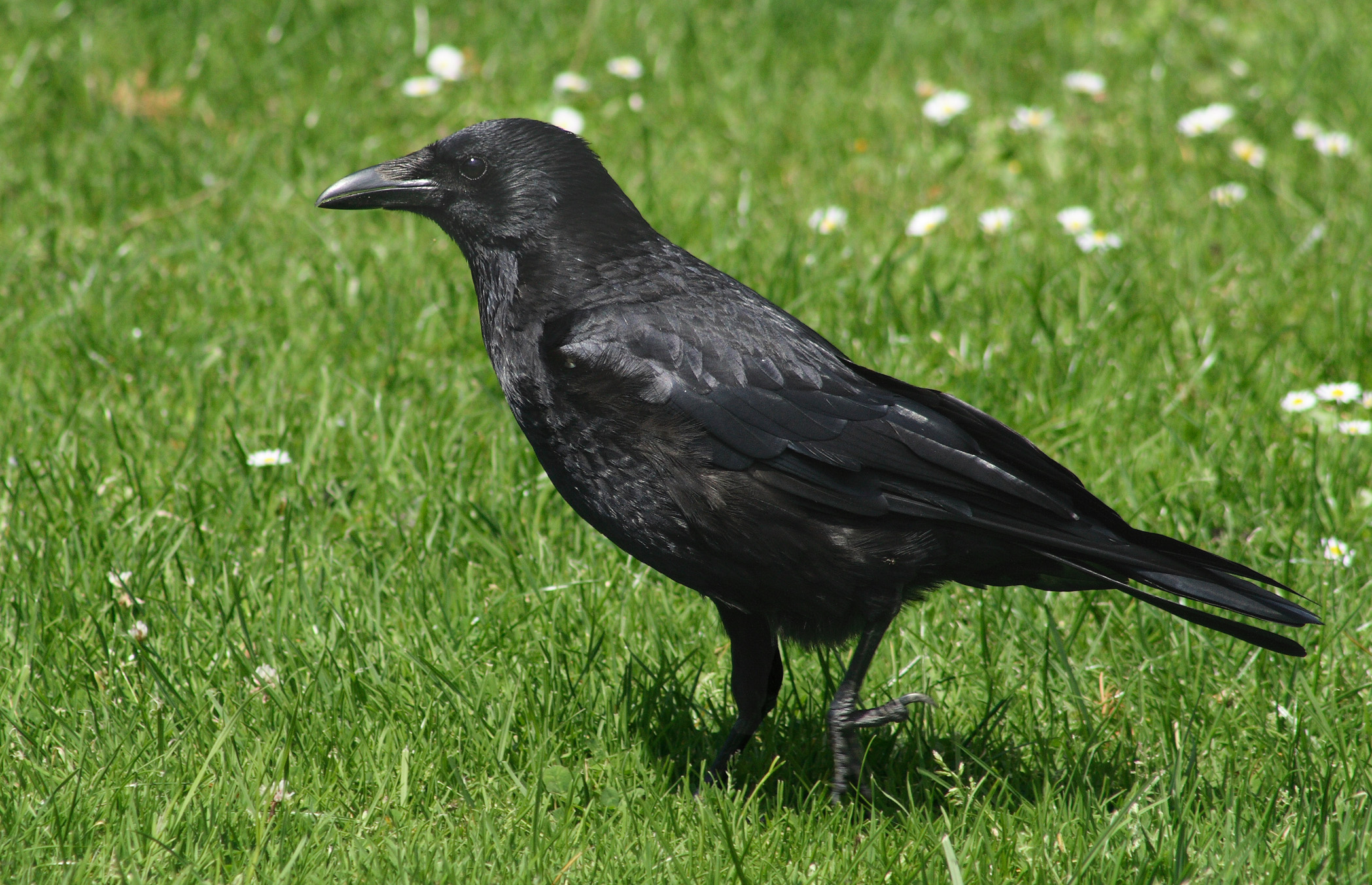
Kormos varjú (Corvus corone)
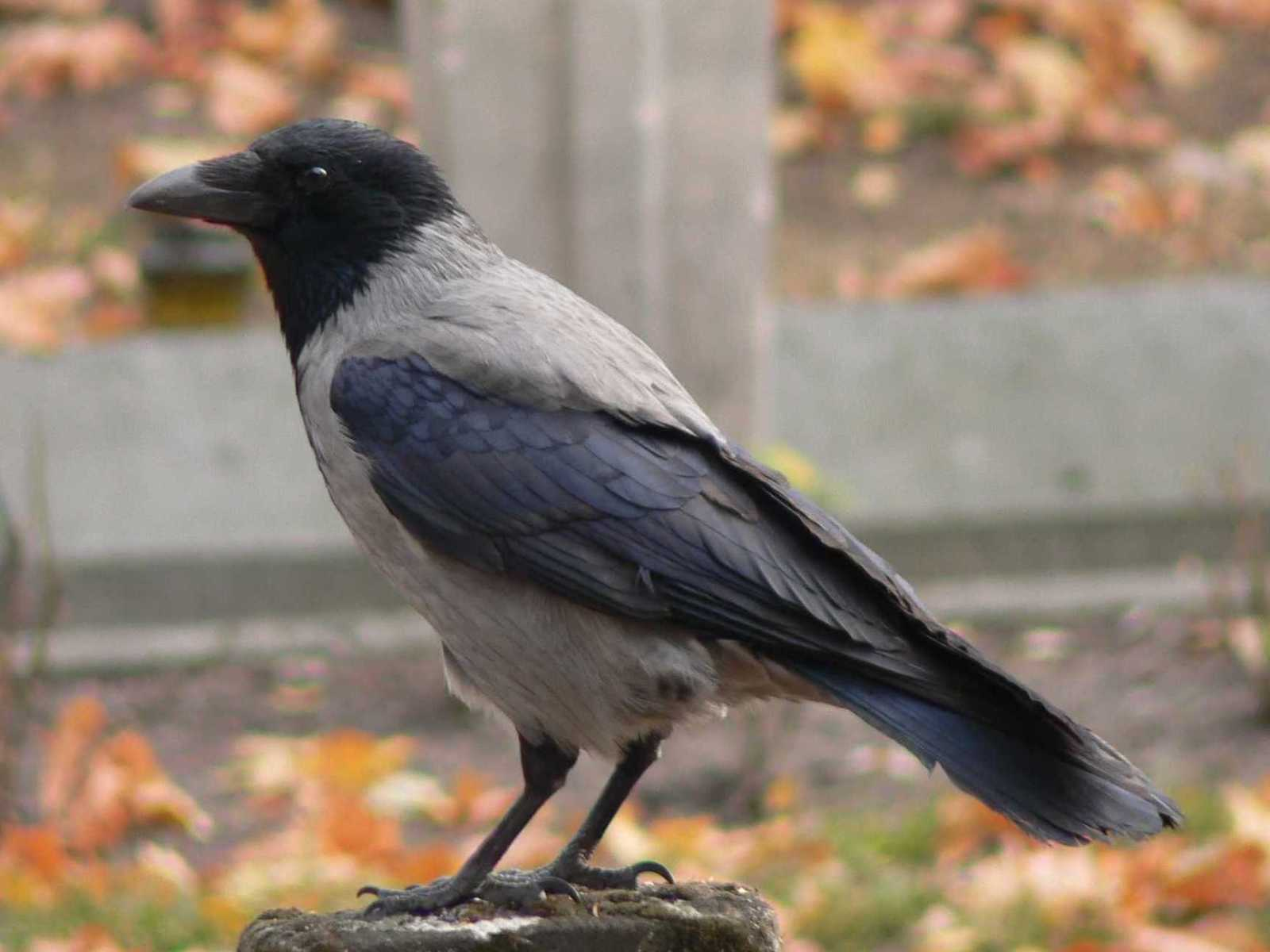
Dolmányos varjú (Corvus cornix)
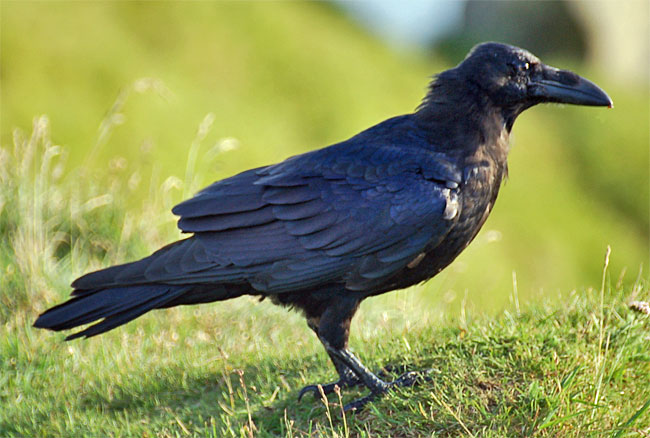
Holló (Corvus corax)

### Seregélyfélék(Sturnidae)

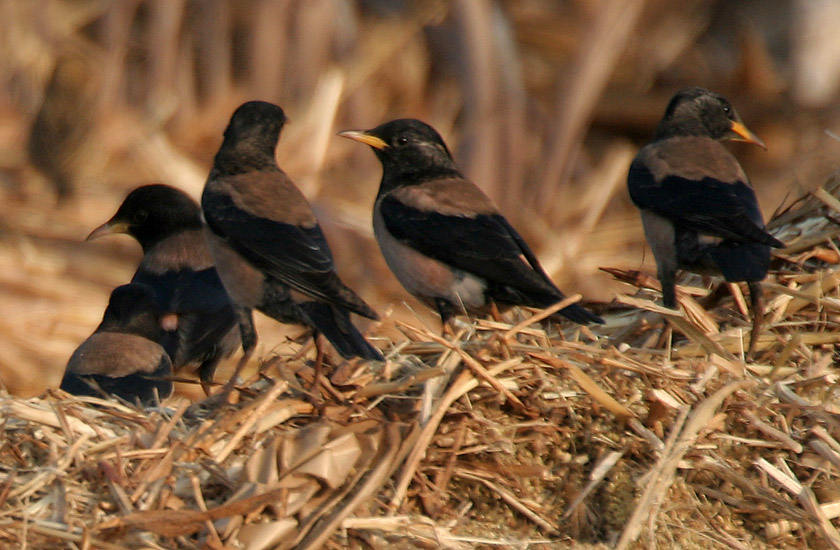
Pásztormadár (Sturnus roseus) vagy (Pastor roseus)
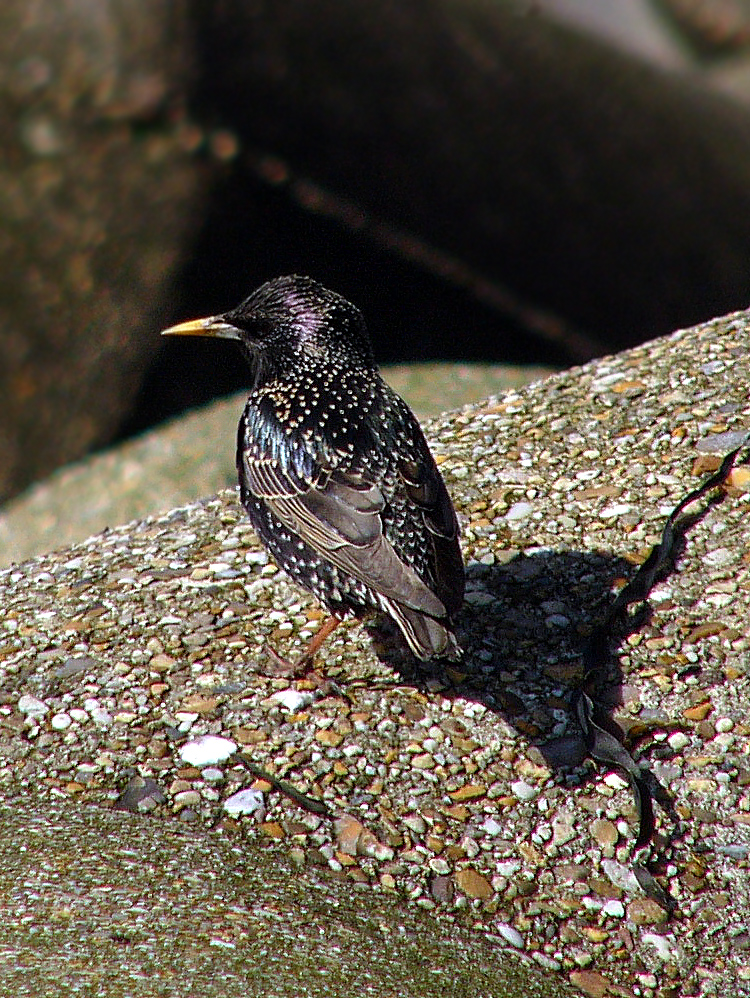
Seregély (Sturnus vulgaris)

### Sármányfélék(Emberizidae)

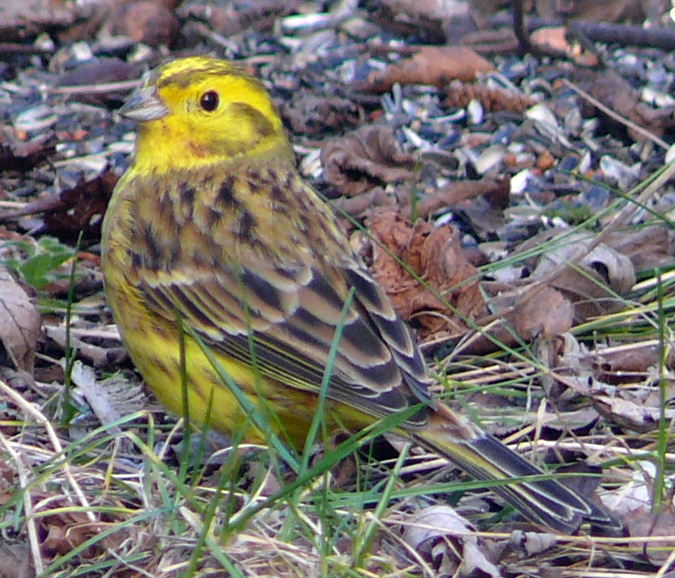
Citromsármány (Emberiza citrinella)
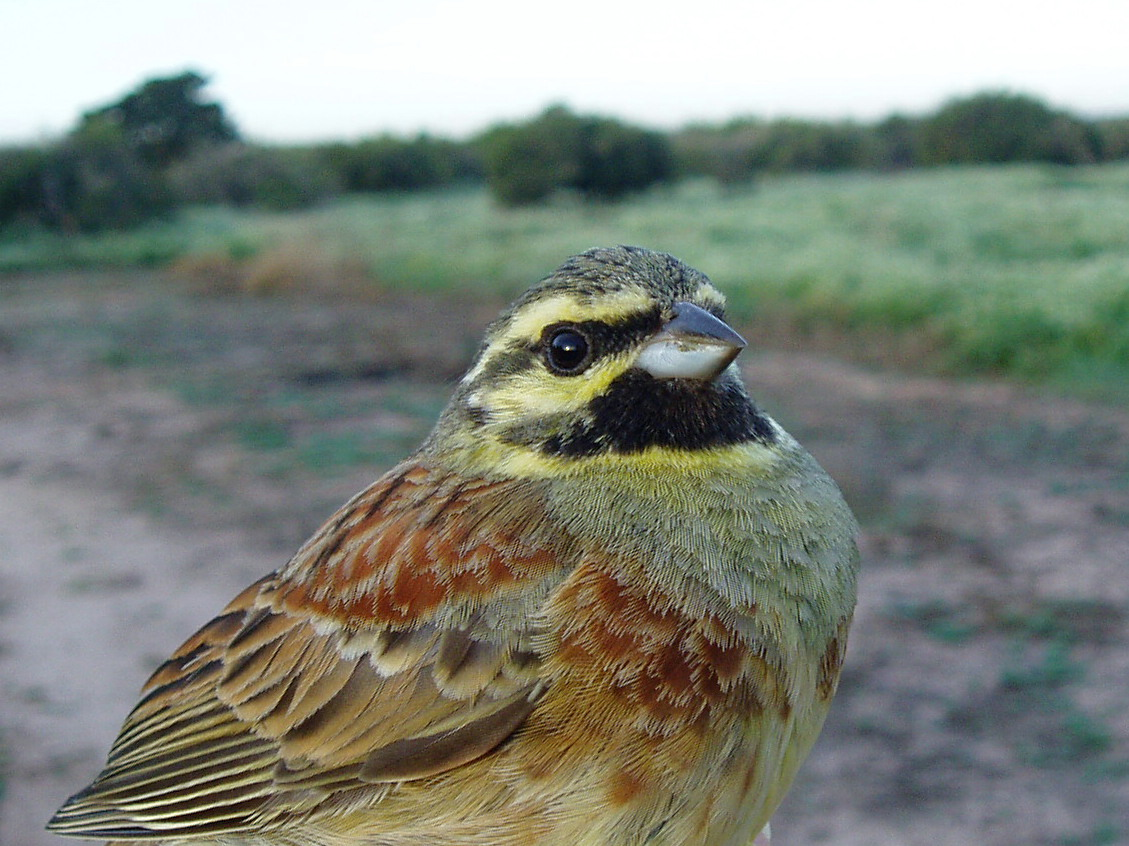
Sövénysármány (Emberiza cirlus)
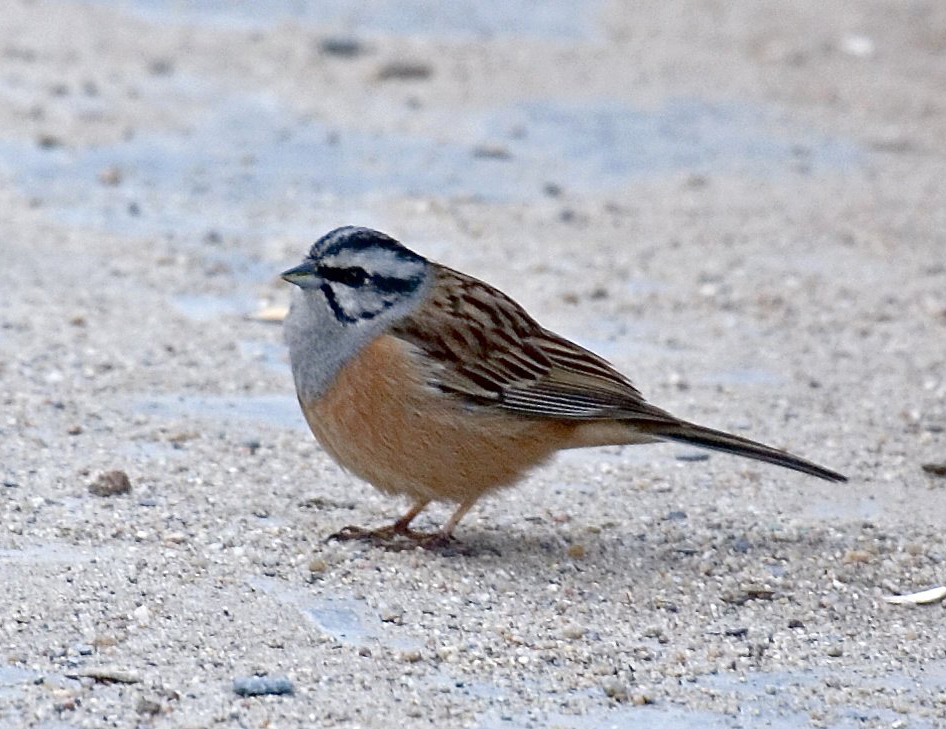
Bajszos sármány (Emberiza cia)
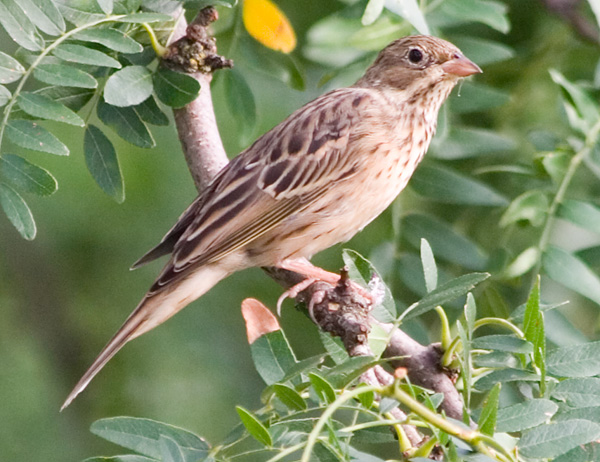
Kerti sármány (Emberiza hortulana)
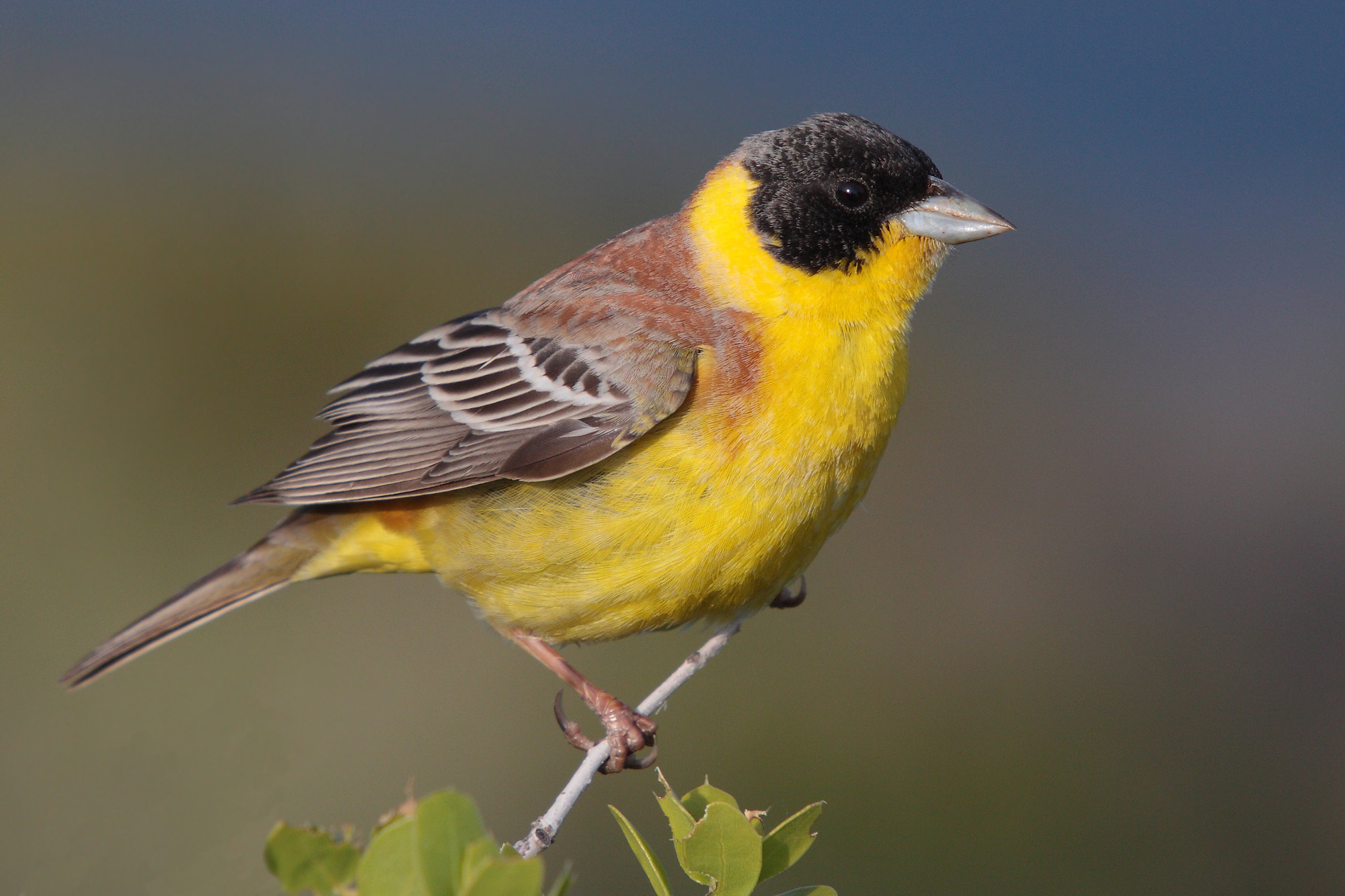
Kucsmás sármány (Emberiza melanocephala)
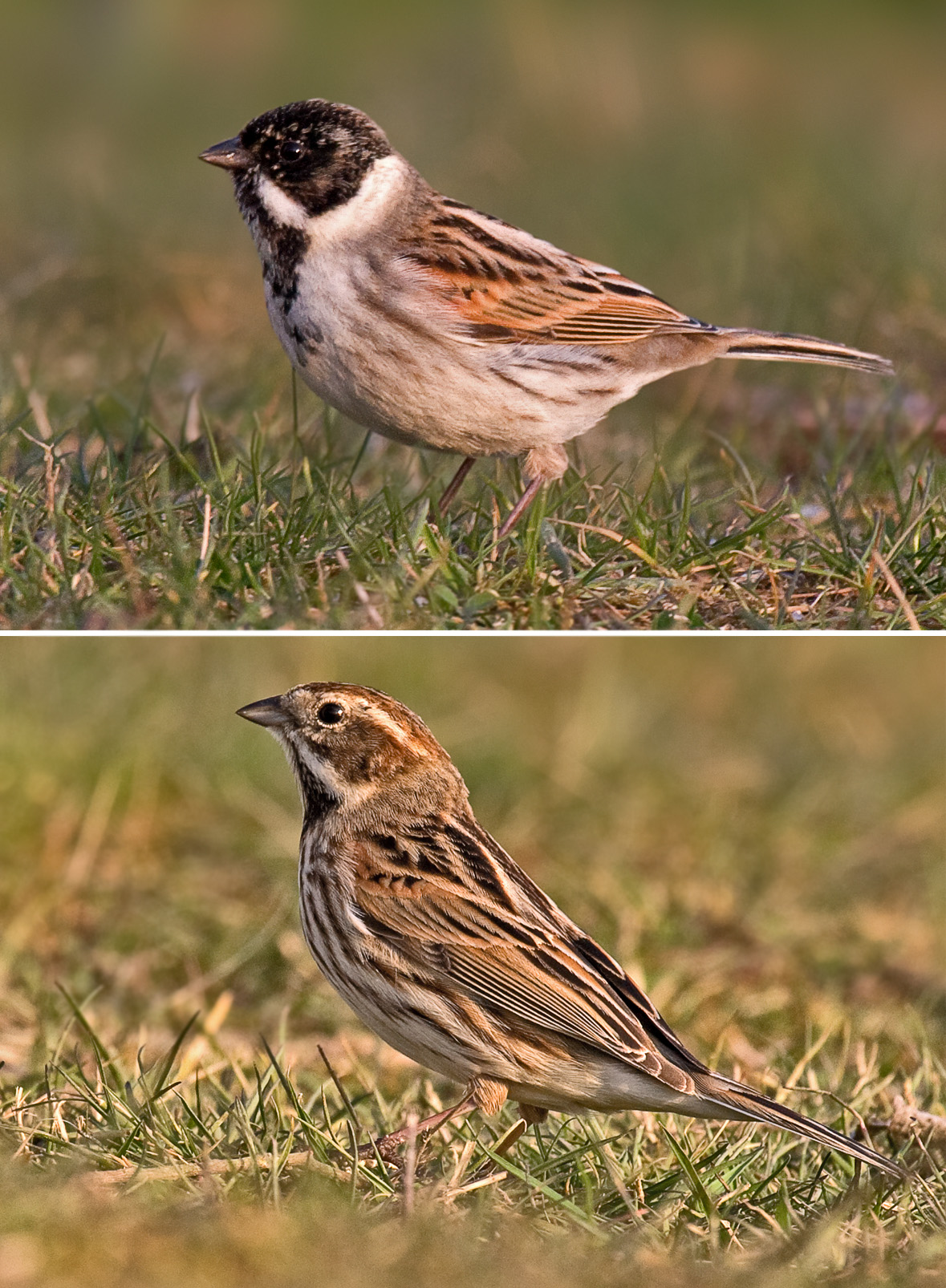
Nádi sármány (Emberiza schoeniclus)
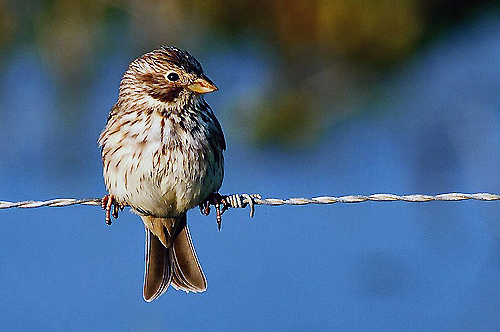
Sordély (Miliaria calandra) más néven
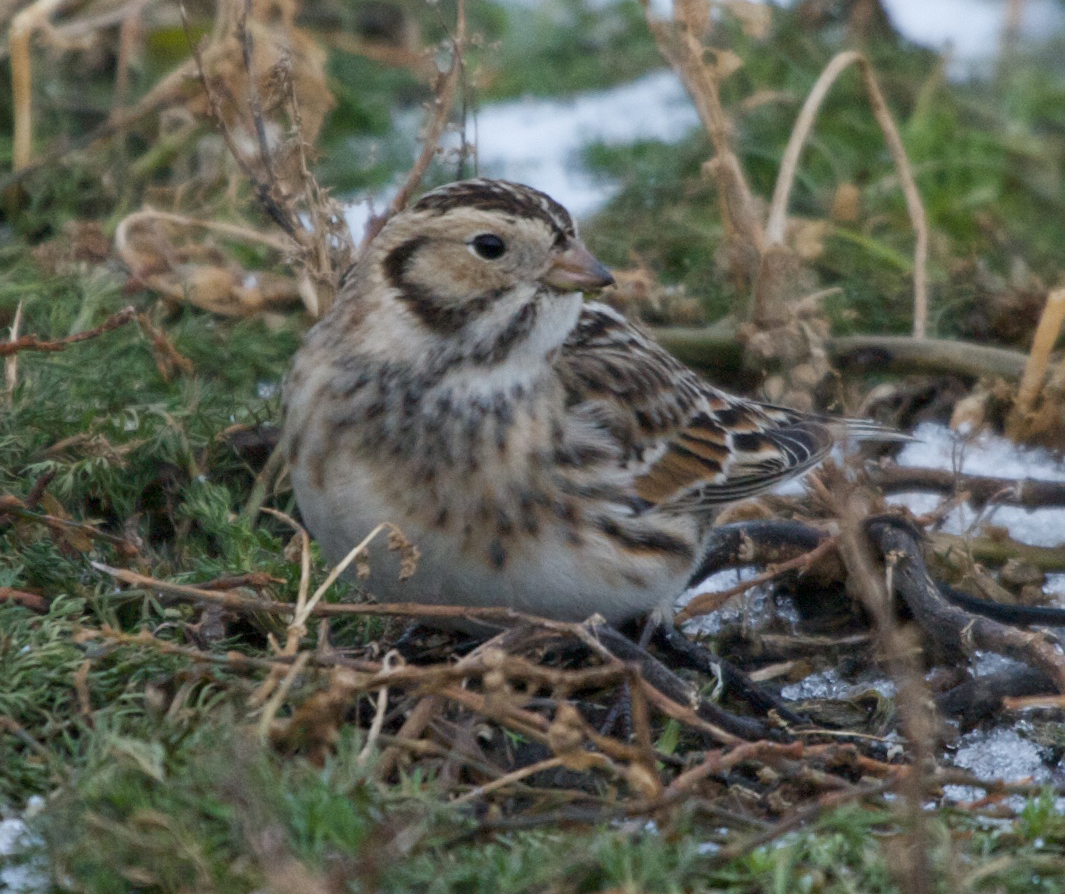
Sarkantyús sármány (Calcarius lapponicus)
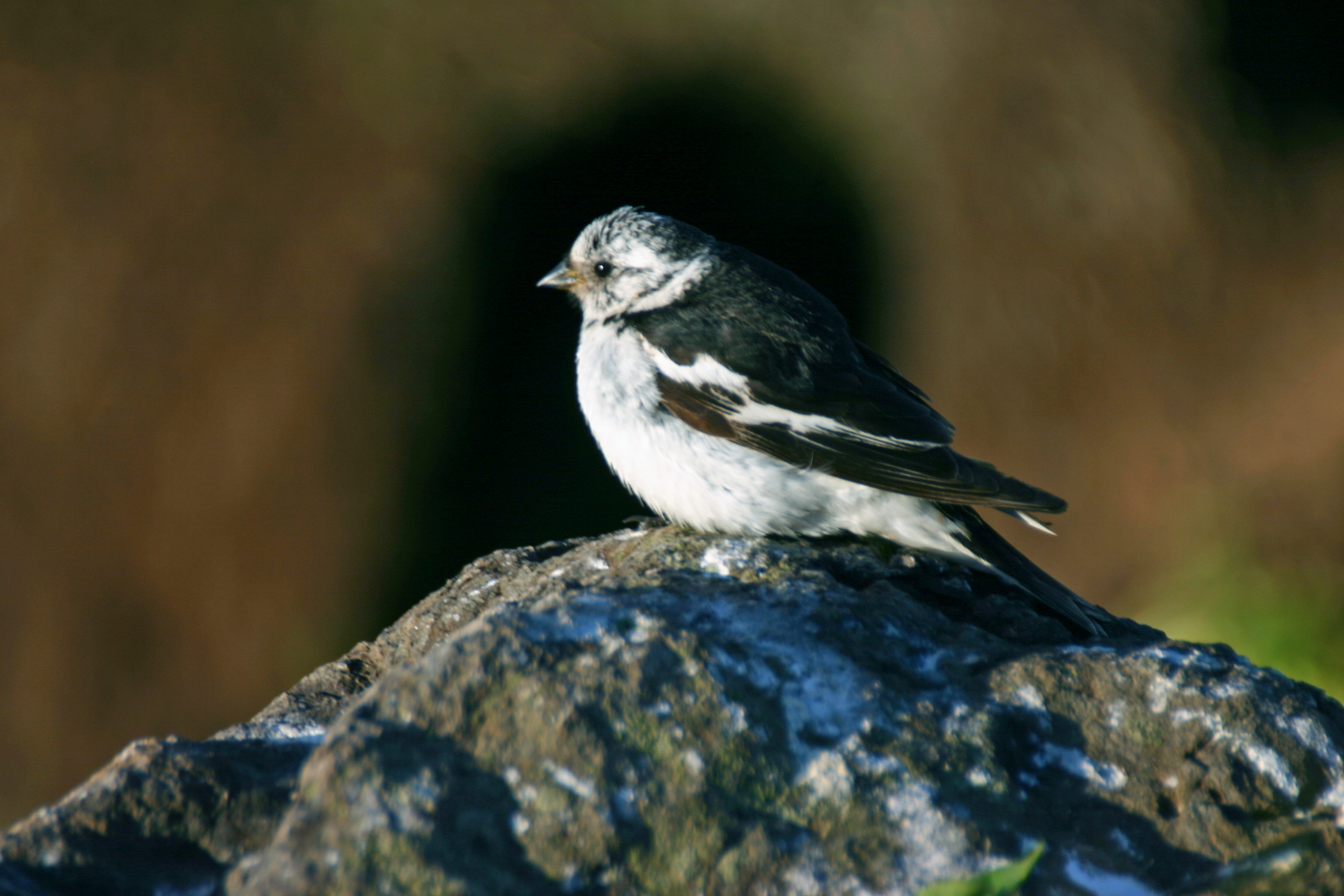
Hósármány (Plectrophenax nivalis)

### Pintyfélék(Fringillidae)

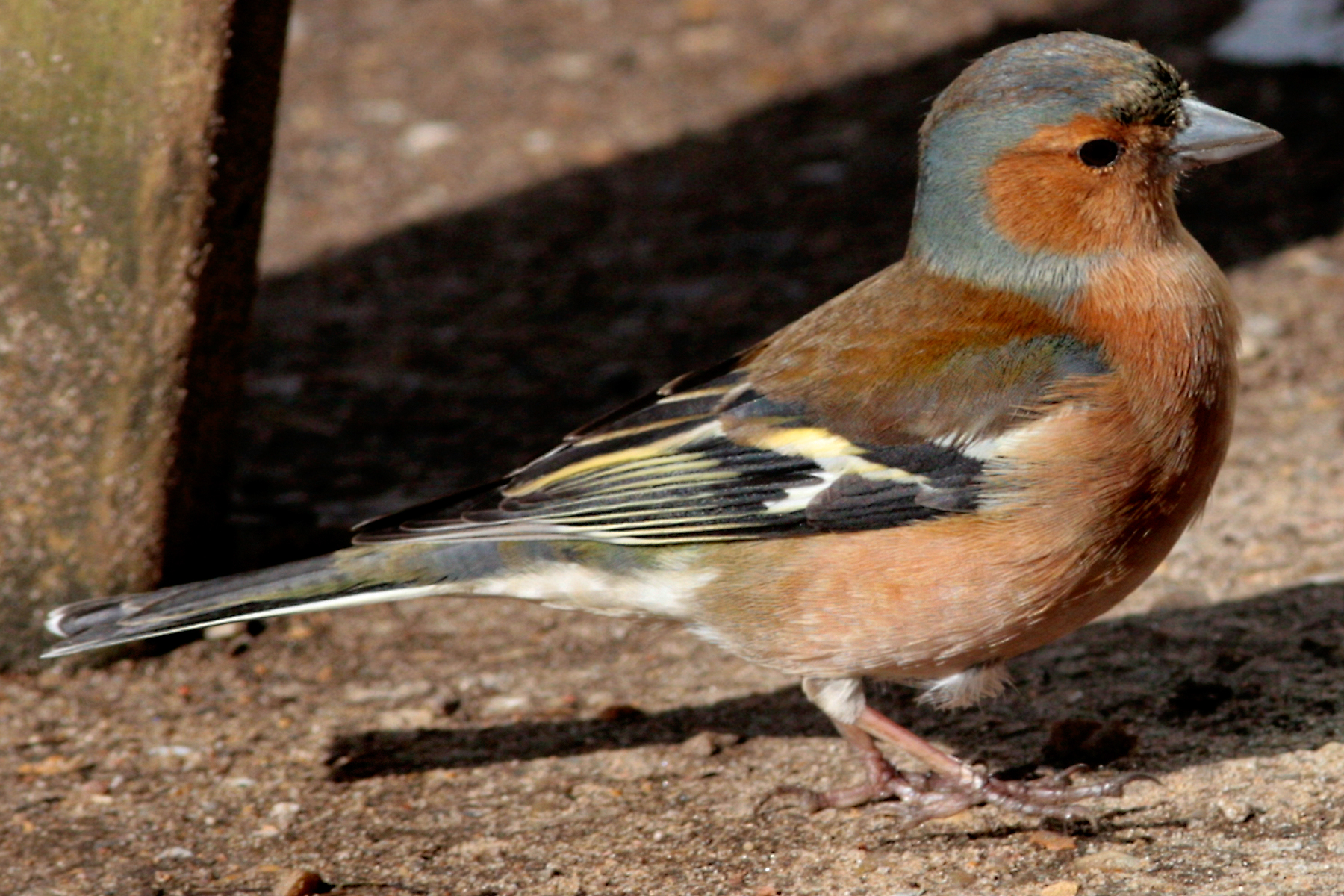
Erdei pinty (Fringilla coelebs)
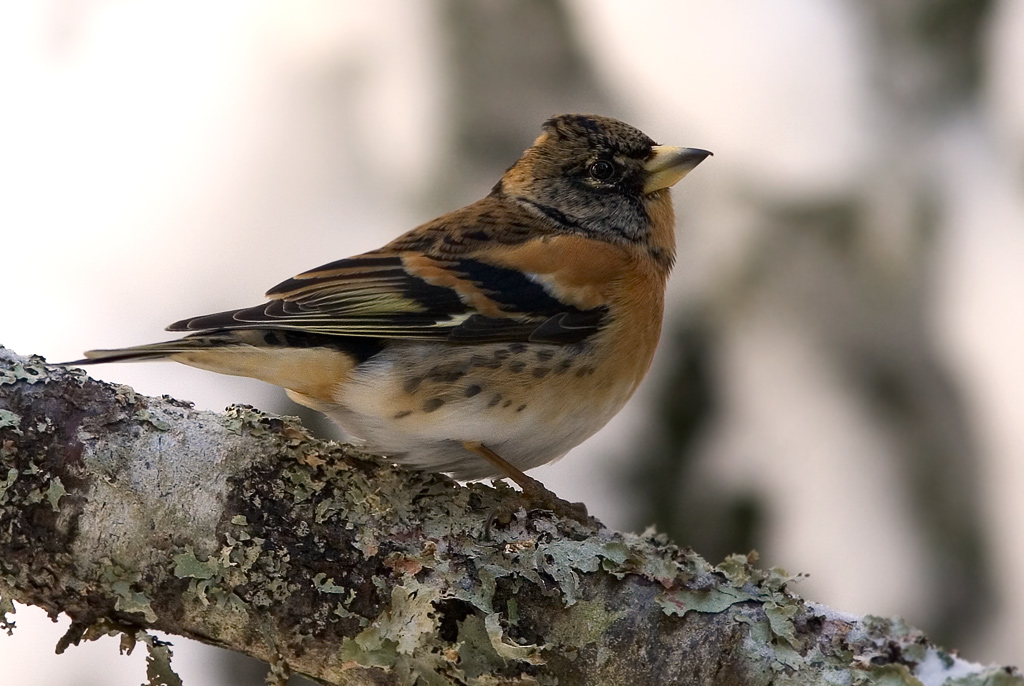
Fenyőpinty (Fringilla montifringilla)
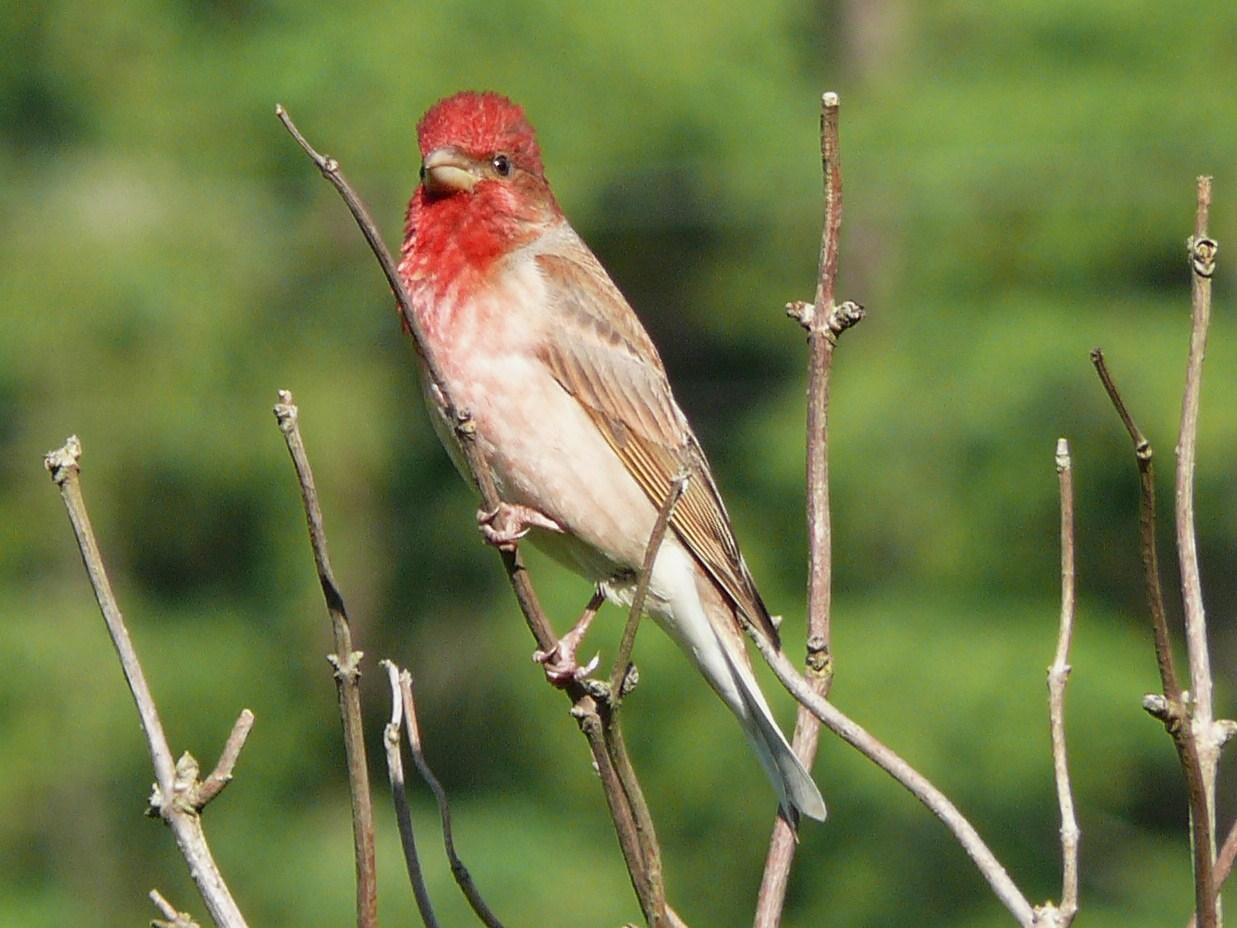
Karmazsinpirók (Carpodacus erythrinus)
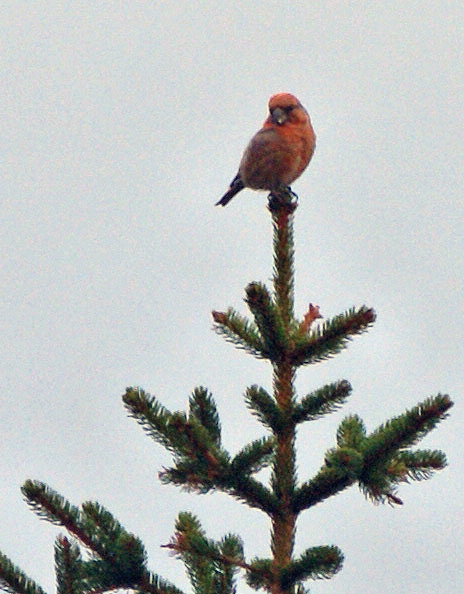
Nagy keresztcsőrű (Loxia pytyopsittacus)
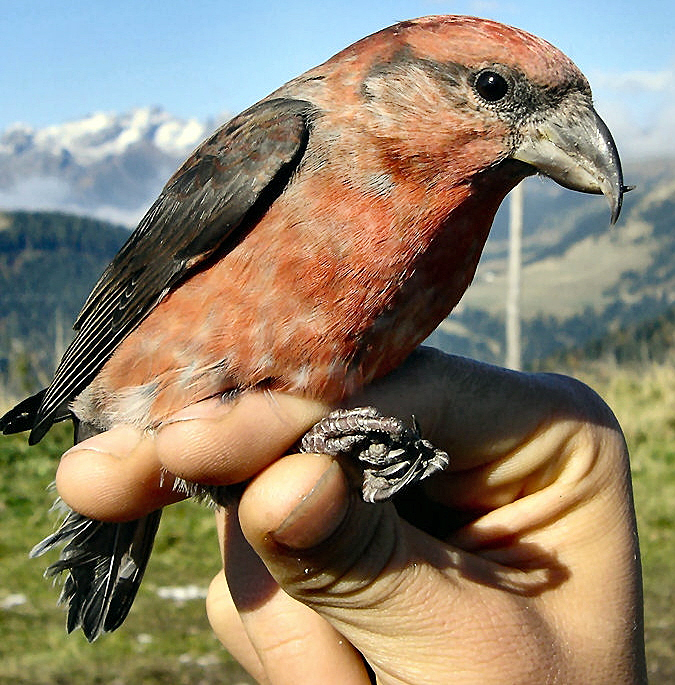
Keresztcsőrű (Loxia curvirostra)
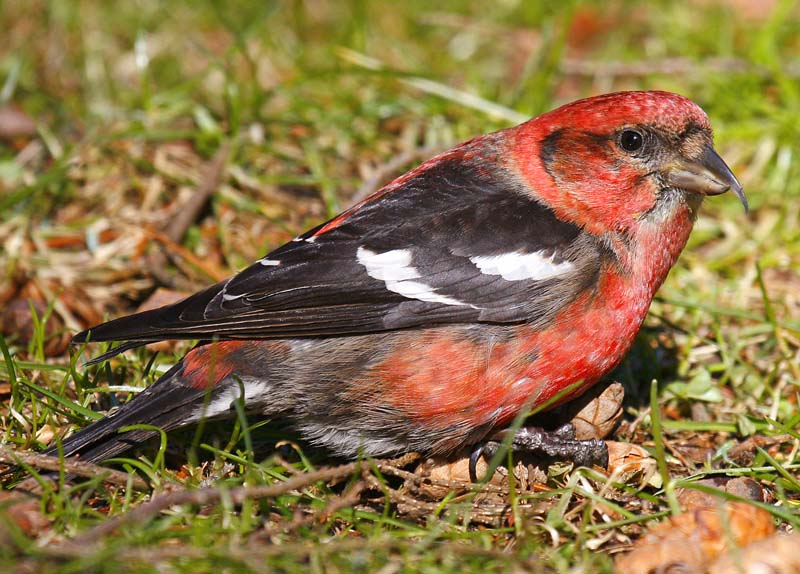
Szalagos keresztcsőrű (Loxia leucoptera)
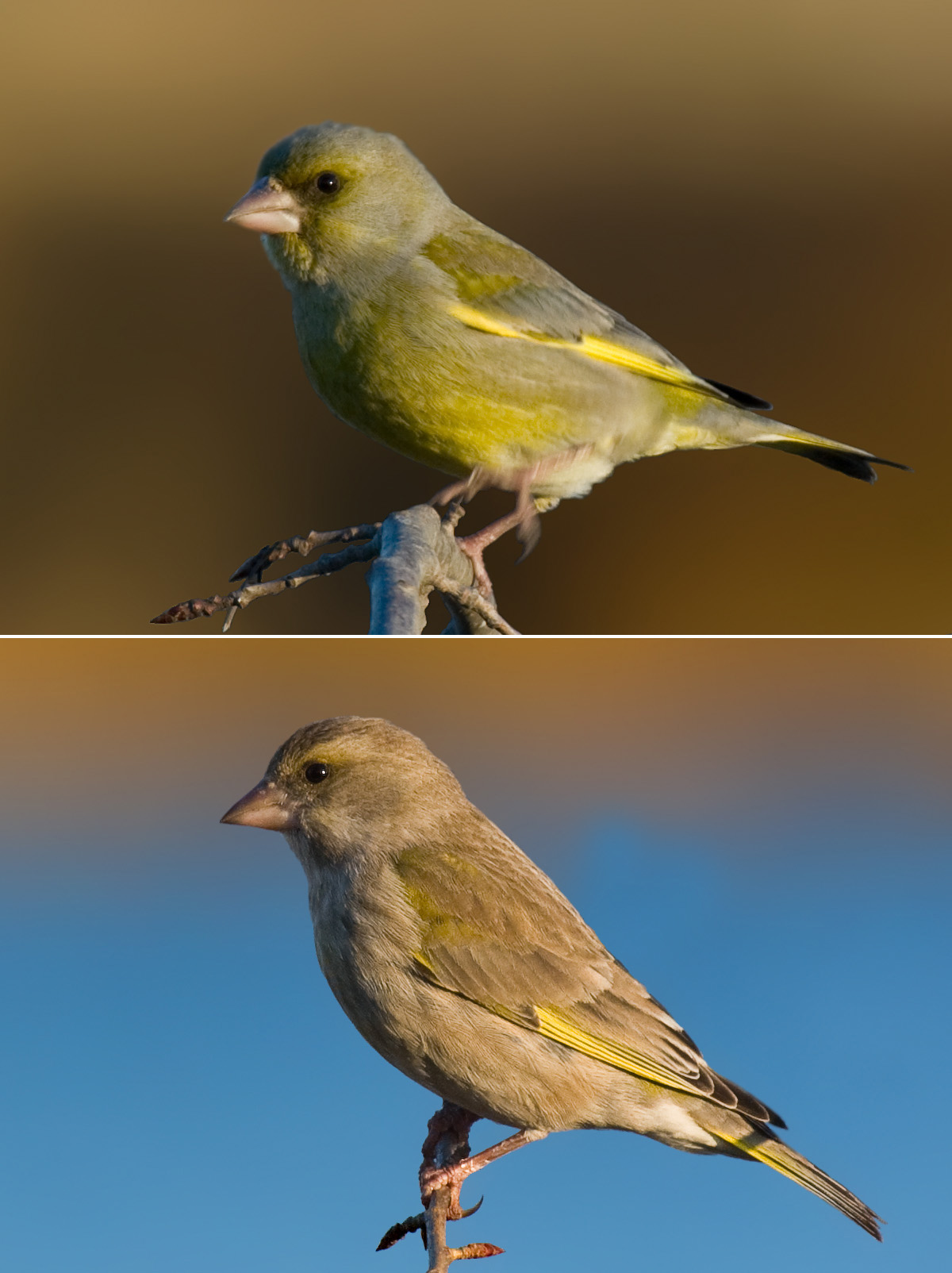
Zöldike (Carduelis chloris)
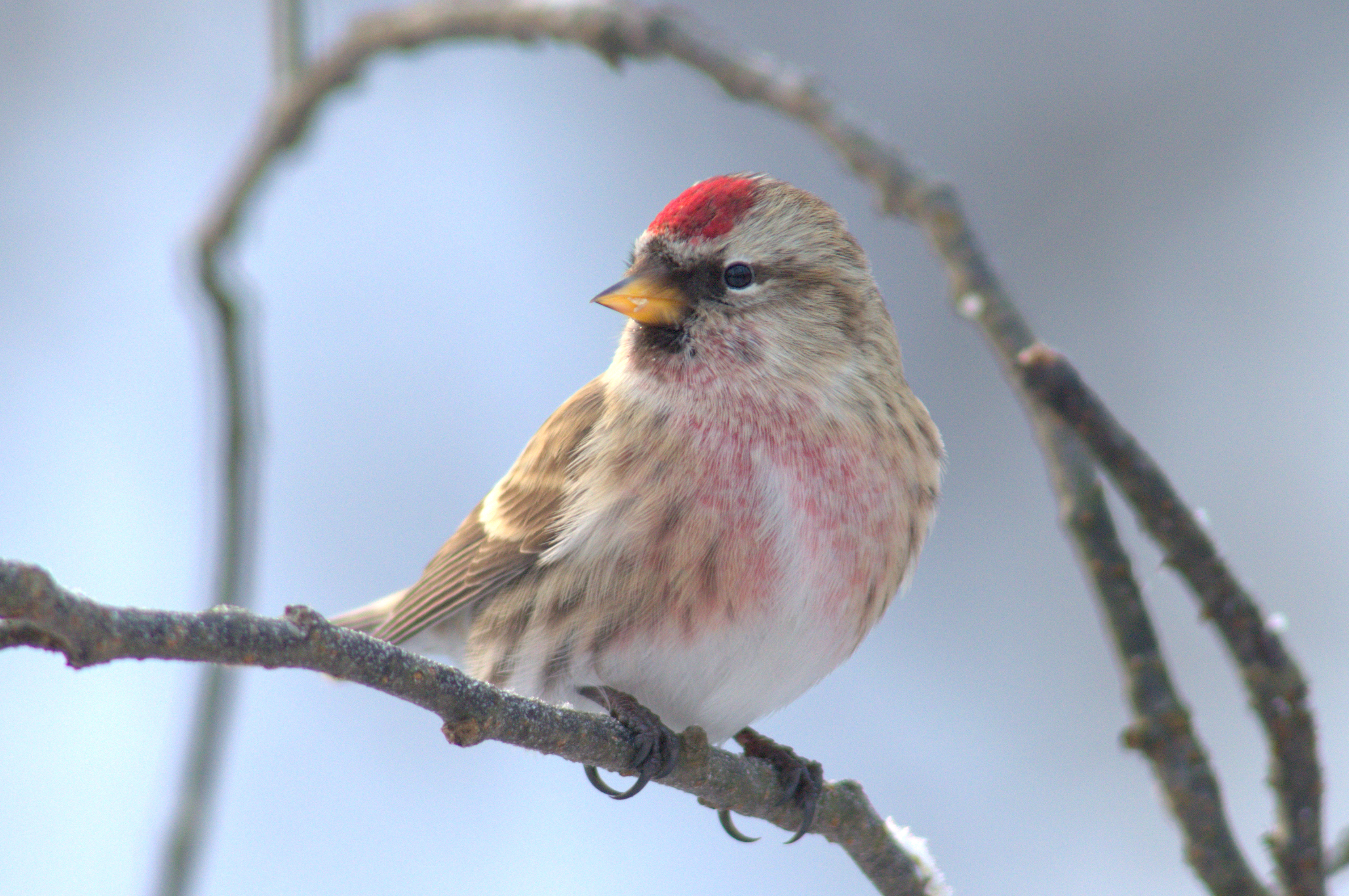
Zsezse (Carduelis flammea)
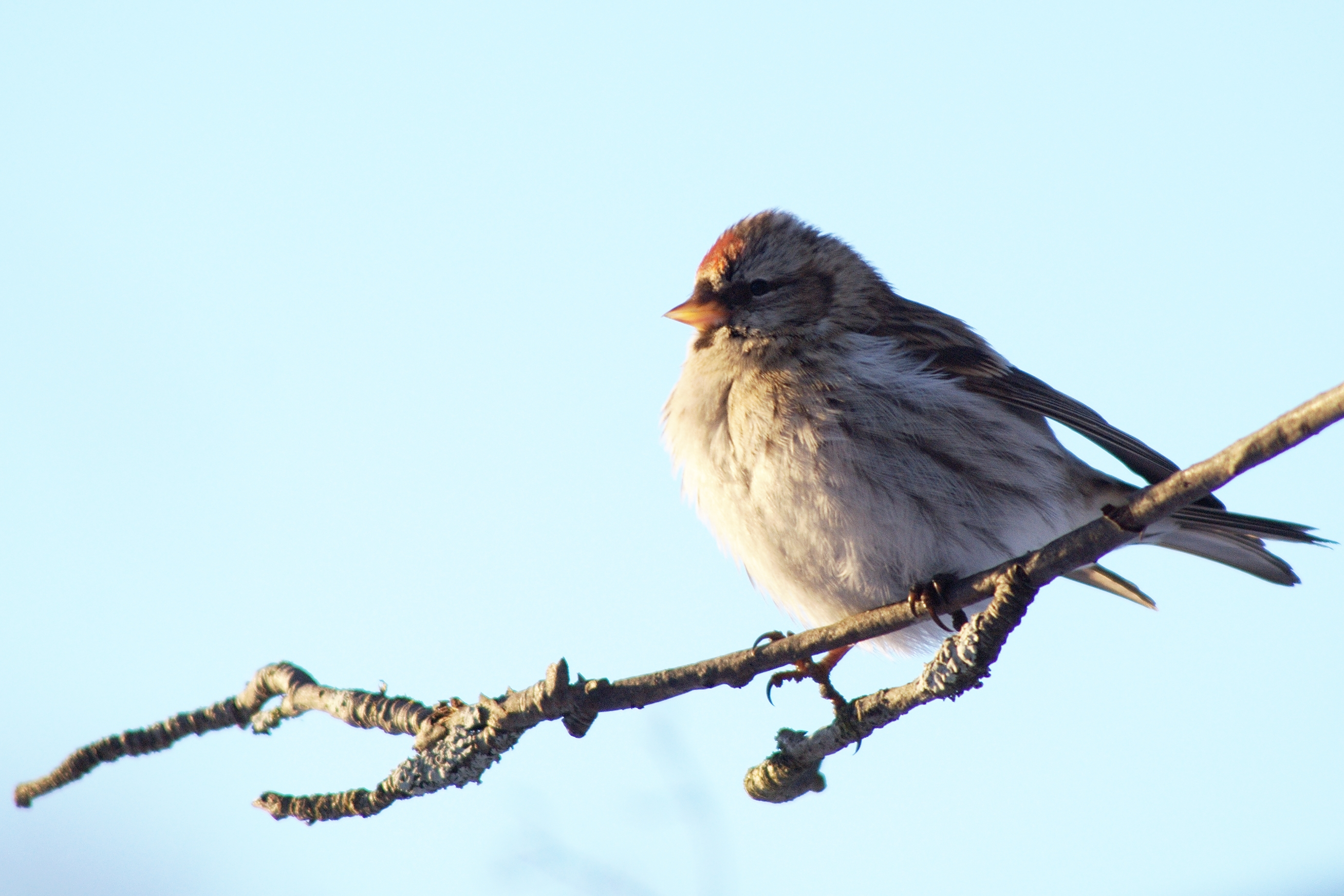
Szürke zsezse (Carduelis hornemanni)
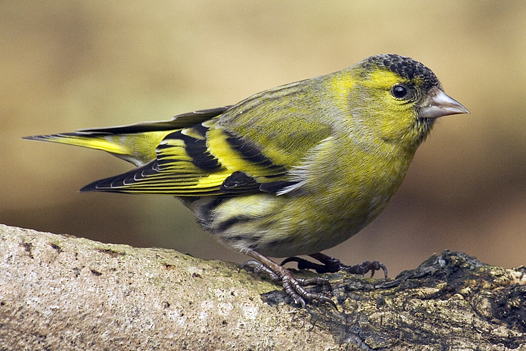
csíz (Carduelis spinus)
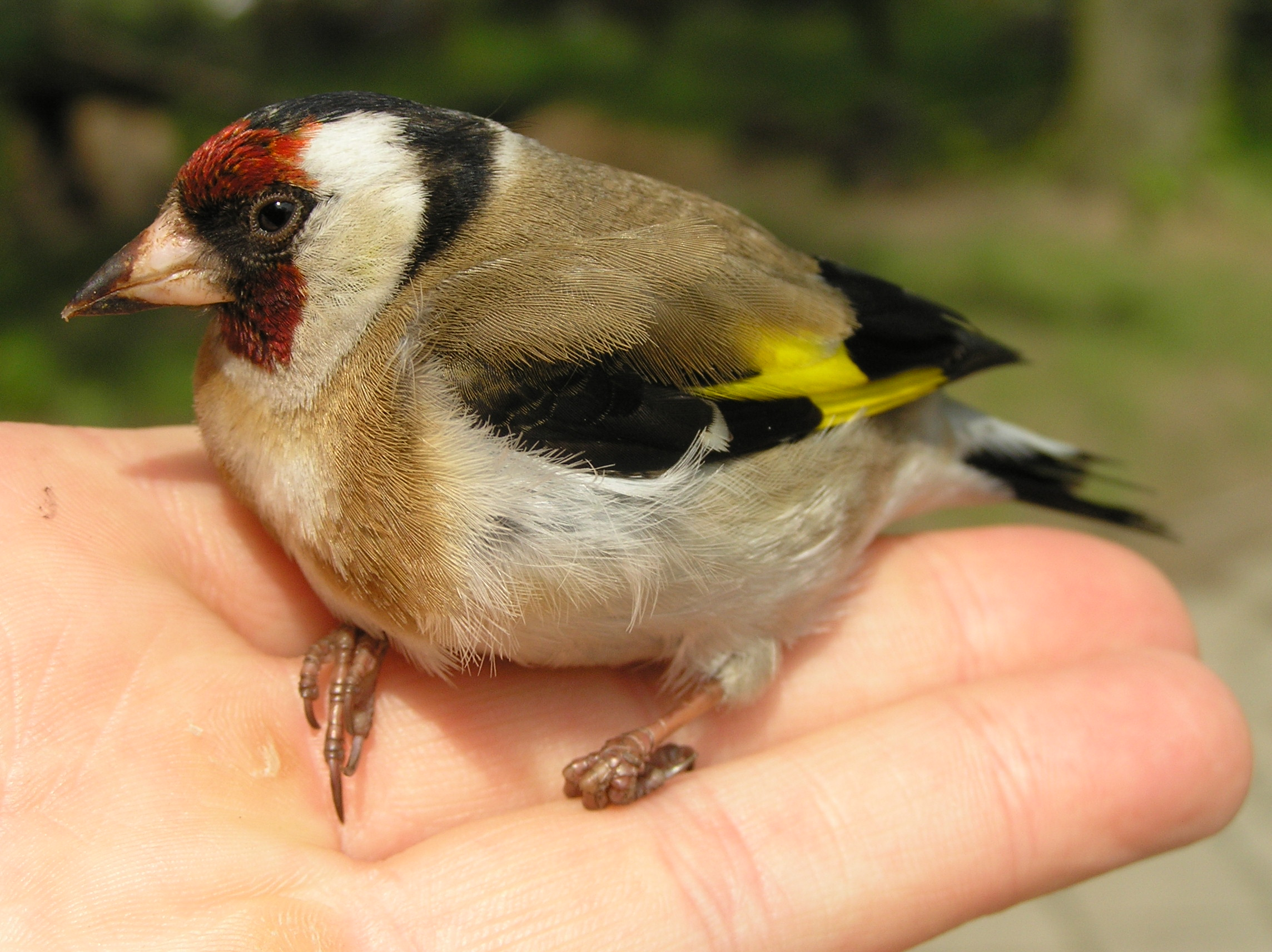
tengelic (Carduelis carduelis)
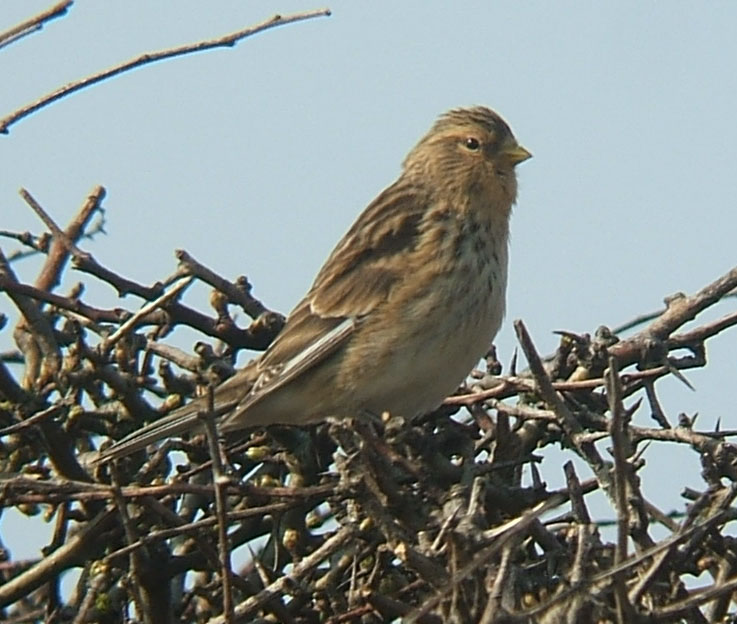
Sárgacsőrű kenderike (Carduelis flavirostris)
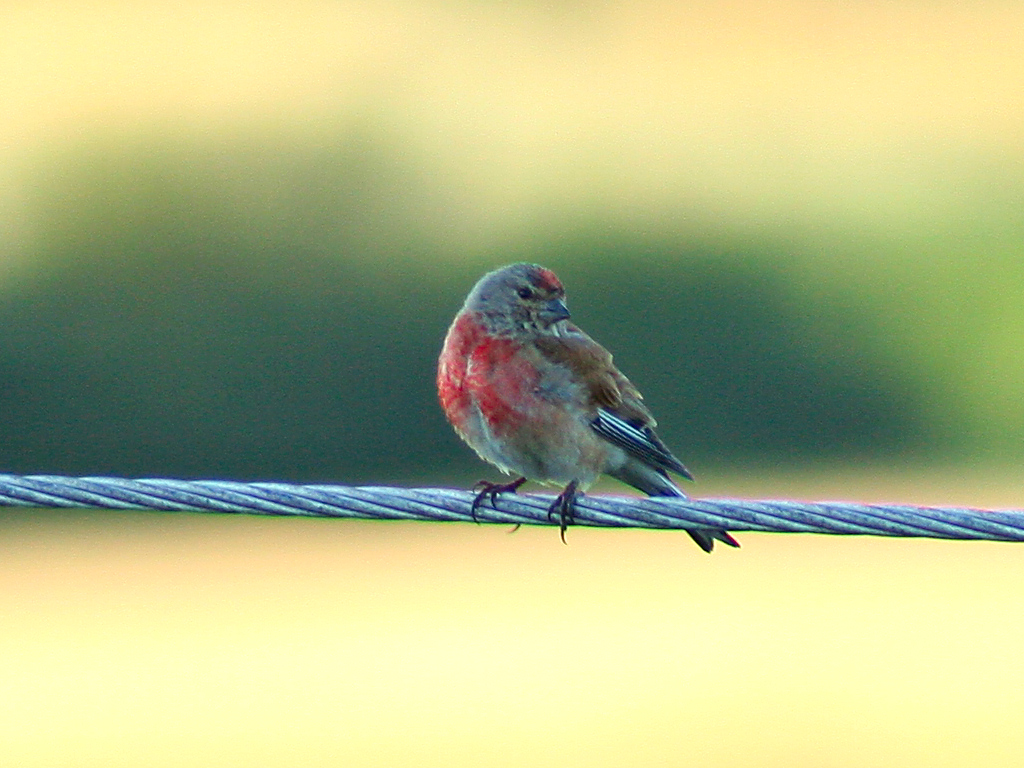
Kenderike (Carduelis cannabina)
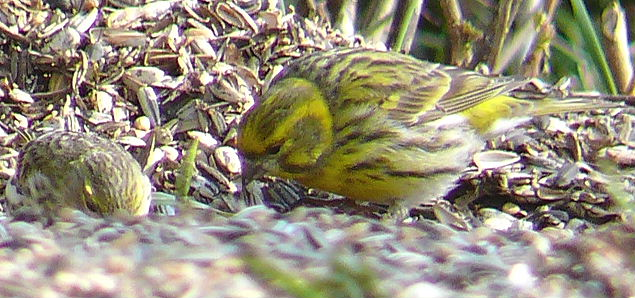
Csicsörke (Serinus serinus)
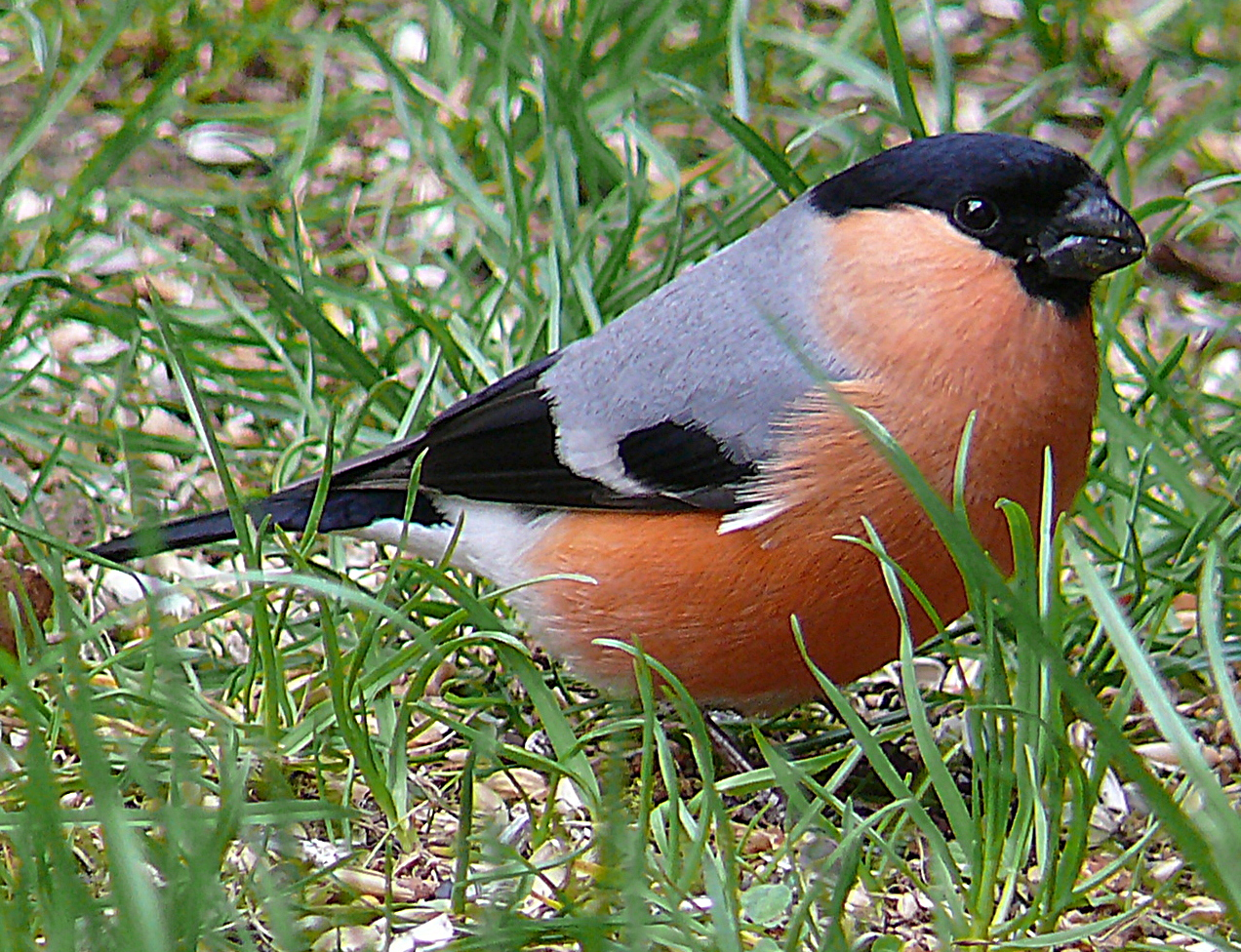
Süvöltő (Pyrrhula pyrrhula)
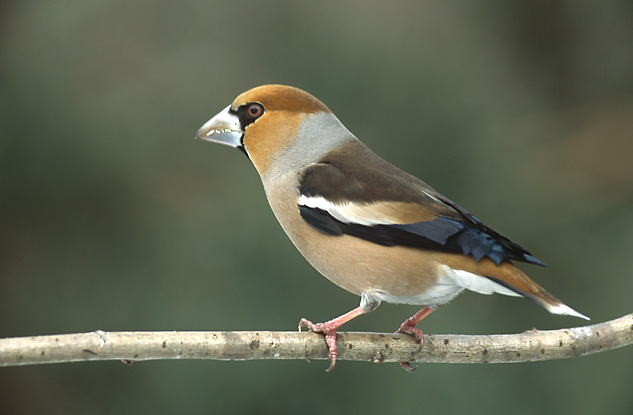
Meggyvágó (Coccothraustes coccothraustes)

### Verébfélék(Passeridae)

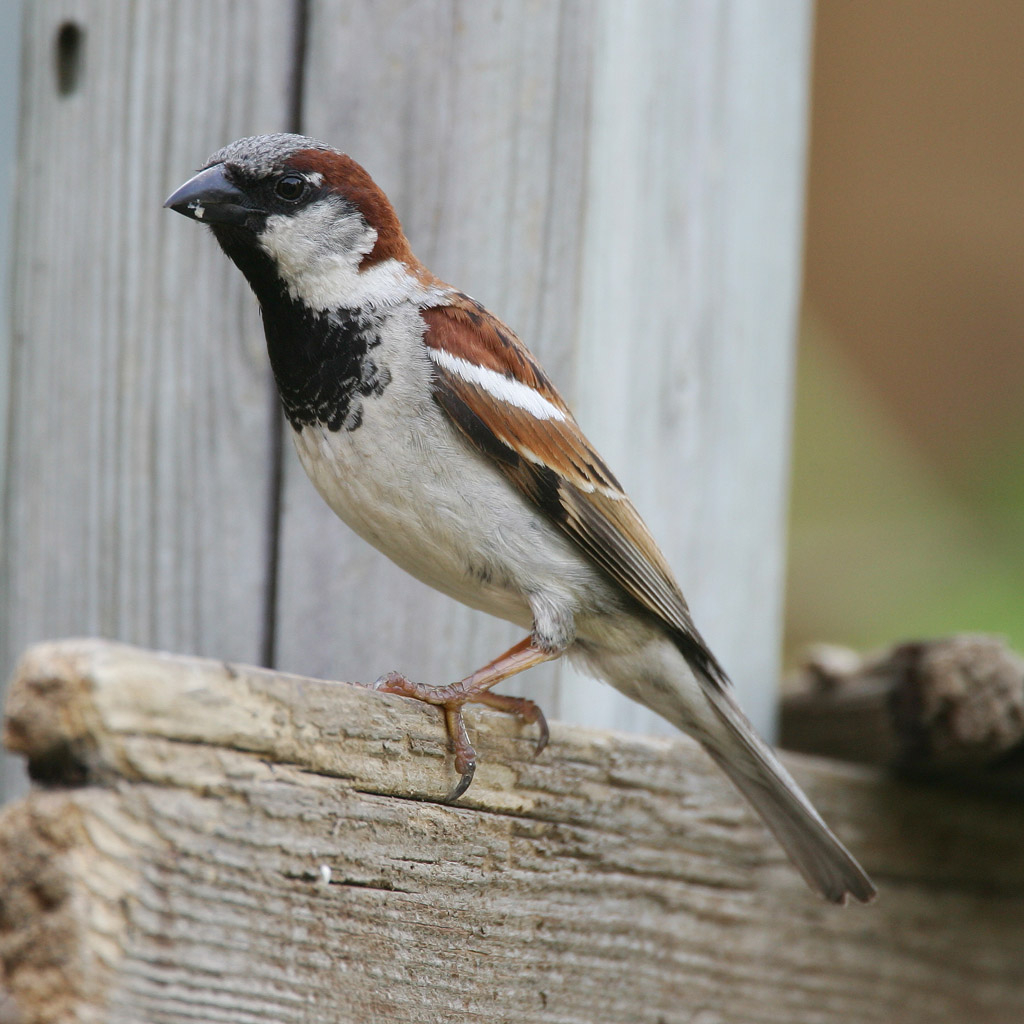
Házi veréb (Passer domesticus)
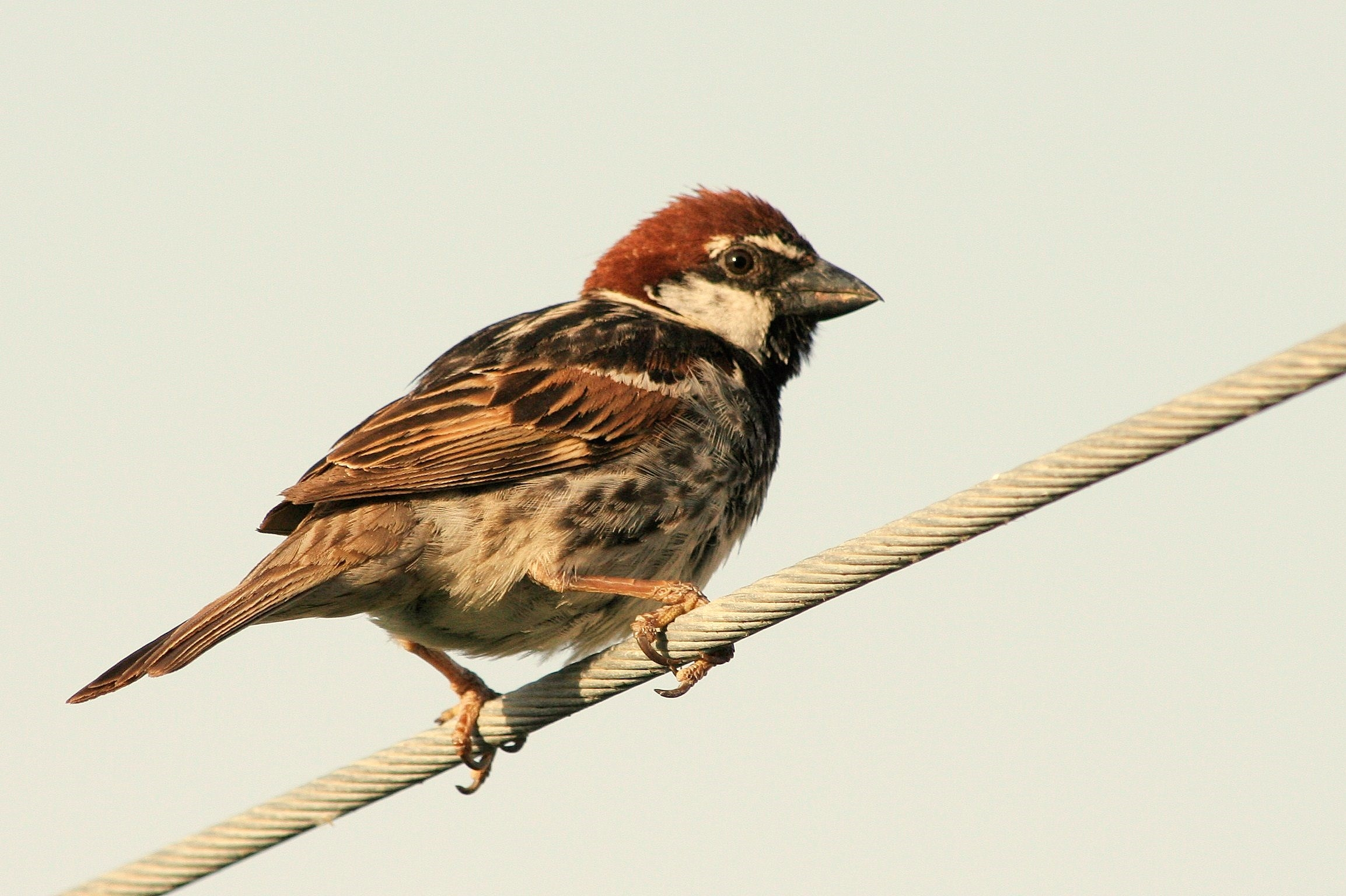
Berki veréb (Passer hispaniolensis)
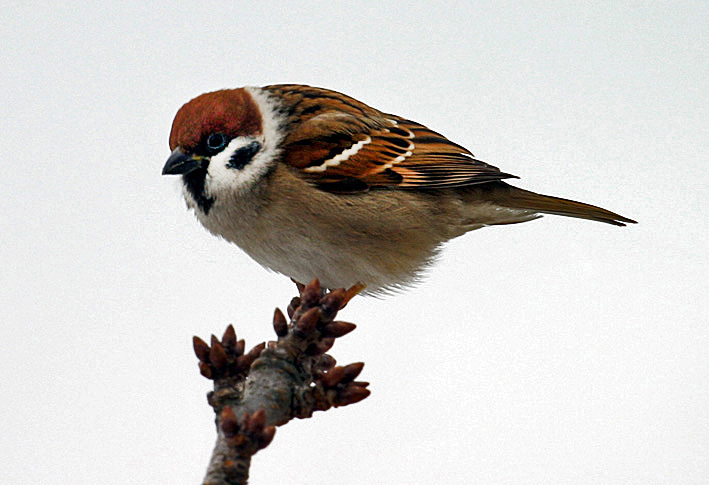
Mezei veréb (Passer montanus)
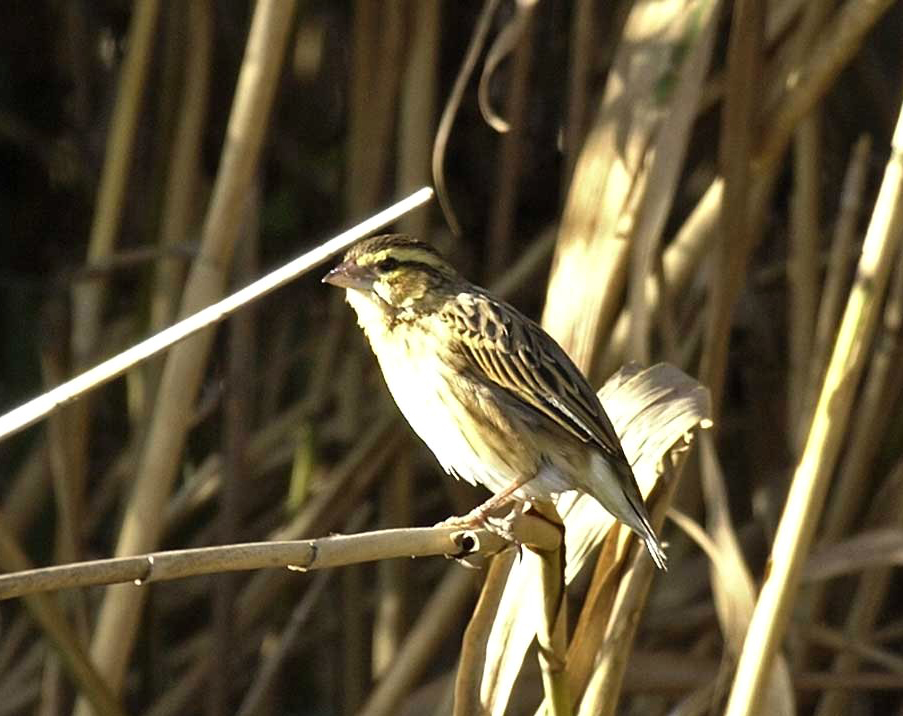
Kövi veréb (Petronia petronia)
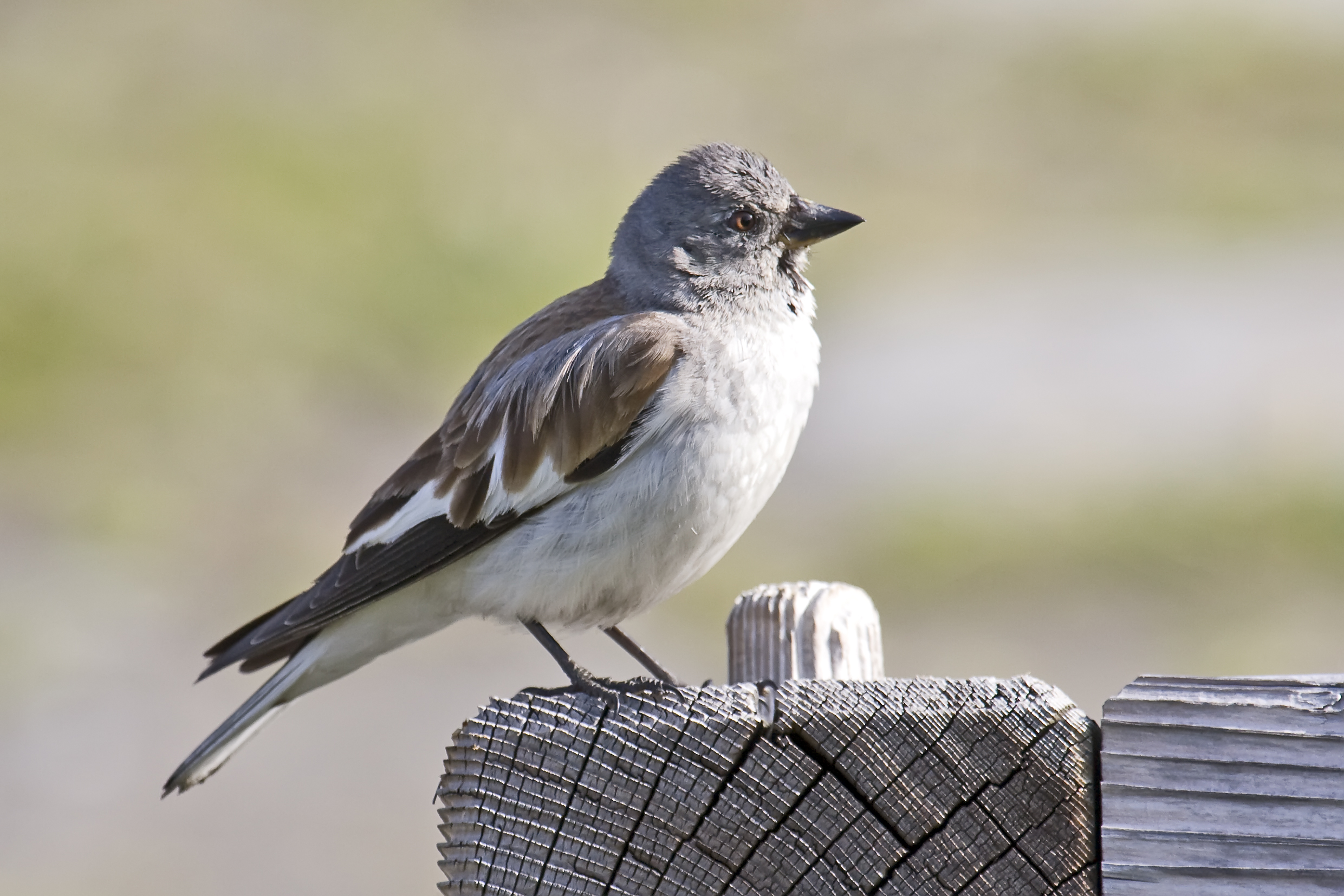
Havasi pinty (Montifringilla nivalis)